# Arte equino

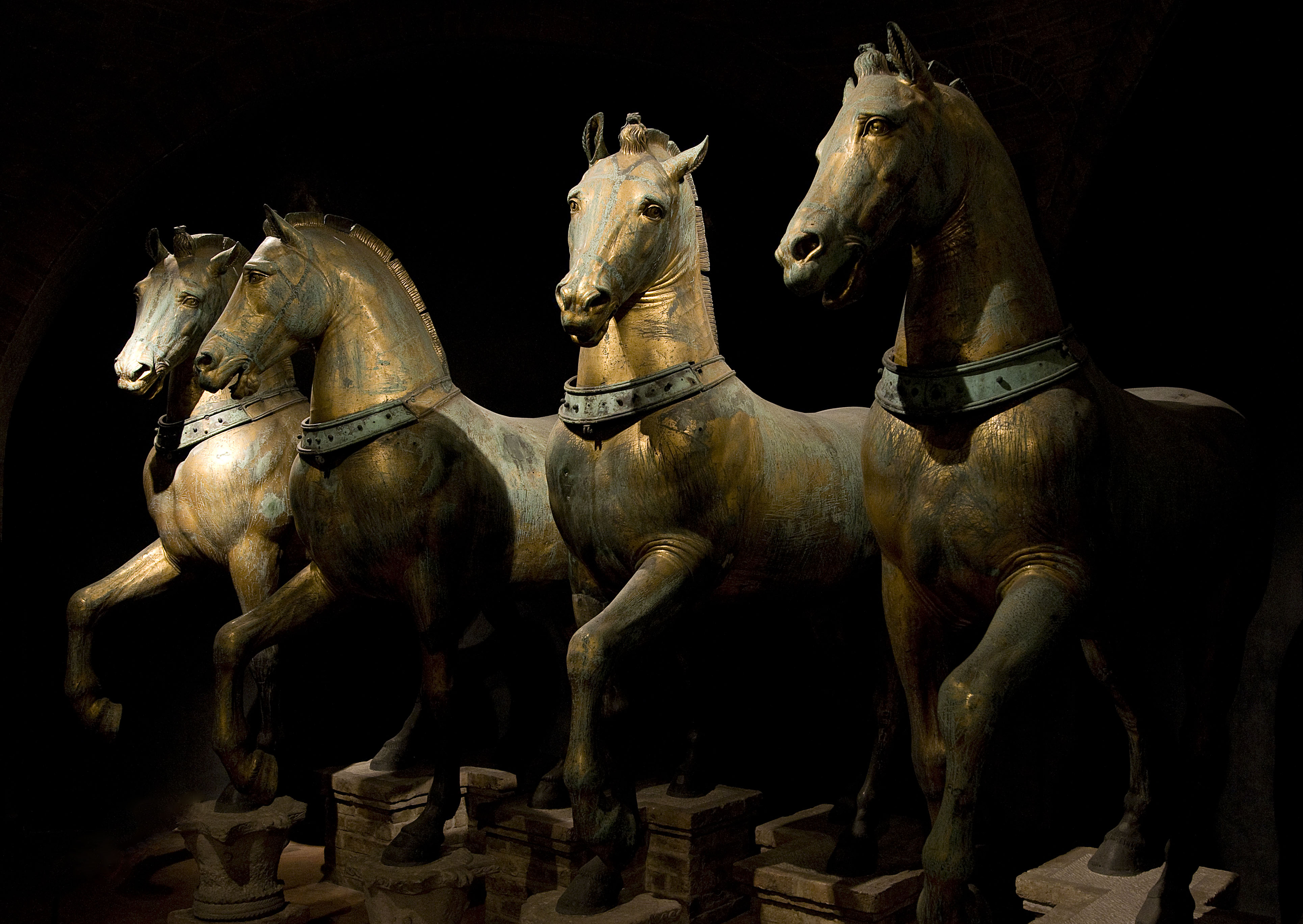
Caballos de San Marcos, actualmente en la catedral de Venecia.
Proceden del Hipódromo de Constantinopla y su cronología no se ha podido establecer con certeza.

Arte equino es el arte de representar al caballo. Es el subgénero más importante de la animalística o género animalista (fundamentalmente en pintura y escultura).
No debe confundirse con el arte ecuestre o equitación (el arte de montar a caballo), ni con las demás manifestaciones de la hípica, deportivas o incluso artísticas, en las que es el caballo vivo, y no su representación, el vehículo de expresión artística: como en la alta escuela (Escuela Española de Equitación de Viena, Real Escuela Andaluza del Arte Ecuestre de Jerez) o en los espectáculos ecuestres del circo.
Las muy abundantes manifestaciones del caballo en el arte (el retrato ecuestre, las representaciones del caballo en la guerra —pintura de batallas y otros subgéneros de la pintura de historia—, en la caza o en el deporte) están entre las más importantes muestras de la animalística (el arte de representar animales).
El arte equino es tan antiguo como el arte mismo, pues hay representaciones de caballos ya en el arte rupestre del Paleolítico y en el arte antiguo de todas las civilizaciones, excepto en las precolombinas de América, dado que los caballos fueron introducidos allí por los españoles en el siglo XVI.

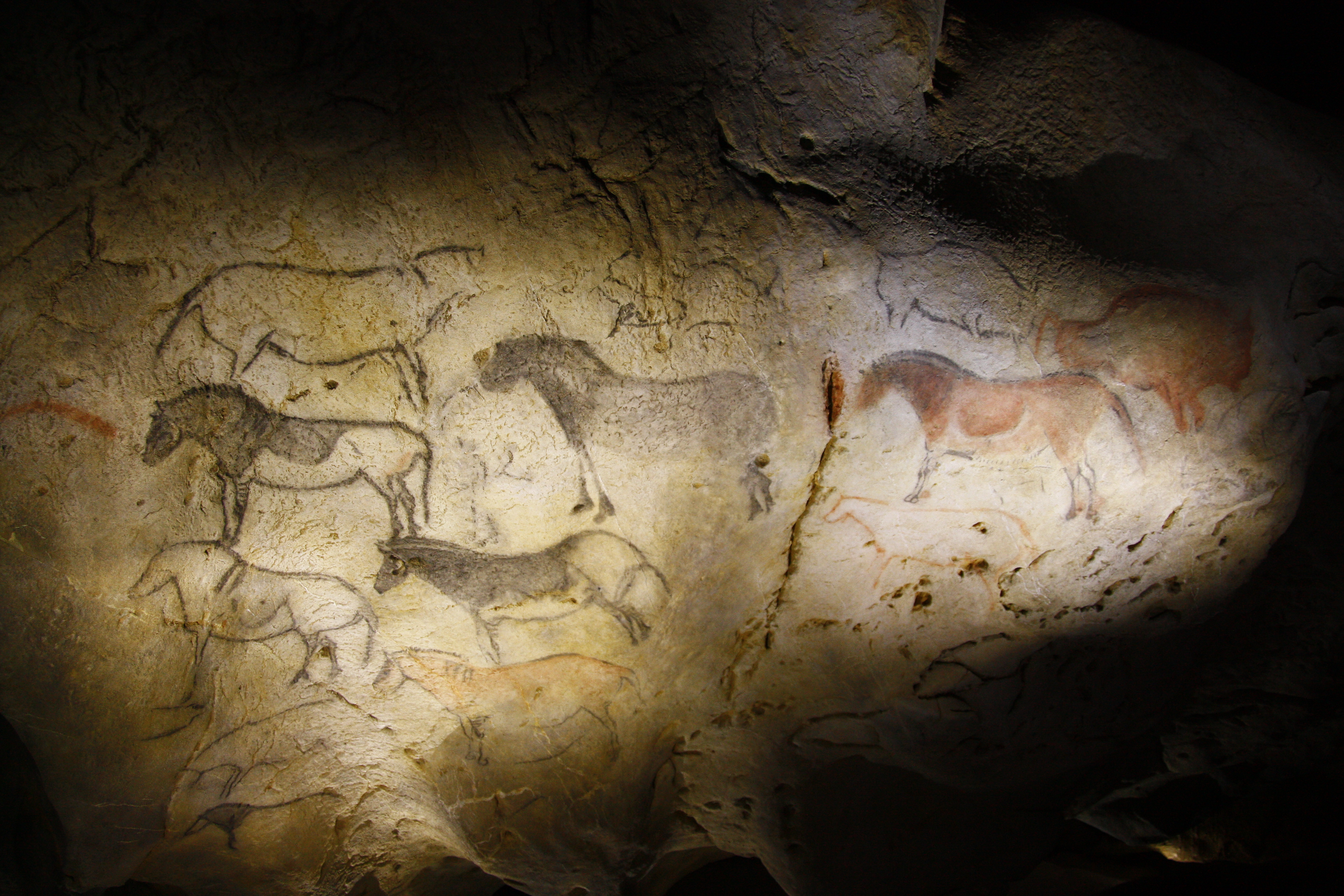
Caballos en la Cueva de Ekain (magdaleniense de la zona franco-cantábrica).
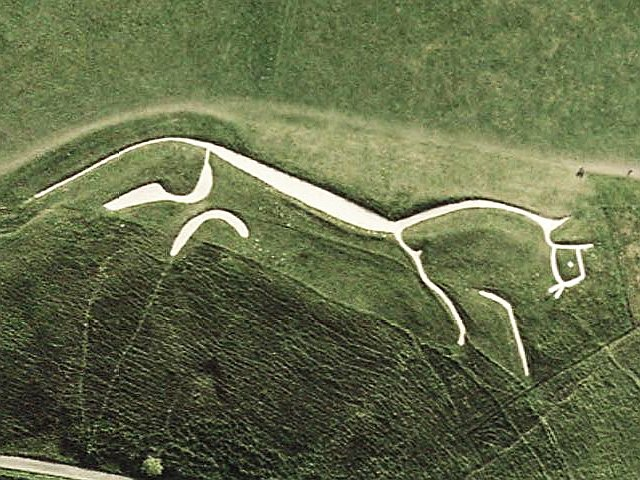
Caballo Blanco de Uffington (ca. 3000 a. C.)
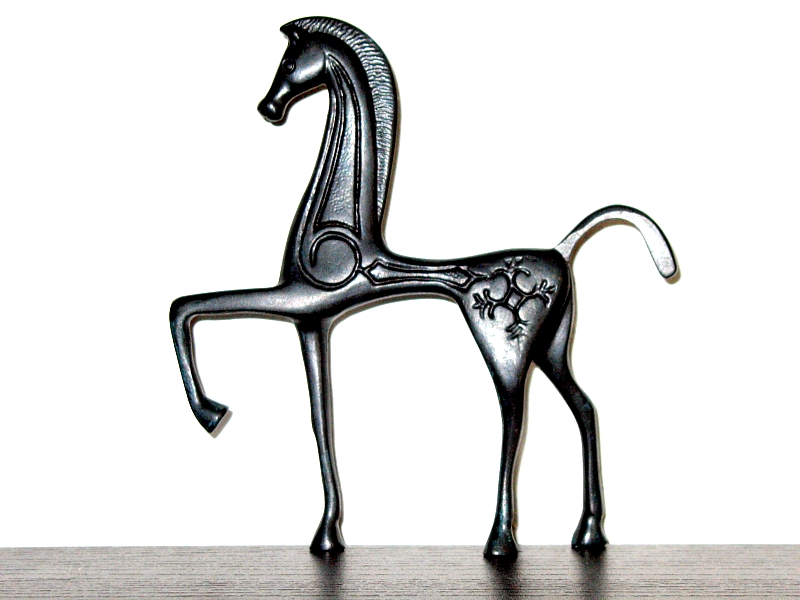
Bronce etrusco (ca. 600 a. C.)

Los caballos son las representaciones más habituales de los geoglifos denominados hill figures (Caballo Blanco de Uffington, Edad del Bronce).
En el arte chino destacó Han Gan como pintor de caballos de la dinastía Tang. Los míticos caballos celestiales o caballos de Ferghana, importados del Asia Central, fueron muy representados en la cerámica china. Qin Shi Huang, el primer emperador, mandó representar en su tumba un ejército de terracota, del que formaban parte también numerosos caballos.

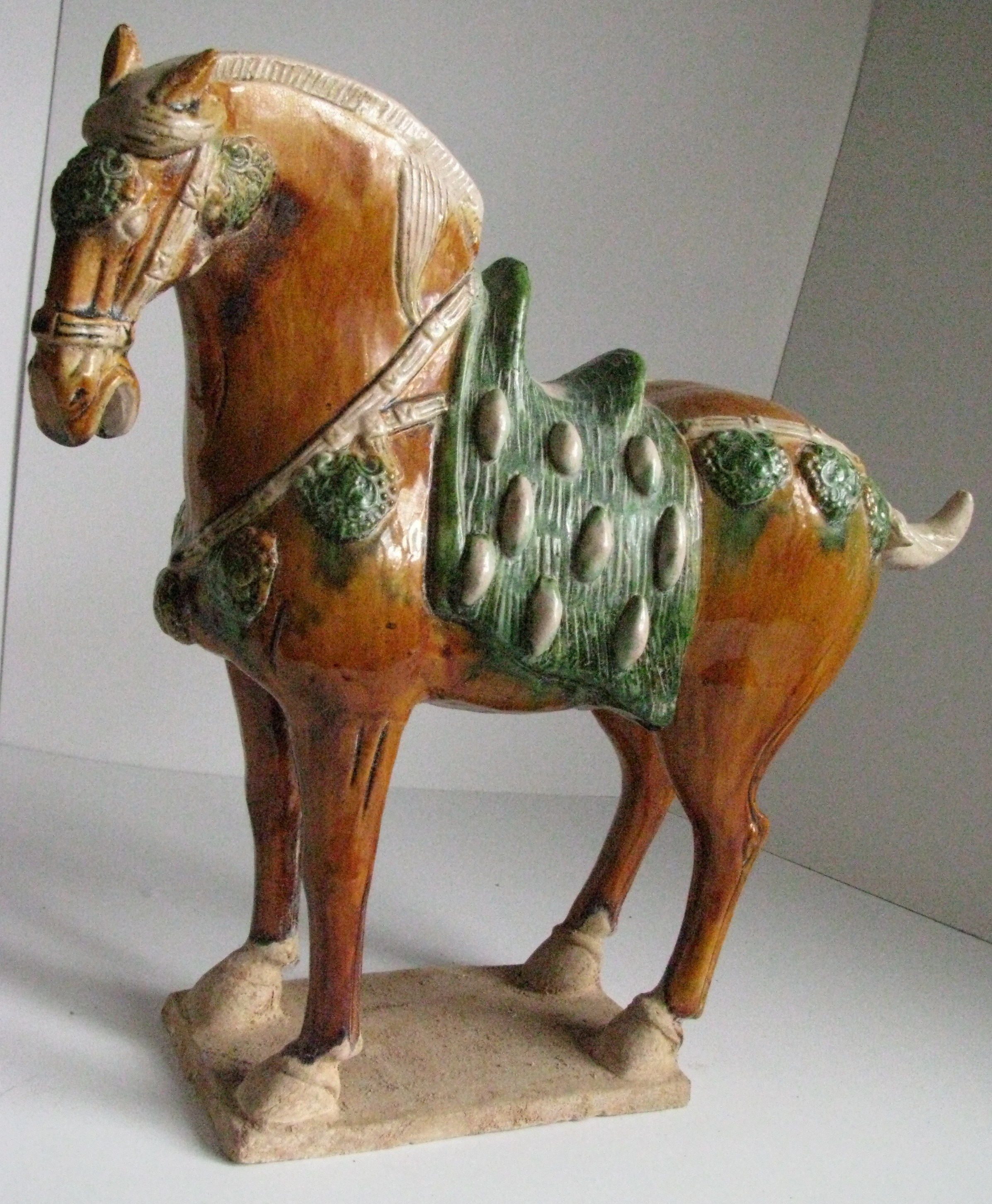
Caballo de guerra de la dinastía Tang (de los denominados celestiales o de Ferghana), representado en cerámica sancai.
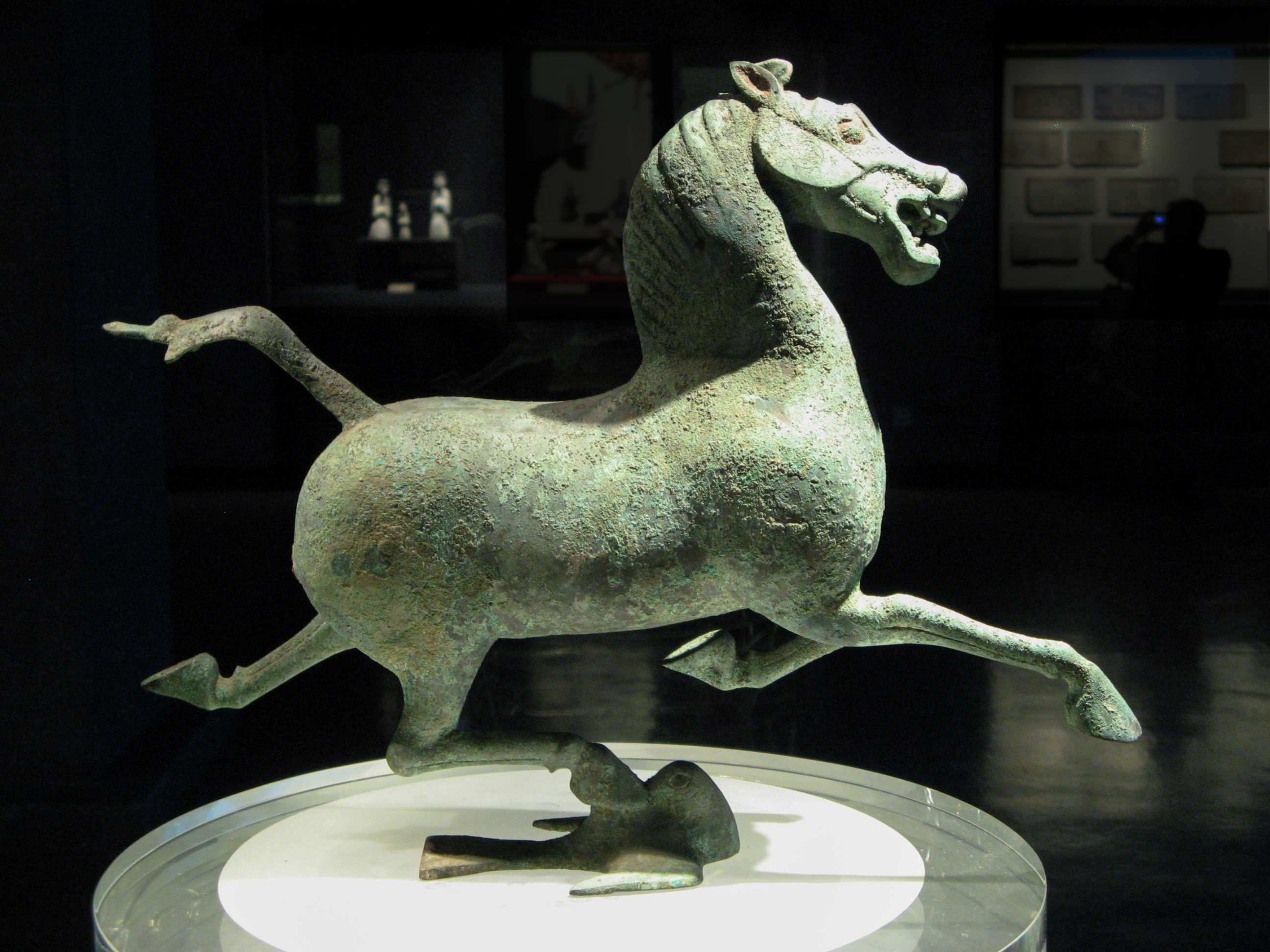
Bronce chino que representa un caballo al galope (siglo II, dinastía Han oriental), llamado caballo volador de Gansu o caballo volador al galope.
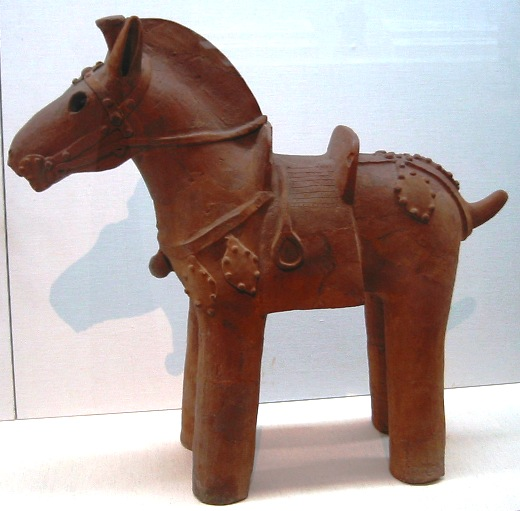
Cerámica japonesa que representa un caballo de guerra (periodo Kofun, siglo VI).
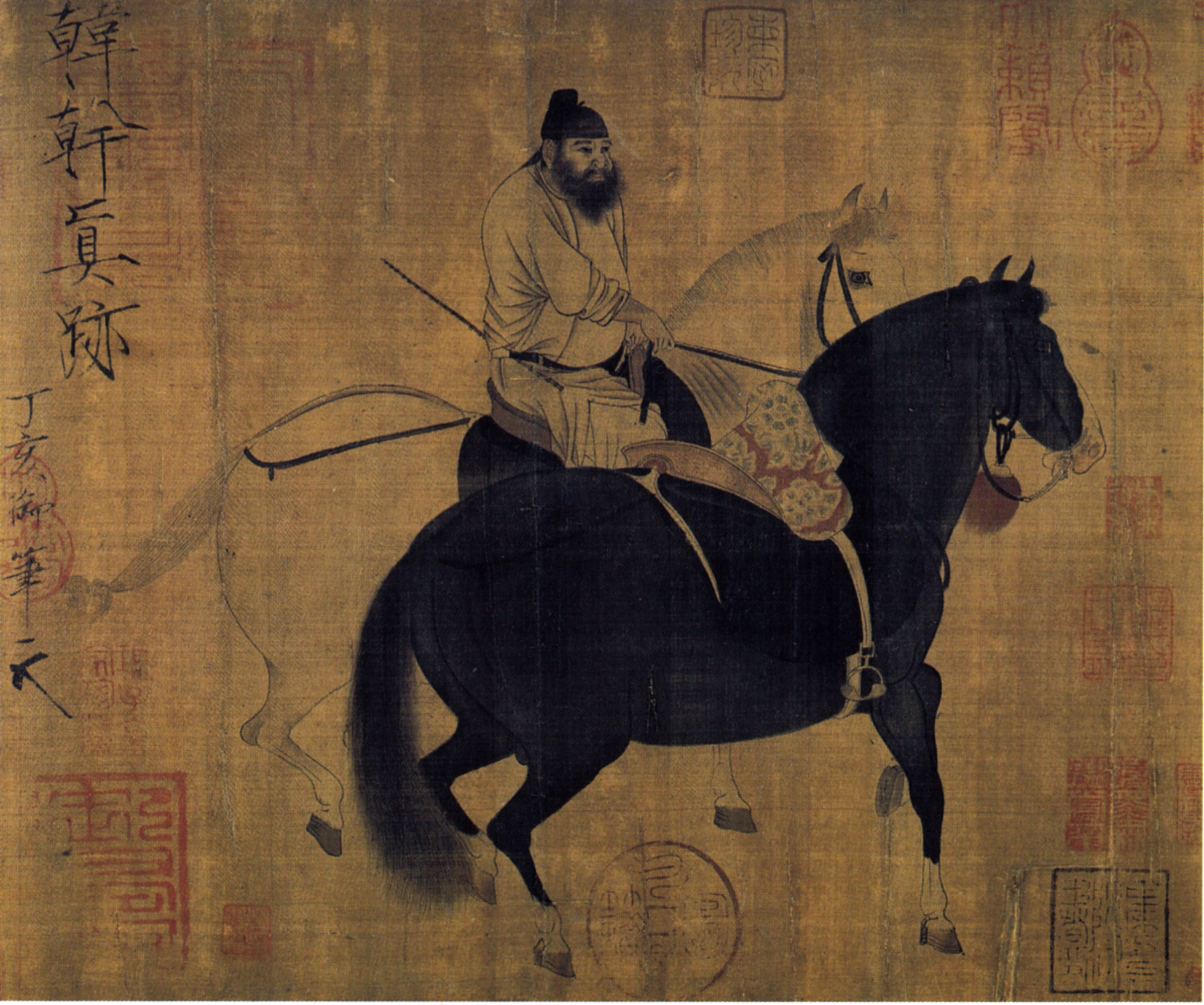
Jinete con caballos, pintura china de Han Gan (dinastía Tang, siglo VIII).

El arte equino de las civilizaciones mediterráneas antiguas tuvo un particular desarrollo. Especial trascendencia tuvo el de la civilización grecorromana desde la cerámica y escultura de la época arcaica, con ejemplos tan importantes como los numerosos caballos del Partenón (de época clásica, obra de Fidias: los de Helios en los frontones, la cabalgata de los frisos y los centauros de las metopas) o la cuadriga del Hipódromo de Constantinopla (atribuida legendariamente a Lisipo, aunque probablemente es de época helenística o romana). Aunque no se han conservado, tuvieron fama los caballos del escultor clásico griego Calamis. También se han perdido la mayor parte de los retratos ecuestres de emperadores romanos (excepto el de Marco Aurelio), y otras famosas esculturas equinas, como los Dióscuros del Quirinal y los del Capitolio, fueron drásticamente restauradas.

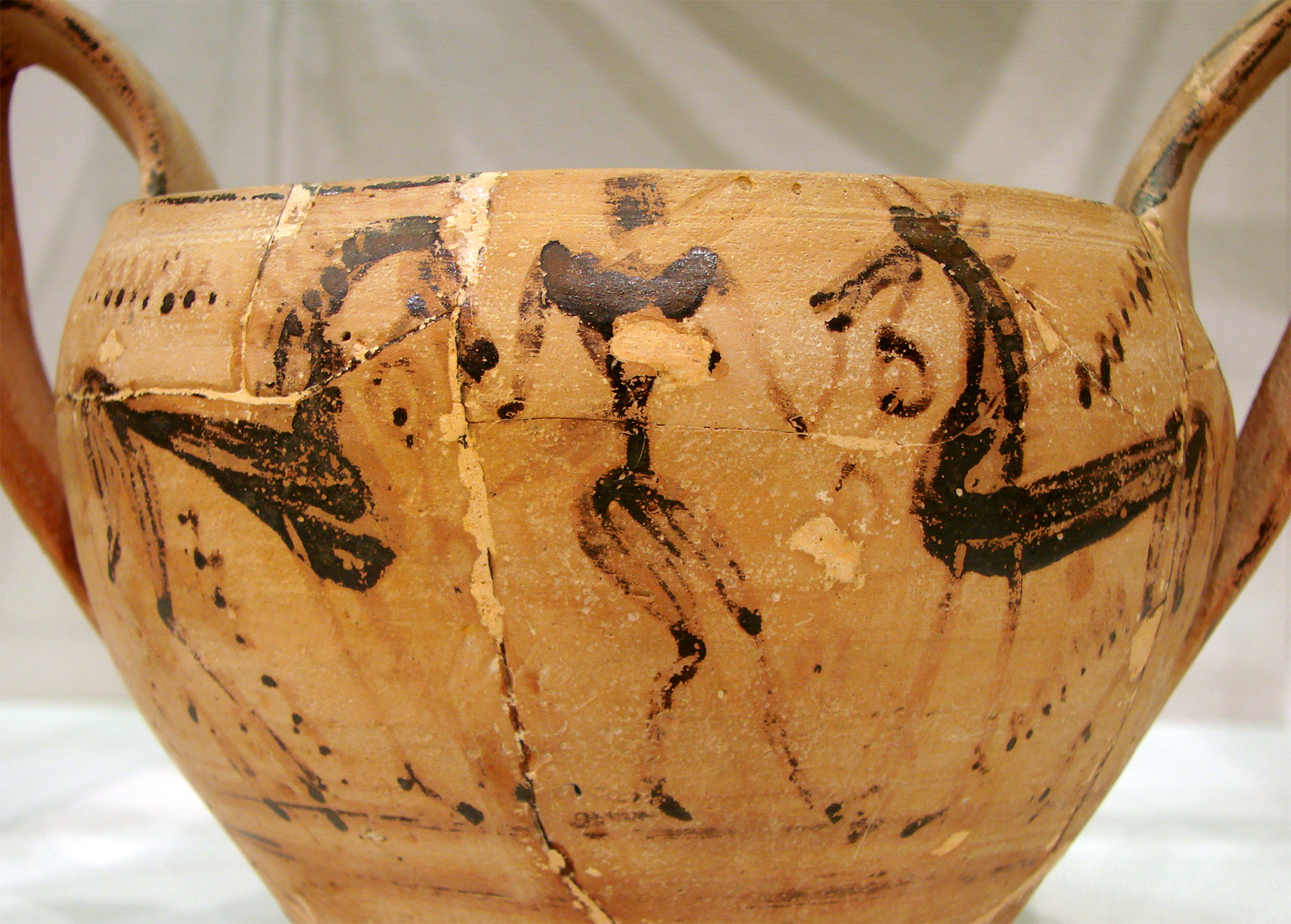
Kántharos del llamado Maestro de los caballos (periodo geométrico, siglo VIII a. C.)
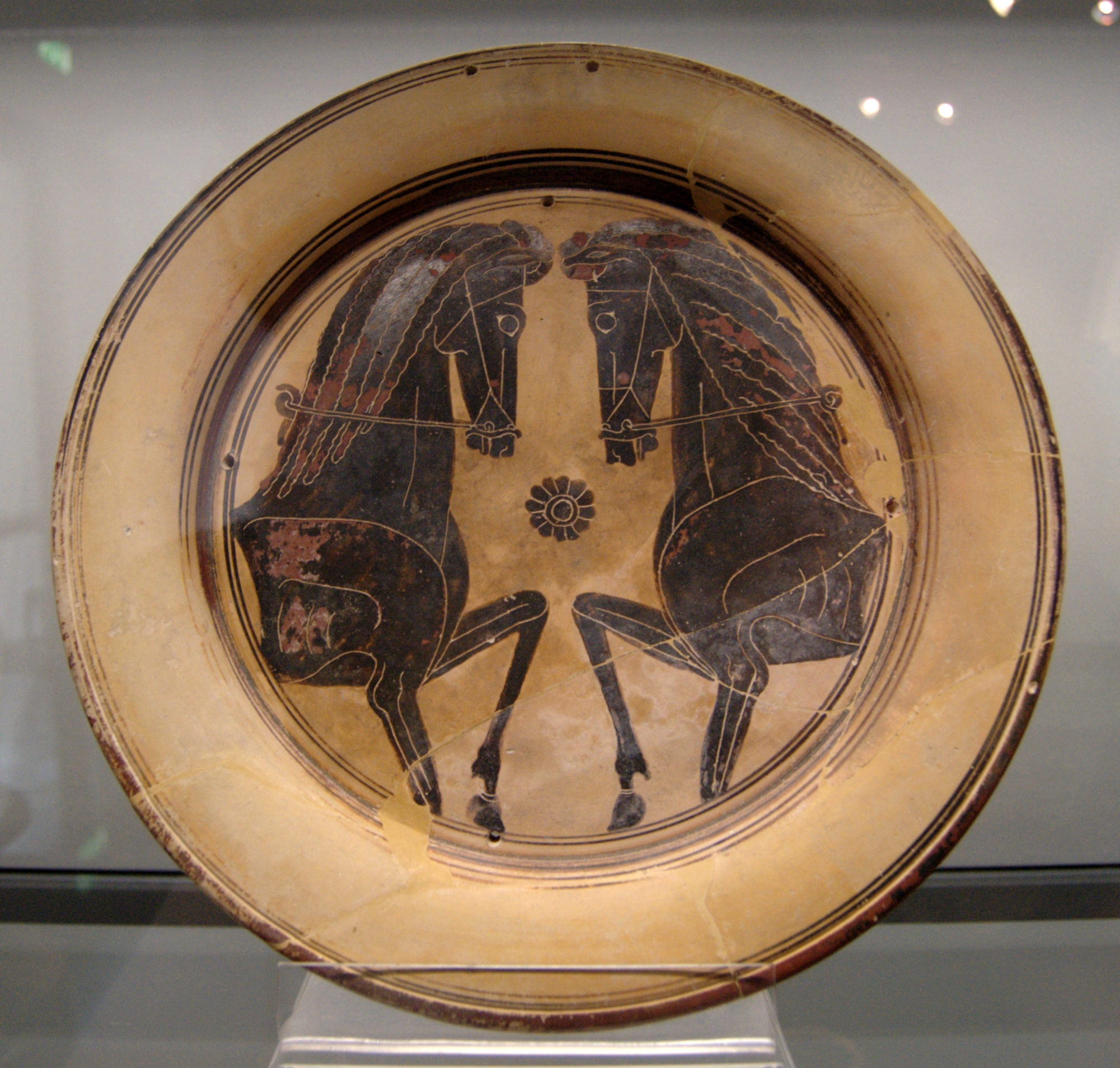
Cerámica corintia de figuras negras (siglo VI a. C.)
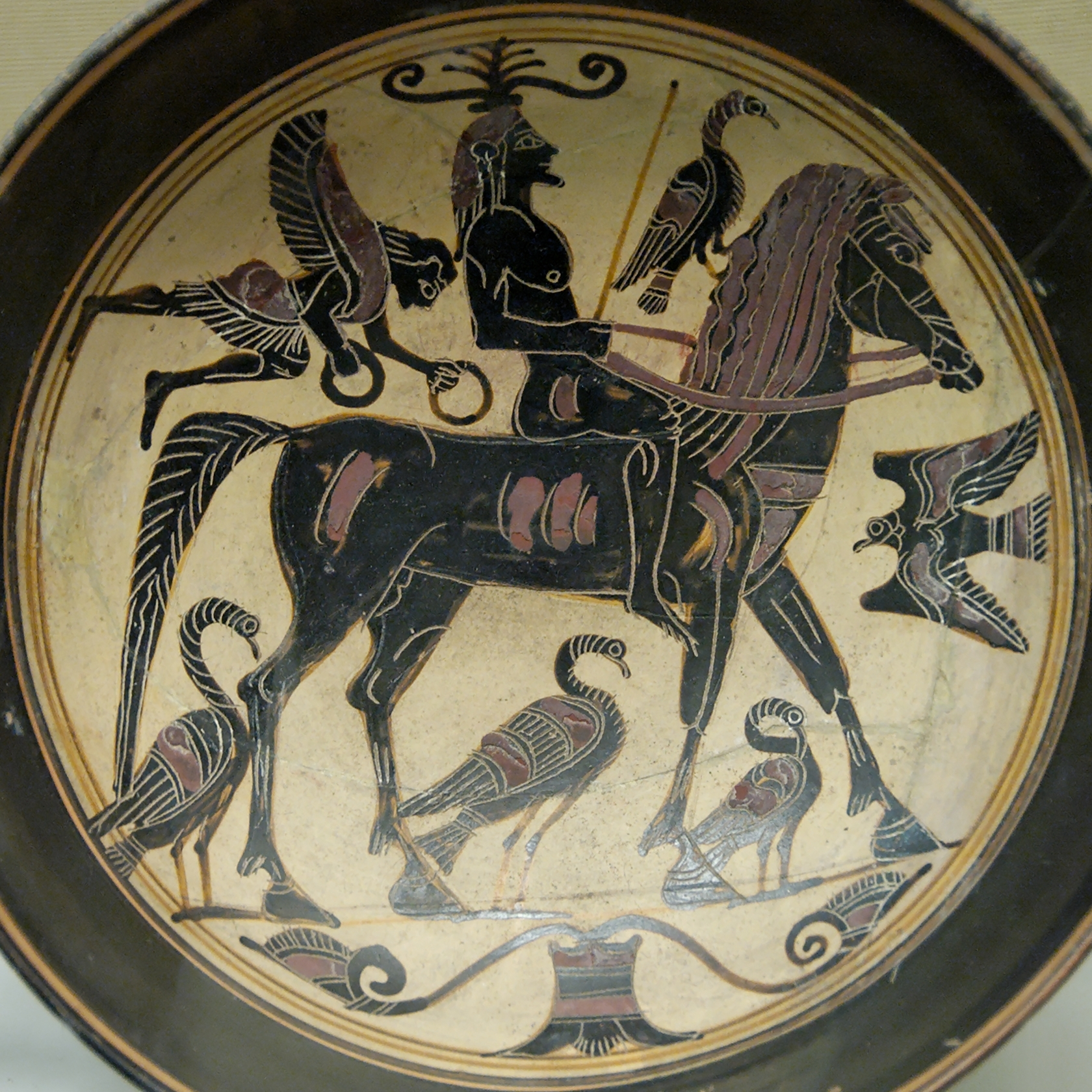
Kilix laconio de figuras negras del llamado Pintor de los jinetes (siglo VI a. C.)
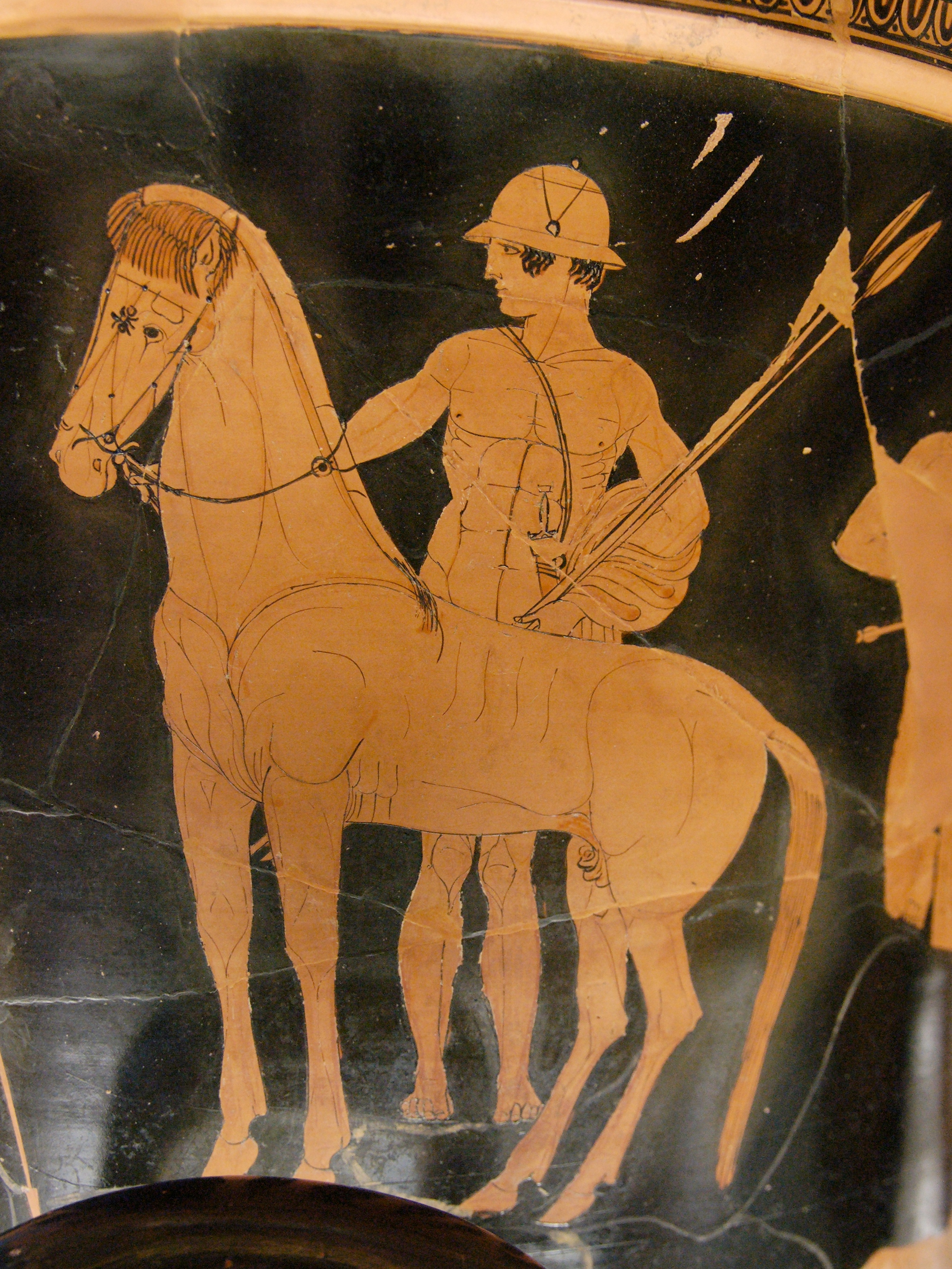
Cástor en una cerámica de figuras rojas del llamado Pintor de las nióbides (siglo V a. C.)
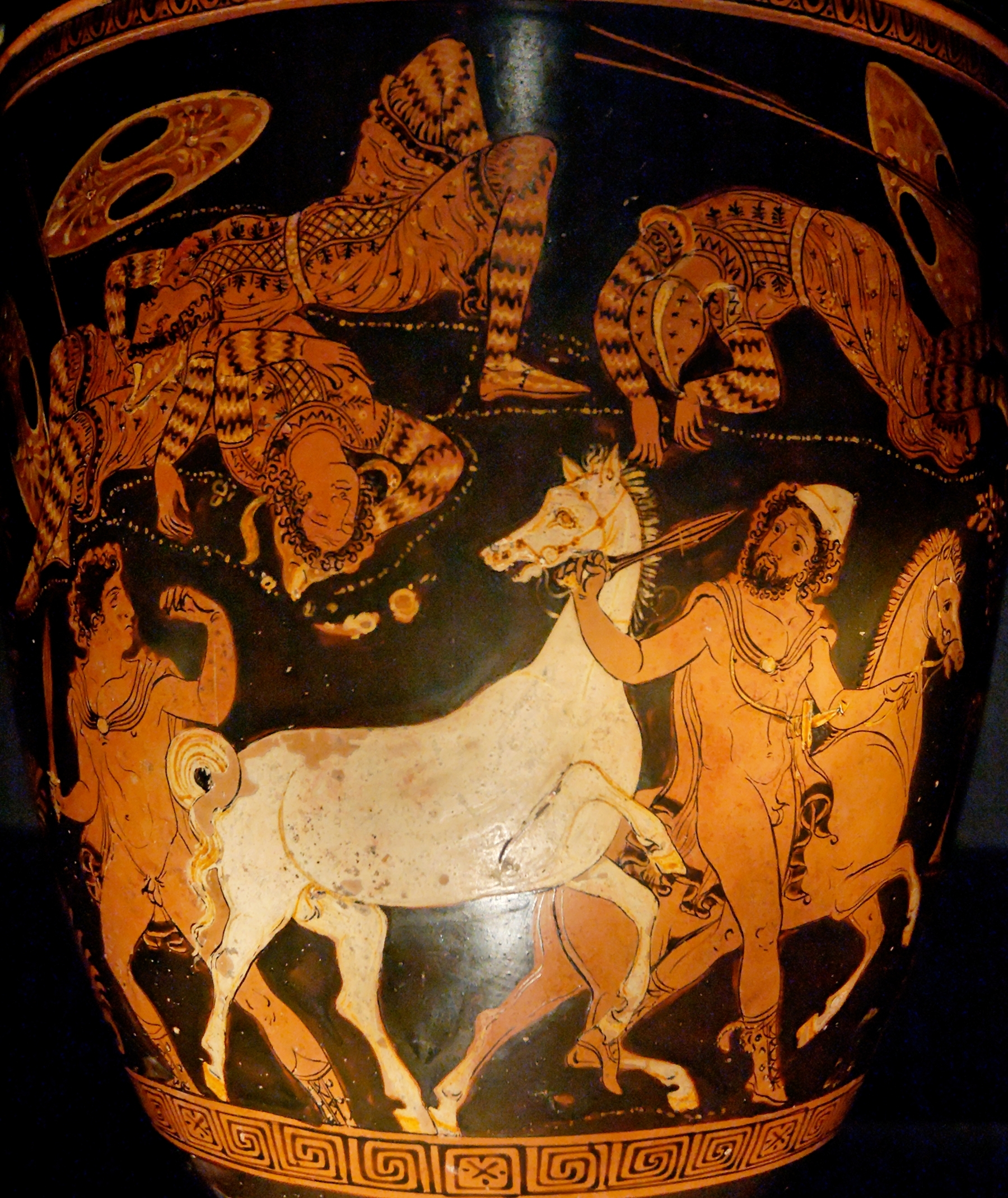
Odiseo y Diómedes robando los caballos de Rhesus, en una sítula de figuras rojas producida en Apulia por el denominado Pintor de Licurgo (ca. 360 a. C.)
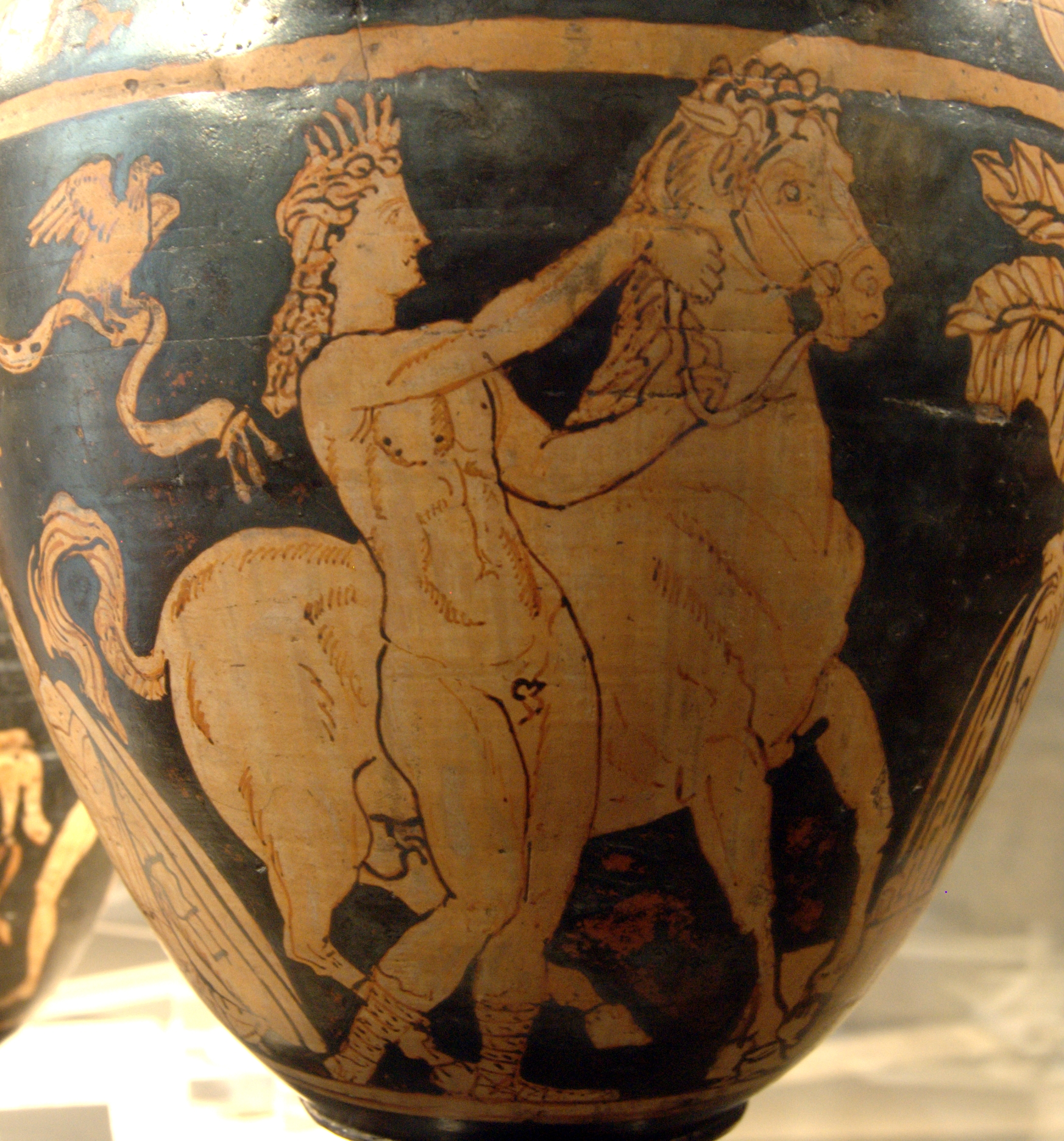
Troilo en la fuente, en un stamnos de figuras rojas producido en un taller de Vulci (cerámica greco-etrusca, ca. 300 a. C.)

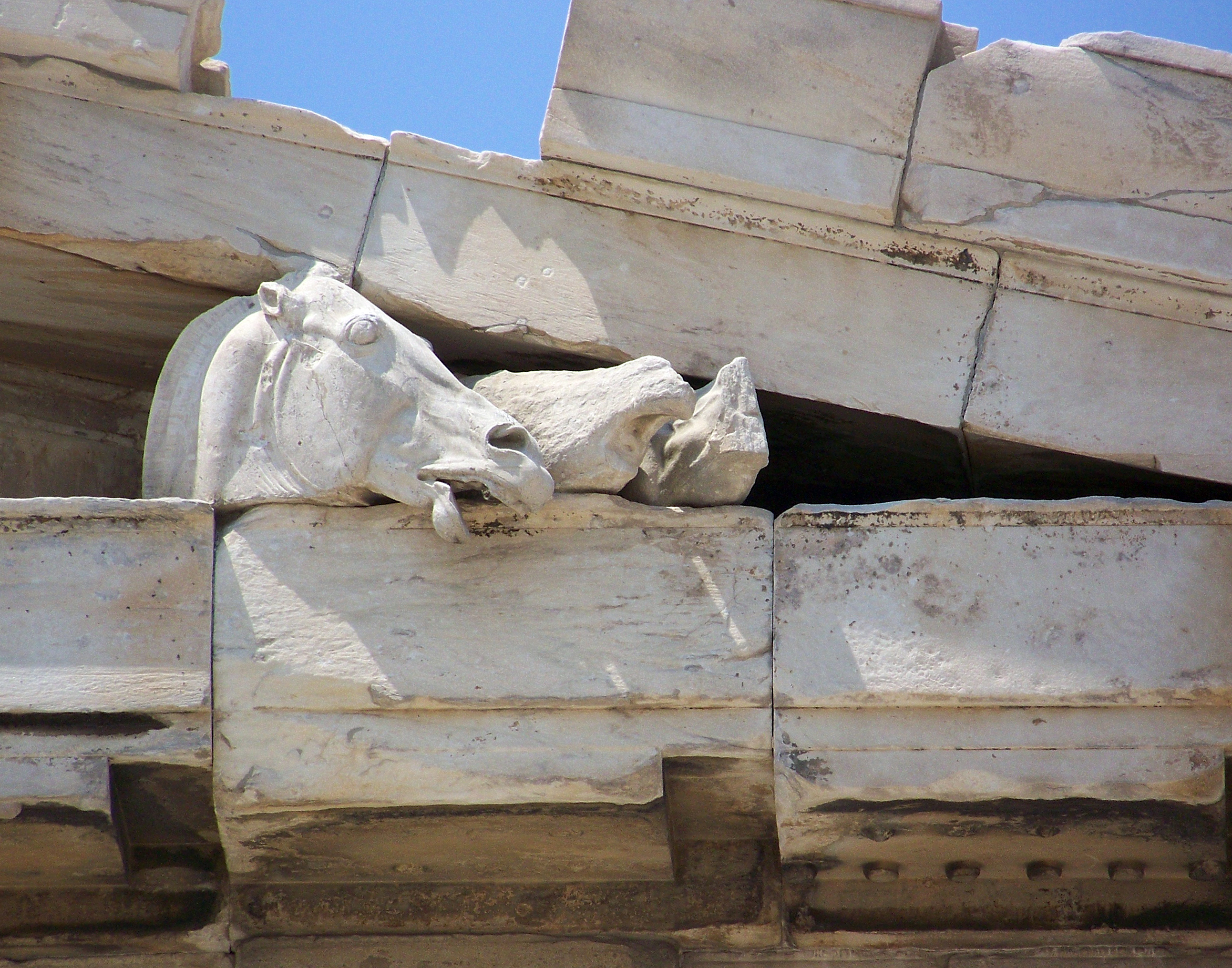
Uno de los caballos de Helios del frontón este del Partenón.
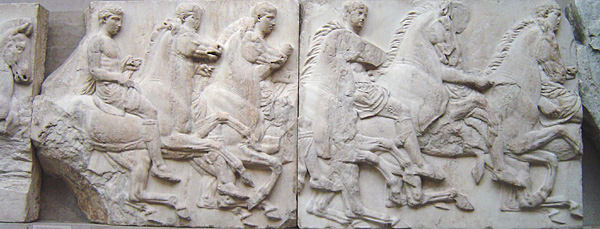
Cabalgata del friso del Partenón.
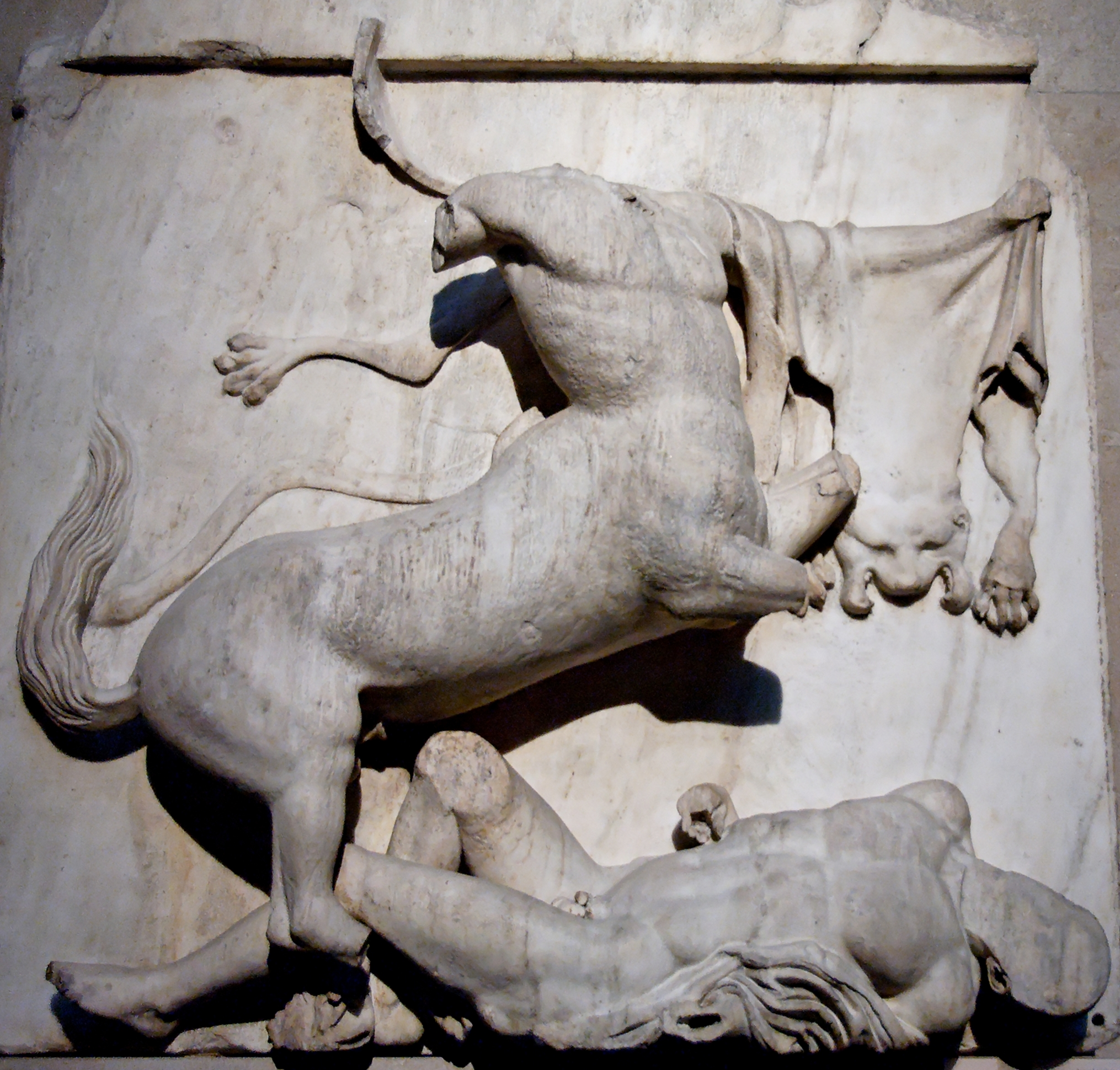
Metopa 28 del lado sur del Partenón.
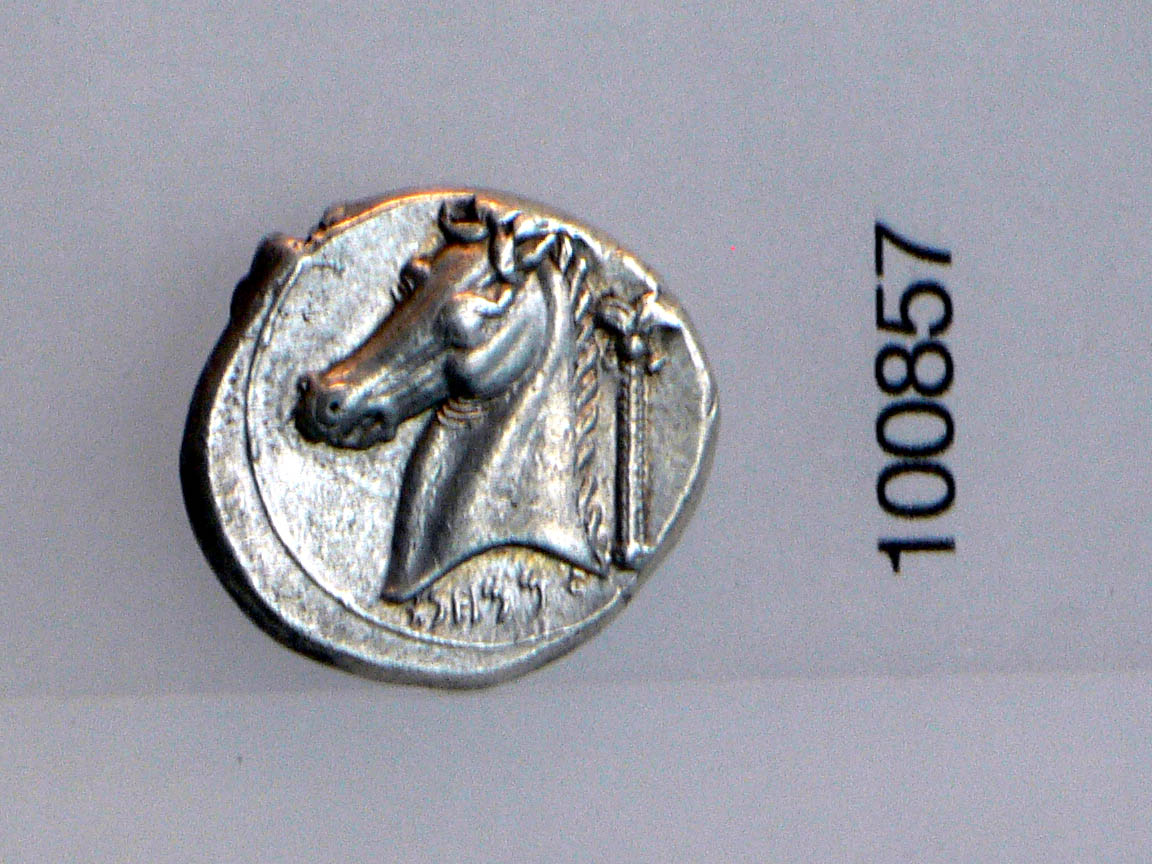
Moneda púnica de Sicilia (siglo IV a. C.)
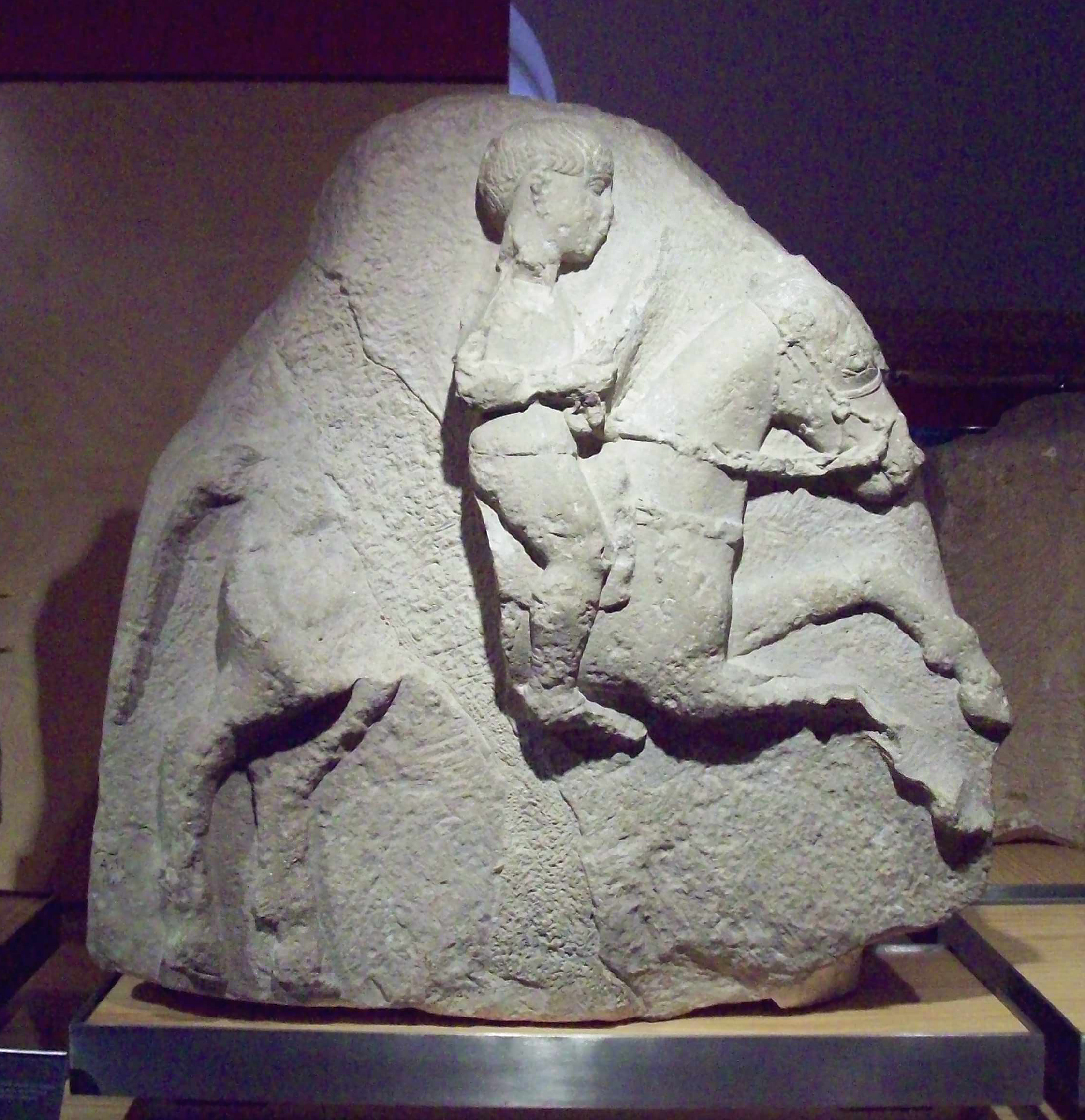
Jinete ibero en una de las esculturas de Osuna (Urso, siglo III a. C.)
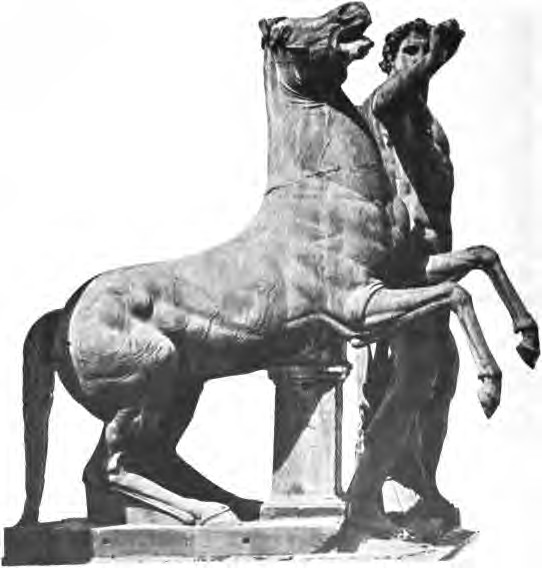
Uno de los caballos de la Fontana del Quirinale o dei Dioscuri.

Las representaciones ecuestres en el arte medieval, aunque no poco frecuentes, abandonaron la tradición clásica, que no se recuperó hasta el Renacimiento italiano, con los condottieros de Donatello y Verrocchio. Los caballos de la Batalla de San Romano de Paolo Ucello, los de la Capilla de los Magos de Benozzo Gozzoli y los de la Batalla de Anghiari de Leonardo da Vinci (o los de los grabados de Durero y Cranach en el Renacimiento nórdico) dieron inicio a una revitalizada tradición pictórica que se desarrolló durante todo el arte de la Edad Moderna.

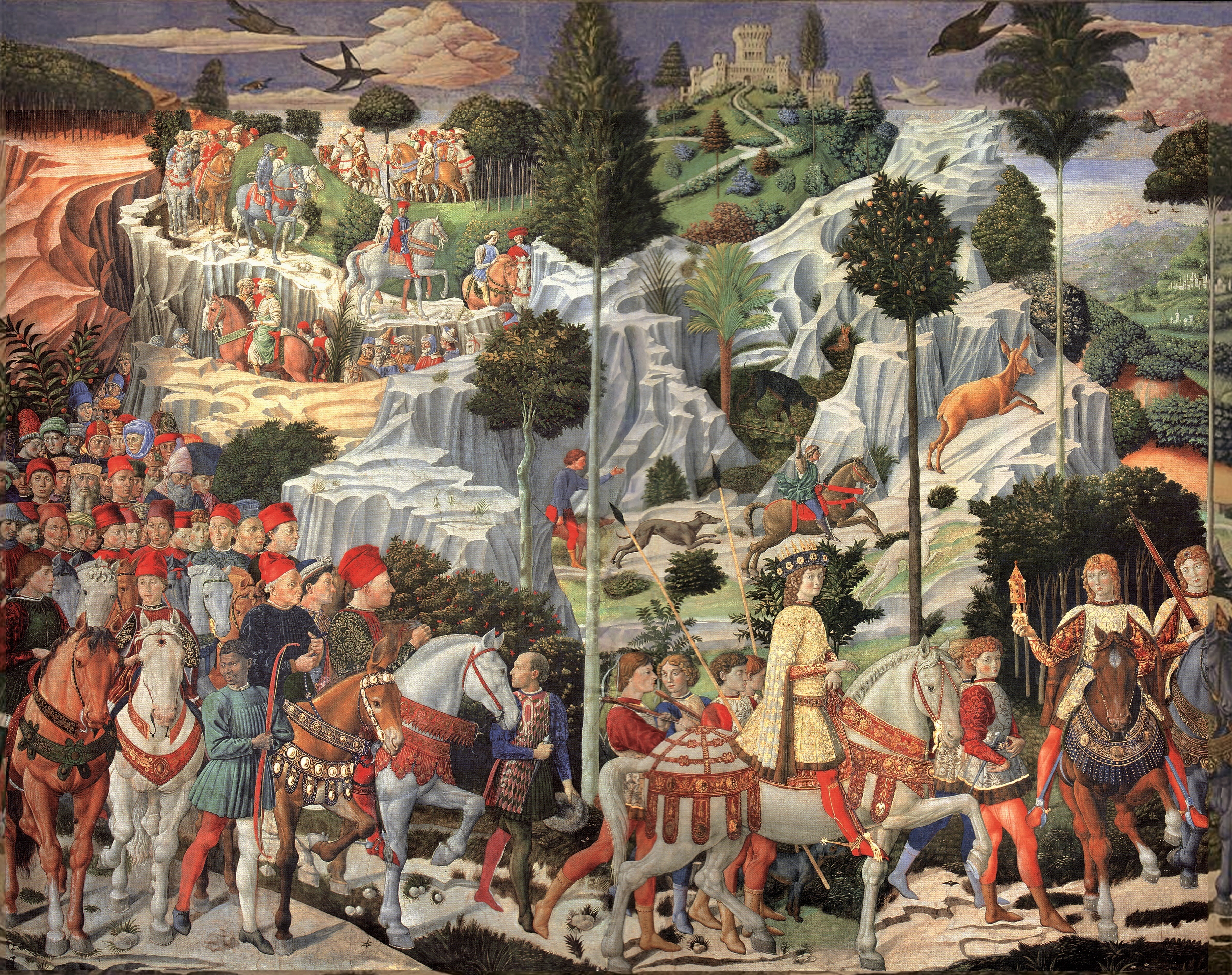
Fresco de la Capilla de los Magos del Palacio Medici Riccardi, Benozzo Gozzoli (1459-62).
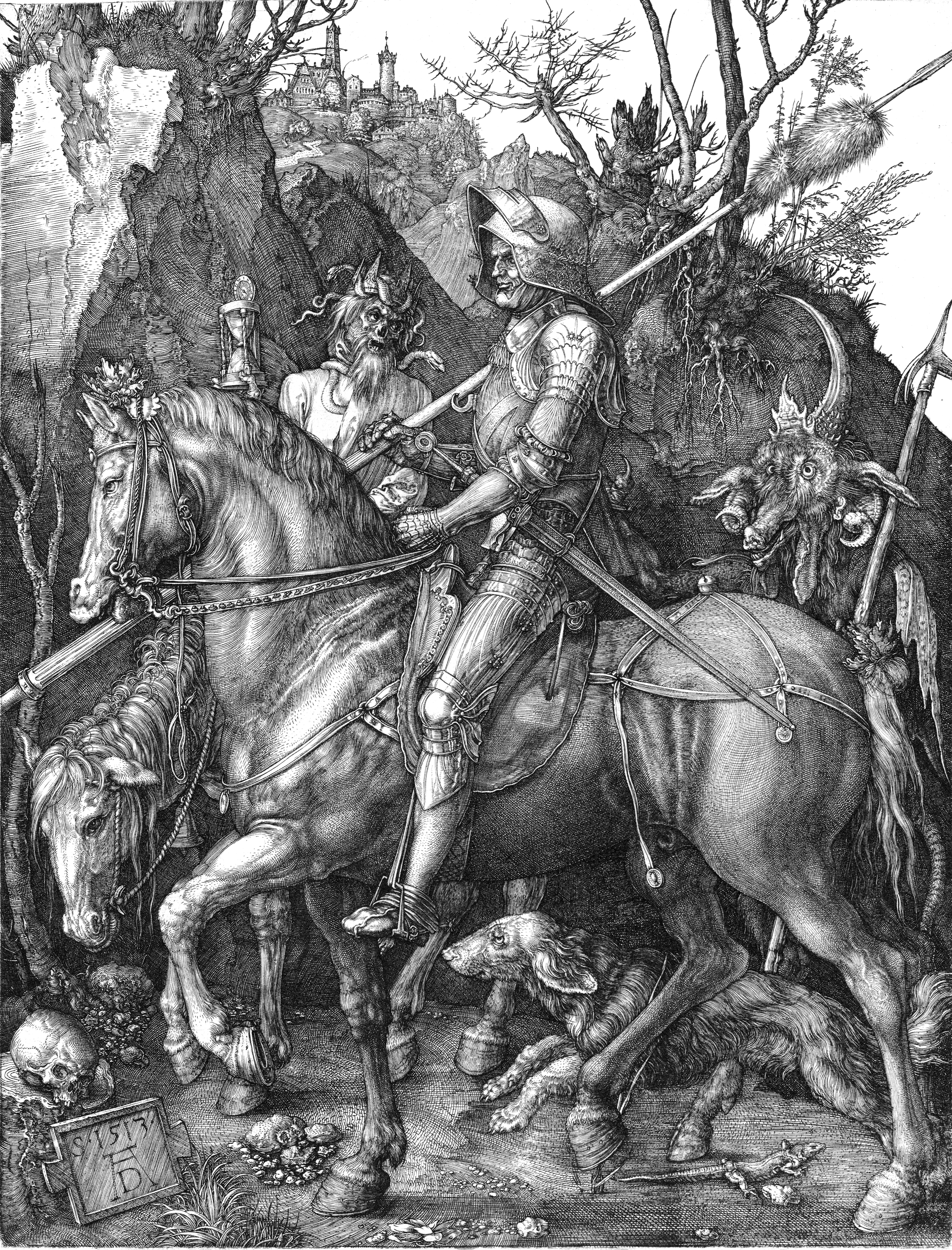
Caballero, la Muerte y el Diablo, grabado de Alberto Durero (1513).
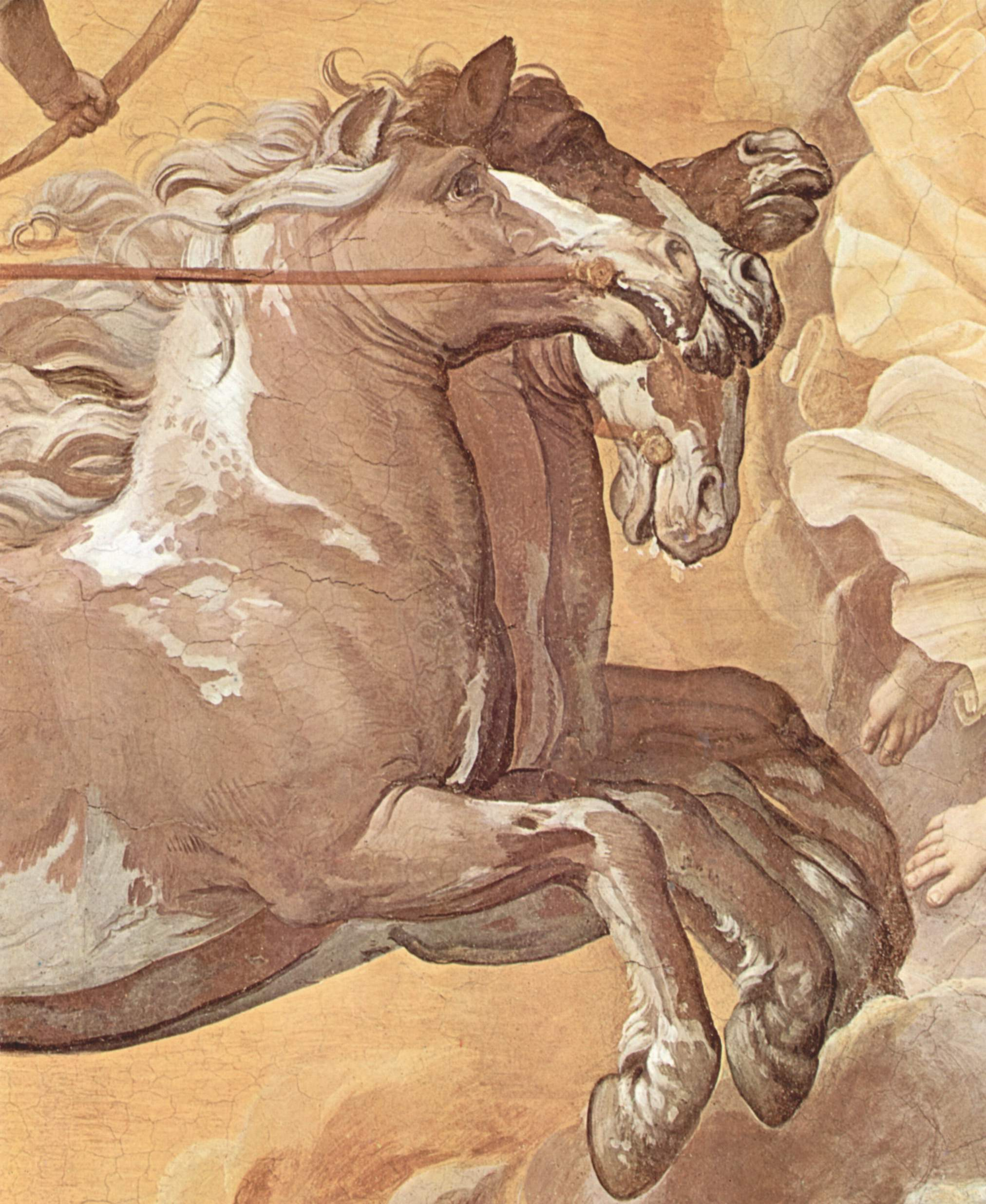
Los caballos de la Aurora en un fresco de Guido Reni (ca. 1612).
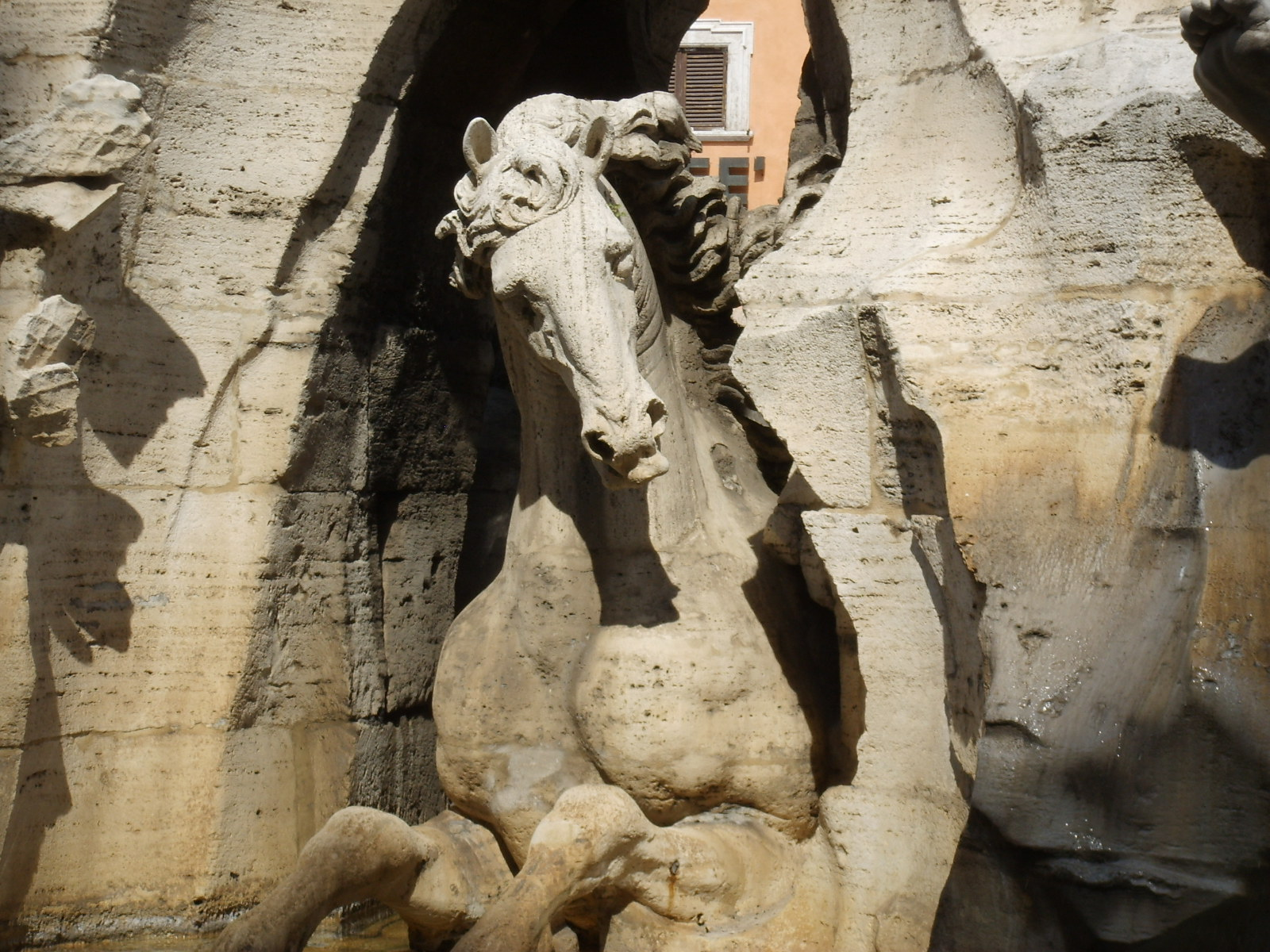
Detalle de la Fuente de los Cuatro Ríos, de Bernini (1651).
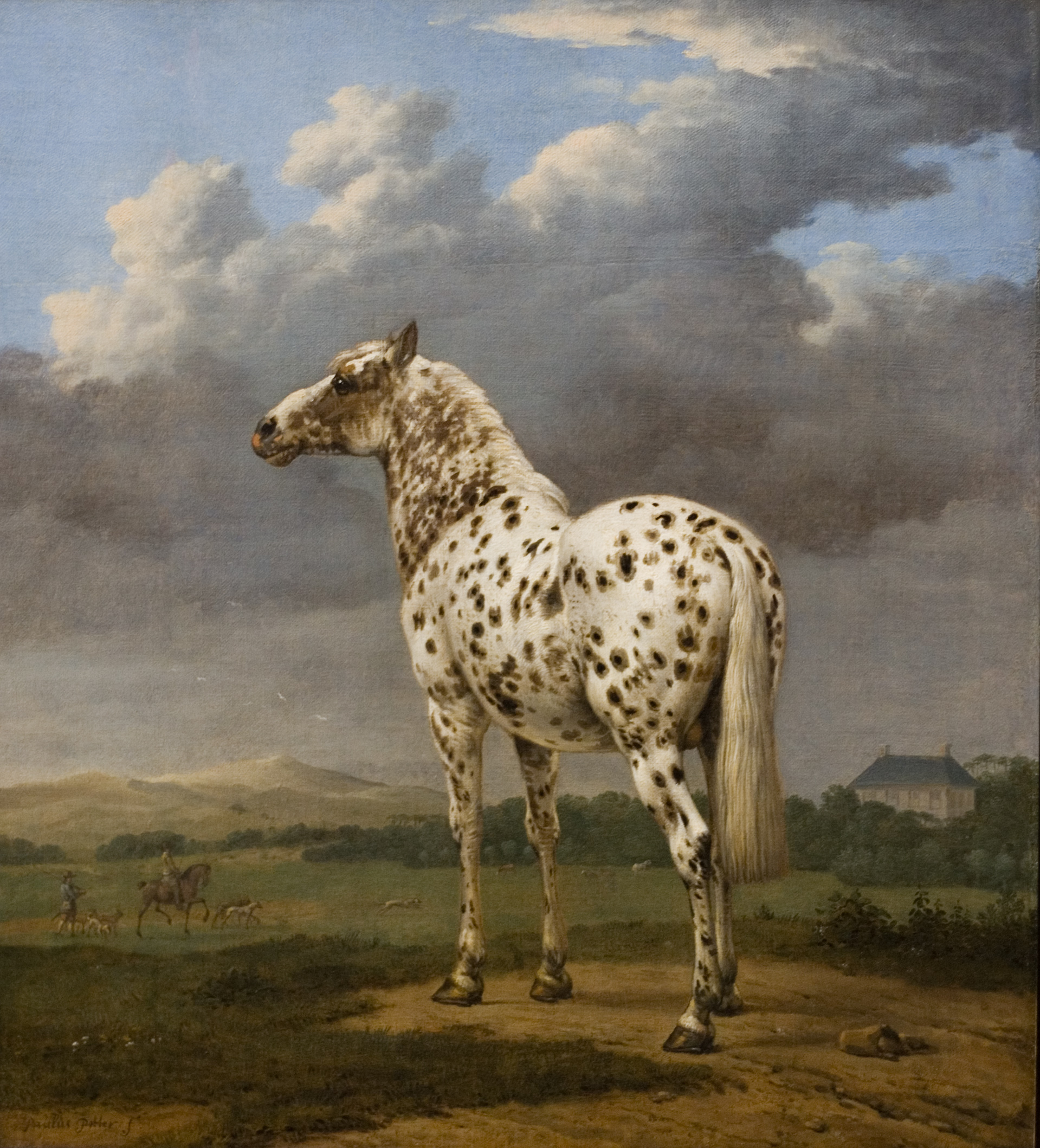
Caballo pinto, de Paulus Potter (ca. 1650).
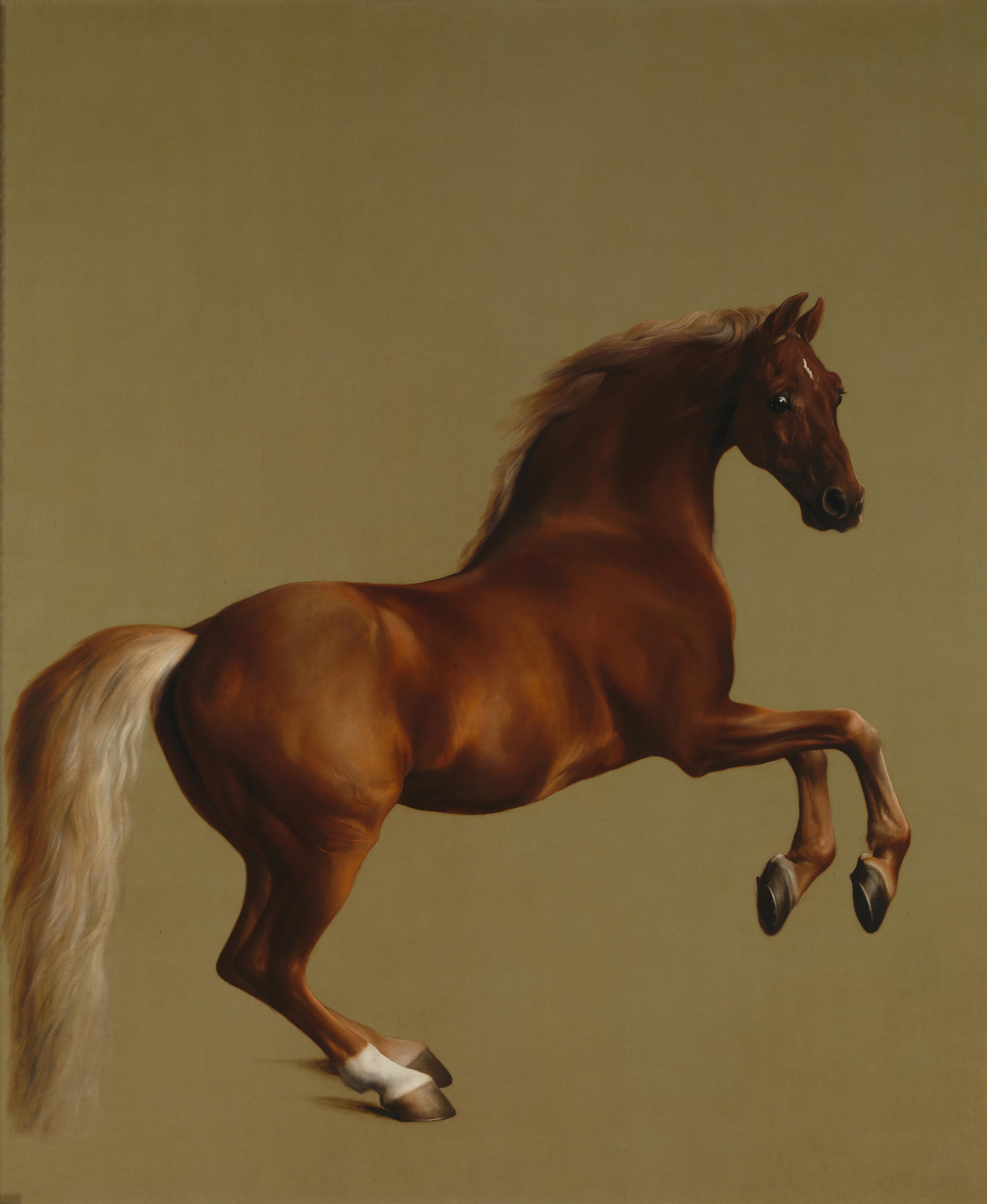
Retrato del caballo de carreras Whistlejacket, de George Stubbs (1762).

Además del retrato ecuestre escultórico (Giambologna, Pietro Tacca) y pictórico (Velázquez, Van Dyck), surgió incluso el tema del caballo como representación exclusiva o motivo artístico por sí, empeño en el que destacaron Paulus Potter en la Holanda del siglo XVII o George Stubbs en la Inglaterra del siglo XVIII. El nivel que había alcanzado la especialización y estimación profesional de los "pintores de caballos" ya había sido reflejada mucho antes por el español Mateo Alemán en su novela picaresca Guzmán de Alfarache (1599), donde describe la competencia entre dos de ellos a los que se encarga el retrato de sendos caballos; mientras uno se centra en la representación anatómica, otro se recrea en los detalles de la escena y no en el cuerpo del animal.

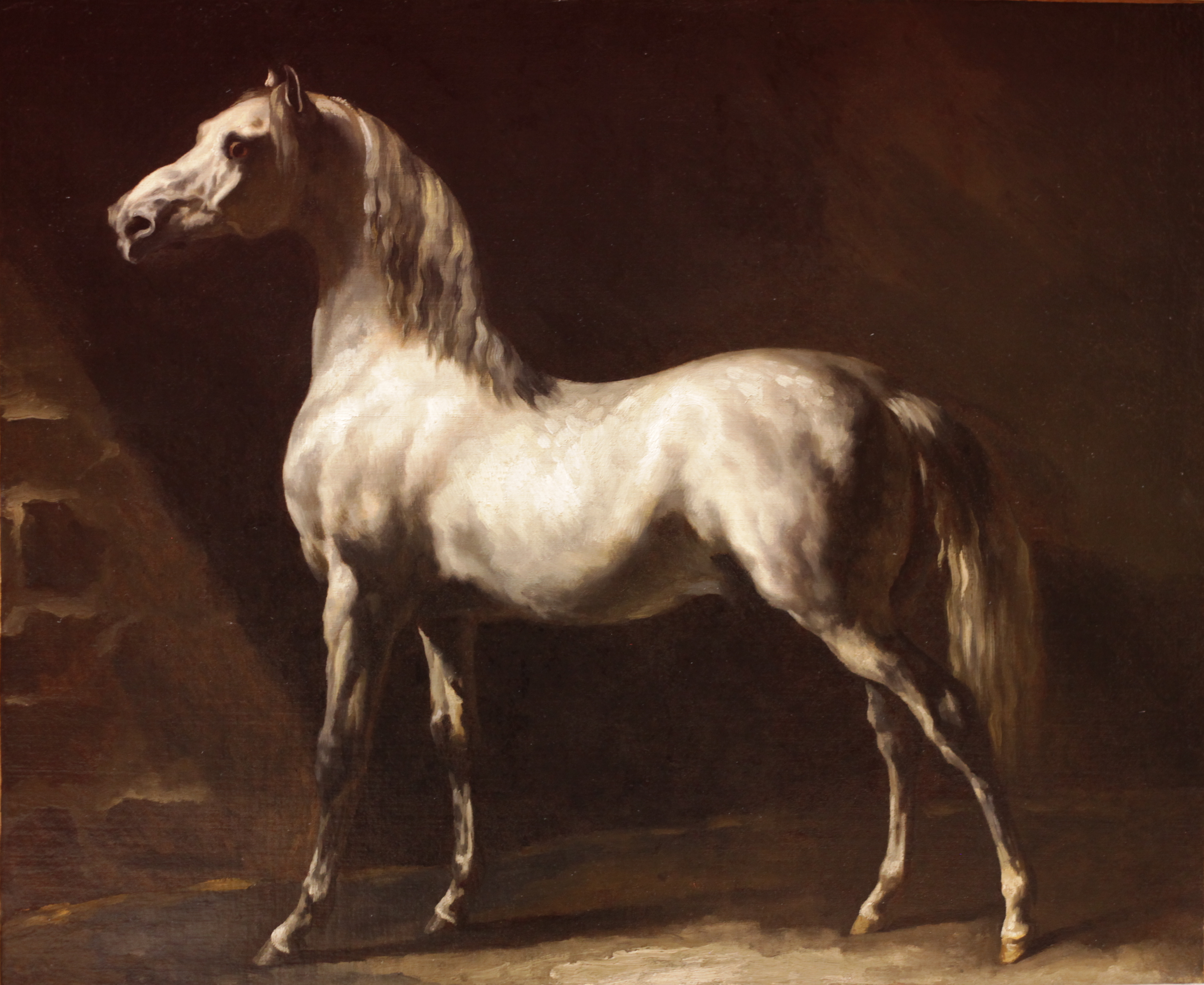
Caballo árabe gris-blanco, de Gericault (1812).
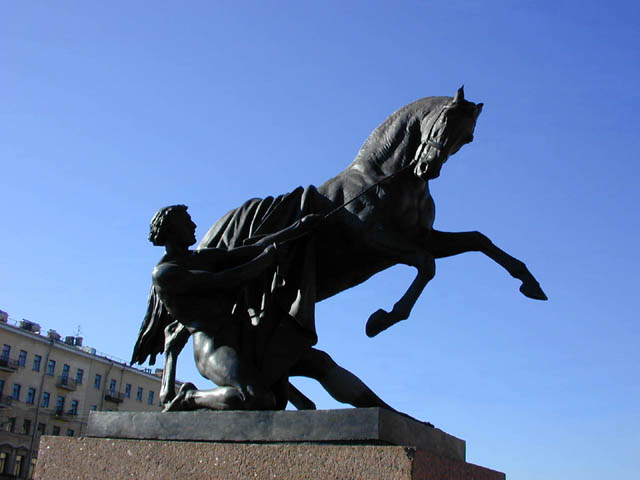
Uno de los domadores de caballos, de Peter Clodt von Jürgensburg (1851).
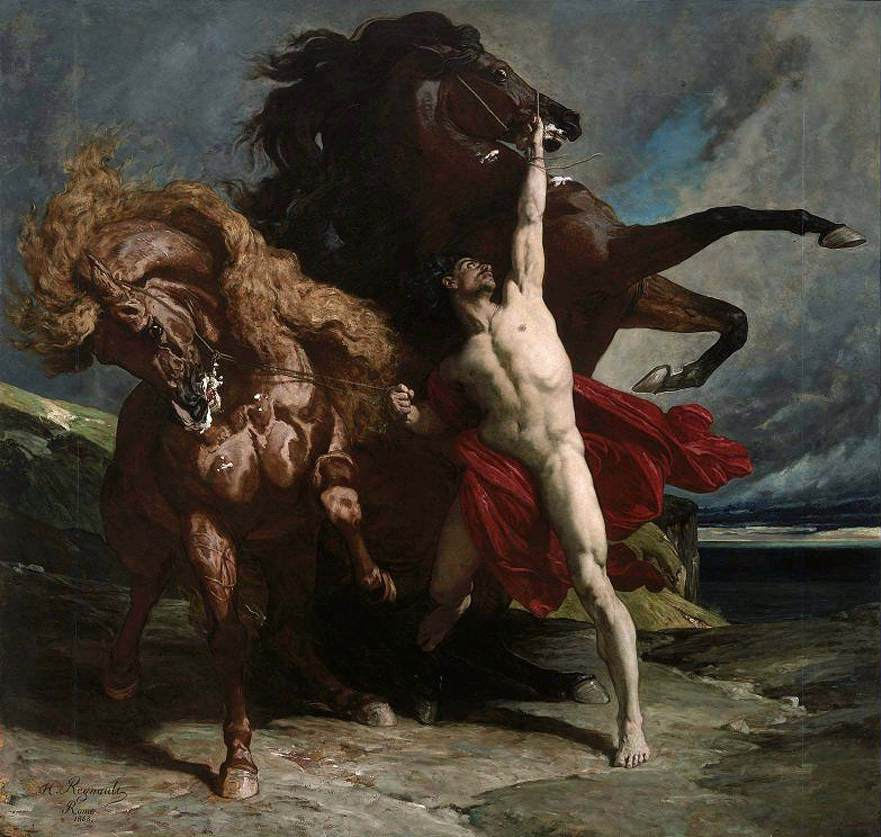
Automédon ramenant les coursiers d'Achille des bords du Scamandre, de Henri Regnault (1868).
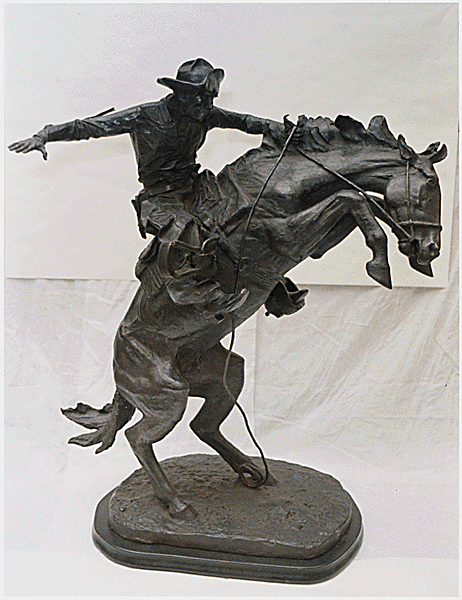
Bronco Buster, de Frederic Remington (1895).

El arte de la Edad Contemporánea se inició con las tendencias opuestas de academicismo y romanticismo, que marcaron probablemente el punto culminante de las representaciones equinas dentro de la convención realista; mientras que el arte de vanguardia del siglo XX continuó representando al caballo, pero bajo sus propias convenciones (como, por ejemplo, Picasso en El Guernica, Pablo Gargallo en Urano o los caballos azules y rojos de Franz Marc).

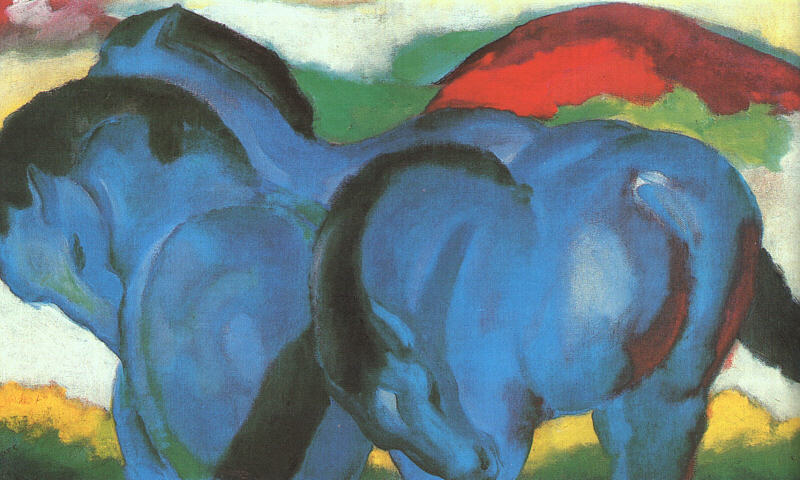
Pequeños caballos azules, de Franz Marc (1911).
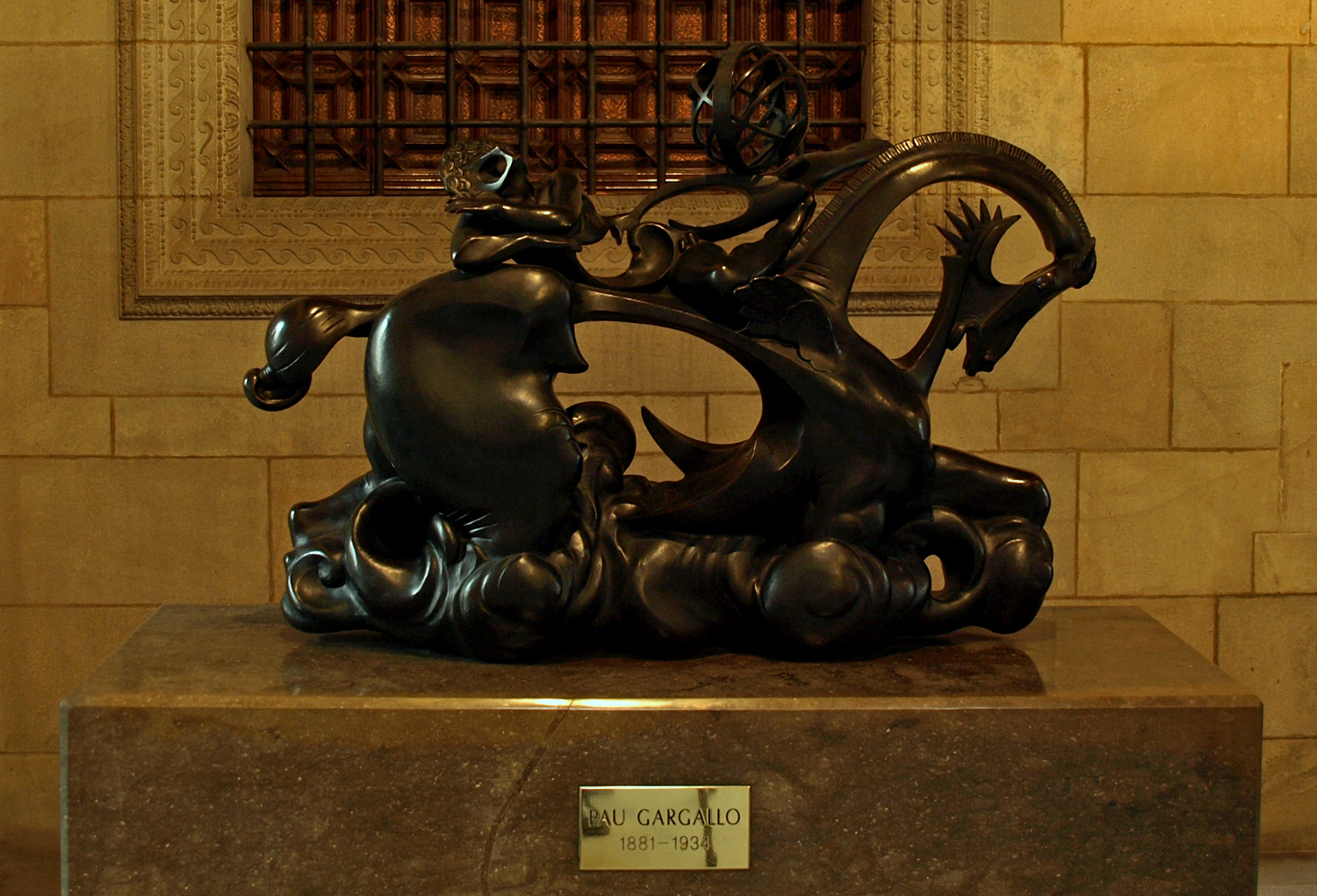
Urano, de Pablo Gargallo (1933).
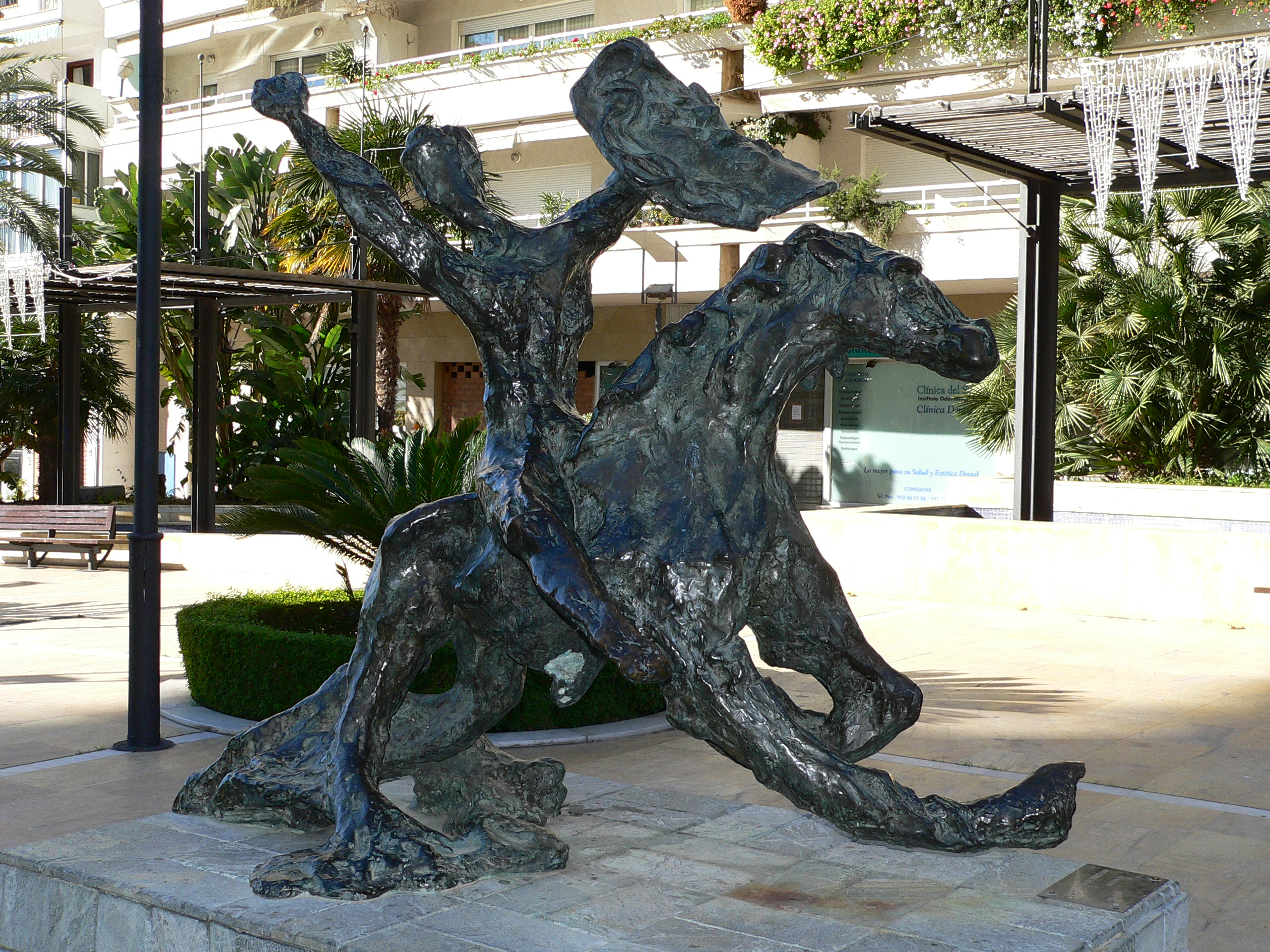
Caballo con jinete tropezando, de Salvador Dalí.
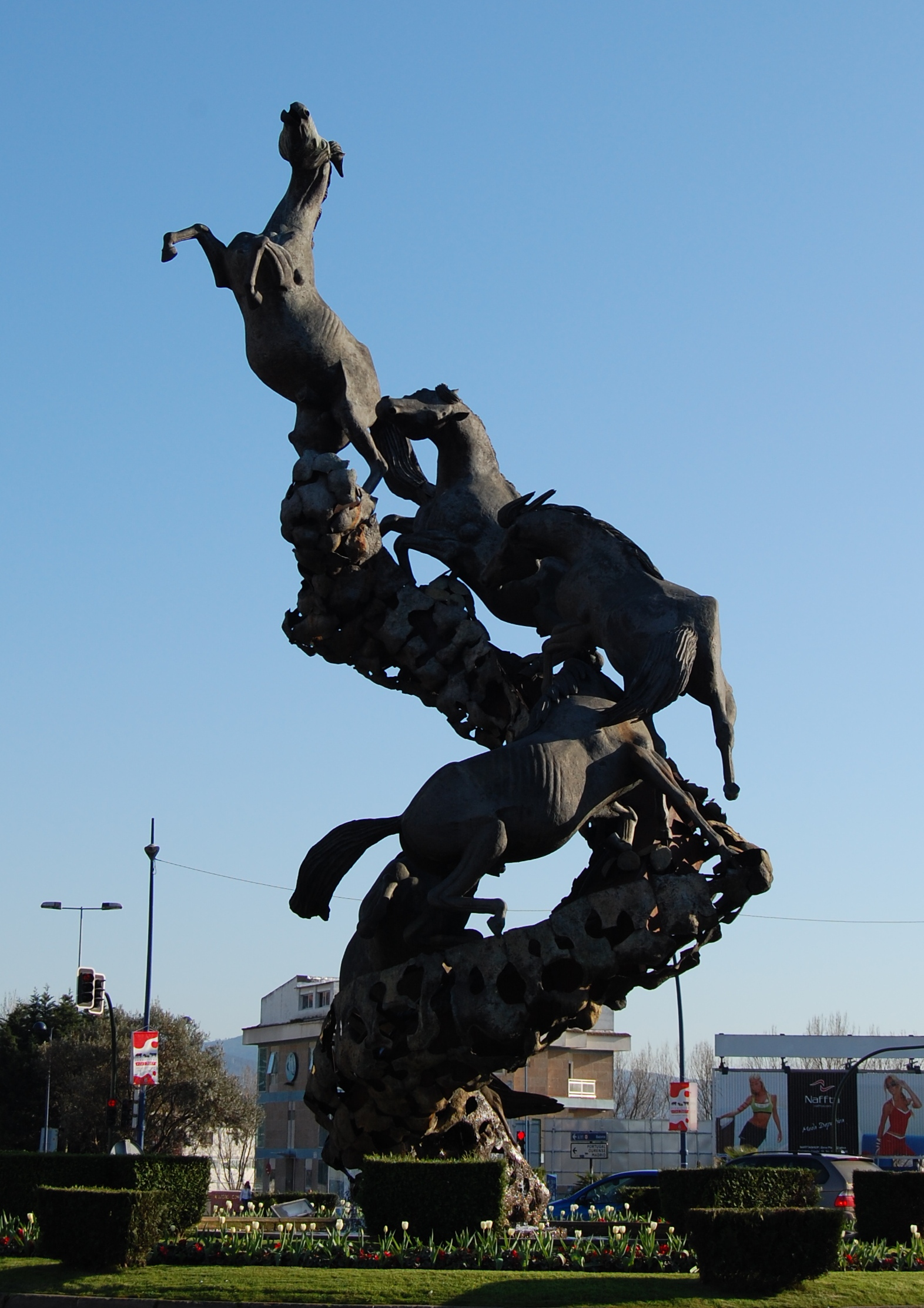
Monumento a los caballos, de Juan Oliveira (1991)
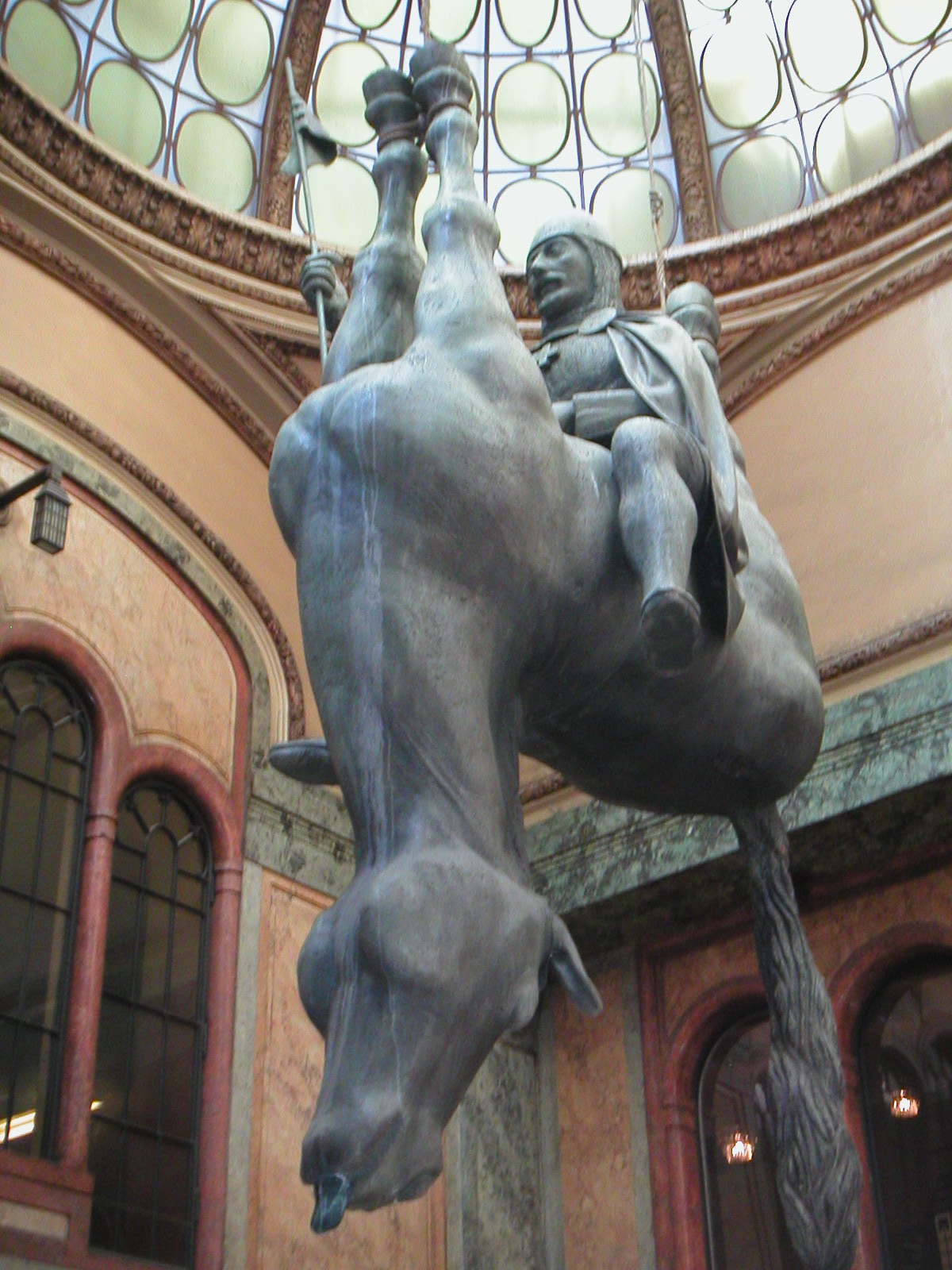
Kůň, de David Černý (1999).

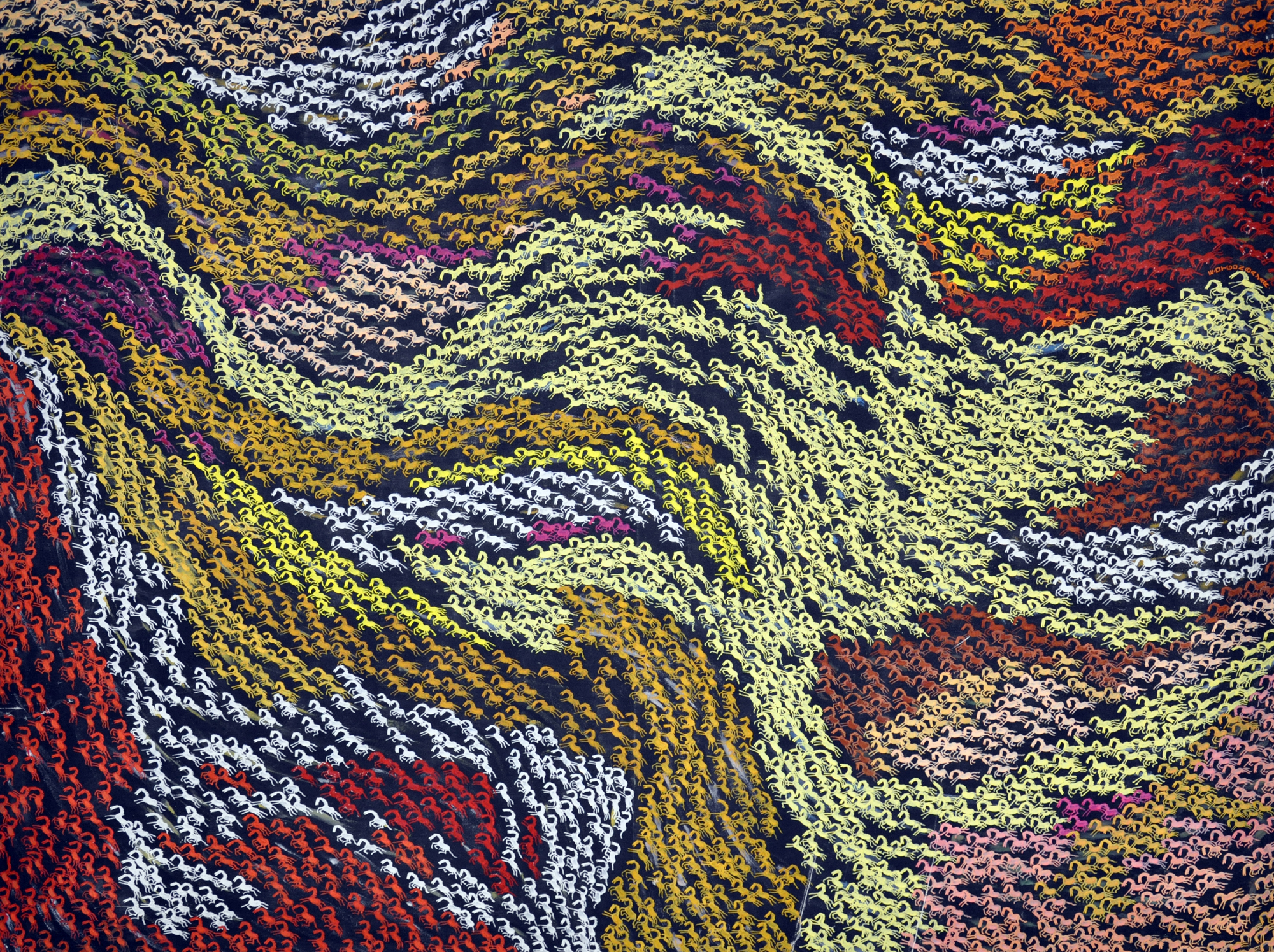
Roaring Hoofs, de Otgonbayar Ershuu (2008)

## Retrato ecuestre
Los retratos ecuestres son un subgénero del retrato al que es consustancial la representación de un caballo con la figura del retratado, especialmente en una escena de monta. No debe confundirse el retrato ecuestre con el retrato equino, es decir, la reproducción retratística de un caballo concreto (como el Whistlejacket de Stubbs).
- Wikimedia Commons alberga una categoría multimedia sobre retratos ecuestres.

### Edad Antigua

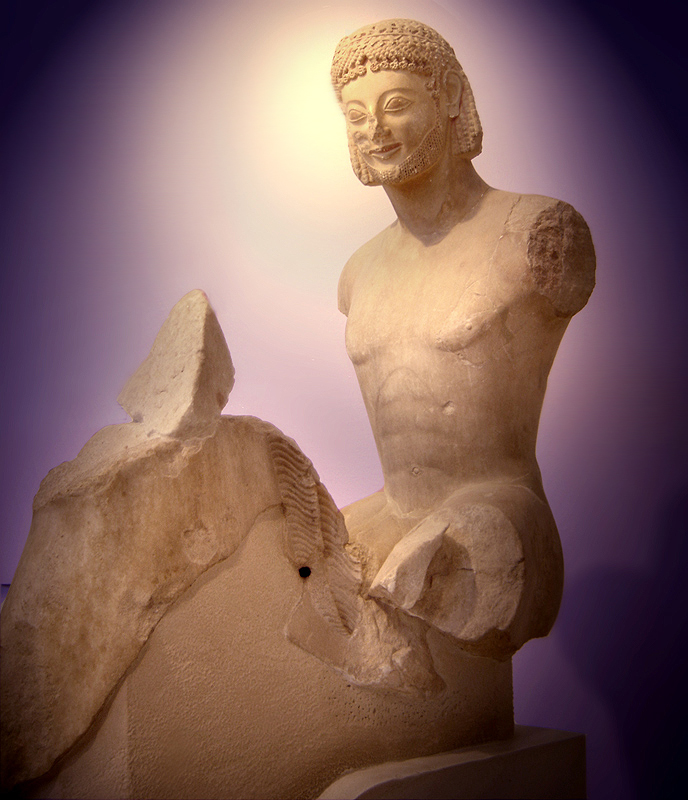
Jinete Rampin (ca. 550 a. C.)
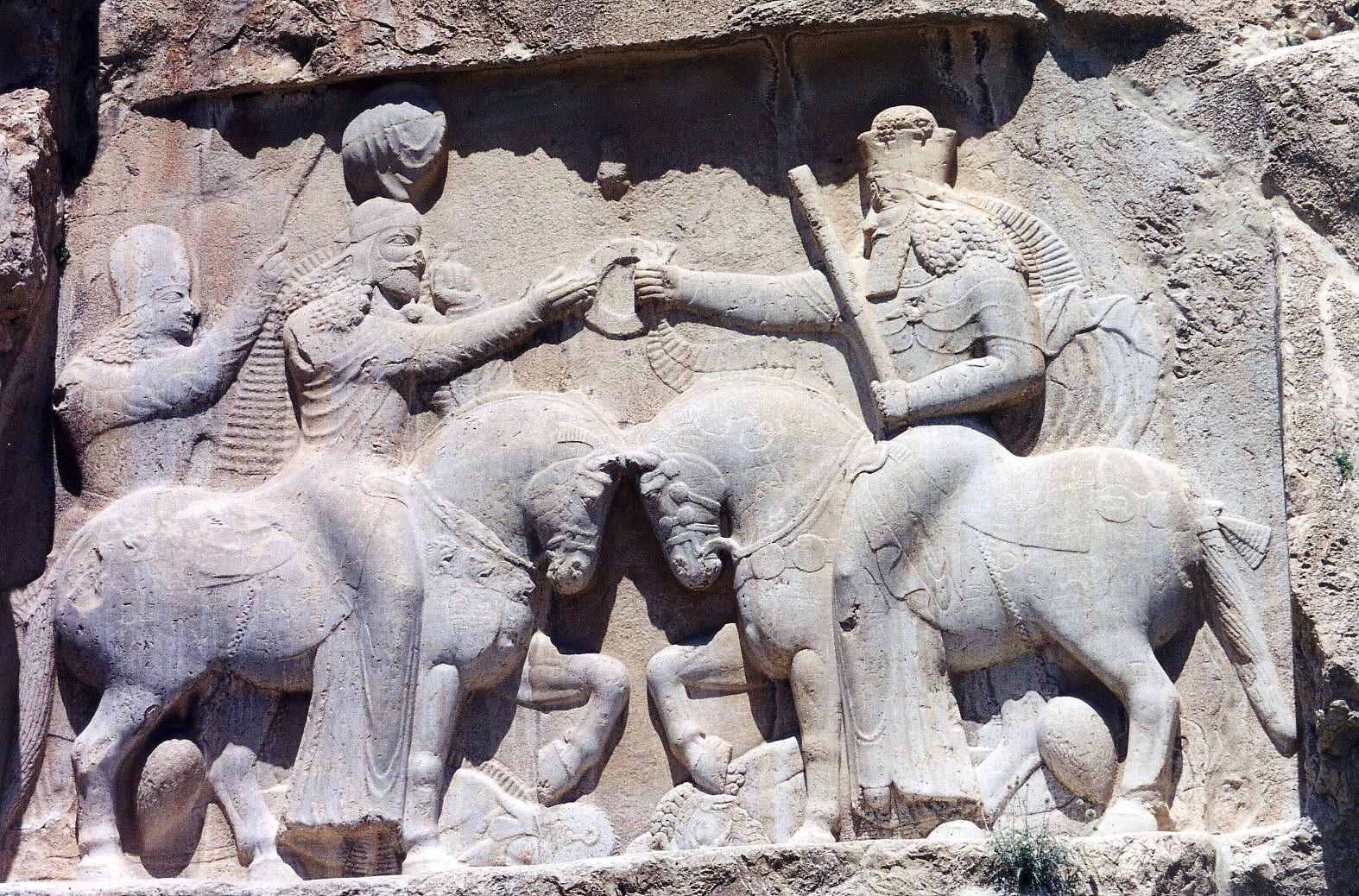
Investidura de Ardacher I (fundador de la dinastía sasánida —siglo III—) por el dios Ahura Mazda. Sus caballos pisotean al anterior rey, Artabán IV, y a la deidad negativa Ahriman. Naqsh i Rustam.
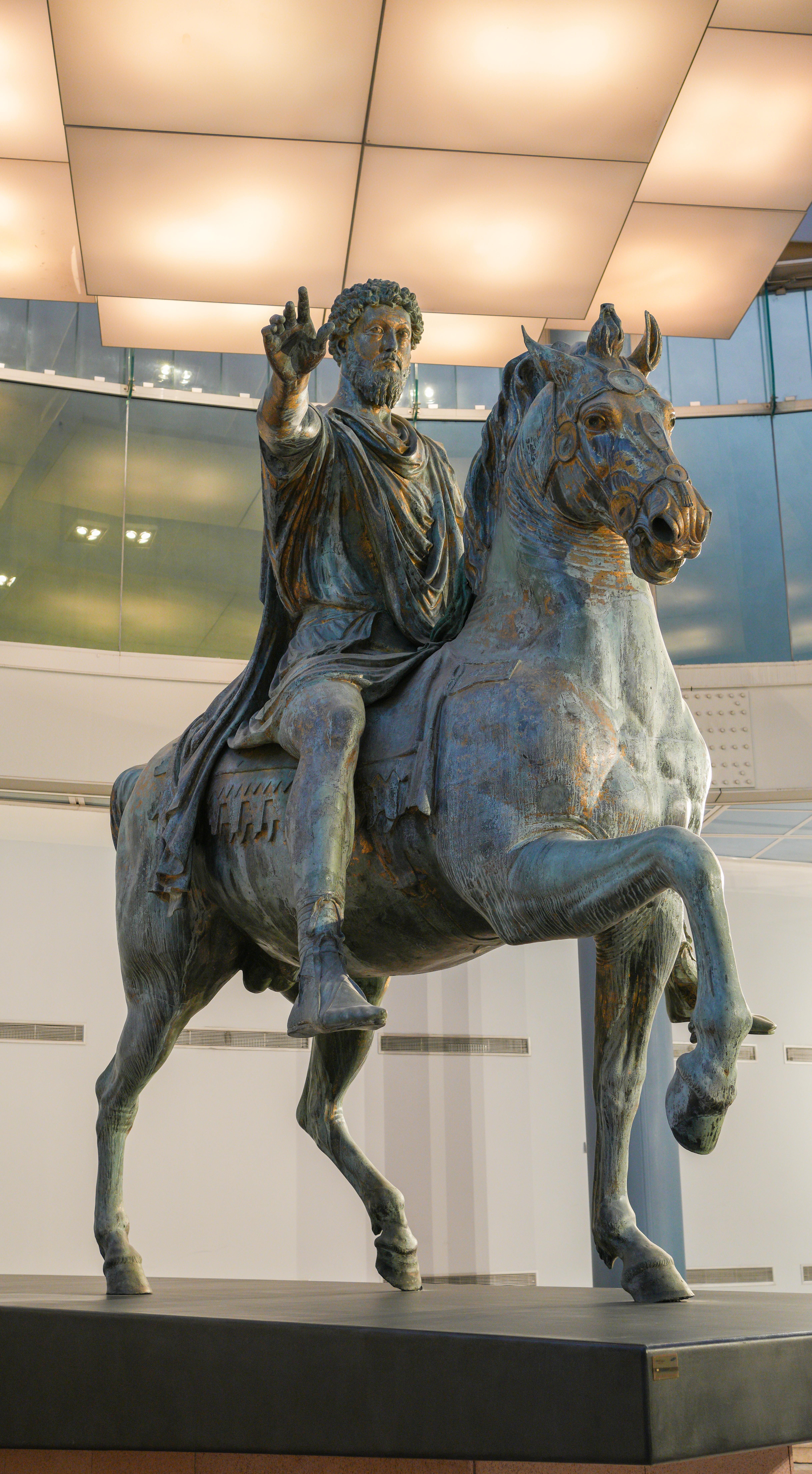
Estatua ecuestre de Marco Aurelio (175).

La estatuaria ecuestre se remonta, al menos, a la Grecia arcaica (el llamado Jinete Rampin) y a la antigua Persia (no en bultos redondos sino en relieves). En la escultura clásica tiene su principal exponente en la desaparecida estatua ecuestre de Alejandro (montado en el mítico Bucéfalo, que levanta sus dos patas delanteras) de Lisipo. Se dice que Julio César se hizo esculpir una escultura ecuestre idéntica a la de Alejandro de Lisipo, cambiando la cabeza de Alejandro por la suya propia. No obstante, su más importante precursor, o al menos el que más trascendencia ha tenido en el arte posterior, fue la la de Marco Aurelio en el Capitolio romano (la única superviviente de las muchas que hubo de emperadores romanos —como la estatua ecuestre de Trajano—), salvada quizá por habérsela confundido con la del primer emperador cristiano (Constantino).

### Edad Media

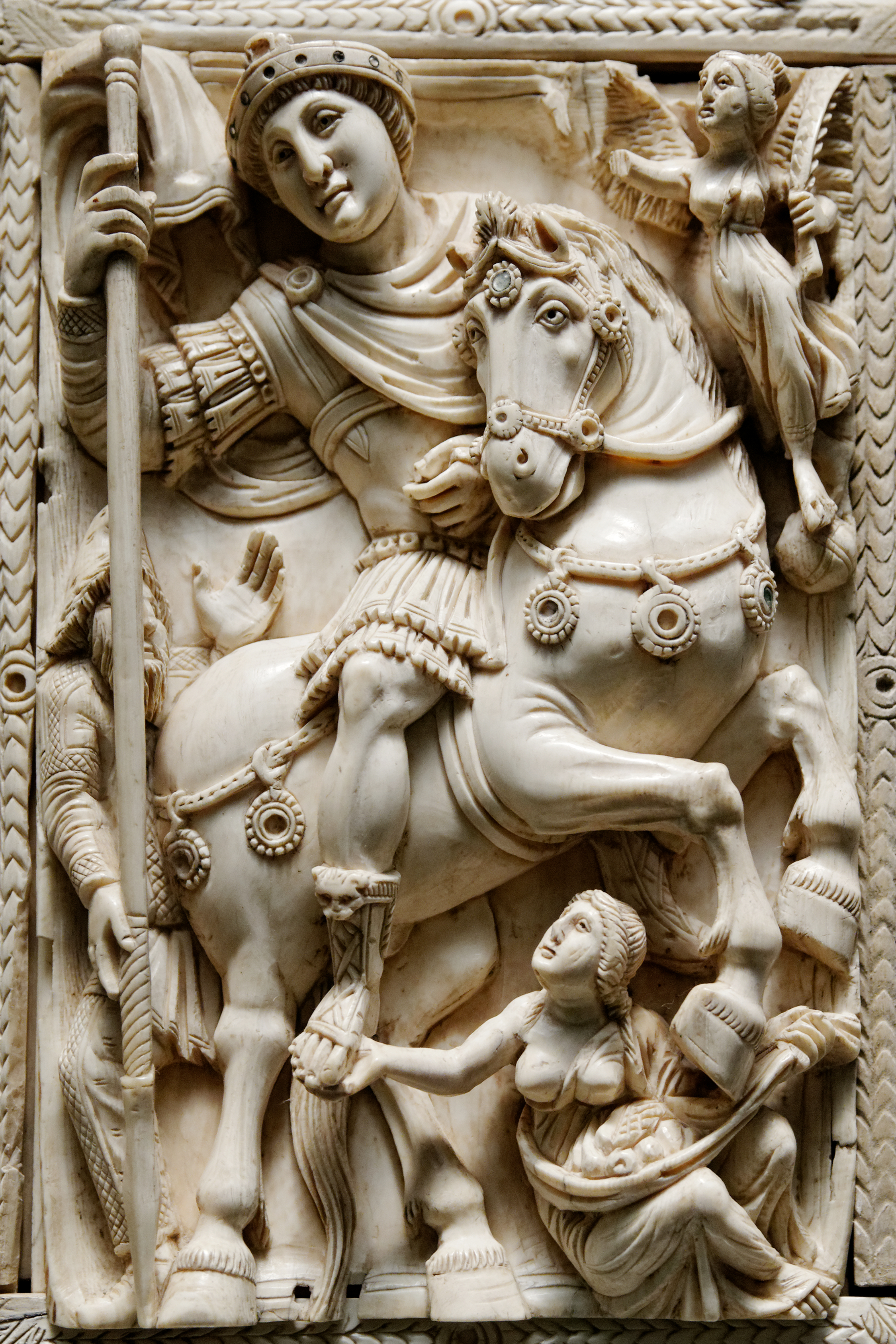
Emperador bizantino triunfante, en el díptico Barberini (primera mitad del siglo VI).
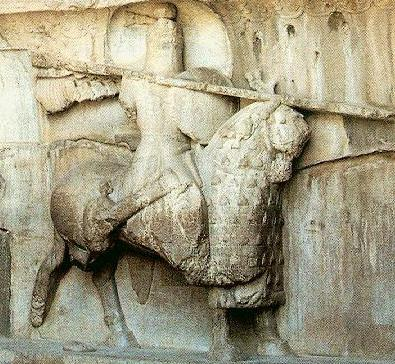
Cosroes II montando a su caballo Shabdiz en los relieves de Taq-e Bostan (ca. 600).
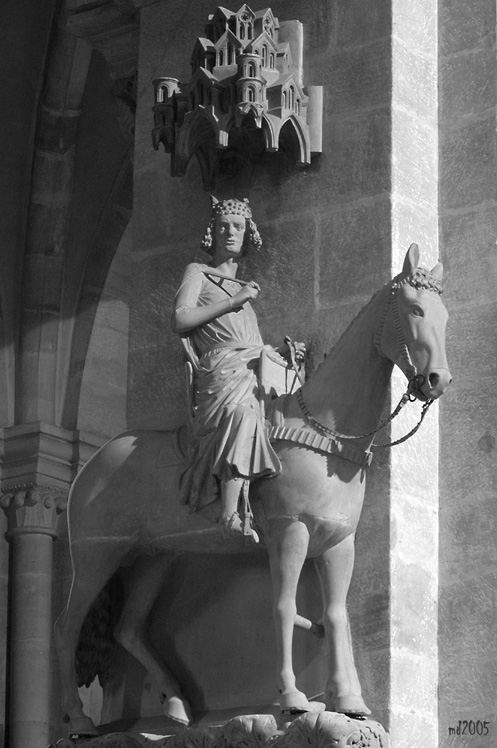
Jinete de Bamberg (ca. 1225).
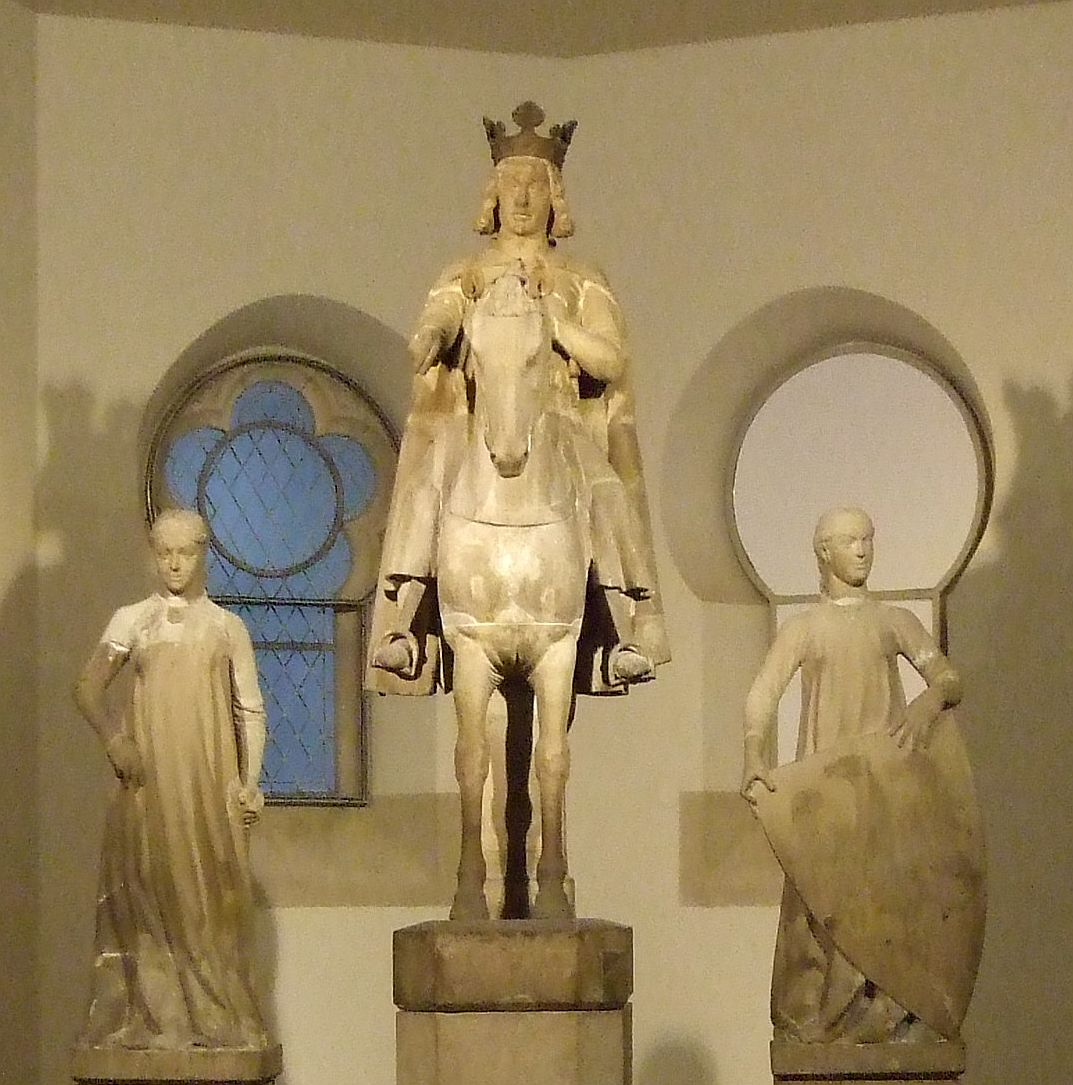
Jinete de Magdeburgo (ca. 1250).
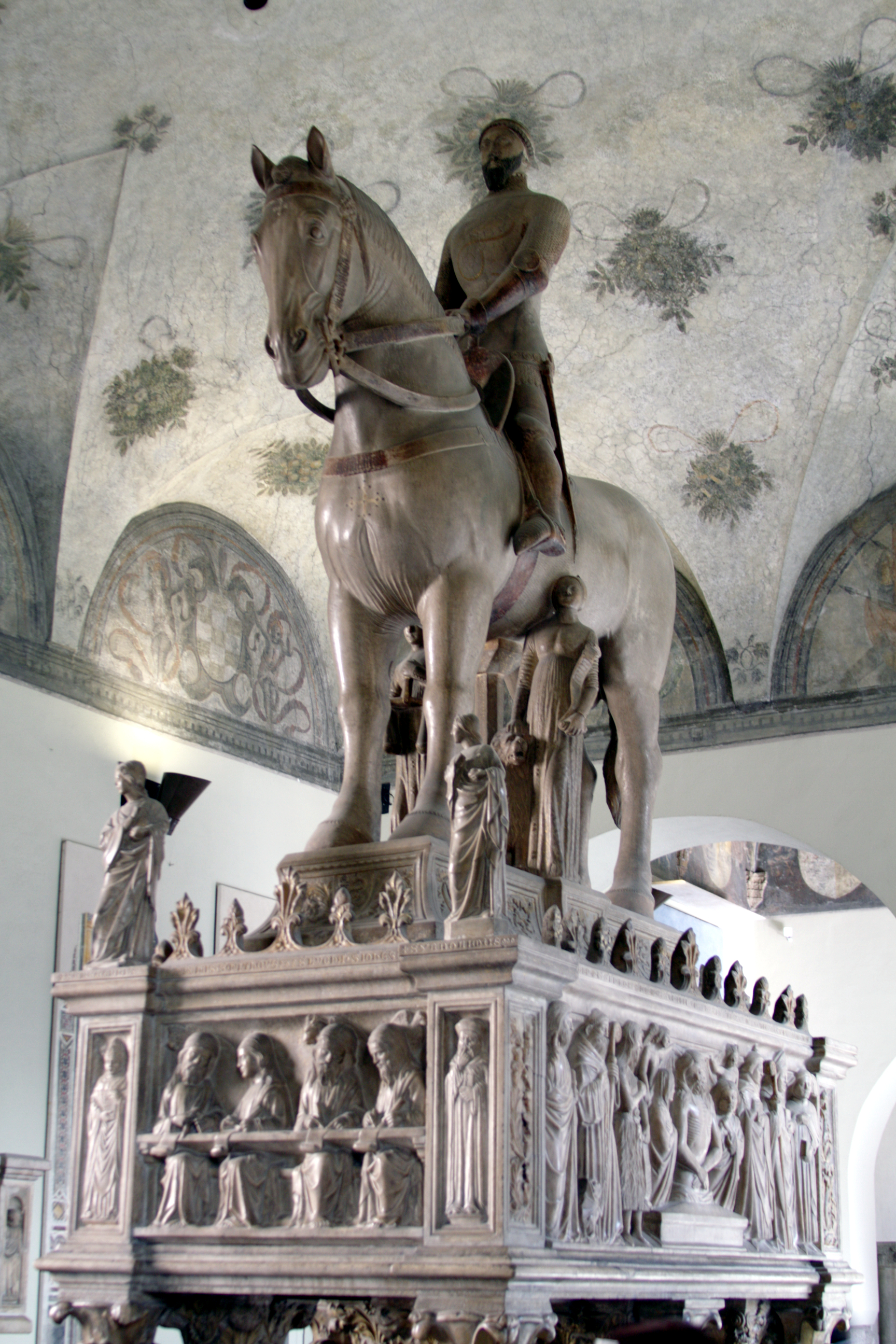
Monumento funerario de Bernabé Visconti, de Bonino da Campione (1363).

Su ejemplo no fue muy seguido en la Edad Media, especialmente por la dificultad técnica de la escultura en bronce. Además de la representación del emperador persa-sasánida Cosroes II (un altorrelieve en roca viva), en Europa se cuentan la de Carlomagno (un bulto redondo de pequeñas dimensiones), el Jinete de Bamberg (en piedra, adosado a uno de los pilares de la catedral, que podría ser un retrato del emperador Federico II), el Jinete de Magdeburgo (un bulto redondo de arenisca, que podría ser un retrato del emperador Otón I), o los monumentos funerarios de los Scaligeri o el de Bernabé Visconti (bultos redondos en piedra, los primeros en Verona y el segundo en el Castillo Sforzesco de Milán).

### Edad Moderna

#### Loscondottierosy el caballo de Leonardo

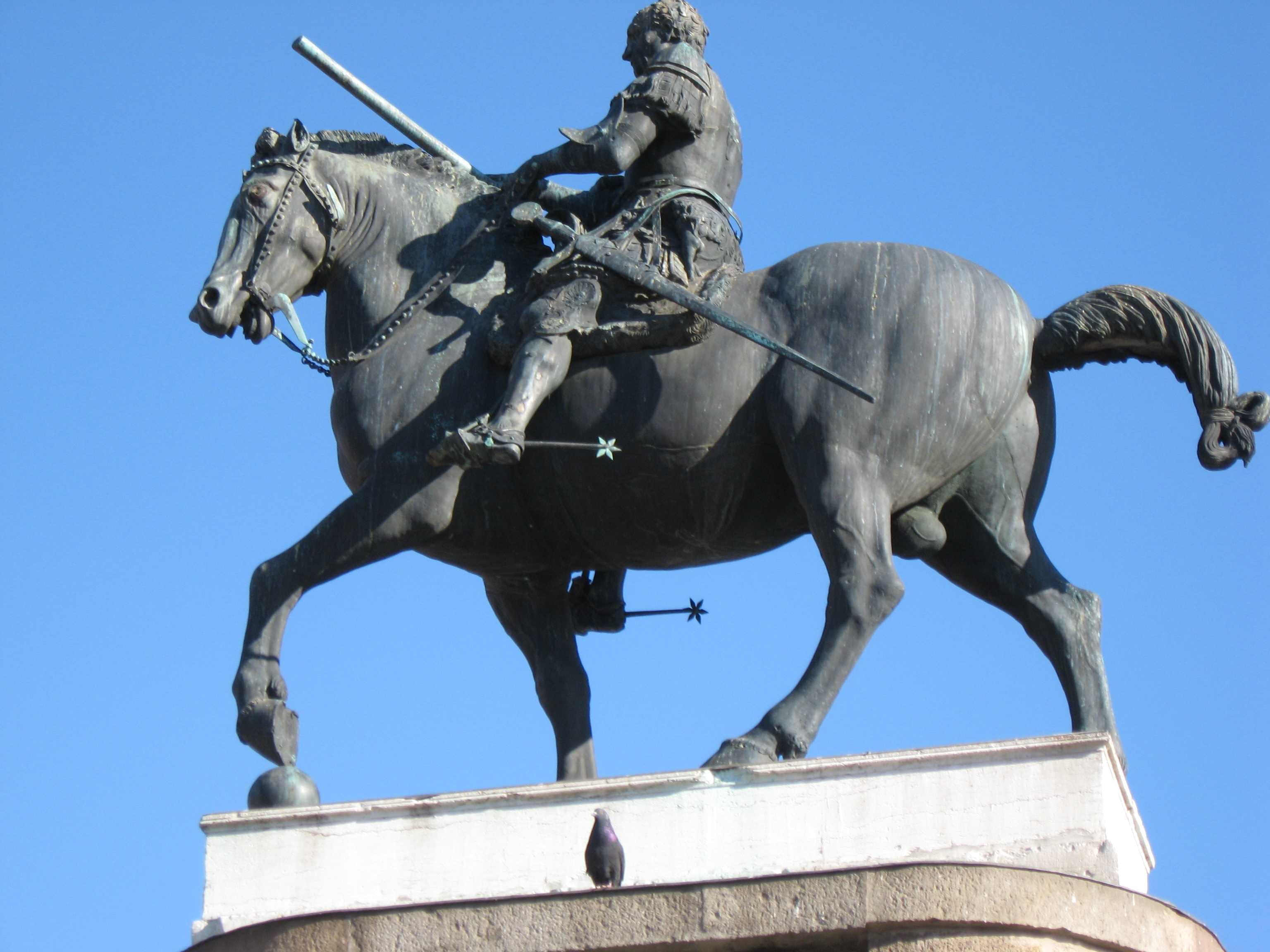
Condottiero Gattamelata, de Donatello (1453).
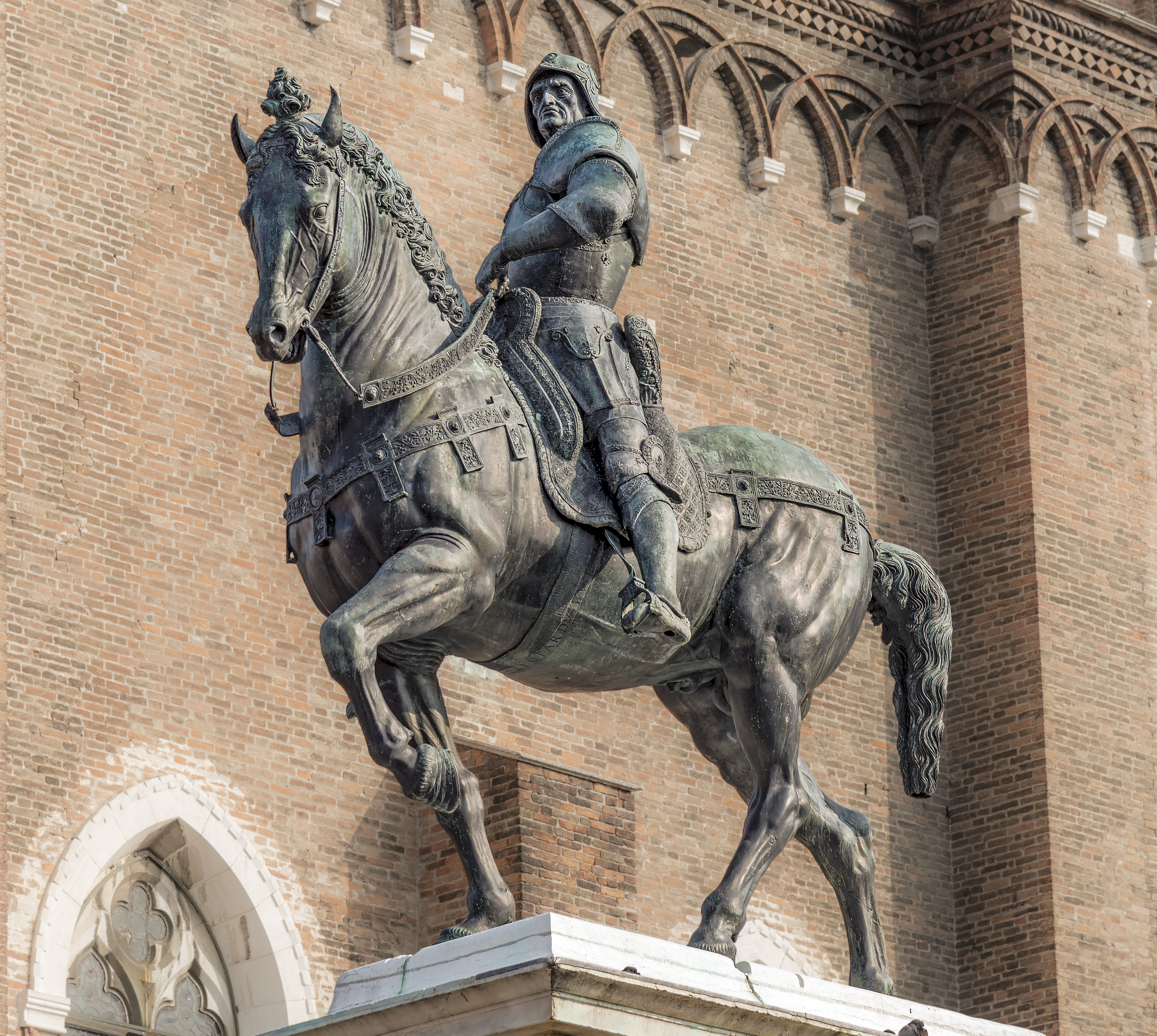
Condottiero Colleoni, de Verrocchio (1488).
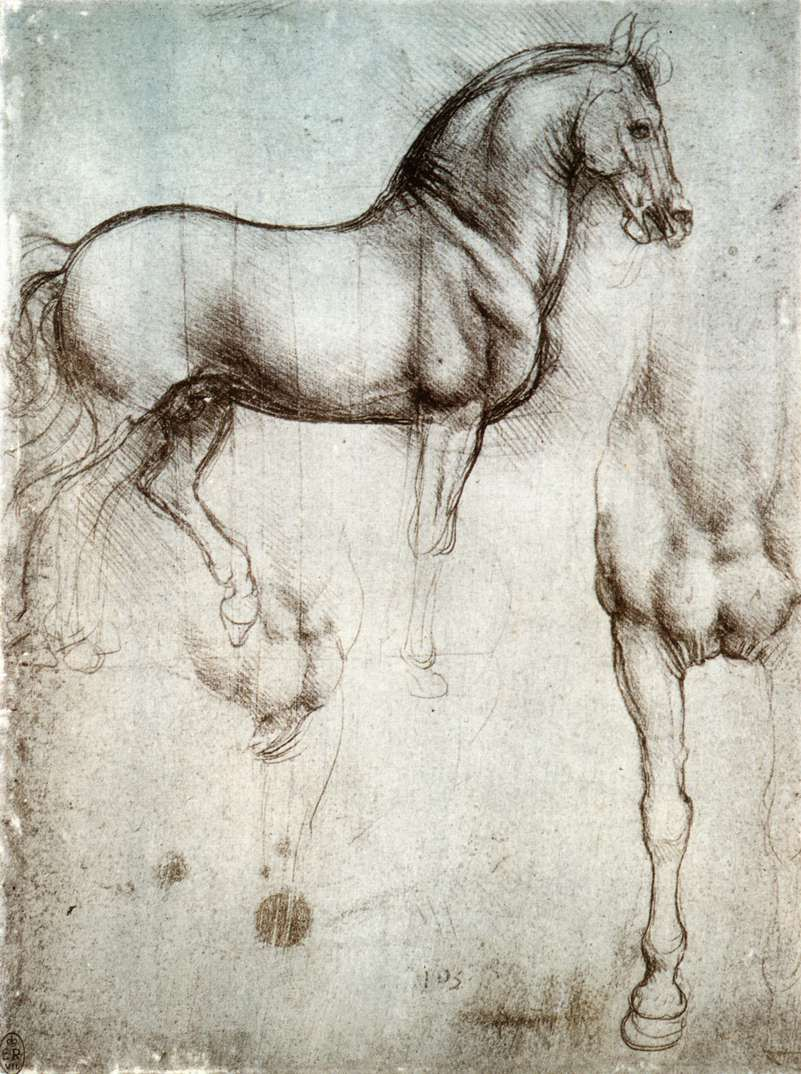
Estudio de caballo, Leonardo da Vinci (ca. 1490).
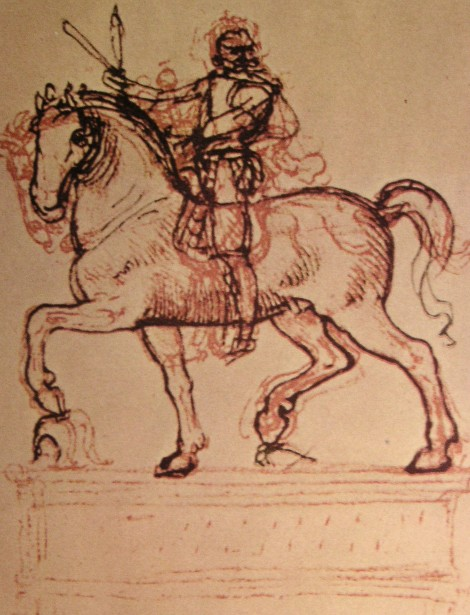
Boceto para monumento ecuestre, Leonardo da Vinci (ca. 1490).
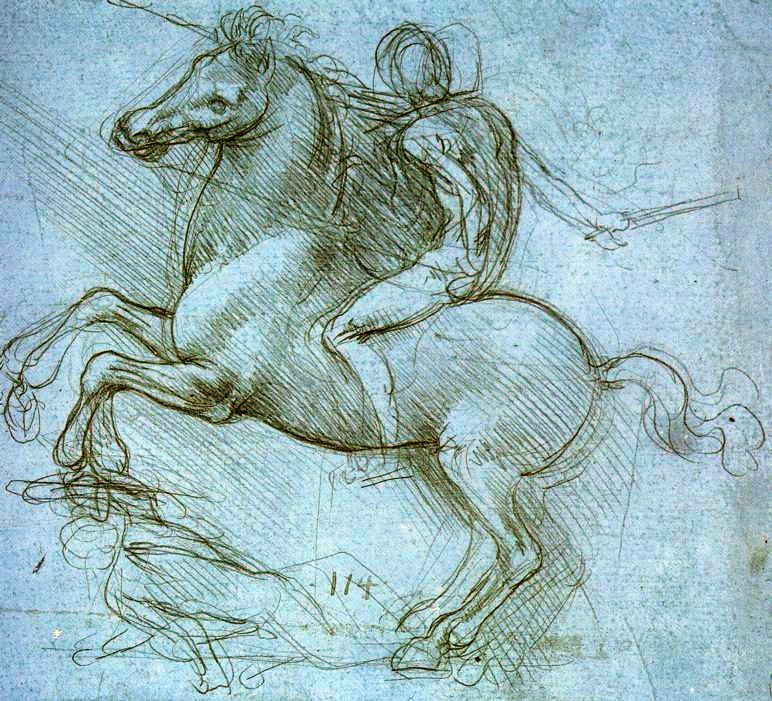
Boceto para monumento ecuestre, Leonardo da Vinci (posiblemente uno de los primeros de esta serie, 1488-1499).
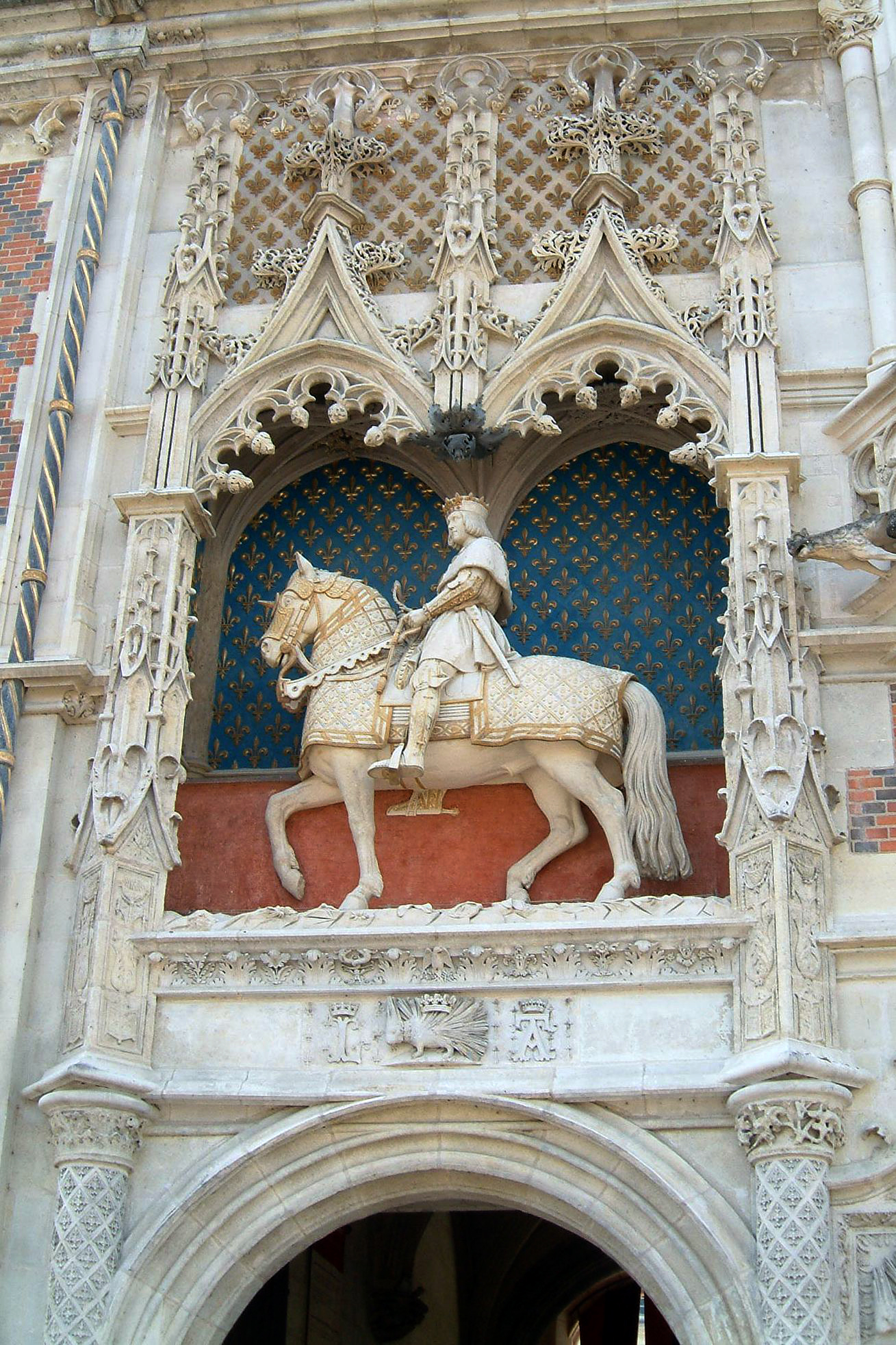
Luis XII en el castillo de Blois (las patas del caballo están en la posición denominada à l'amble').

Sí será profusamente seguido a partir del Renacimiento (los condottieros Gattamelata y Colleone, el frustrado caballo sforzesco de Leonardo).

Me hubiera gustado hacer una estatua vuestra sobre un caballo, para eternizaros
Pollaiuolo, a Virgilio Orsini, 1494.

Los retratos ecuestres pictóricos comenzaron teniendo como modelo explícito esas esculturas (frescos de los monumentos funerarios a condottieros de Paolo Ucello y Andrea del Castagno en la Catedral de Florencia), y a partir de Tiziano (Carlos V a caballo en Mühlberg, 1548) se incorporaron a los retratos regios de los pintores de corte. El desarrollo tecnológico del grabado, que se había convertido en un mecanismo excepcional para la distribución de la obra visual desde antes incluso de la invención de la imprenta, protagonizó un curioso momento de emulación entre dos importantes artistas con excusa de una representación ecuestre: el San Jorge de Lucas Cranach (1507) y el Maximiliano de Hans Burgkmair (1508).

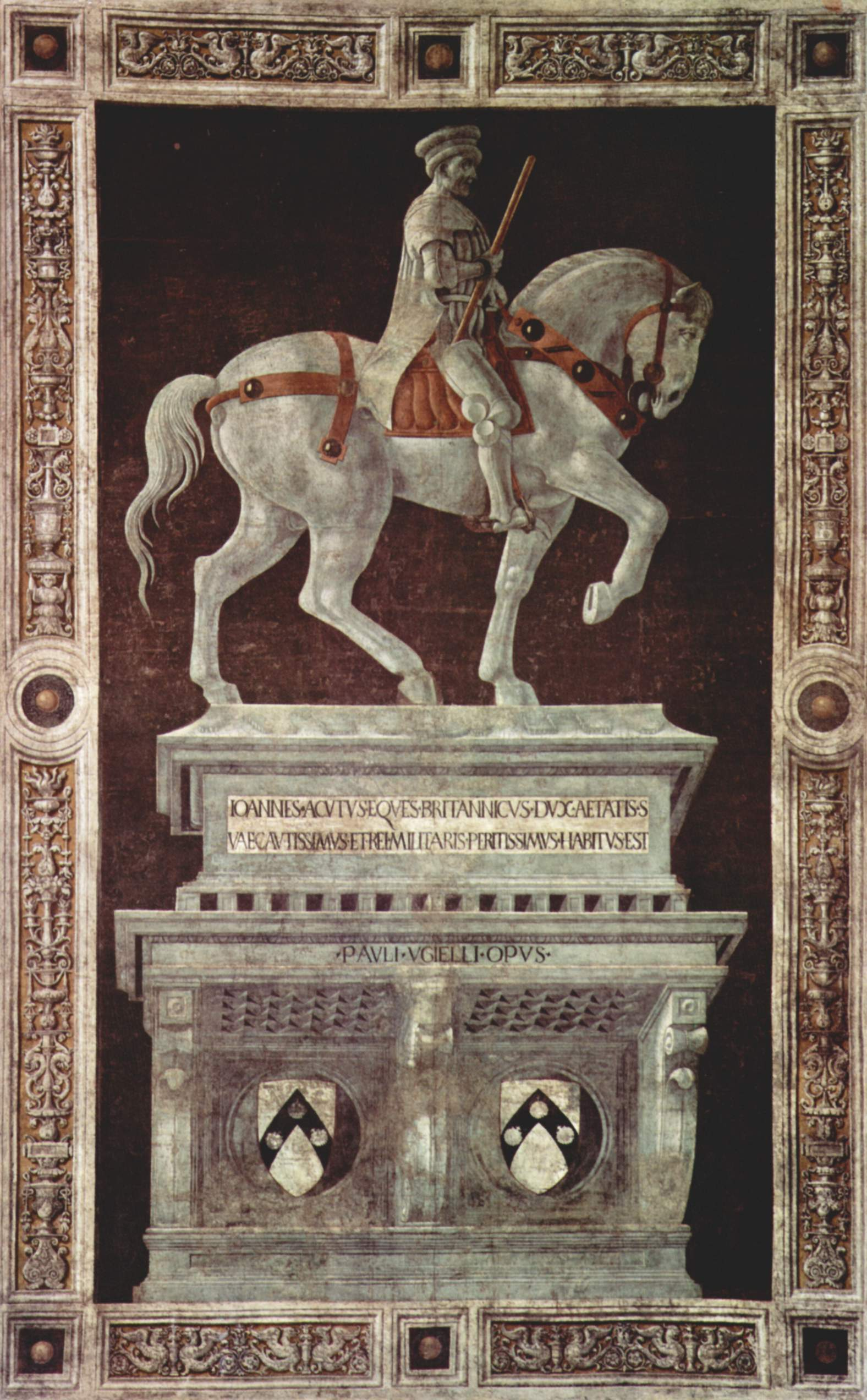
Monumento funerario del condottiero Giovanni Acuto en la Catedral de Florencia, de Paolo Ucello (1436).
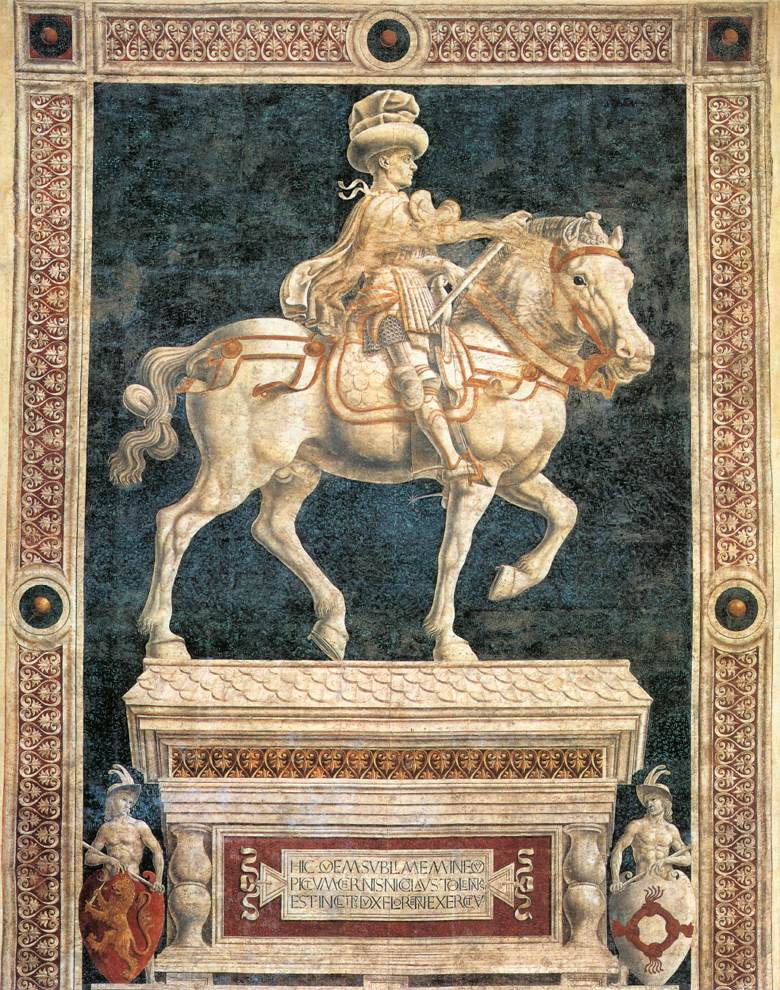
Monumento funerario de Niccolò da Tolentino, de Andrea del Castagno (1456), pintado junto al anterior.
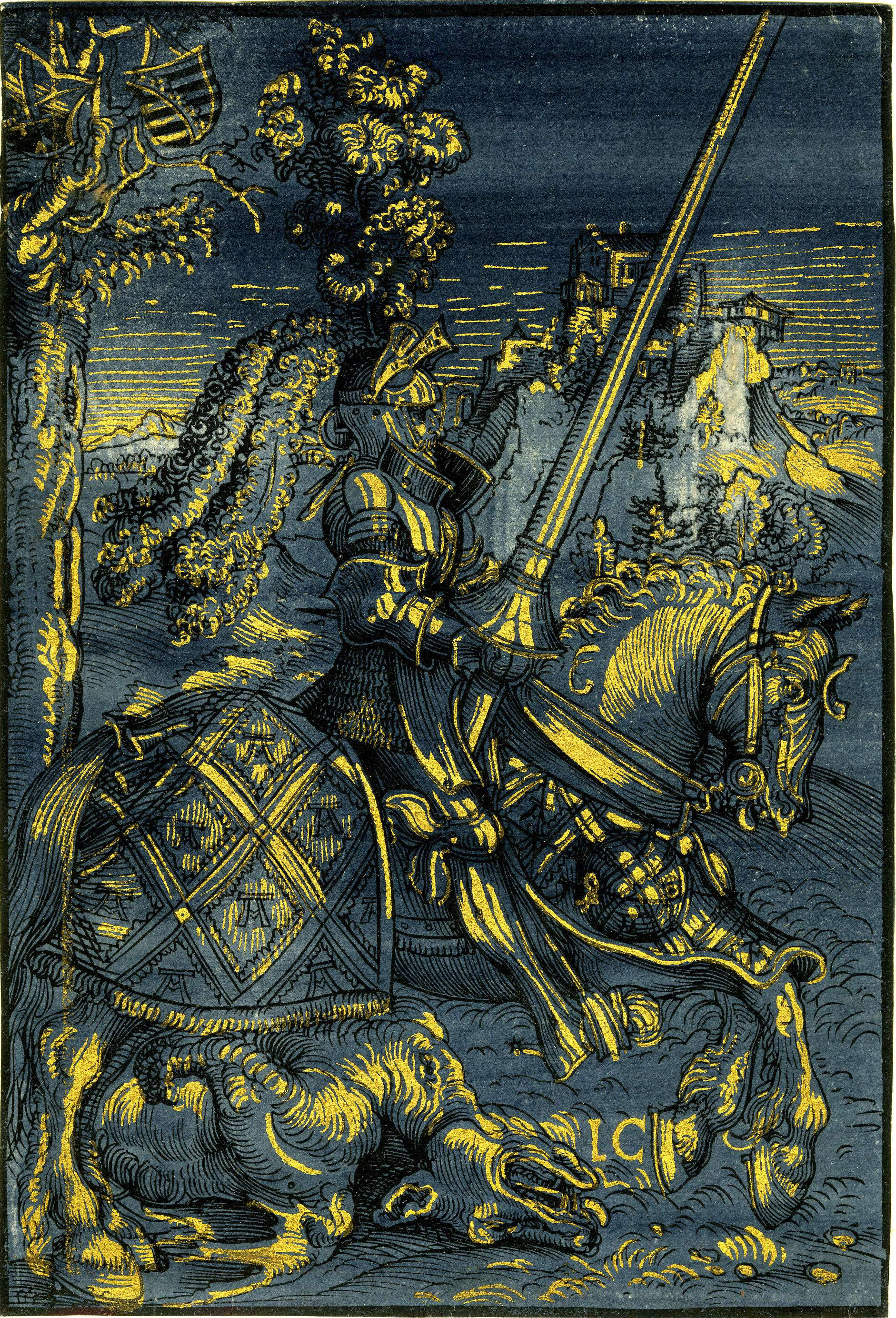
San Jorge, de Lucas Cranach (1507).
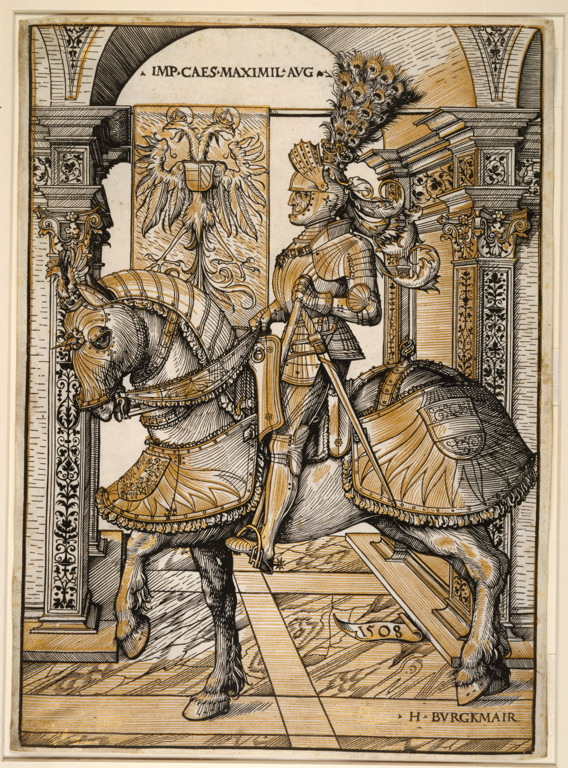
Emperador Maximiliano, de Hans Burgkmair (1508).
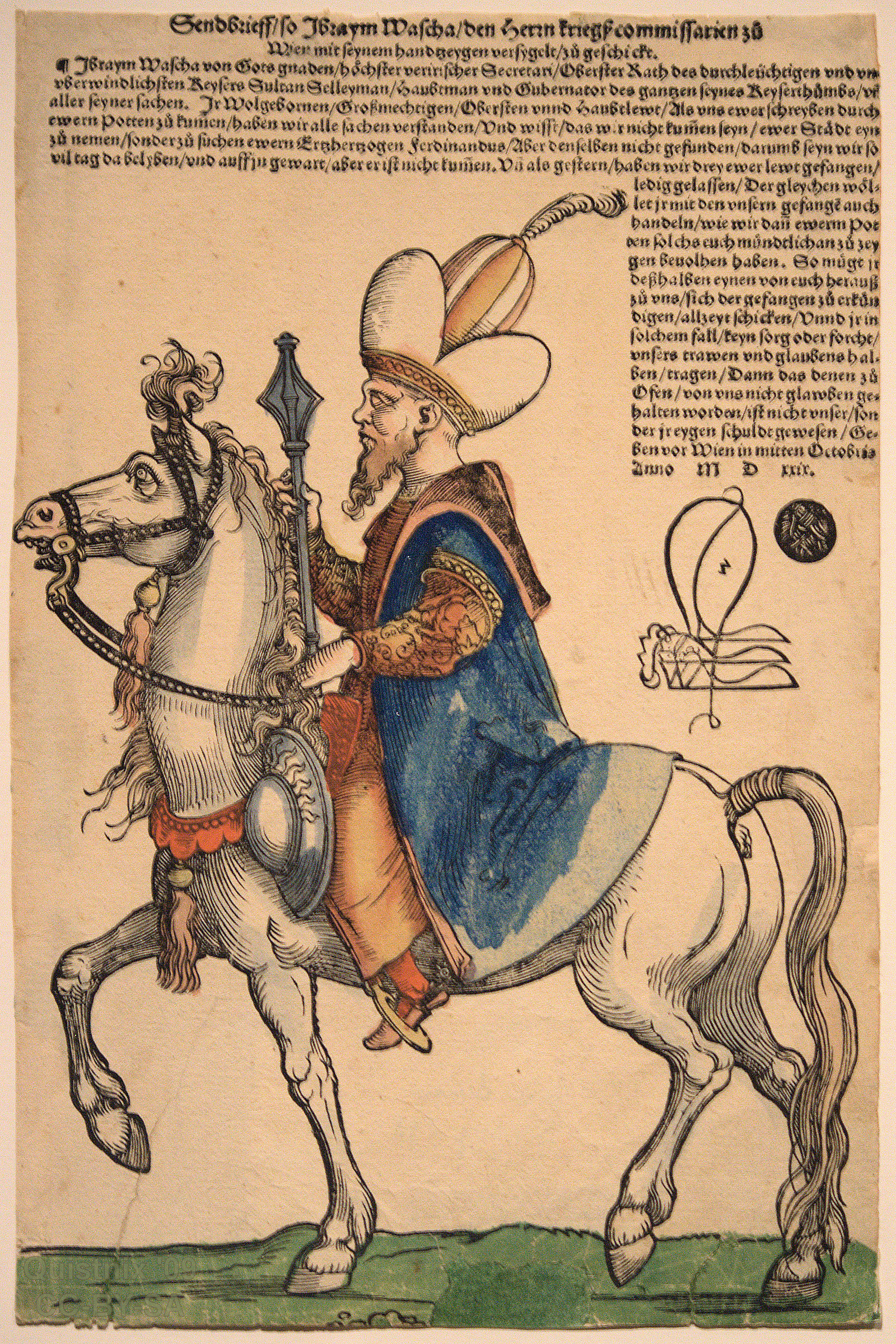
Pargali Ibrahim Pascha, visir de Solimán el Magnífico, durante el sitio de Viena (1529), grabado coloreado de Hans Sebald Beham (ca. 1530).

#### Felipe IV y los dos apoyos
En el Manierismo y el Barroco, los escultores italianos siguieron dominando la técnica de la estatuaria ecueste, y se significaron especialmente con las esculturas de los dos reyes españoles de la primera mitad del siglo XVII: la estatua ecuestre de Felipe III y la estatua ecuestre de Felipe IV.

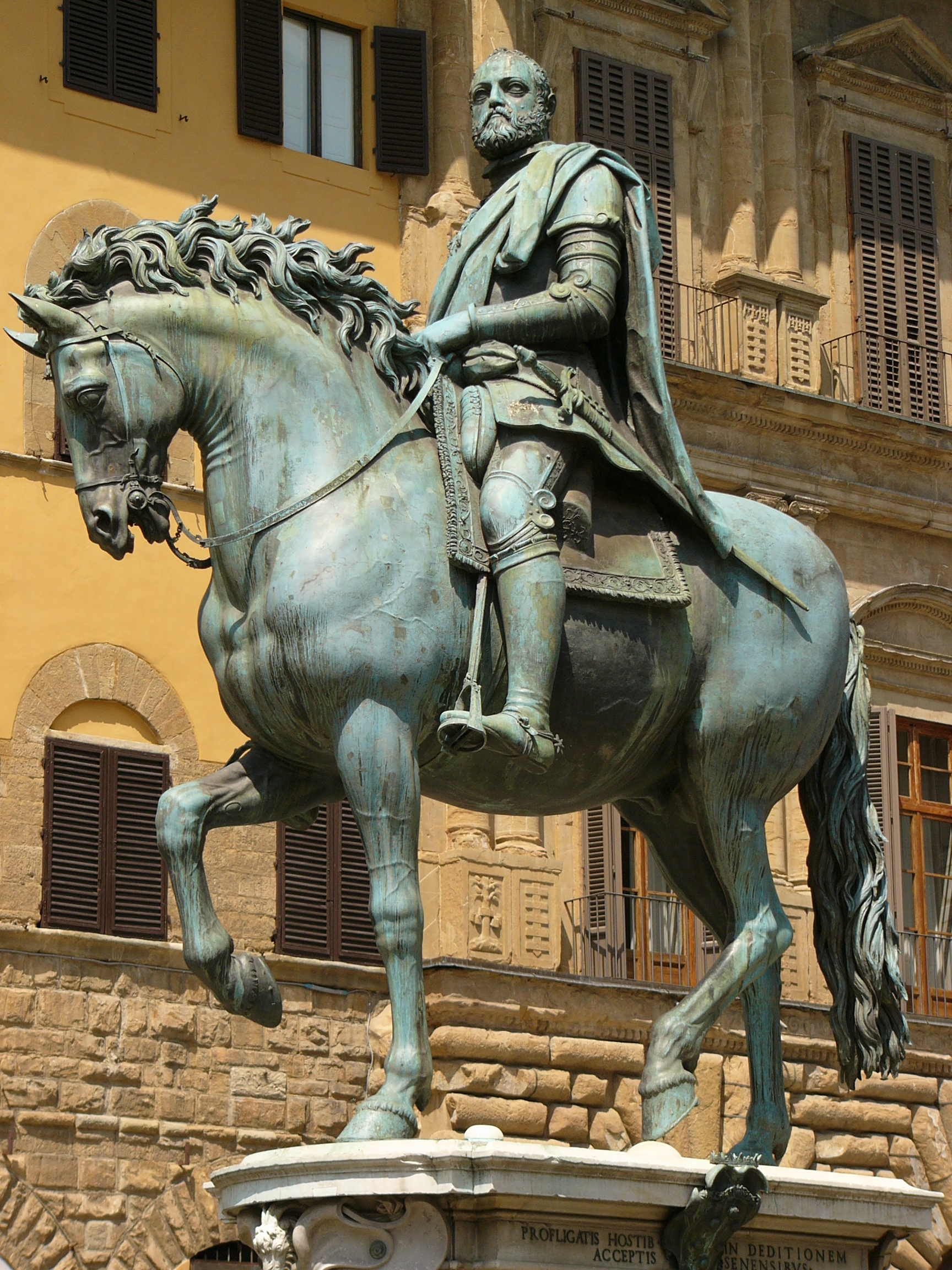
Estatua ecuestre de Cosme I de Médici, de Giambologna (1594).
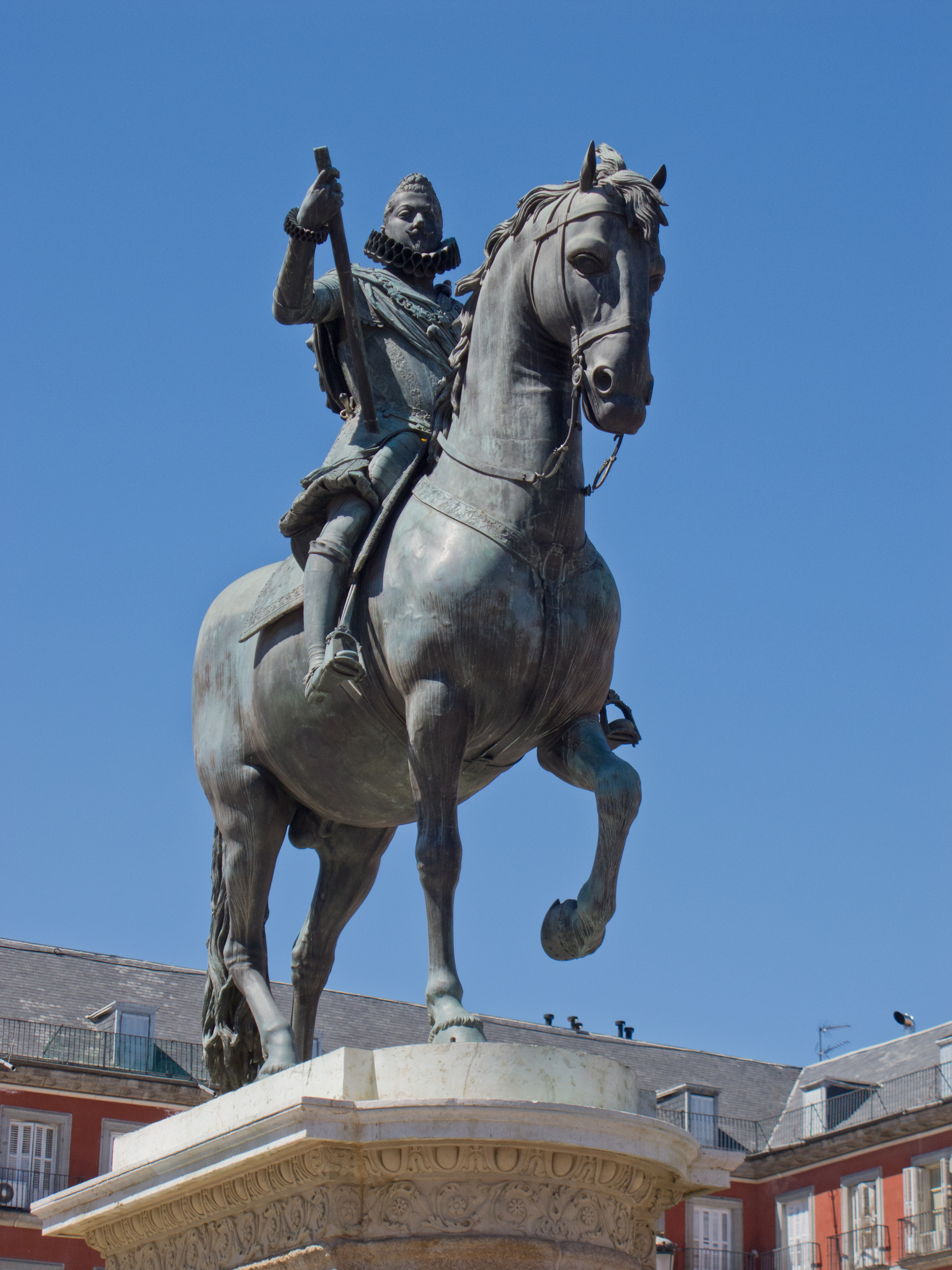
Estatua ecuestre de Felipe III, de Giambologna y Pietro Tacca (1618).
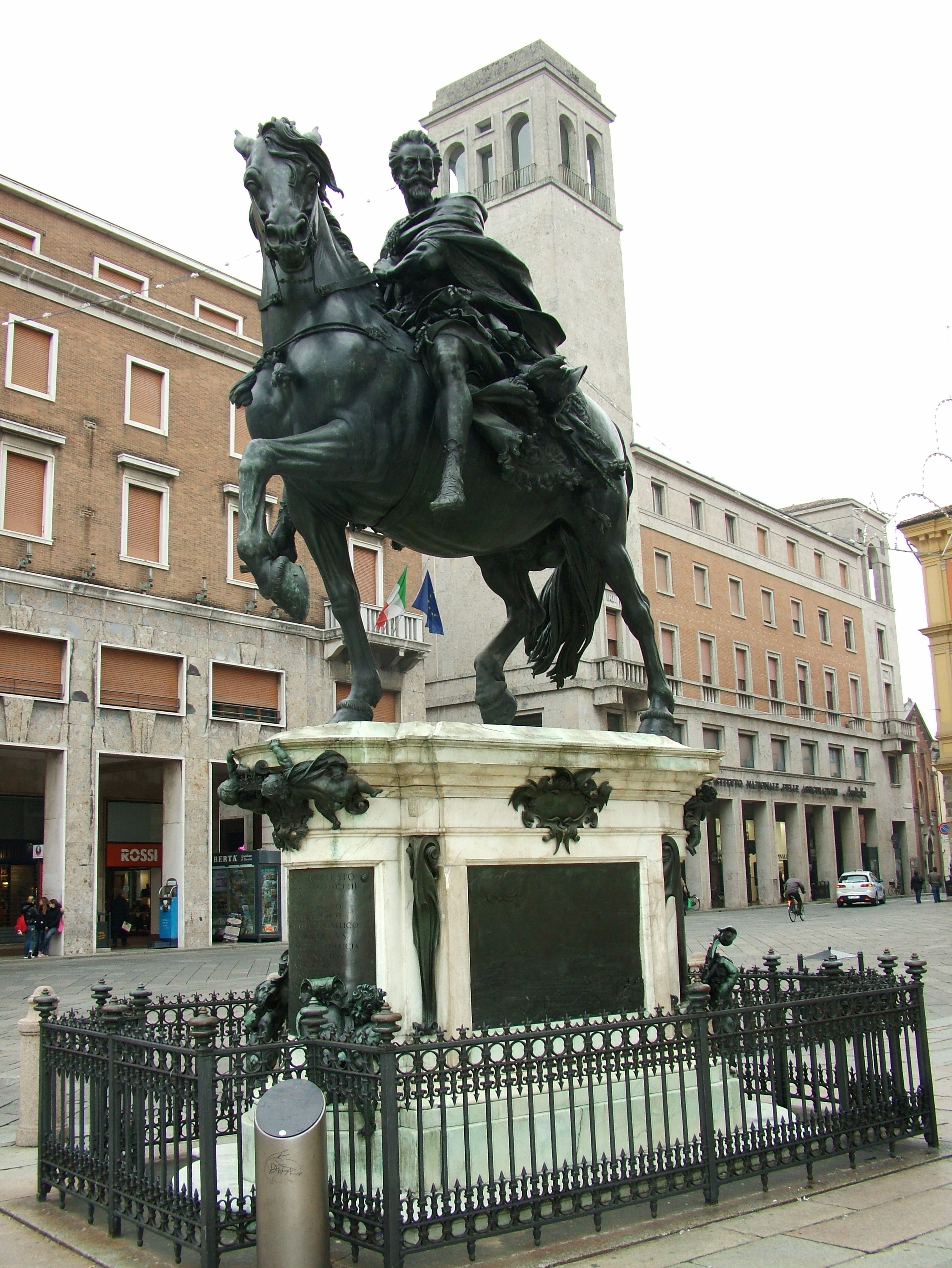
Estatua ecuestre de Alejandro Farnesio, de Francesco Mochi (1622-1625), uno de los llamados Cavalli del Mochi.
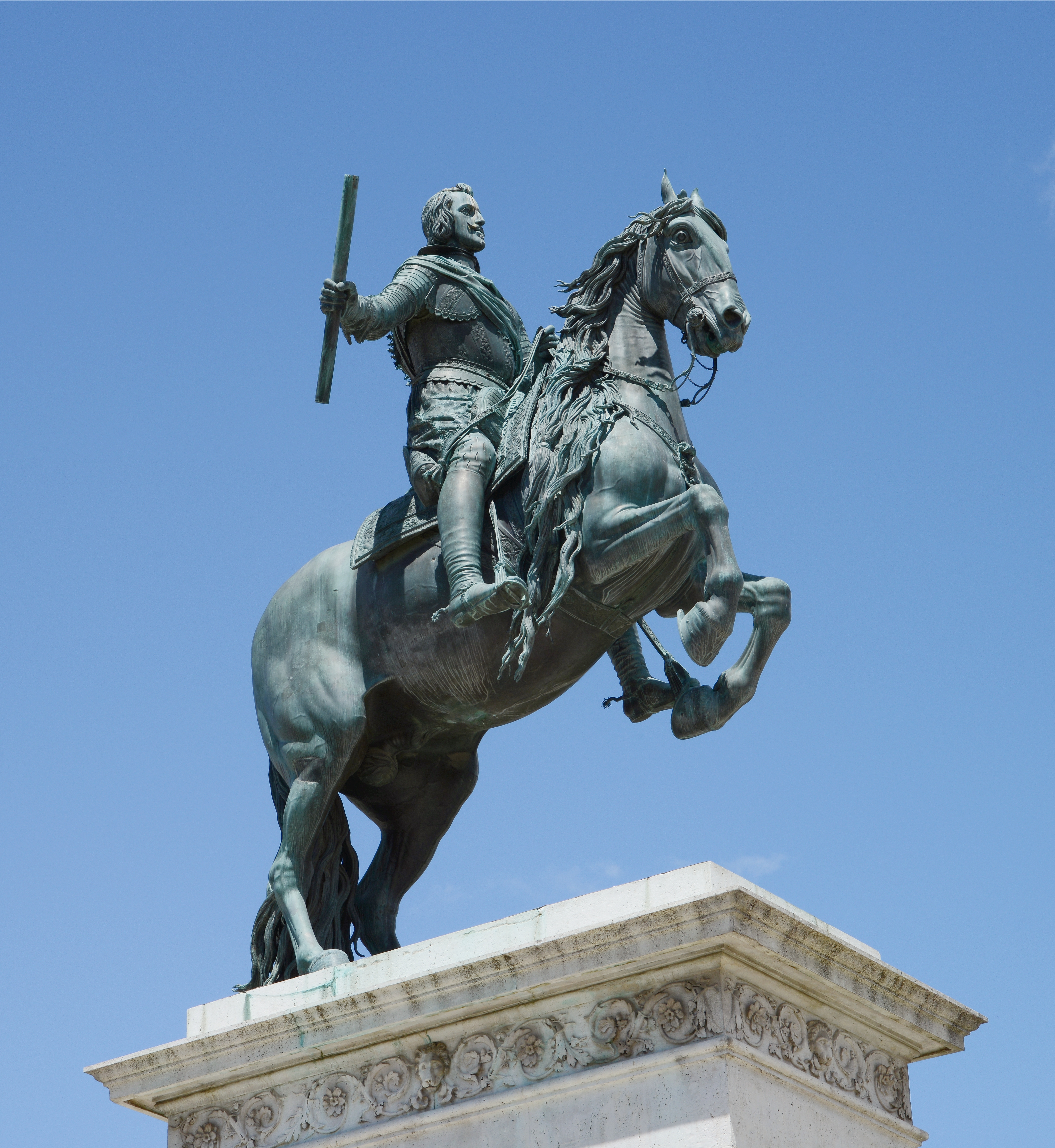
Estatua ecuestre de Felipe IV, de Pietro Tacca (1634-1640).

La escultura ecuestre mantuvo al menos tres patas del caballo apoyadas en la base hasta entonces. El atrevimiento de representar un caballo apoyado en las dos patas traseras fue desechado incluso por Leonardo, a pesar de su ambición. Tal desafío técnico para la escultura no se consiguió hasta 1640, cuando Pietro Tacca consiguió llevar al bronce un dibujo de Velázquez (que realizaba una serie de retratos ecuestres de varios miembros de la familia real —1634 a 1635— y del Conde Duque de Olivares —1638—) gracias, según algunos testimonios, a los cálculos físicos de Galileo.

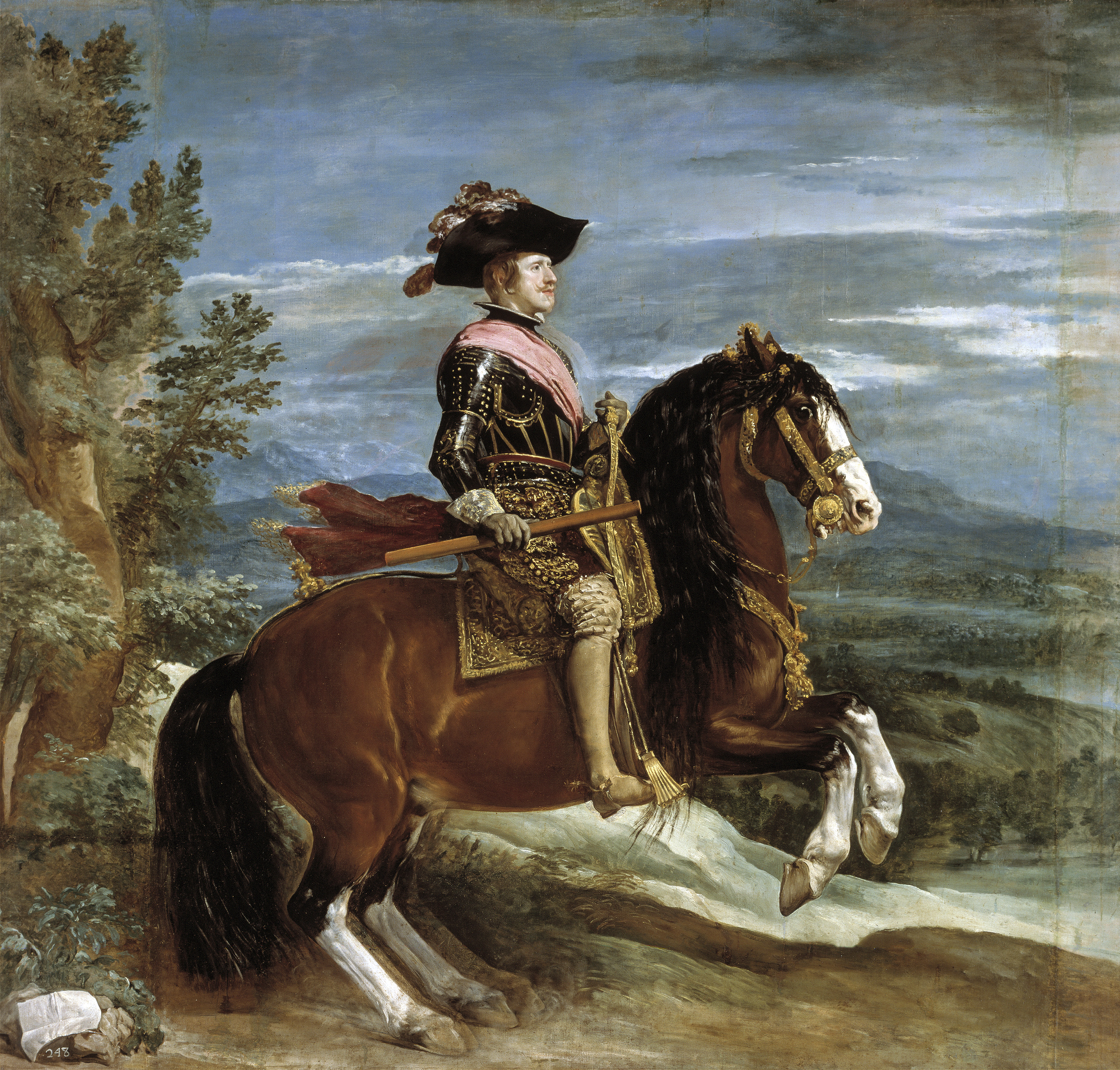
Felipe IV a caballo.
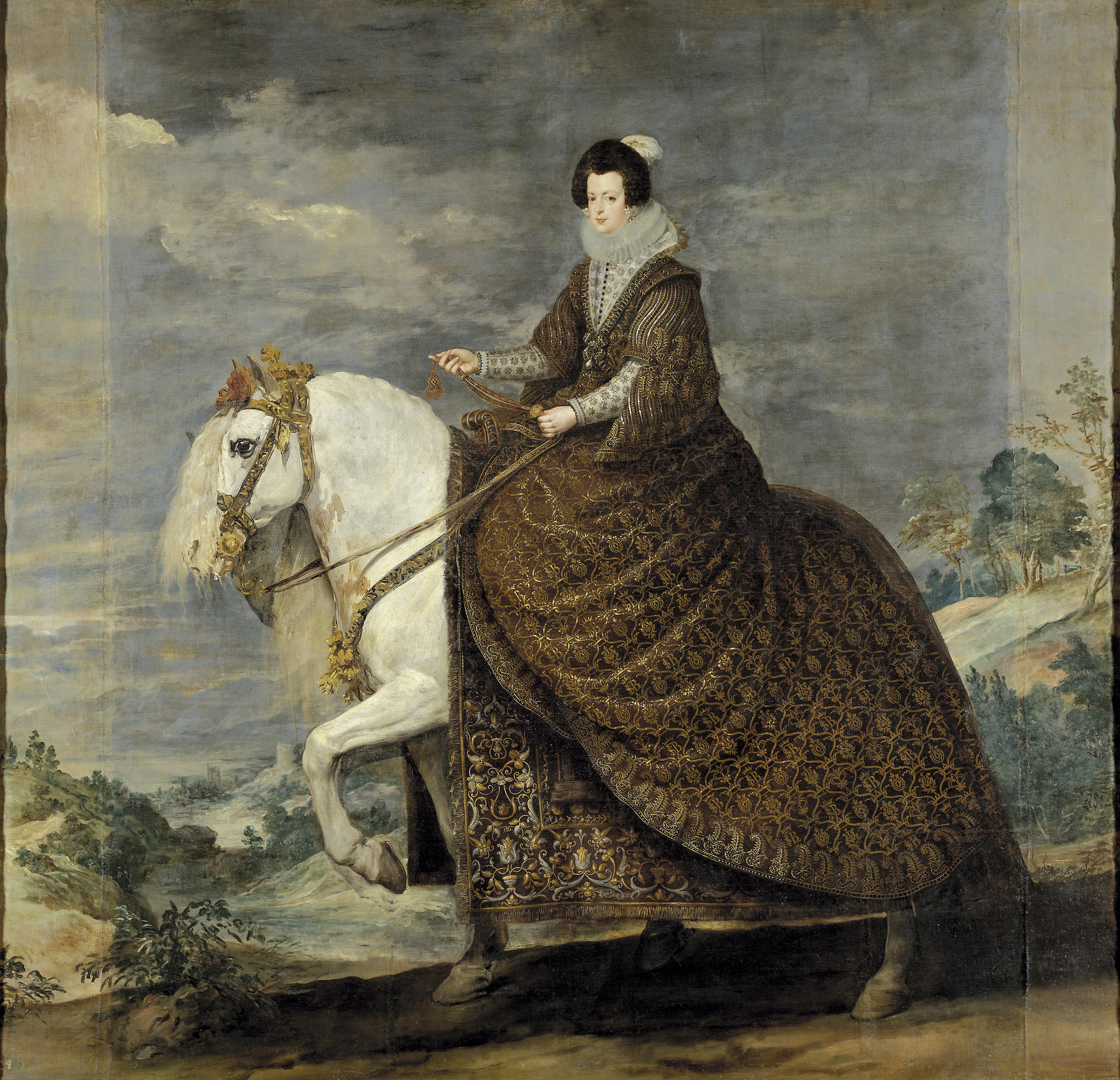
La reina Isabel de Francia a caballo.
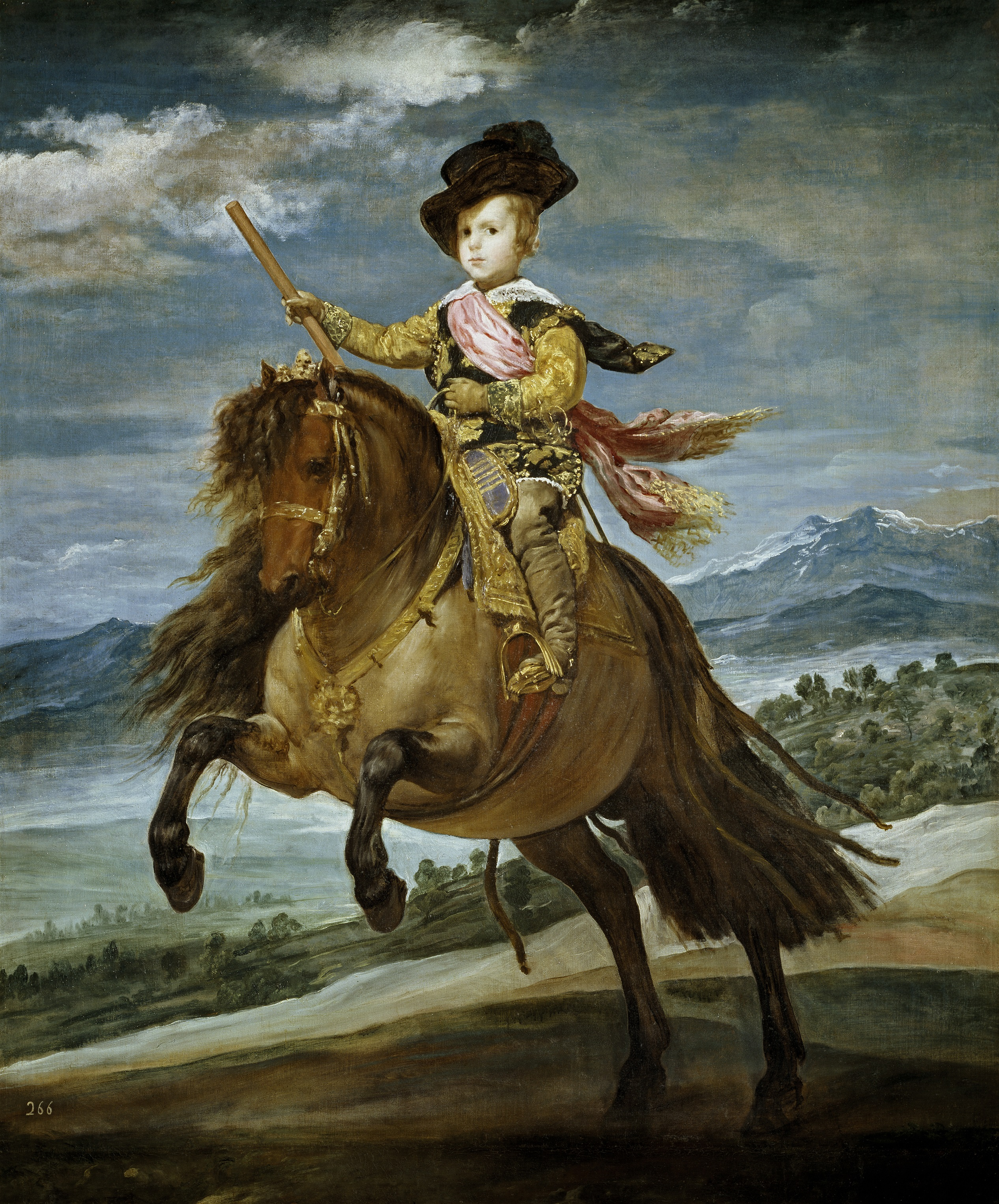
El príncipe Baltasar Carlos a caballo.
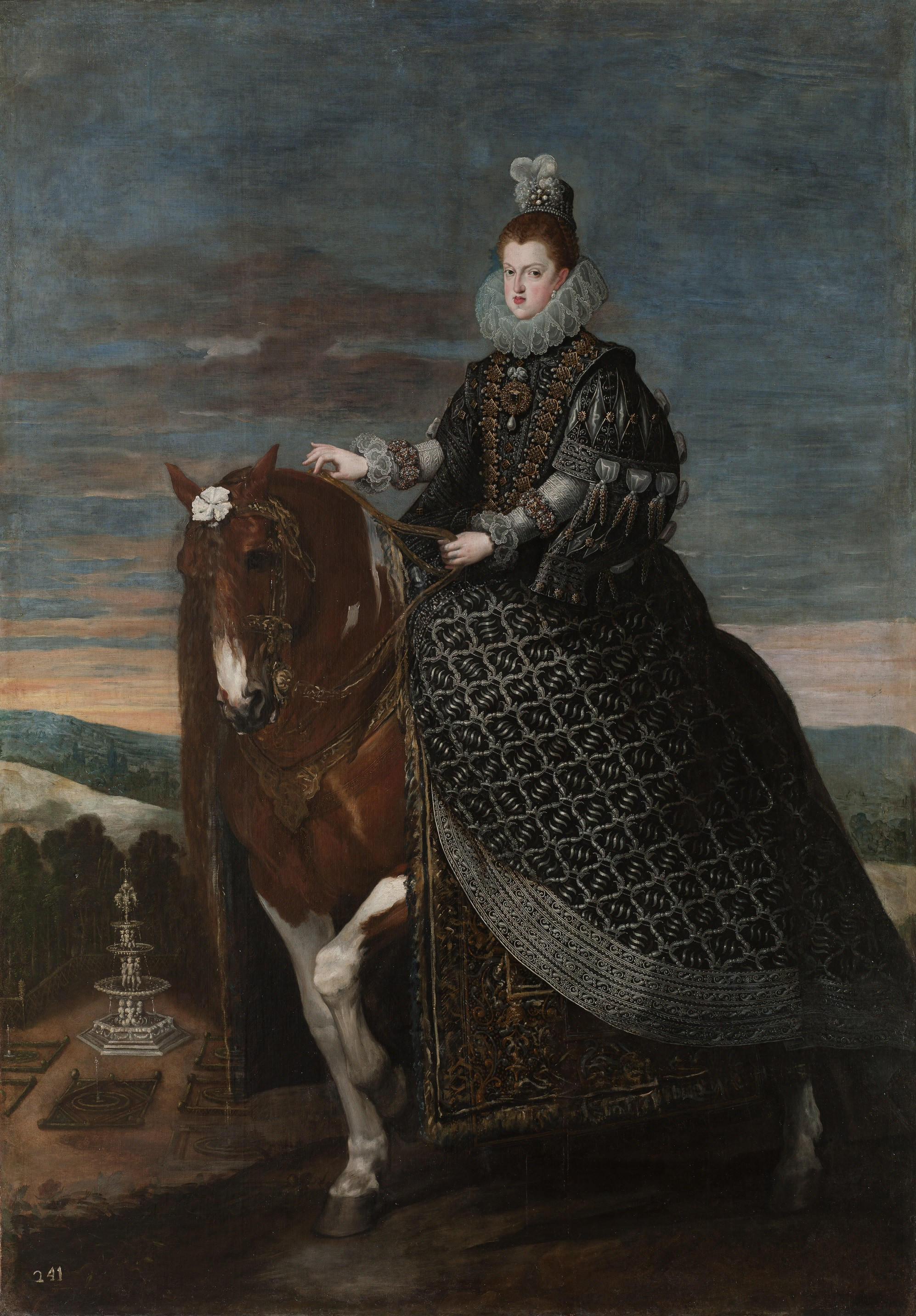
La reina Margarita de Austria a caballo.
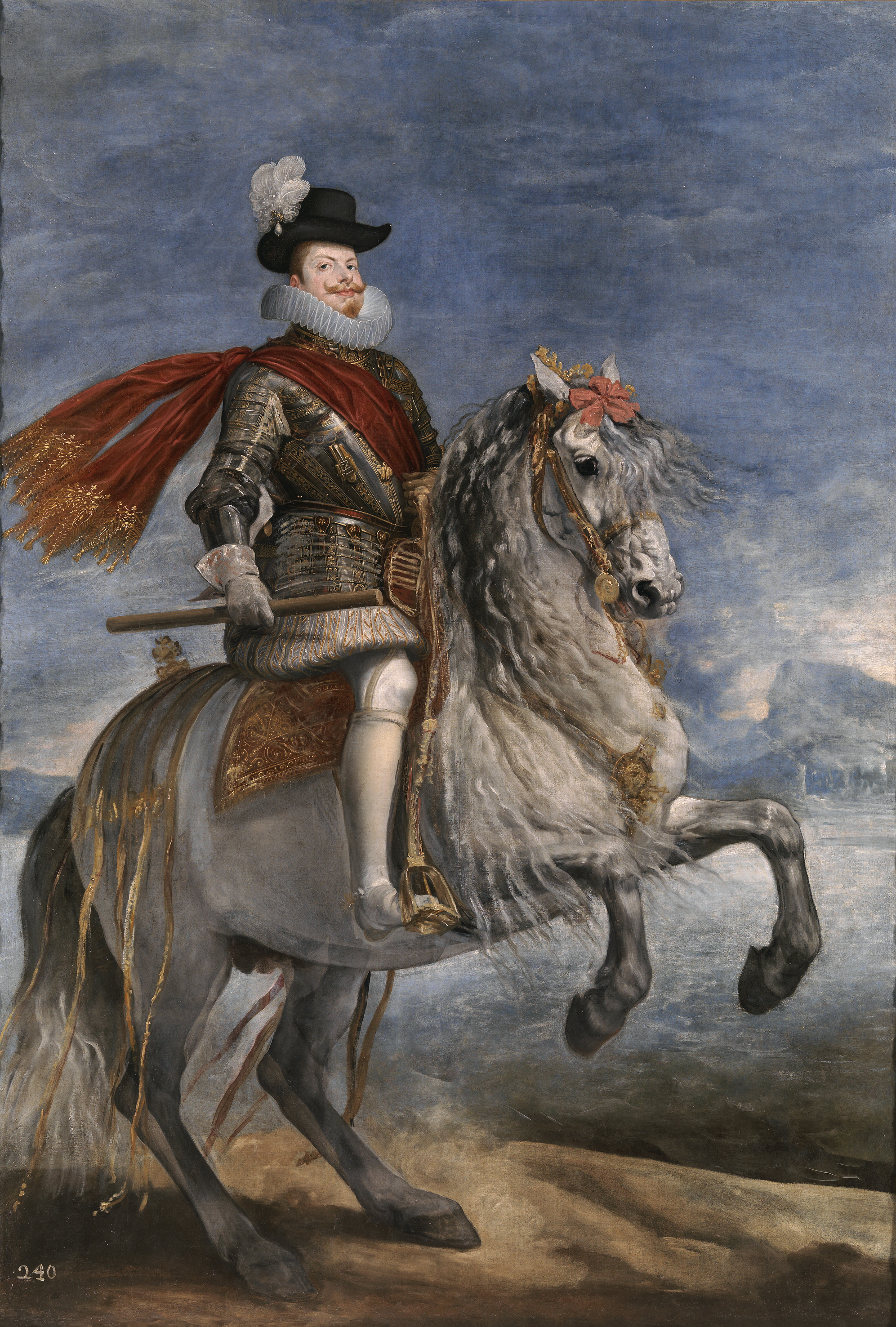
Felipe III a caballo.
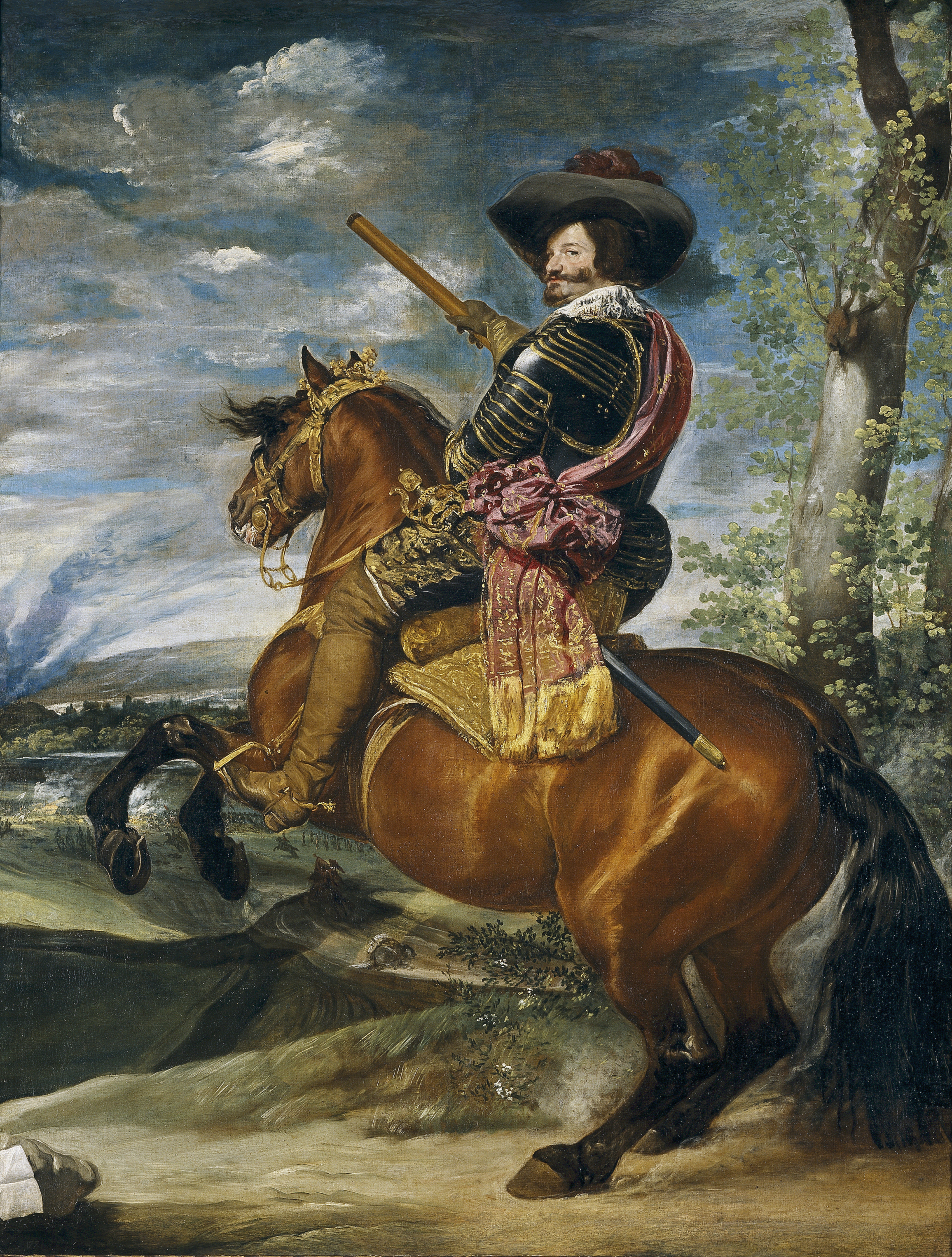
El Conde-Duque de Olivares a caballo.

Las representaciones pictóricas tienen muchas menos limitaciones, pero aun así no fue nada usual la representación de tal postura en los retratos pictóricos ecuestres hasta esa misma época (compruébese en los ejemplos de Tiziano o Rubens, anteriores, y los de Le Brun o Siemiginowski, posteriores).

Carlos V a caballo en Mühlberg, de Tiziano (1548).
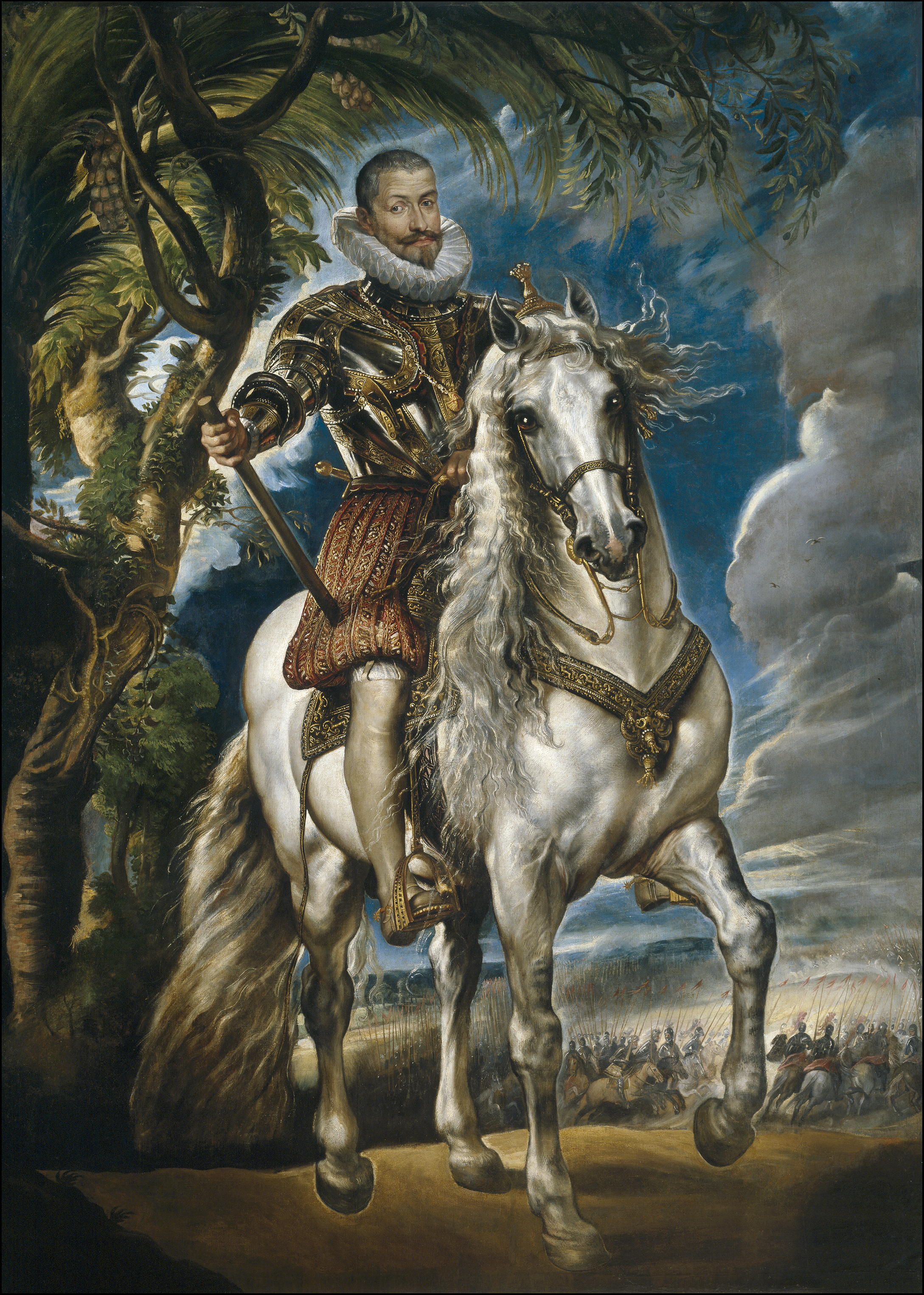
Retrato ecuestre del duque de Lerma, de Rubens (1603).
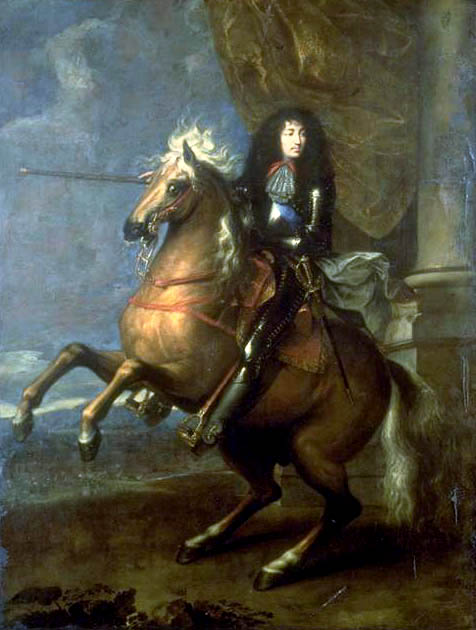
Retrato ecuestre de Luis XIV, de Charles Le Brun (1668).
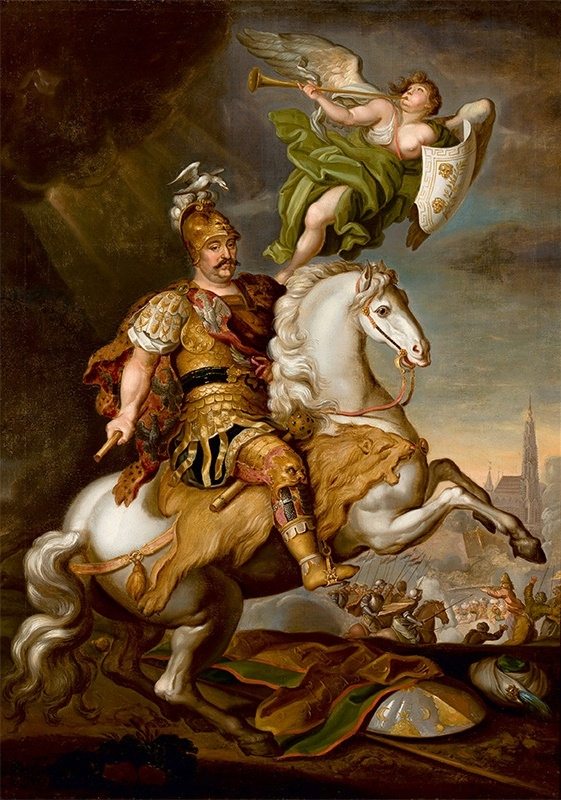
Retrato ecuestre de Juan III Sobieski, de Jerzy Siemiginowski-Eleuter (1686).

Incluso las múltiples versiones del retrato ecuestre de Carlos I de Inglaterra por Van Dyck, estrictamente contemporáneas de la serie de Velázquez para los Austrias de Madrid, también se atienen a las convenciones fijadas por Tiziano o Rubens, con la excepción del magistral retrato desmontado, en el que el caballo y la vegetación se usan de marco y dosel para resaltar la figura del monarca.

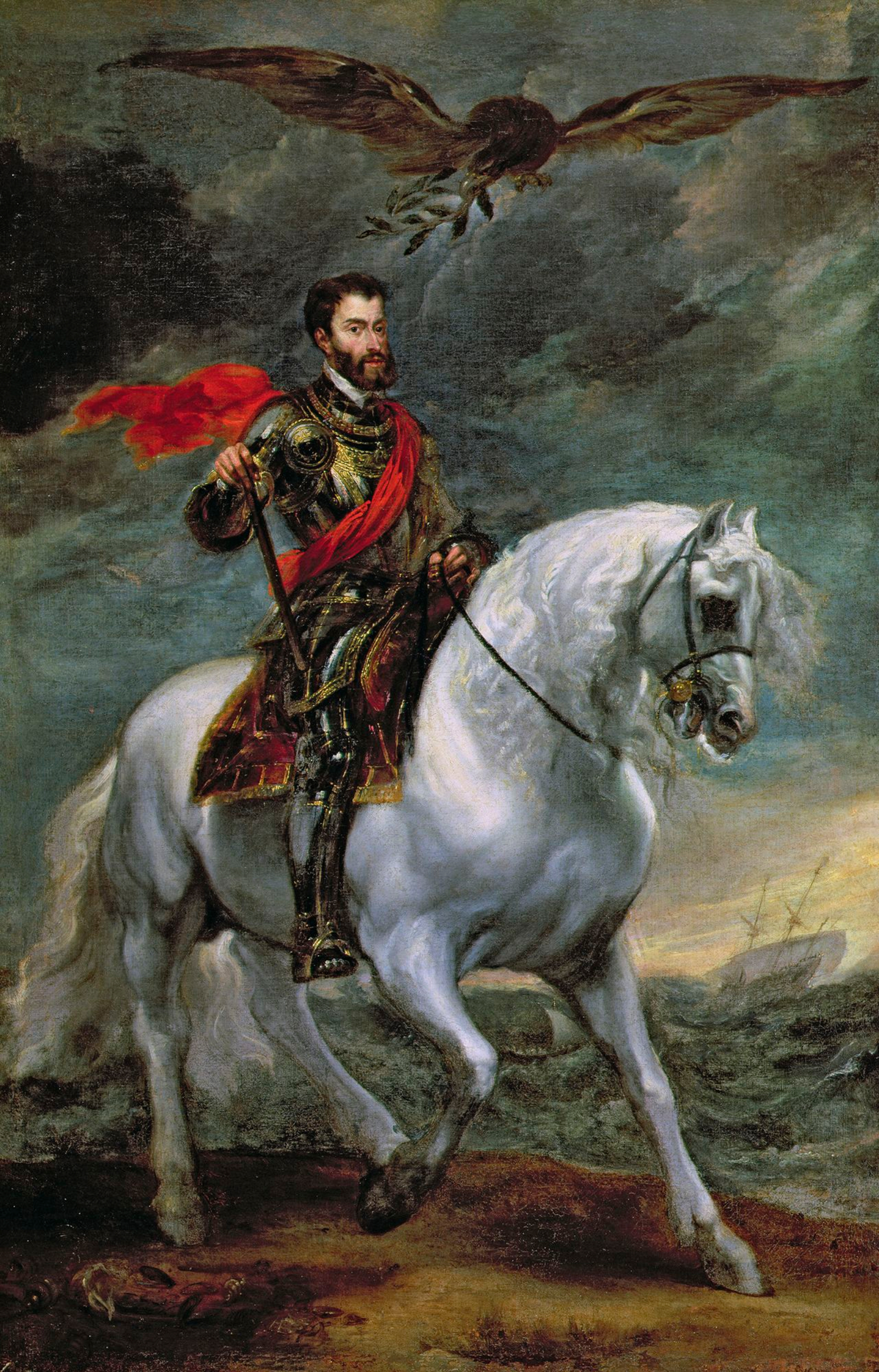
Retrato ecuestre del emperador Carlos V, de Van Dyck (1620).
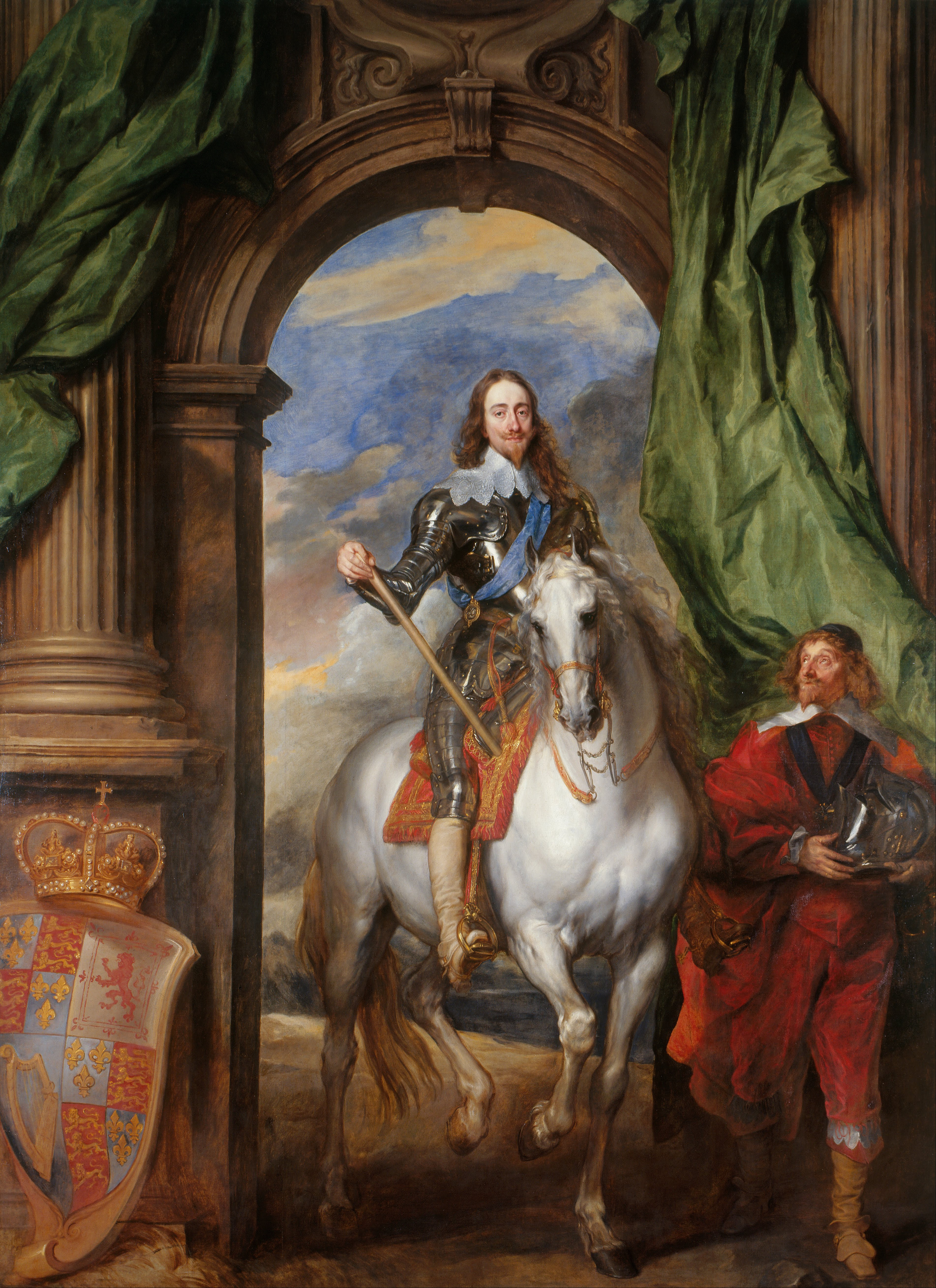
Retrato ecuestre de Carlos I de Inglaterra, de Van Dyck (1633).
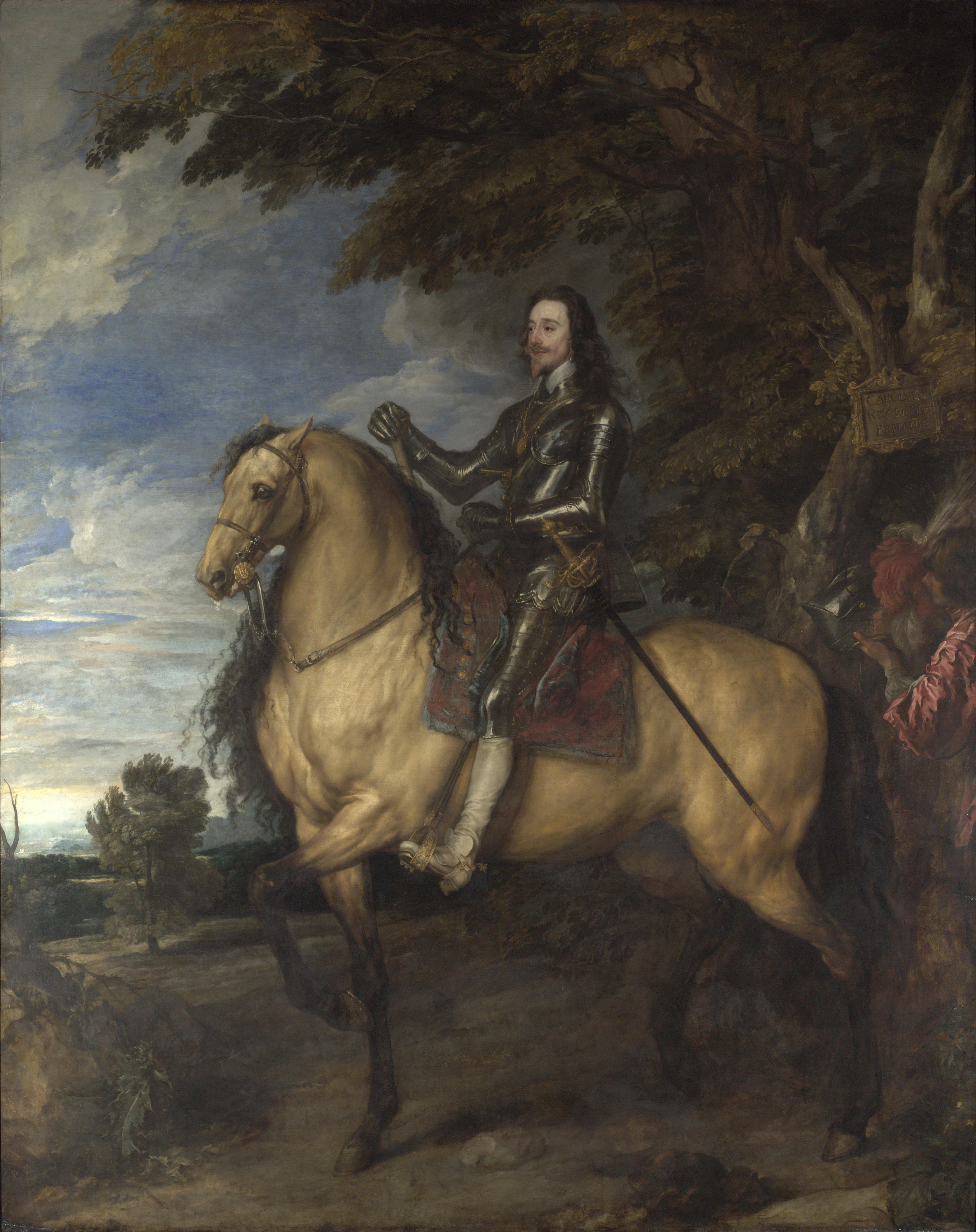
Retrato ecuestre de Carlos I de Inglaterra, de Van Dyck (1635).
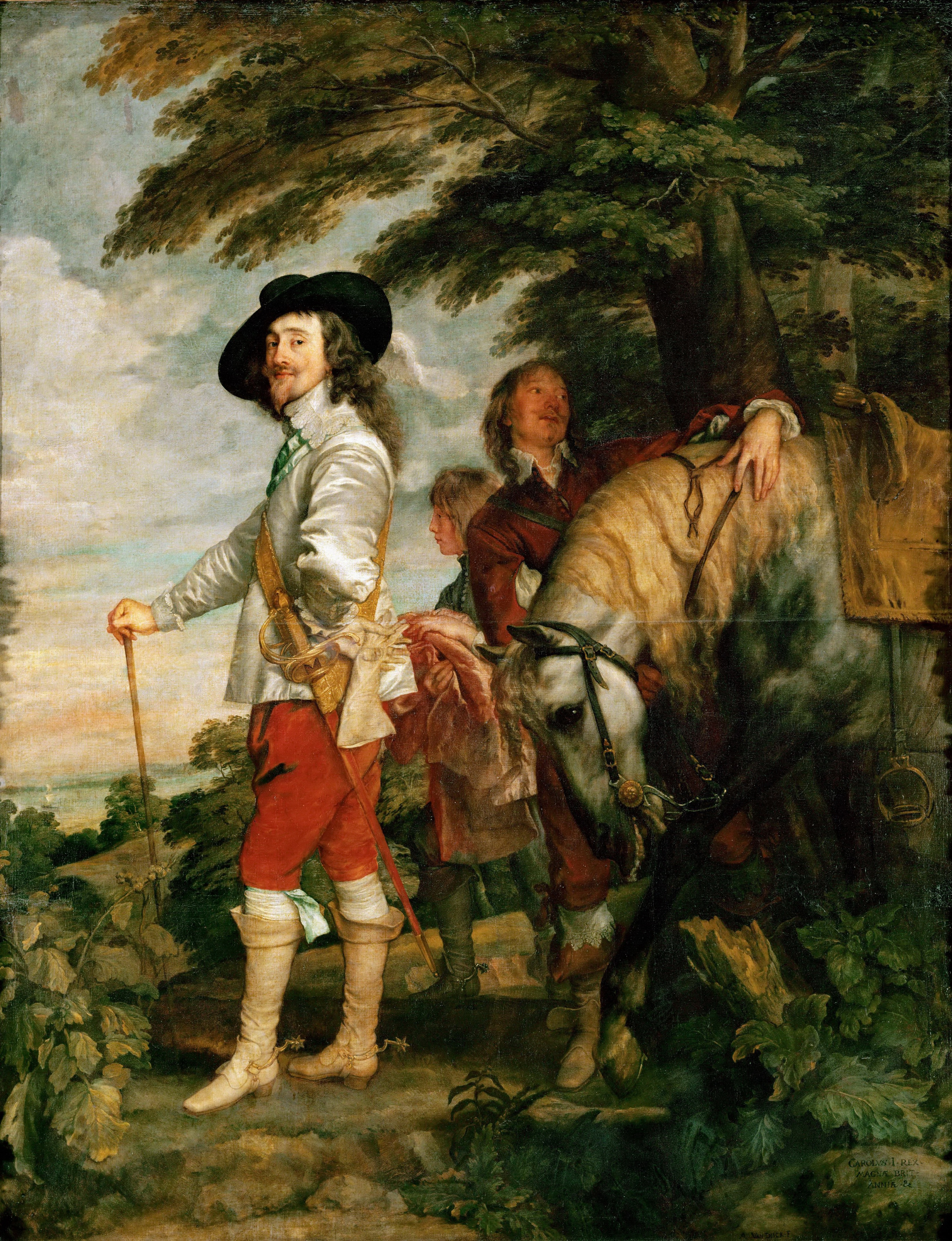
Carlos I de caza, de Van Dyck (1635).

#### Estatuaria ecuestre de la monarquía absoluta

##### Francia
Las estatuas ecuestres de Luis XIV, que se erigieron por toda Francia (y que un siglo más tarde fueron masivamente destruidas durante la Revolución francesa), hubieran podido tener como modelo una atrevida propuesta de Bernini (1670), que el rey desechó por su dinamismo, prefiriendo el decorum de un paso más estable (sí hay algunos cuadros de Luis XIV a caballo siguiendo el modelo velazqueño, con sólo dos apoyos —de Charles Le Brun y de René-Antoine Houasse—, e incluso un relieve en estuco —de Antoine Coysevox— pero la solemnidad del espacio público que ocupan las esculturas parece que determinó la restricción). Se encargó a François Girardon la realización del modelo definitivo, así como la misión de transformar el proyecto de Bernini en una estatua de Marco Curcio (1687). No obstante, las posibilidades de la misma forma ecuestre se aprovecharon en otra obra destinada a la glorificación de la monarquía, pero que no representaba al propio rey, sino a su "fama", y que se encargó a Coysevox (1701).

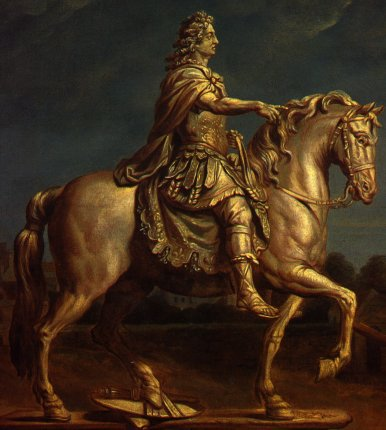
Pintura de René-Antoine Houasse (1700) que reproduce la estatua ecuestre de Luis XIV de François Girardon (1692).
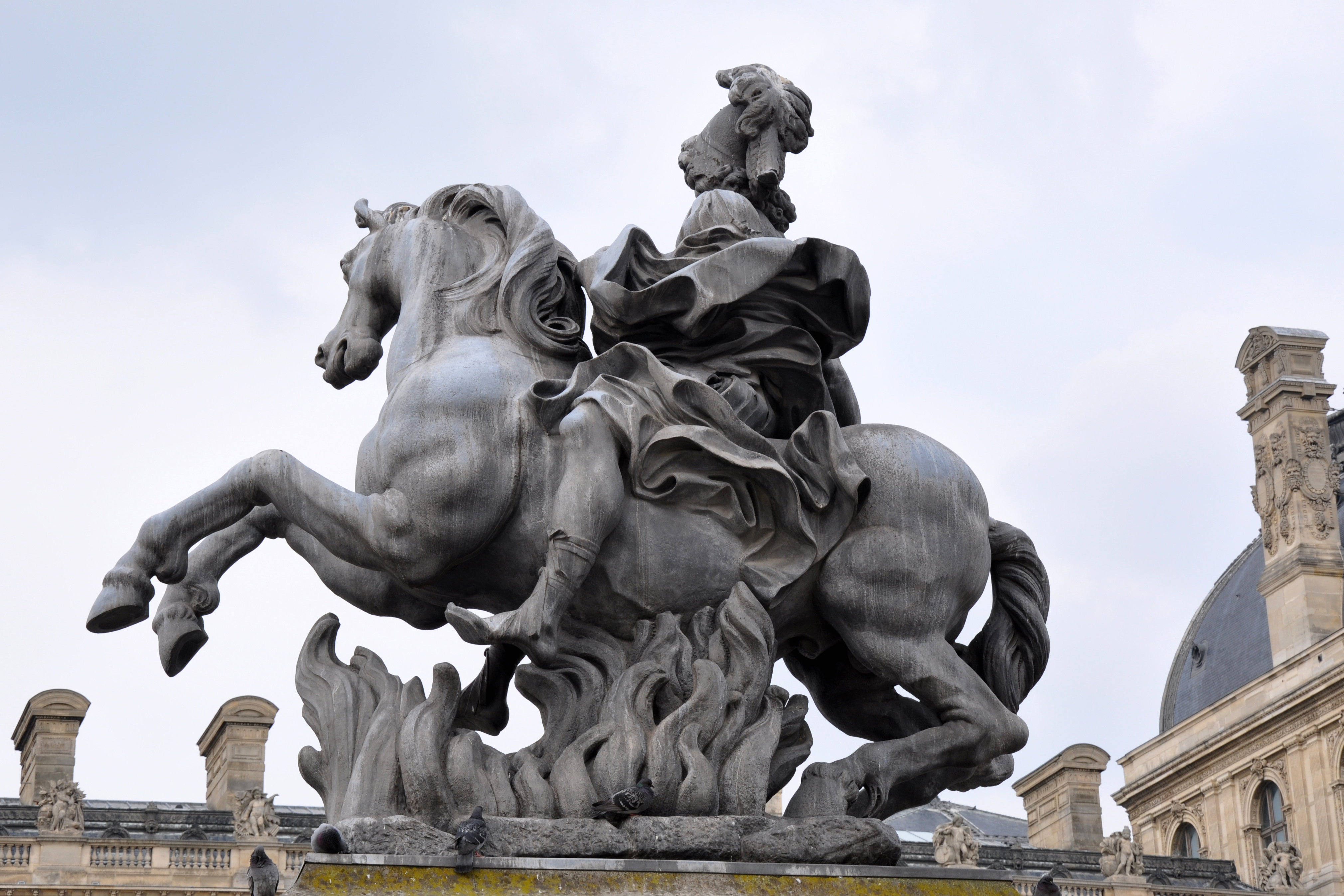
Estatua ecuestre de Marco Curcio en el Louvre, de Bernini y Girardon (1670-1687).
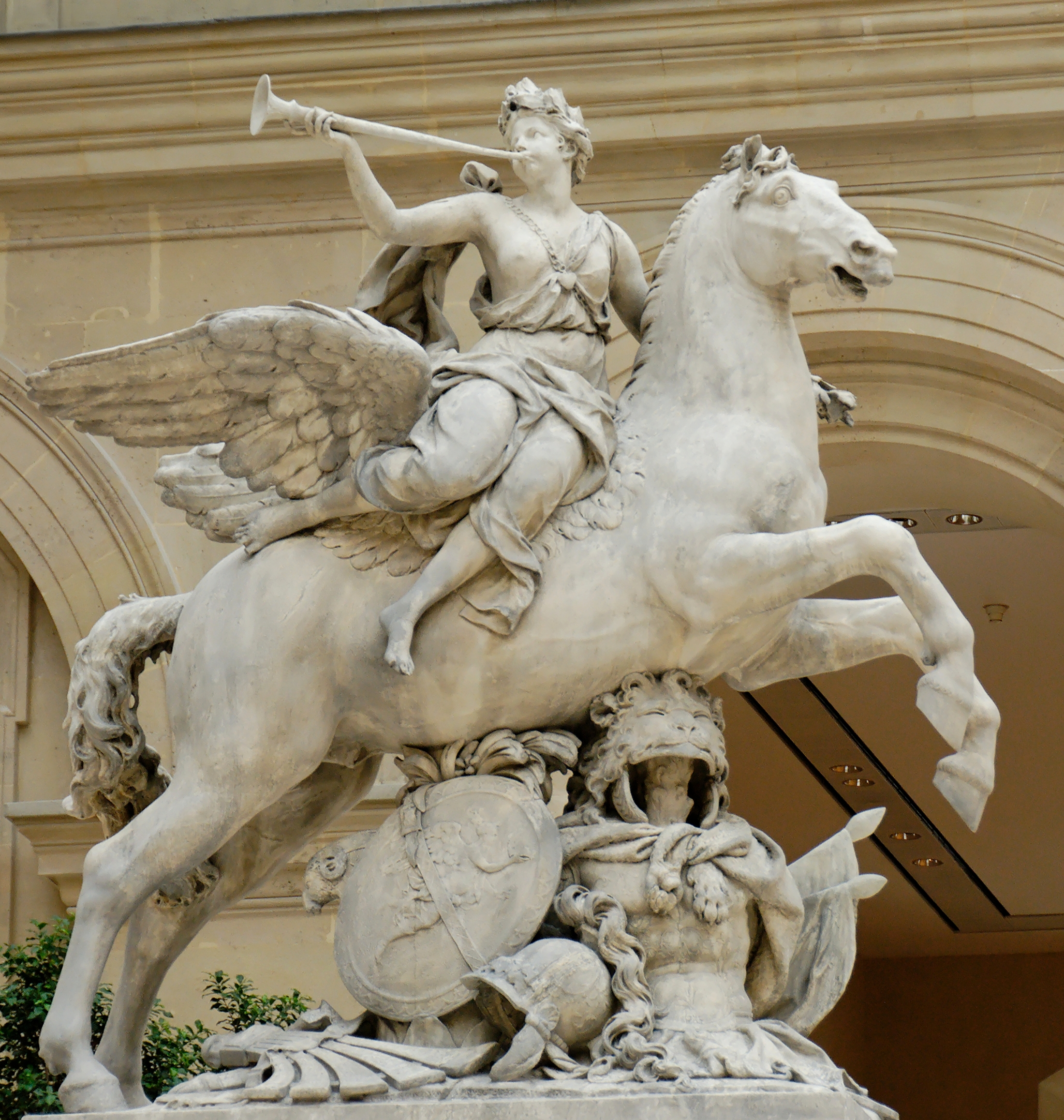
La fama del rey cabalgando a Pegaso, de Coysevox (1701).
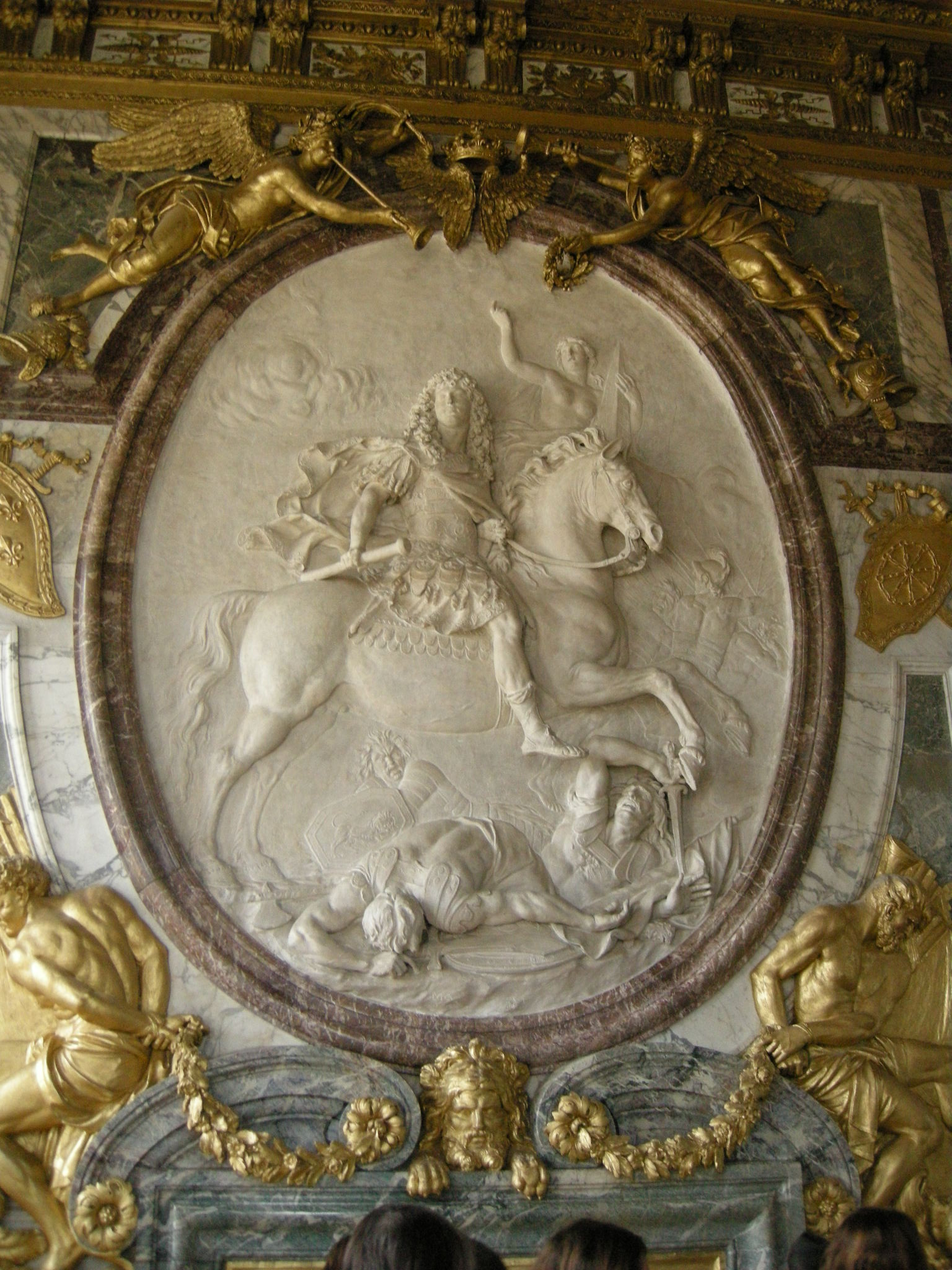
Luis XIV como emperador romano vencedor en la Sala de la Guerra del palacio de Versalles, estuco de Coysevox (1715).

El azaroso destino de estas estatuas continuó con la Restauración: la estatua ecuestre de Luis XIV que actualmente se encuentra en Versalles, inicialmente se proyectó, por encargo de Luis XVIII (el rey absolutista restaurado en 1814 y 1815) como estatua ecuestre de Luis XV para la plaza de la Concordia (diseño de Pierre Cartellier). Al abandonarse el proyecto (el absolutismo cayó con la revolución de 1830, sustituido por la monarquía liberal de Luis Felipe), se sustituyó al retratado por Luis XIV, cuya figura podía considerarse una gloria nacional menos polémica (se conservó el caballo y se cambió al caballero por un diseño de Louis Petitot). El encargado de realizar el conjunto en bronce fue Charles Crozatier, que terminó la estatua en 1838. Menos problemas tuvo una estatua ecuestre de Francisco I en París, de François-Frédéric Lemot (1818) que se construyó con los mismos criterios "restauradores", con bronce procedente de dos estatuas de Napoleón (la que remataba la columna Vendôme y la de Boulogne-sur-Mer) y de la estatua de Desaix de la place des Victoires (se la consideraba "impúdica" —estaba desnudo— y se la sustituyó por una ecuestre de Luis XIV, de François Joseph Bosio —1828—; antes que la de Desaix también hubo en ese mismo lugar otra estatua de Luis XIV que también se destruyó en la revolución). En la misma place Vendôme donde se levantaba la columna napoleónica se había erigido una de las estatuas ecuestres originales de Luis XIV, en 1699, cuando la plaza se denominaba Place Louis le Grand ("plaza Luis el Grande", otro de los epítetos del "rey sol"), y que fue destruida en 1789. La columna napoleónica también fue derribada, pero no por los absolutistas de la Restauración, sino por los revolucionarios de la Comuna de París (1871).

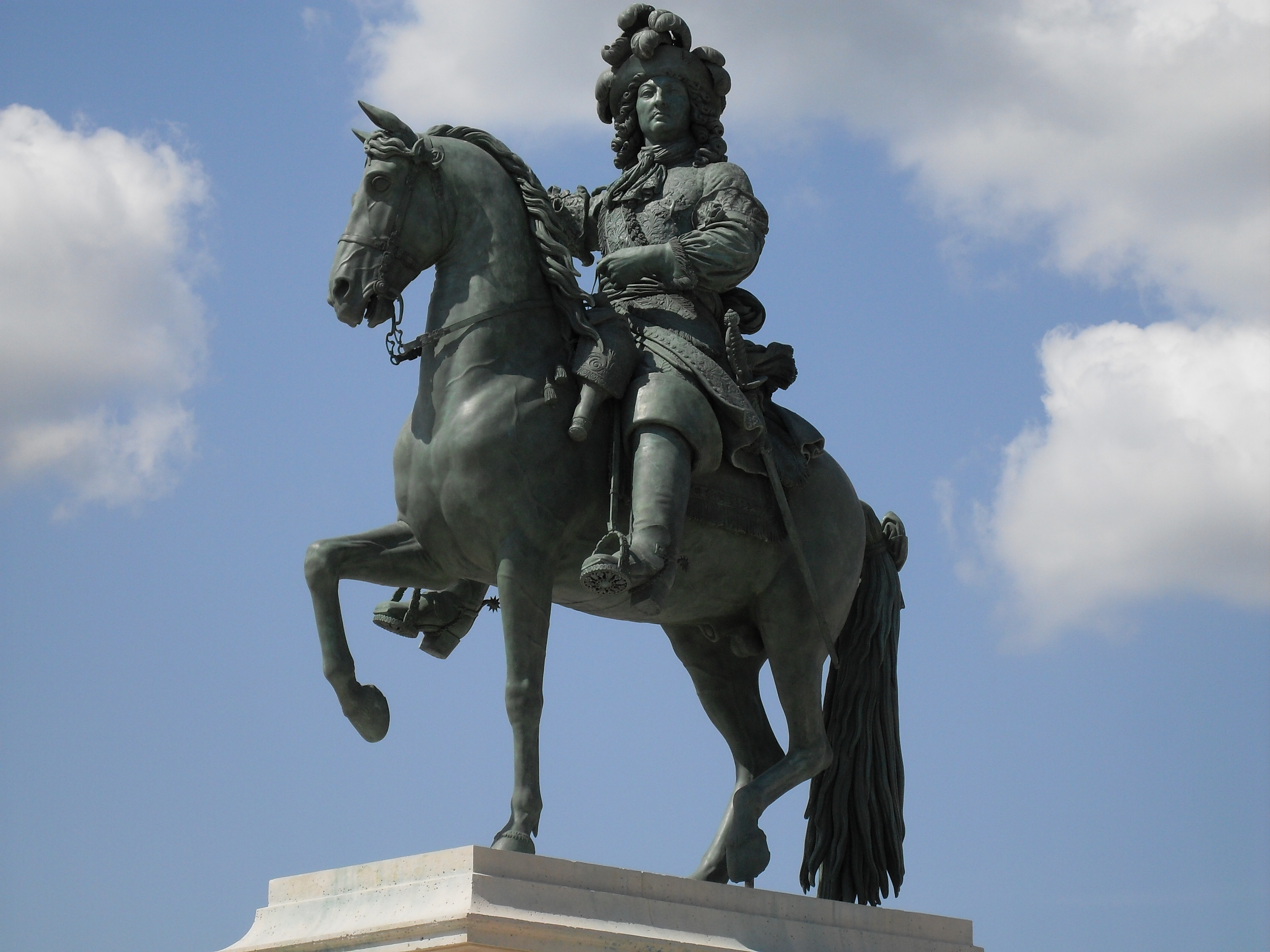
Estatua ecuestre de Luis XIV en Versalles, de Crotazier, con diseño de Cartellier y Petitot (1838).
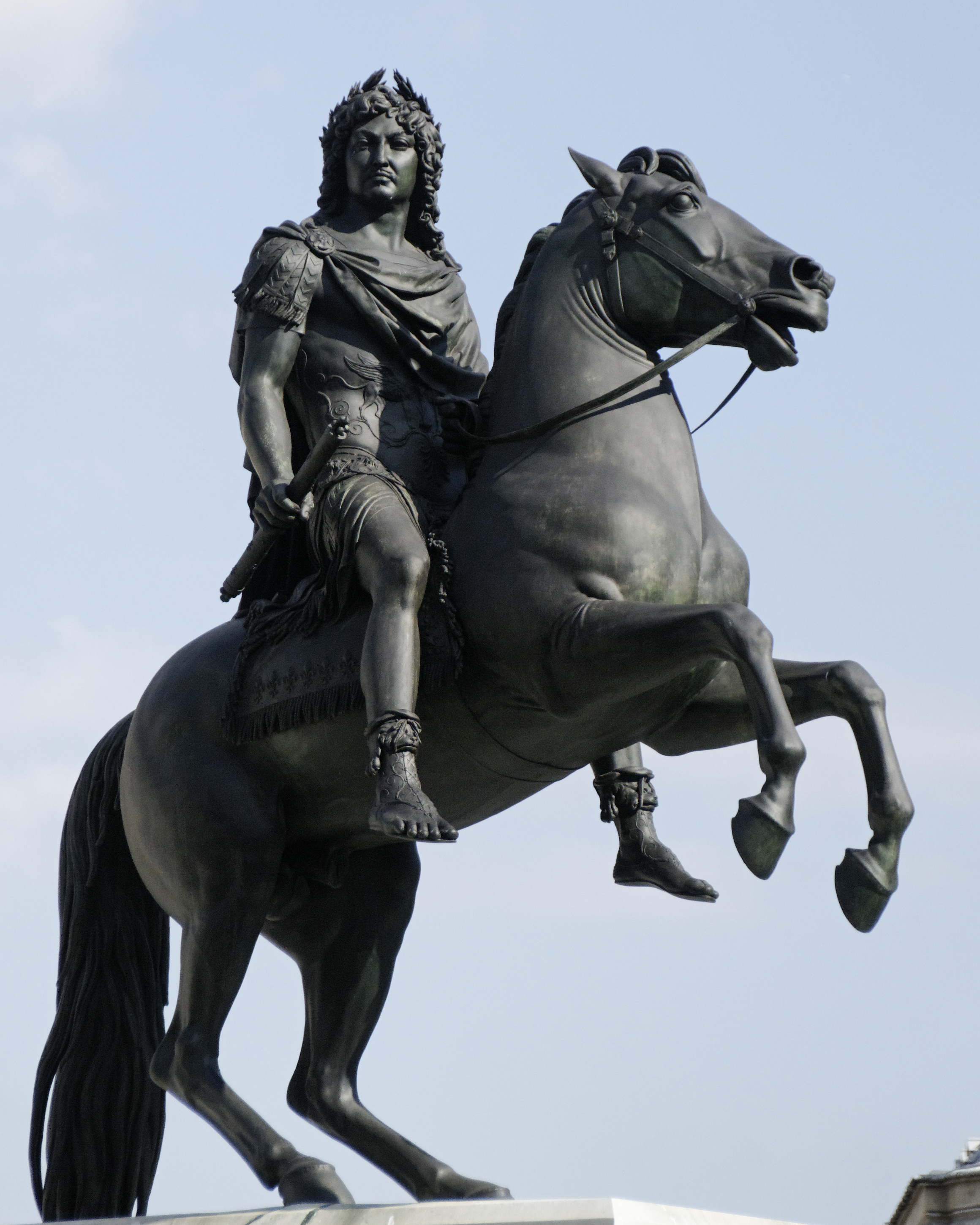
Estatua ecuestre de Luis XIV en París, de François Joseph Bossio (1820).
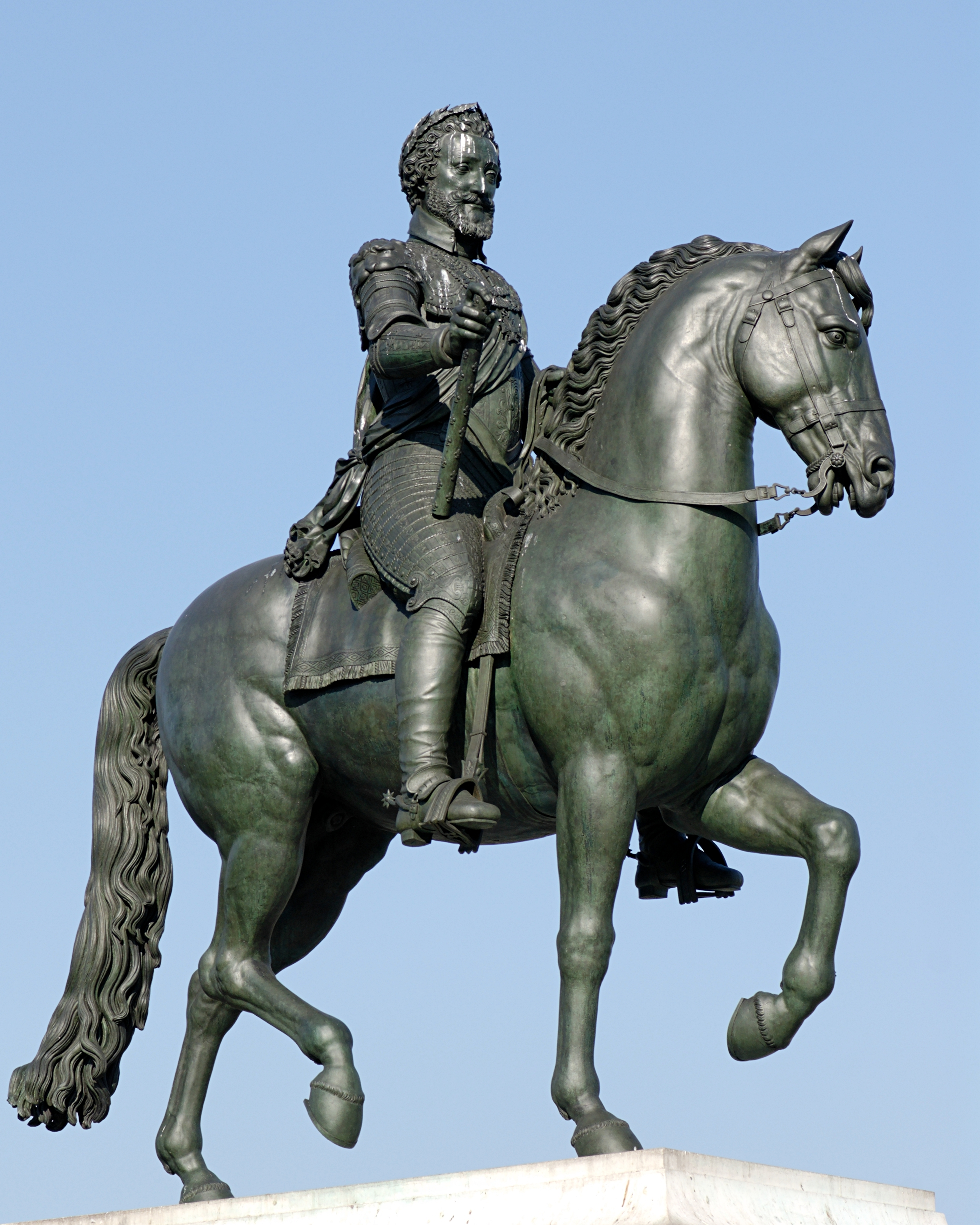
Estatua ecuestre de Francisco I en París, de François-Frédéric Lemot (1818).
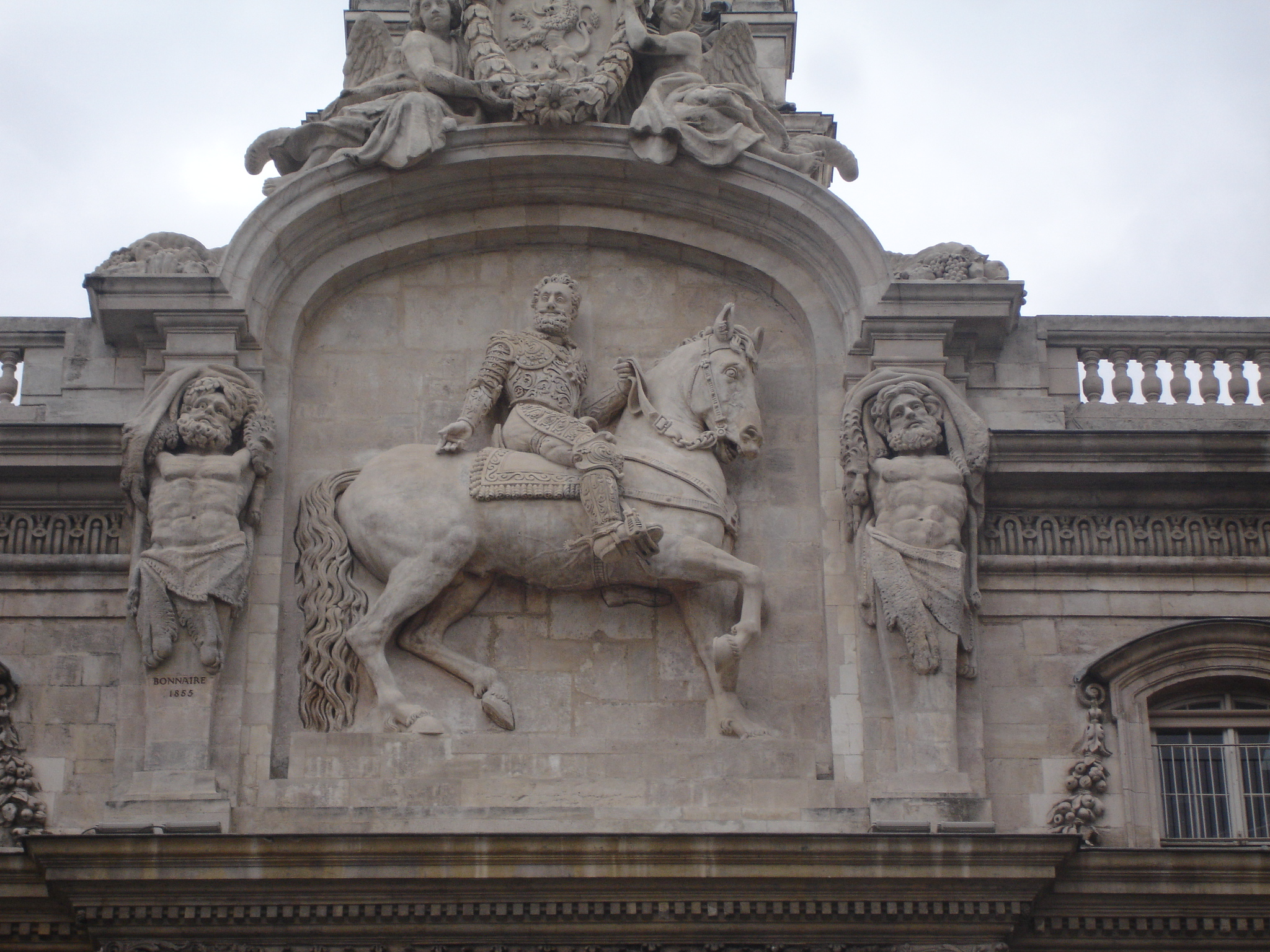
Altorrelieve de Francisco I a caballo en la fachada del Ayuntamiento de Lyon (1645-1651).

##### Otras monarquías
La necesidad de prestigiar las monarquías absolutas y despotismos ilustrados, y la conveniencia de utilizar los espacios públicos para ello (un ejemplo paradigmático es la Praça do Comércio levantada en Lisboa sobre las ruinas del palacio real destruido por el terremoto de 1755), expandió la función propagandística de las estatuas ecuestres, especialmente por la Europa central y oriental. También se realizaron en la América colonial (el llamado Caballito de Manuel Tolsá, una estatua ecuestre de Carlos IV en México, cuya erección fue contemplada por Humboldt en 1803).

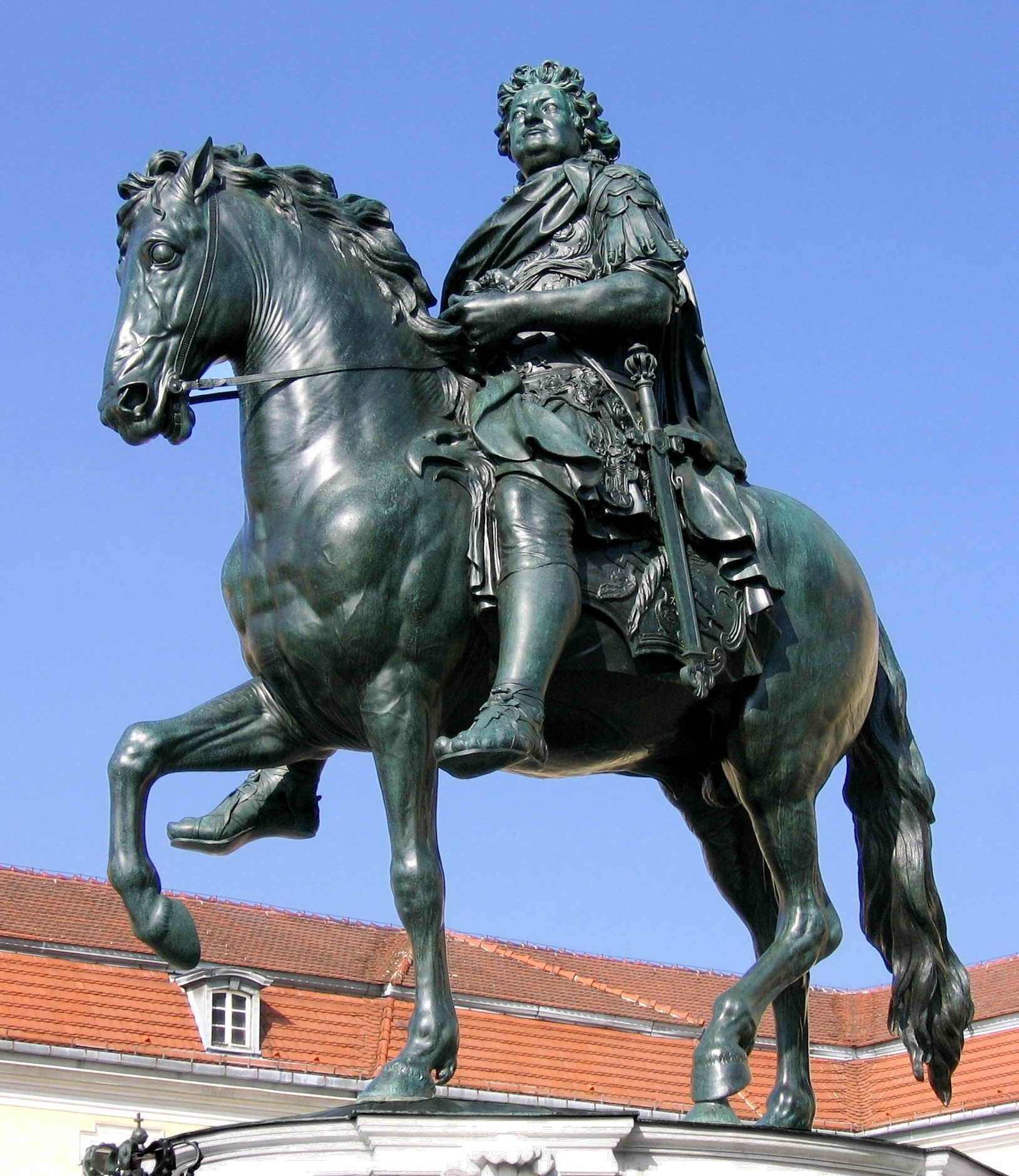
Estatua ecuestre del Federico I de Prusia,[31] de Andreas Schlüter (1689-1703).
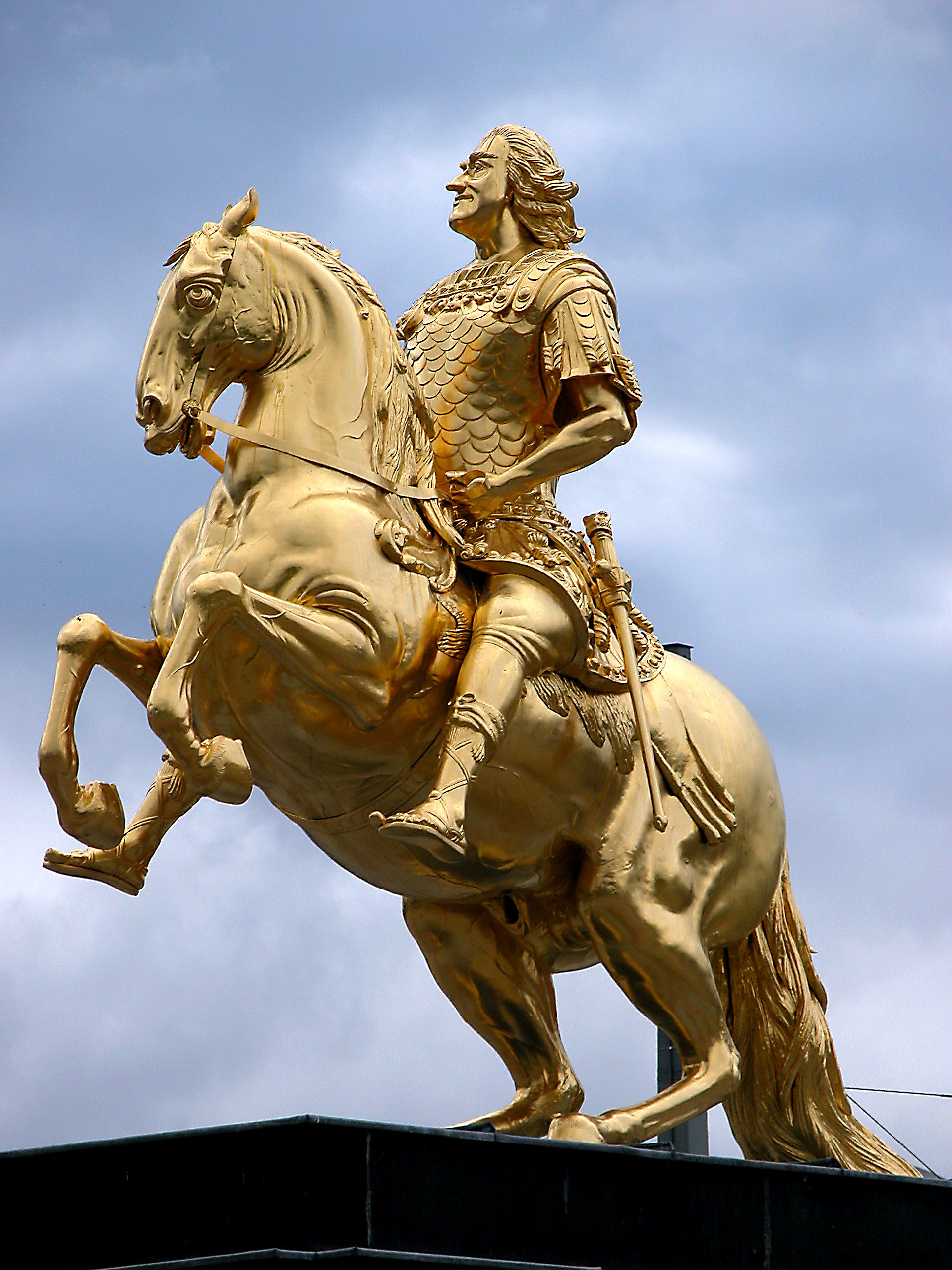
El Jinete dorado de Dresde (Goldener Reiter), estatua ecuestre del rey de Polonia y elector de Sajonia Augusto II, de Ludwig Wiedemann (1732).
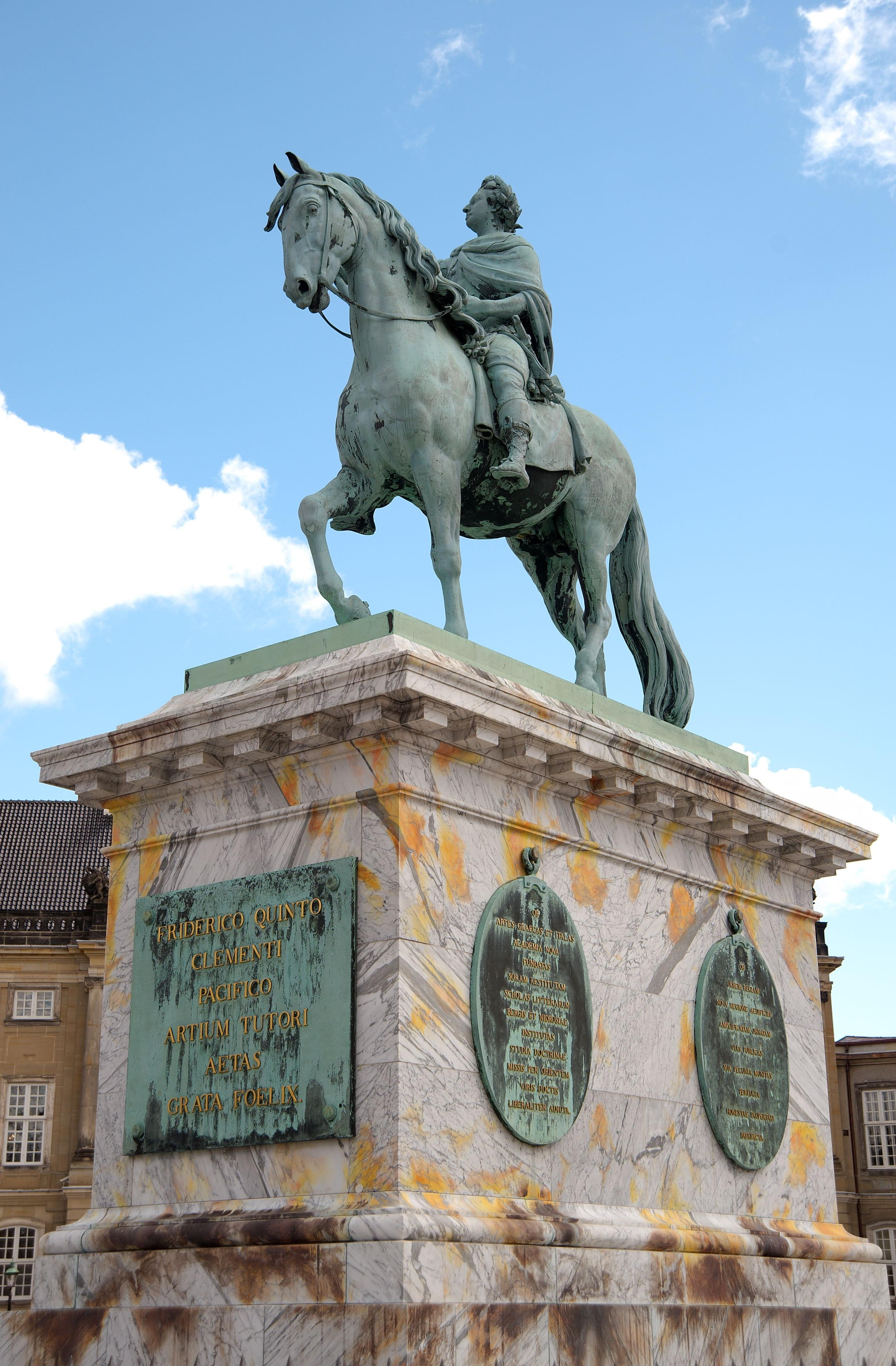
Estatua ecuestre de Federico V de Dinamarca[33] en el palacio de Amalienborg de Copenhague, de Jacques Saly (1754).
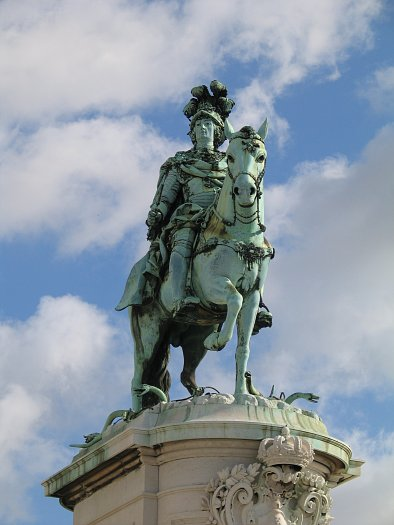
Estatua ecuestre de José I de Portugal en la Plaza del Comercio de Lisboa, de Joaquim Machado de Castro (1775).
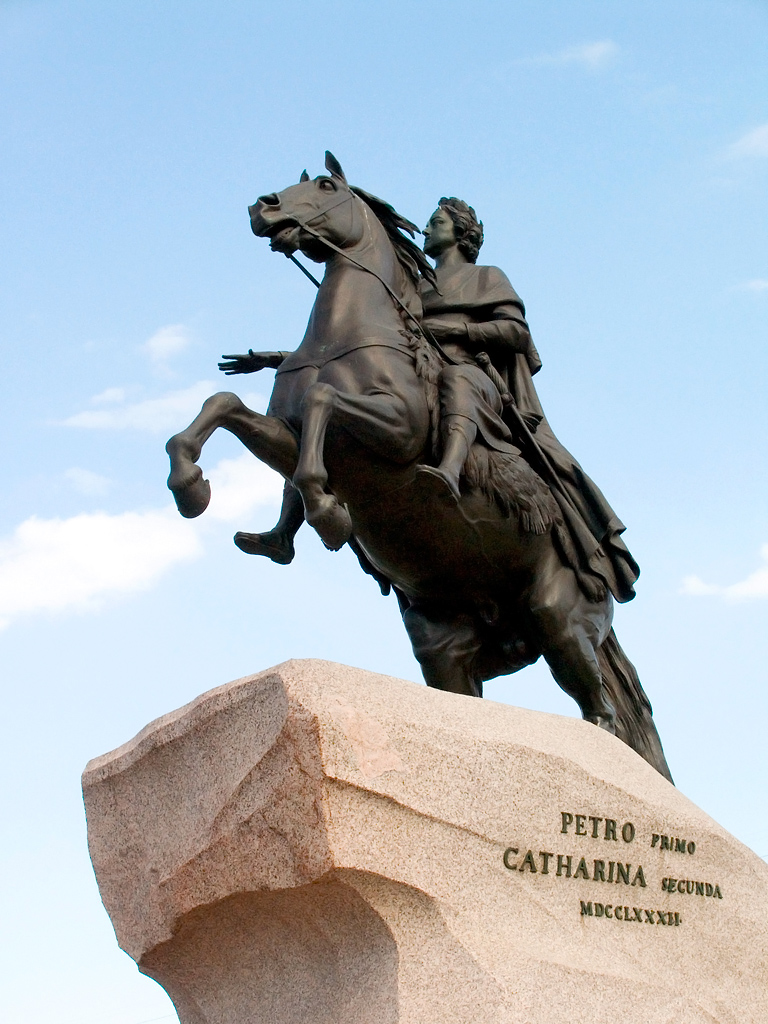
El Caballero de bronce (Медный всадник) de San Petersburgo, escultura ecuestre de Pedro el Grande de Rusia, de Étienne-Maurice Falconet (1782).
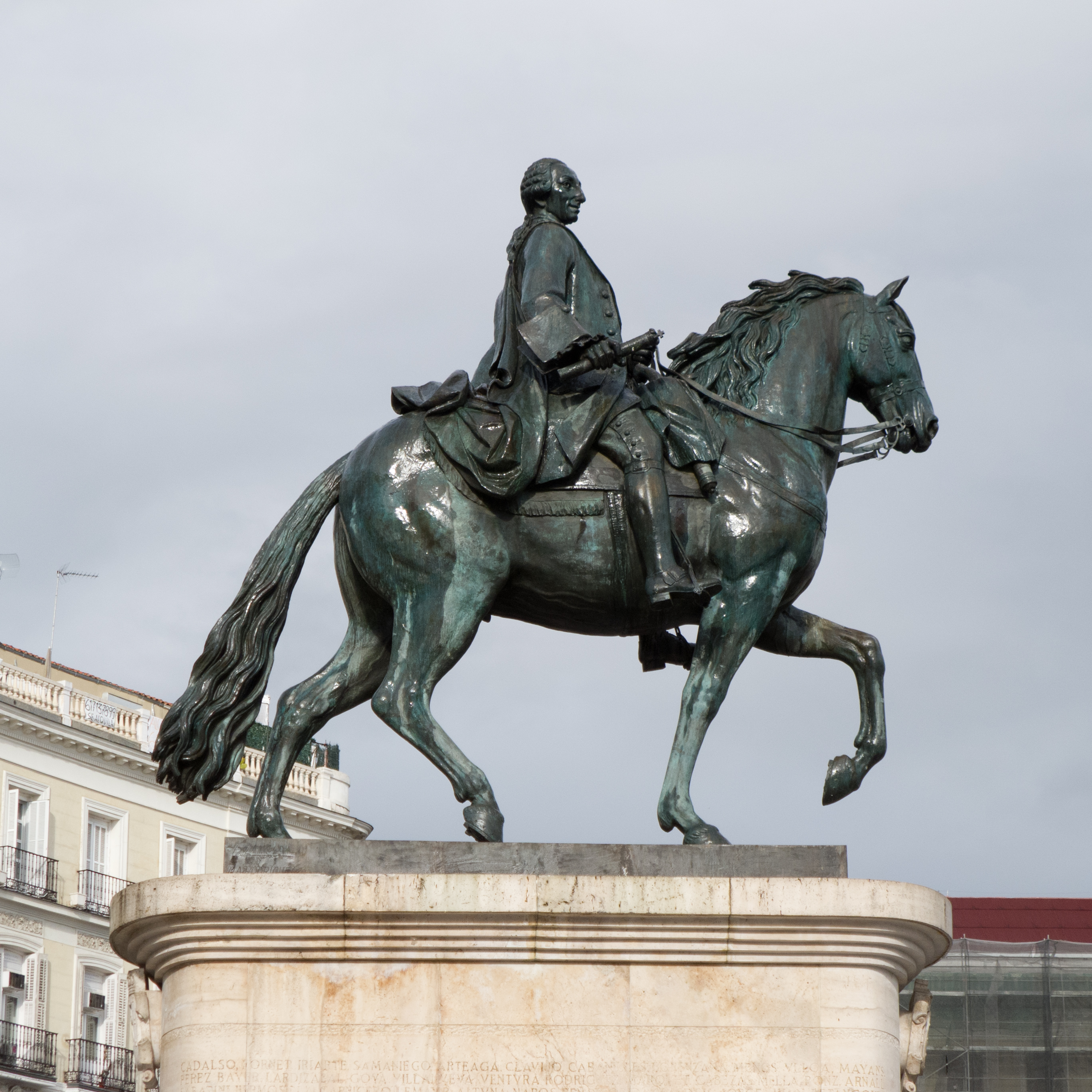
Estatua ecuestre de Carlos III, resultado de distintos proyectos (Manuel Francisco Álvarez de la Peña y Juan Pascual de Mena). Hay una estatua ecuestre anterior del mismo Carlos, como rey de Nápoles, por Antonio Canova, que comparte la Piazza del Plebiscito con otra de Fernando II, de Antonio Calì.
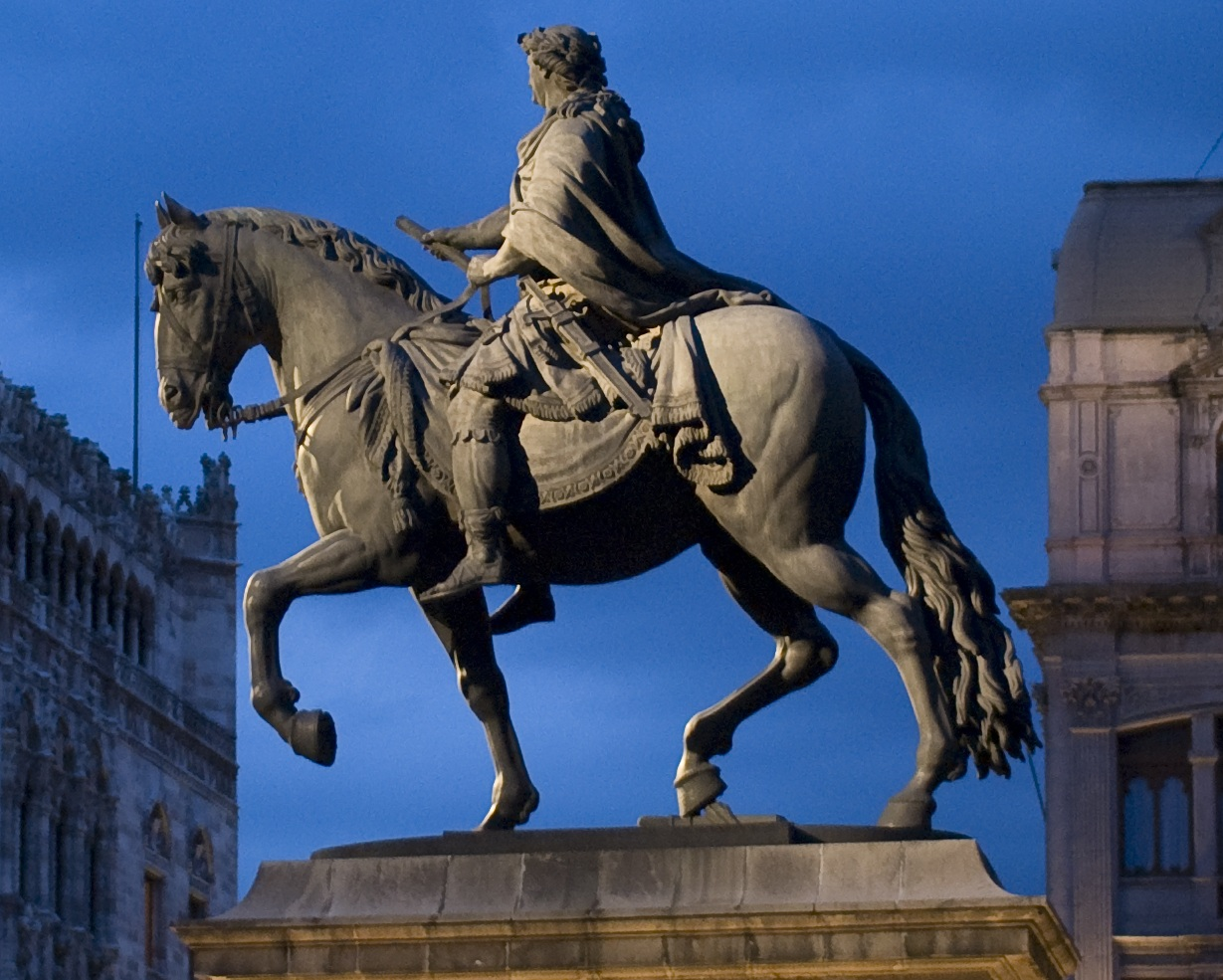
Estatua ecuestre de Carlos IV, de Manuel Tolsá en ciudad de México, llamada "el caballito" (1796-1803).

#### Retratos ecuestres particulares
El retrato ecuestre no se limitó a los retratos regios de los pintores de corte o a los héroes nacionales. Desde los retratistas ingleses del siglo XVIII, especialmente Joshua Reynolds, se utilizó el retrato ecuestre para satisfacer la demanda de una creciente clientela de caballeros particulares, La naturaleza privada de los encargos permitía poses mucho más desinhibidas (la denominada Grand Manner); aunque sus referentes son claramente reconocibles en la pintura regia anterior (especialmente en Van Dyck).

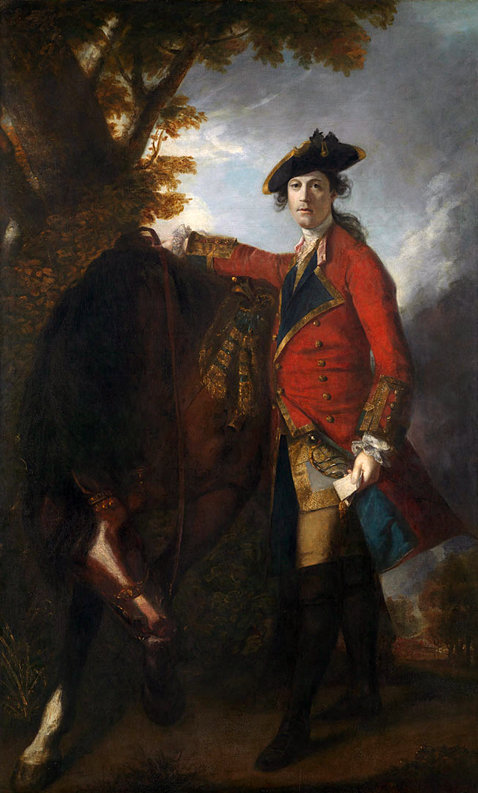
Capitán Robert Orme (1756).
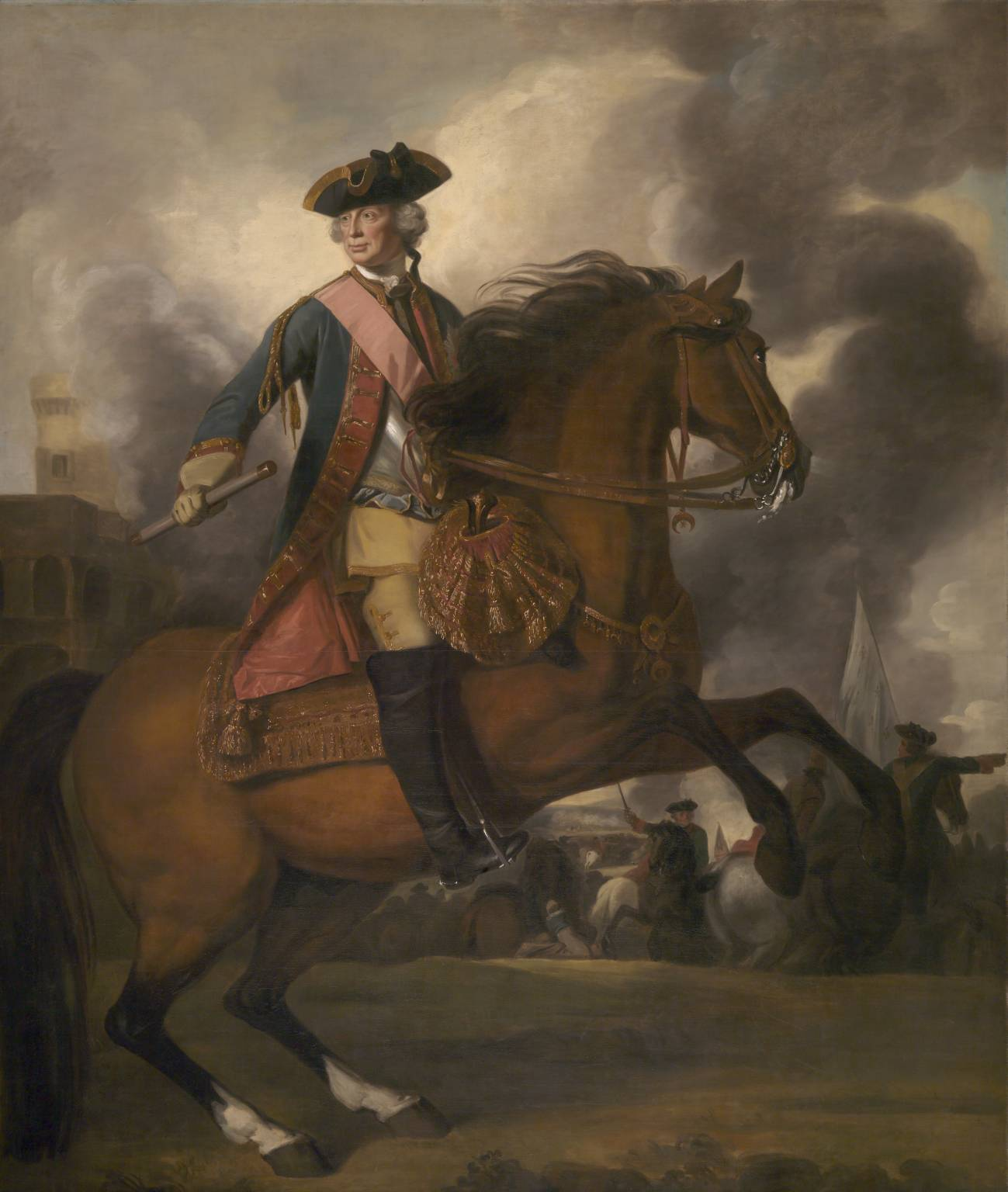
John Ligonier, primer lord Ligonier (1760).
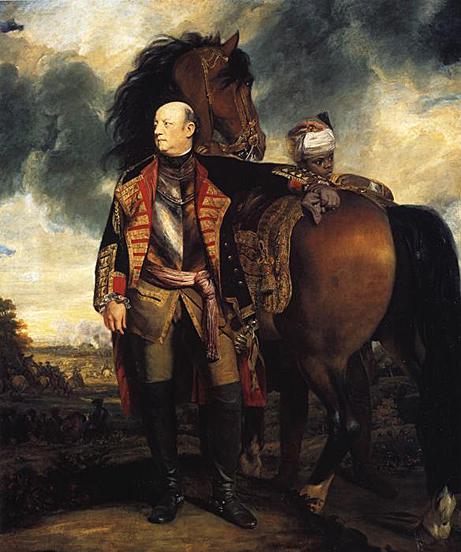
John Manners, marqués de Granby (ca.1765).
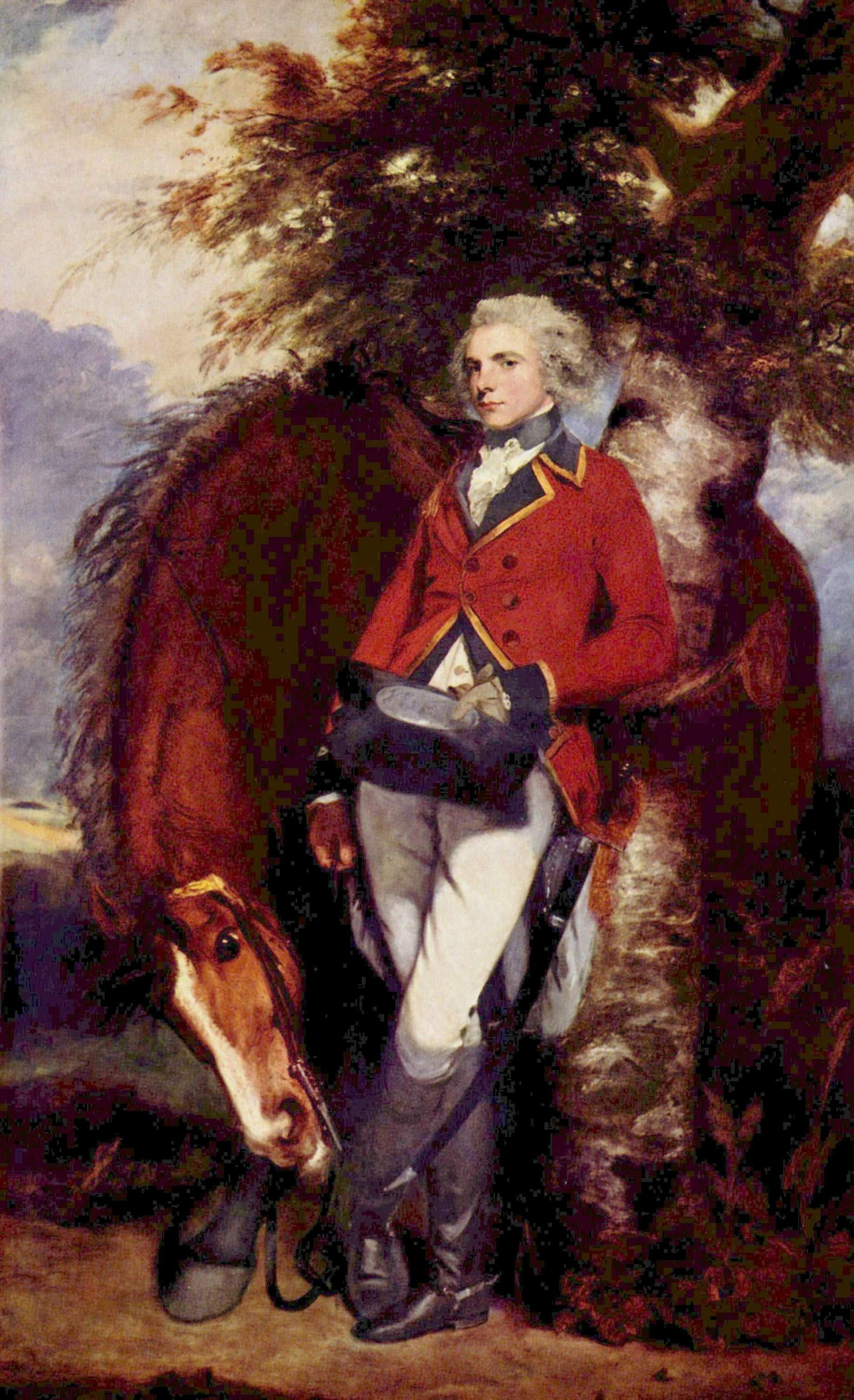
Coronel George K. H. Coussmaker, guardia de granaderos (ca. 1770).

### Edad Contemporánea: monumentos públicos militares y cívicos

#### Napoleón
Los retratos de Napoleón fueron utilizados como un eficaz medio de prestigiar la figura personal del emperador-soldado. Su pintor oficial, David, realizó un Napoleón cruzando los Alpes (1801-1805) siguiendo el modelo de caballo sobre dos patas. Hay una gran cantidad de representaciones pictóricas de Napoleón a caballo, en distintos momentos de sus campañas militares (véase Pintura contemporánea#Guerra y represión); que pasan de ilustrar los momentos gloriosos (pintados durante su mandato), a hacerlo con los más tristes (pintados tras su derrota). Las representaciones escultóricas ecuestres son más tardías, y corresponden a la época del Segundo Imperio, cuando servían indirectamente para legitimar al nuevo emperador, Napoleón III. La que se levantaba en el Rond-Point de L'Empereur de los Campos Elíseos, obra de Émile de Nieuwerkerke fue destruida durante la Commune (1870) y sustituida en 1883 por un monumento a la defensa de París, de Louis-Ernest Barrias (el lugar se llama hoy La Défense). Otras estatuas ecuestres de Napoleón, del mismo escultor (que había llegado a director de los museos nacionales debido a su cercanía a Napoleón III), se levantaron en Lyon y La Roche-sur-Yon.

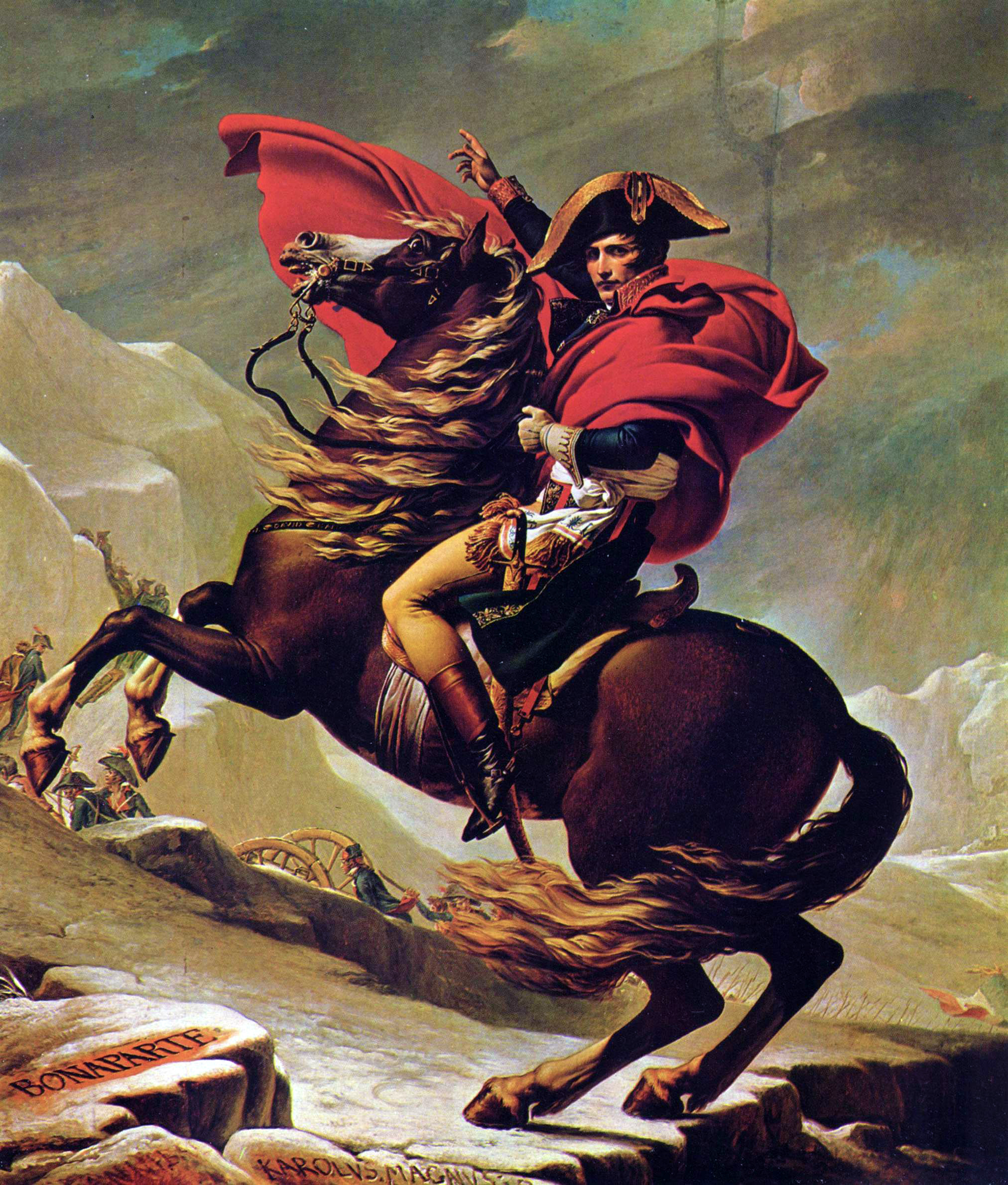
Napoleón cruzando los Alpes, de Jacques-Louis David (1801-1805).
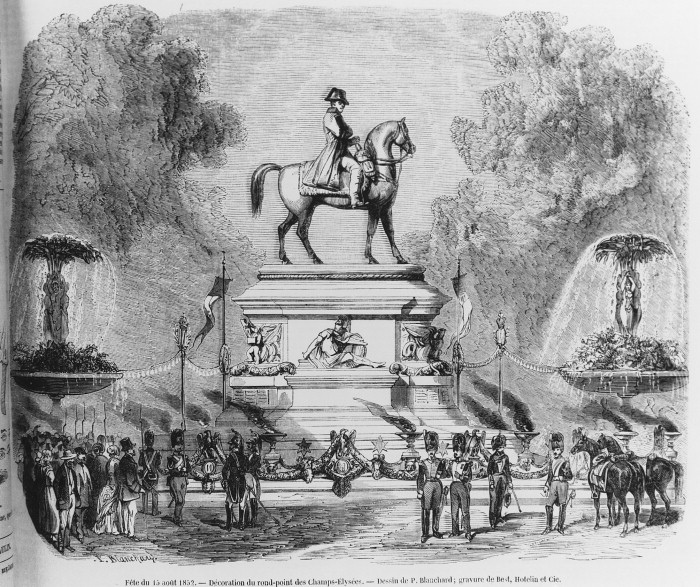
Grabado del monumento ecuestre de Napoleón en el Rond-Point de los Campos Elíseos, de Émile de Nieuwerkerke (1852).
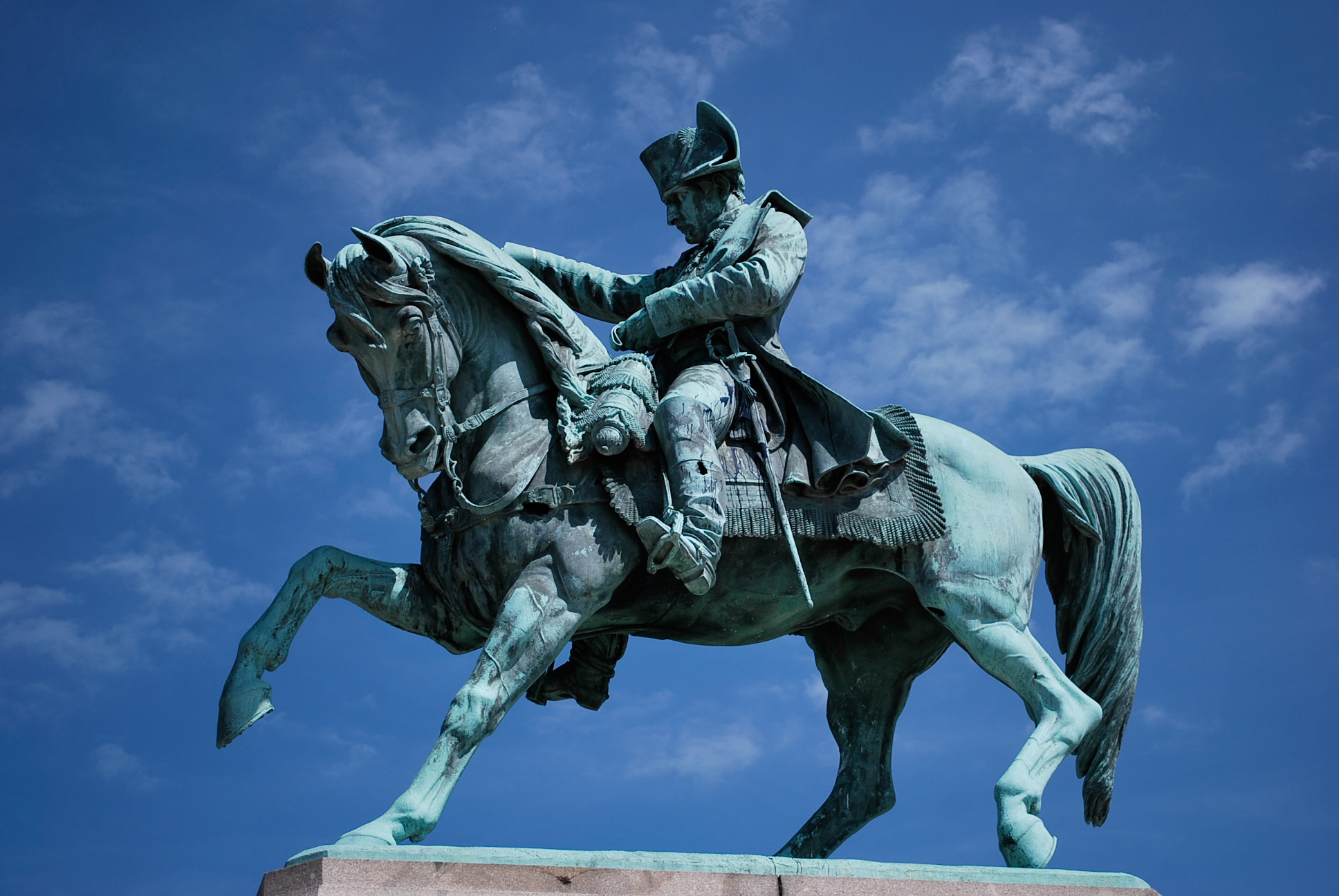
Estatua ecuestre de Napoleón en Cherburgo, de Armand Le Véel (1855).
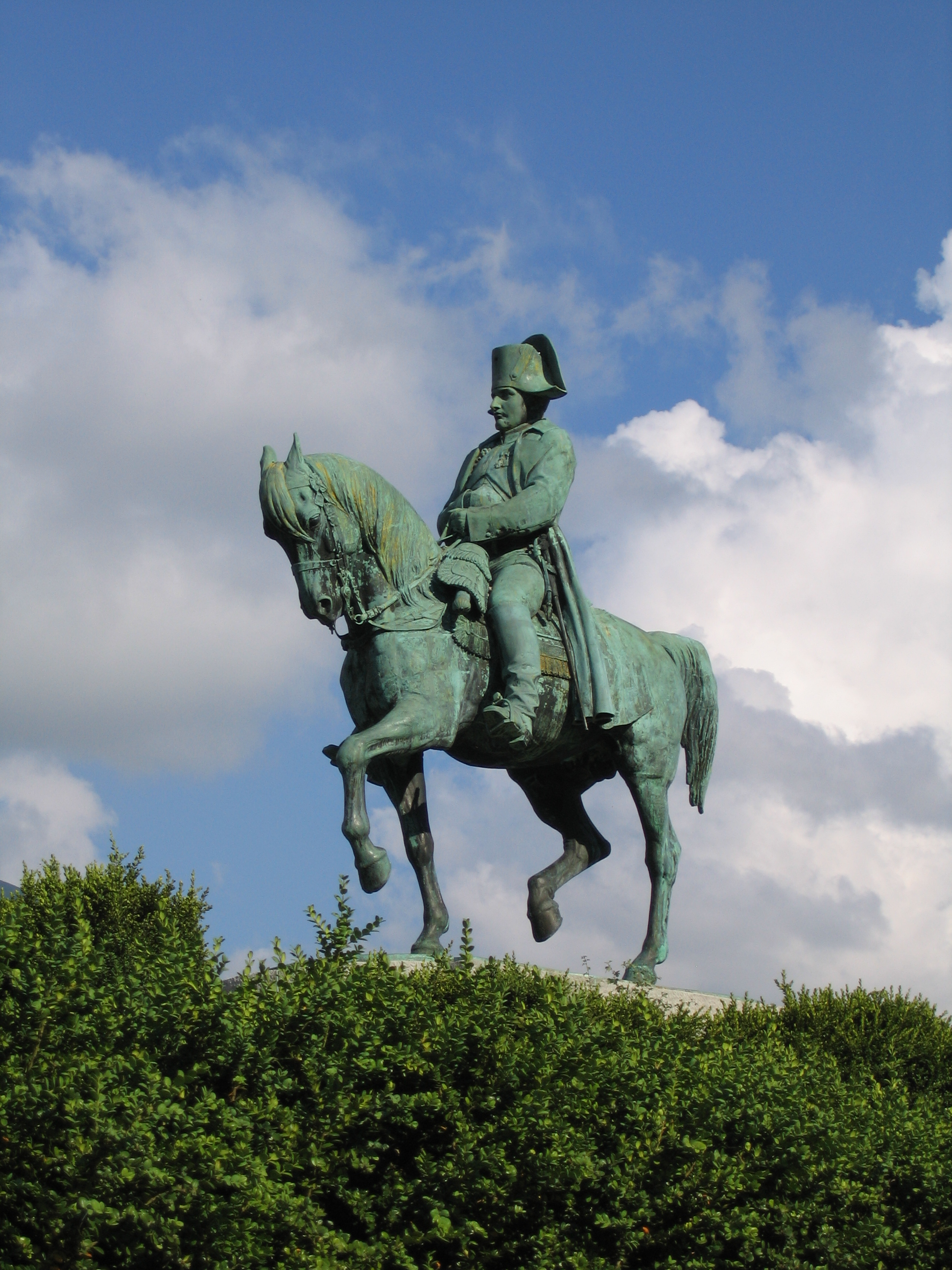
Estatua ecuestre de Napoleón, de Emmanuel Frémiet (1868).

#### Independencias americanas
Las nuevas repúblicas creadas tras las independencias americanas también encontraron en los retratos ecuestres, tanto pictóricos como escultóricos, un vehículo para la conformación de la conciencia nacional y la construcción de una historia nacional mediante la glorificación de los libertadores y padres de la patria; el más reproducido, Simón Bolívar. Especialmente numerosas fueron las estatuas ecuestres en Estados Unidos. En los monumentos conmemorativos de los militares caídos en la Guerra de Secesión se originó una pintoresca leyenda: la que hace corresponder la causa de la muerte del retratado al número de patas que apoya su caballo.
- Wikimedia Commons alberga una categoría multimedia sobre estatuas de George Washington (varias de ellas ecuestres).
- Wikimedia Commons alberga una categoría multimedia sobre estatuas ecuestres de Simón Bolívar.

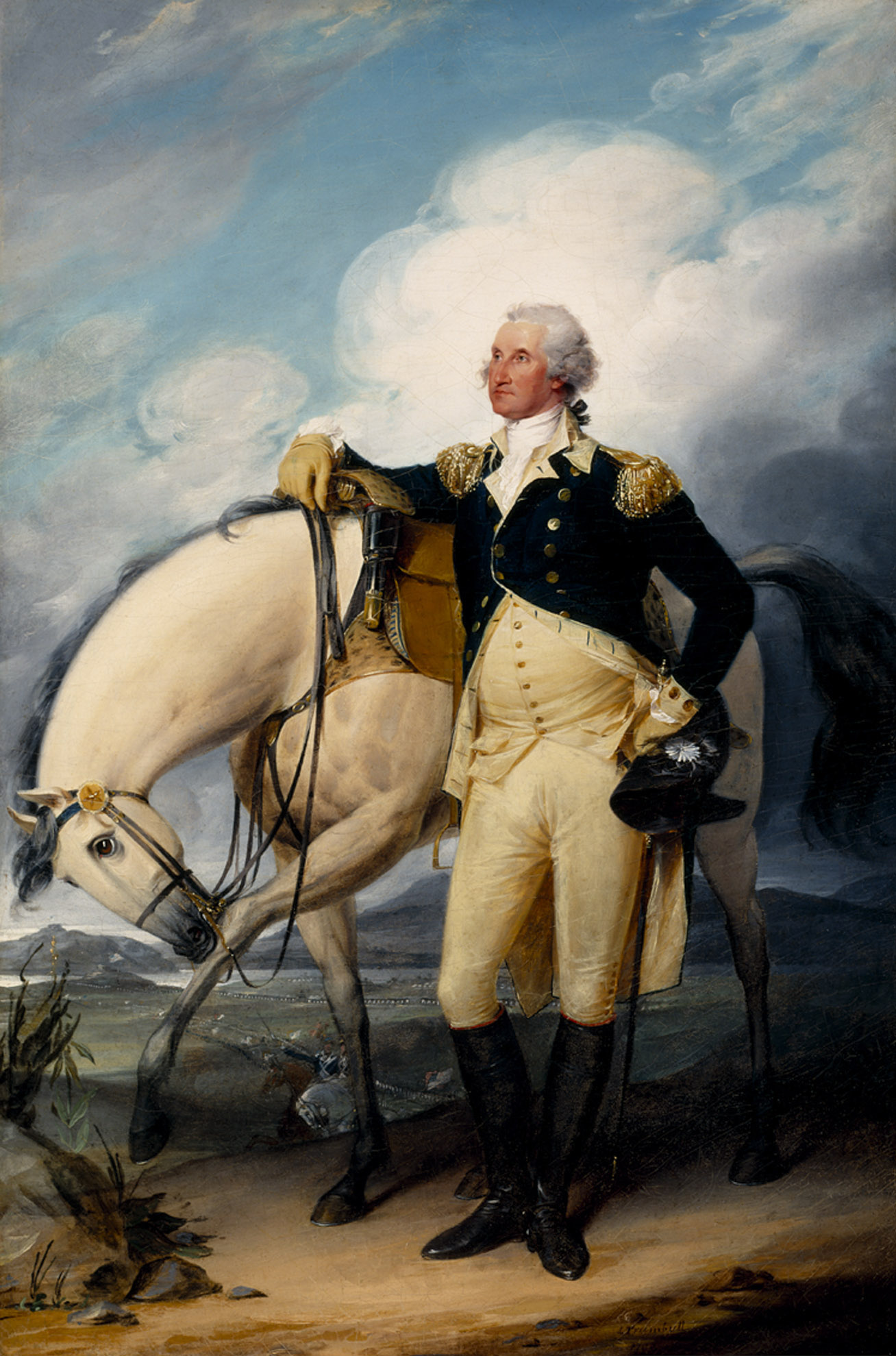
George Washington y su caballo, de John Trumbull (1790).
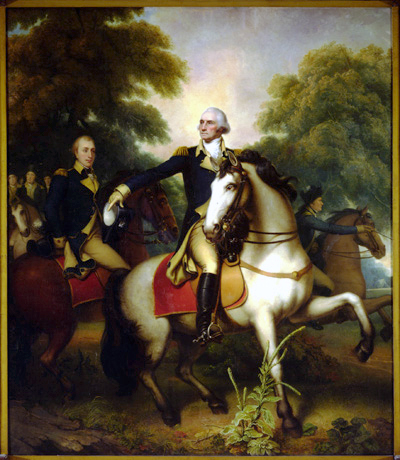
Washington en Yorktown, de Rembrandt Peale (1823).
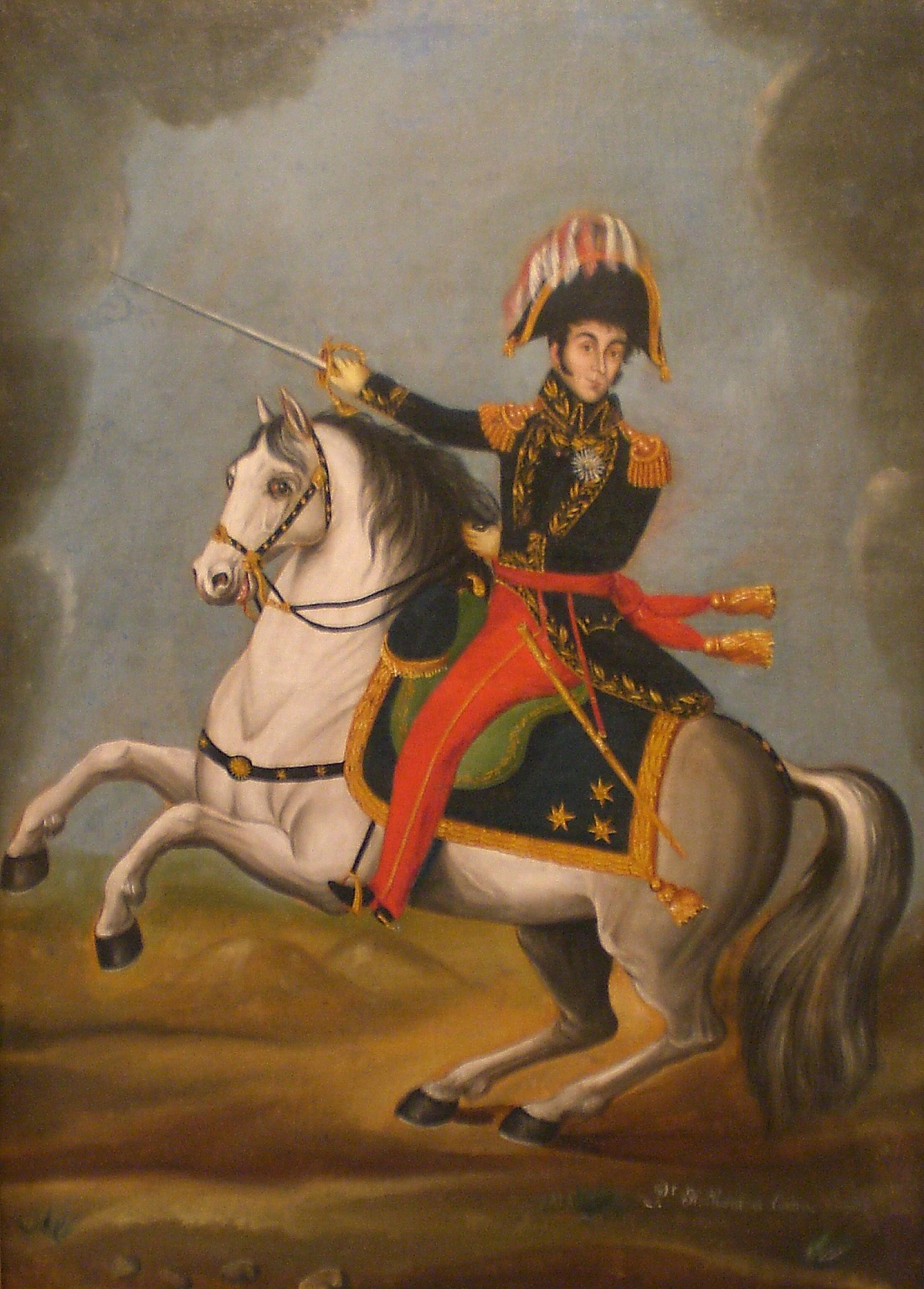
Retrato ecuestre de Simón Bolívar, de José Hilarión Ibarra (1826).
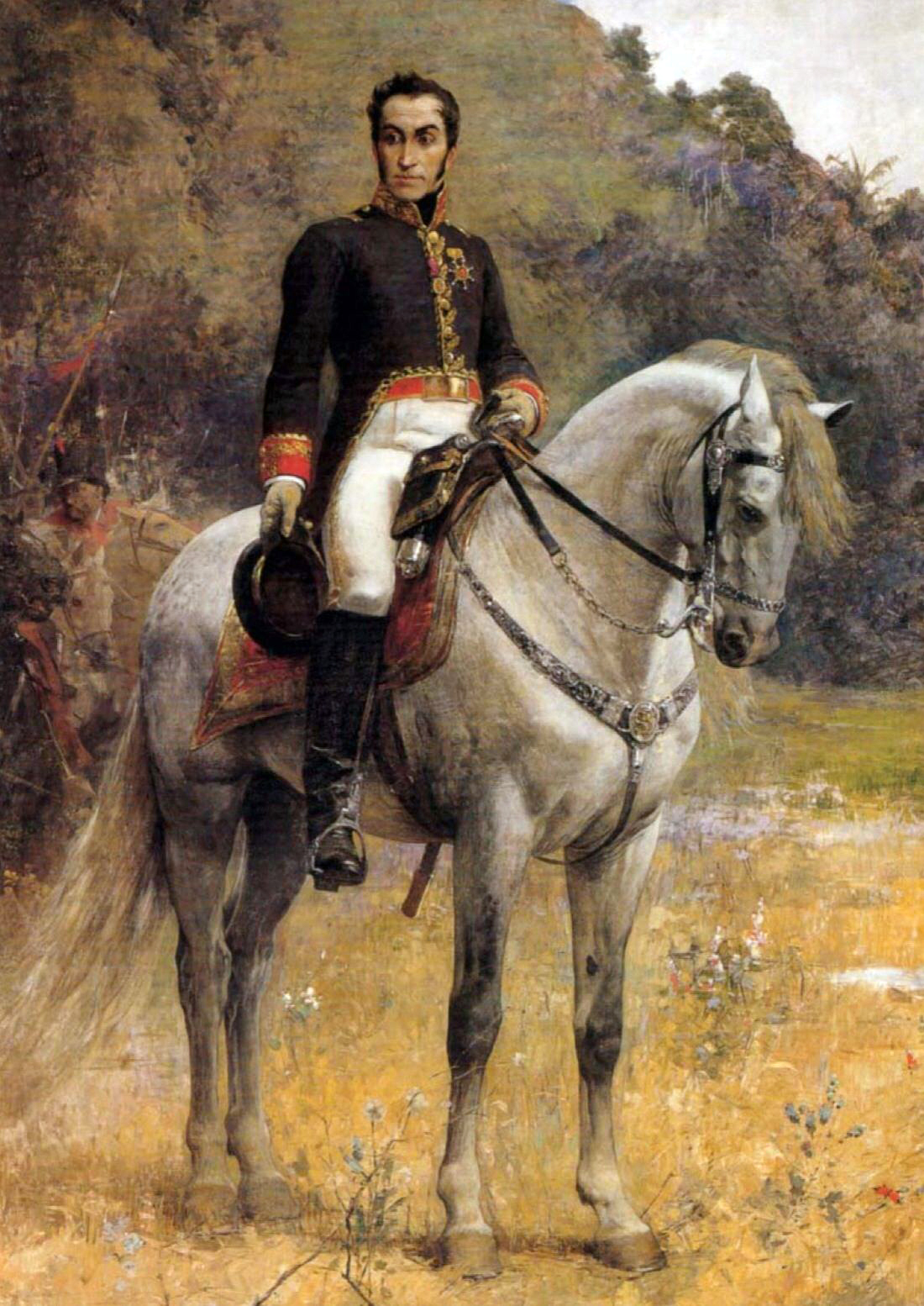
Bolívar en Carabobo, de Arturo Michelena (1898).

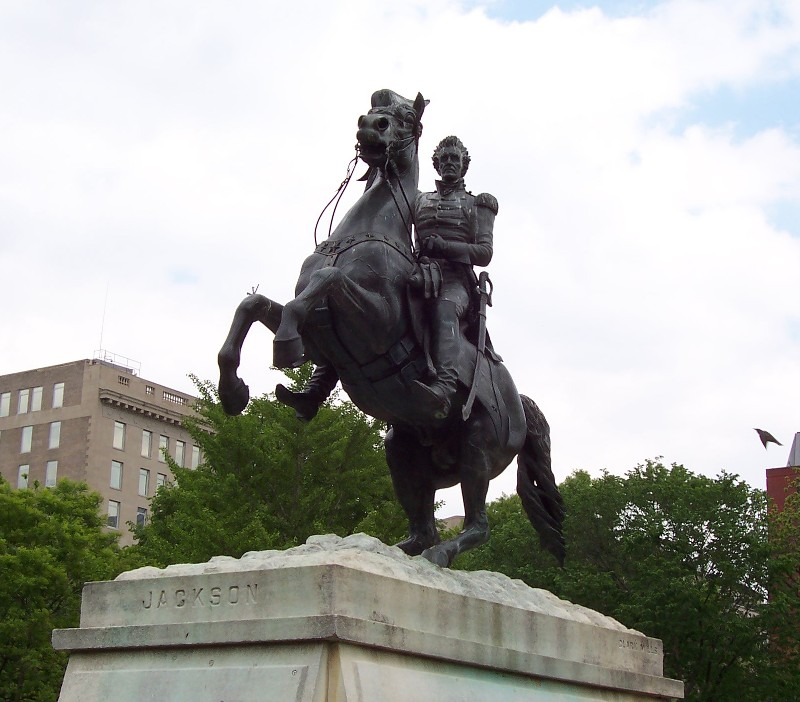
Estatua ecuestre de Andrew Jackson, de Clark Mills (1853).
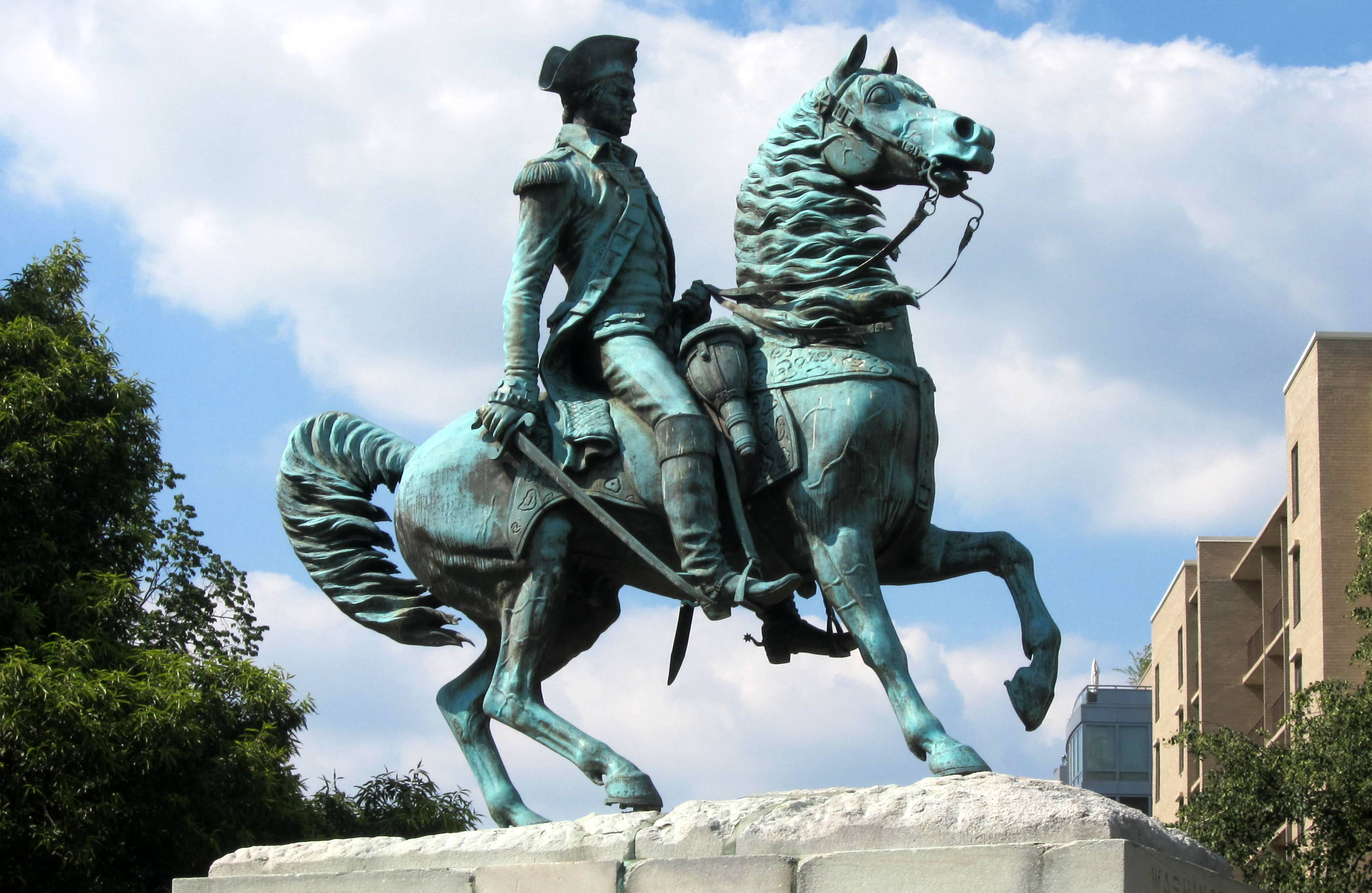
George Washington como Teniente General en Washington Circle, de Clark Mills (1860).
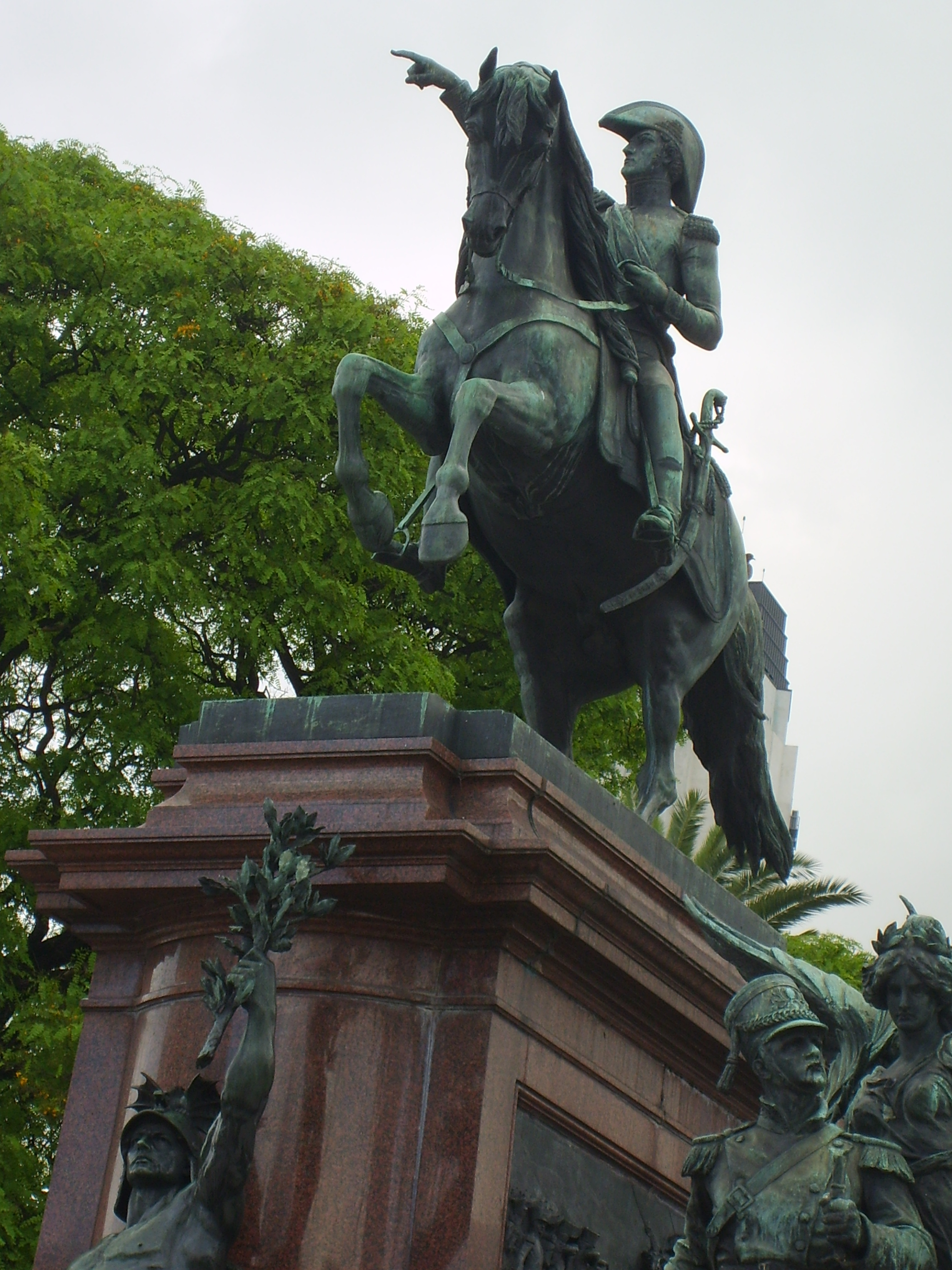
Monumento al General San Martín y a los Ejércitos de la Independencia; la escultura ecuestre de San Martin, de Louis Joseph Daumas (1860), el resto, de Gustav Eberlein (1910).
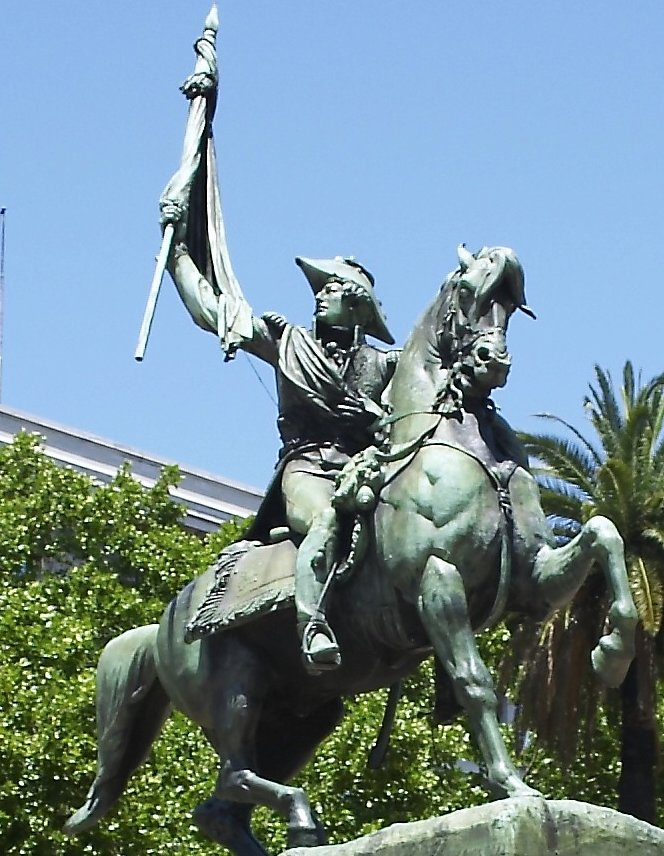
Monumento ecuestre al General Manuel Belgrano, de Louis-Robert Carrier-Belleuse (1872).
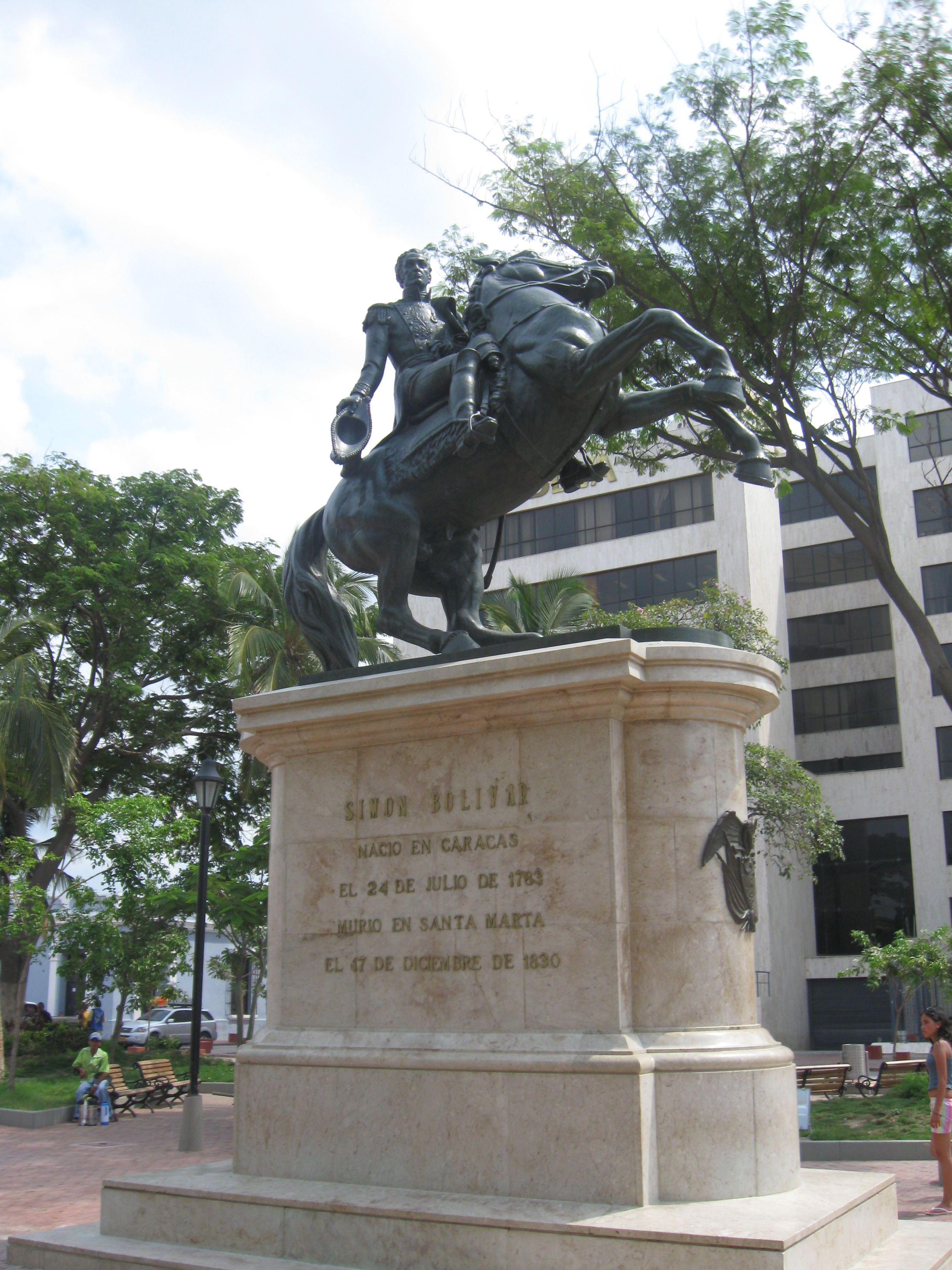
Estatua ecuestre de Simón Bolívar en Santa Marta.

#### Nacionalismo e historicismo
Desde la época del nacionalismo y hasta la Primera Guerra Mundial, todos los países del mundo recurrieron a la conmemoración de sus glorias nacionales de todas las épocas, incluidas las de la lejana Edad Media, prestigiadas por el historicismo que se aplicó también a la arquitectura (arquitectura historicista) y la pintura (pintura de historia). Las estatuas ecuestres cumplieron un papel muy importante en ello; y algunas fueron obra de notabilísimos escultores, como Thorwaldsen (cuya estauta ecuestre de Poniatowski tuvo una trayectoria tan desgraciada como la de la propia Polonia), Jürgensburg (el escultor favorito del zar Nicolás I de Rusia, que embelleció el San Petersburgo de mediados de siglo), Fernkorn y Stróbl (en el Imperio Austrohúngaro), Cyrus Dallin (cuya serie The Epic of the Indian se convirtió en un icono del arte estadounidense), los franceses Calmels, Frémiet o Dubois, el español Benlliure, o el japonés Kōtarō Takamura.

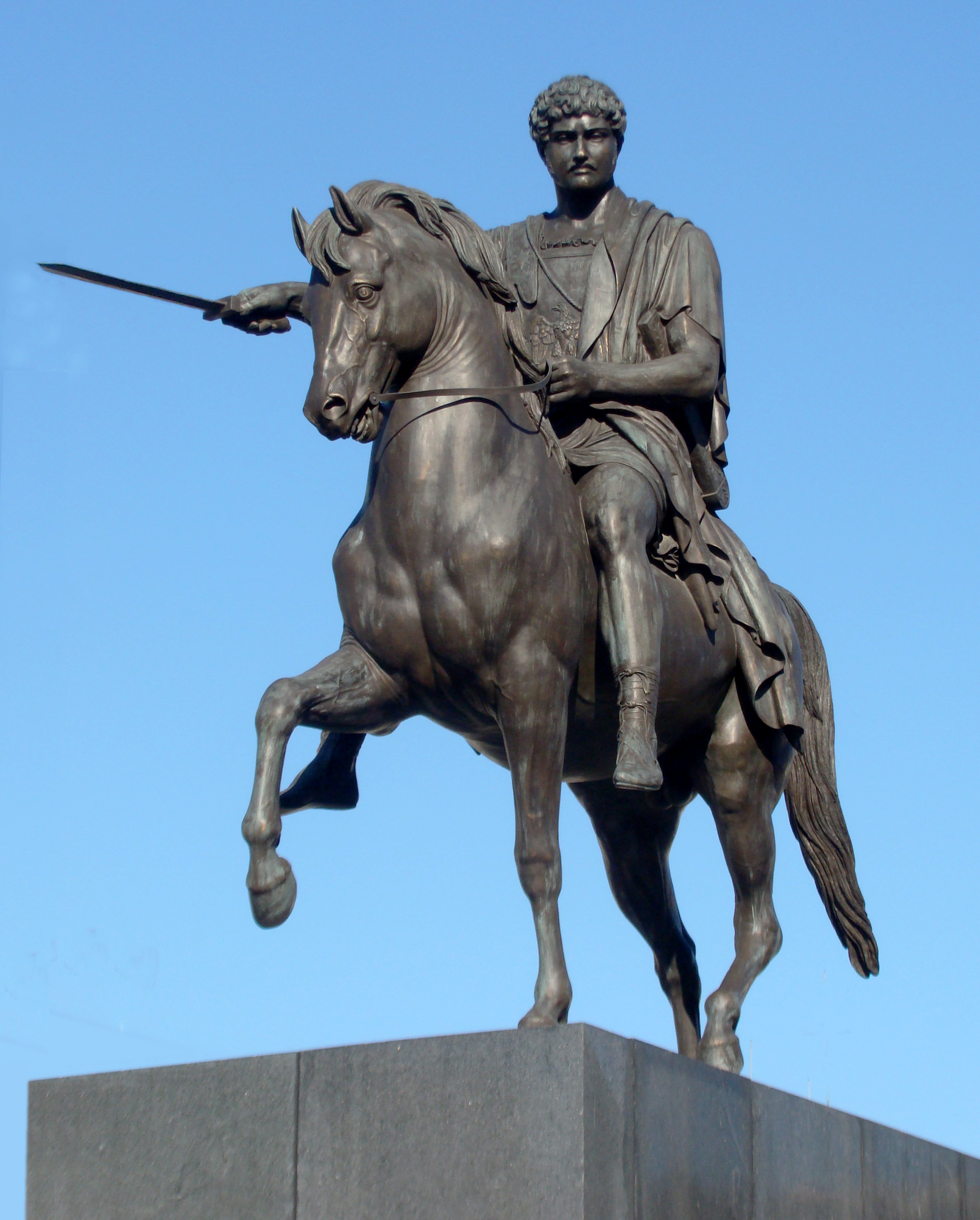
Reconstrucción de la estatua ecuestre de Jozef Poniatowski, de Thorwaldsen (1827-1832).
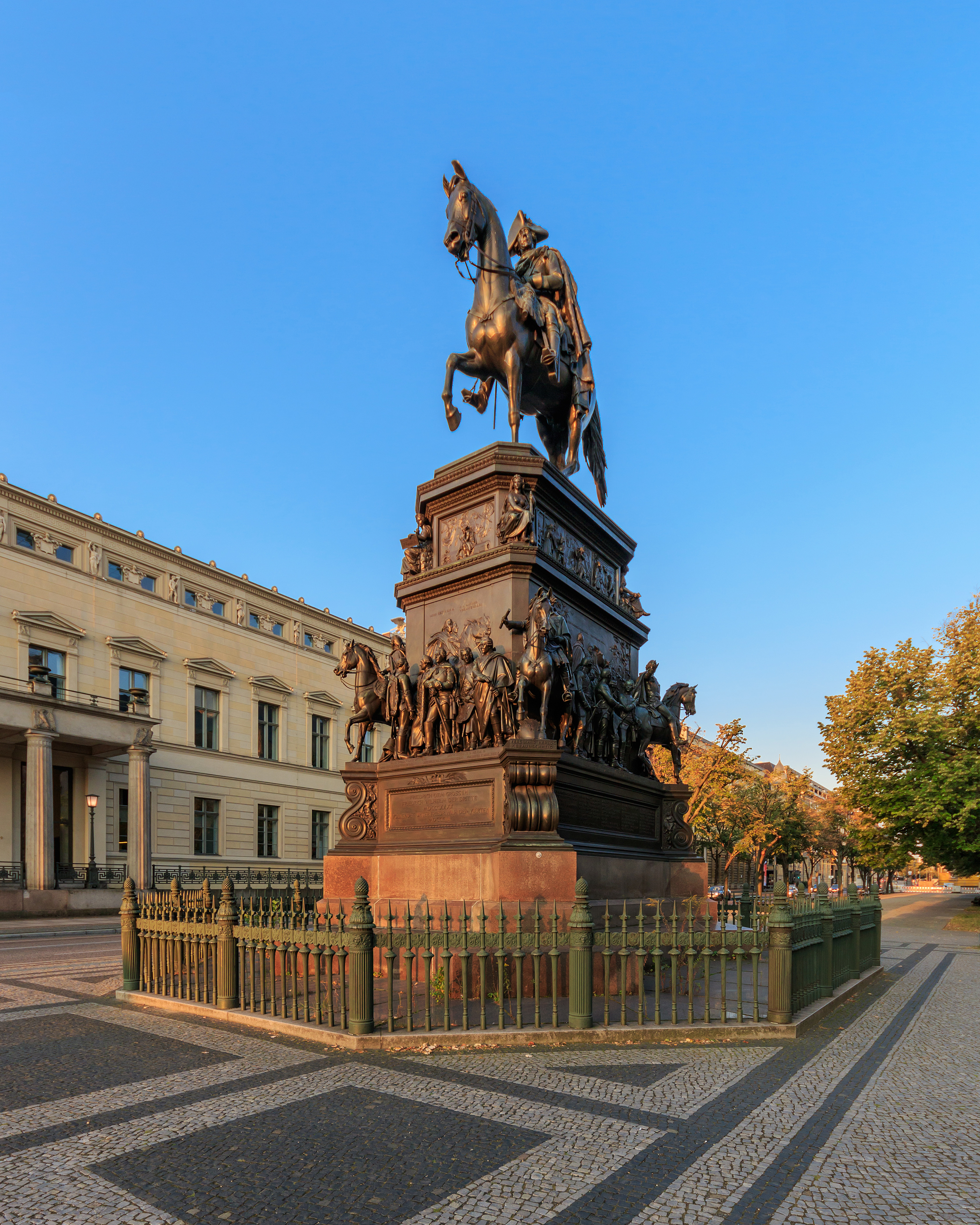
Estatua ecuestre de Federico el Grande en Berlín, de Christian Daniel Rauch (1839-1851).
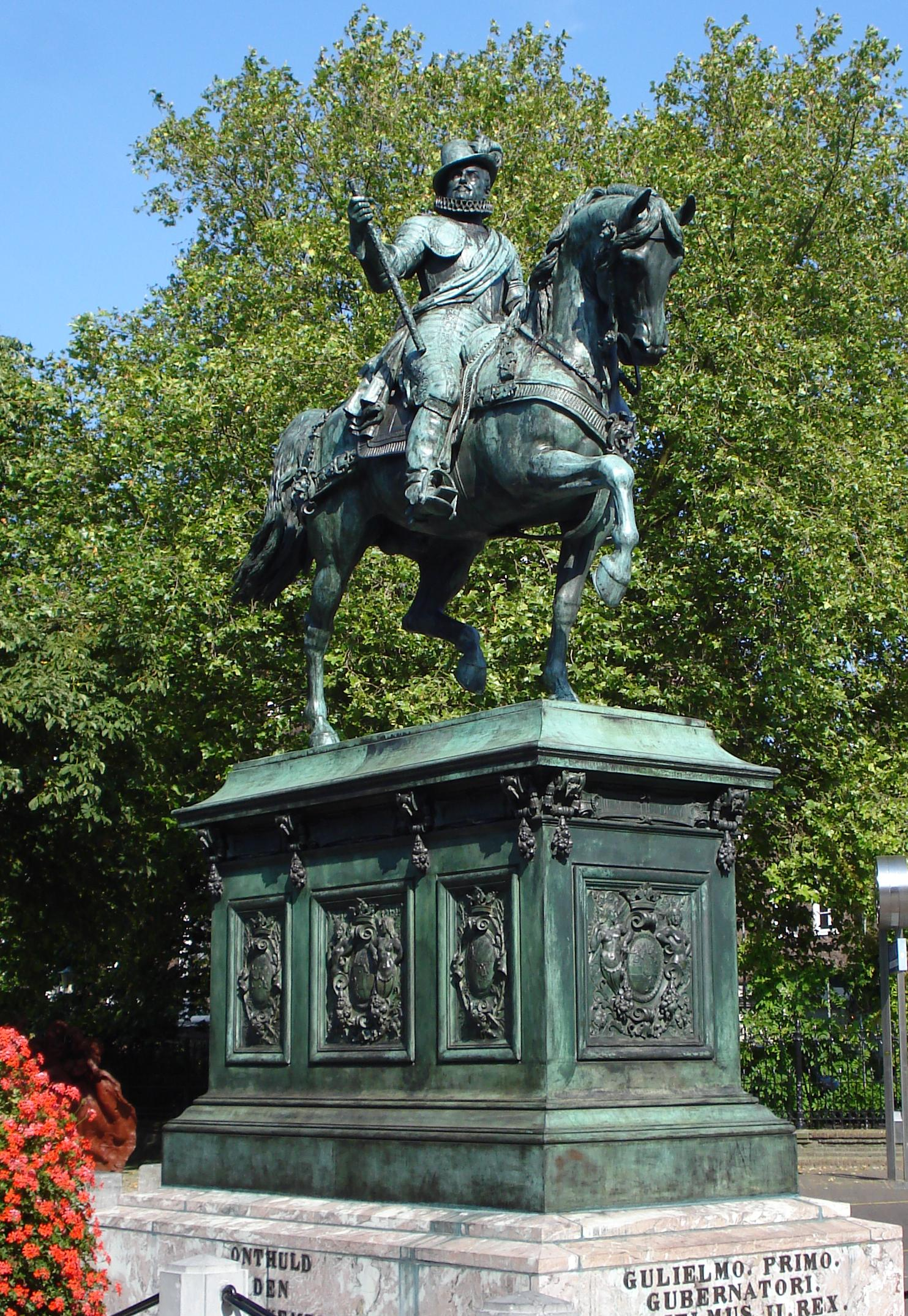
Estatua ecuestre de Guillermo el Taciturno en La Haya, de Émile de Nieuwerkerke (1845).
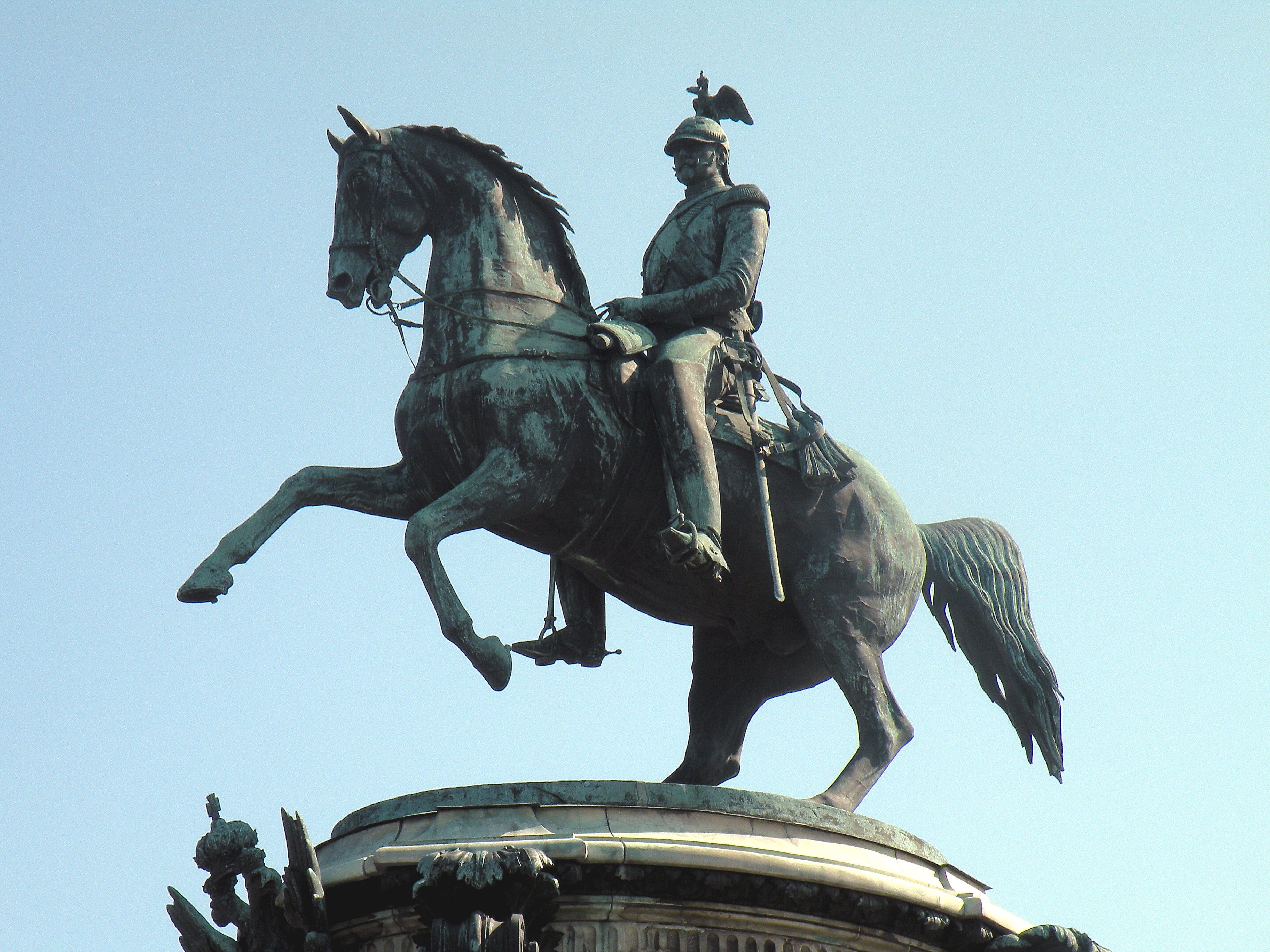
Estatua ecuestre de Nicolás I, de Peter Clodt von Jürgensburg (1859).
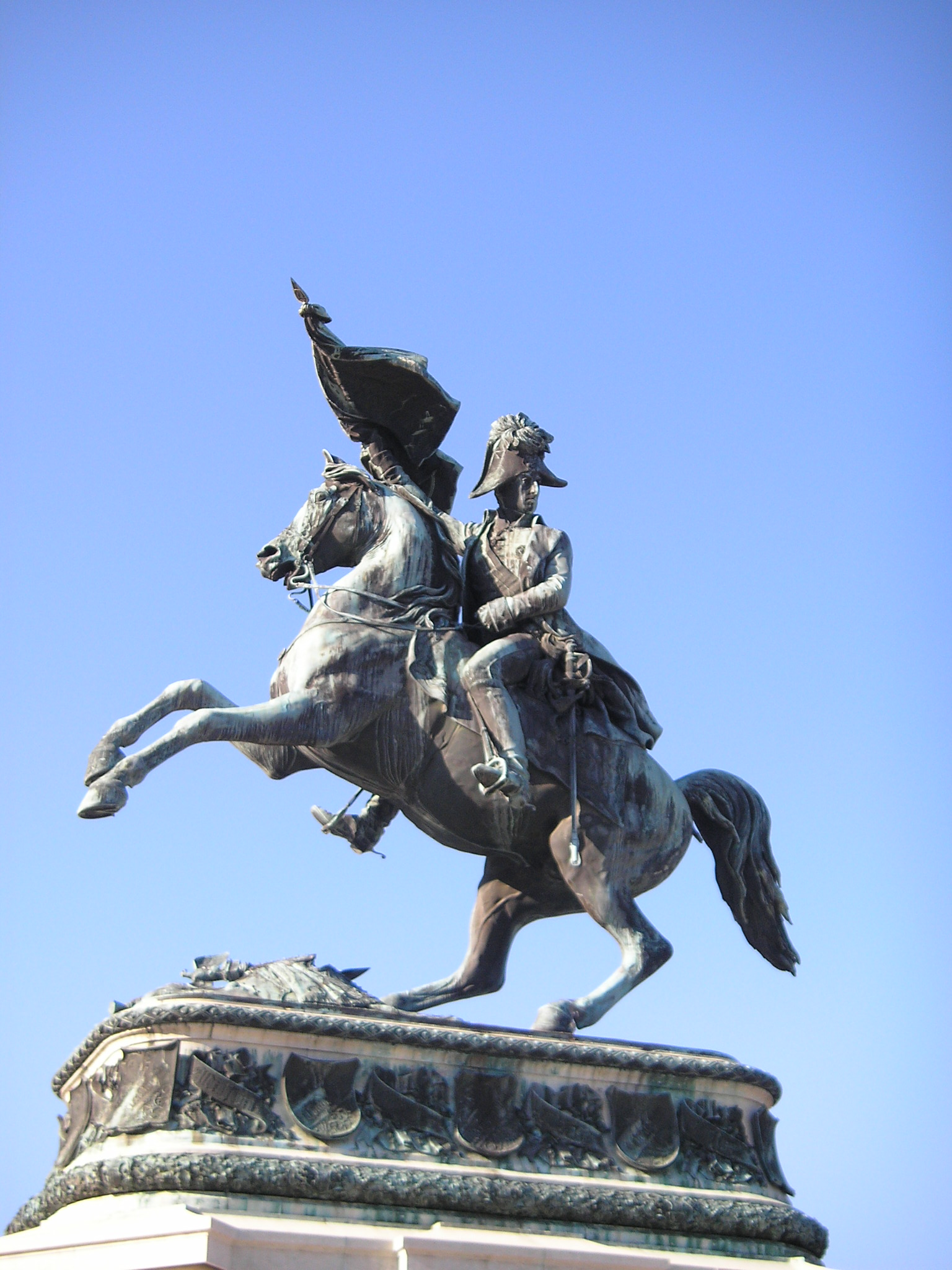
Estatua ecuestre del Archiduque Carlos en Viena, la mayor del mundo con dos puntos de apoyo, de Anton Dominik Fernkorn.
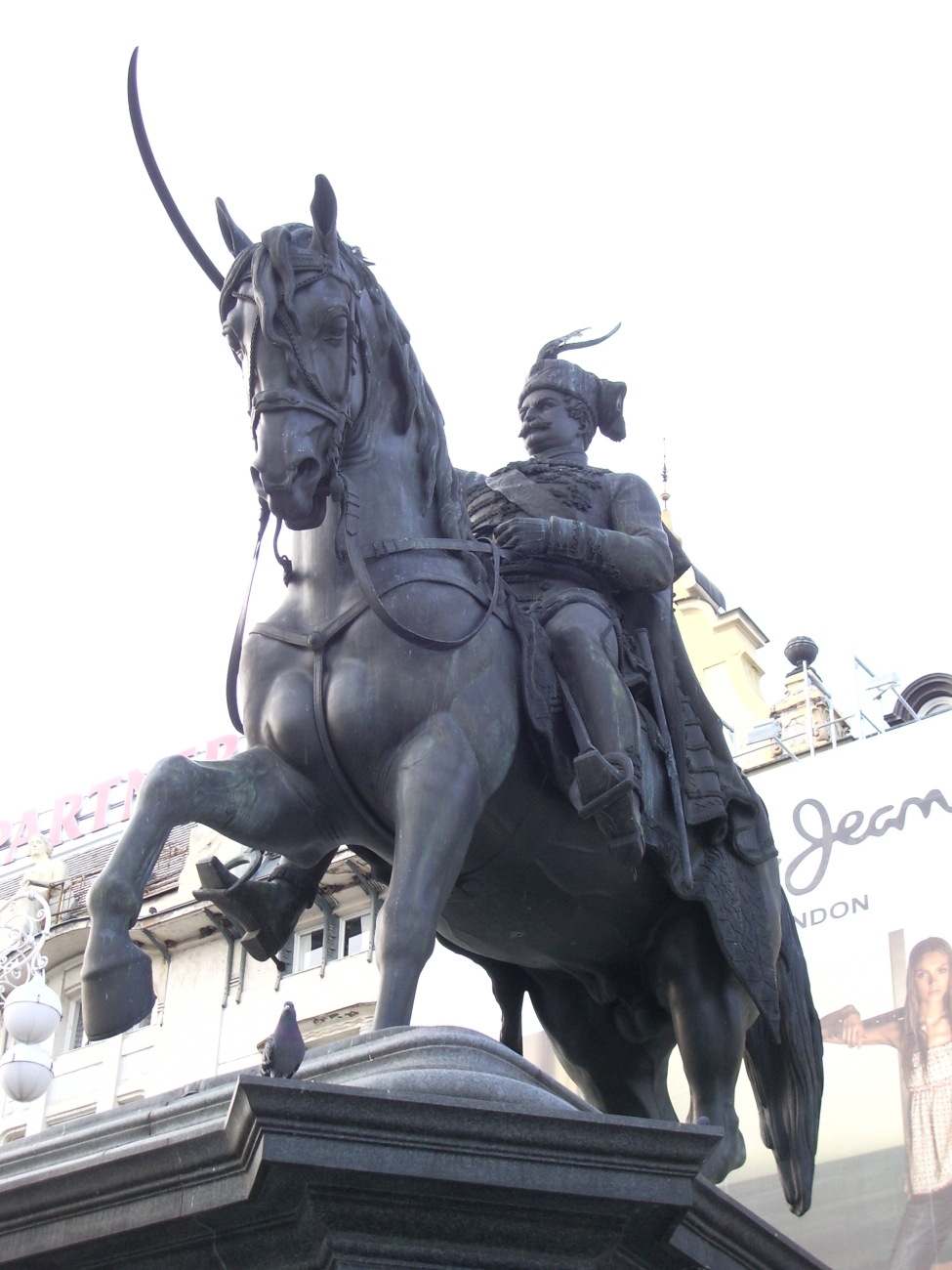
Estatua de Josip Jelačić en Zagreb, de Anton Dominik Fernkorn (1866).
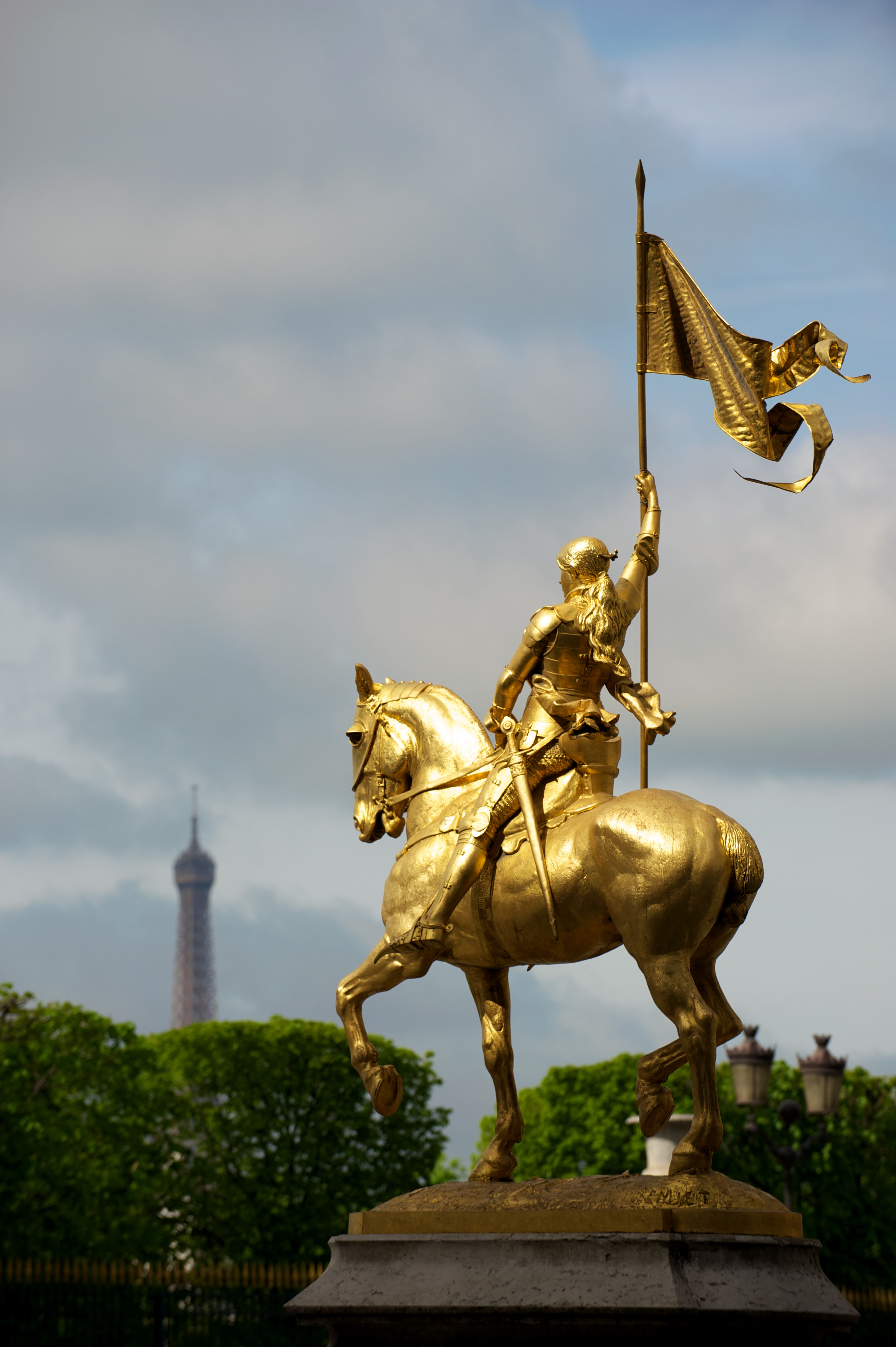
Estatua de Juana de Arco en París, de Emmanuel Frémiet (1874 —reelaborada en 1899—).
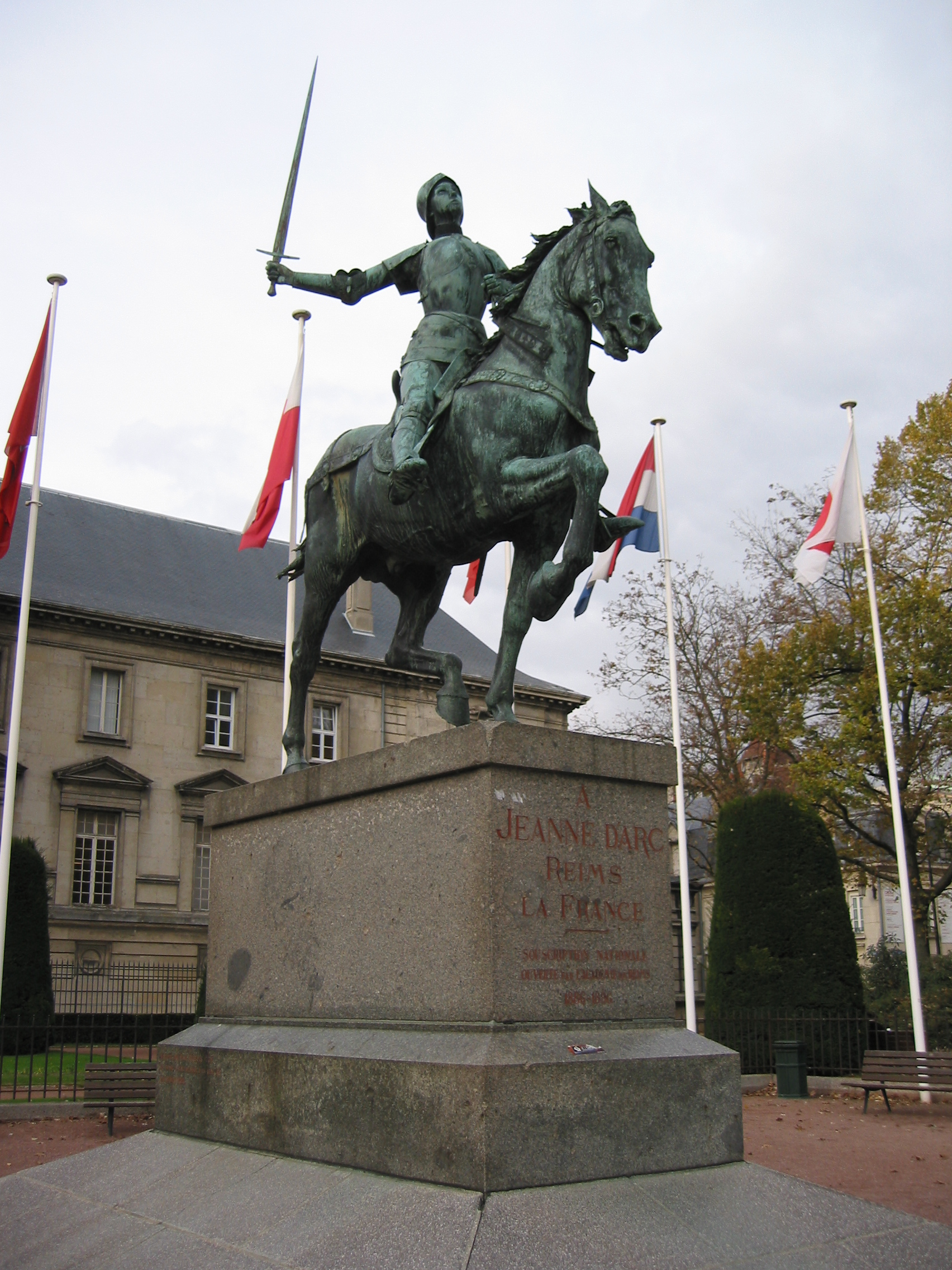
Estatua de Juana de Arco en Reims, de Paul Dubois (1889).
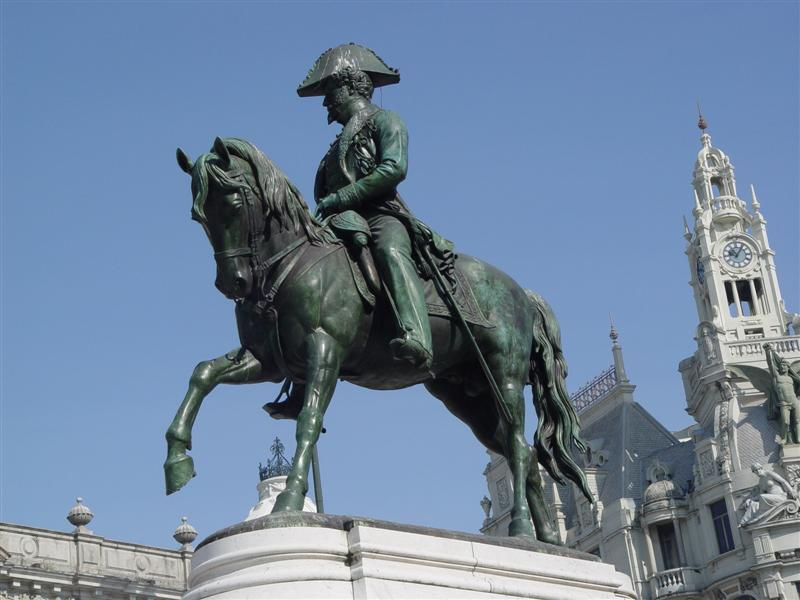
Estatua ecuestre de Pedro IV de Portugal en Oporto, de Célestin-Anatole Calmels (1866).
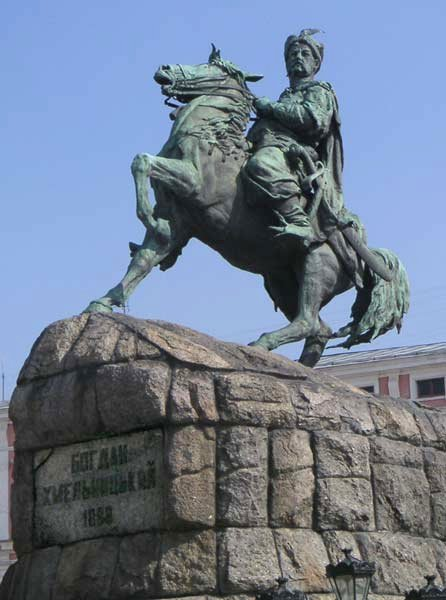
Estatua ecuestre de Bohdan Khmelnytsky frente a la catedral de Santa Sofía de Kiev, de Mikhail Mikeshin (1888).
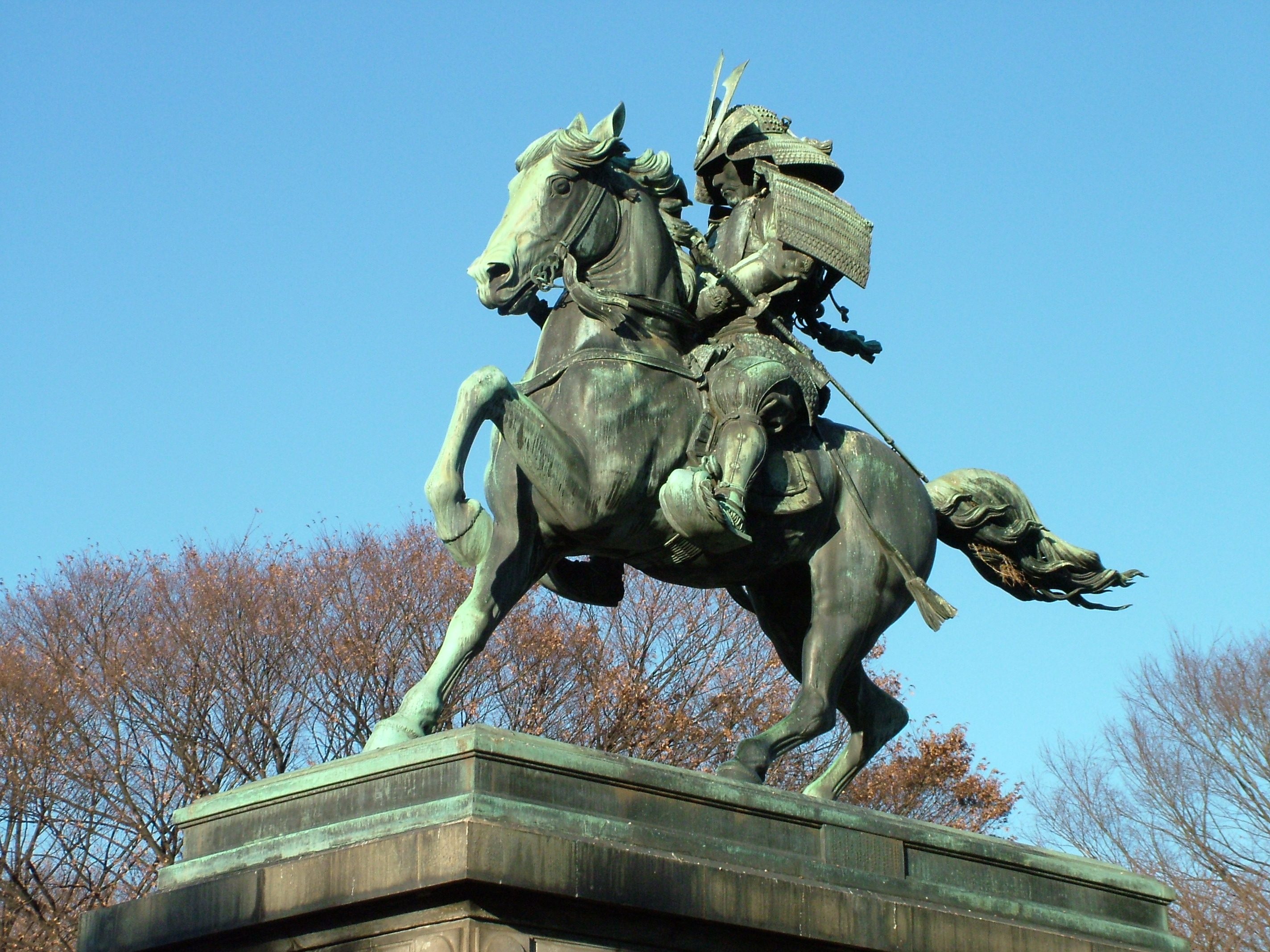
Estatua de Masashige Kusunoki en el Palacio imperial de Tokio, de Kōtarō Takamura (1897).
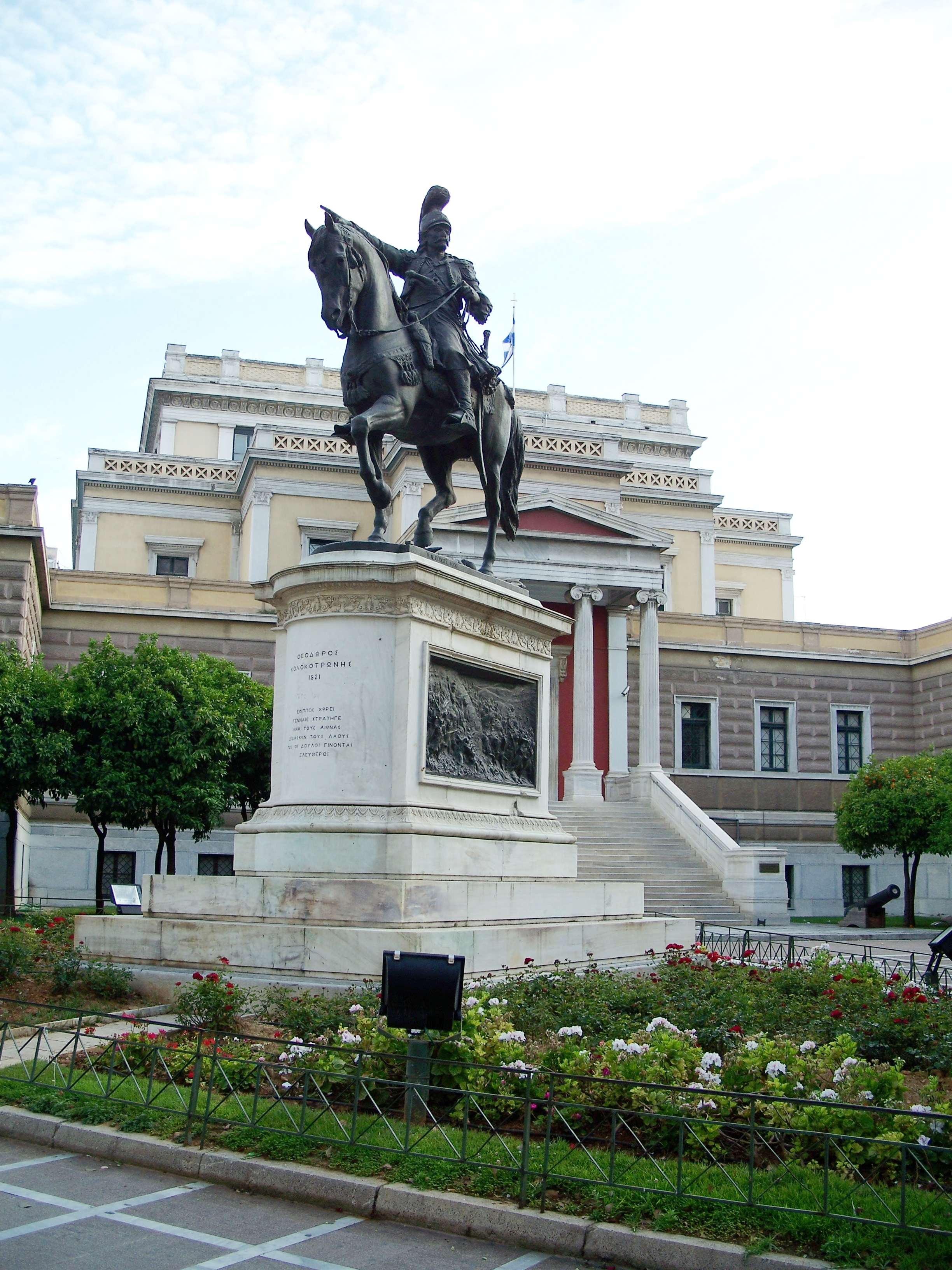
Estatua ecuestre de Theodoros Kolokotronis en Atenas, de Lazaros Sochos (1900).
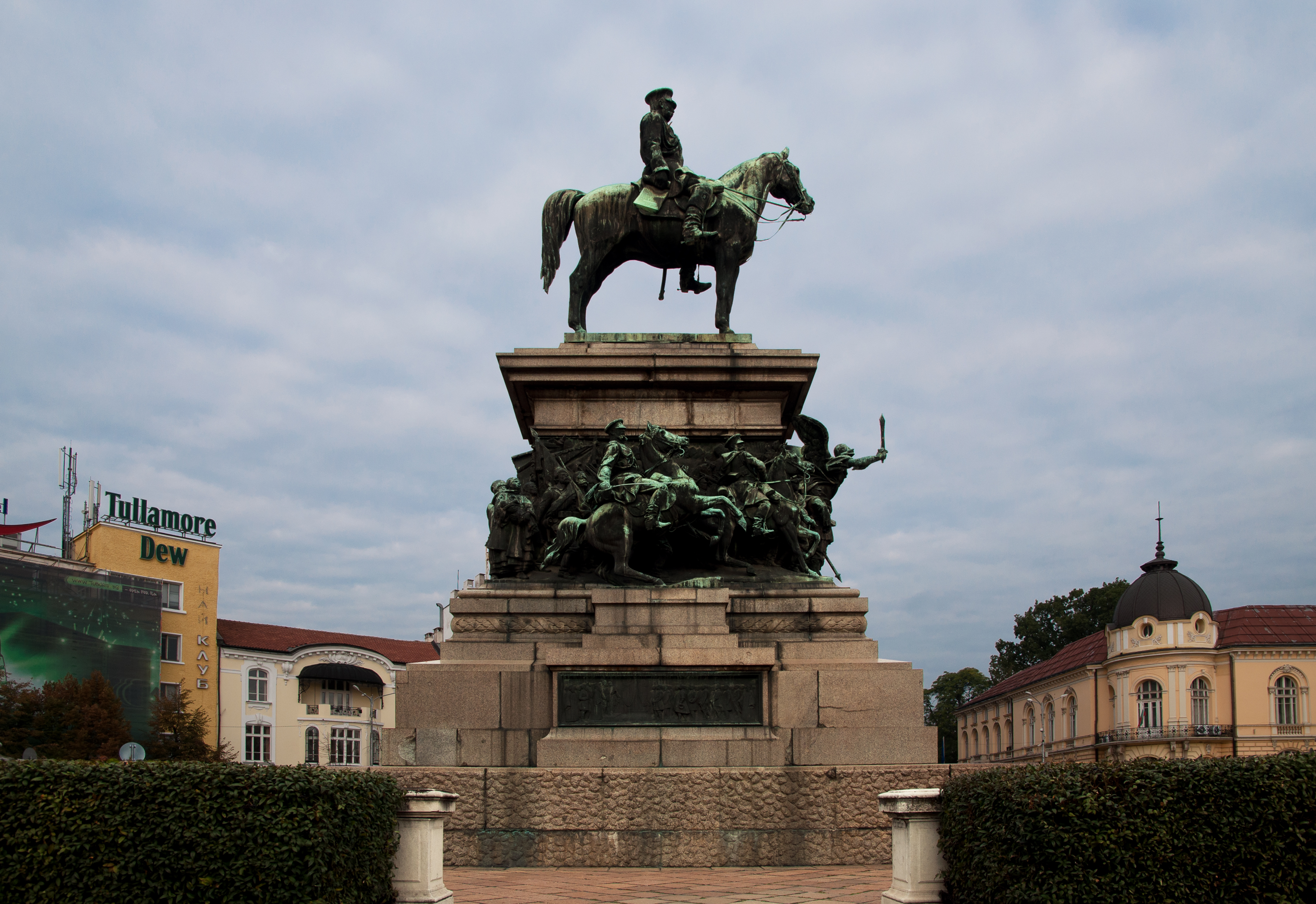
Monumento al Zar Libertador en Sofía, de Arnaldo Zocchi (1903).
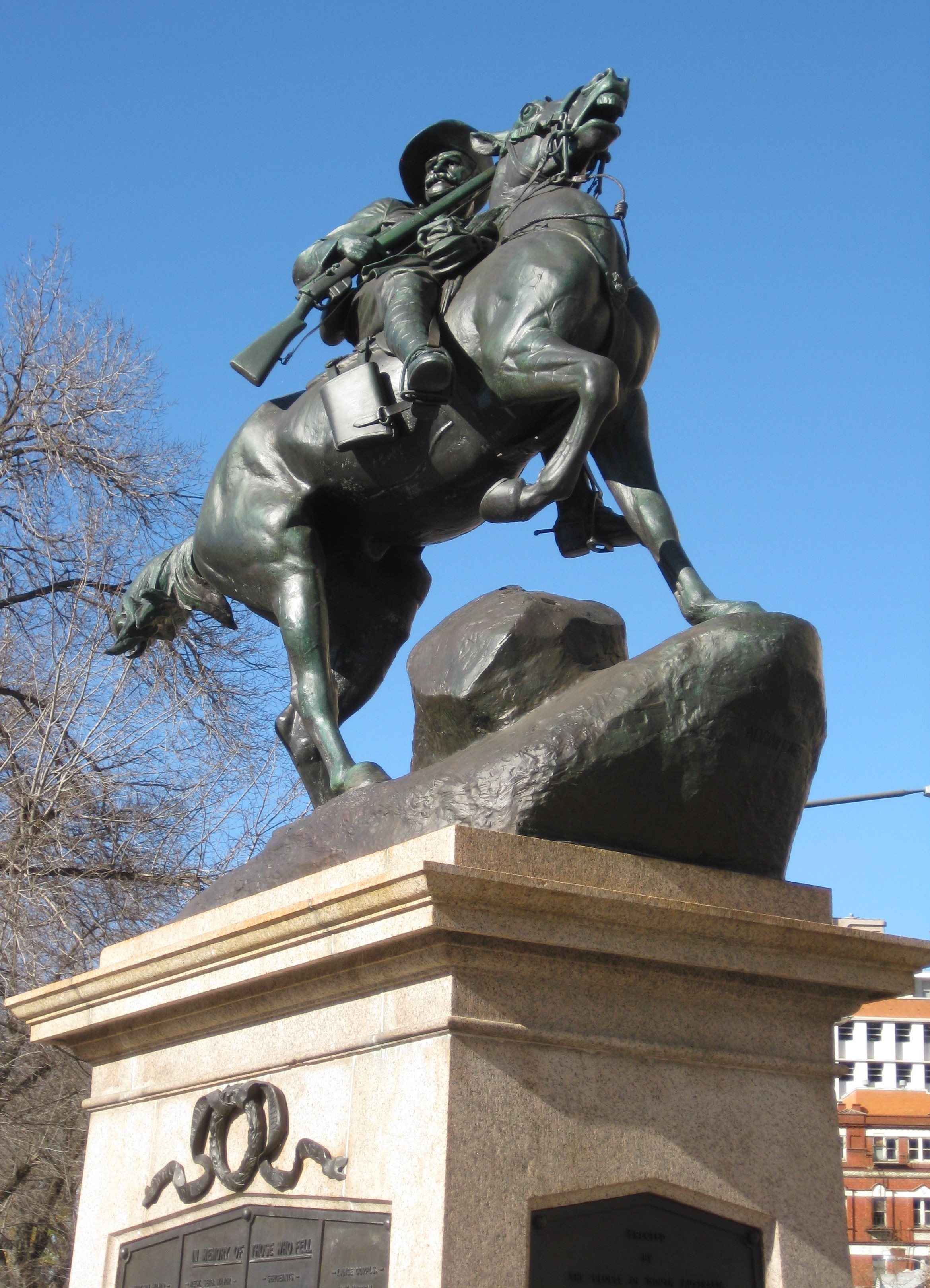
Monumento conmemorativo de los soldados australianos en la guerra sudafricana, de Adrian Jones (1904).
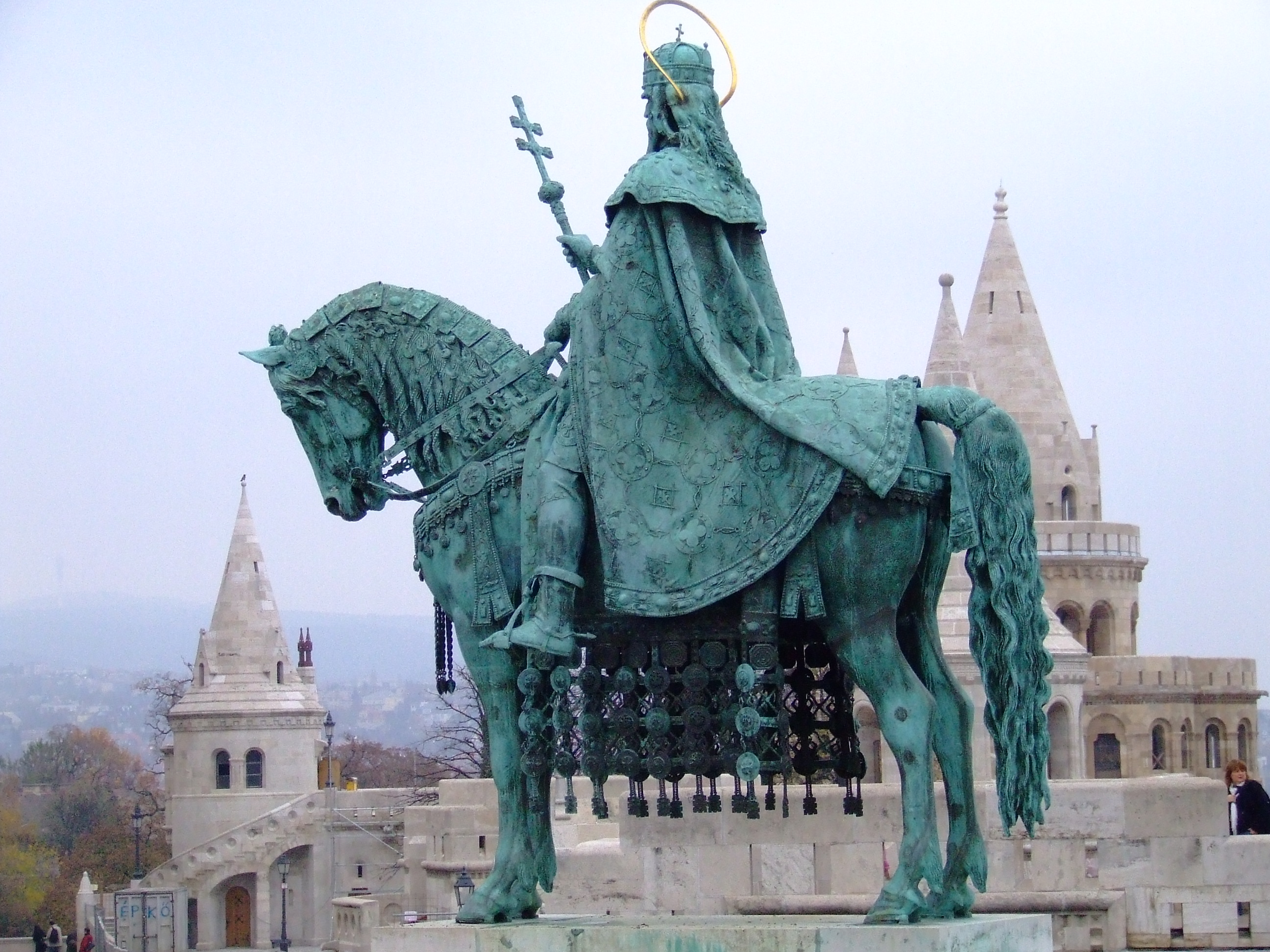
Estatua del rey San Esteban de Hungría en el Castillo de Buda, de Alajos Stróbl (1906).
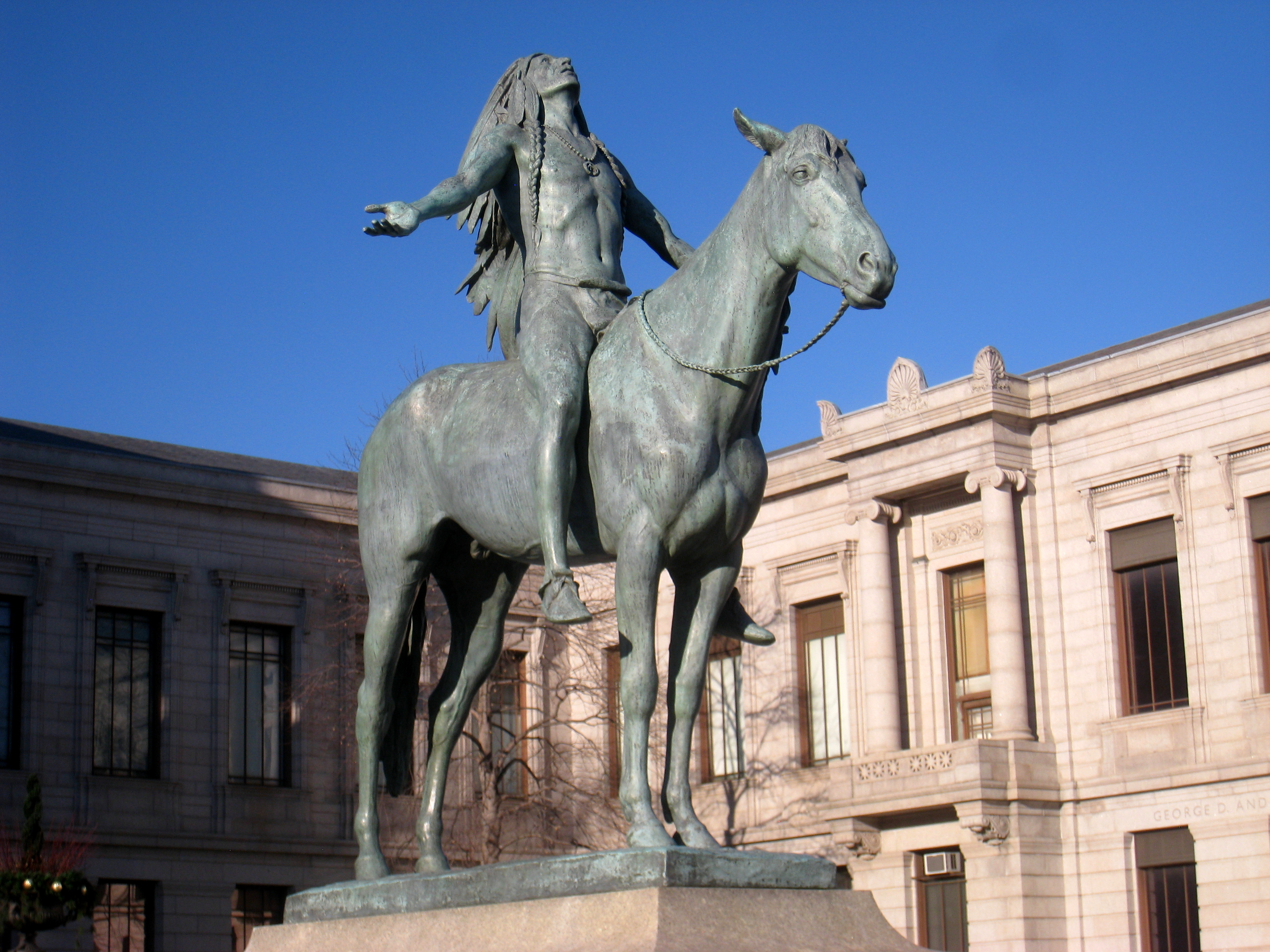
Llamada al Gran Espíritu, de Cyrus Dallin (1909).
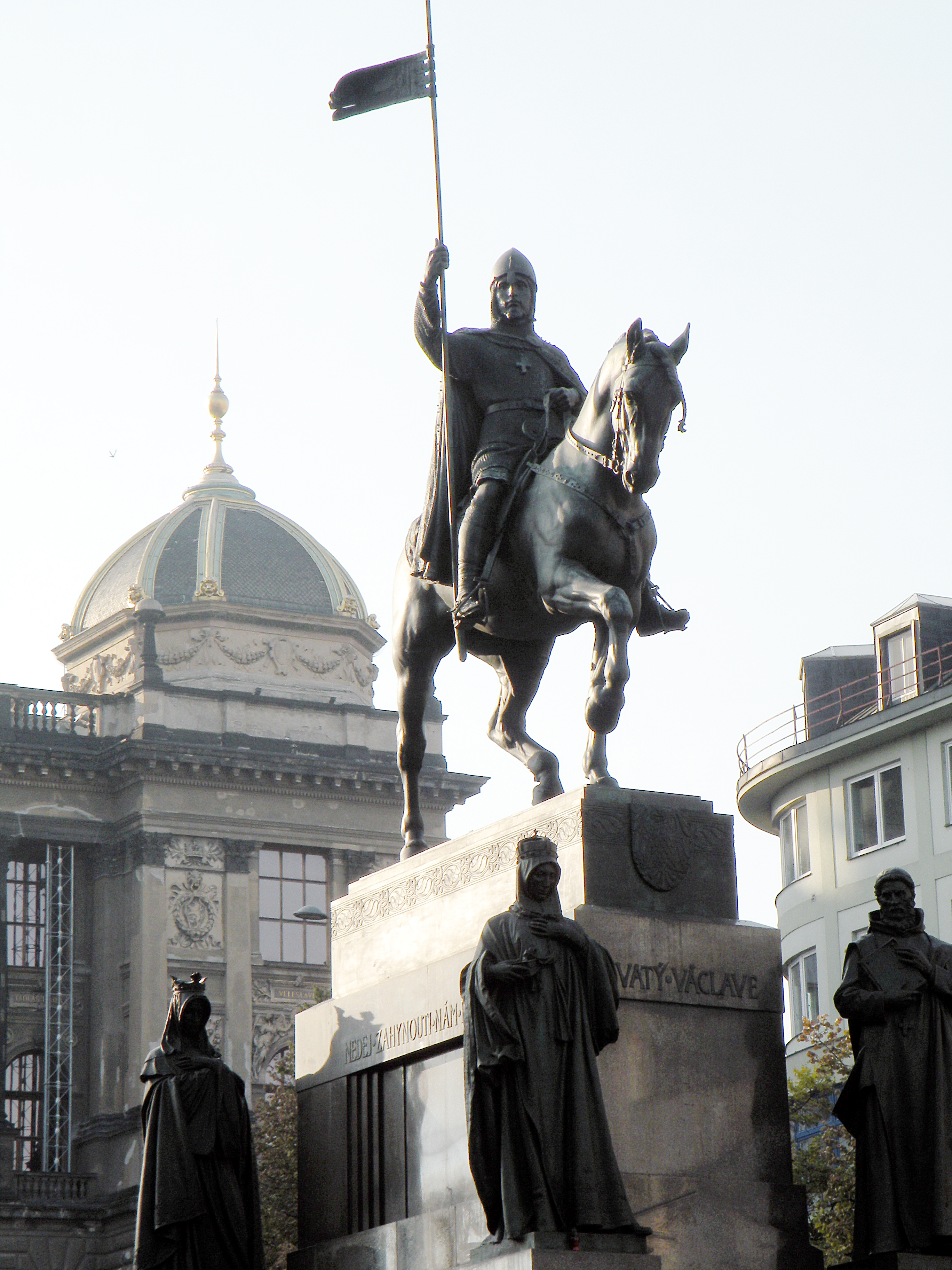
Estatua ecuestre de San Wenceslao en Praga, de Josef Václav Myslbek (1912).

En el siglo XX la estatuaria pública tradicional, que se expresaba en el modelo de escultura ecuestre, siguió cumpliendo su función y respondiendo a criterios tan opuestos como el gusto conservador, la estética fascista o el realismo socialista; quedando marginada de las corrientes principales del arte de vanguardia.

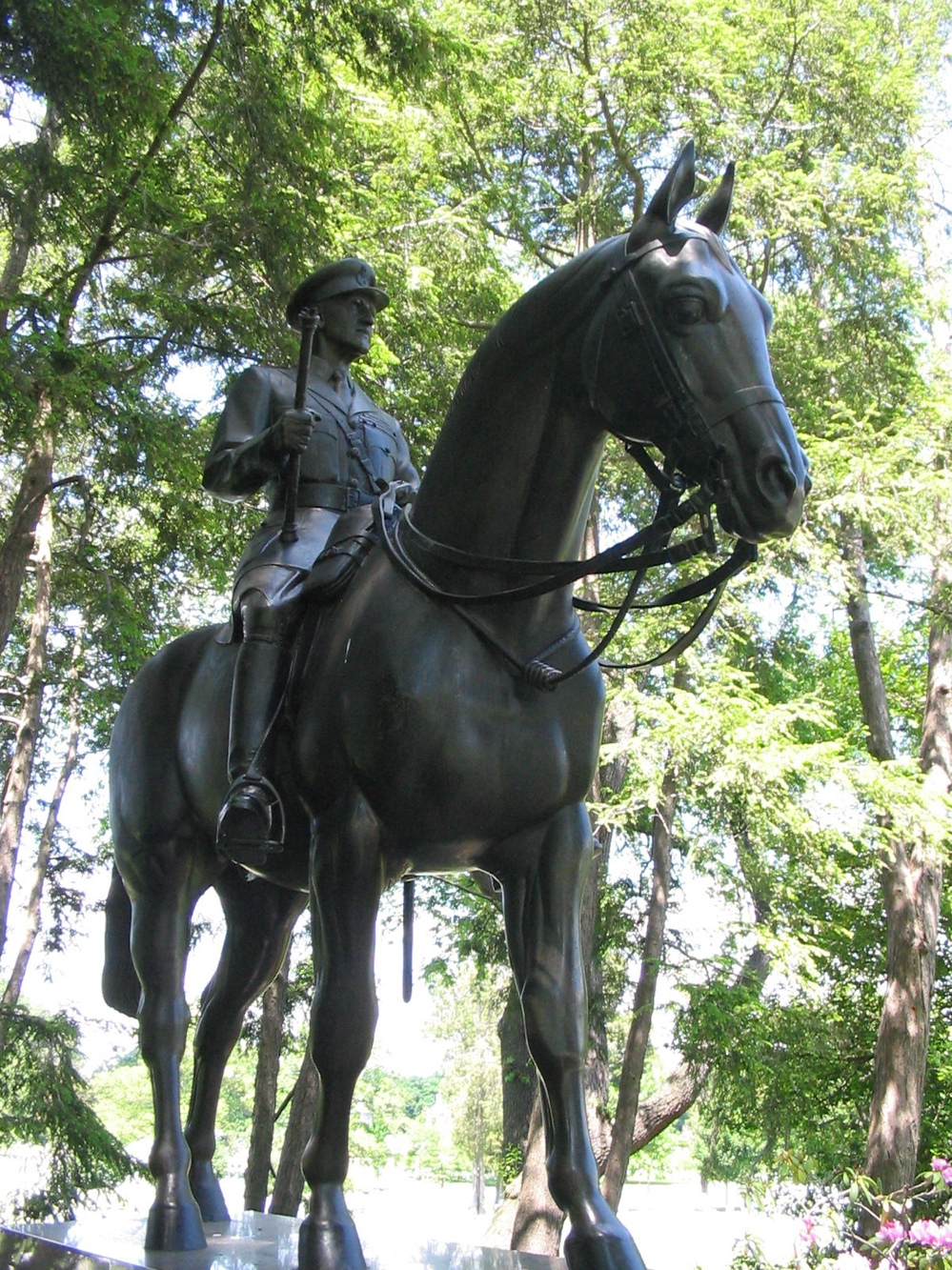
Monumento funerario de Sir John Dill en el cementerio nacional de Arlington, de Herbert Haseltine (1950).
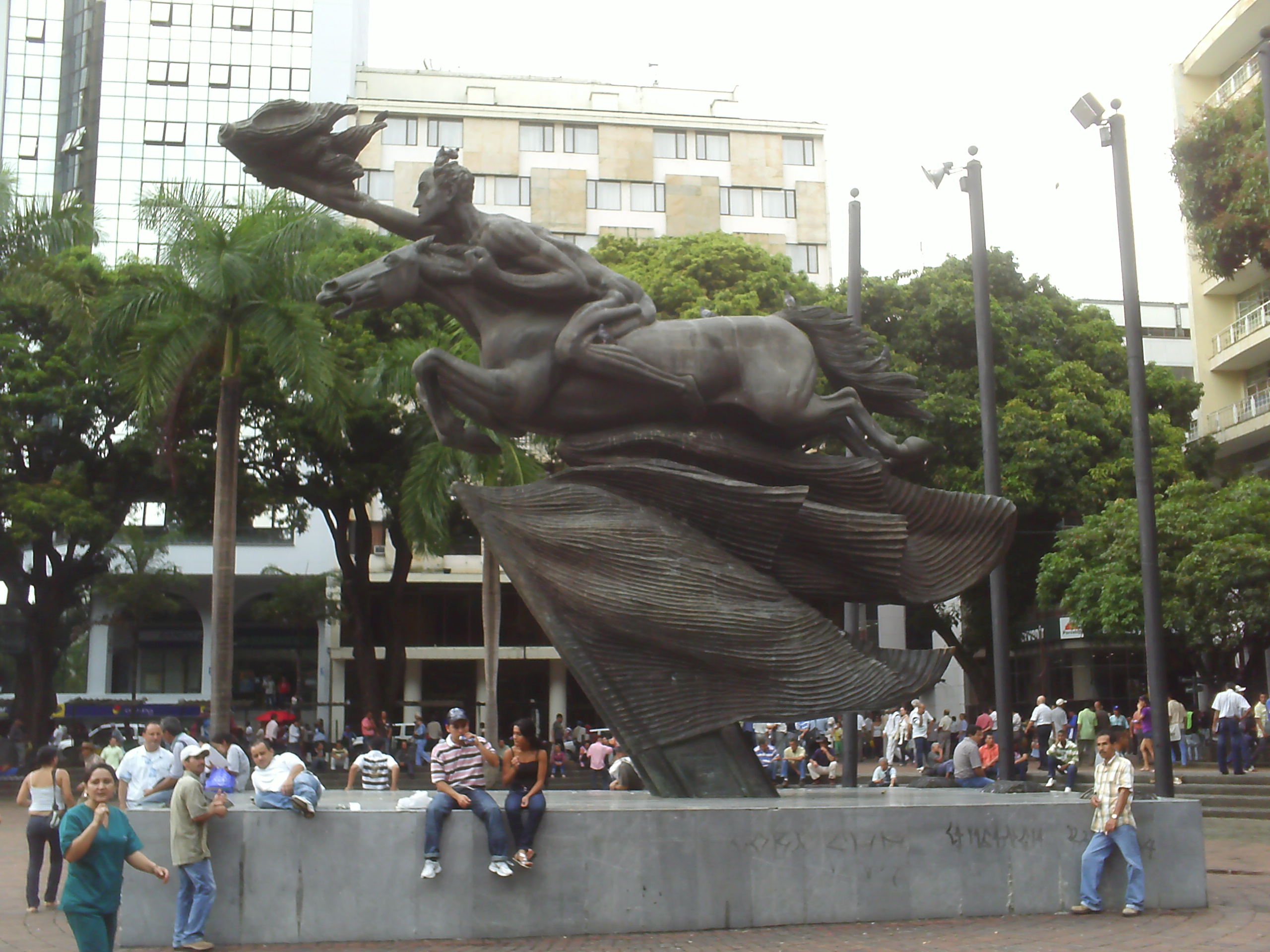
Bolívar desnudo, de Rodrigo Arenas Betancourt (1963).
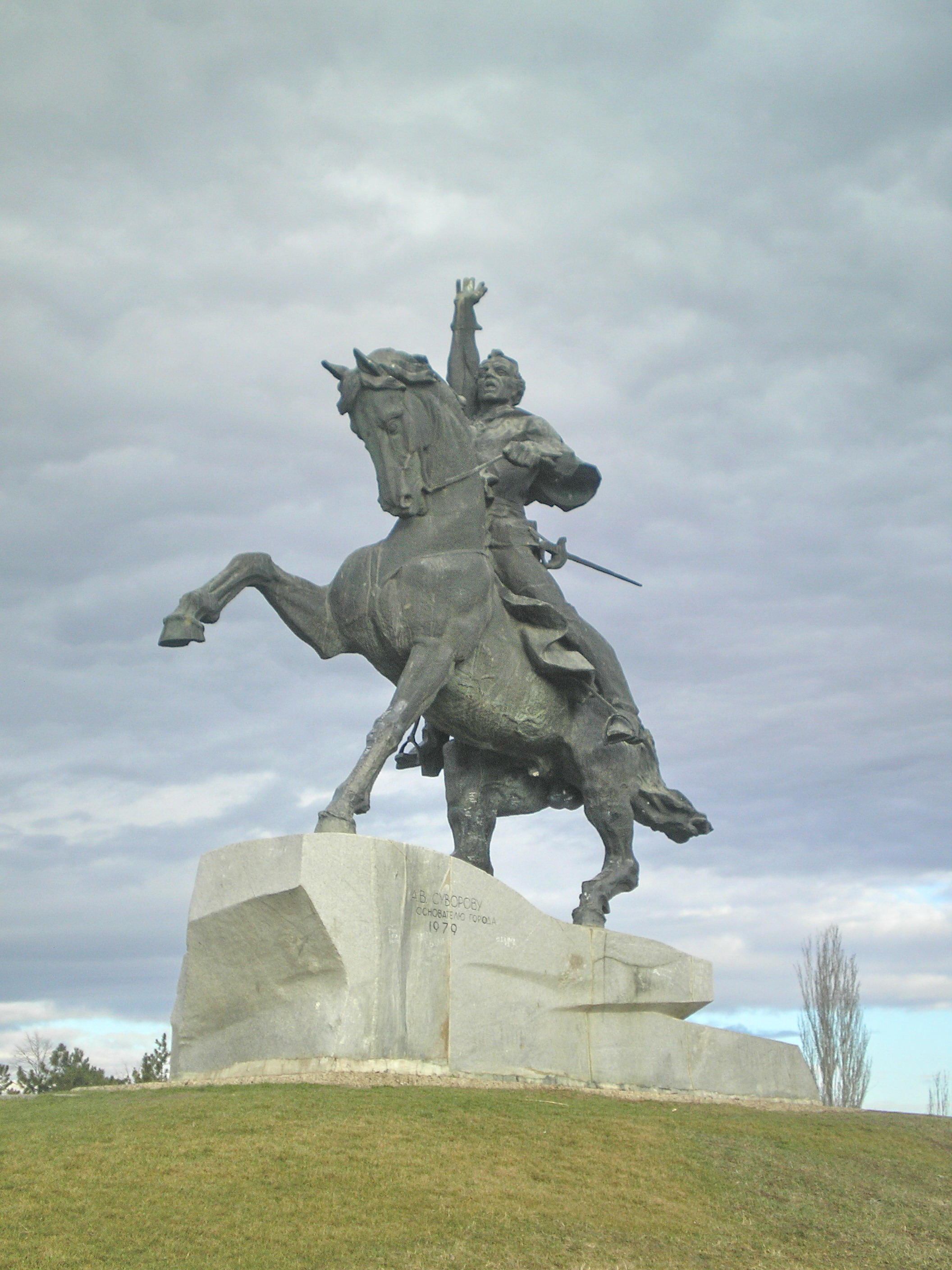
Estatua ecuestre del general Aleksandr Suvórov en Tiraspol, de Valentin Artamonovs y Victor Artamonovs (1979).
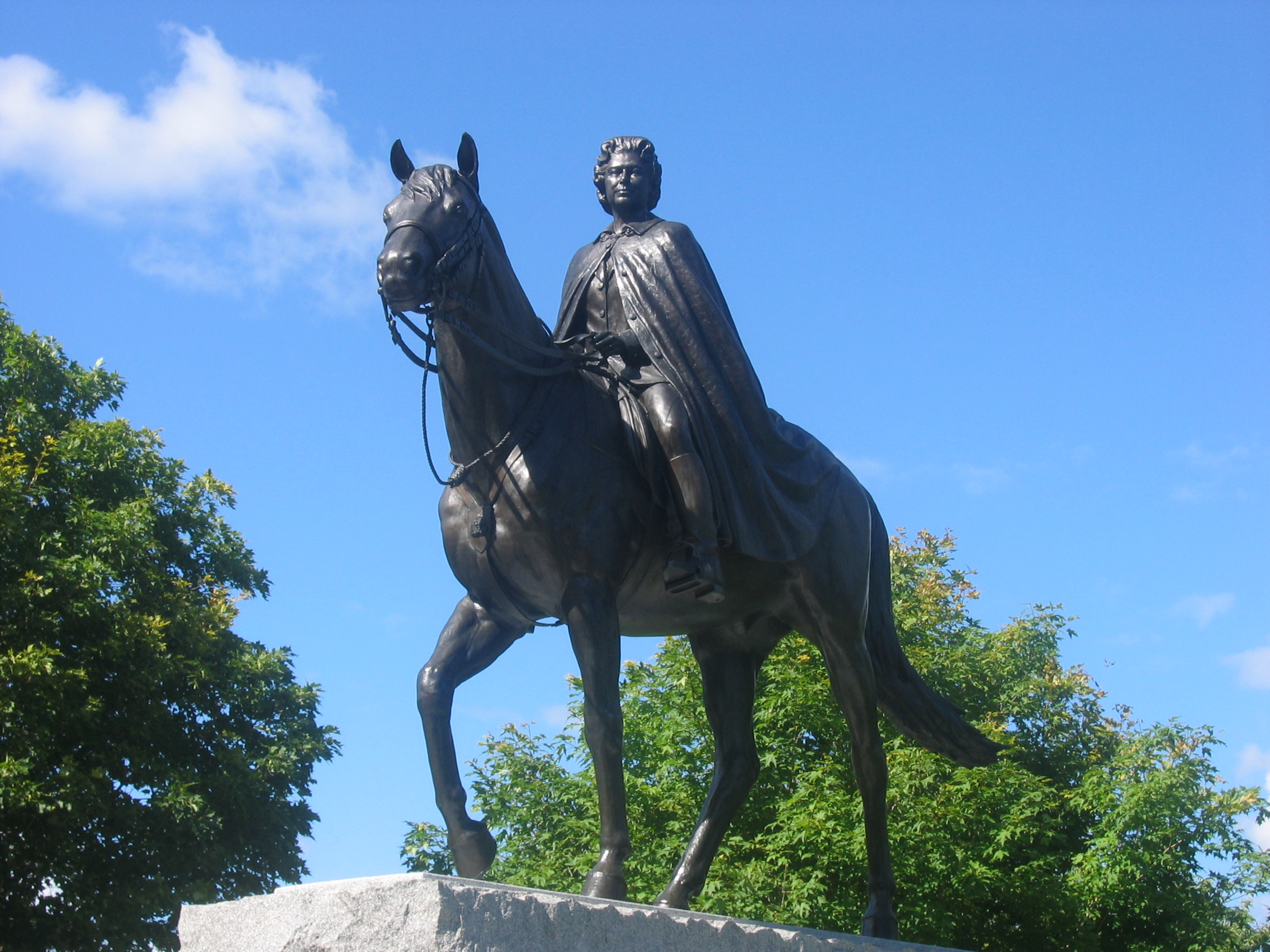
Estatua ecuestre de la reina Isabel II en Parliament Hill, Ottawa, de Jack Harman (1992).

#### Colosalismo
En algunos lugares del mundo se han realizado algunas estatuas ecuestres de tamaño colosal.

#### España
En la España contemporánea la utilización de estatuas ecuestres ha sido muy notable. Algunas, muy significativas, han respondido a la iniciativa de hispanistas estadounidenses, como la de Pizarro, de Charles Cary Rumsey (de la que existen tres copias idénticas: una en Lima, otra en Buffalo y otra en Trujillo) o la alegórica Los portadores de la antorcha, de Anna Hyatt Huntington (quien también realizó una estatua ecuestre de El Cid para la Hispanic Society de Nueva York de la que existen copias en Sevilla y en San Diego).

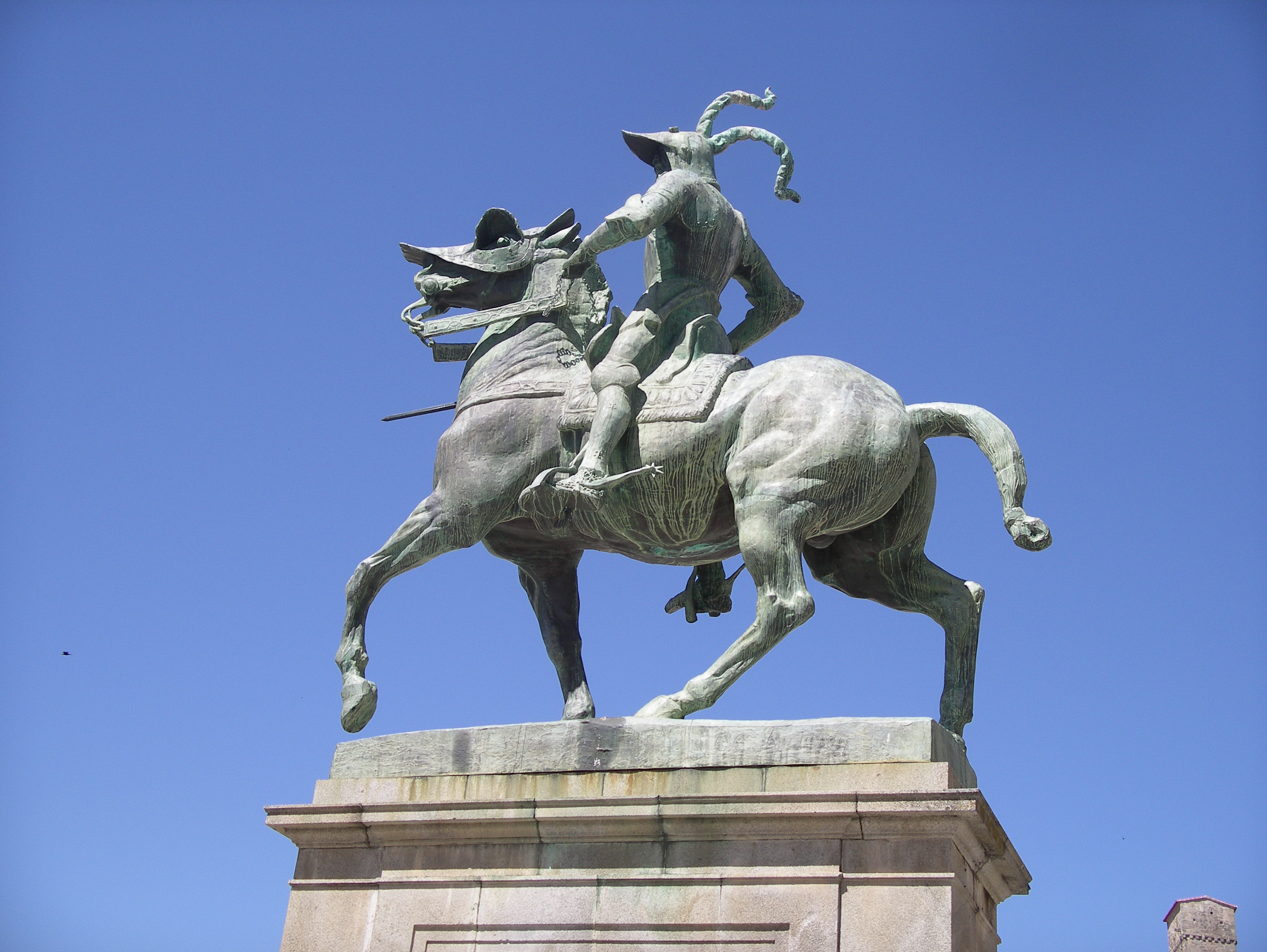
Estatua ecuestre de Francisco Pizarro, de Charles Cary Rumsey (1910).
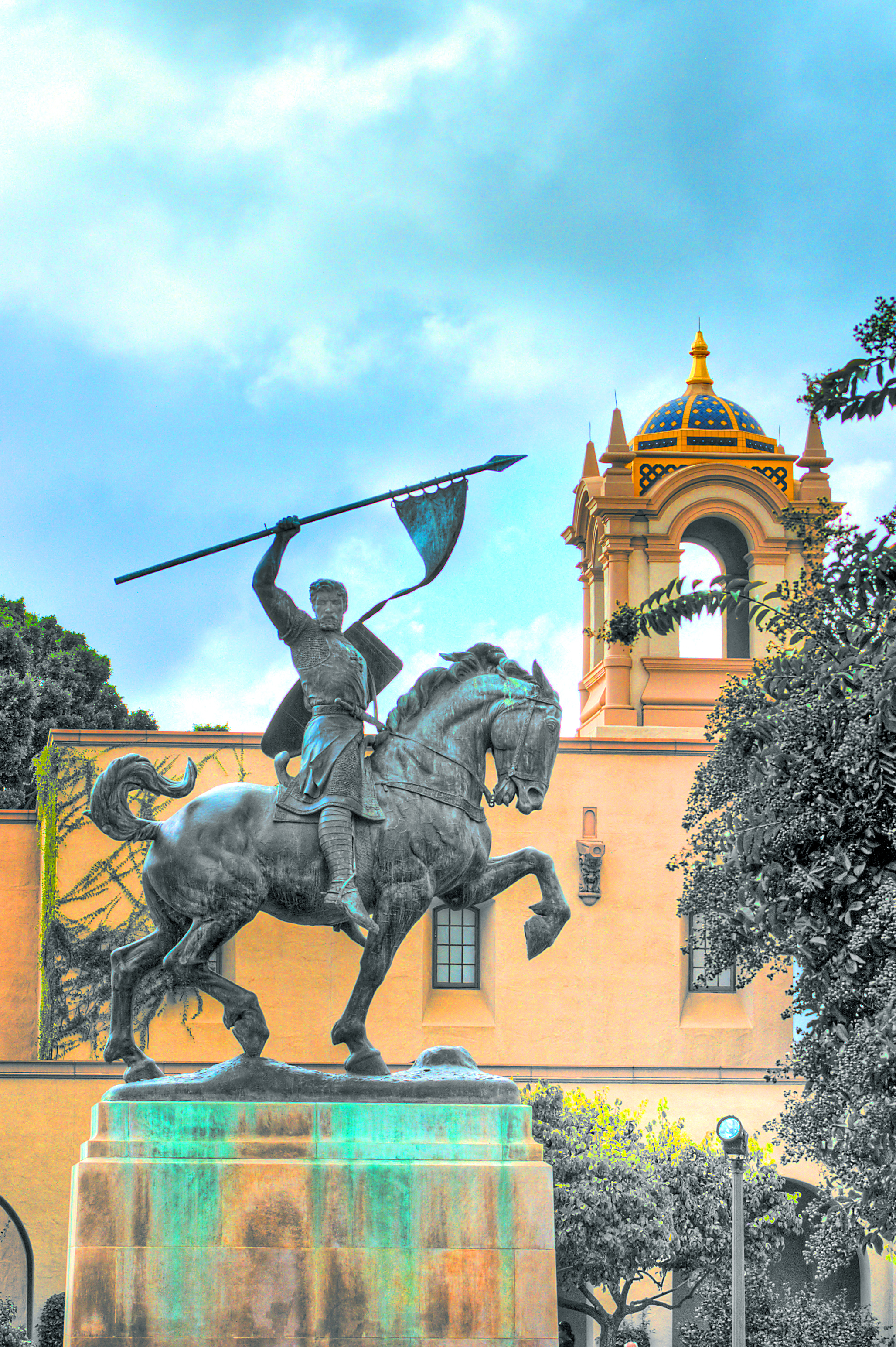
Estatua ecuestre de El Cid, de Anna Hyatt Huntington (1930).
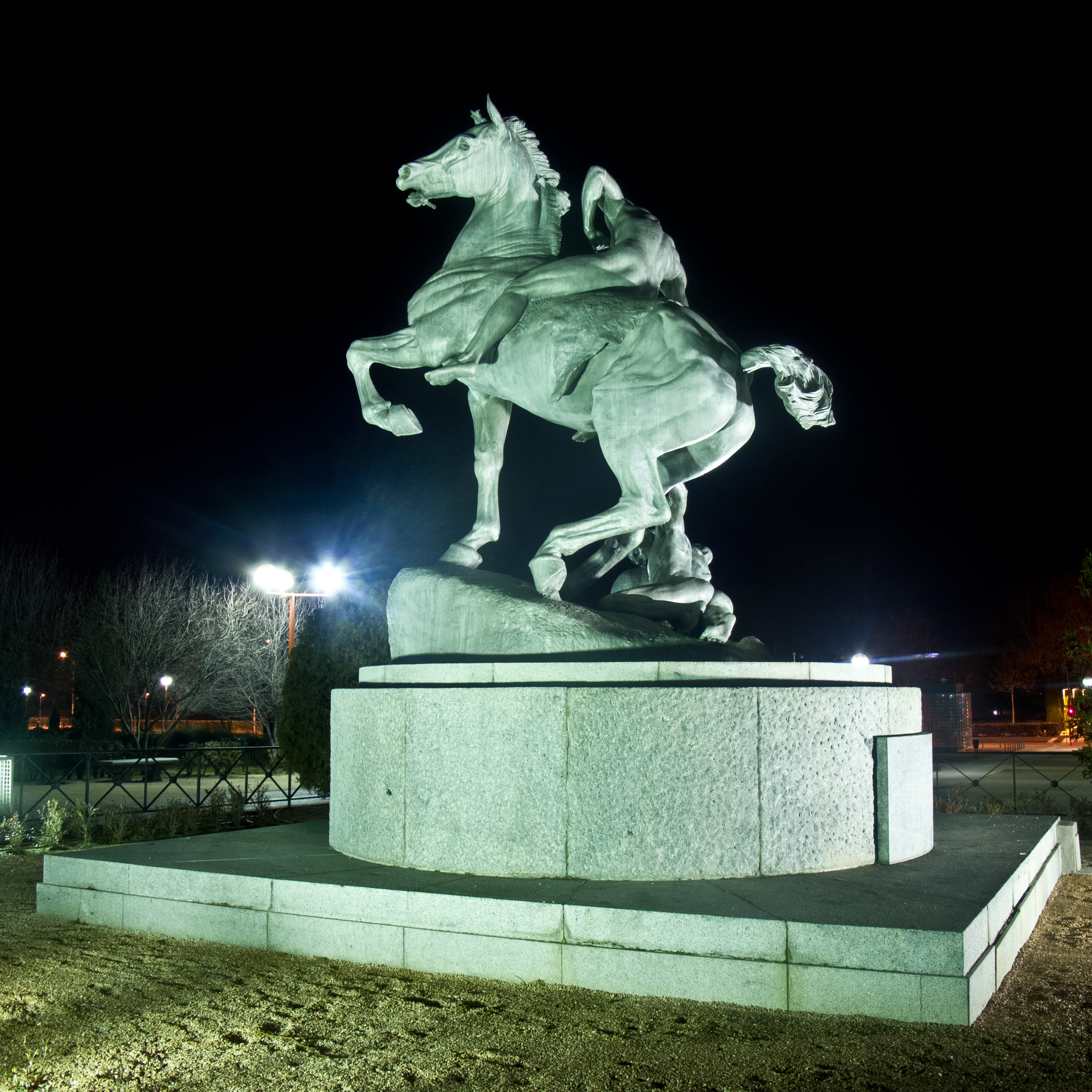
Los portadores de la antorcha, de Anna Hyatt Huntington (1955).

Las que son obra de la iniciativa local, en más de un caso han dado origen a todo tipo de comentarios, como los referentes a la cabeza del Monumento al Gran Capitán en Córdoba (que es de mármol mientras que el resto de la escultura es de bronce), a los testículos de "el caballo de Espartero" (que pasaron a ser un tópico para referirse al militarismo español); o los que se referían al hecho de que la estatua de Martínez Campos diera la espalda a la de Alfonso XII, el rey a quien puso en el trono con su golpe de Estado (ambas estatuas, en el Parque del Retiro de Madrid, obra de Benlliure).

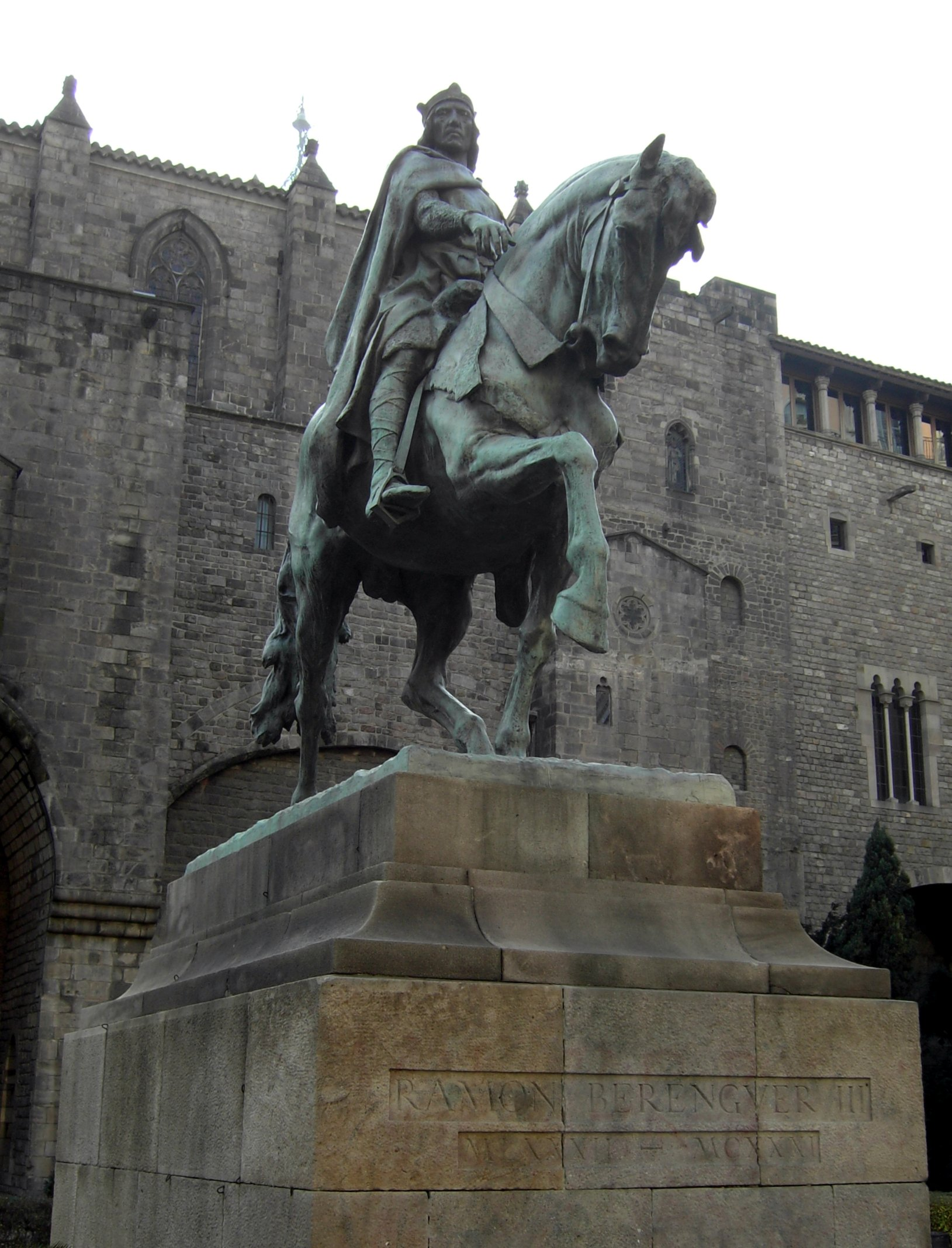
Estatua ecuestre de Ramón Berenguer III, de José Llimona (1880)
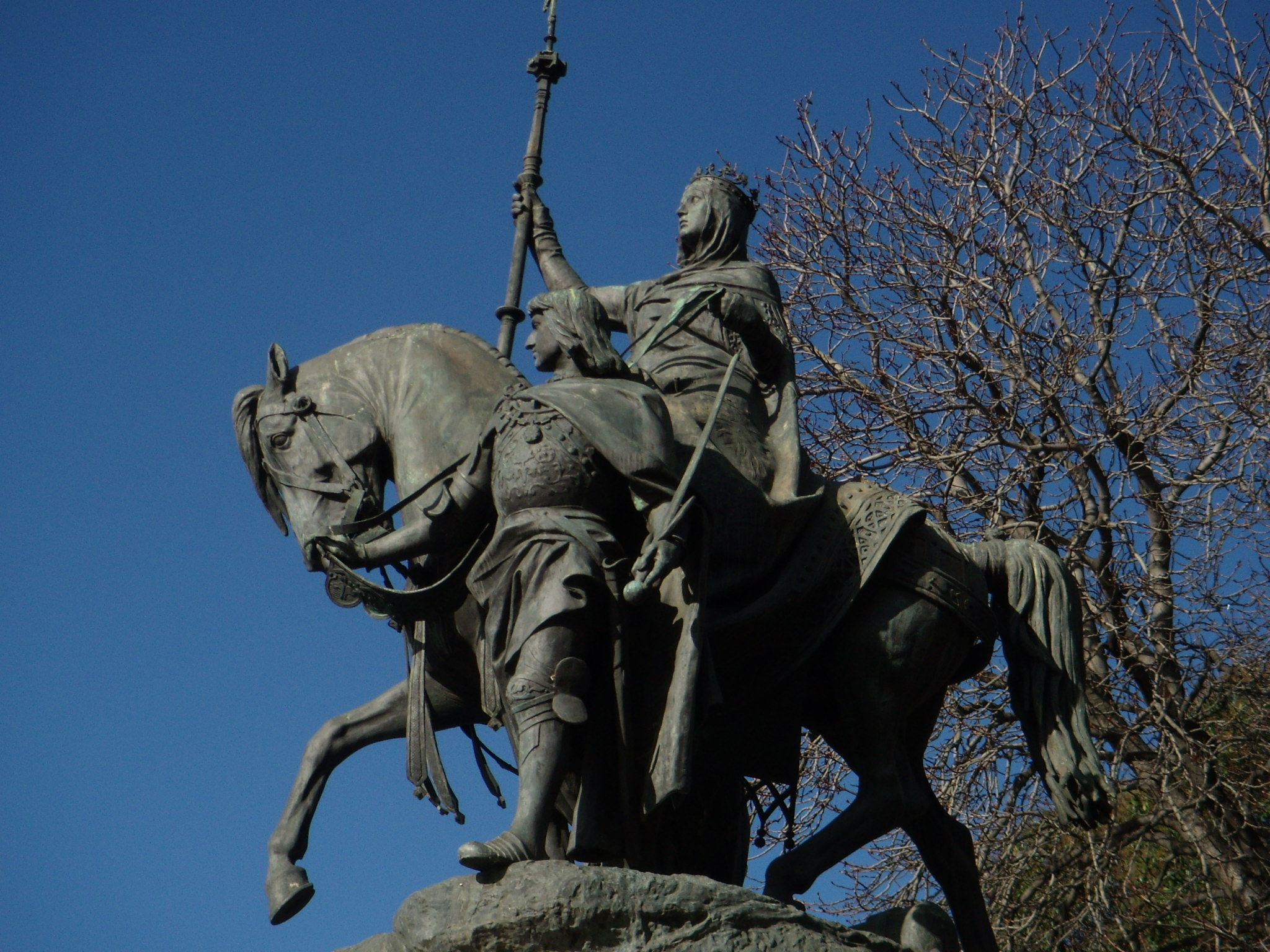
Monumento a Isabel la Católica, de Manuel Oms Canet (1883).
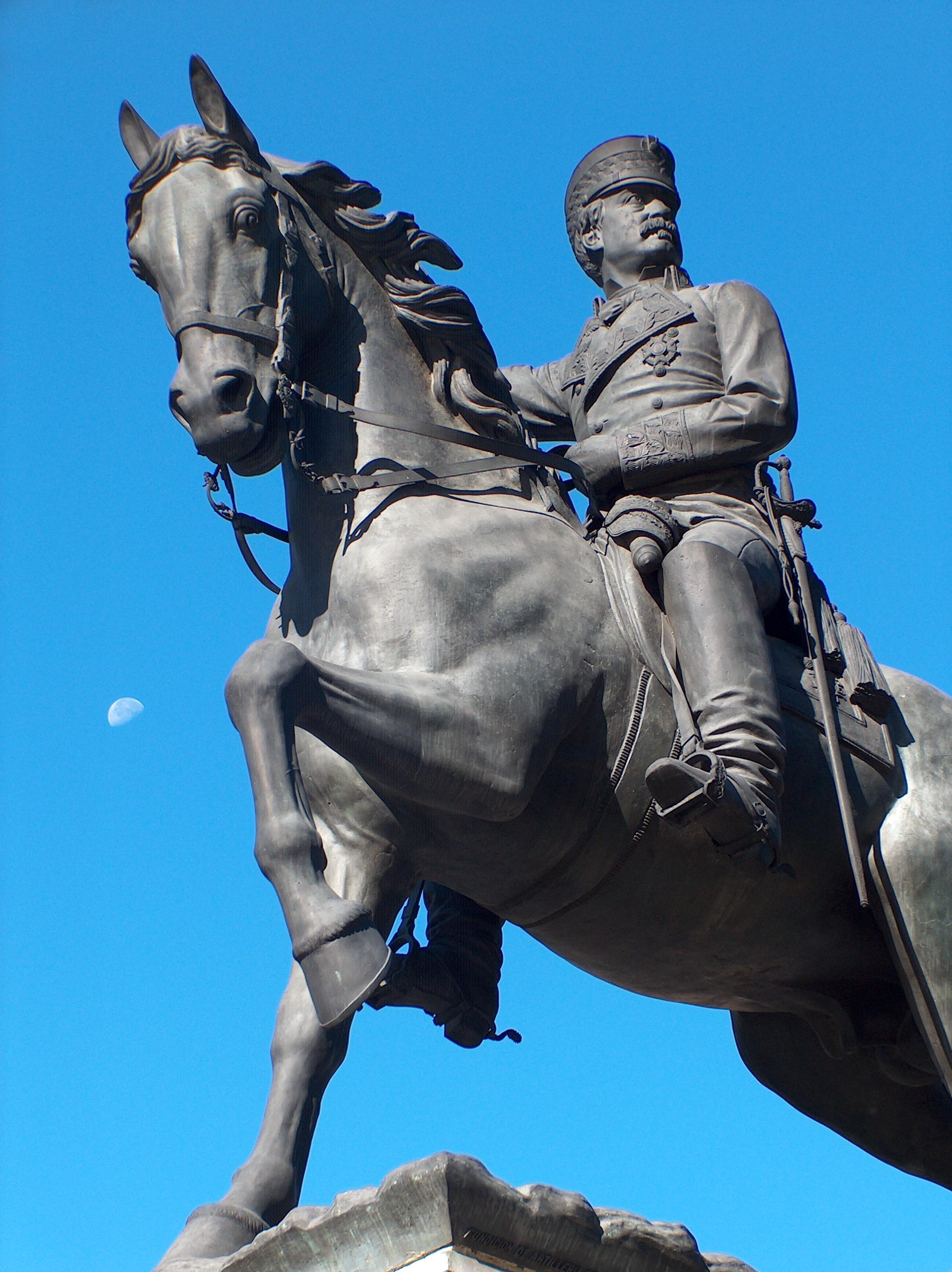
Estatua ecuestre del Marqués del Duero, de Andrés Aleu Teixidó (1885).
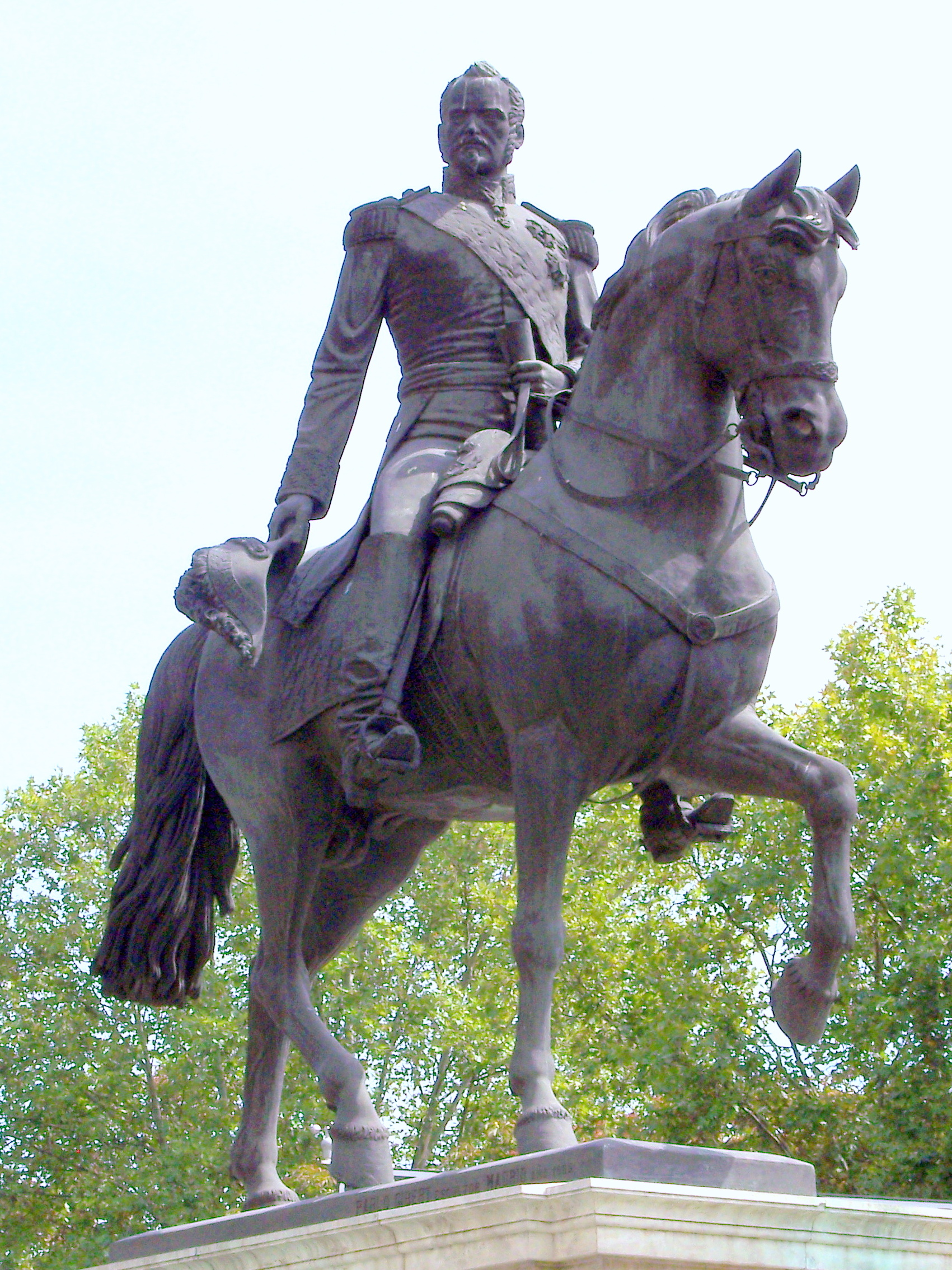
Estatua ecuestre de Baldomero Espartero, de Pablo Gibert Roig (1886).
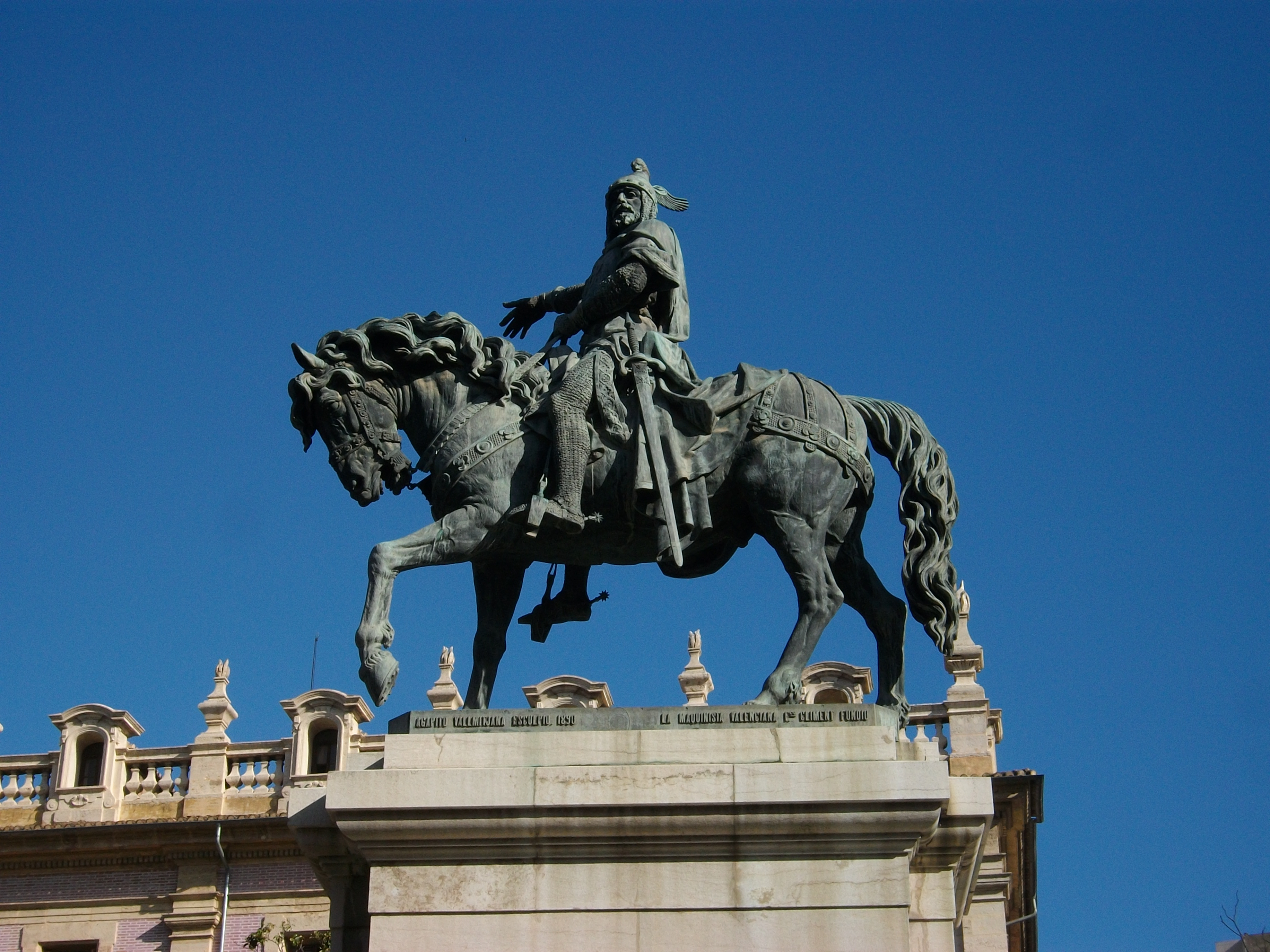
Estatua ecuestre de Jaime I el conquistador, de Agapito Vallmitjana (1890).
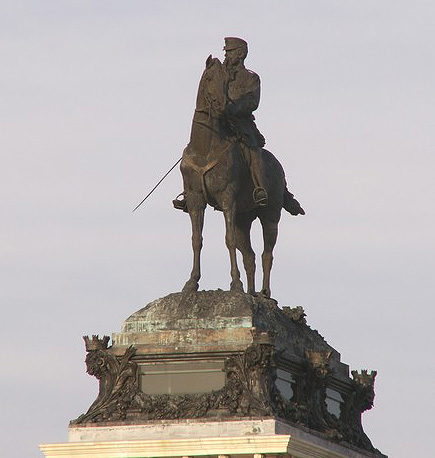
Estatua ecuestre del monumento a Alfonso XII, de Mariano Benlliure (1904).
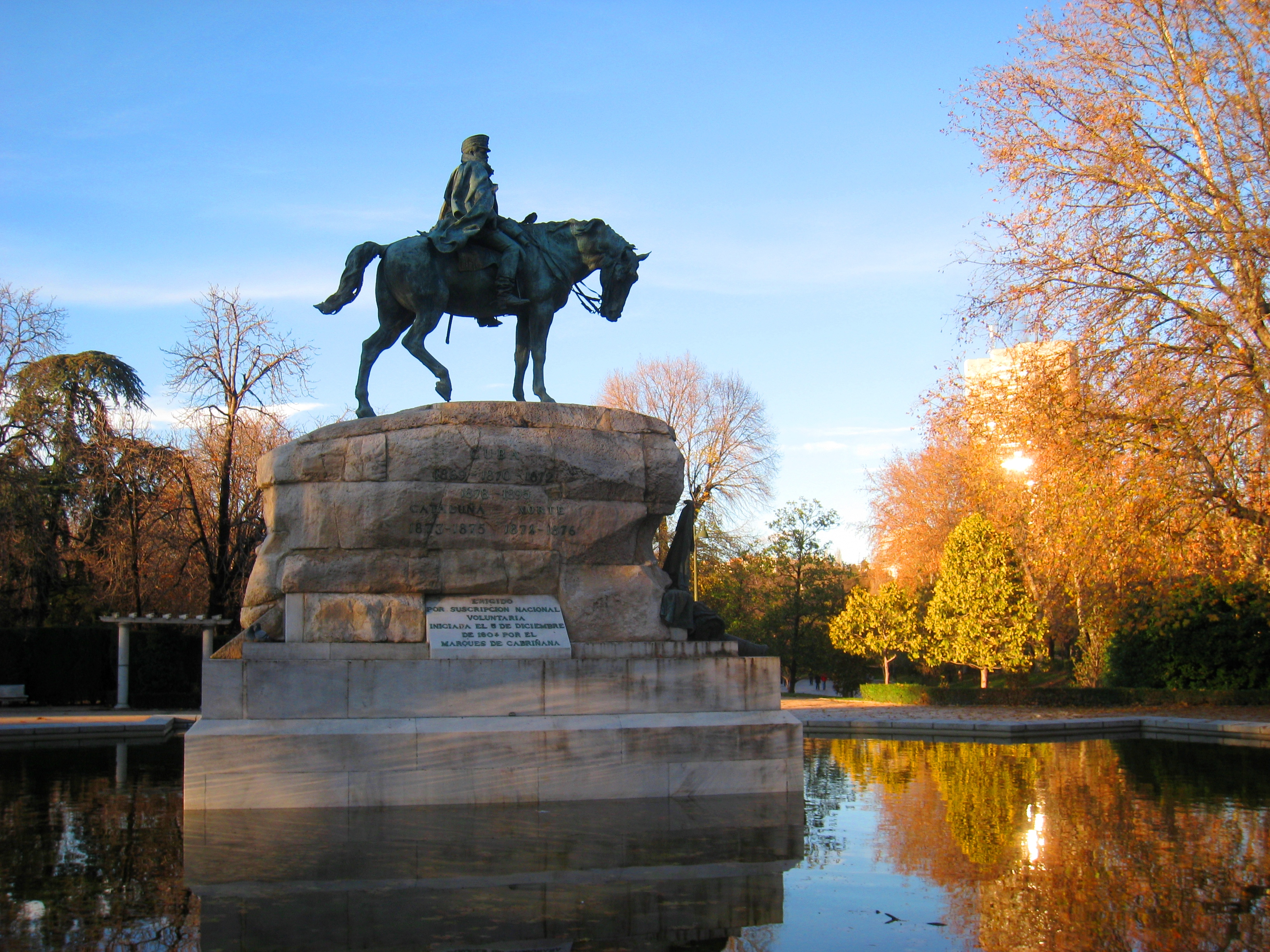
Monumento a Arsenio Martínez Campos, de Benlliure (1907).
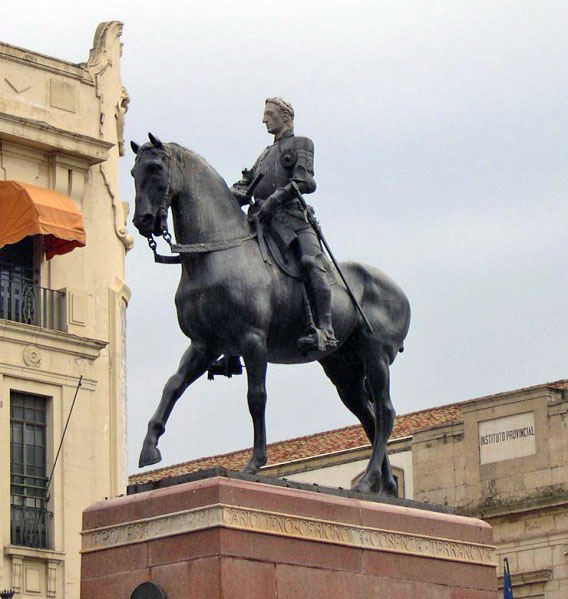
Monumento al Gran Capitán, de Mateo Inurria (1909-1923).
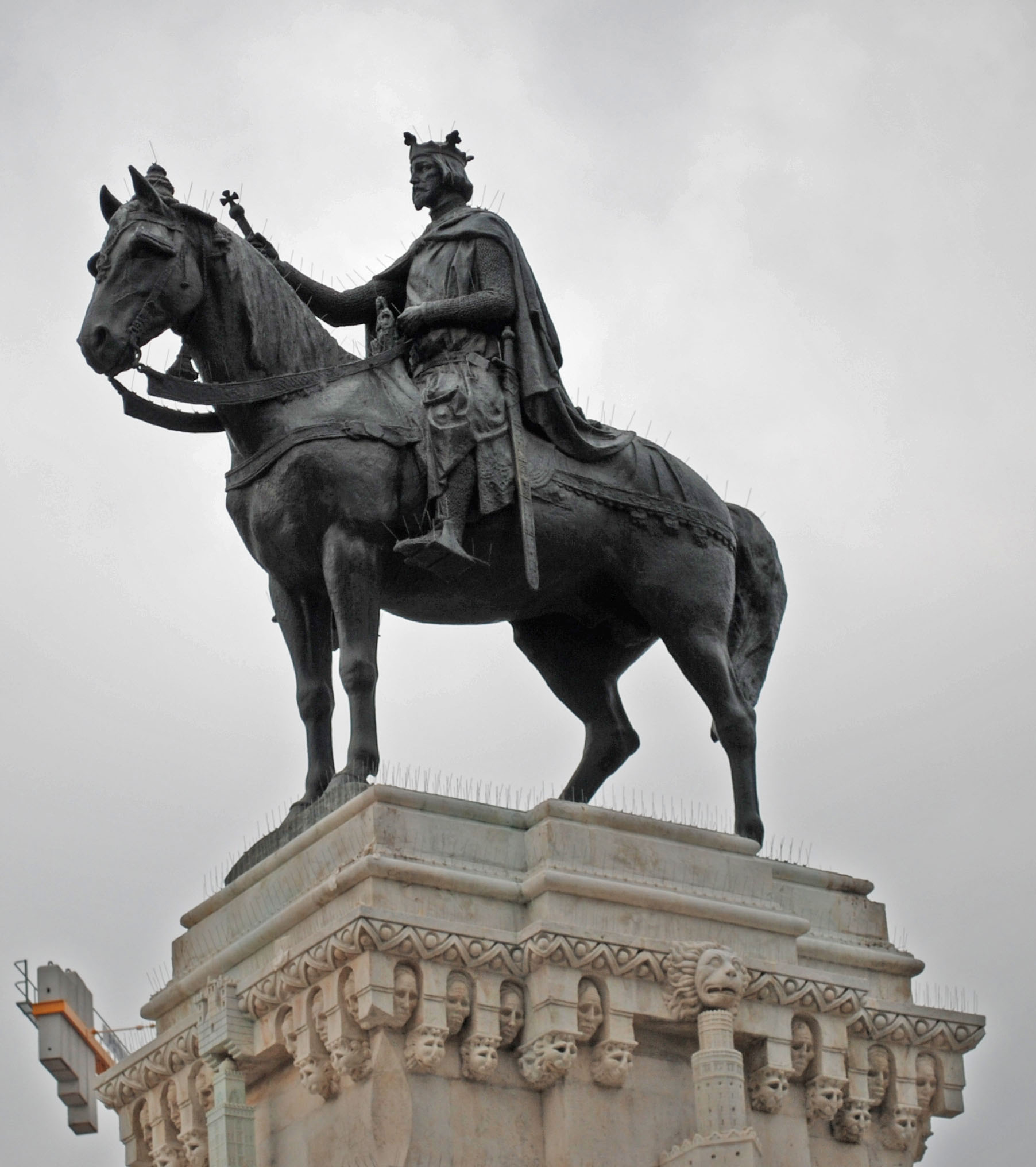
Estatua ecuestre de San Fernando, de Joaquín Bilbao (1924).
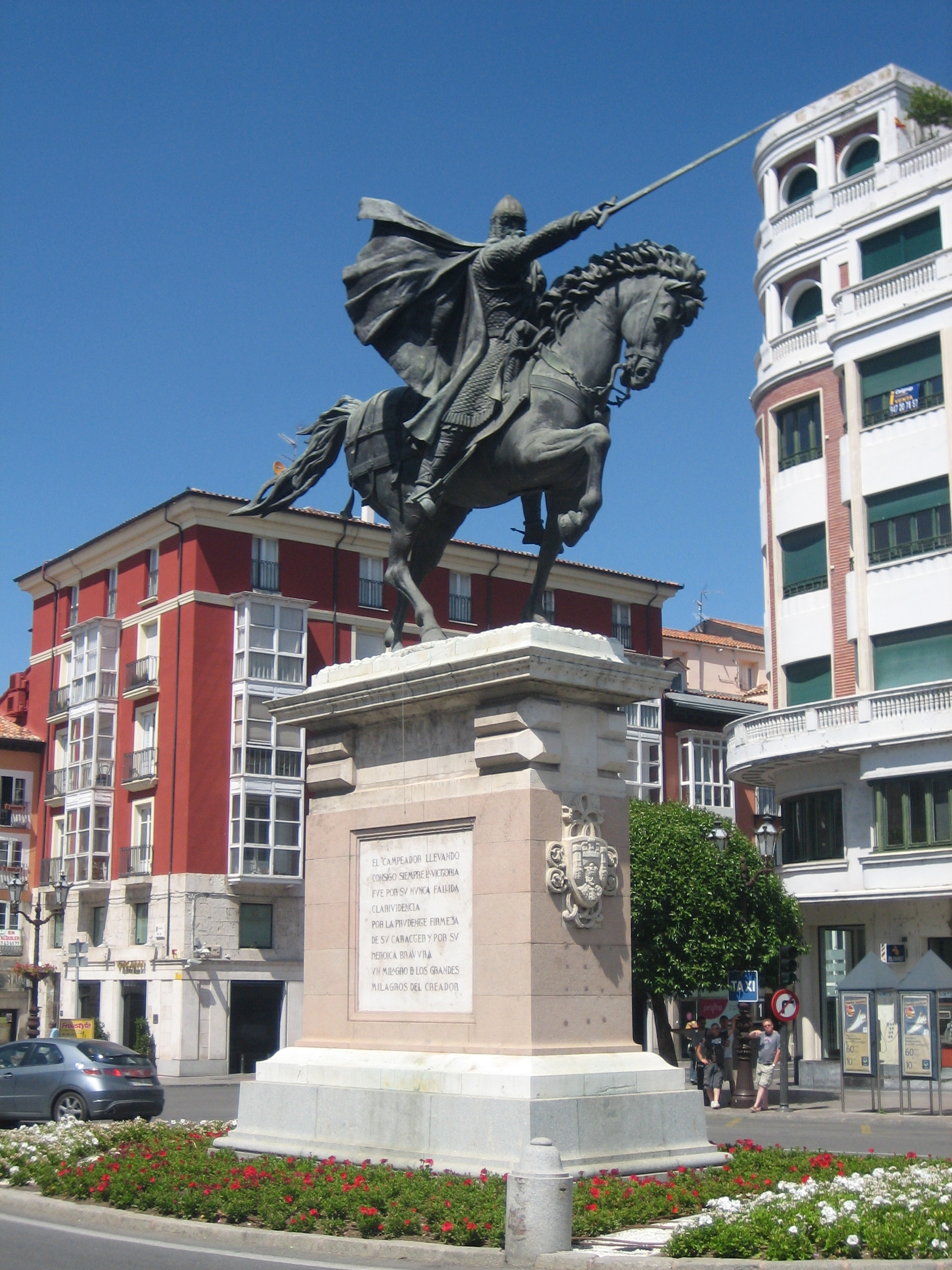
Estatua ecuestre de El Cid en Burgos, de Juan Cristóbal González Quesada (1955).
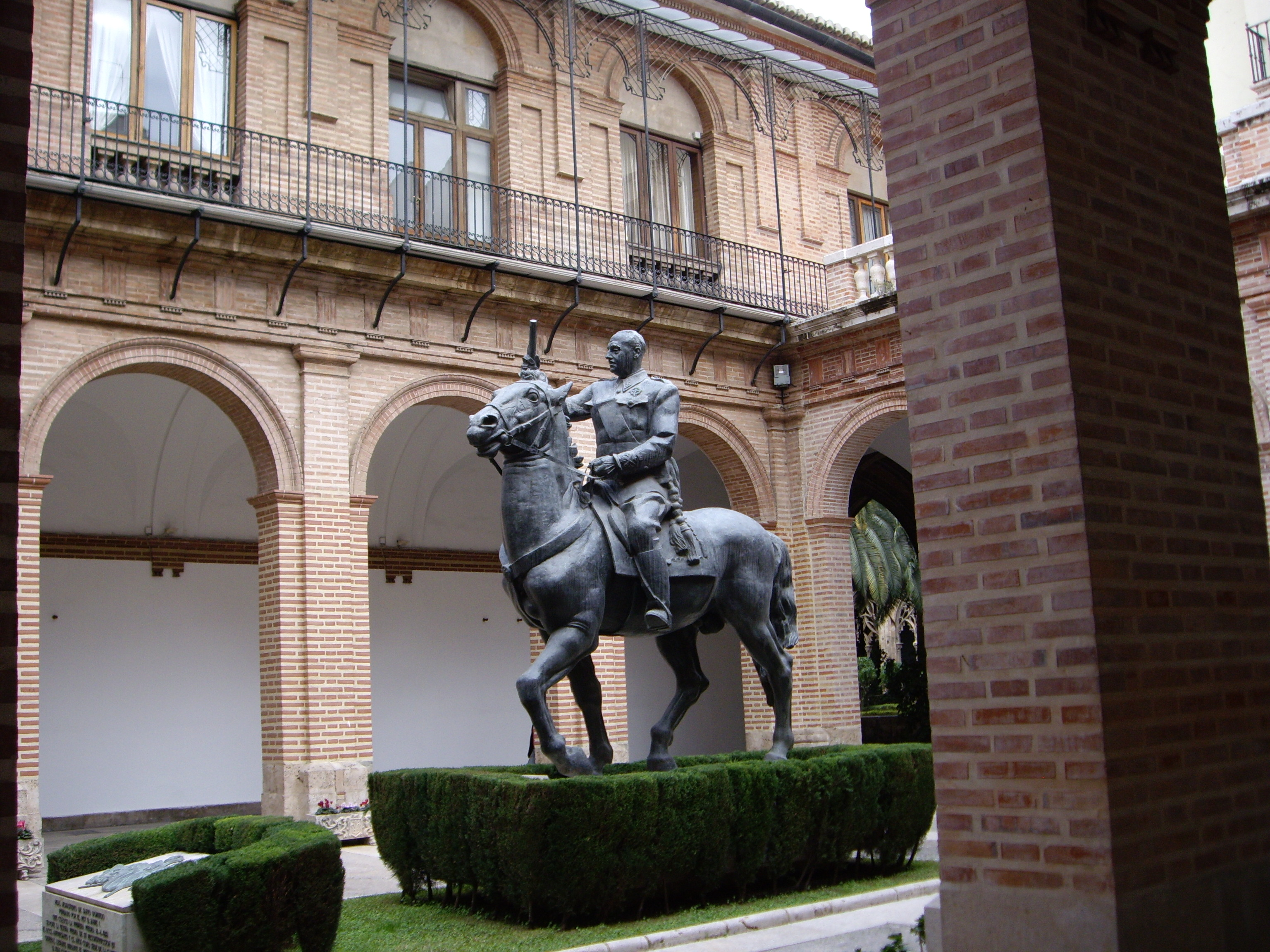
Estatua ecuestre de Francisco Franco, de José Capuz (1964).

Las numerosas estatuas de Franco, algunas de ellas ecuestres (en Valencia, Santander y los Nuevos Ministerios de Madrid —la original, diseñada inicialmente para la Universidad Complutense en 1959—, de José Capuz, y con otros modelos en Barcelona, Zaragoza —1948—,  Melilla, Ferrol y el Instituto Ramiro de Maeztu de Madrid —1942, hoy en Toledo—) fueron retiradas de los espacios públicos en distintos momentos de la Transición o incluso décadas después de su muerte (1975).

## El caballo en la guerra
Las representaciones pictóricas y escultóricas de combates ecuestres y de otras escenas en que está presente el caballo en la guerra son un subgénero por sí mismo.
- Wikimedia Commons alberga una categoría multimedia sobre el caballo en la guerra.

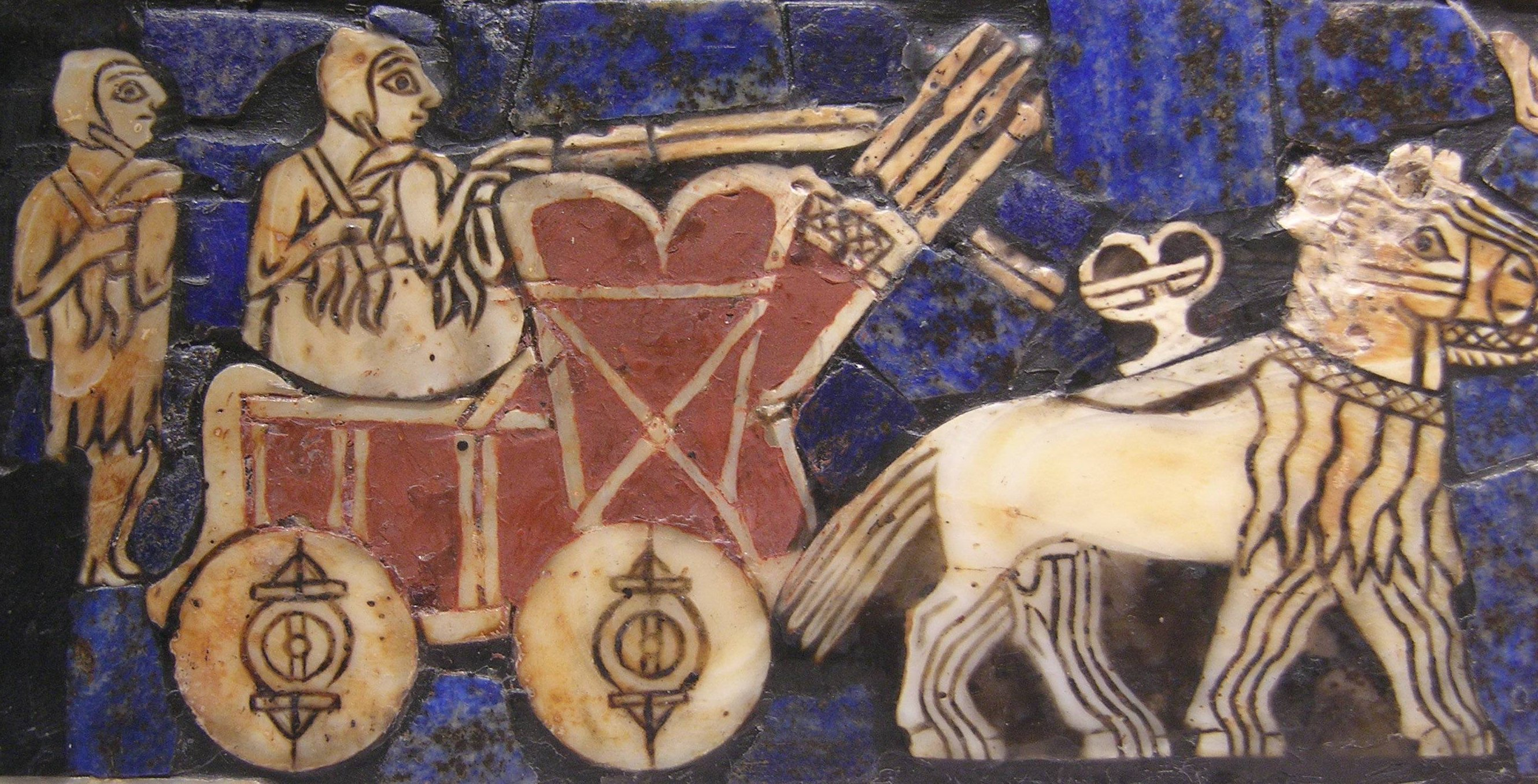
Carro de guerra en el Estandarte de Ur (siglo XXVI a. C.), arte sumerio.
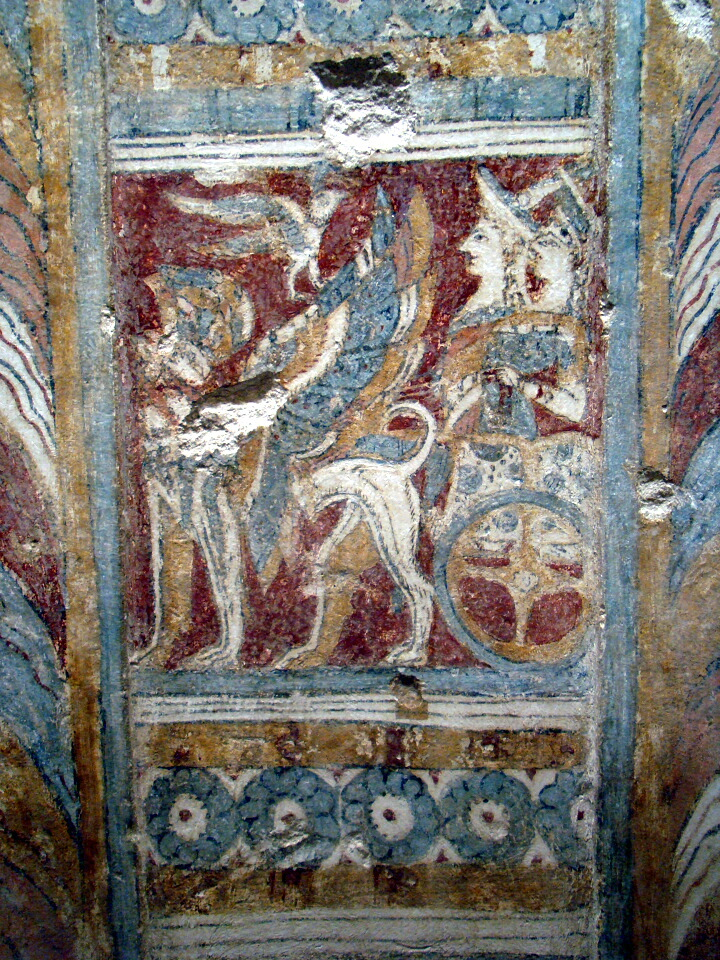
Carro de guerra conducido por dos diosas y tirado por un caballo alado, proveniente de Hagia Triada, pintura cretense.
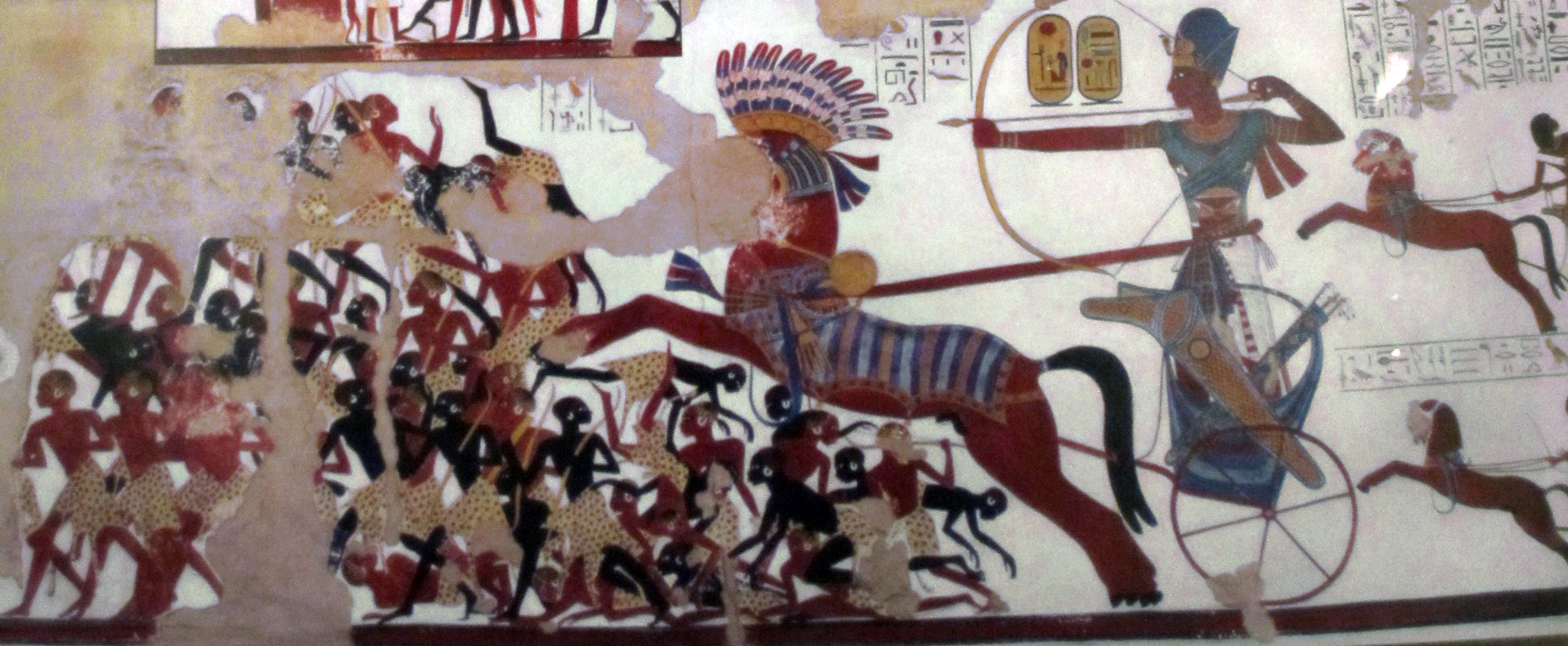
Ramsés II atacando a los nubios. Templo de Beit el-Wali (siglo XIII a. C.)
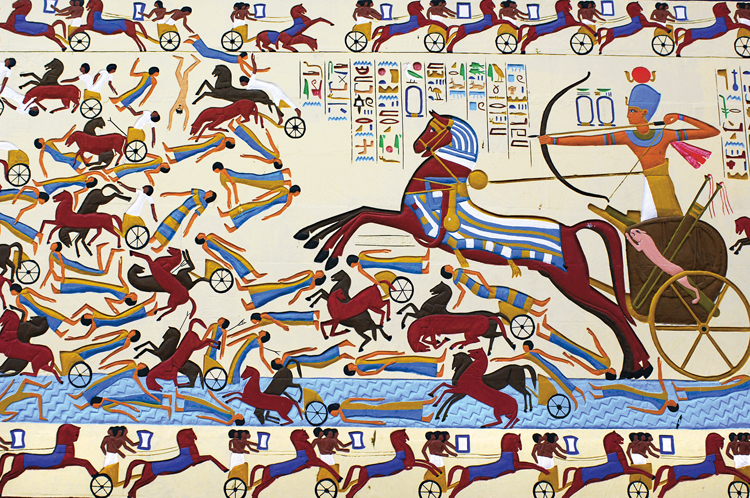
Amosis I atacando a los hicsos (siglo XVI a. C.)
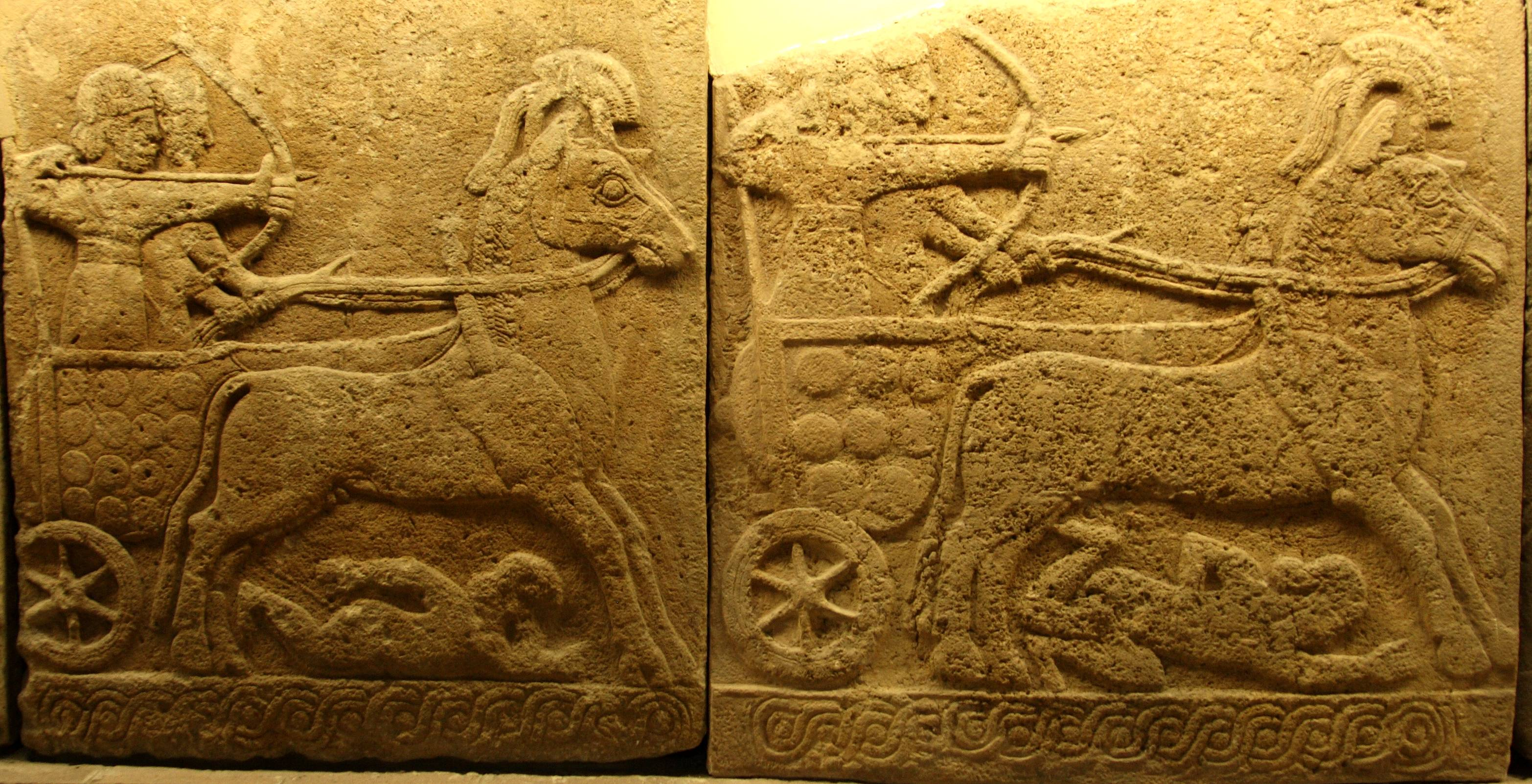
Carro hitita procedente de Carchemish (siglo IX a. C.)
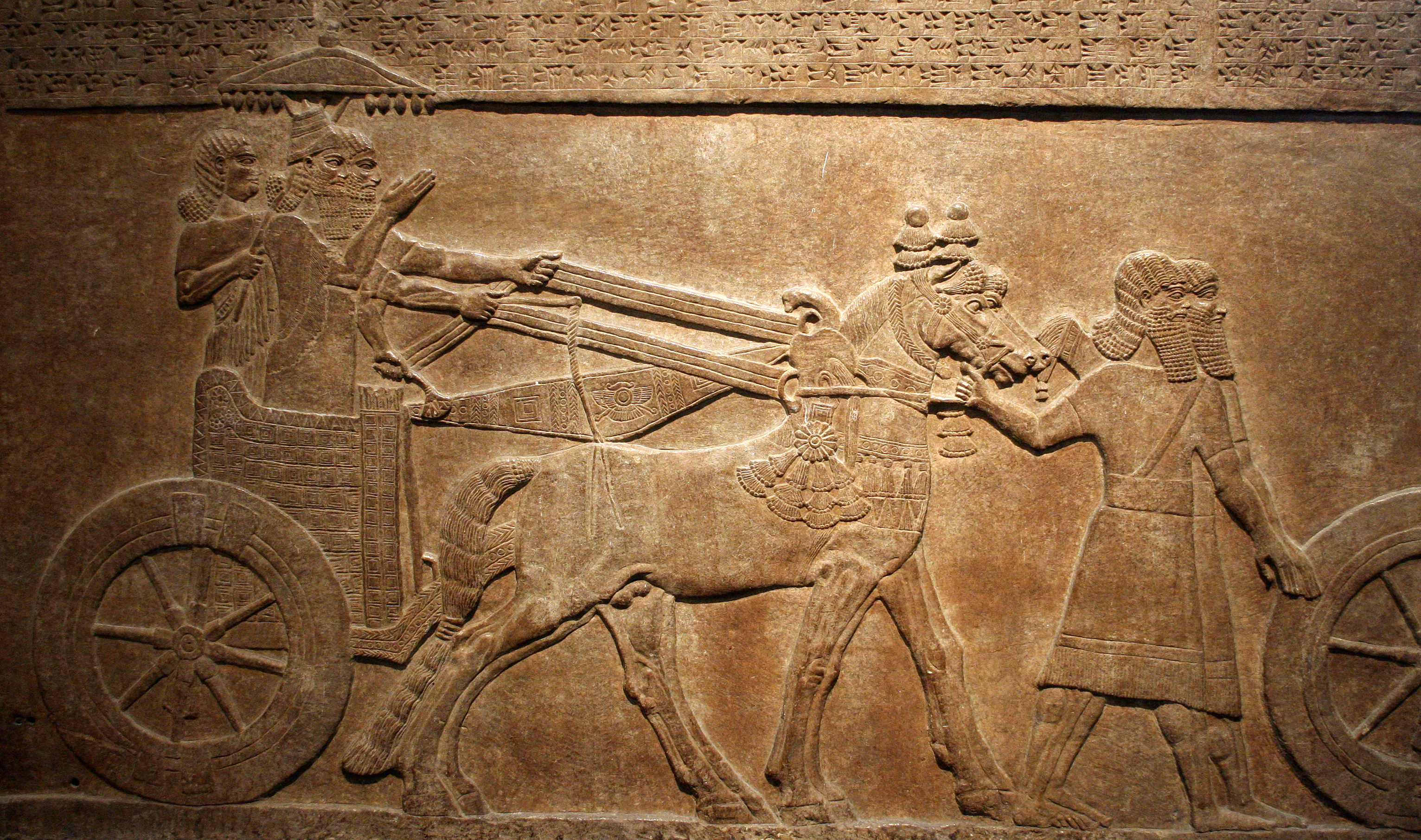
El rey asirio Tiglath-Pileser III capturando la ciudad de Astartu (ca. 730 a. C.)
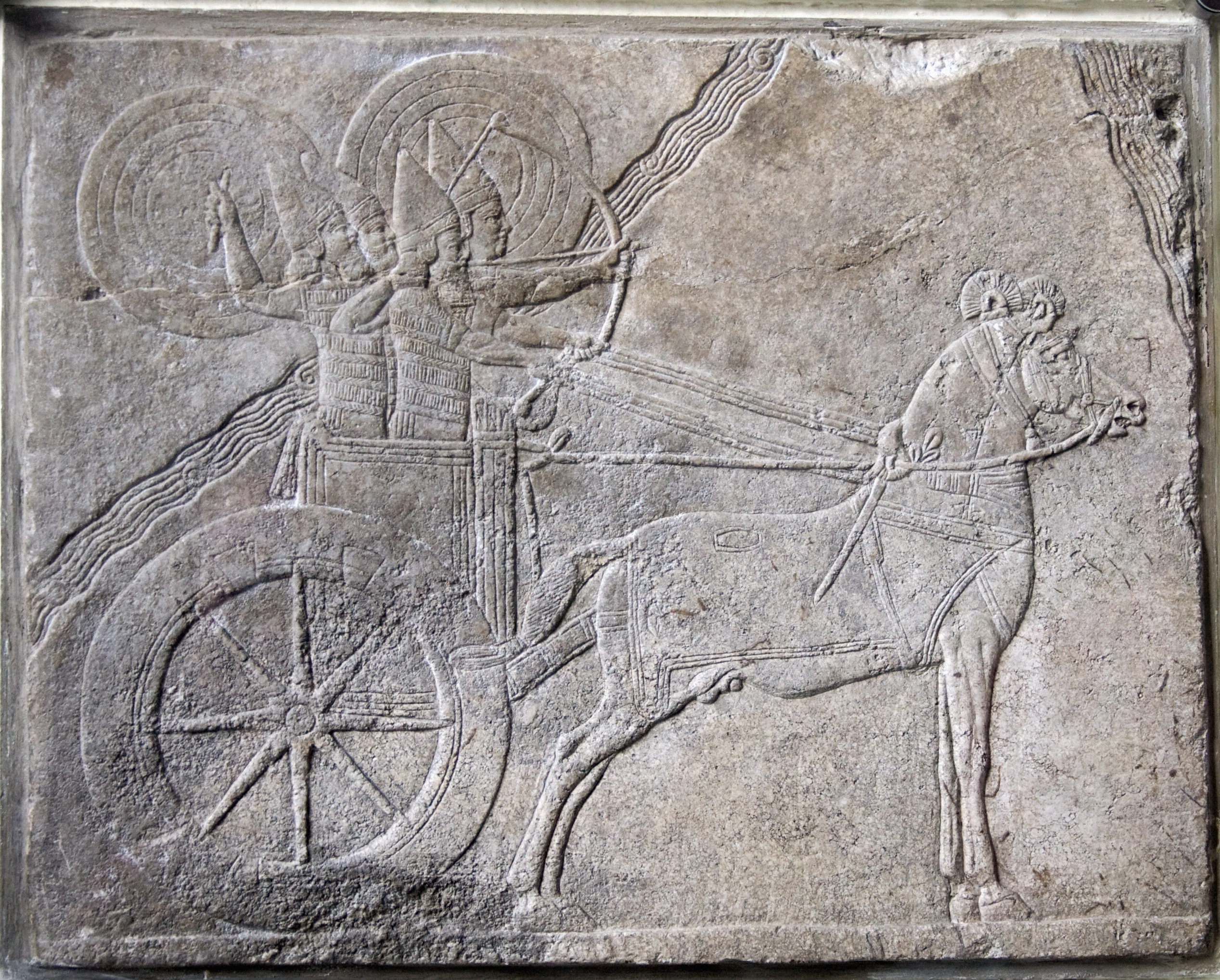
Arqueros asirios de Asurbanipal disparan contra los elamitas desde un carro de guerra (ca. 650 a. C.)

Las representaciones de caballos (uncidos a los carros de guerra) en los relieves egipcios, hititas y asirios fue muy abundante. Lo mismo ocurrió en el arte antiguo de la India y China; incluso en el arte antiguo de los pueblos del norte y centro de Europa y de las estepas eurasiáticas, donde es más frecuente la monta.
- Wikimedia Commons alberga una categoría multimedia sobre carros de guerra en el arte.
- Wikimedia Commons alberga una categoría multimedia sobre jinetes en el arte.

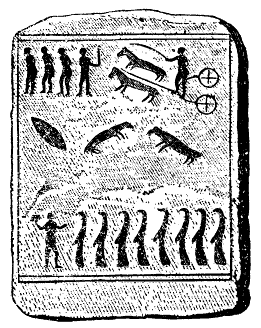
Relieve procedente de Kiviksgraven (ca. 1000 a. C.), Edad del Bronce nórdica.
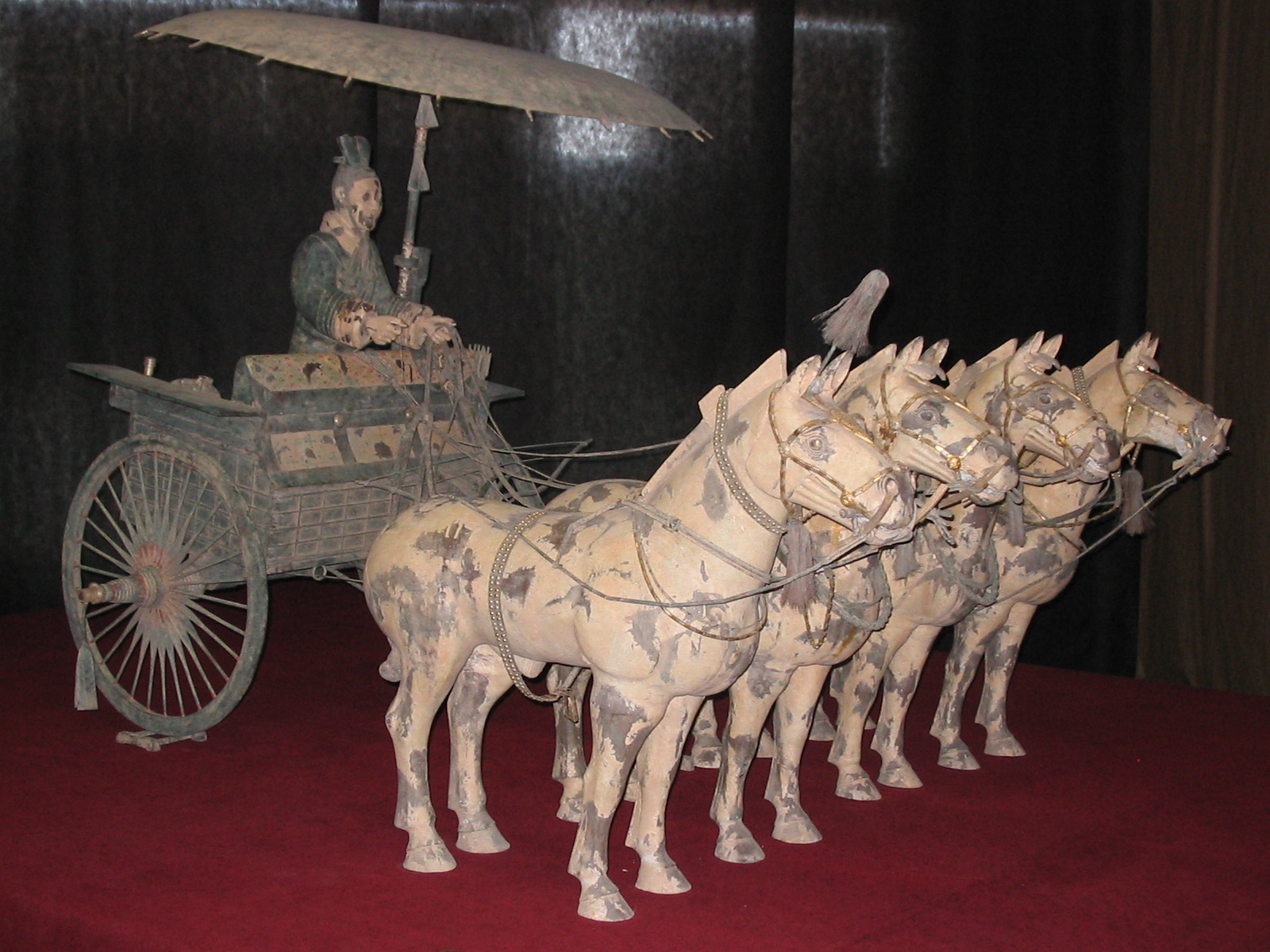
Carro de guerra del ejército de terracota del emperador chino Qin Shi Huang (210 a. C.)
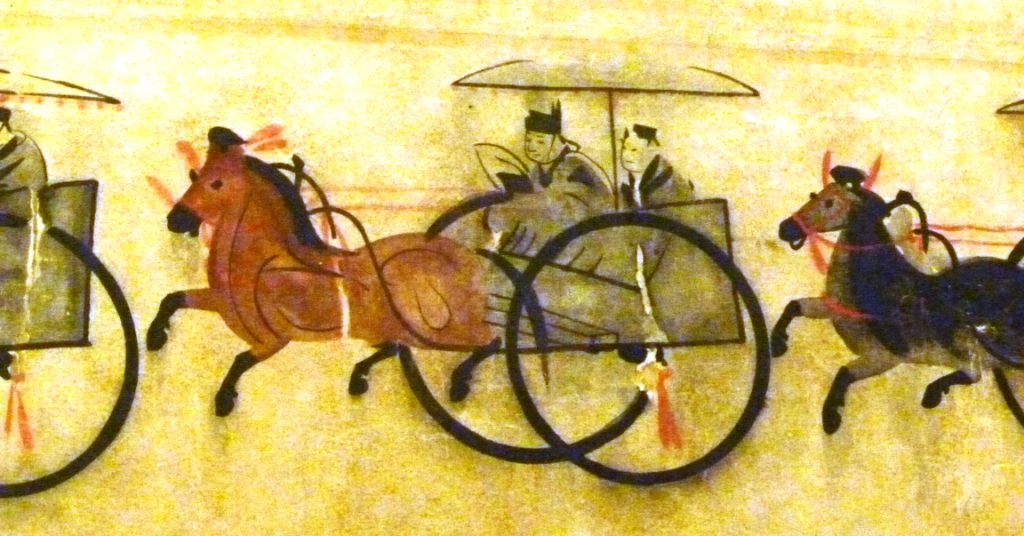
Poderoso señor en su carro de batalla, dinastía Han occidental (siglos I a III).
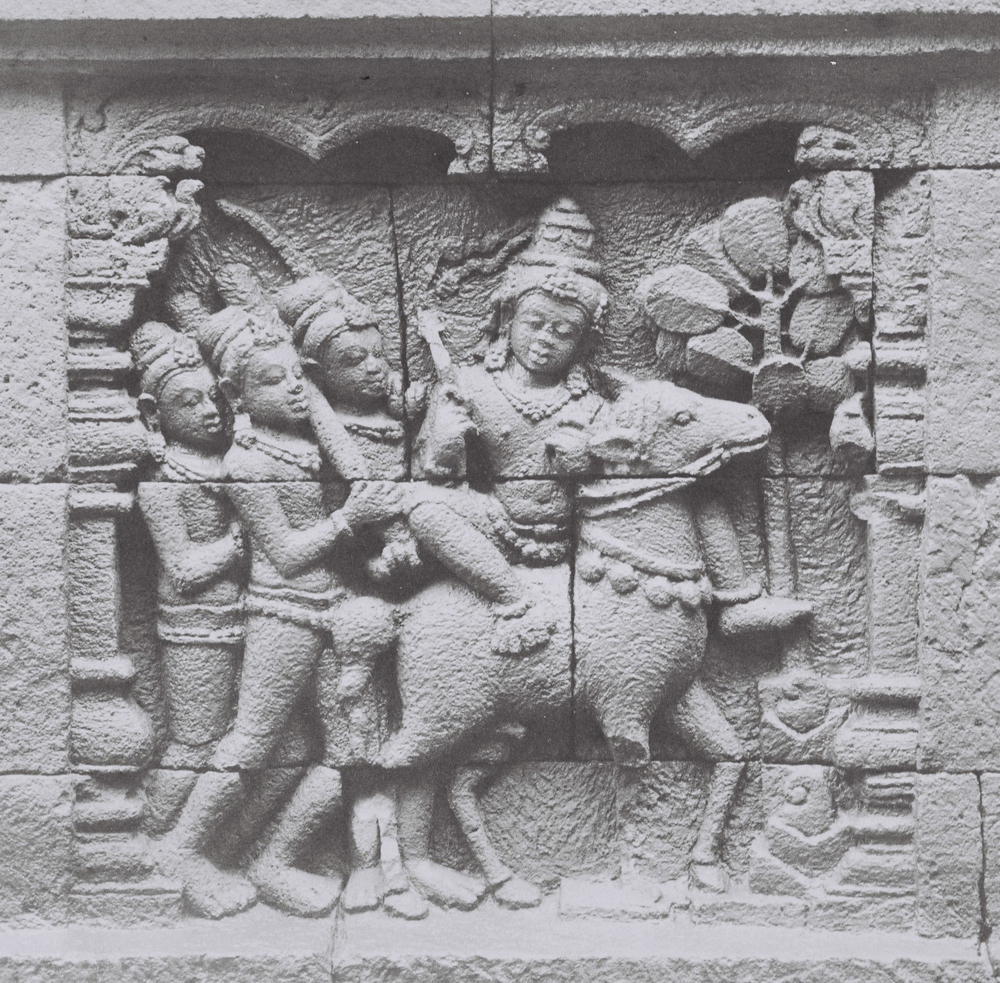
Relieve de Borobudur (ca. 800), arte indonesio.
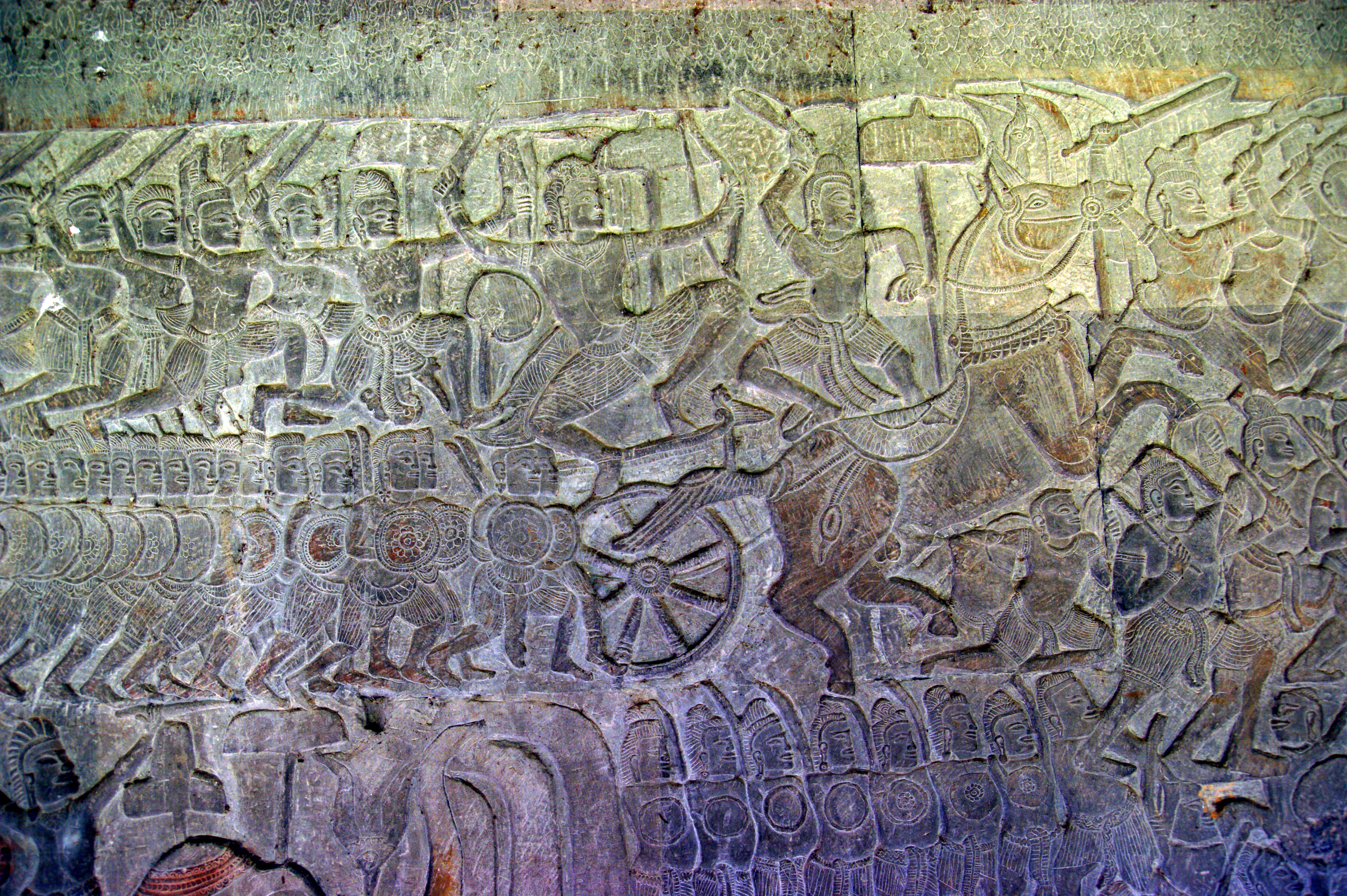
Relieve de Angkor Wat (siglos IX al XV), arte camboyano.
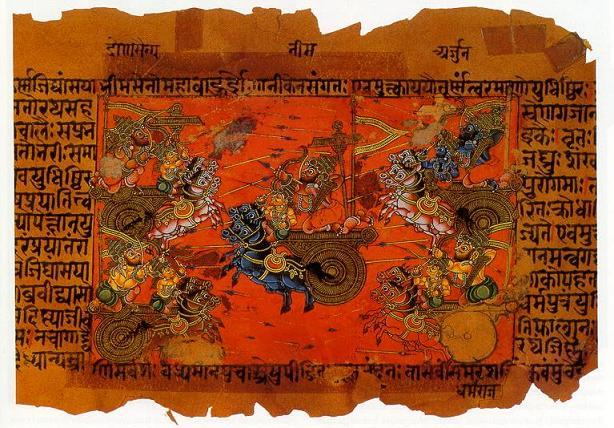
Batalla de Kurukshetra en una ilustración del Mahabharata (datación imprecisa —hasta el siglo XVIII—).

El arte griego antiguo, especialmente en la cerámica, presenta un amplio muestrario de caballos de guerra usados para el tiro o la monta. Su influencia se dejó notar especialmente en la pintura etrusca.

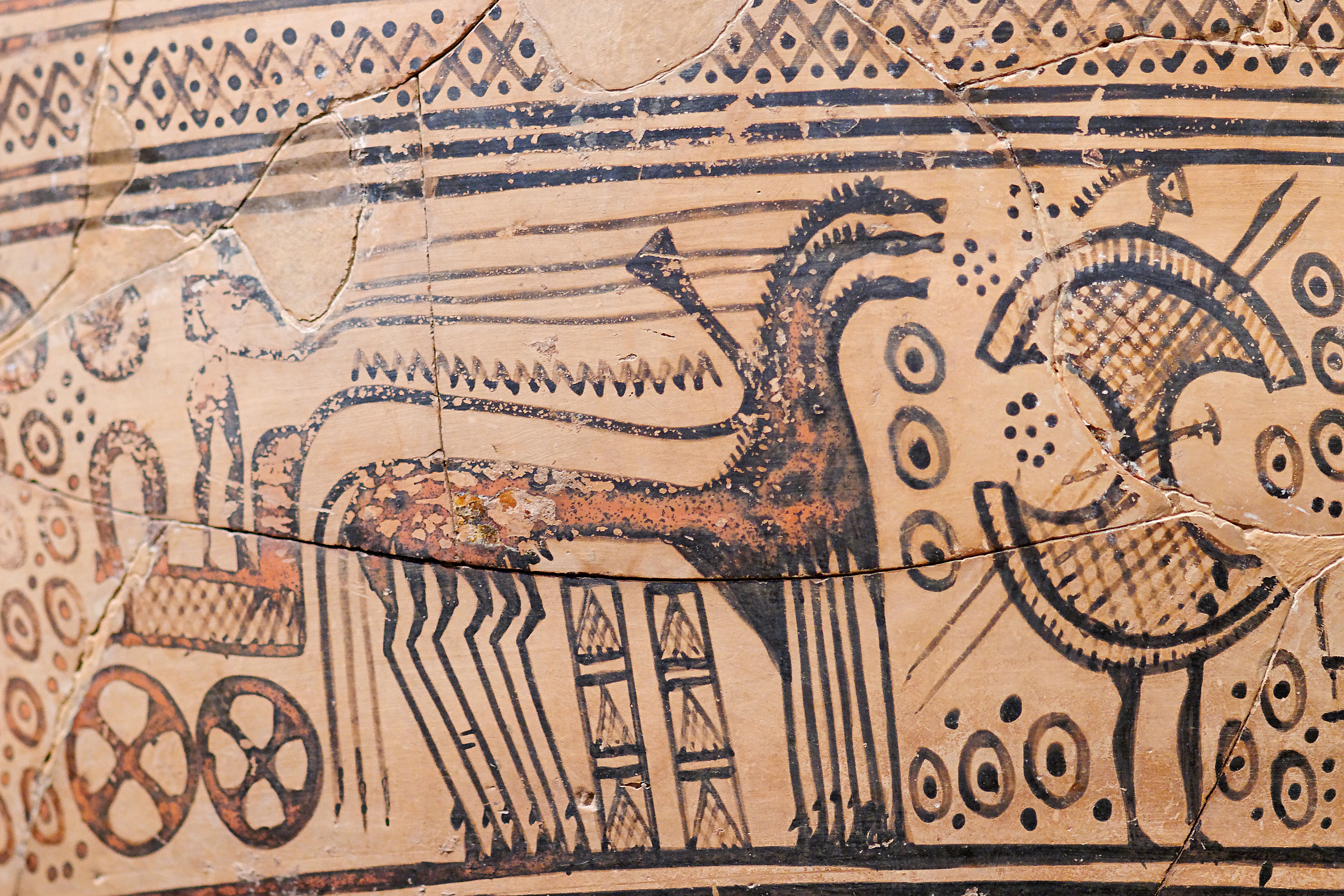
Carro de guerra en una crátera del periodo geométrico (ca. 750 a. C.)
Carros en un ánfora del periodo geométrico (ca. 700 a. C.)
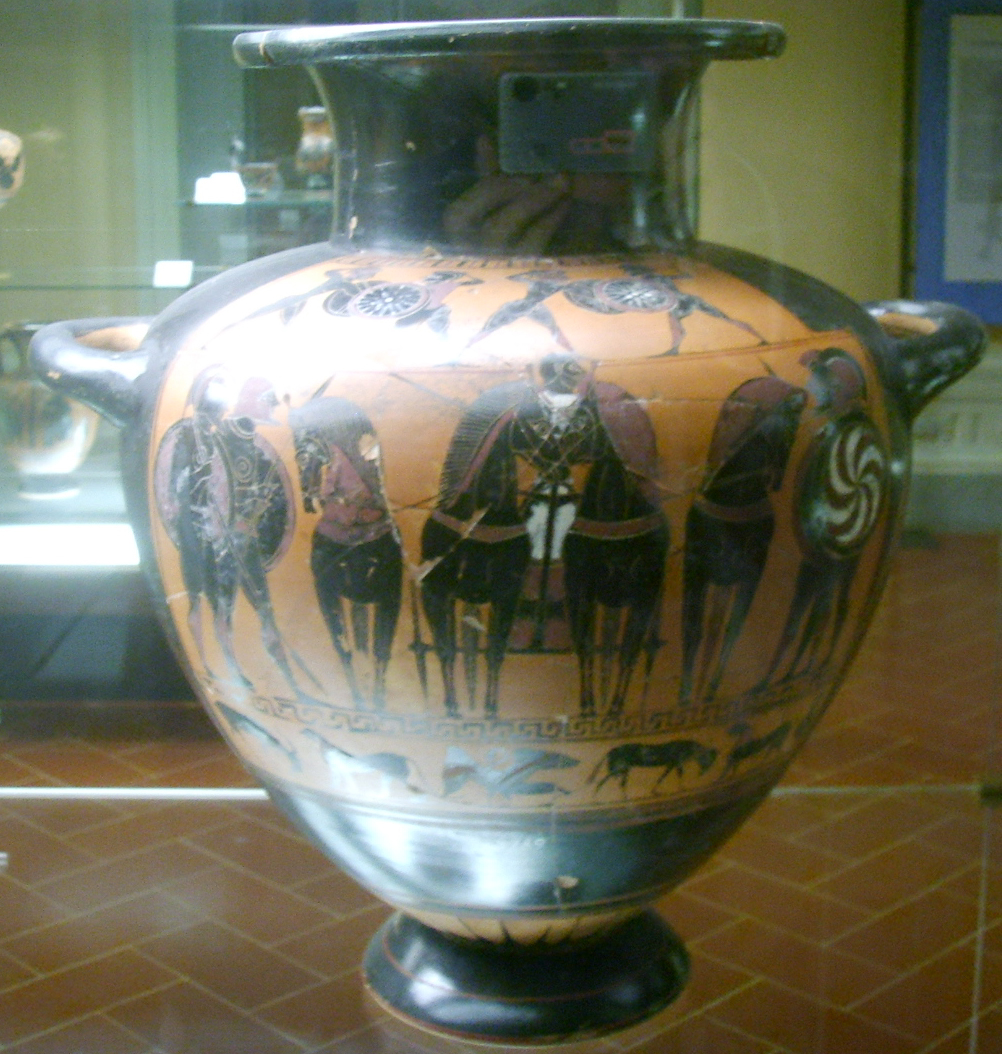
Inusual vista frontal de una cuadriga en una hidria de figuras negras (ca. 550 a. C.)
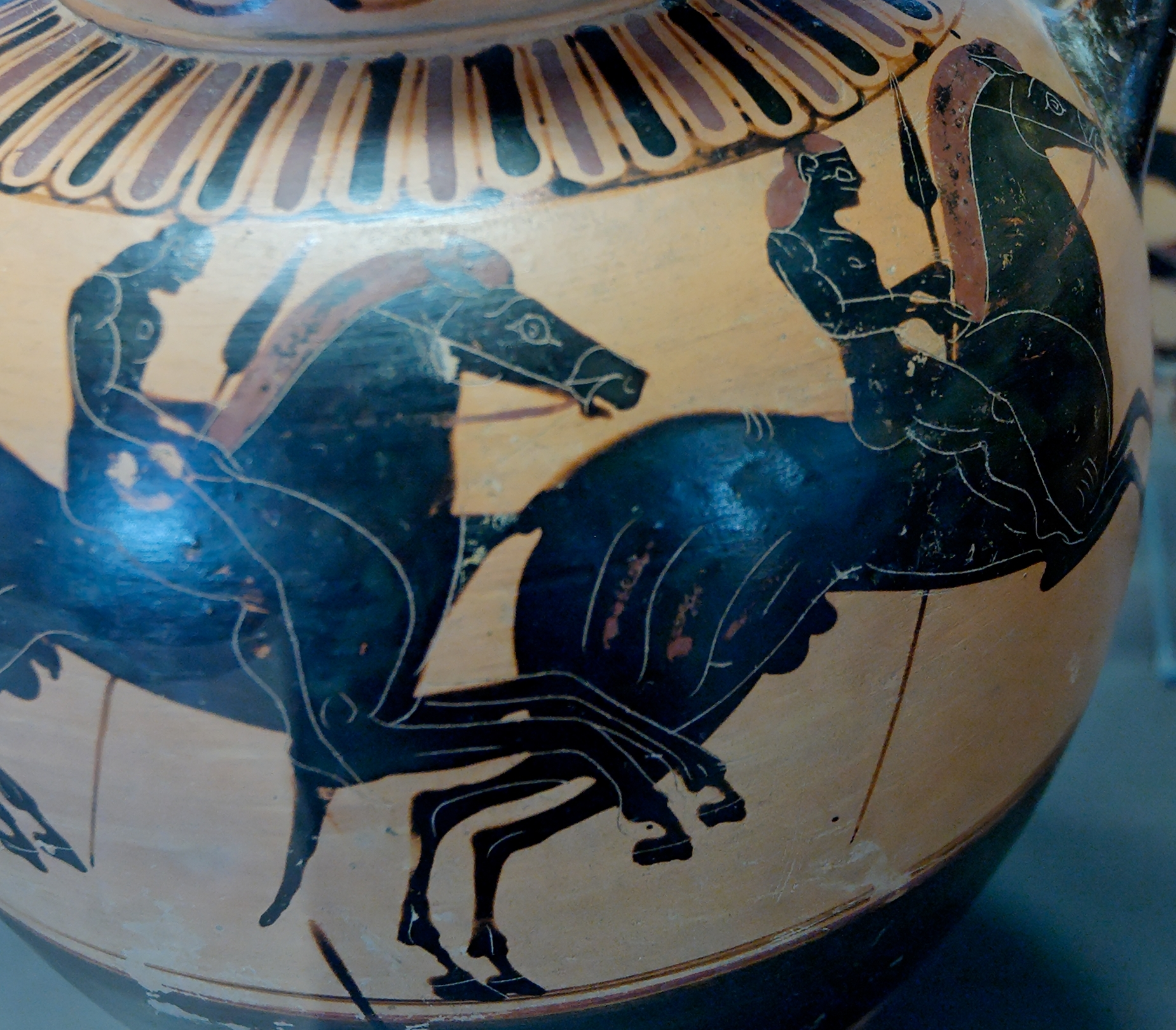
Jinetes griegos en un ánfora de figuras negras (ca. 550 a. C.)
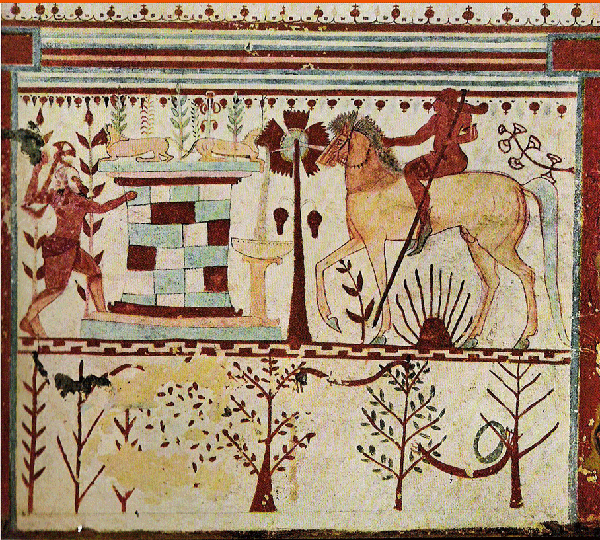
Troilo emboscado por Aquiles en un fresco etrusco (siglo VI a. C.).

- Wikimedia Commons alberga una categoría multimedia sobre jinetes en la cerámica griega.
- Wikimedia Commons alberga una categoría multimedia sobre carros en el arte griego antiguo.

Los arcos de triunfo y las columnas conmemorativas de las victorias de Trajano y de Marco Aurelio contienen escenas militares con caballos; así como algunos de los sarcófagos romanos.

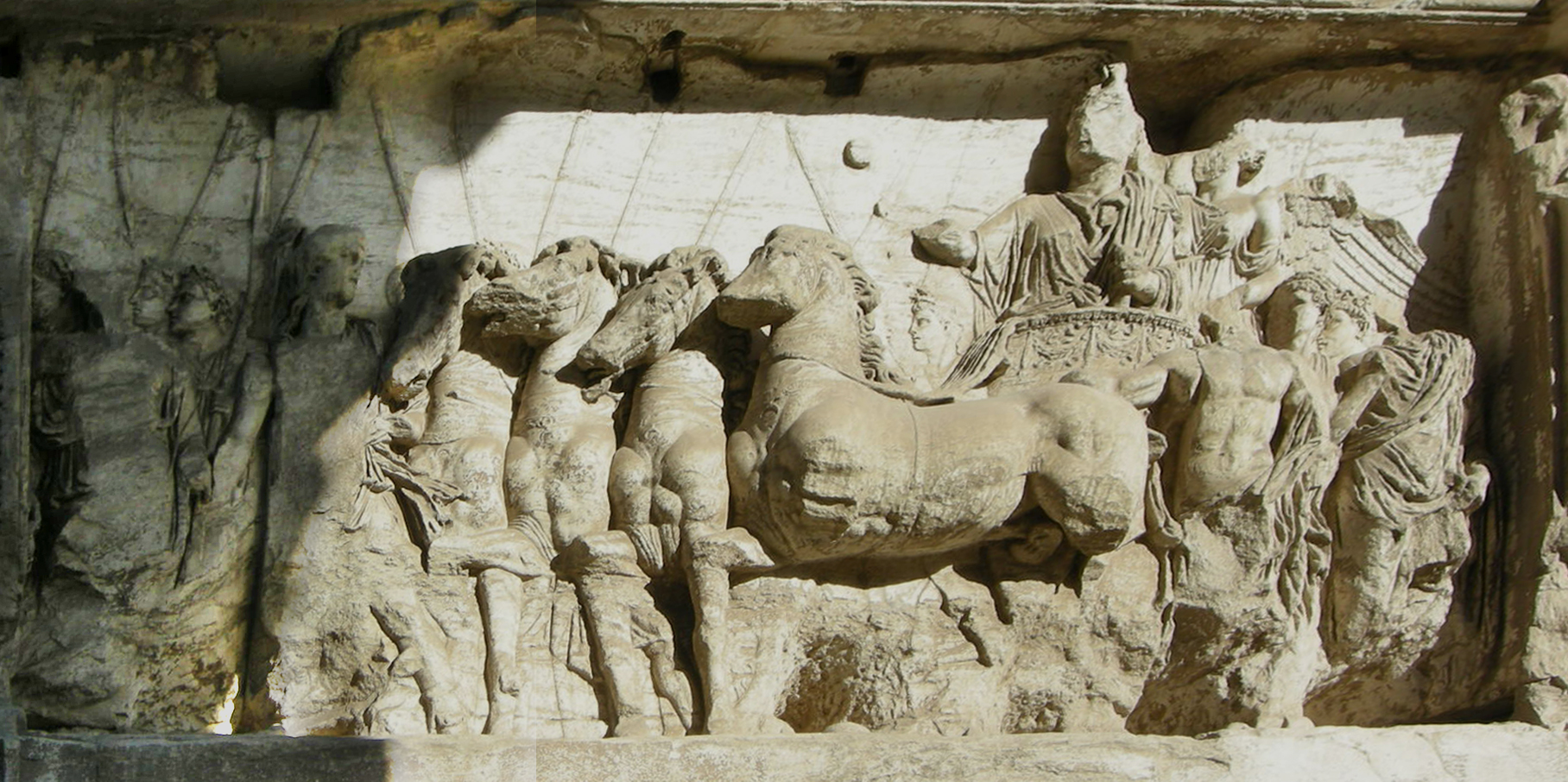
Triunfo imperial en el Arco de Tito (81).
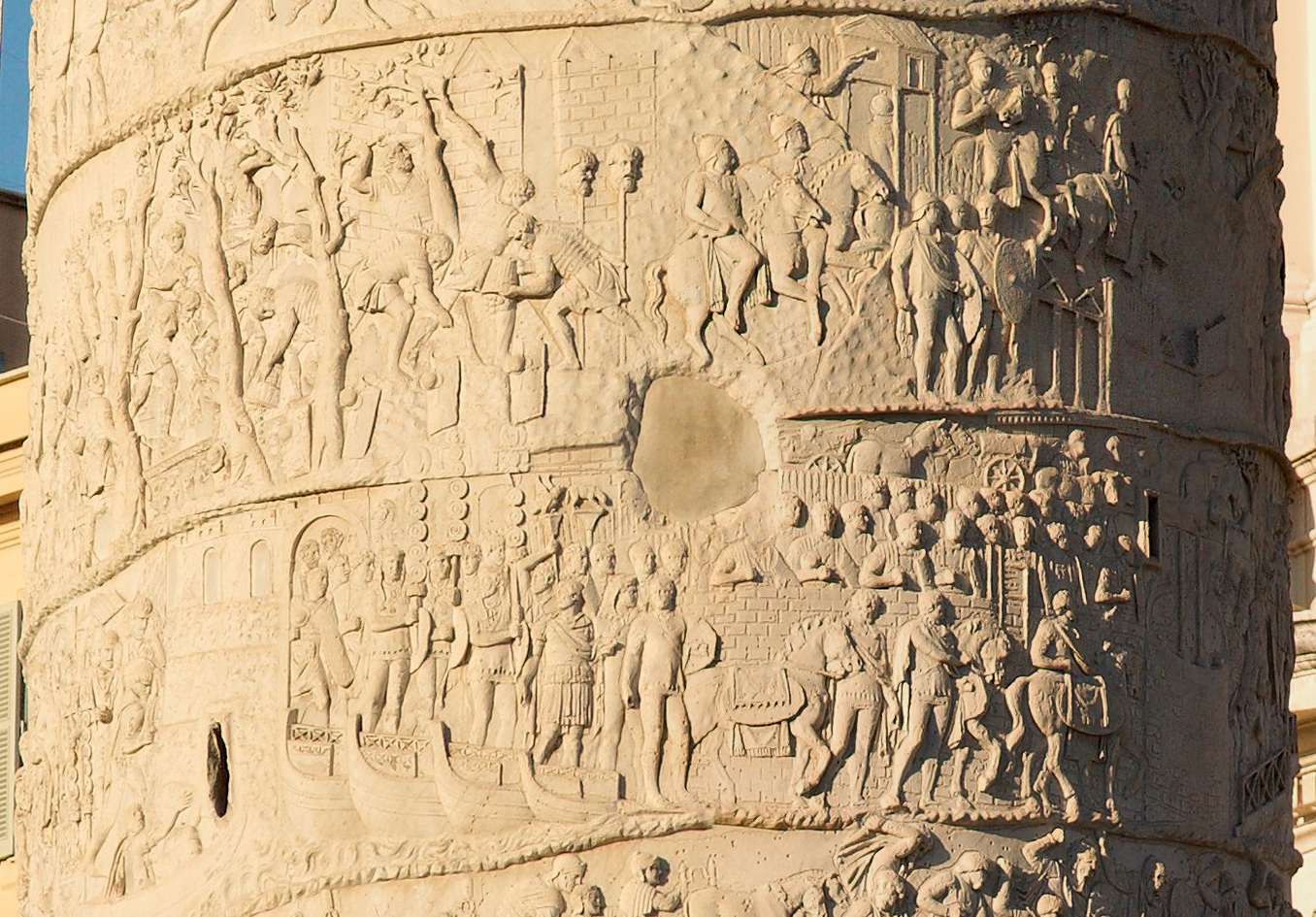
Detalle de la Columna de Trajano (114).
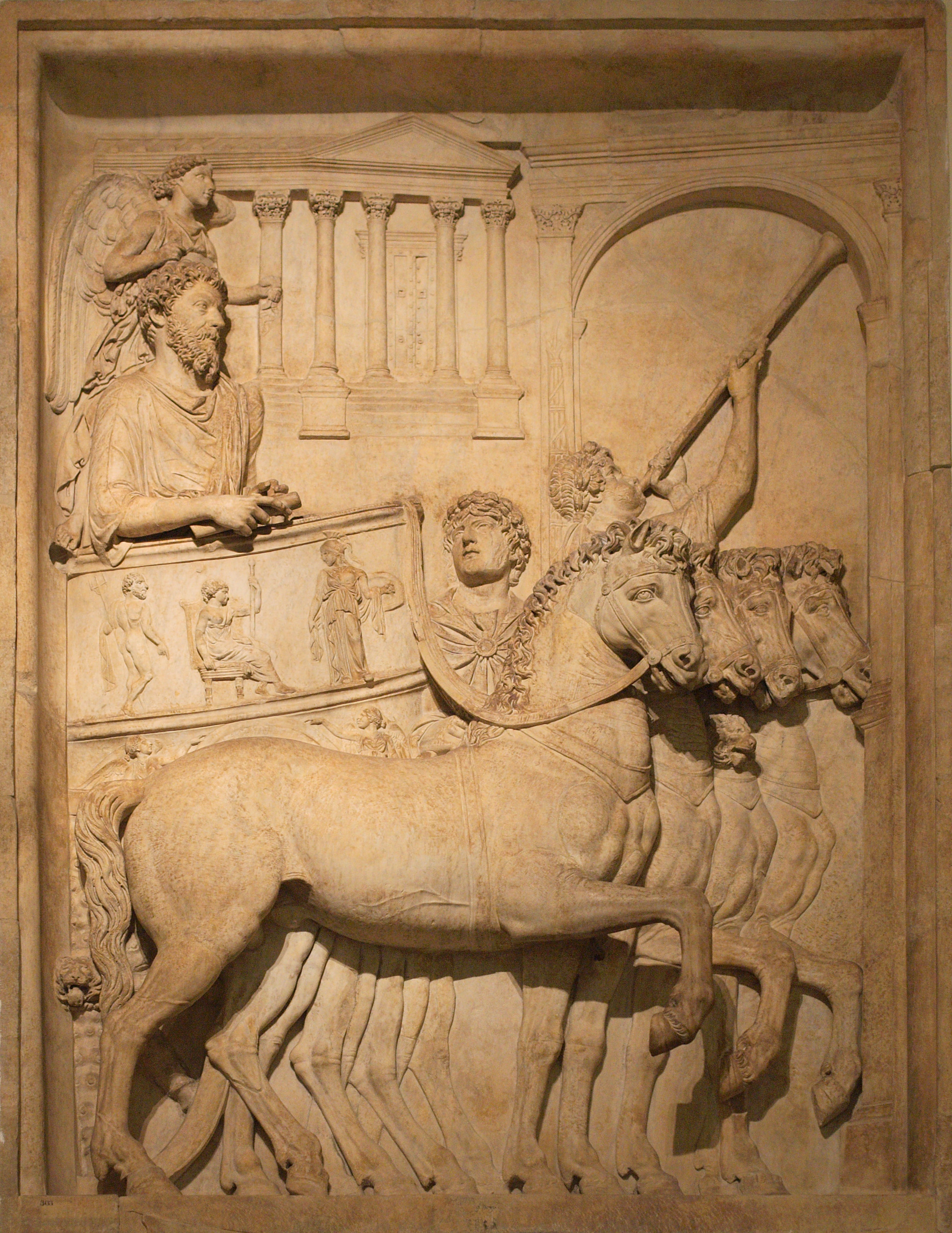
Triunfo imperial en el Arco de Marco Aurelio (176).
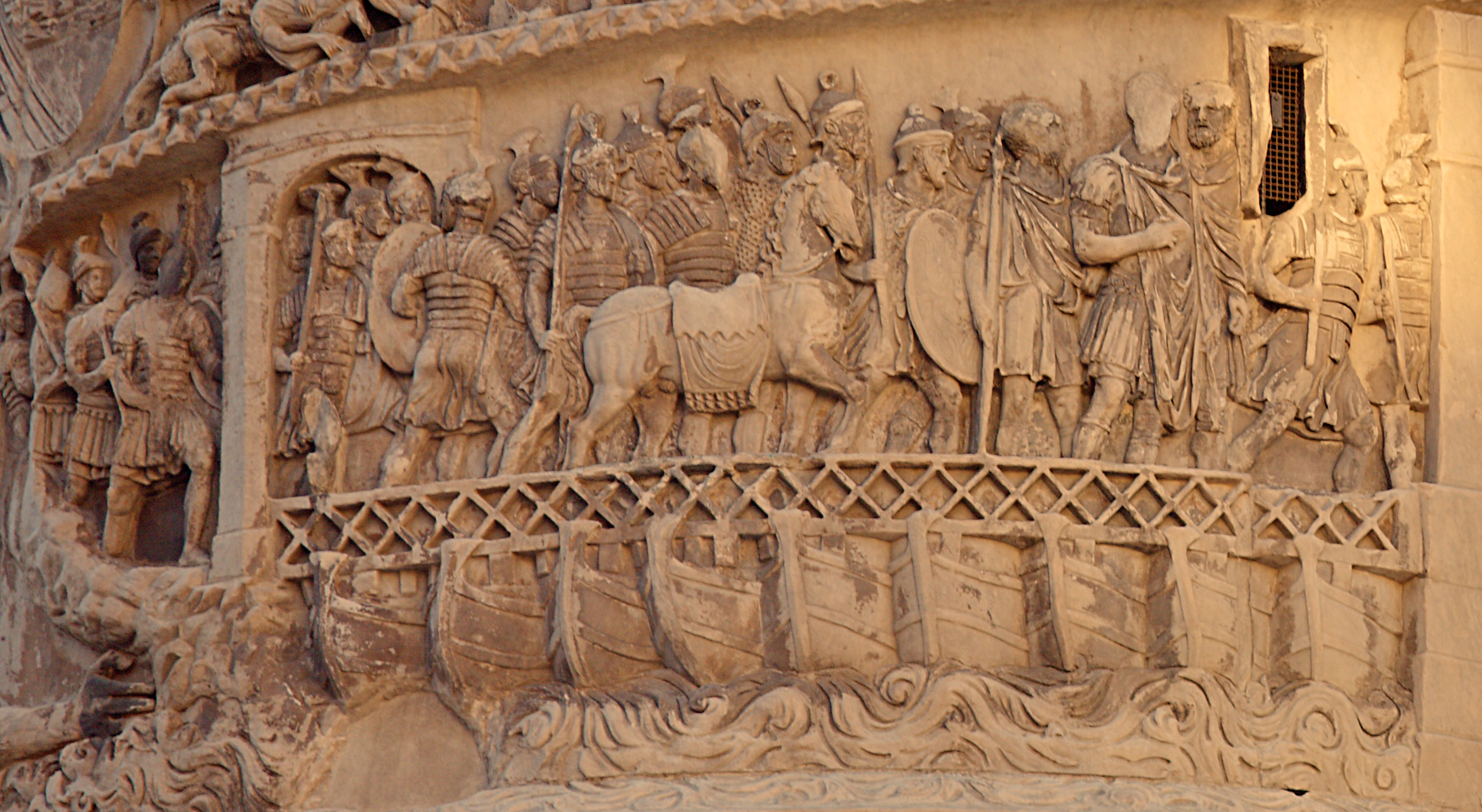
Detalle de la Columna de Marco Aurelio (192).
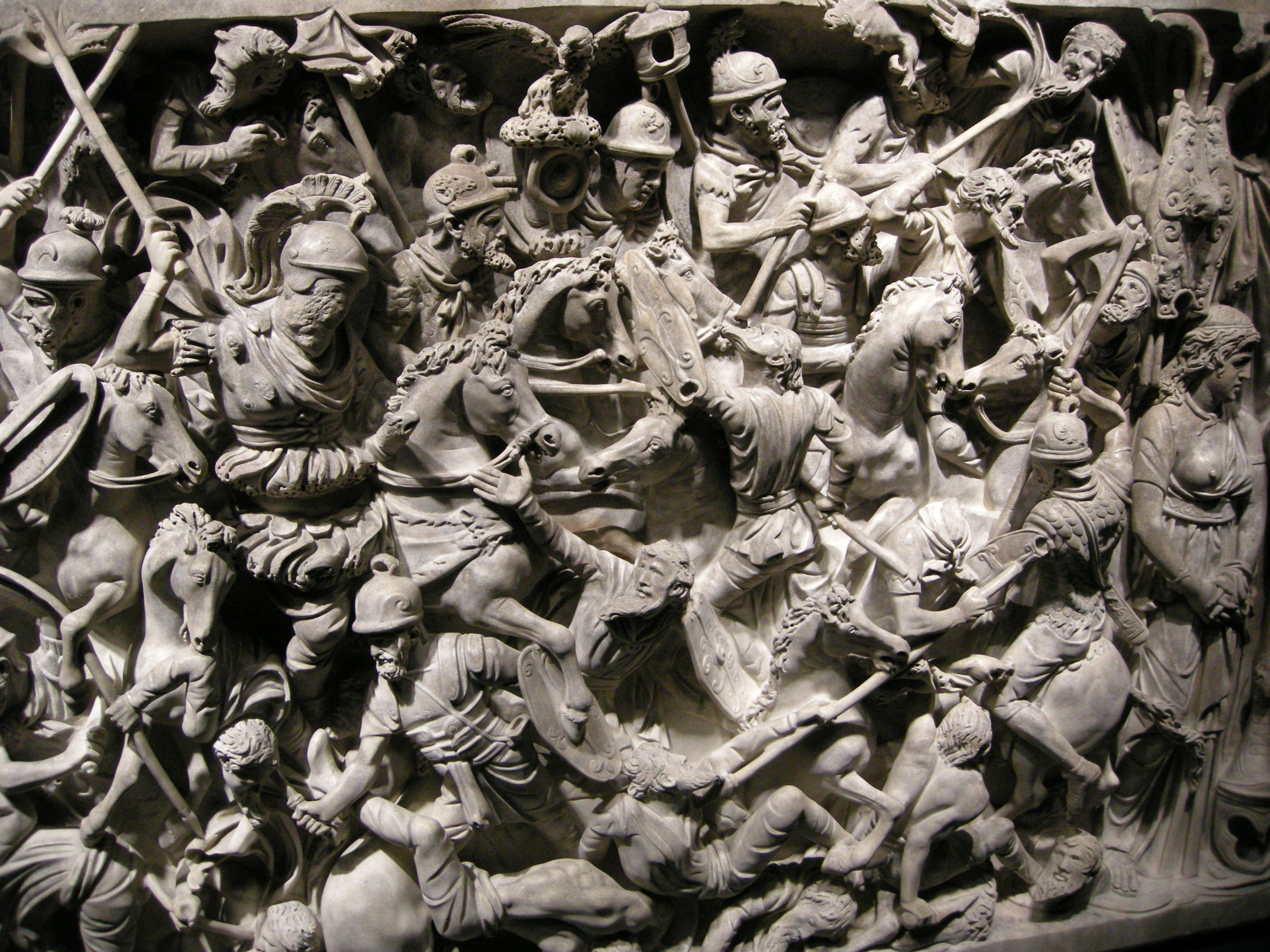
Sarcófago de Portonaccio (ca. 200).
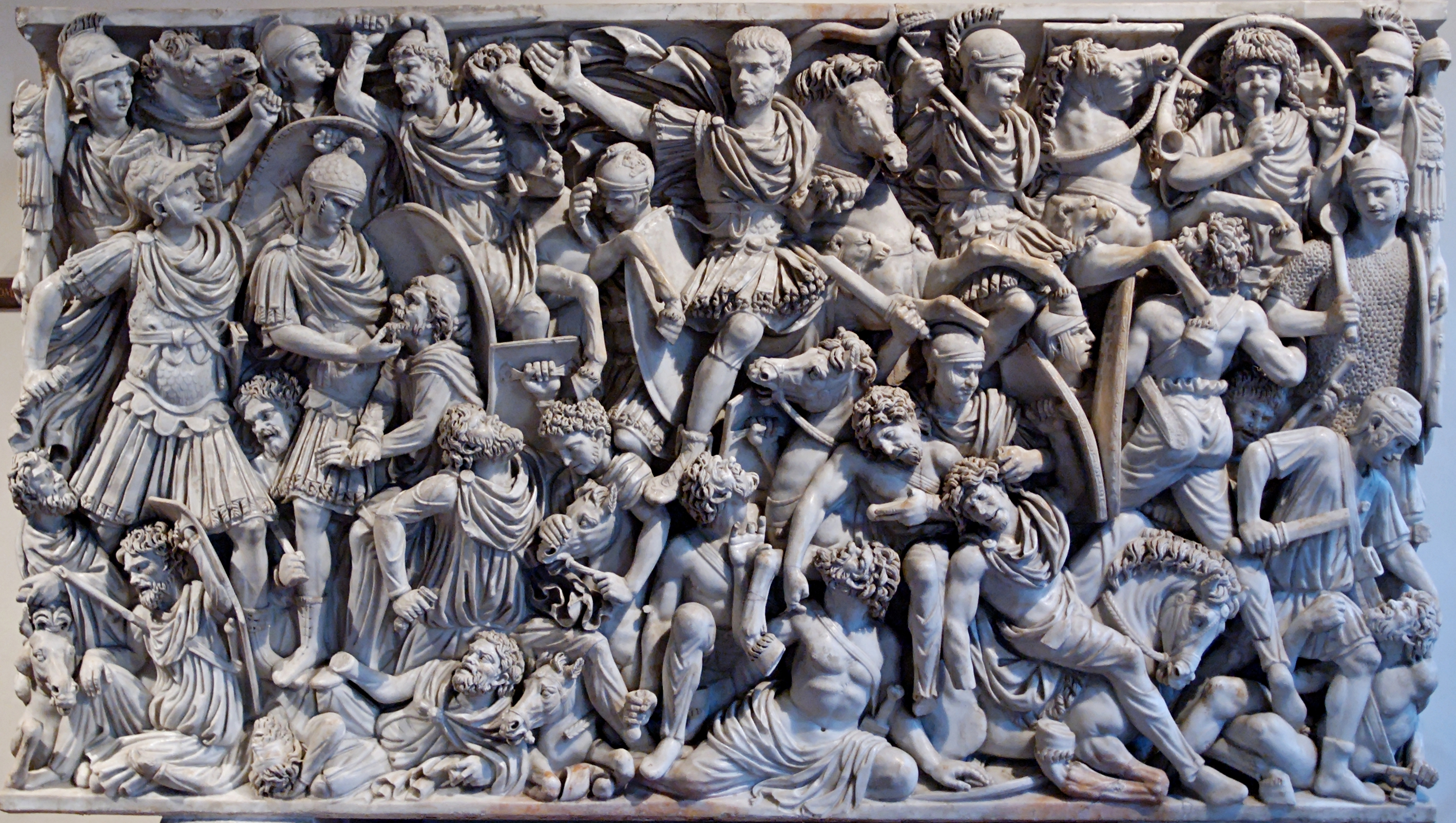
Gran sarcófago Ludovisi (siglo III)
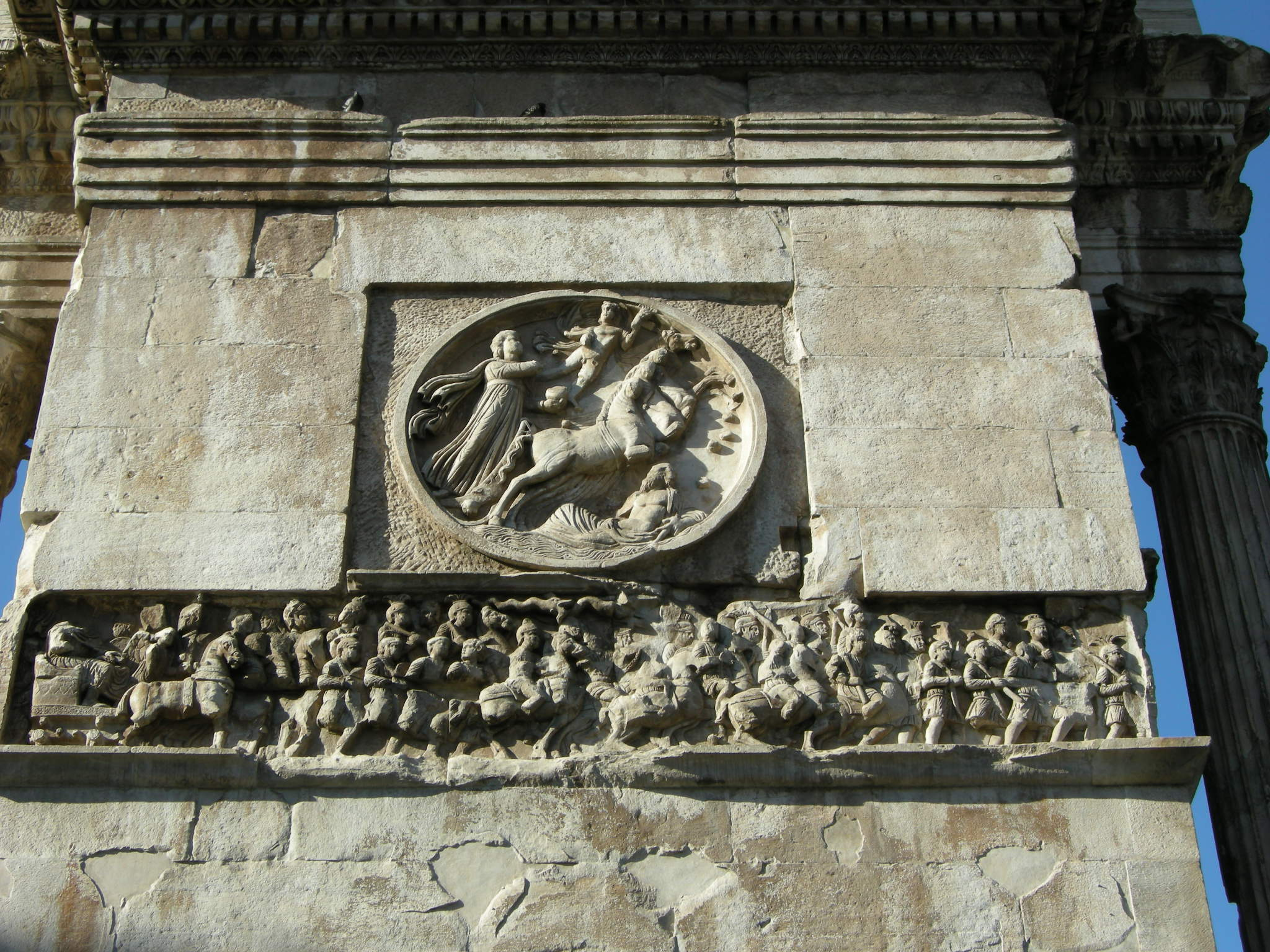
Tondo di Constantino en el Arco de Constantino (315).

En el románico, la representación de caballeros fuertemente armados era algo habitual, especialmente en la iluminación de manuscritos o como relieves en los capiteles historiados. El arte bizantino también trató escenas bélicas con caballos. Consideración aparte tiene el tratamiento de los torneos en el arte, ya en el final de la Edad Media y la Edad Moderna; y de los caballeros en heráldica.
- Wikimedia Commons alberga una categoría multimedia sobre caballería medieval.
- Wikimedia Commons alberga una categoría multimedia sobre torneos en el arte.
- Wikimedia Commons alberga una categoría multimedia sobre caballos en heráldica.
- Wikimedia Commons alberga una categoría multimedia sobre caballeros en heráldica.
- Wikimedia Commons alberga una categoría multimedia sobre jinetes en heráldica.

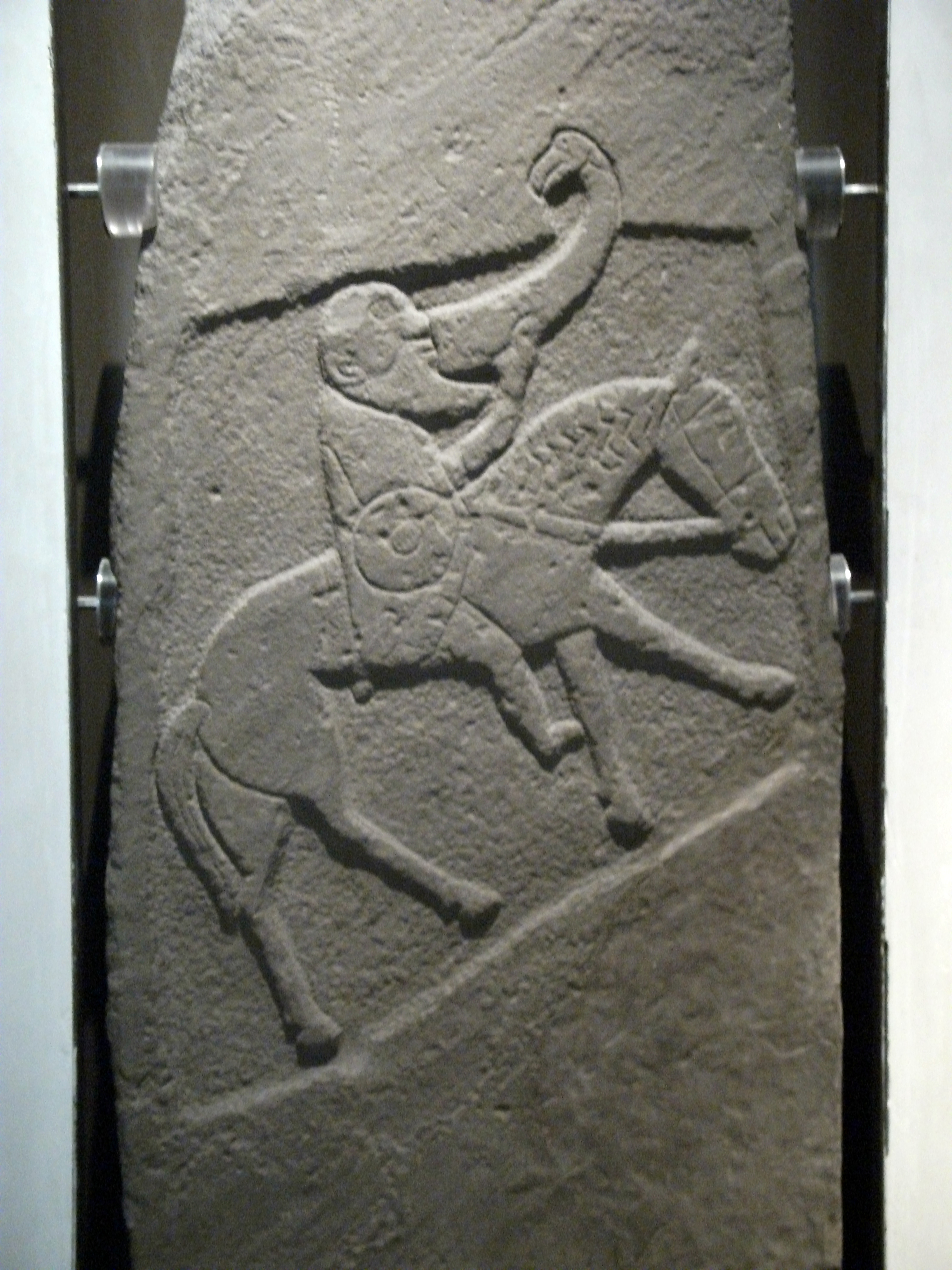
La Bullion Stone, un relieve del siglo X que representa a un guerrero picto a caballo bebiendo de un cuerno (drinking horn).
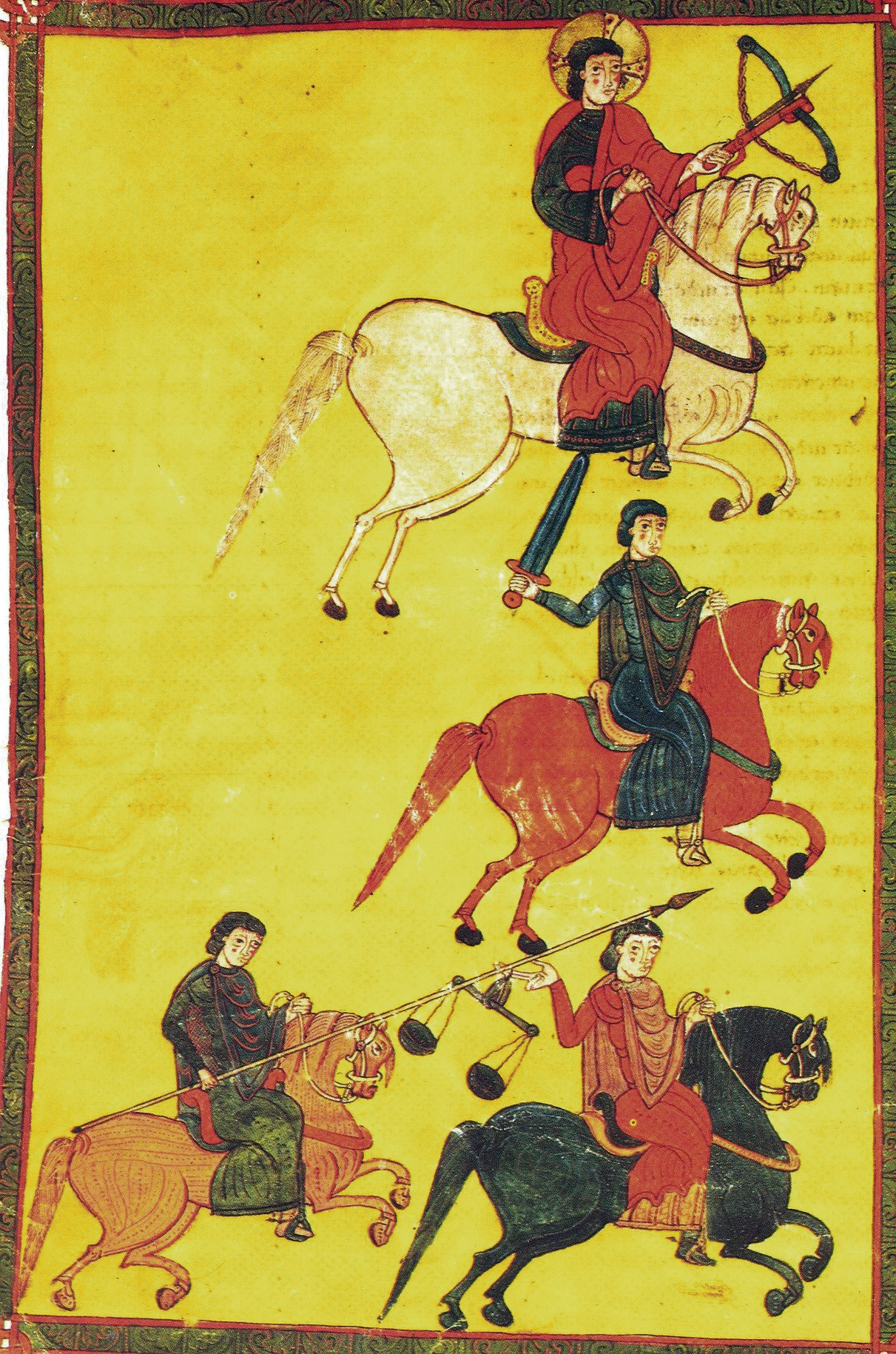
Los cuatro jinetes del Apocalipsis en el Beato de Osma (uno de los ejemplares de los Comentarios al Apocalipsis de Beato de Liébana).
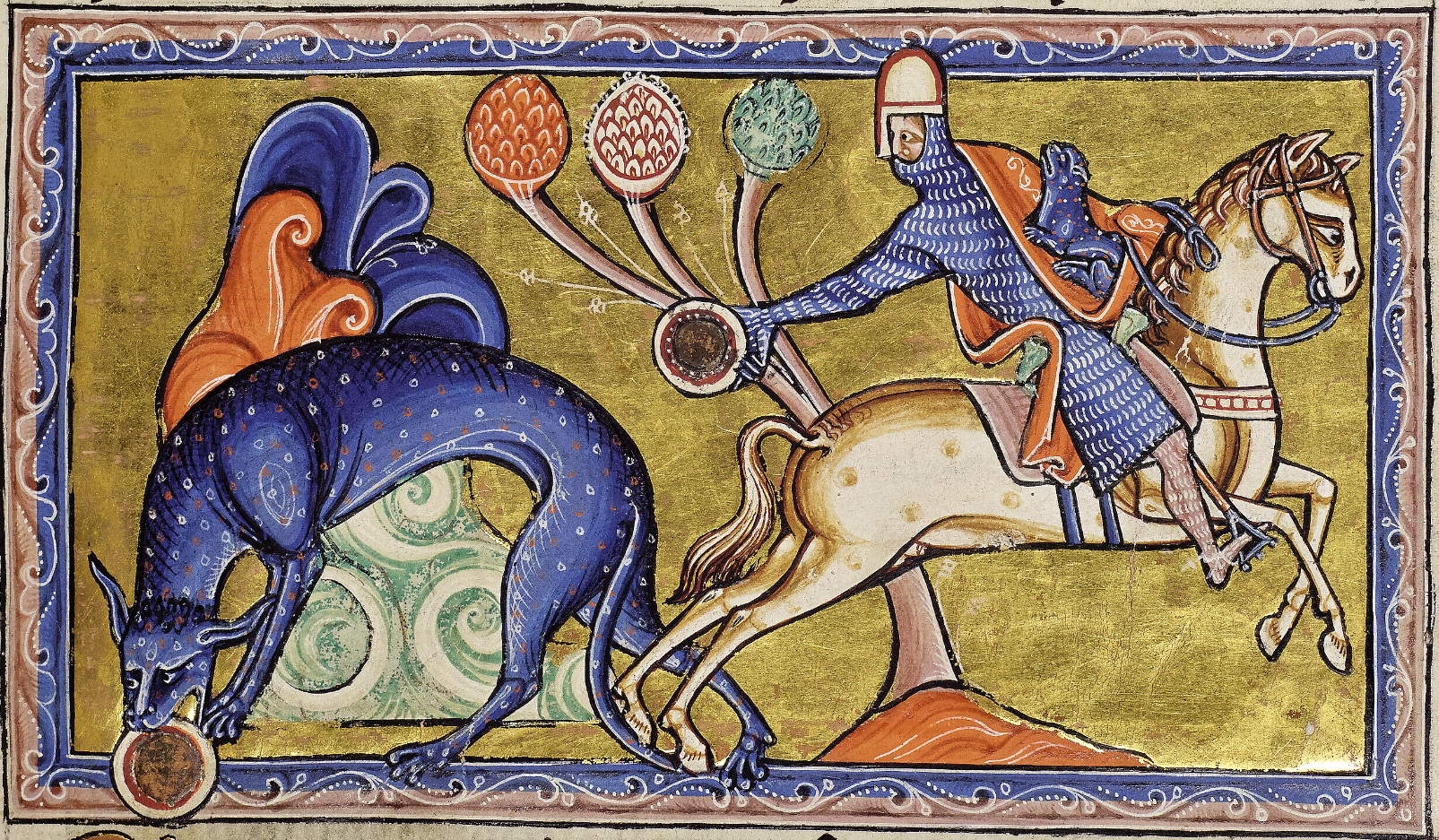
Jinete con cota de malla y casco representado en el Bestiario de Aberdeen (siglo XII).
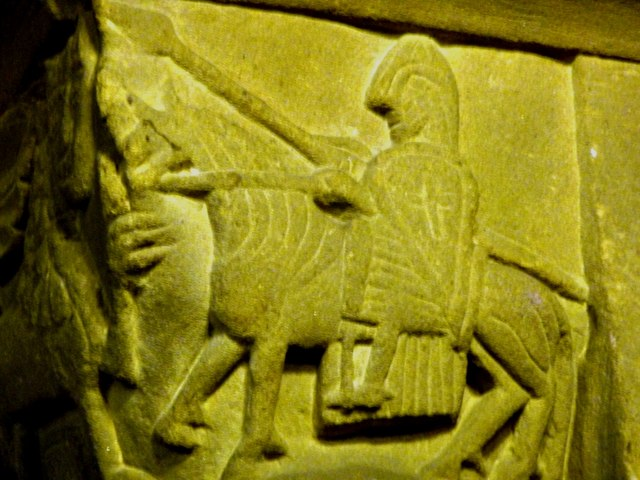
Capitel en la iglesia de Adel (Leeds, Inglaterra).
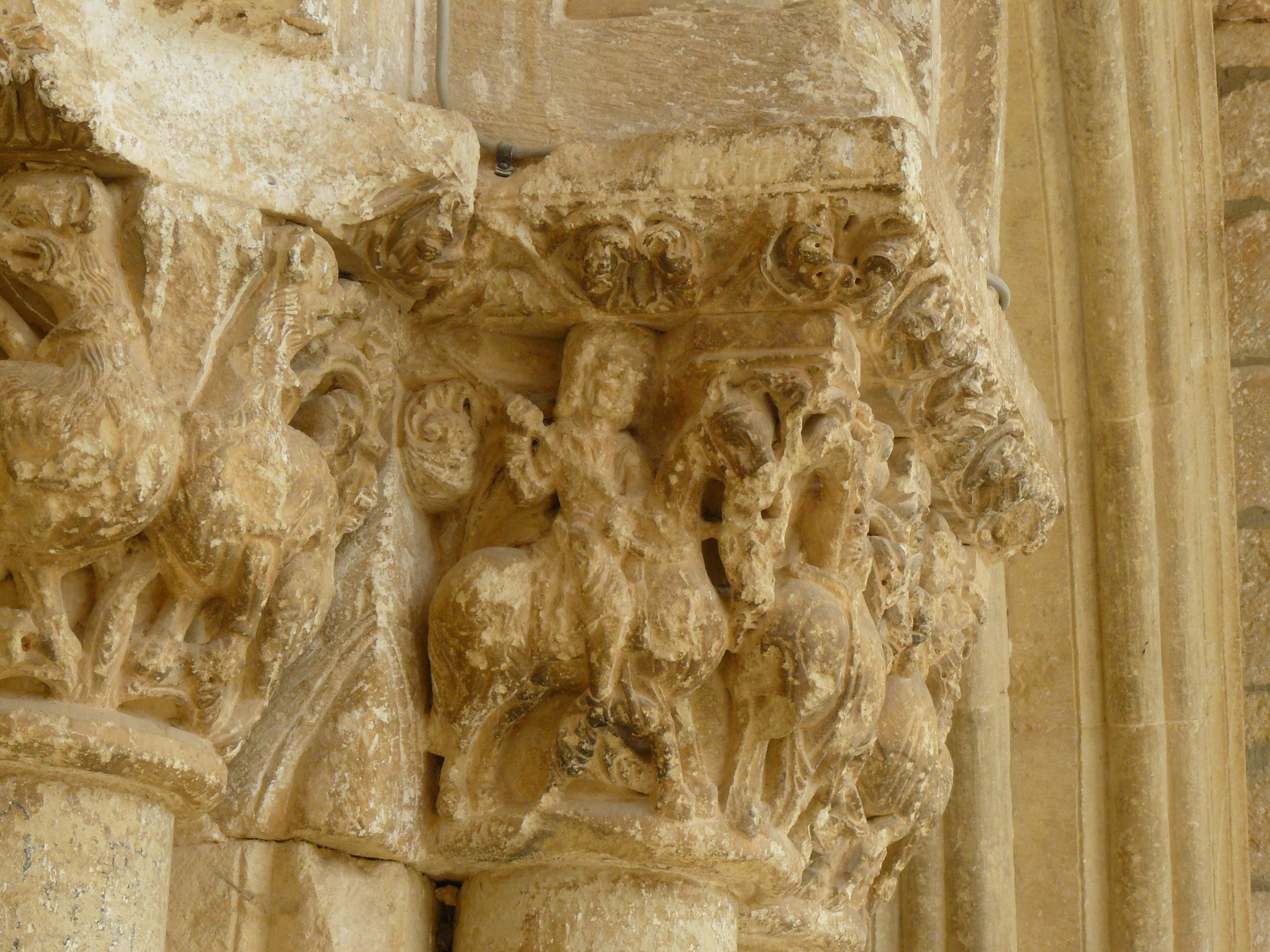
Capitel en la iglesia de Ahedo de Butrón (provincia de Burgos, España).
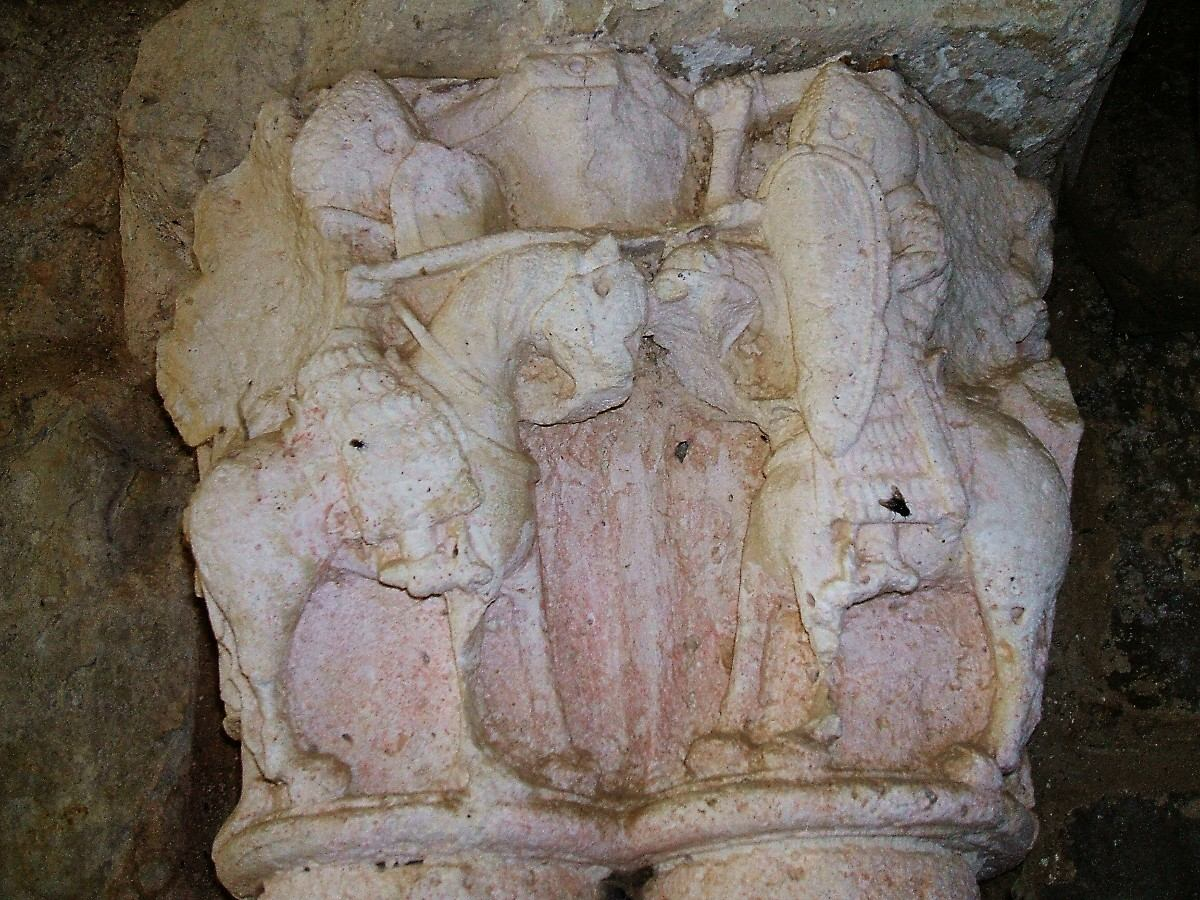
Capitel en la iglesia de Santa Cruz de la Zarza (provincia de Toledo, España).
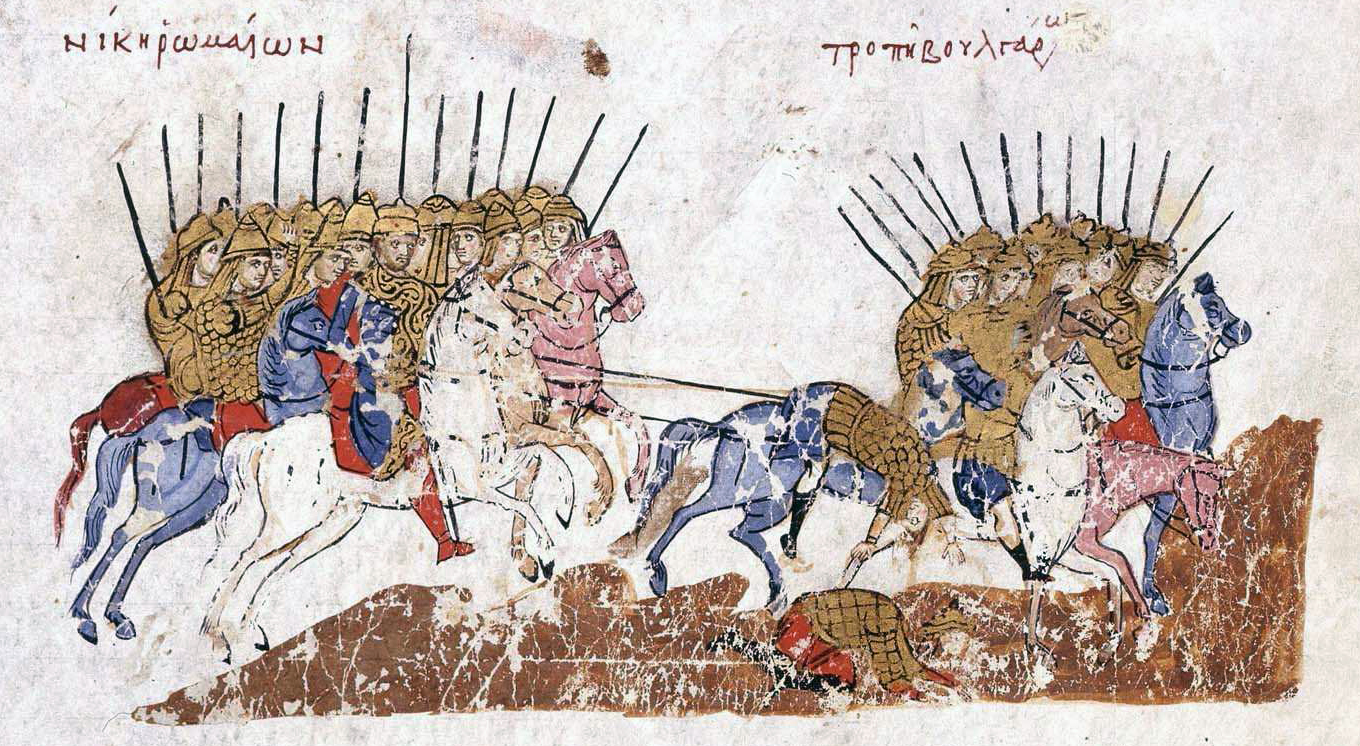
Carga de los kataphraktoi bizantinos sobre la caballería búlgara, en una ilustración del Manuscrito Madrid de la Crónica de Juan Skylitzes, realizado en Sicilia en el siglo XII.

Sin duda el ejemplo más importante de caballos en batalla es el mosaico de Issos, que representa el enfrentamiento entre Alejandro y Darío, contribuyendo los caballos en gran medida a obtener una atmósfera de tensión. Como el llamado Sarcófago de Alejandro (que representa la misma batalla de Issos —año 333 a. C.—), sus formas derivan de una obra pictórica de Filoxeno de Eretria, que no se ha conservado.

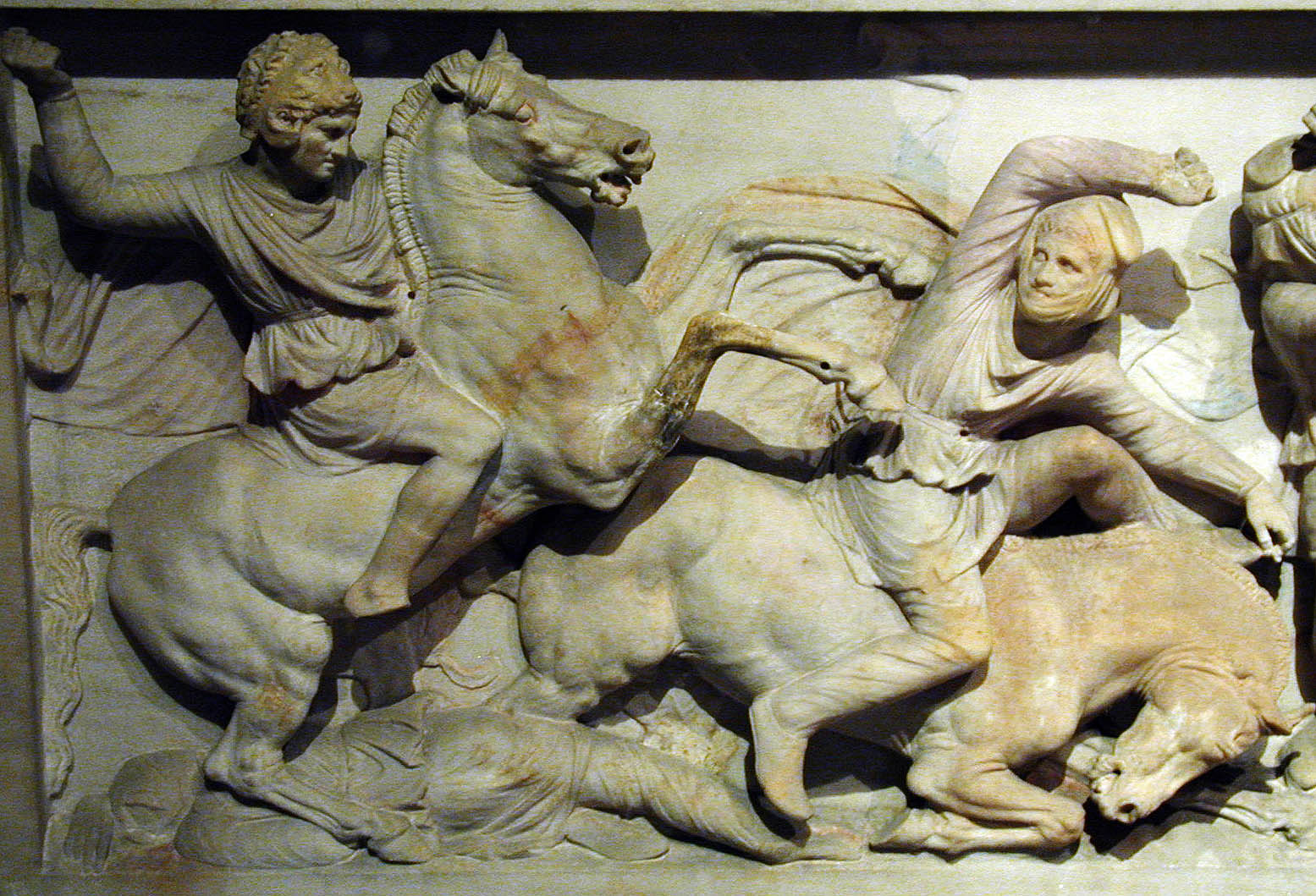
Alejandro vence a los persas, en el llamado Sarcófago de Alejandro (finales del siglo IV a. C.).
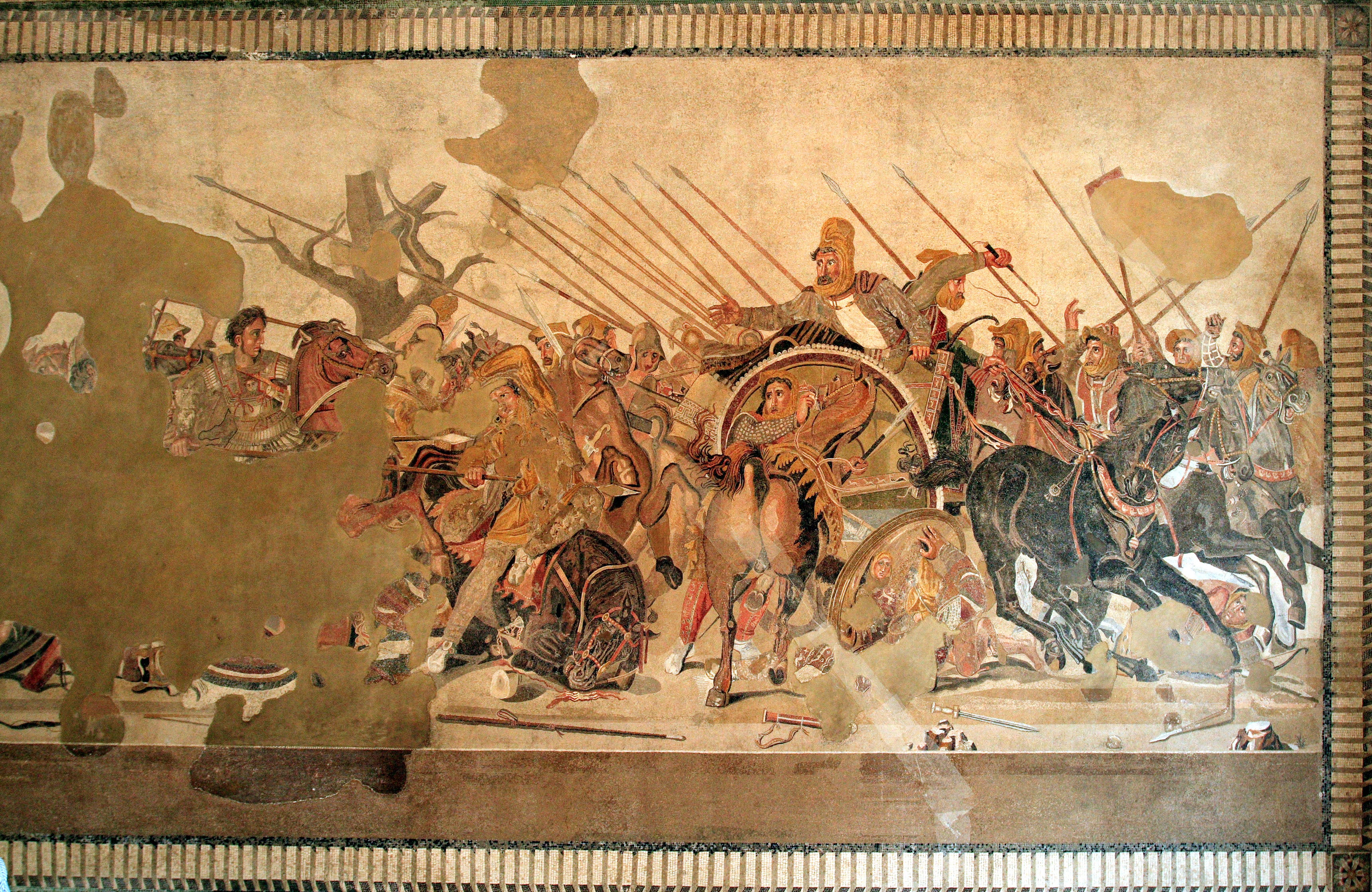
La batalla de Issos, mosaico romano hallado en Pompeya.

El mosaico de Issos contiene un curioso recurso: presentar a un caballo en escorzo, mostrando en primer plano sus cuartos traseros; será también usado por Ucello en La batalla de San Romano (aunque es imposible que conociera el mosaico pompeyano); por Velázquez en La rendición de Breda (quien sí es muy posible que conociera el fresco de Ucello o alguna obra derivada de esta) y por Goya en su retrato de Godoy en la Guerra de las Naranjas (que sin duda conocía la de Velázquez).

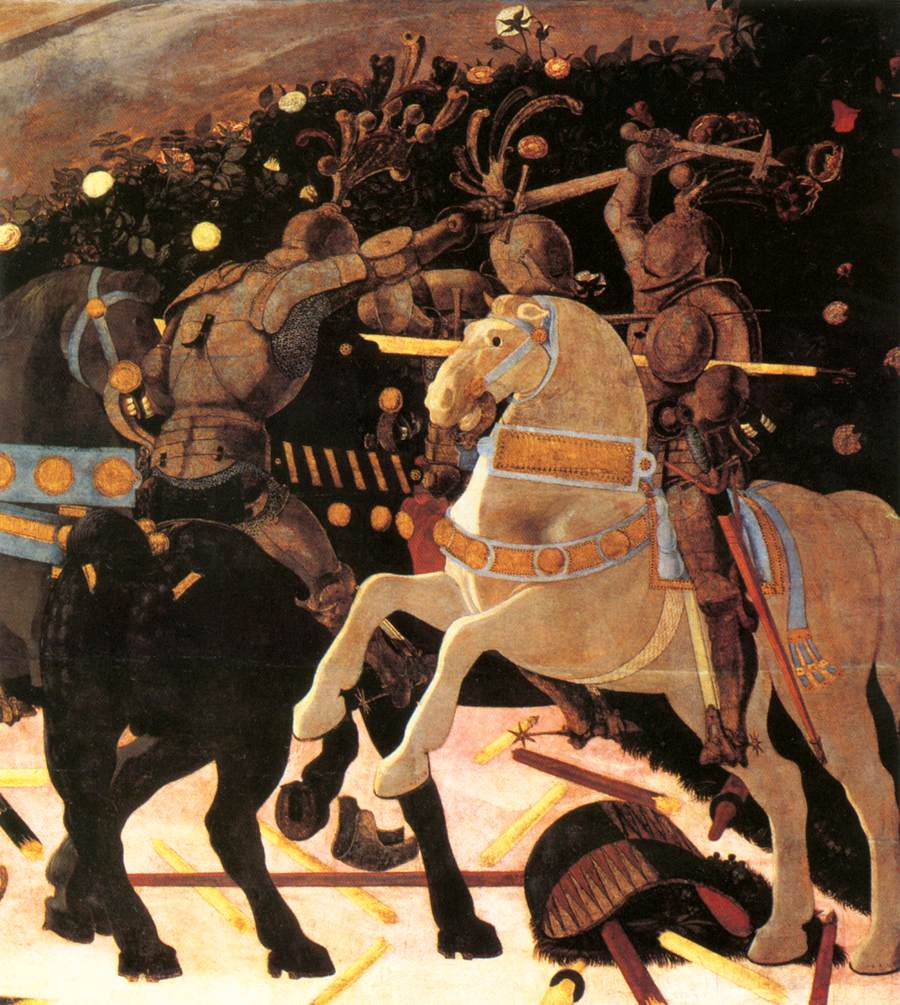
Detalle de La batalla de San Romano de Ucello (ca. 1450).
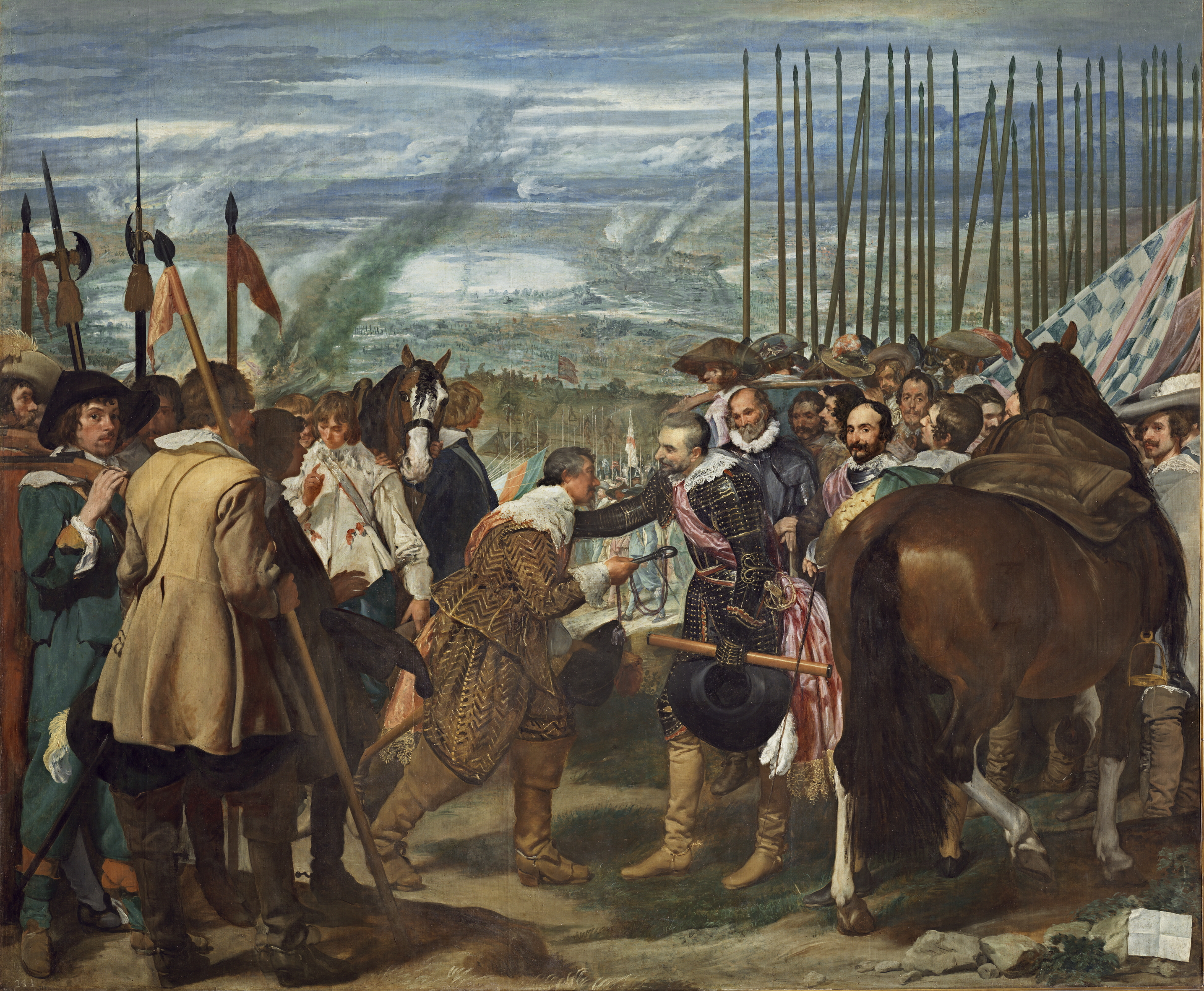
La rendición de Breda, de Velázquez (1635).
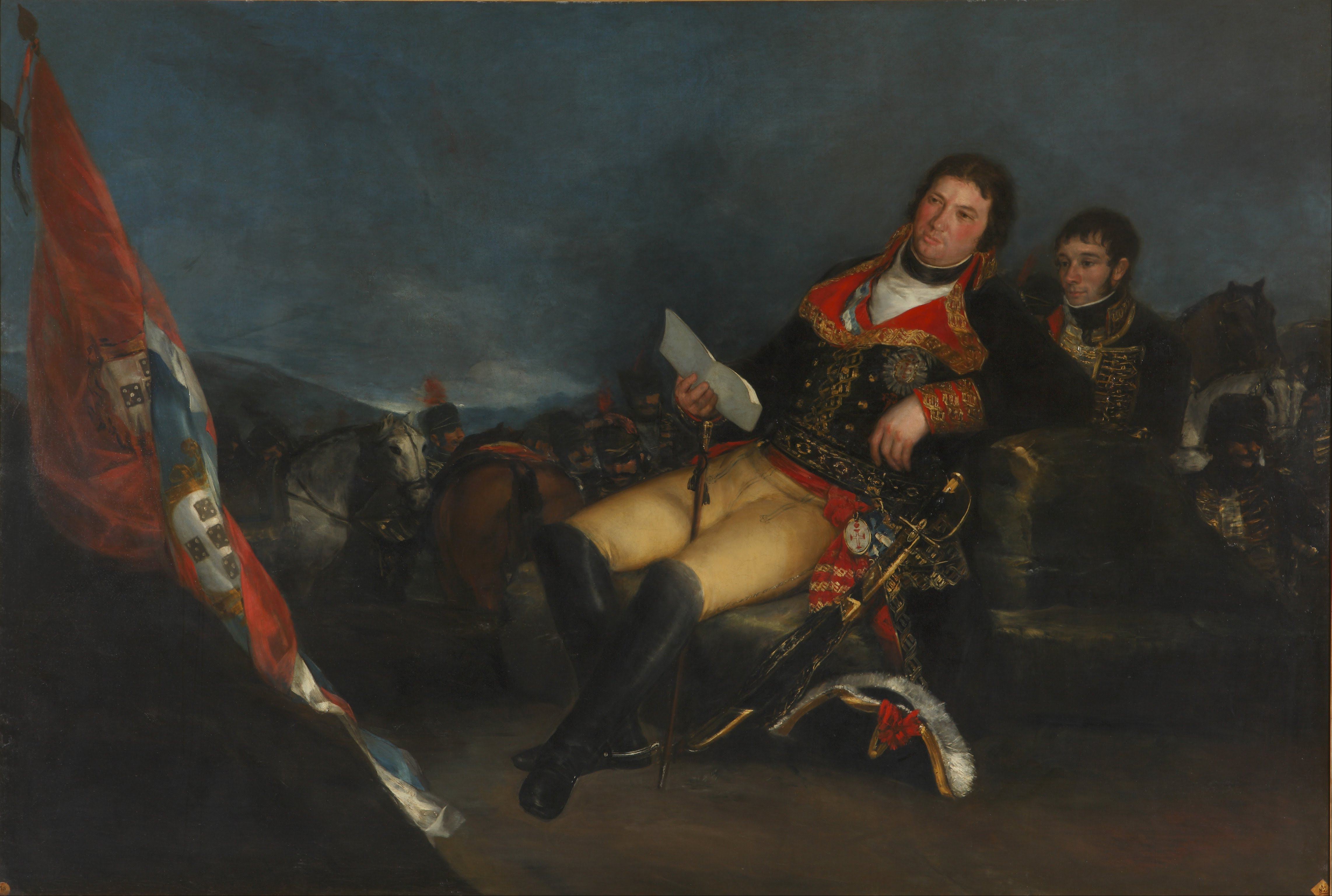
Retrato de Manuel Godoy, de Goya (1801).

En una escena no exactamente bélica, Rafael había utilizado sabiamente distintas actitudes de los caballos para conseguir la caracterización de los grupos de personajes (Encuentro de León Magno con Atila, estancias vaticanas); que Giulio Romano emuló en una estancia cercana en Batalla de Constantino contra Majencio. En ambos casos, el más dinámico, un caballo blanco que vemos en ligero escorzo, es similar a los de la malograda Batalla de Anghiari de Leonardo da Vinci (una de las pinturas murales del Salone dei Cinquecento del Palazzo Vecchio de Florencia, que realizó en competencia con La batalla de Cascina que simultáneamente realizaba Miguel Ángel —limitado este a la anatomía humana—). El motivo aparece en similar disposición en obras posteriores, como el fresco llamado del linaje en el Palacio del Marqués de Santa Cruz o el Alejandro y Porus de Le Brun.

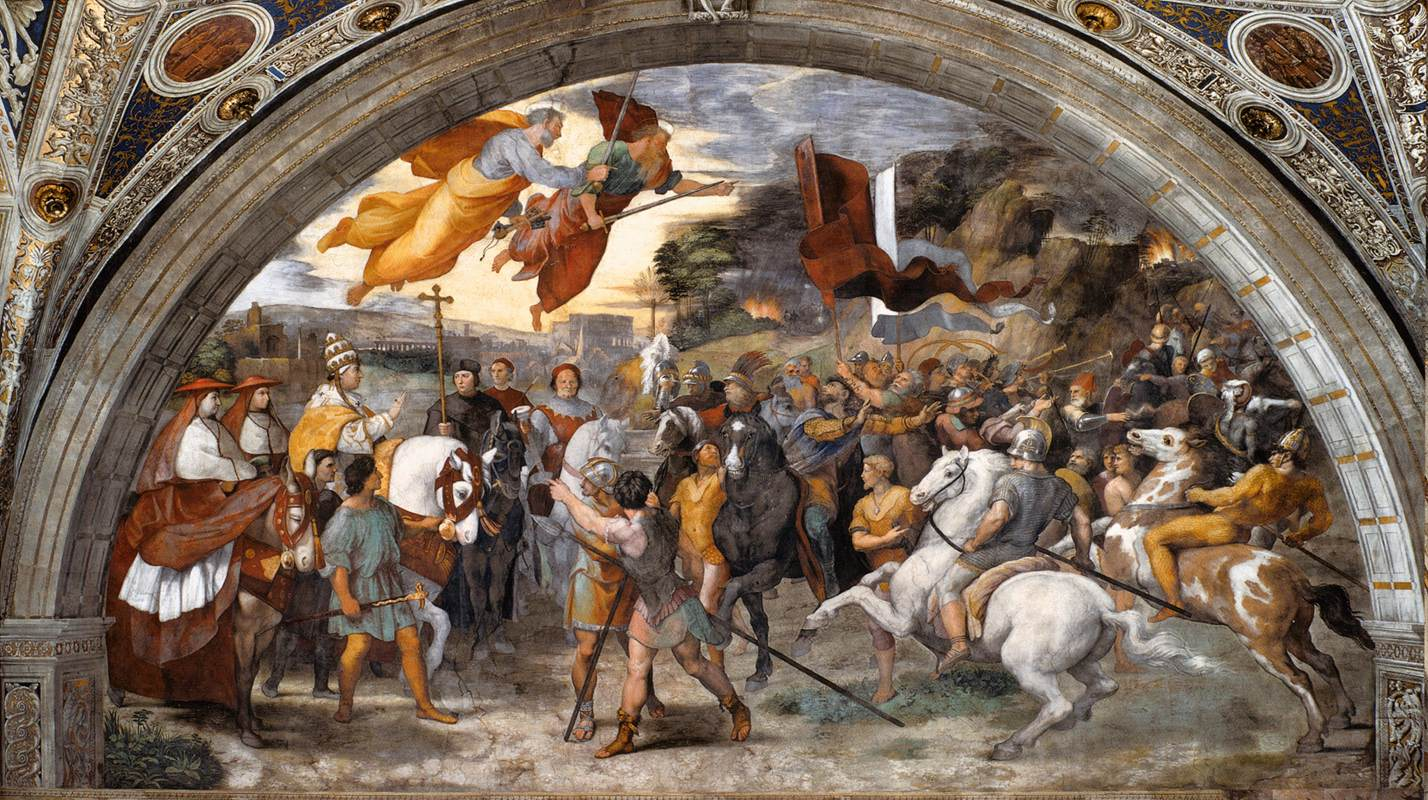
Encuentro de León Magno con Atila, de Rafael (1513-1514).
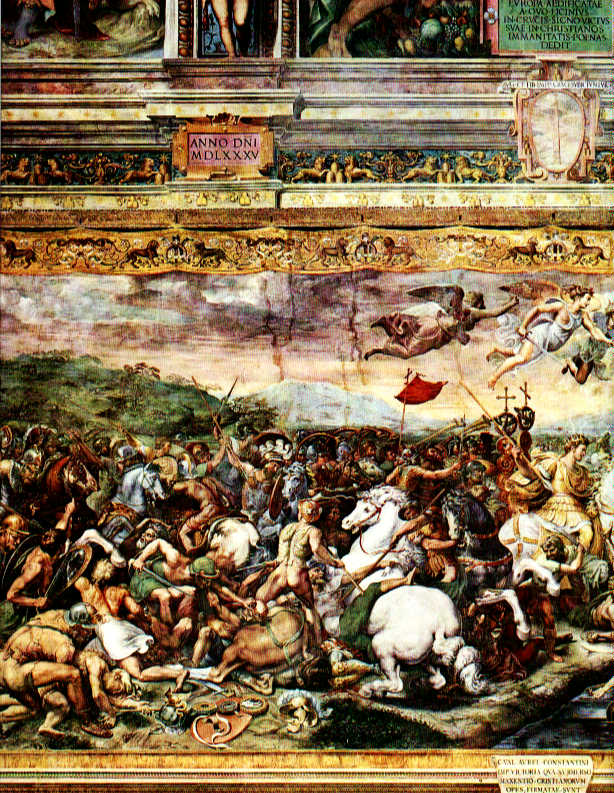
Batalla de Constantino contra Majencio, de Giulio Romano (1520-1524).
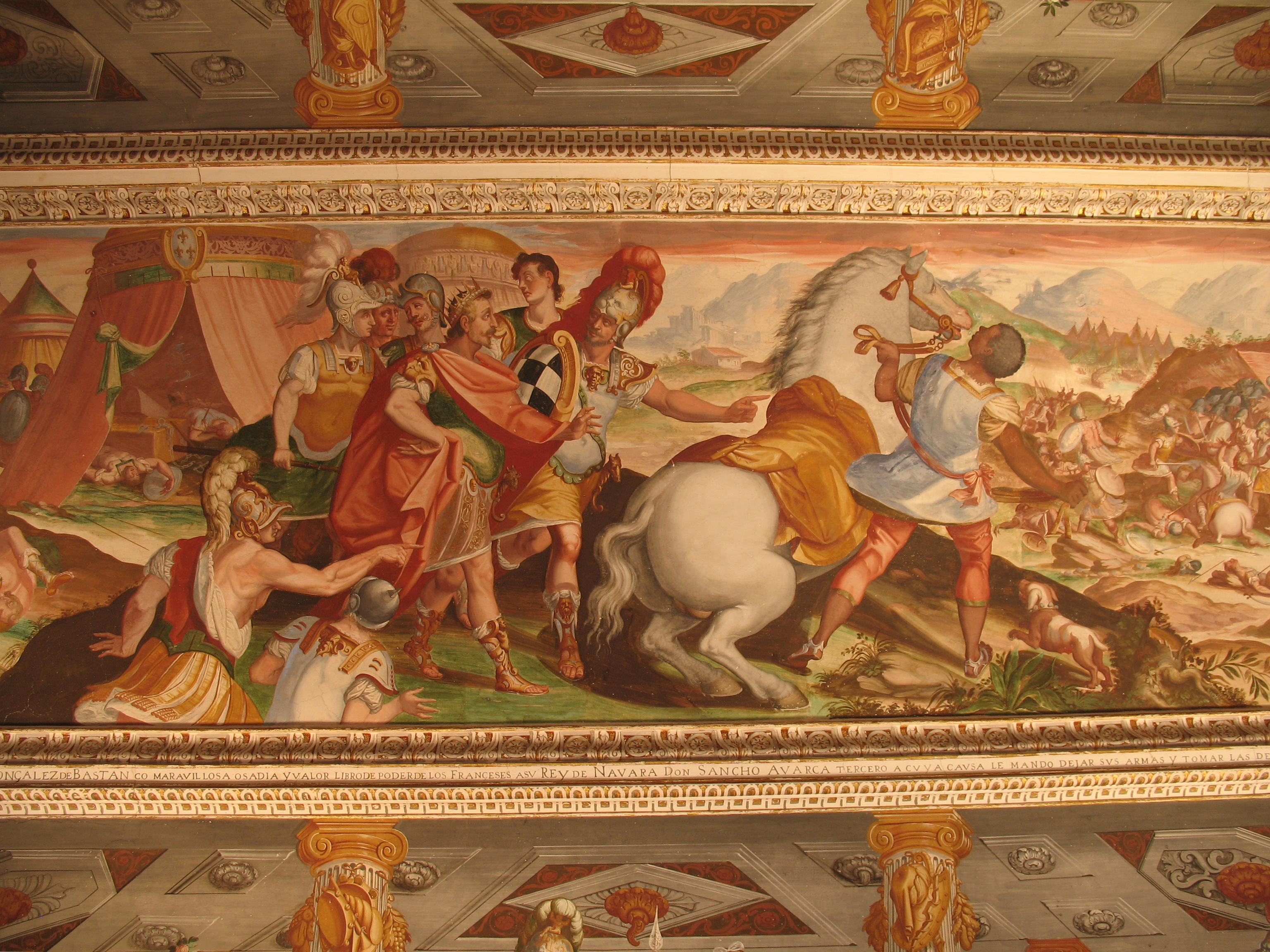
Fresco del linaje, en el Palacio del Marqués de Santa Cruz, de Cesare Arbasia, Juan Bautista Peroli, Francisco Peroli, Nicolás Castello y Francisco Castello (1564-1586).
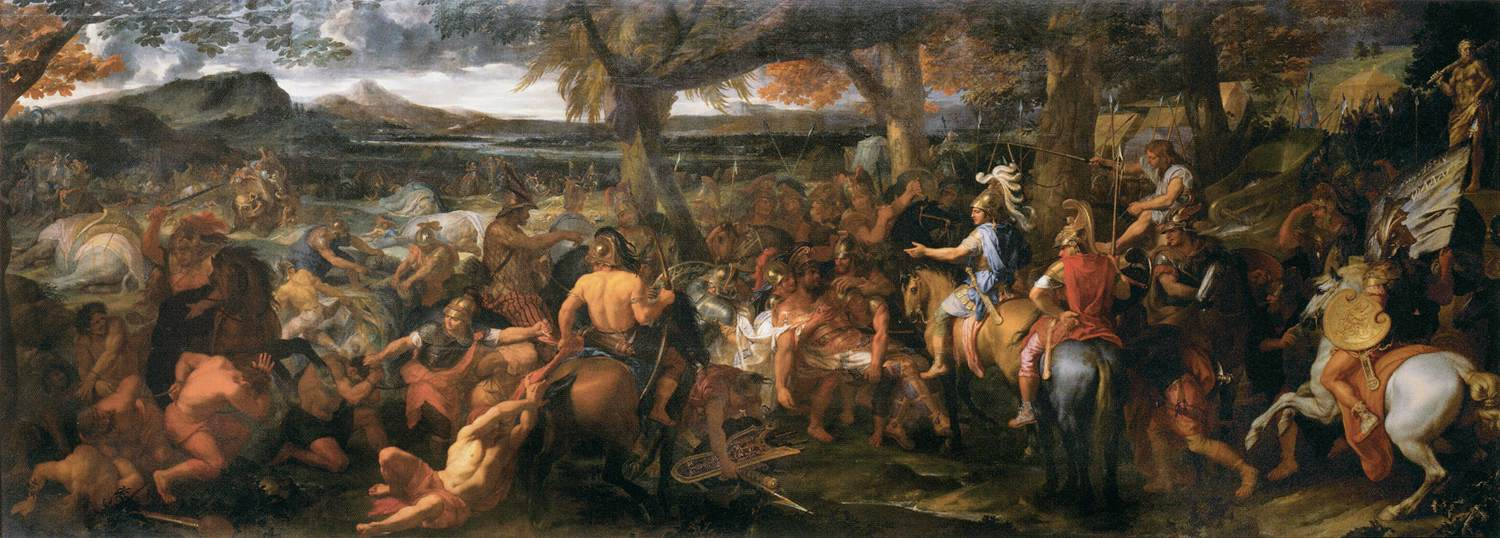
Alejandro y Porus, de Charles Le Brun (1665).

La representación de guerreros a caballo en acciones bélicas, que era frecuente en el arte medieval, se transformó en un género en el Renacimiento, cuando se establece como tema decorativo de elección para los grandes espacios interiores de la nueva arquitectura civil (el palazzo renacentista). Vasari cubre el espacio antes ocupado por la Batalla de Anghiari de Leonardo (se especula con la posibilidad de que la cubriera para preservar sus restos, como hizo en otras ocasiones con otras obras que sus clientes pretendían destruir). La idea se traslada a España por Felipe II, que encarga la Sala de las batallas del Monasterio de El Escorial, cuya enorme superficie la hacen excepcional en la historia de la pintura. Su nieto Felipe IV encargó la serie del Salón de Reinos, donde el caballo no sólo aparece en la citada Rendición de Breda de Velázquez, sino en varios otros, como la Batalla de Fleurus de Vicente Carducho o la Rendición de Juliers de Jusepe Leonardo (además de los temas animalísticos del ciclo de los trabajos de Hércules de Zurbarán). Se fijó un modelo de representación del general victorioso, enfilando su caballo al enemigo, y que se divulgó incluso en grabados.

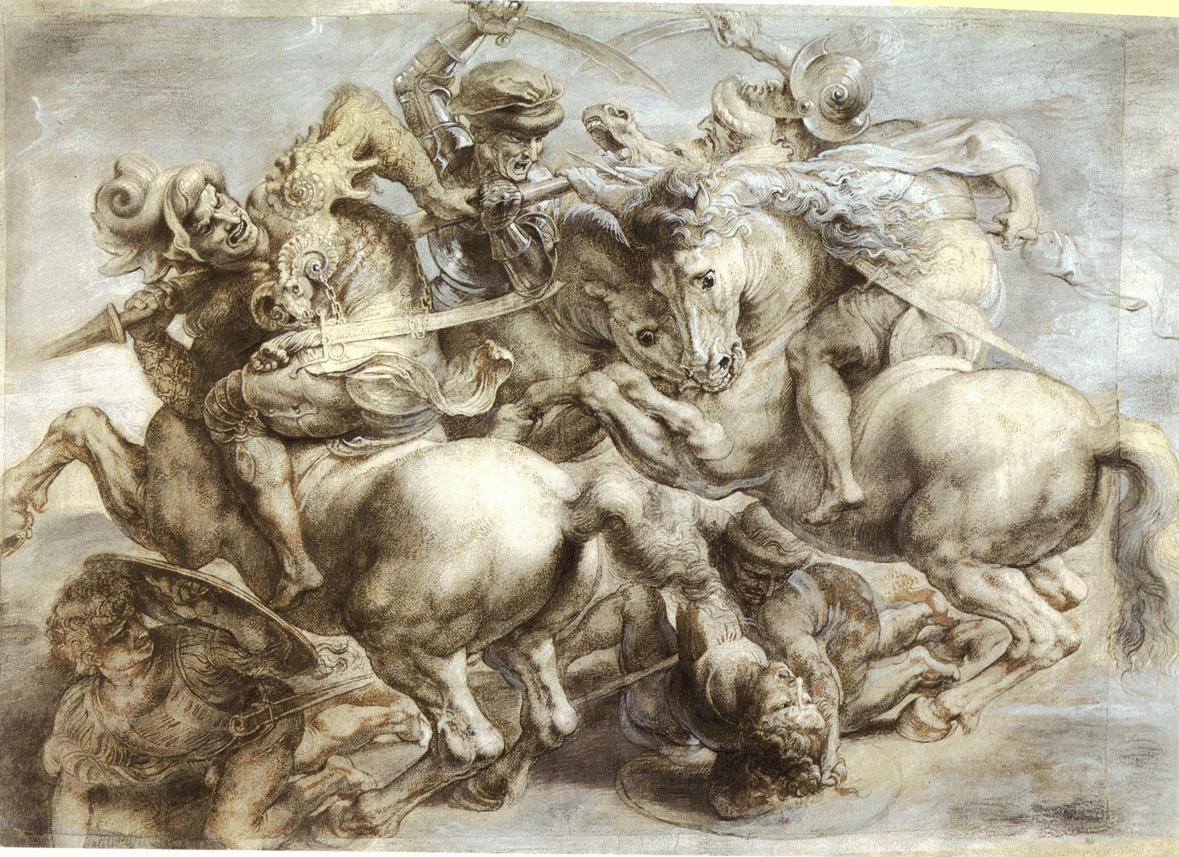
Estudio de Rubens (ca. 1603) sobre La batalla de Anghiari de Leonardo (1503-1505).
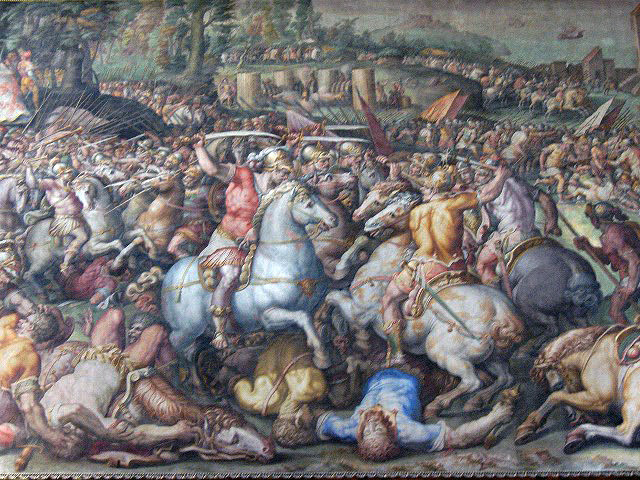
La batalla de San Vicenzo, uno de los frescos de Vasari que cubren el anterior (1555-1572).
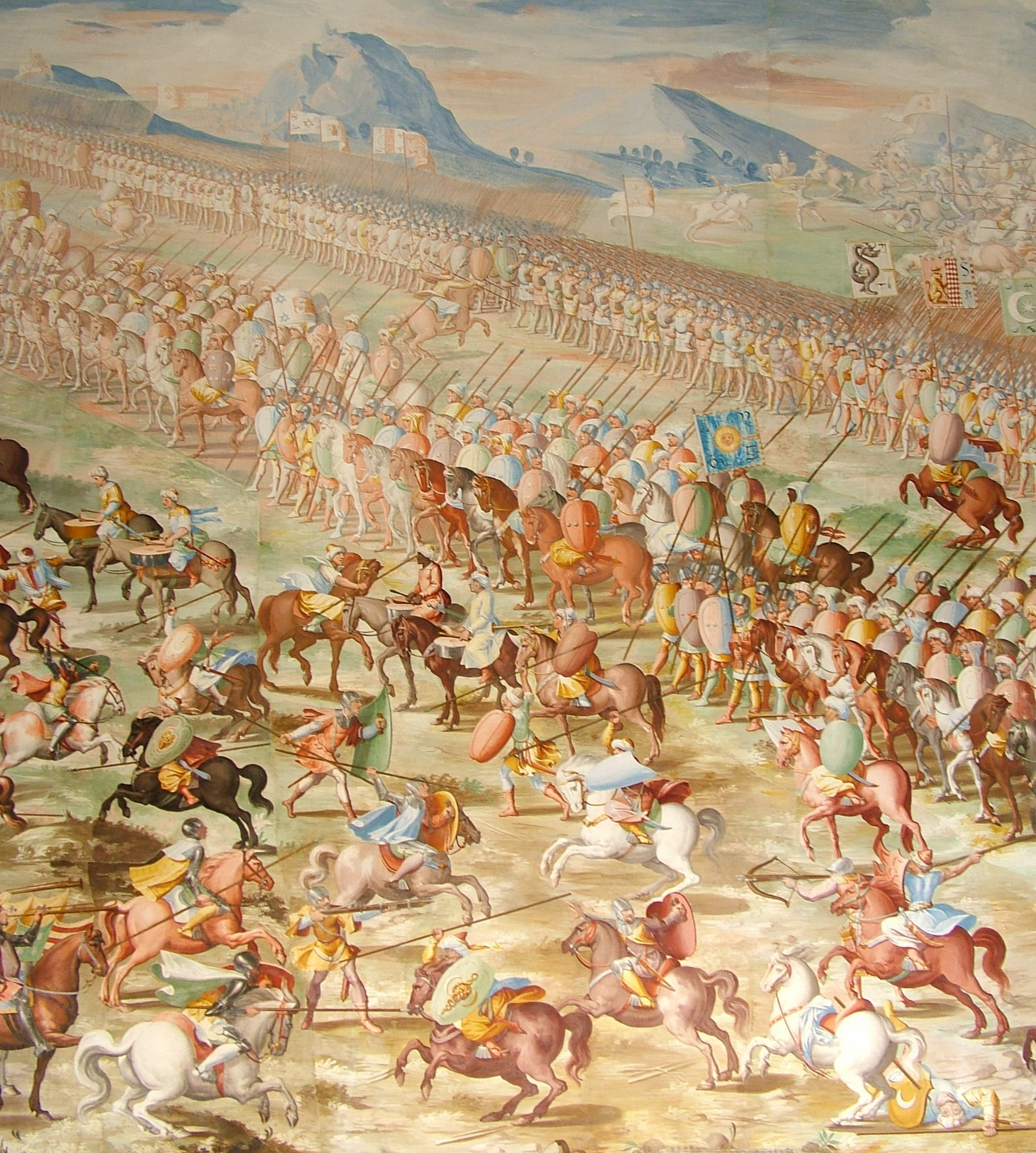
Detalle de La batalla de la Higueruela, de Fabrizio Castello, Niccolò Granello y Lazzaro Tavarone, en la Sala de las Batallas de El Escorial (ca. 1585).
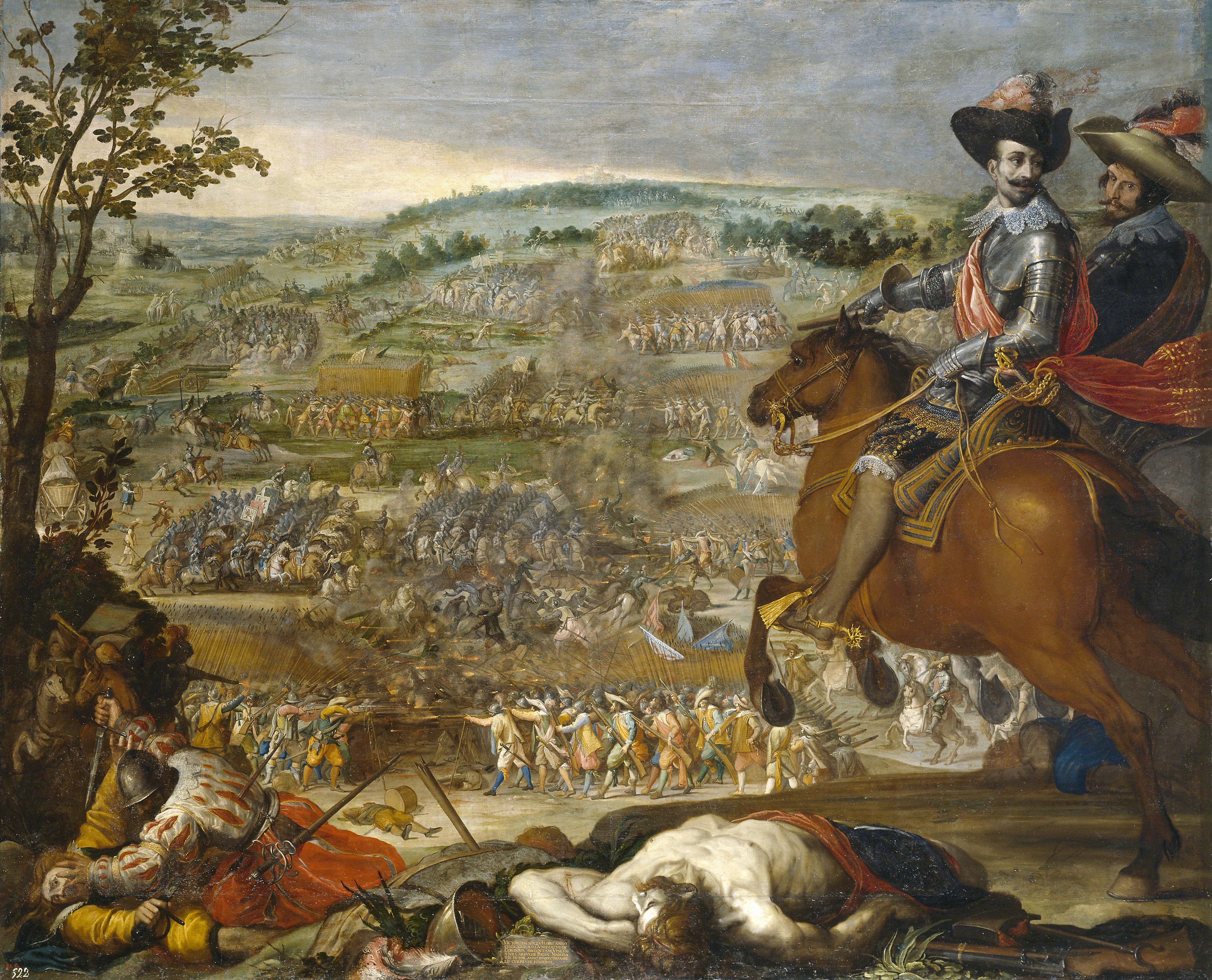
La batalla de Fleurus, de Vicente Carducho (1622).
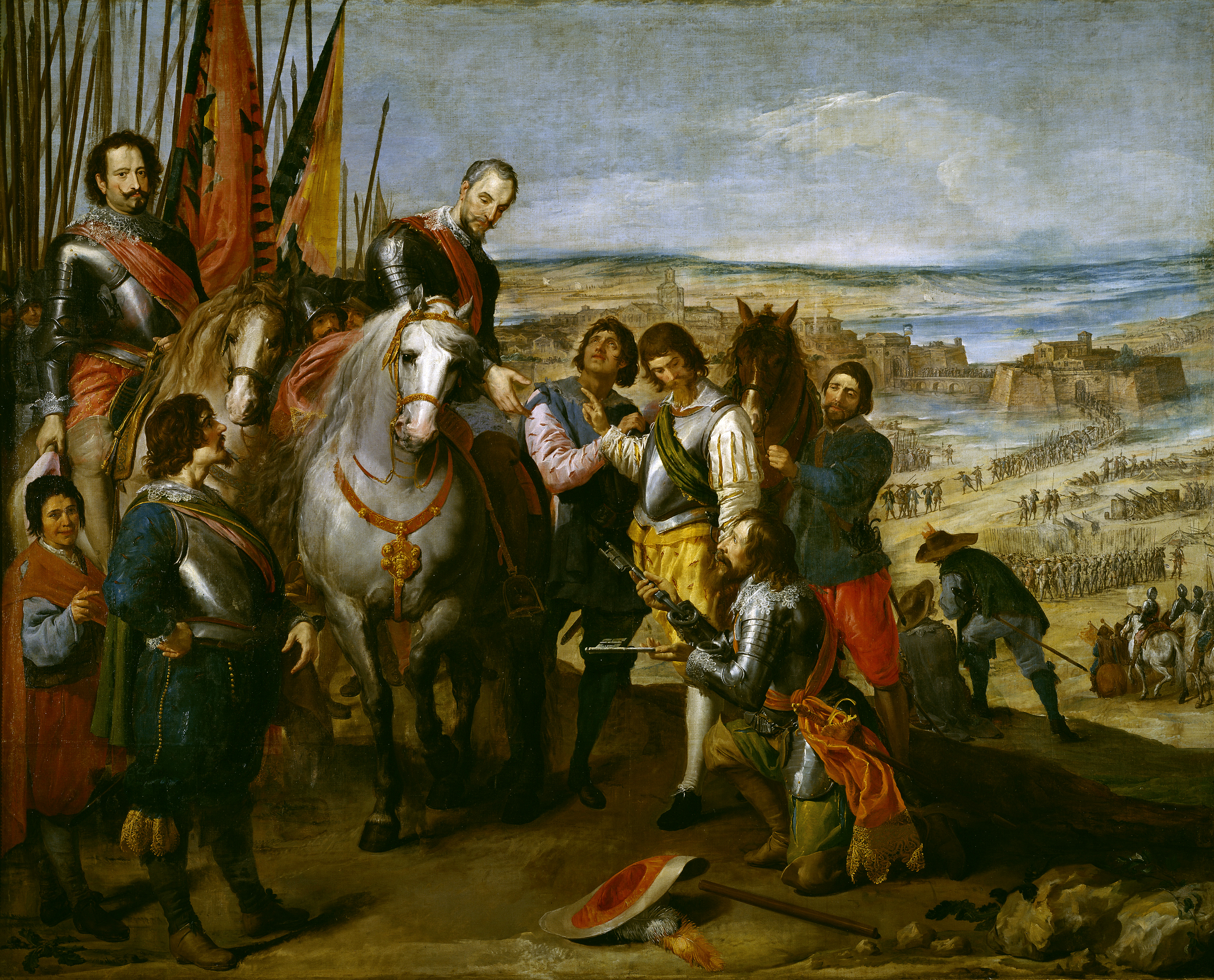
La rendición de Juliers, de Jusepe Leonardo (1635).
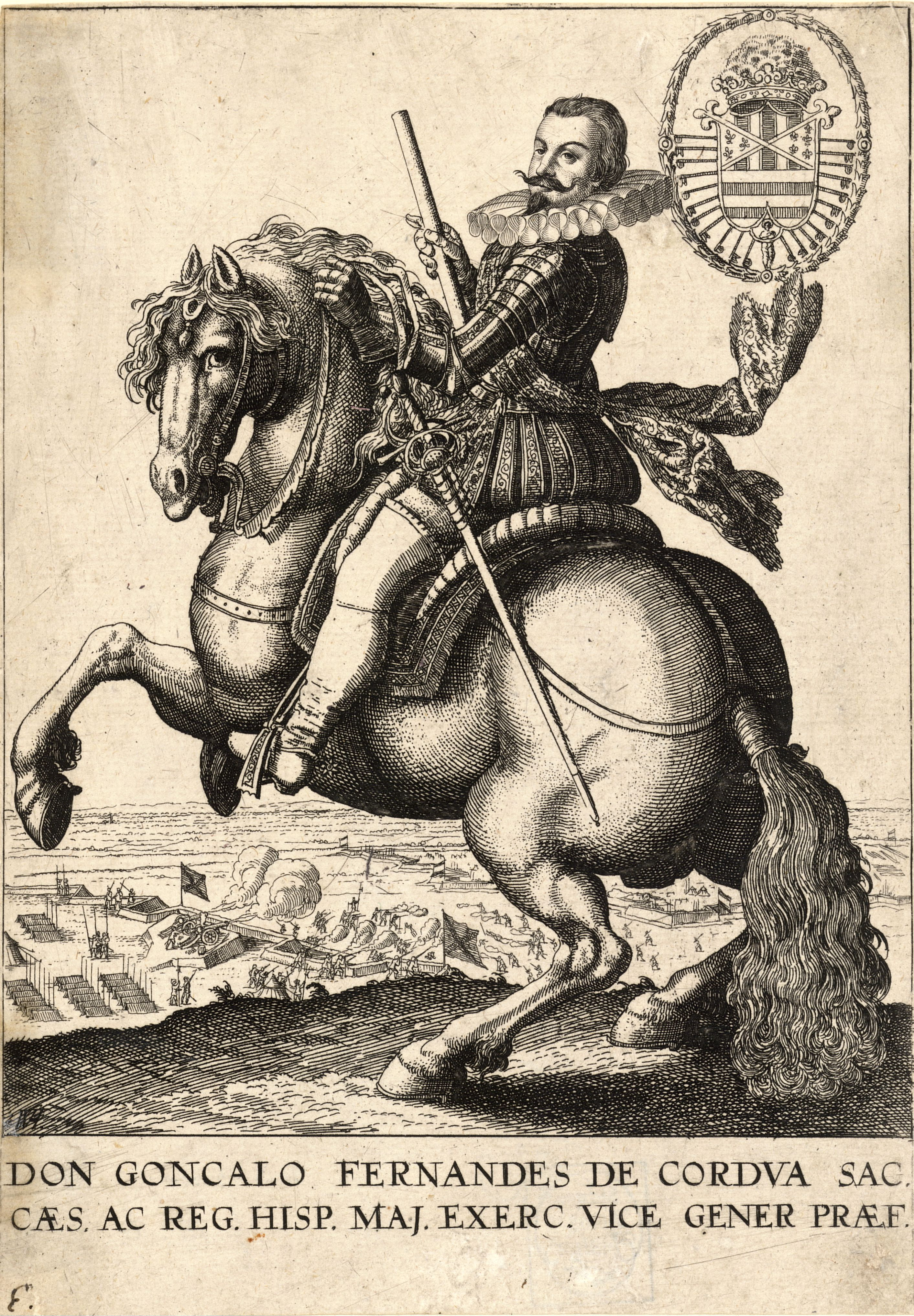
El general Gonzalo Fernández de Córdoba, grabado de Wenceslaus Hollar.

Los pintores del Renacimiento nórdico, como Durero y Altdorfer, tuvieron su propio tratamiento de las escenas bélicas con caballos.

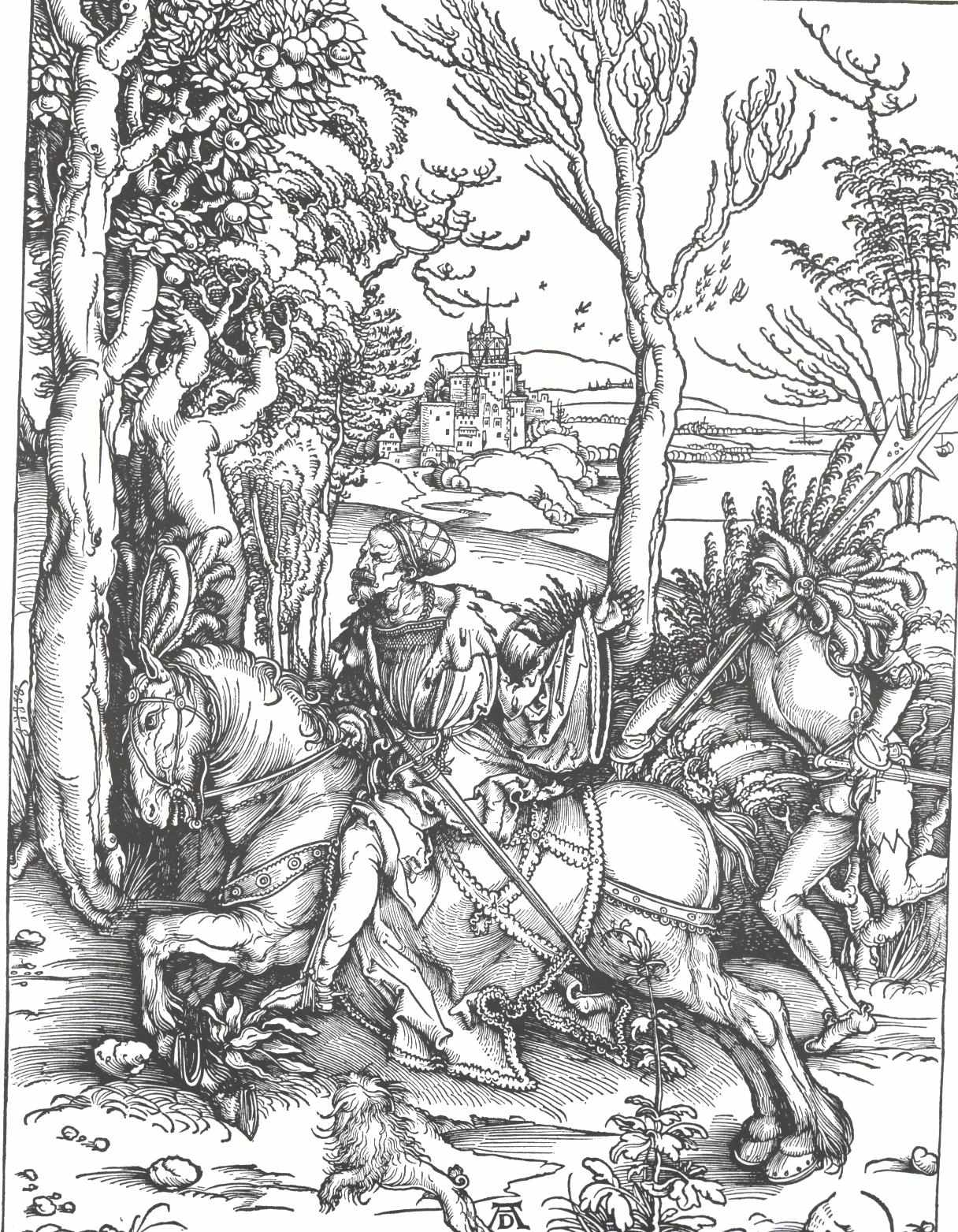
El caballero y el lansquenete, grabado de Alberto Durero (ca. 1500)
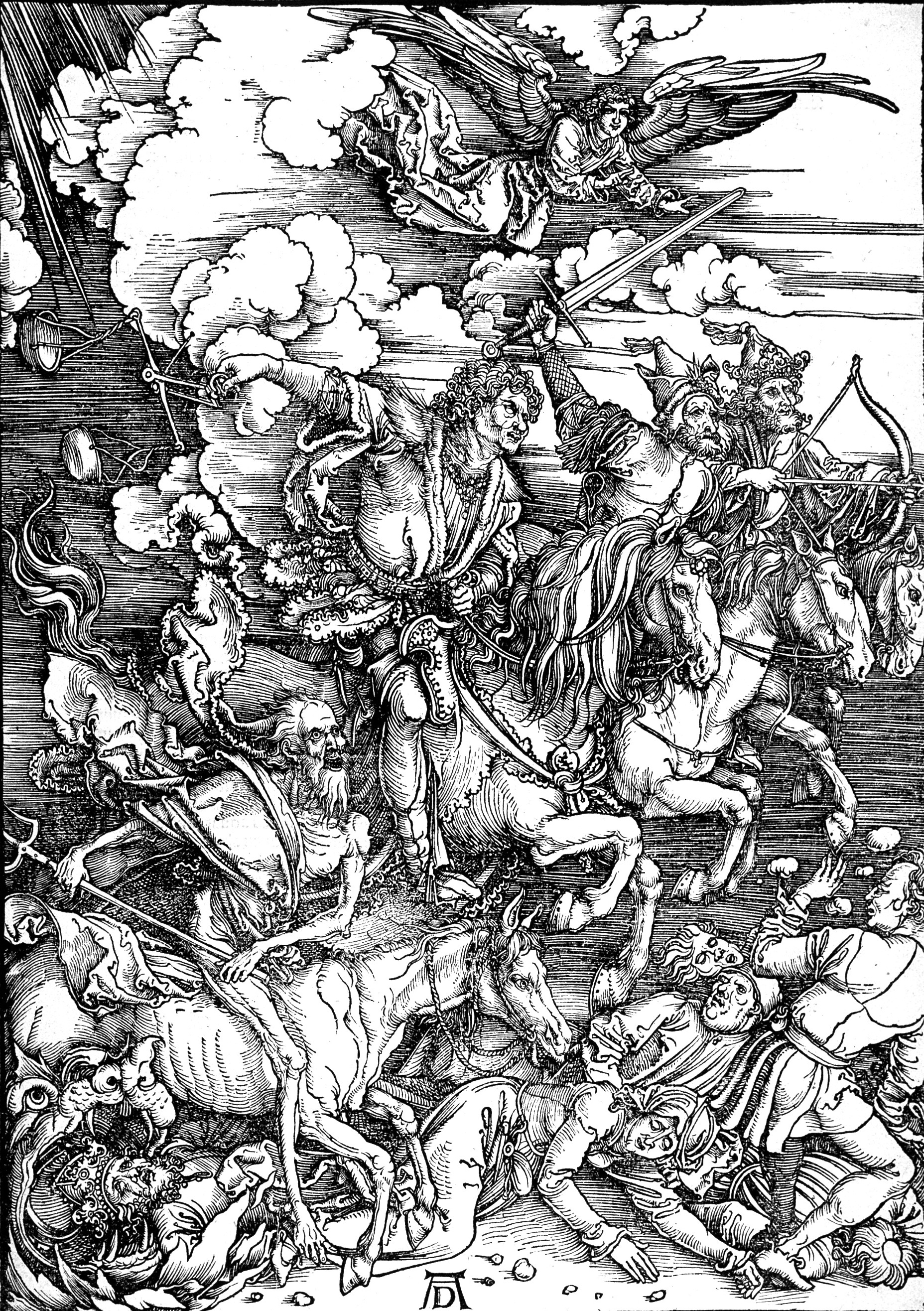
Los cuatro jinetes del apocalipsis, grabado de Durero
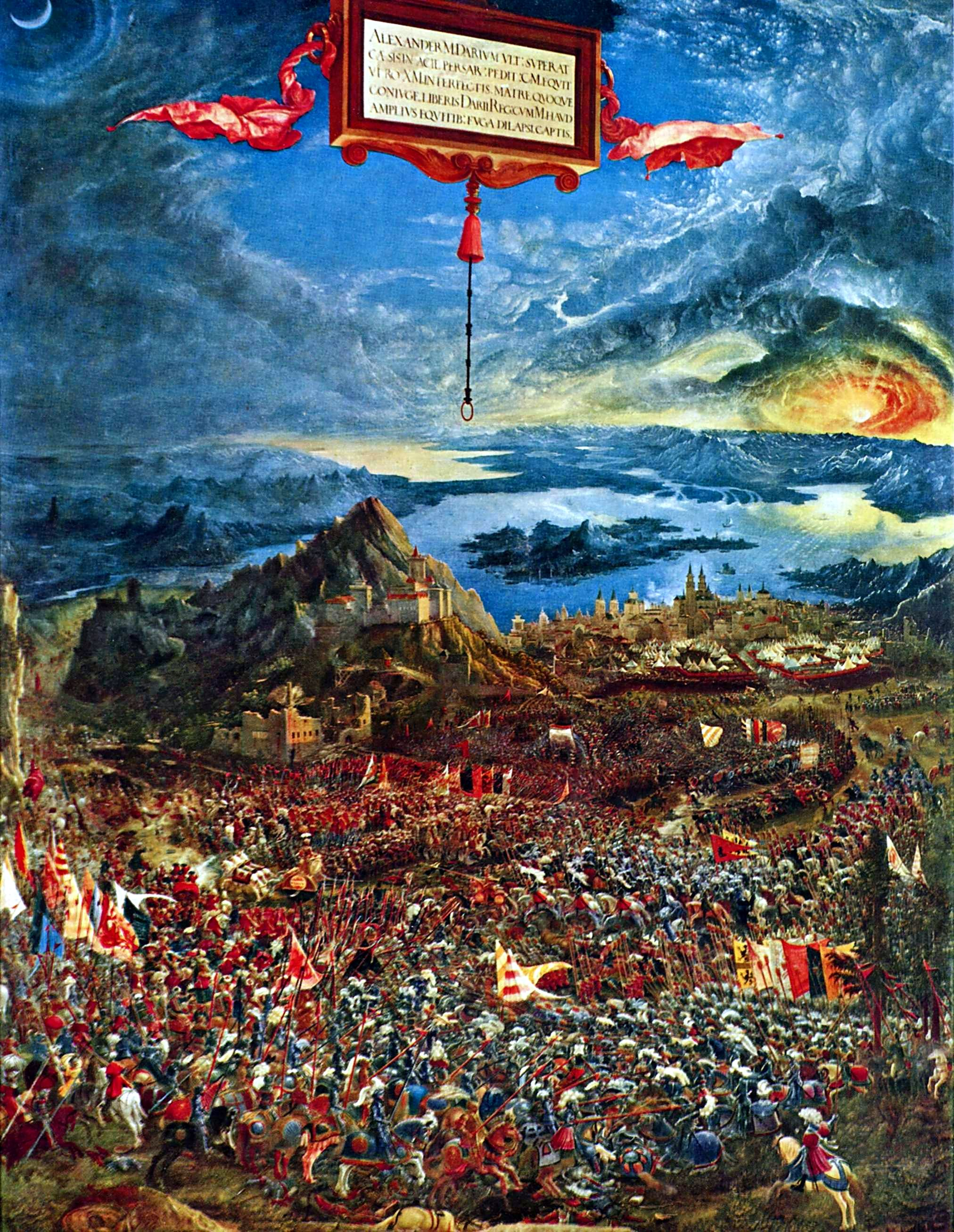
La batalla de Alejandro en Issos, de Altdorfer (1529).

El Barroco aplicó su estética abigarrada a las escenas del género.

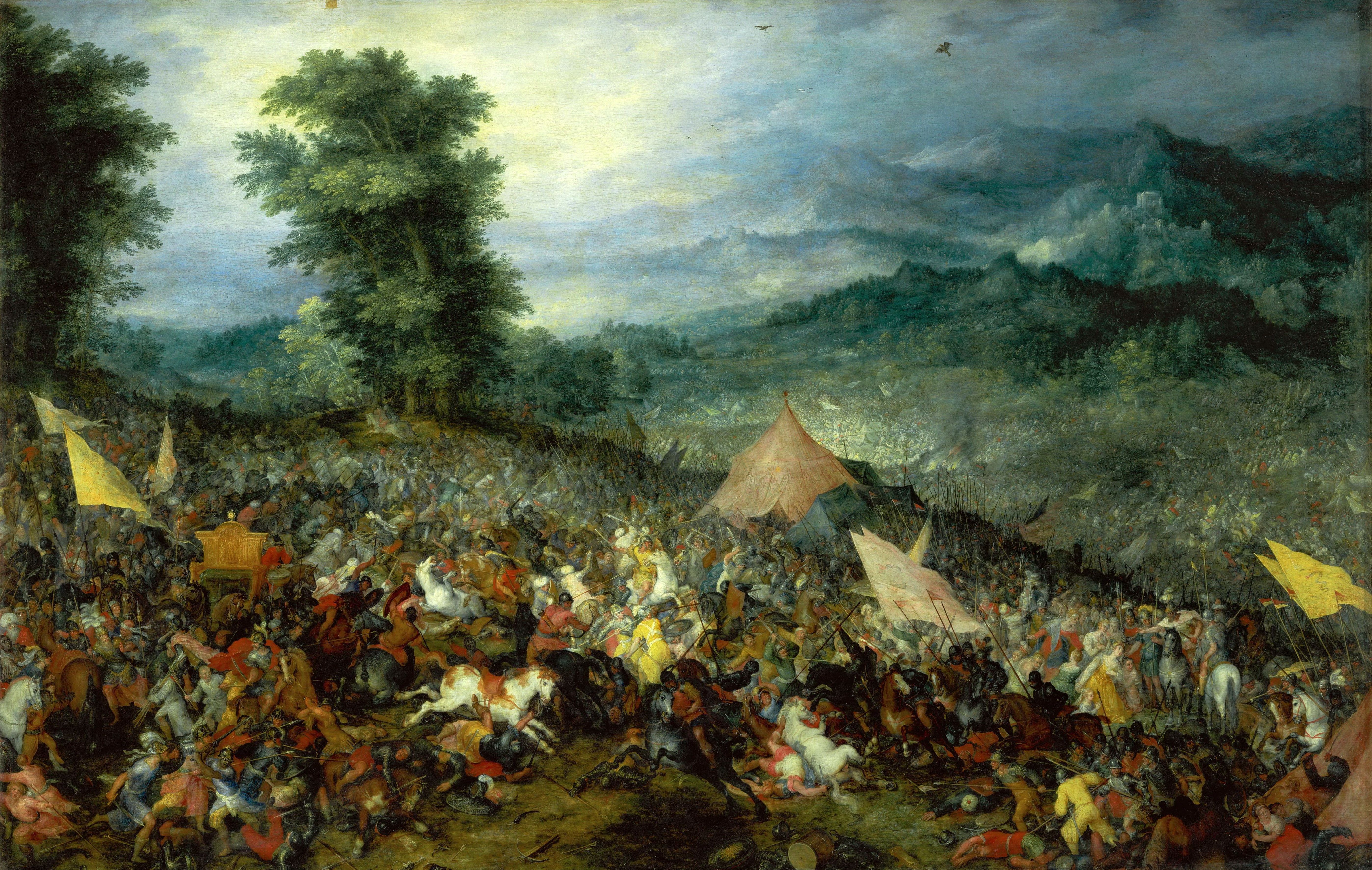
La batalla de Issos, de Jan Brueghel el viejo (1602).
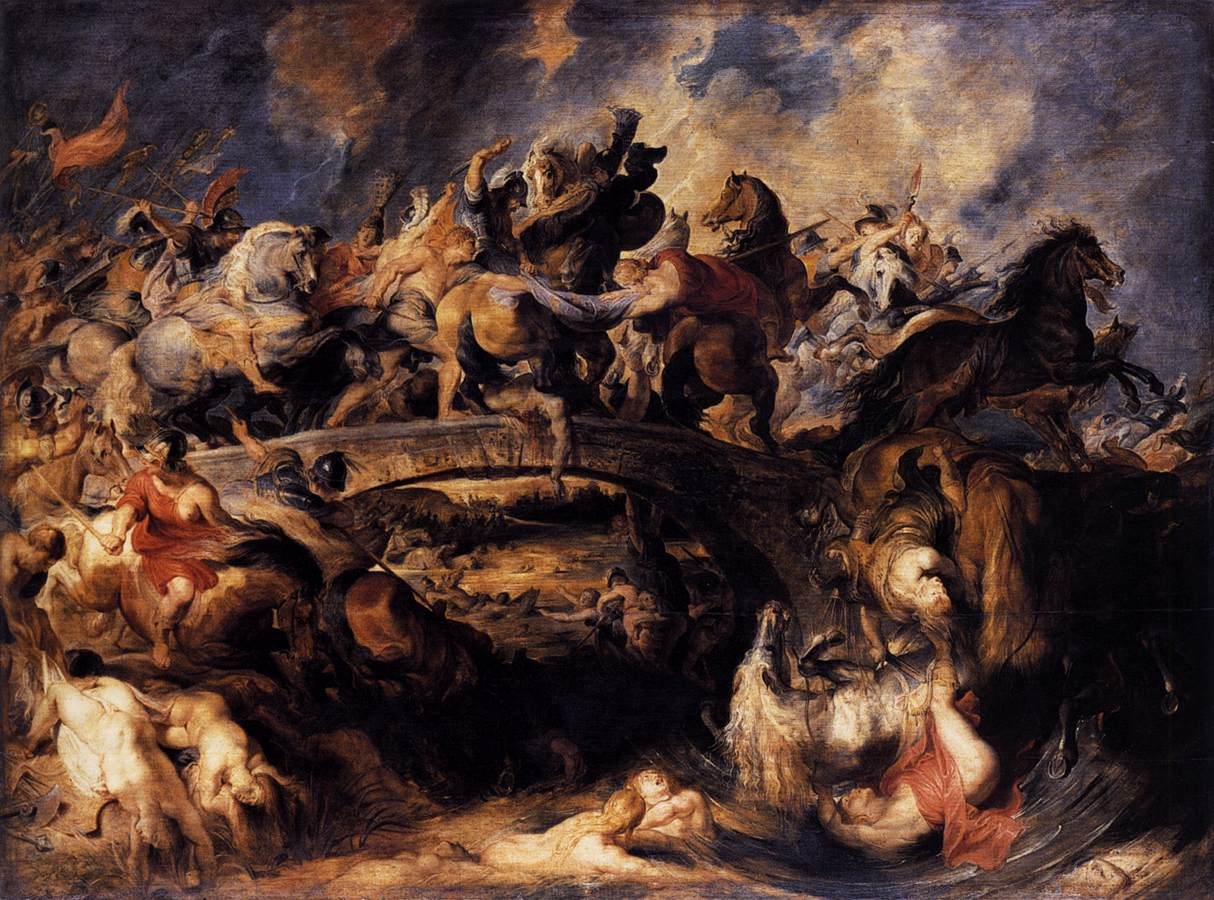
Batalla de las amazonas, de Rubens (1619).
Sitio de Viena de 1683, de autor anónimo.
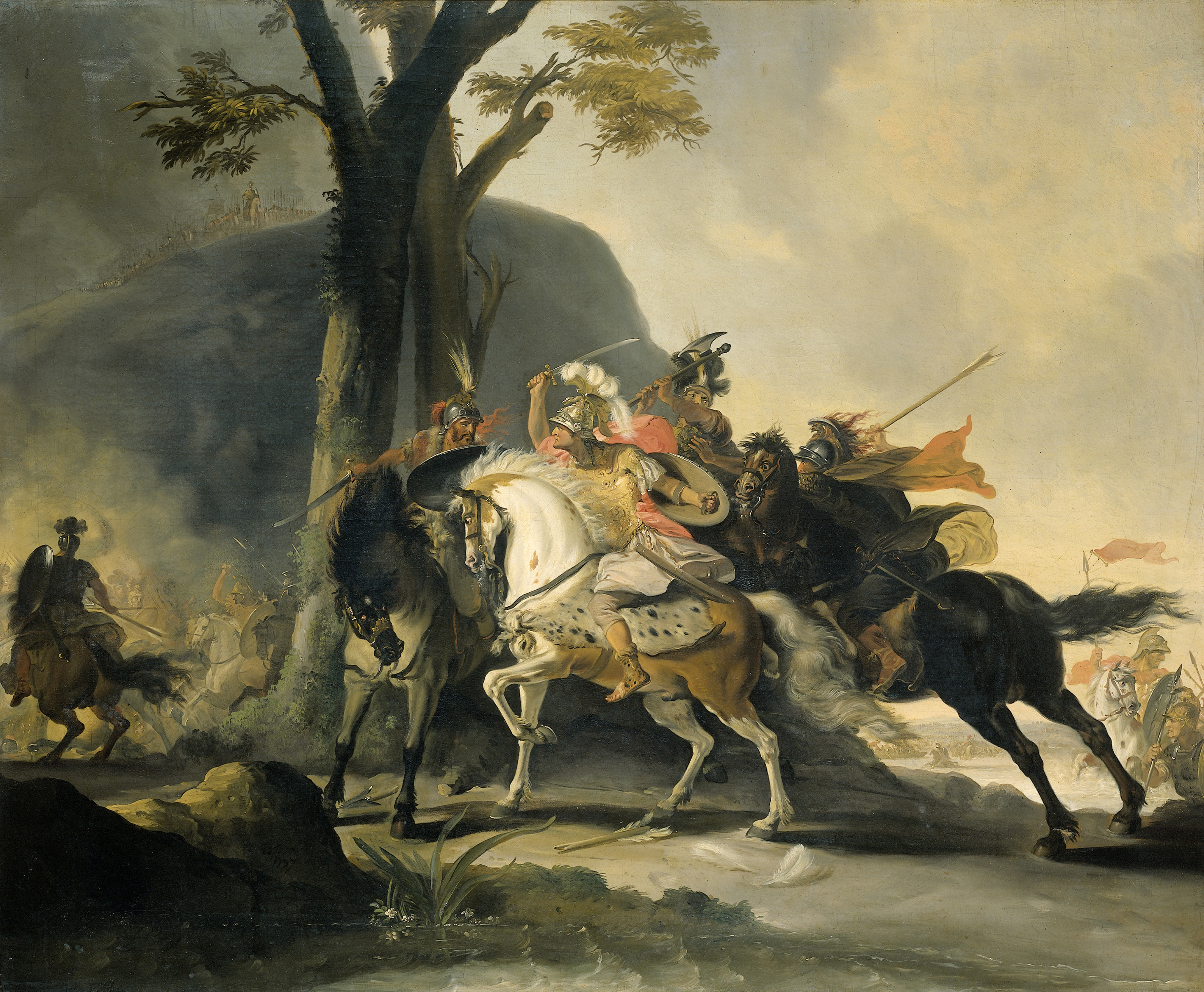
Alejandro en Granicos, de Cornelis Troost (1737).

El romanticismo, que abre de forma genial Francisco de Goya con La carga de los mamelucos, inaugura una nueva manera de considerar los caballos en la guerra y el género de pintura de historia (Géricault, Delacroix), con importantes continuadores en las décadas centrales del siglo XIX (Meissonier, Fortuny).

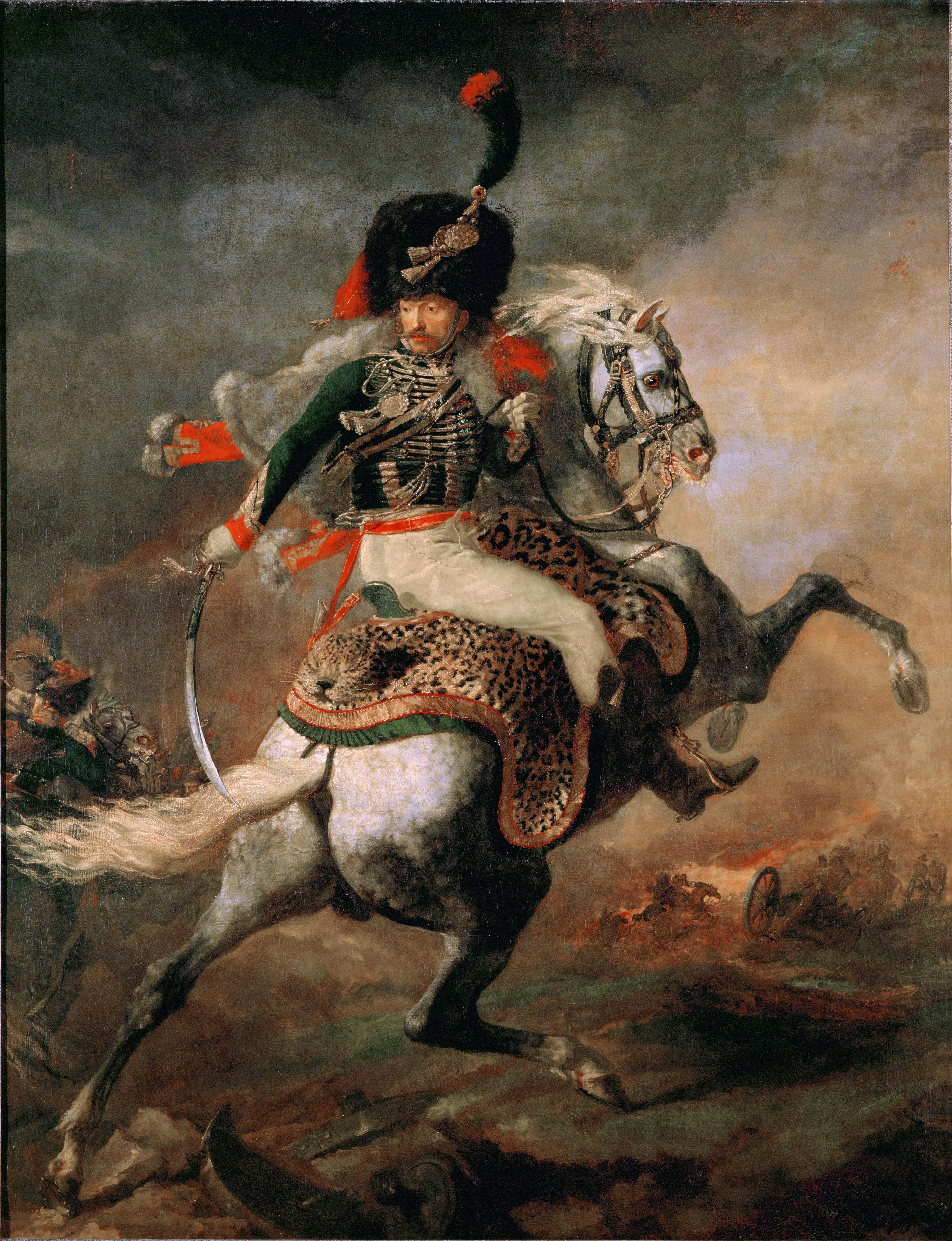
Cazador de la guardia, de Géricault (1812).
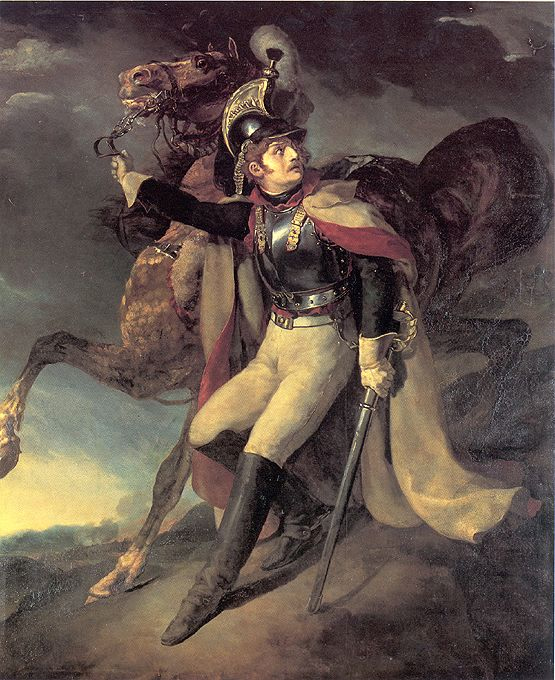
Coracero herido abandonando el campo de batalla, de Géricaut (1814).
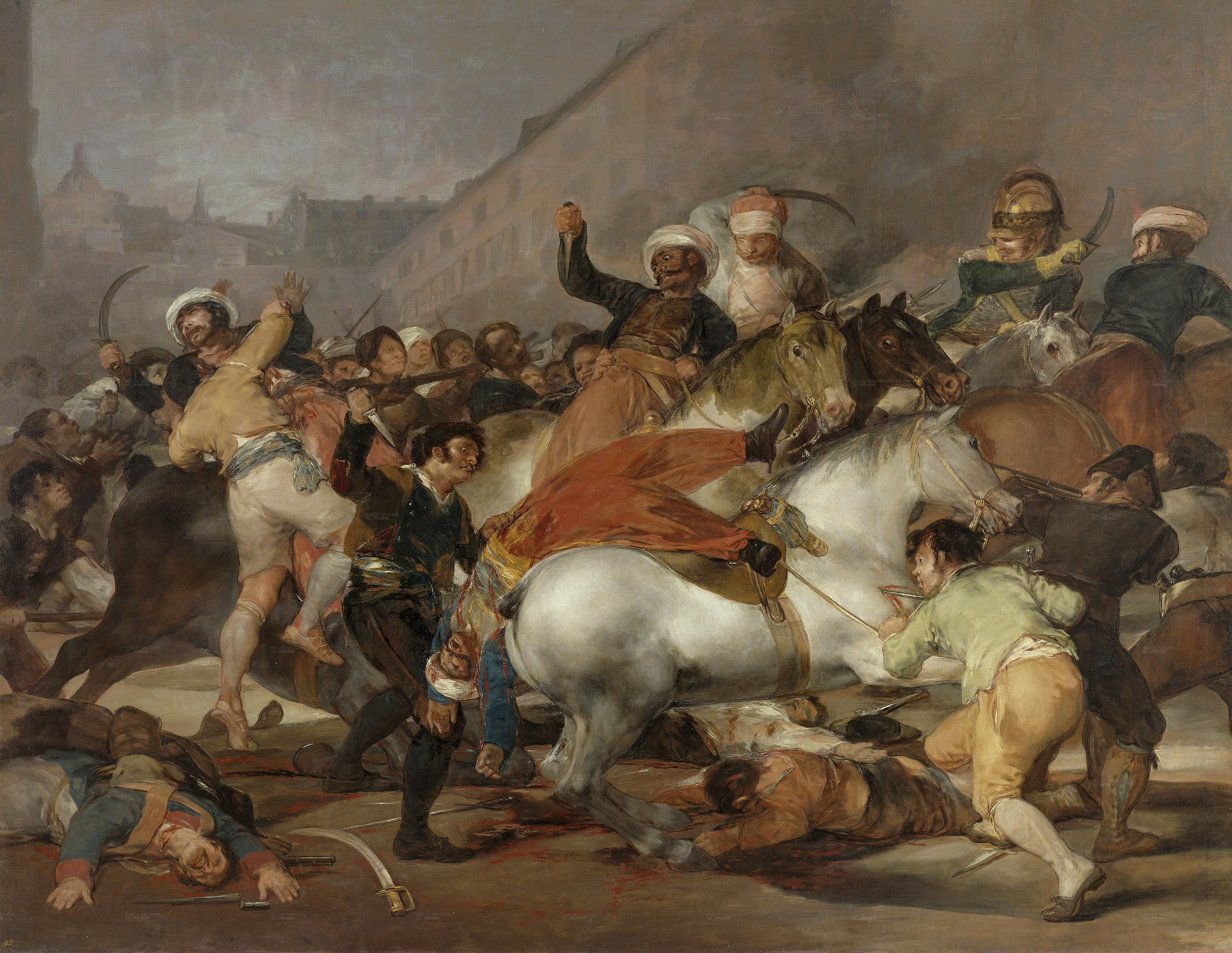
La carga de los mamelucos, de Goya (1814).
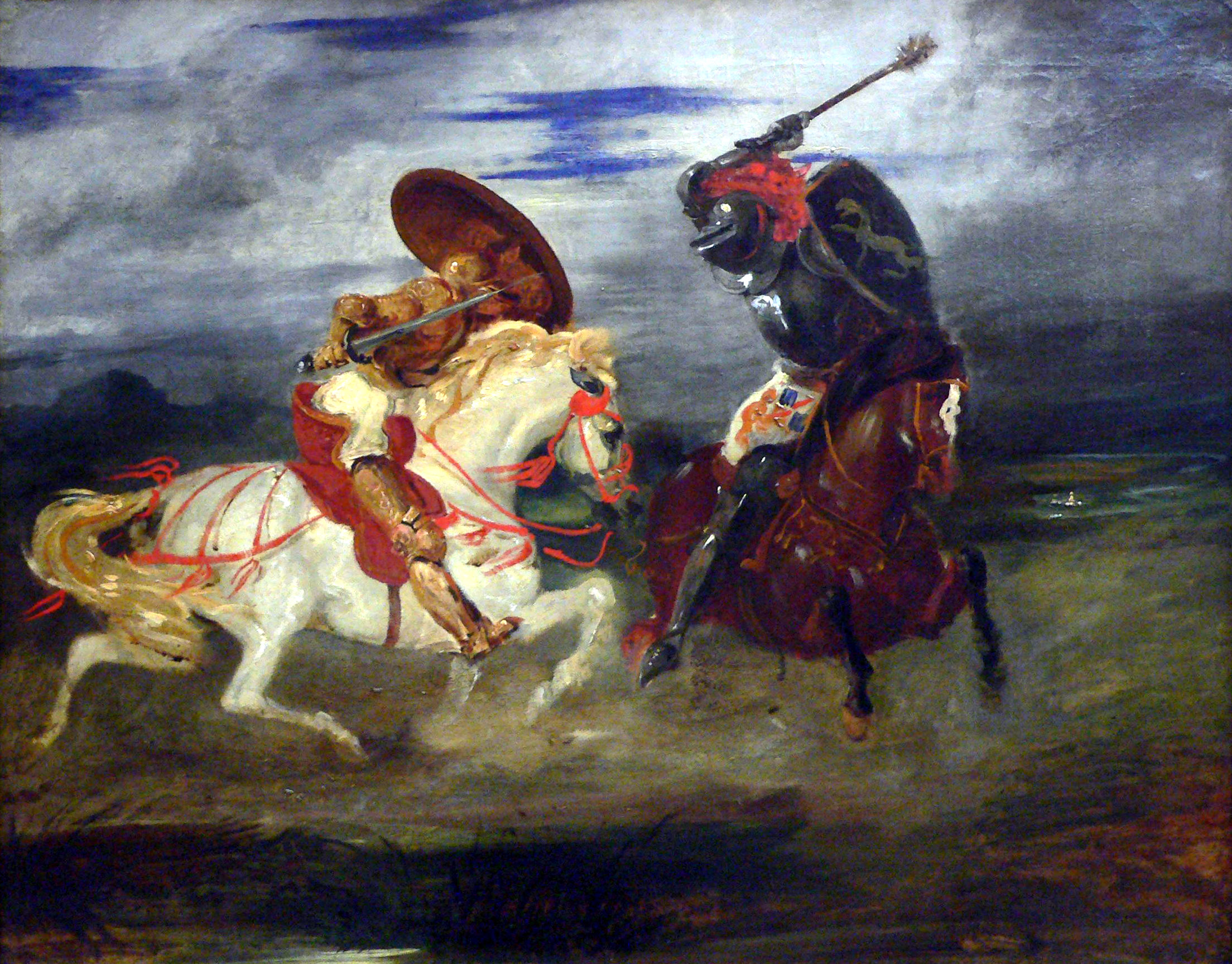
Combat de chevaliers dans la campagne reconstrucción romántico-historicista de un combate medieval, de Delacroix (1824).
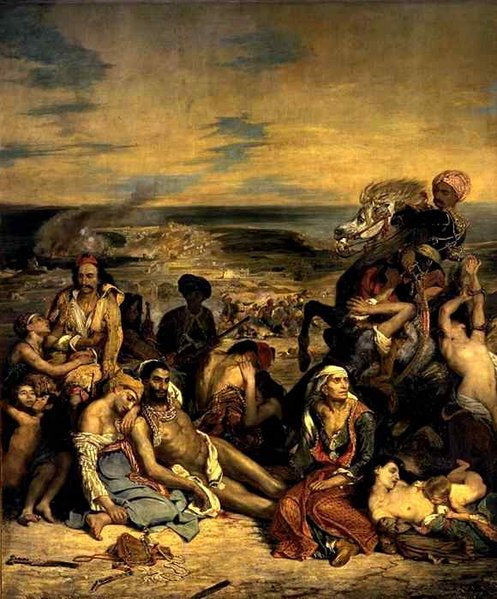
La masacre de Quíos, de Delacroix (1824).
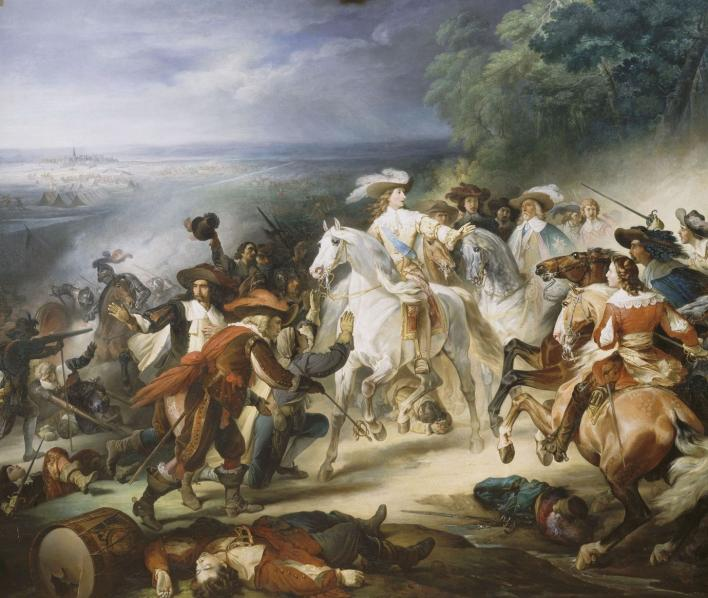
La batalla de Rocroi, de François Joseph Heim (1834).

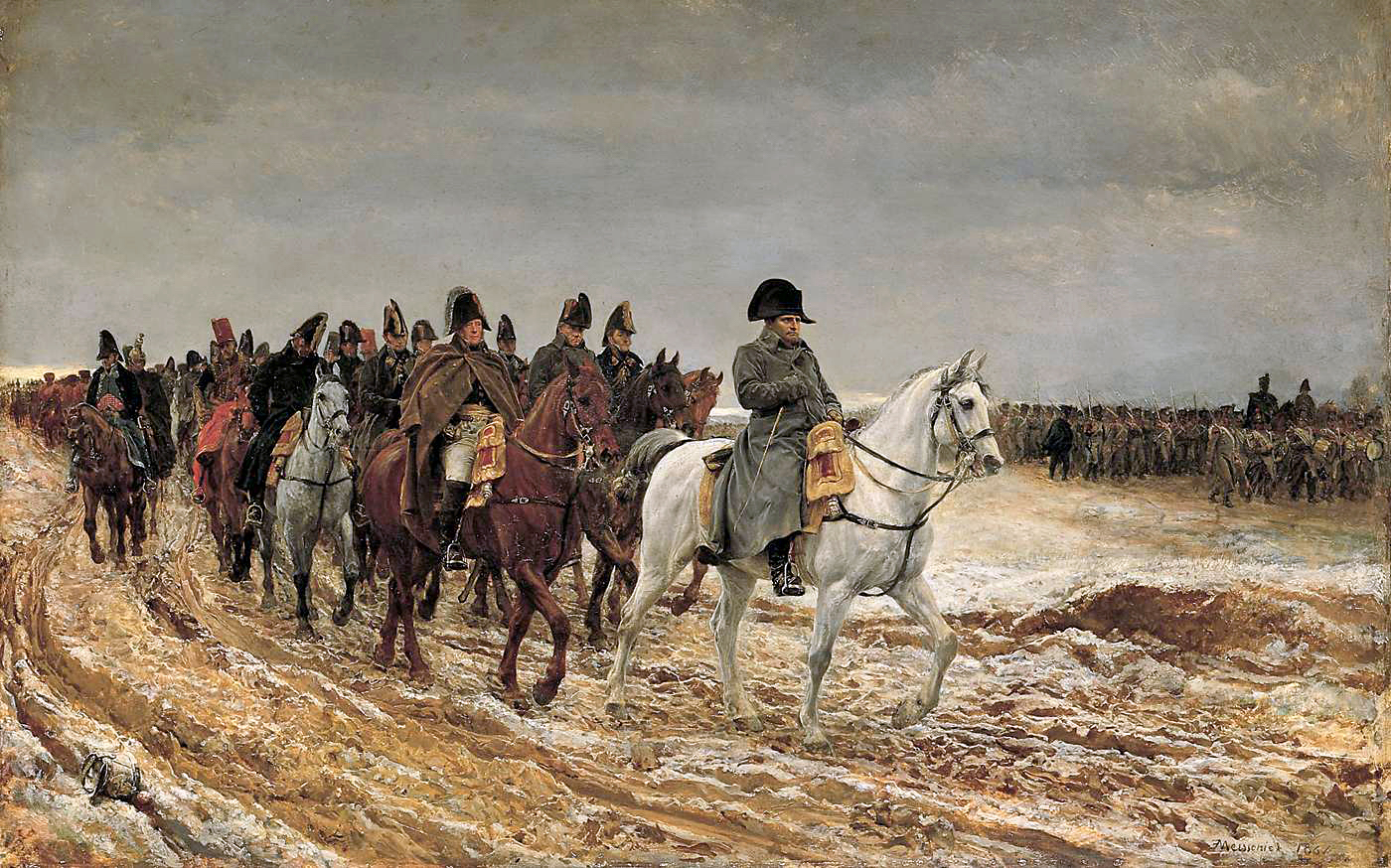
La campaña de Francia de 1814, de Jean-Louis-Ernest Meissonier (1864).
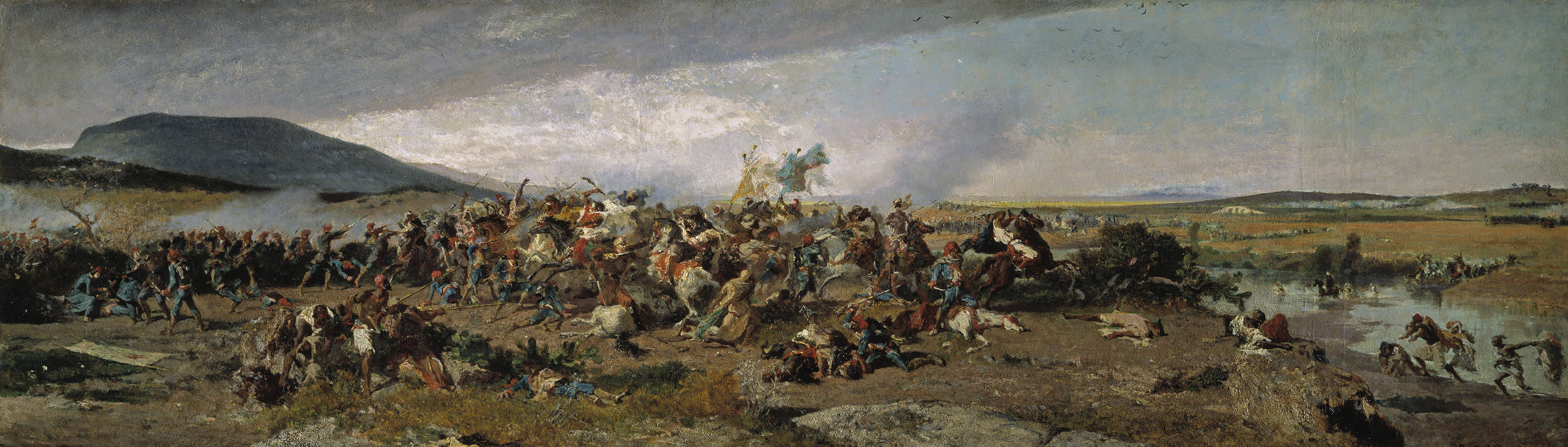
La batalla de Wad-Ras, de Mariano Fortuny (1863).
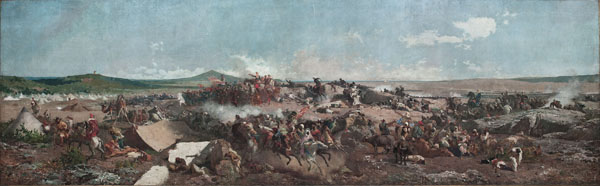
La batalla de Tetuán, de Fortuny (1864).
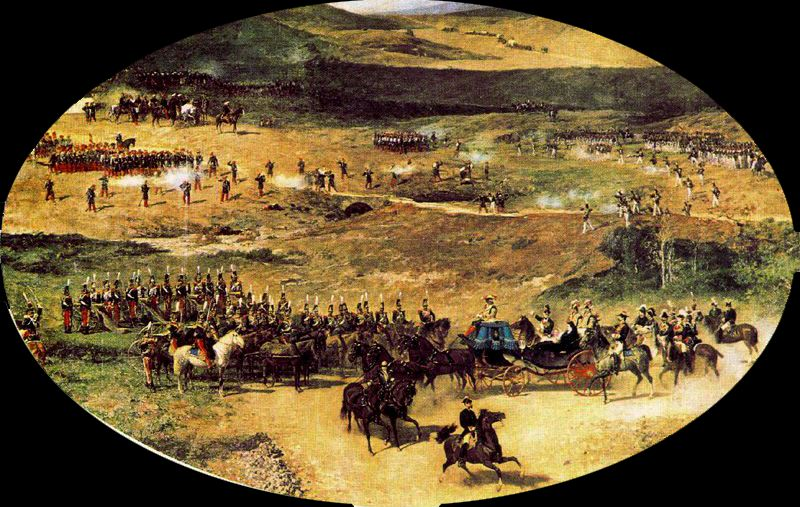
Las reinas Maria Cristina e Isabel II en la Guerra Carlista, de Fortuny (1867).

A finales del siglo XIX, algunos pintores, como Giovanni Fattori, intentaron una renovación estética del género; pero en general, las convenciones academicistas eran las más demandadas por los encargos institucionales (José Moreno Carbonero Entrada de Roger de Flor en Constantinopla, 1888). Alfred Munnings, que se enriqueció con sus encargos de pintura de batallas, llegó a presidente de la Royal Academy en 1944.

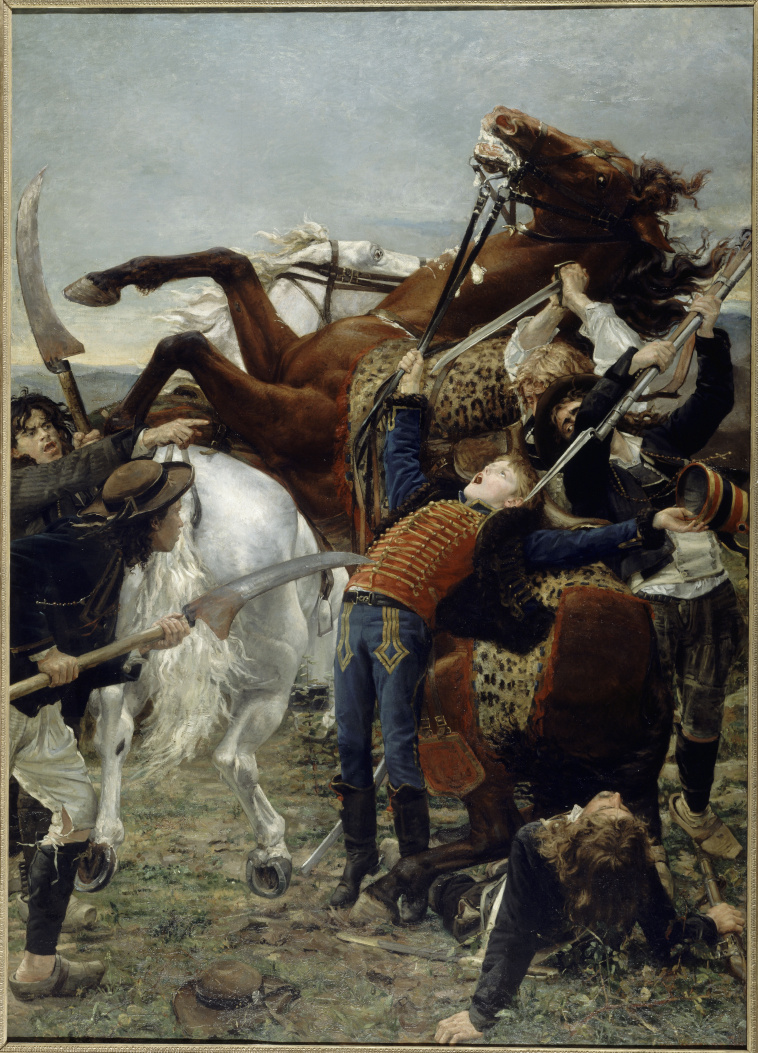
Muerte de Bara, por Jean-Joseph Weerts (1880).
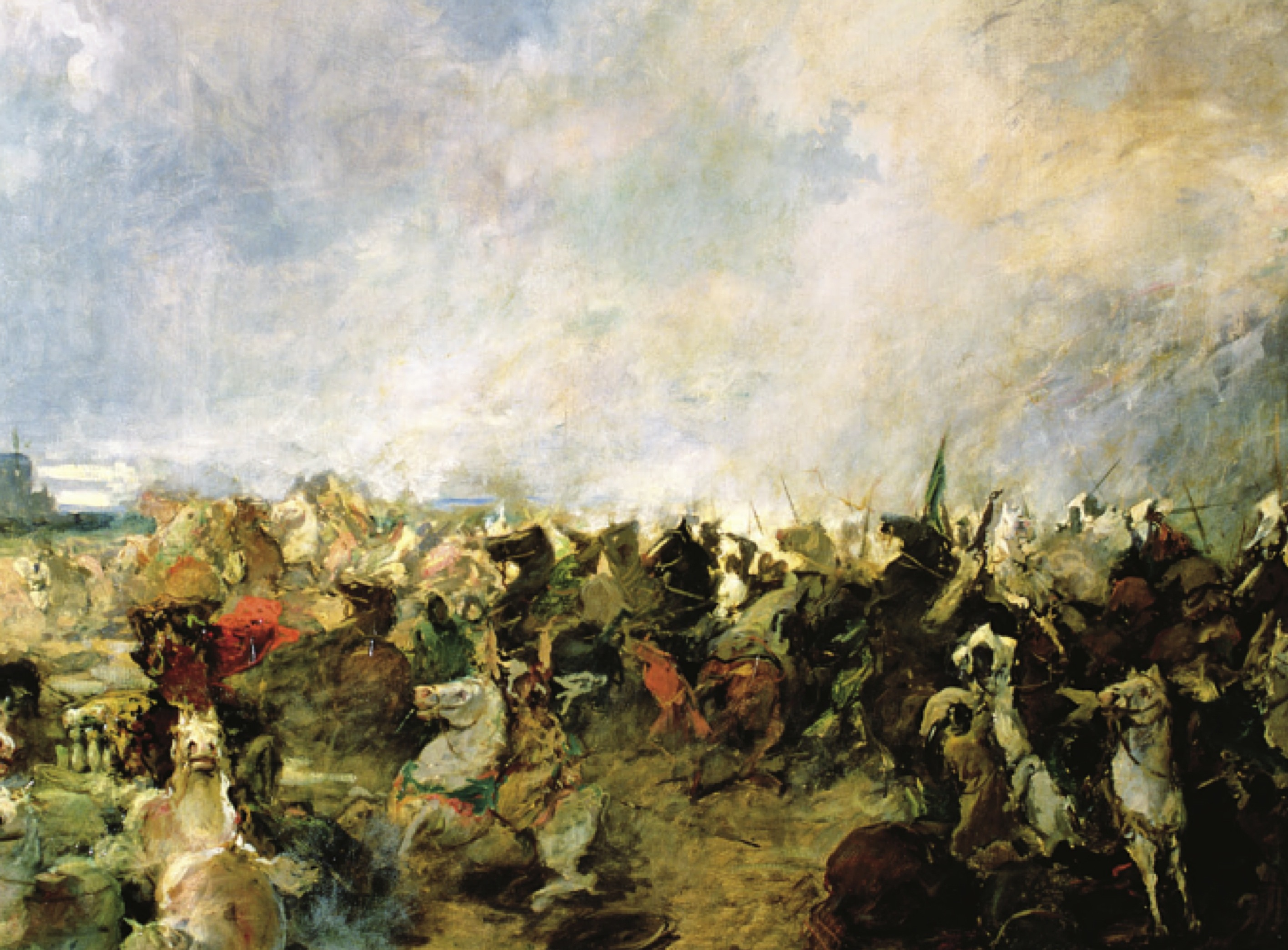
La batalla de Guadalete, de Salvador Martínez Cubells (antes de 1914).
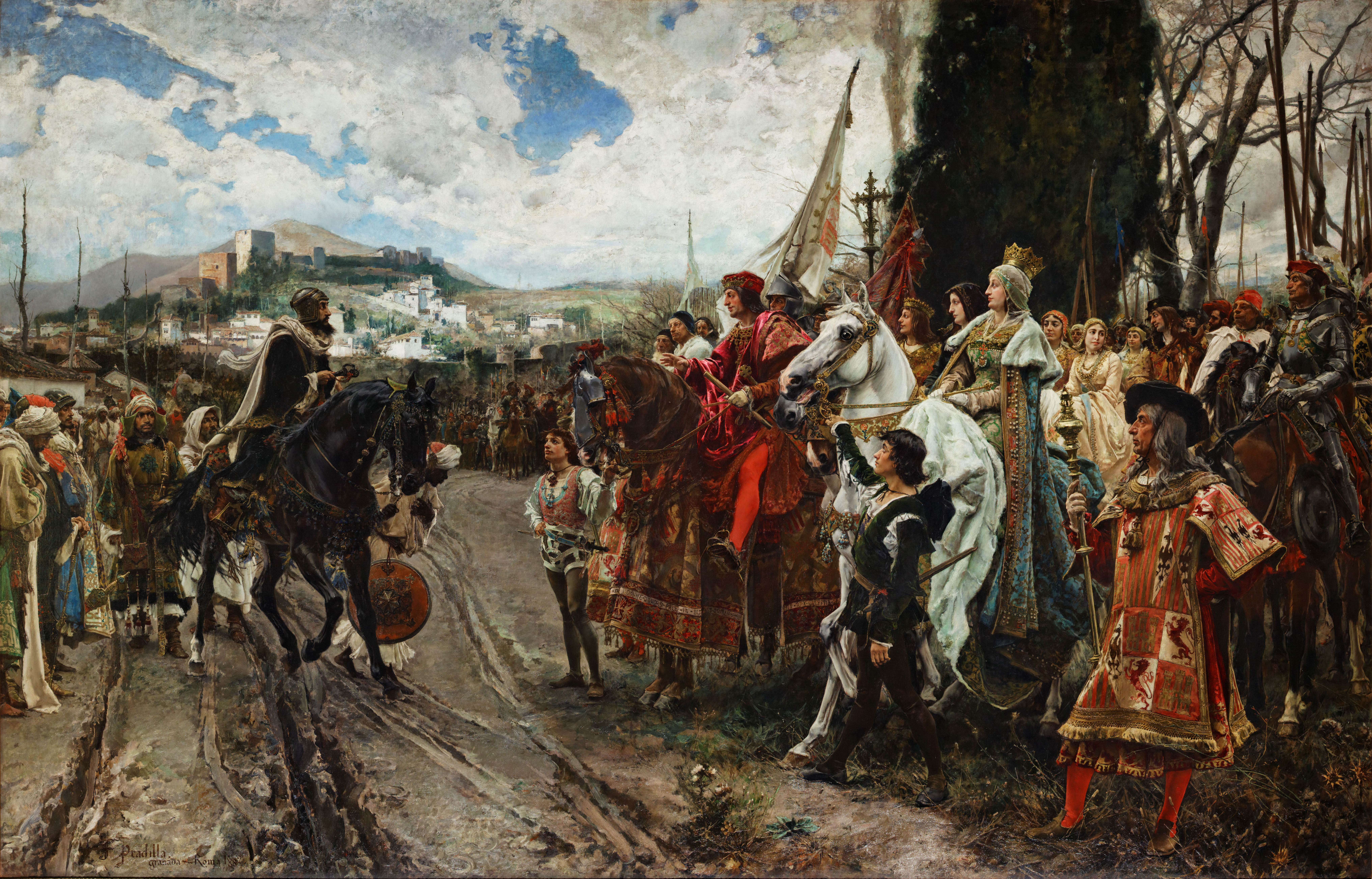
La rendición de Granada, de Francisco Pradilla (1882).
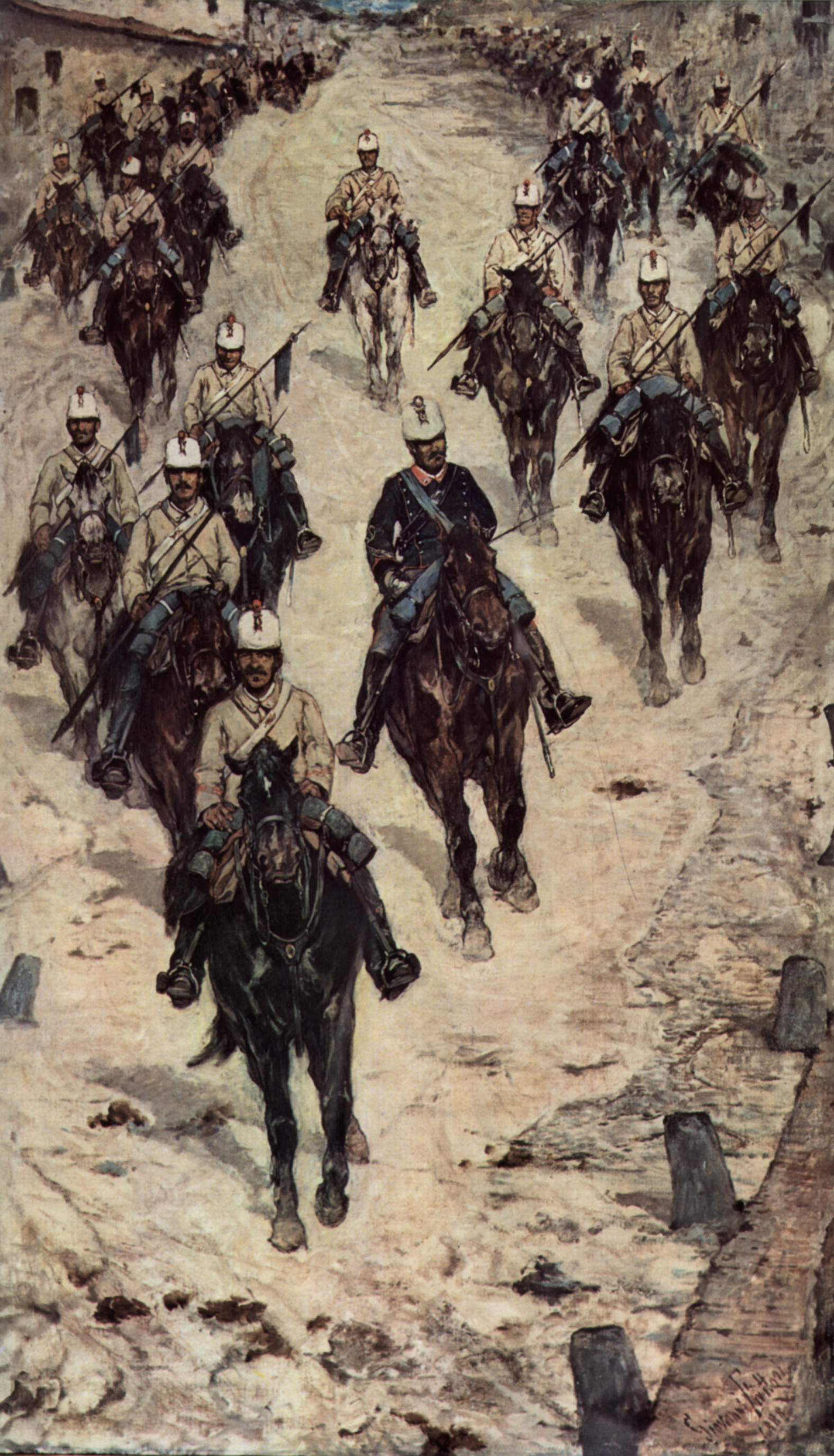
Cuerpo de caballería avanzando por una calle, de Giovanni Fattori (1888).
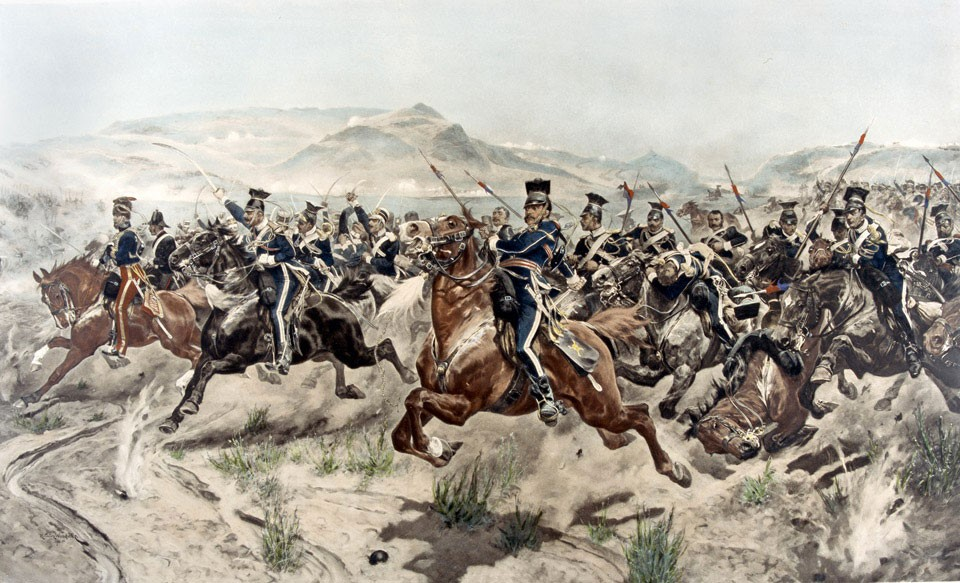
La carga de la Brigada Ligera, de Richard Caton Woodville, Jr. (1894).
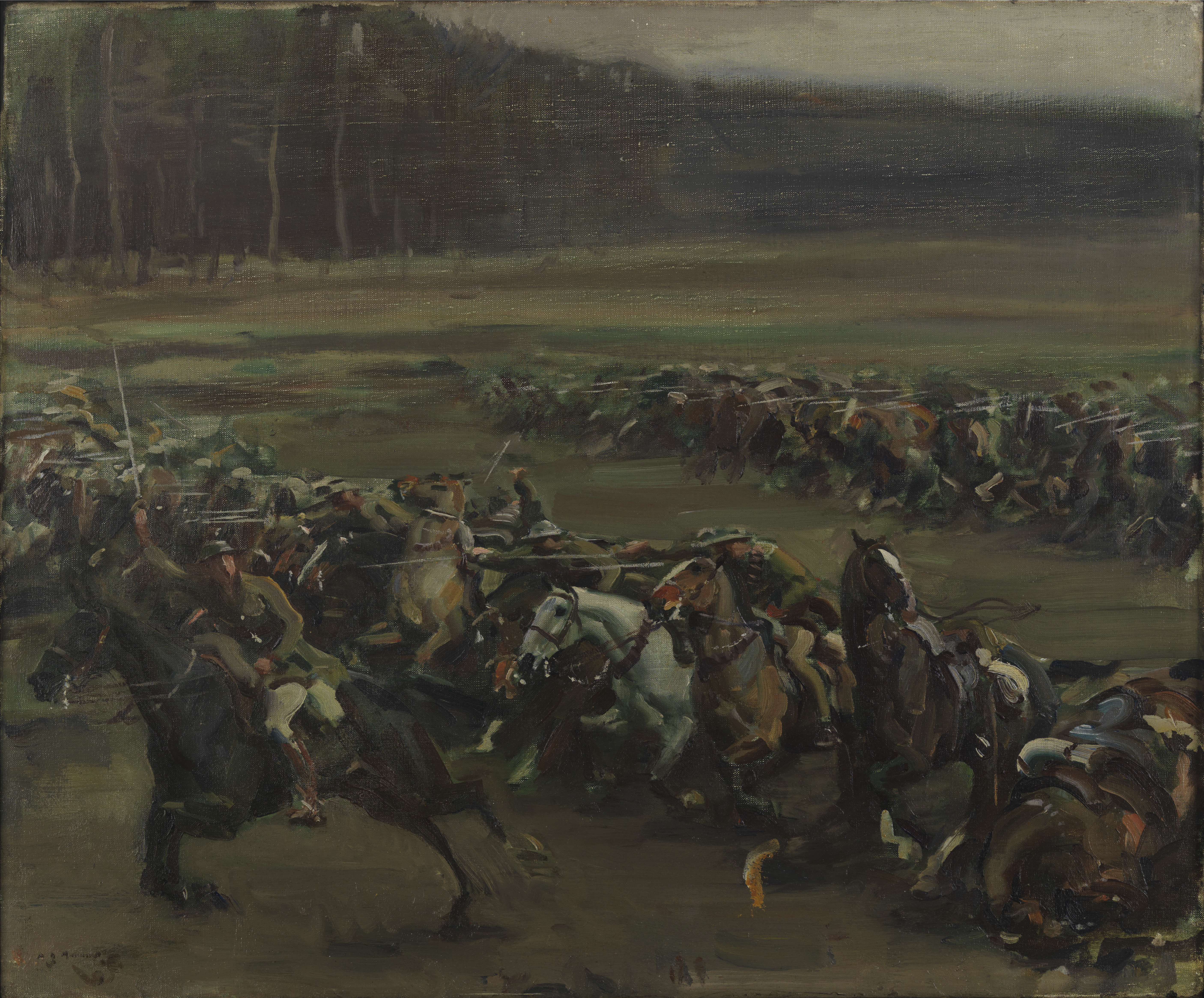
La carga del escuadrón Flowerdew, de Alfred Munnings (1918).

### El caballero cristiano

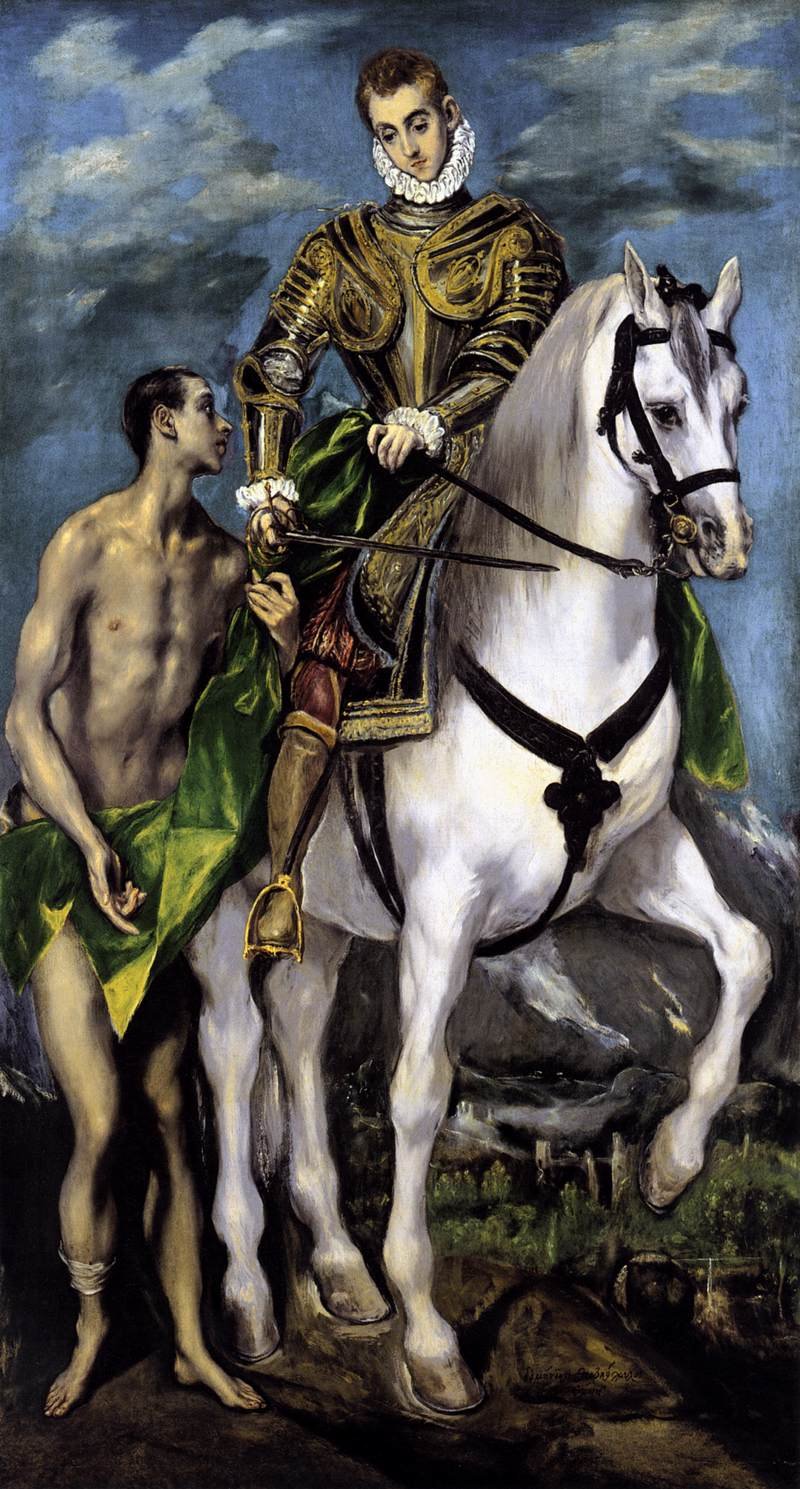
San Martín, de El Greco (ca. 1597).

El miles Christi ("soldado" o "caballero cristiano") es un tópico cultural del cristianismo medieval, que se identifica iconográficamente en muchos casos con la figura de un jinete armado, especialmente San Martín de Tours (partiendo su capa con un pobre) y San Jorge (como San Jorge y el Dragón).

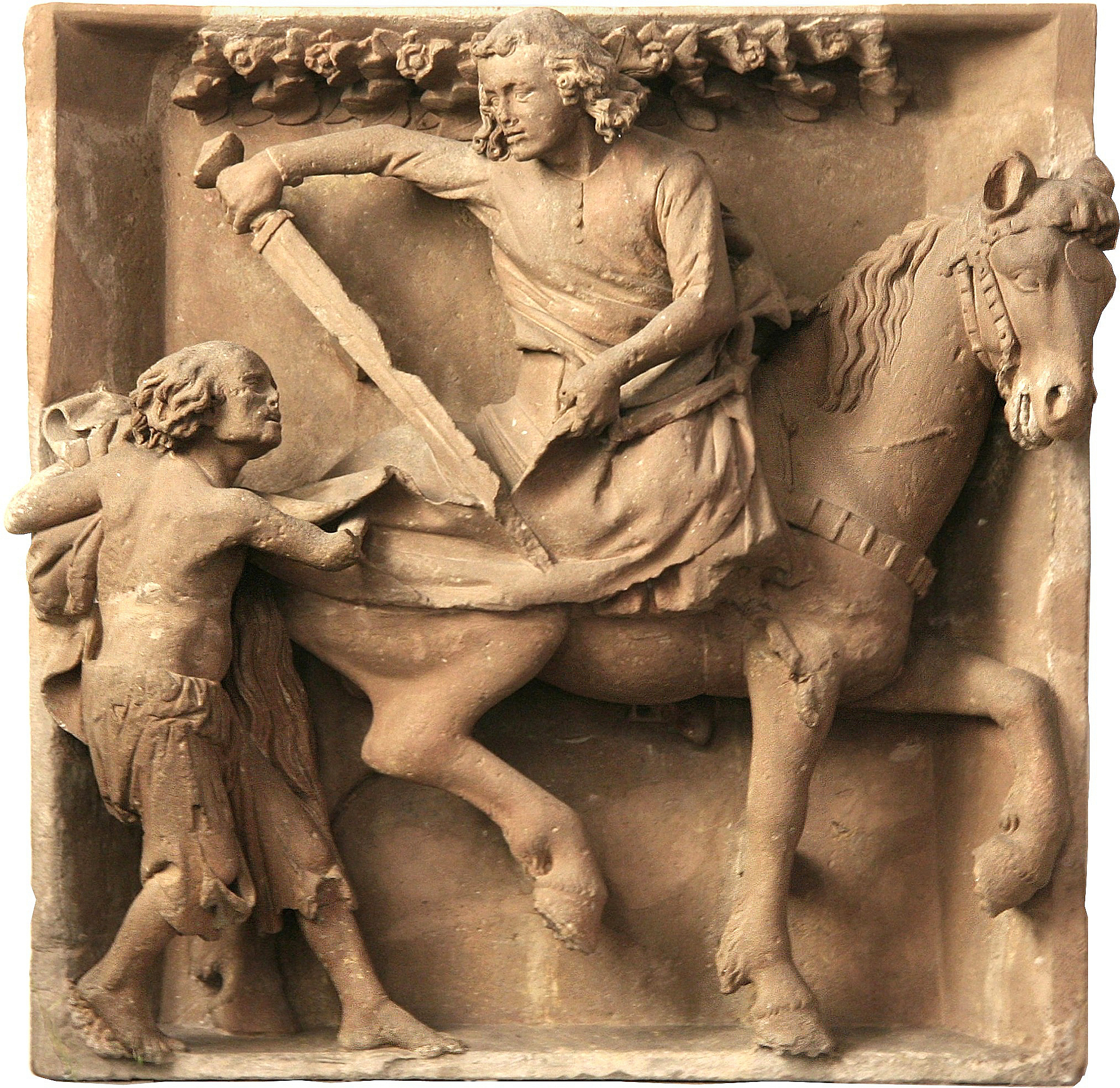
El llamado Jinete Bassenheirme[84] (Bassenheimer Reiter, un "San Martín partiendo su capa con un pobre"), del Maestro de Naumburg[85] (ca. 1240).
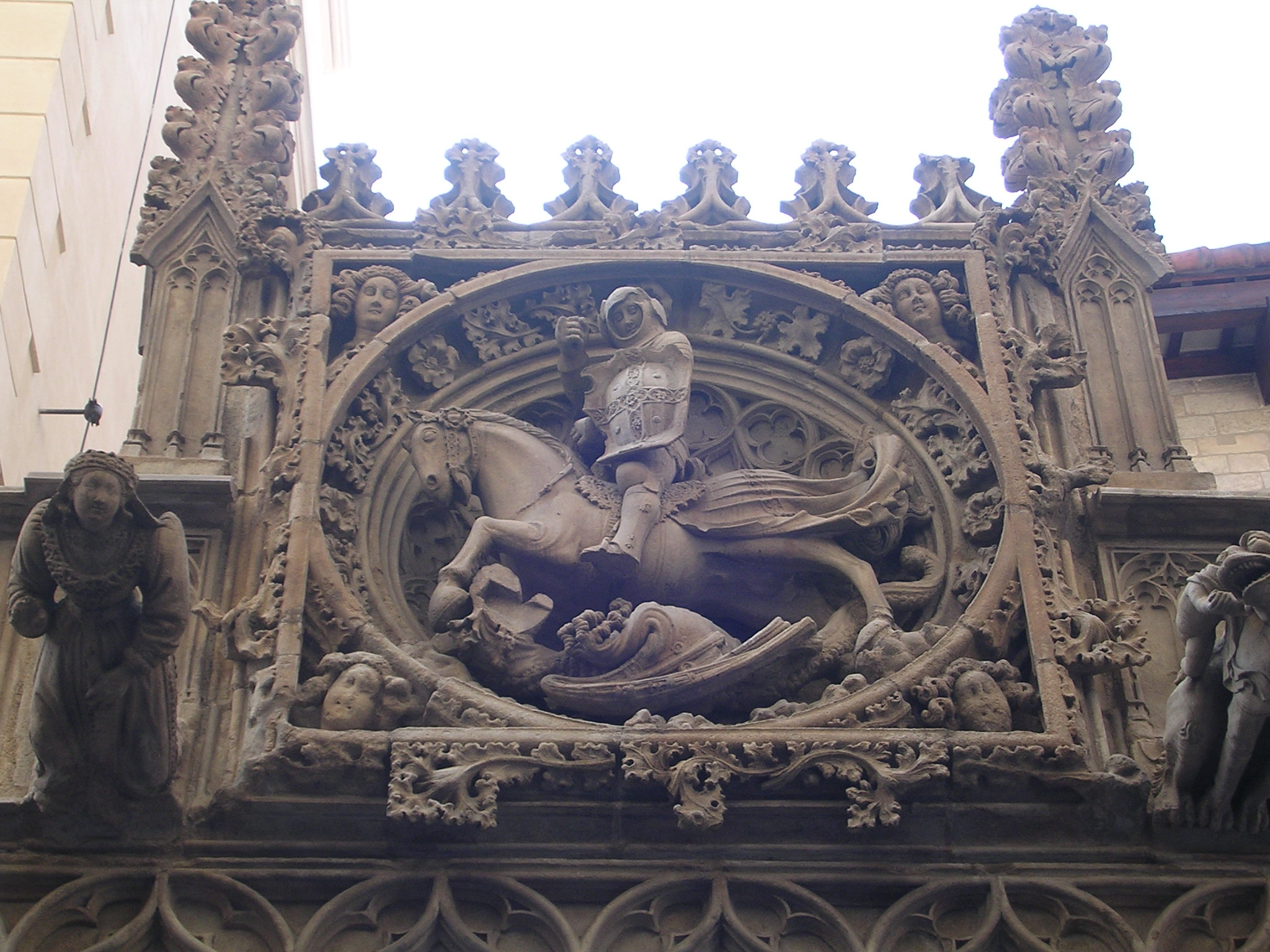
Sant Jordi, de Pere Johan, una escultura gótica de la fachada del Palau de la Generalitat de Barcelona (1420).
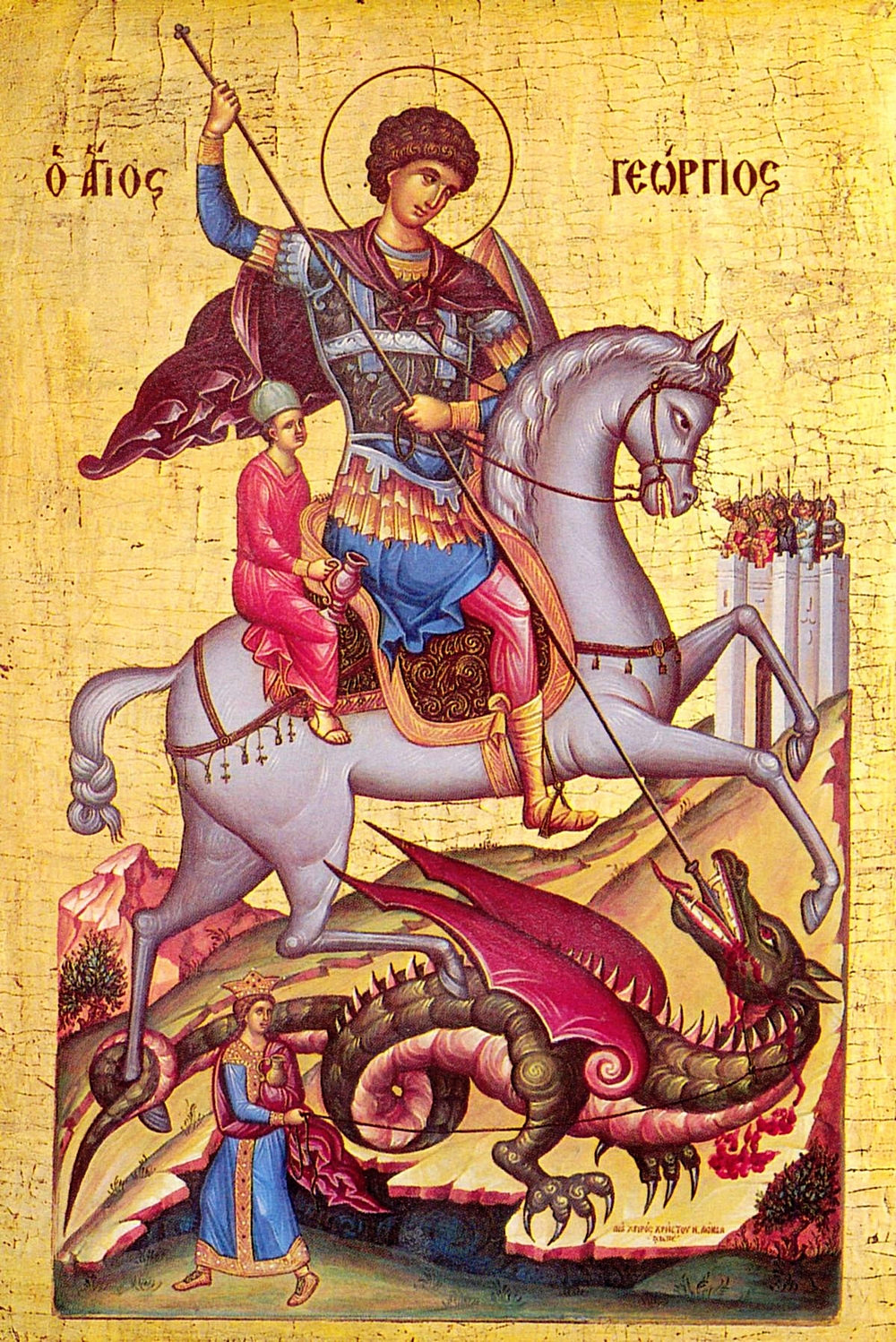
San Jorge en un icono bizantino.
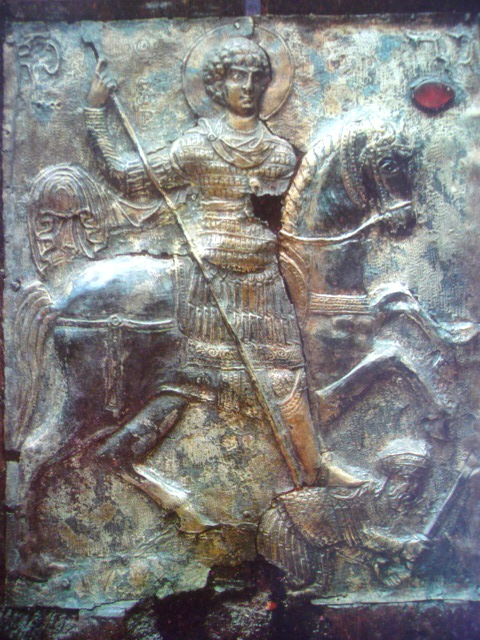
Representación georgiana de San Jorge (siglo XI) en la que se ha sustituido el dragón por una imagen de Diocleciano (el emperador bajo el que fue martirizado el santo).
San Jorge y el dragón (Paolo Ucello), 1456.[86]
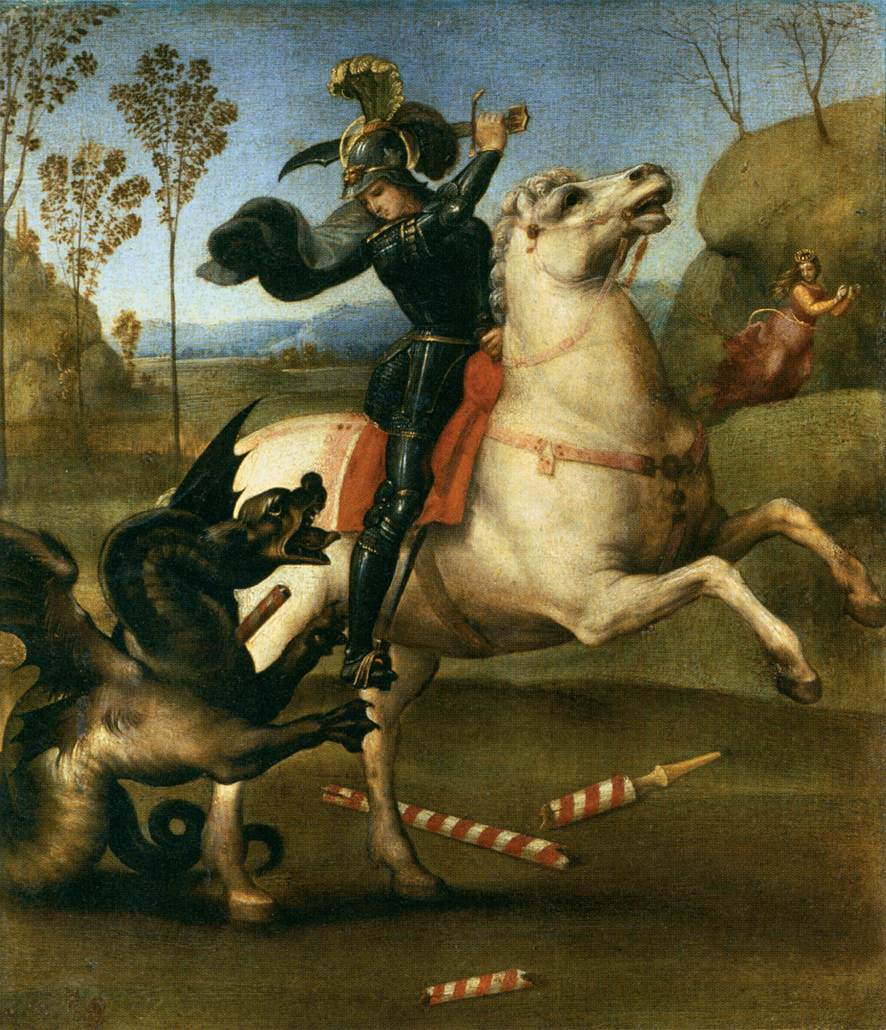
San Jorge y el dragón, de Rafael Sanzio (1504).
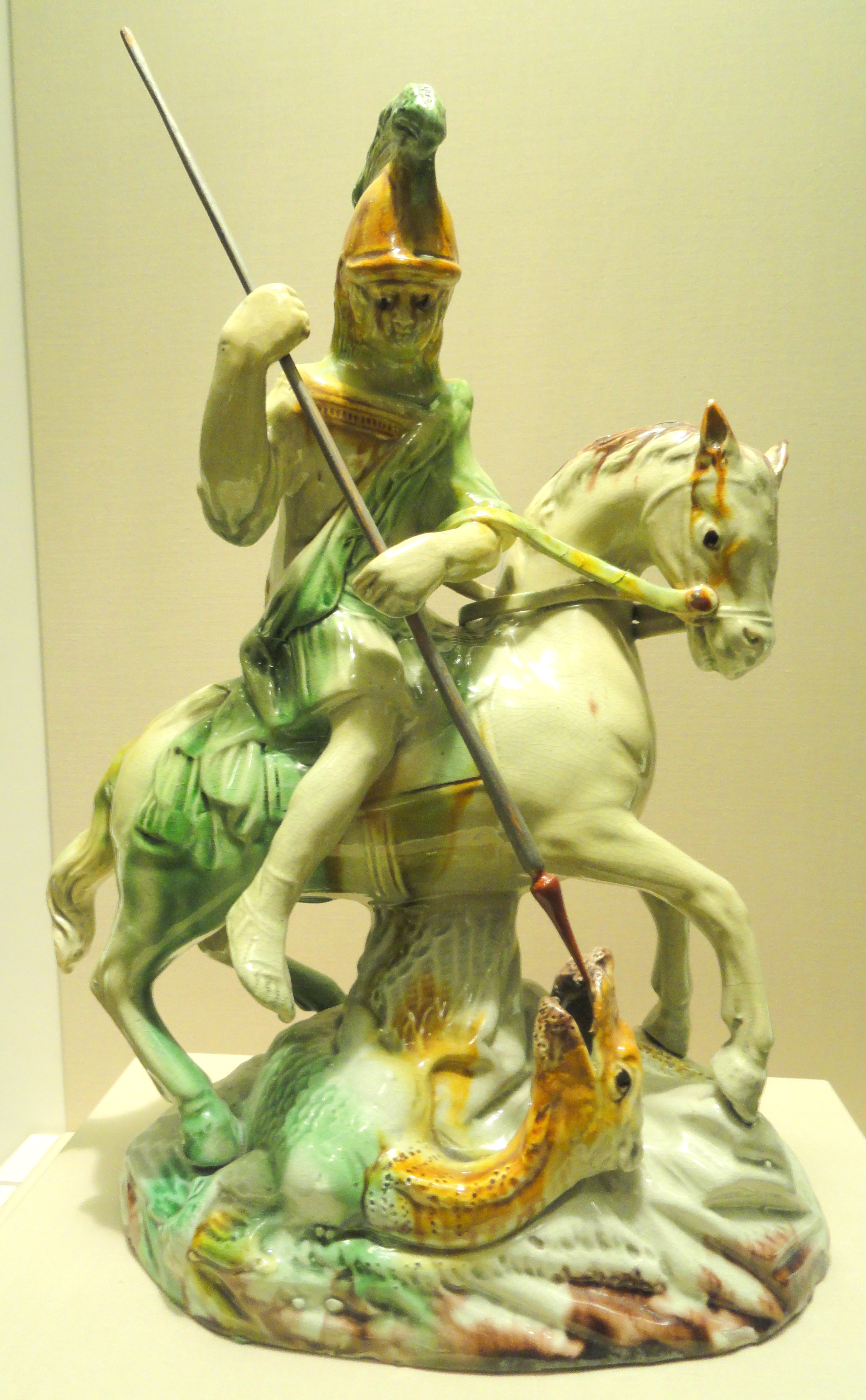
San Jorge en una porcelana inglesa del siglo XVIII.
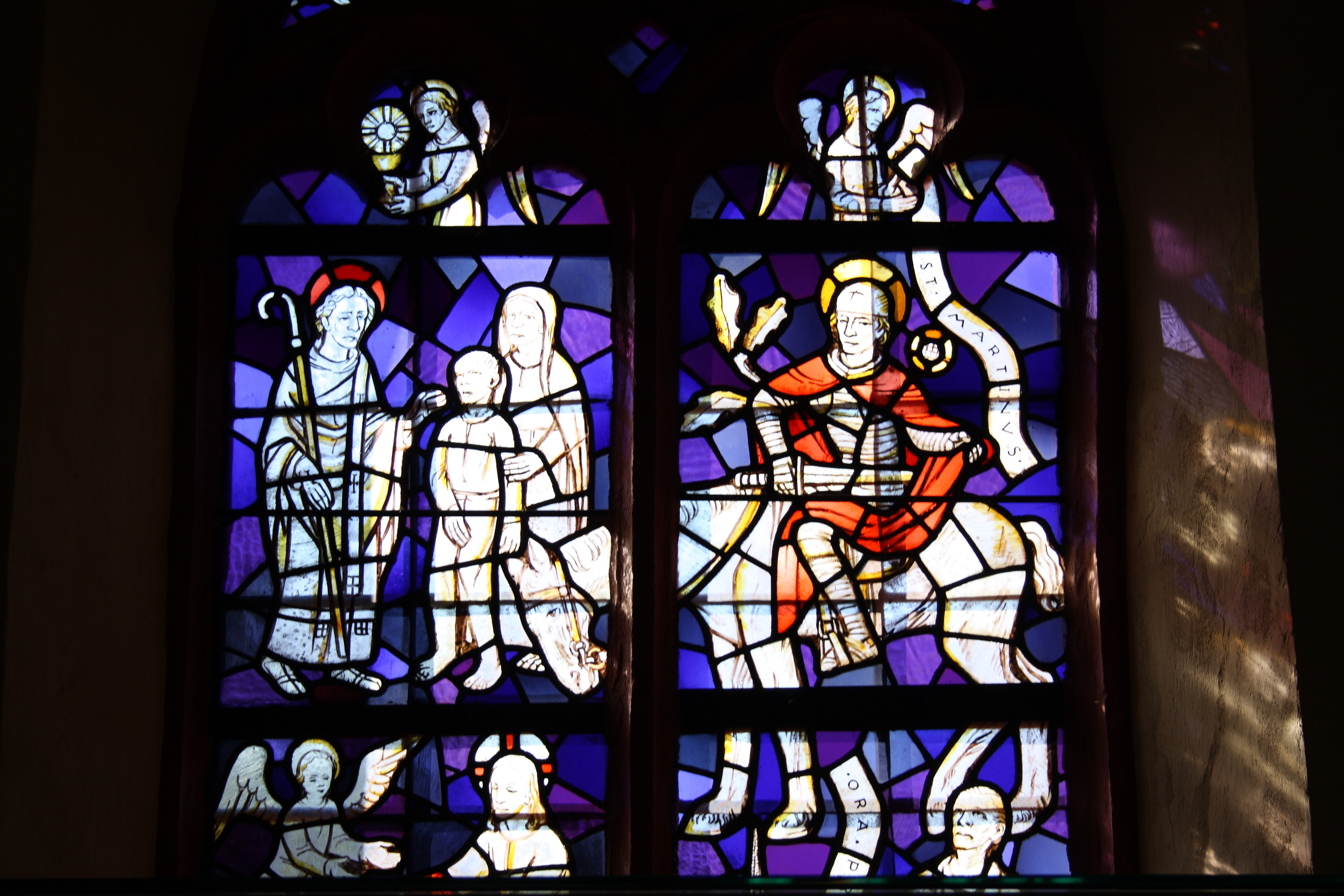
San Martín en una vidriera medieval.

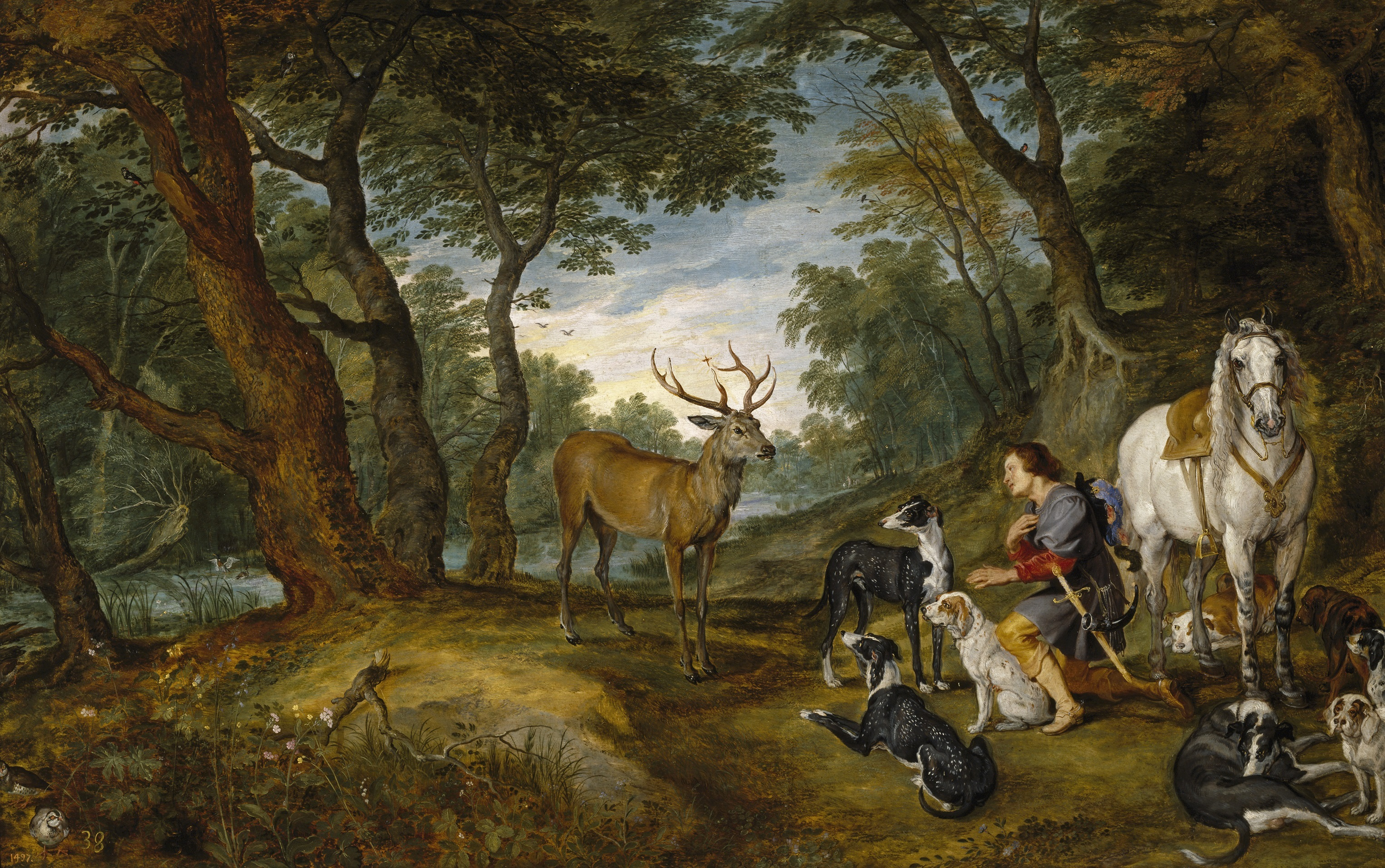
La Visión de San Huberto de Jan Brueghel el Viejo y Rubens (1617).

Similares son las historias de San Eustaquio y San Huberto (se les representa a caballo, persiguiendo a un ciervo cuya cornamenta se transfigura en crucifijo).

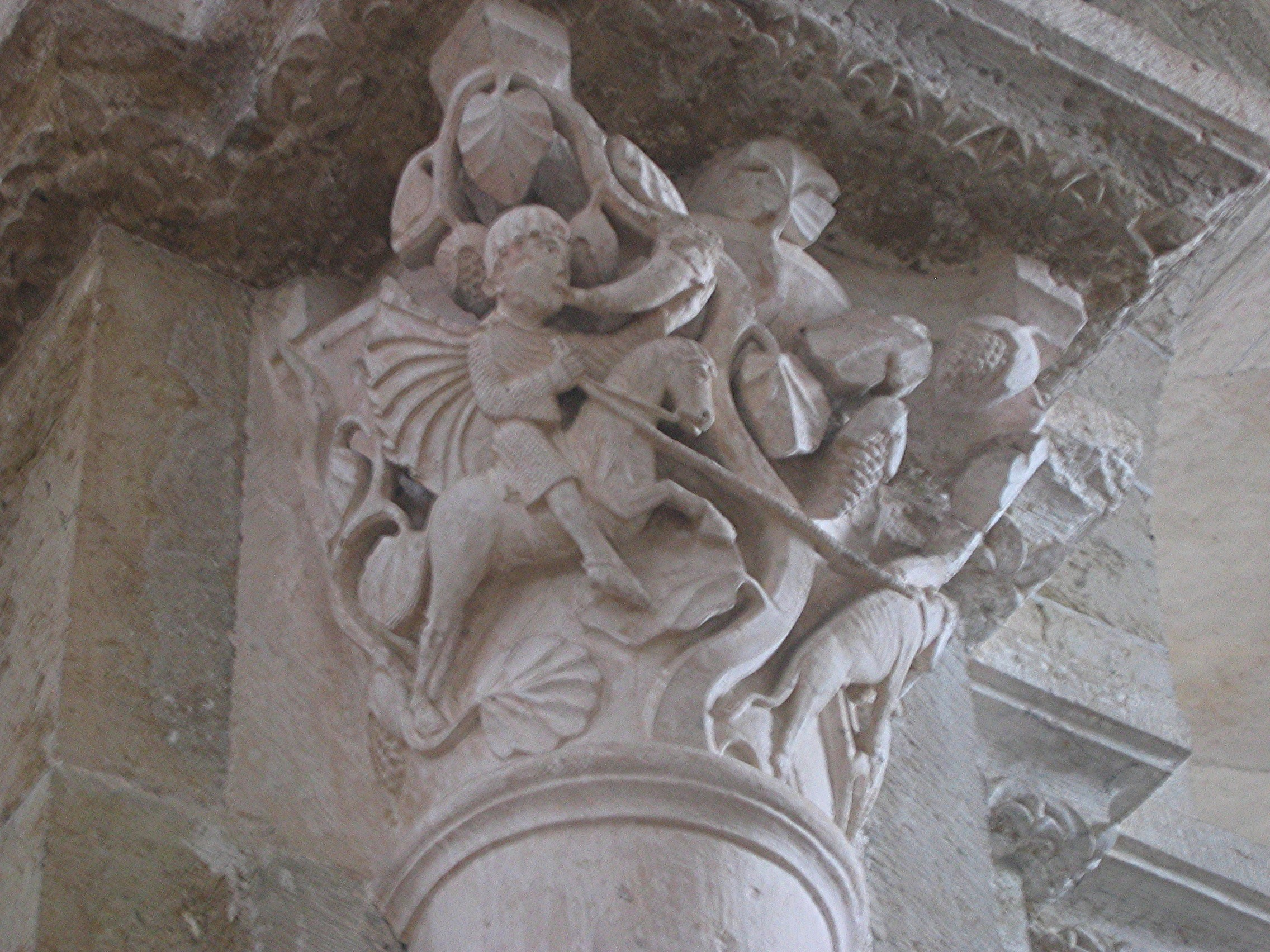
San Huberto en un capitel de la basílica de Vézelay.
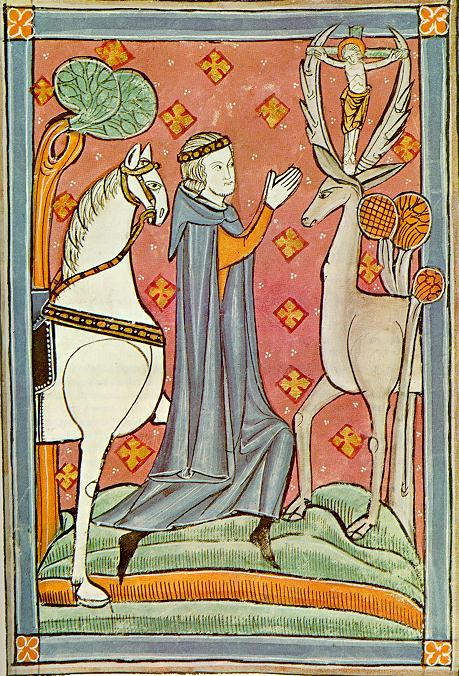
San Eustaquio en una miniatura de un manuscrito del siglo XIII.
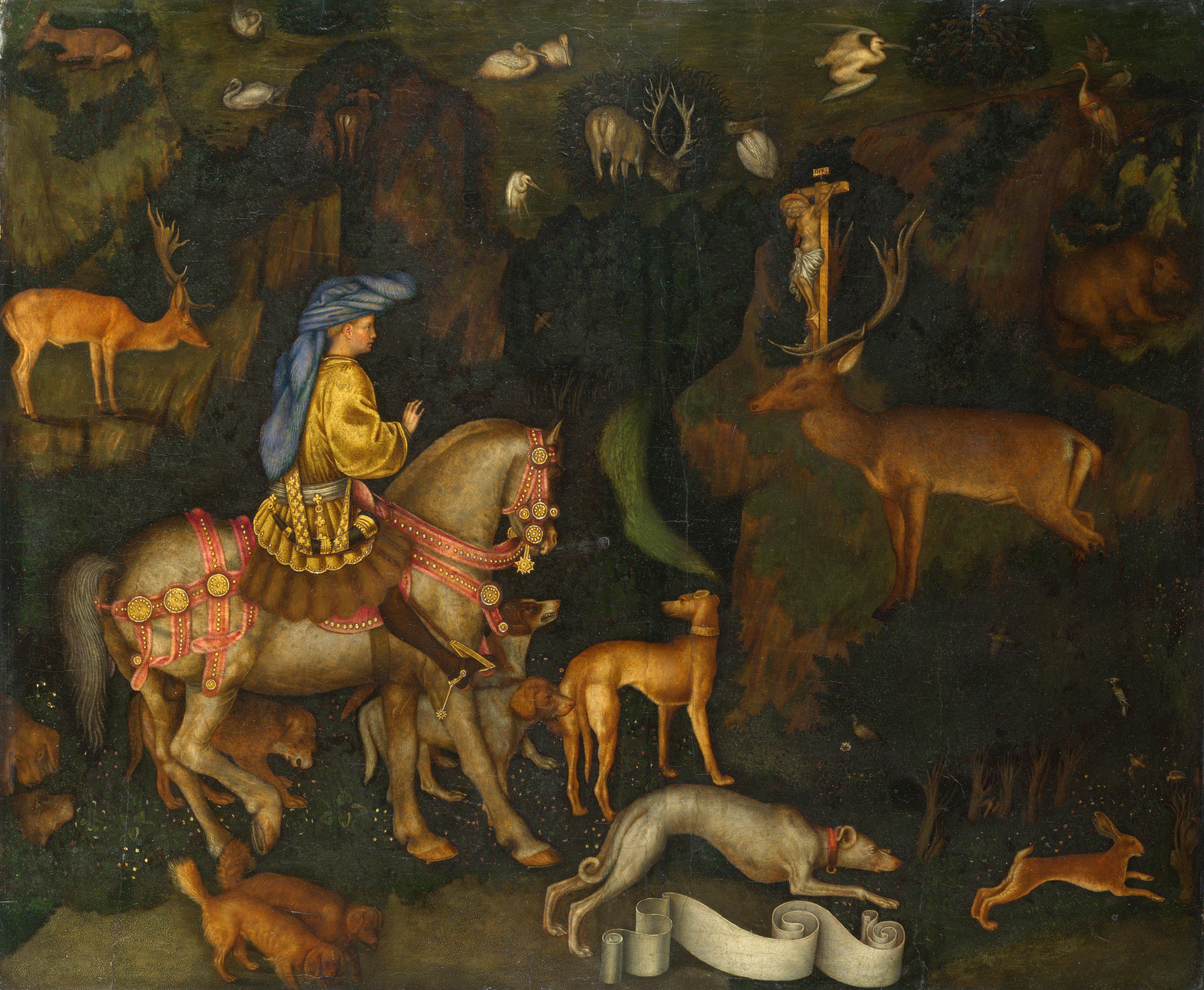
La visión de San Eustaquio, de Pisanello (ca. 1436).
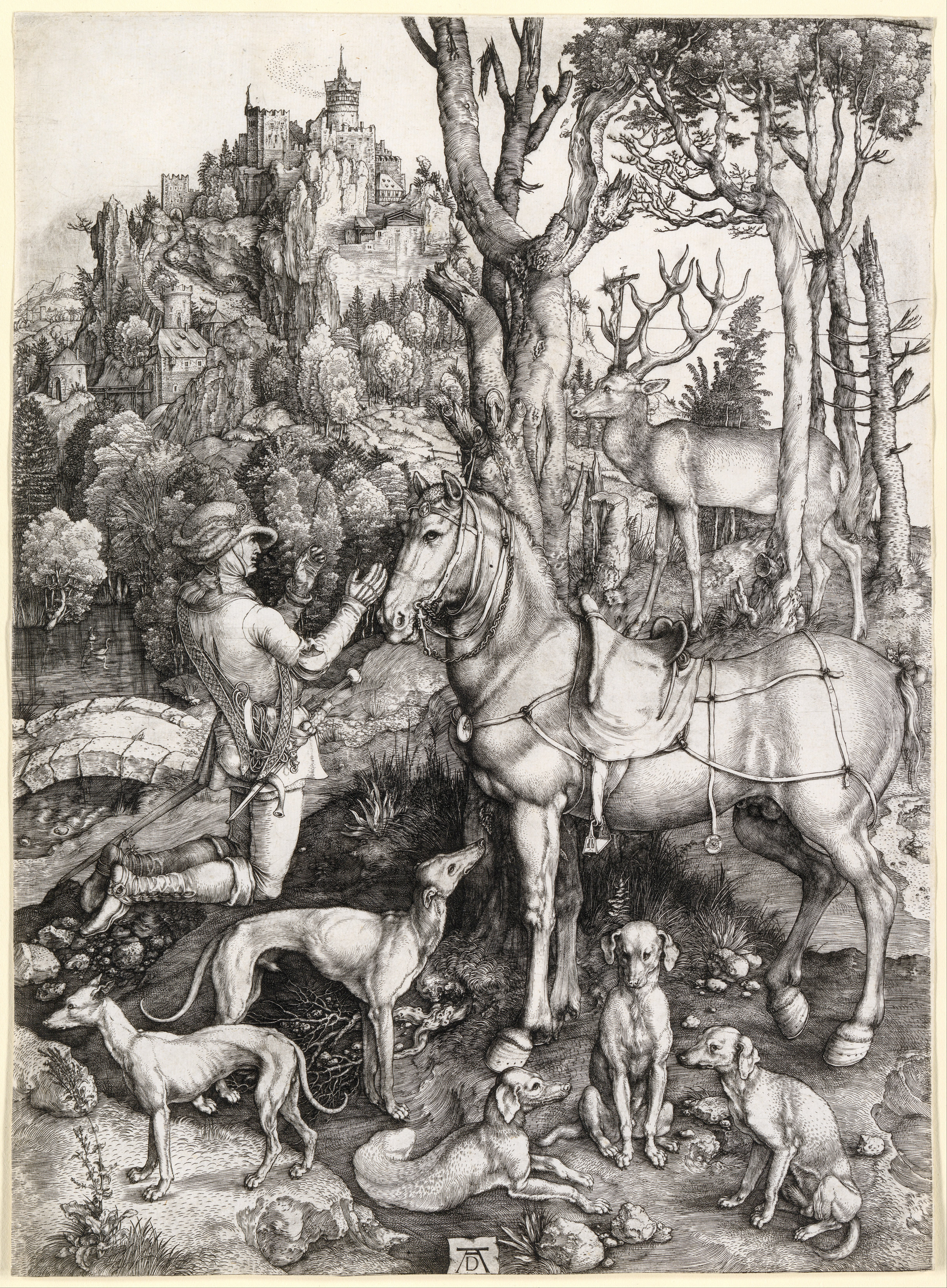
San Eustaquio en un grabado de Durero (ca. 1501).

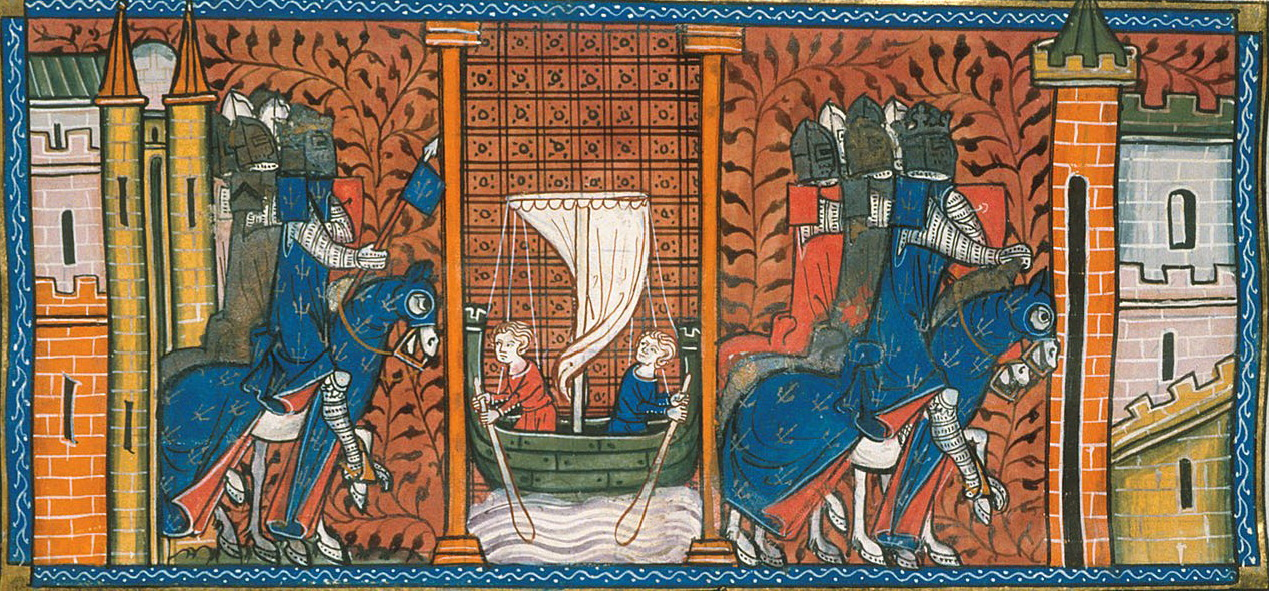
San Luis saliendo de Damietta durante la Cruzada, en una miniatura medieval.

Hubo muchos "santos guerreros" y "reyes santos" (San Esteban y San Ladislao en Hungría, San Luis en Francia, San Fernando en España) cuya representación iconográfica puede incluir el caballo.

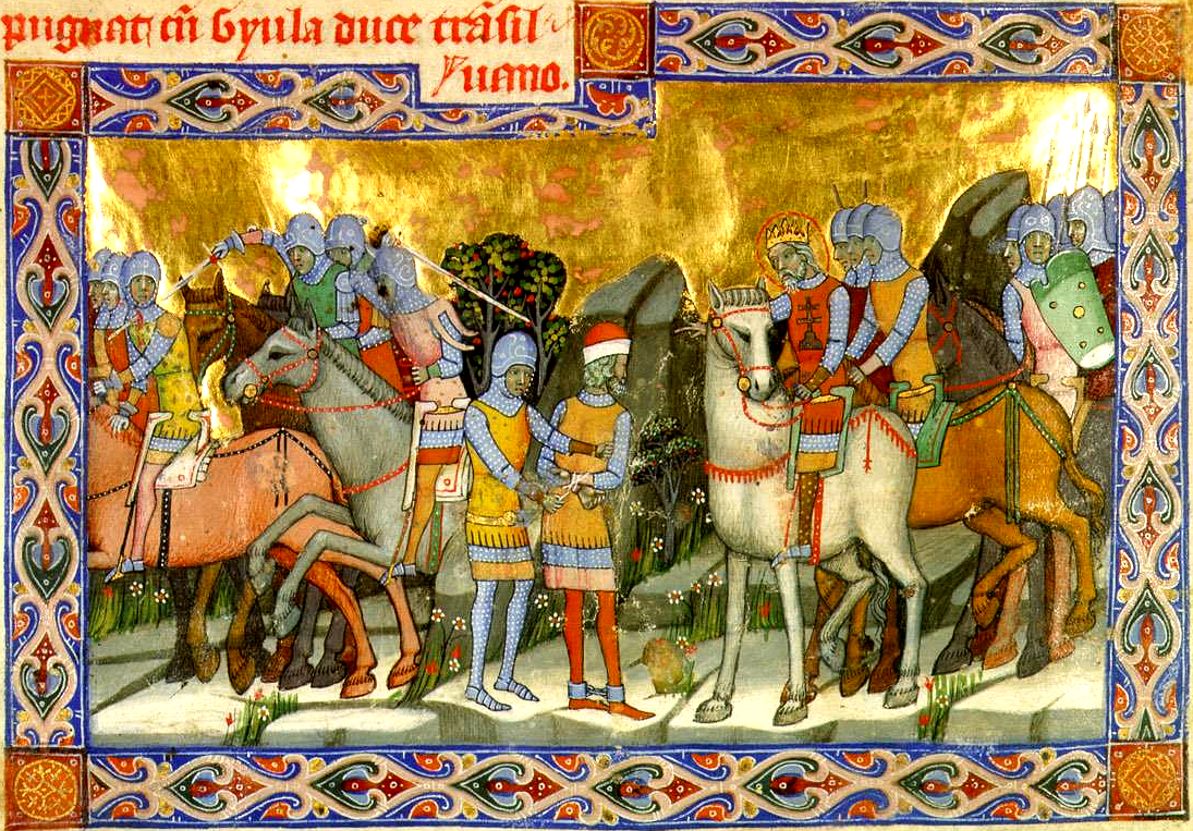
San Esteban de Hungría en una miniatura medieval.
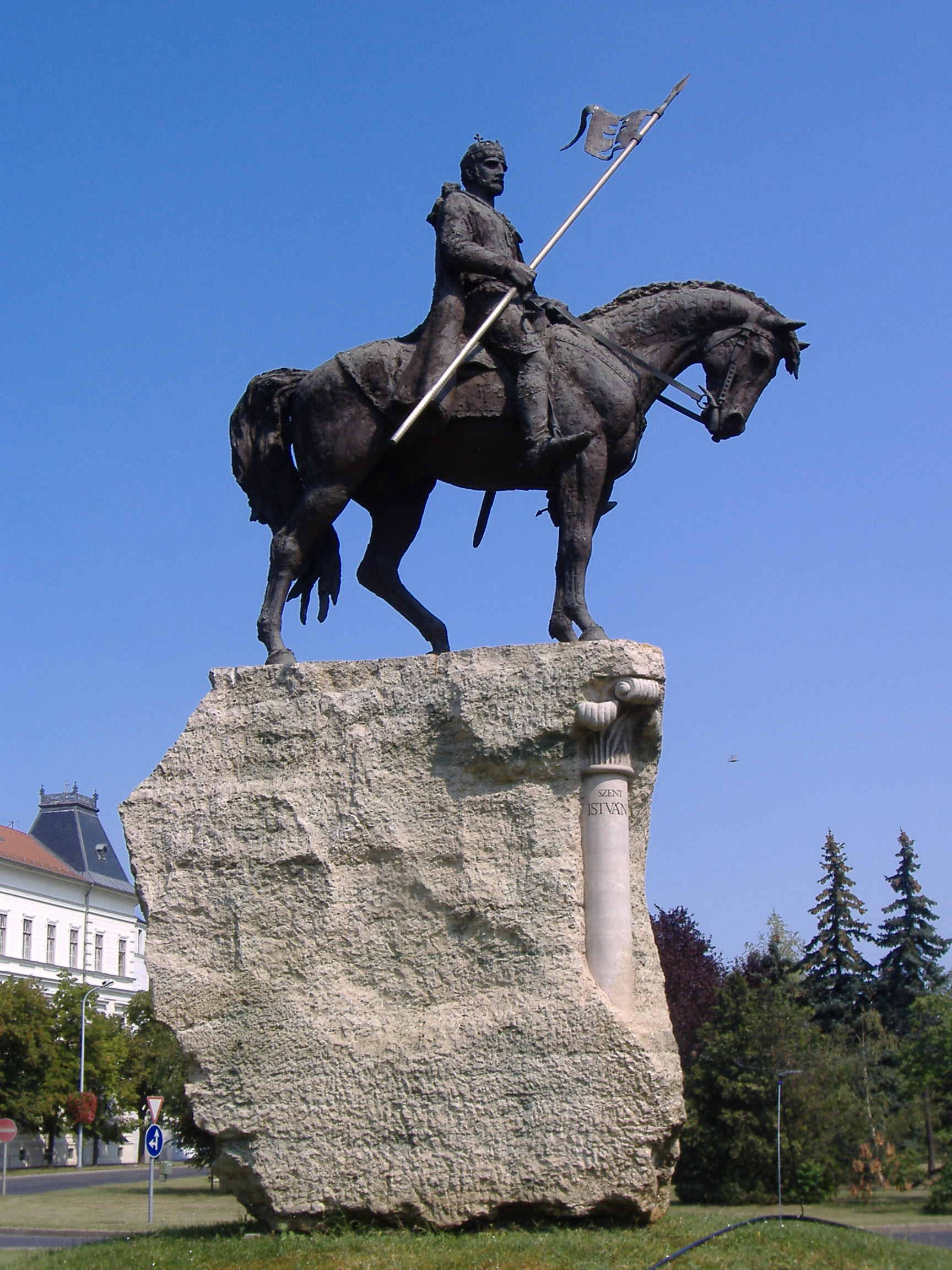
Estatua ecuestre de San Esteban de Hungría, de Lajos Győrfi y Kiss Jenő Ferenc (2000).
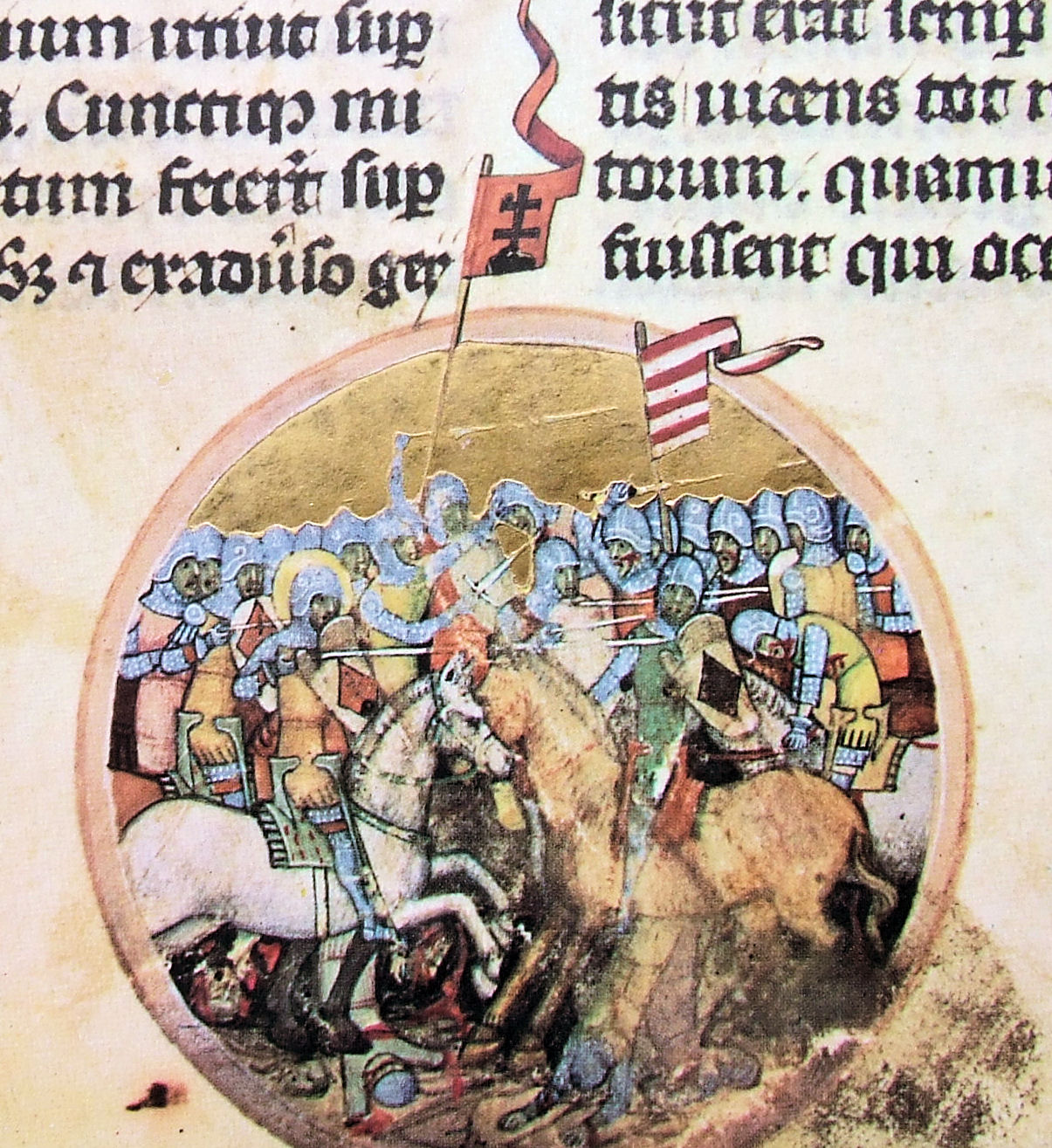
San Ladislao en la Batalla de Mogyoród. Miniatura de la Képes Krónikában (1358).
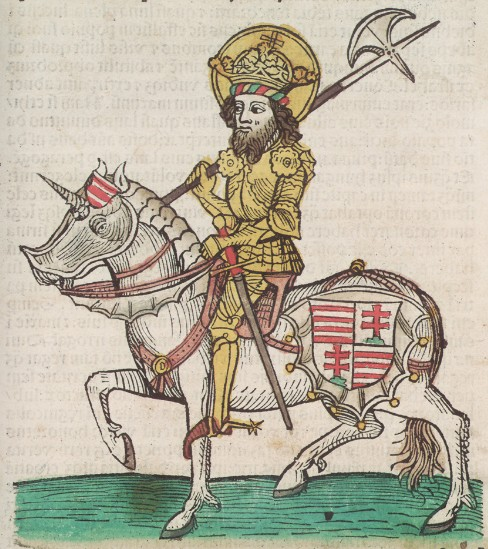
San Ladislao en un grabado del siglo XV.
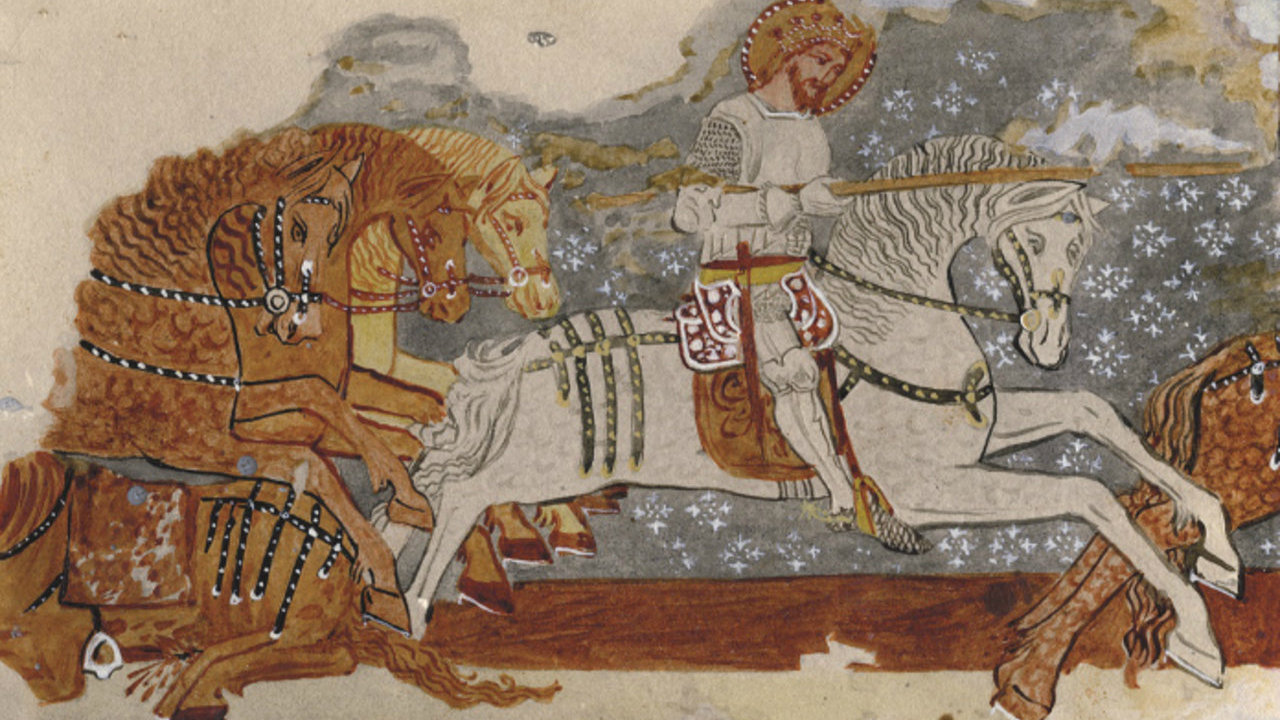
La leyenda de San Ladislao en un fresco de la iglesia de Dârjiu.
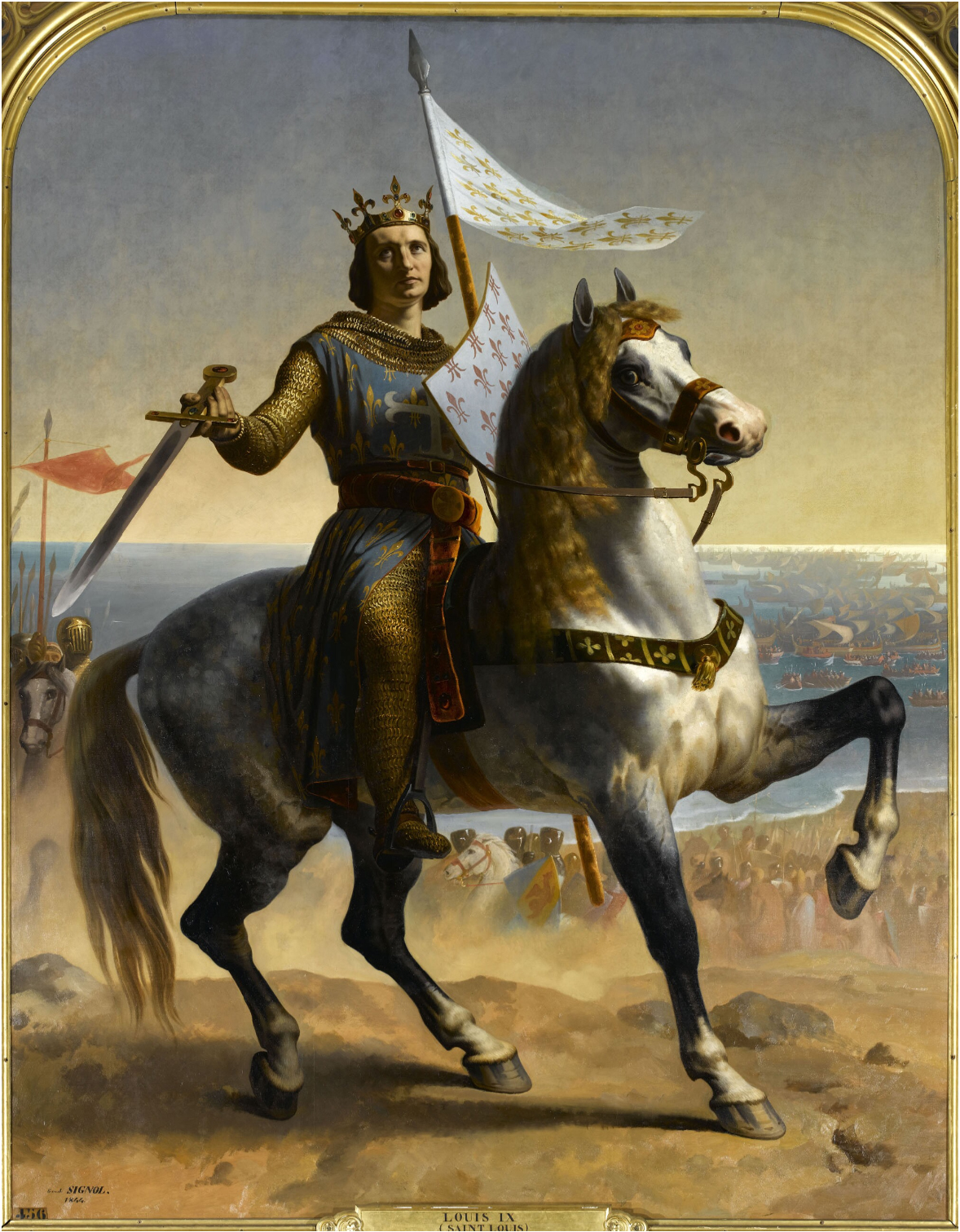
San Luis, por Émile Signol (siglo XIX).
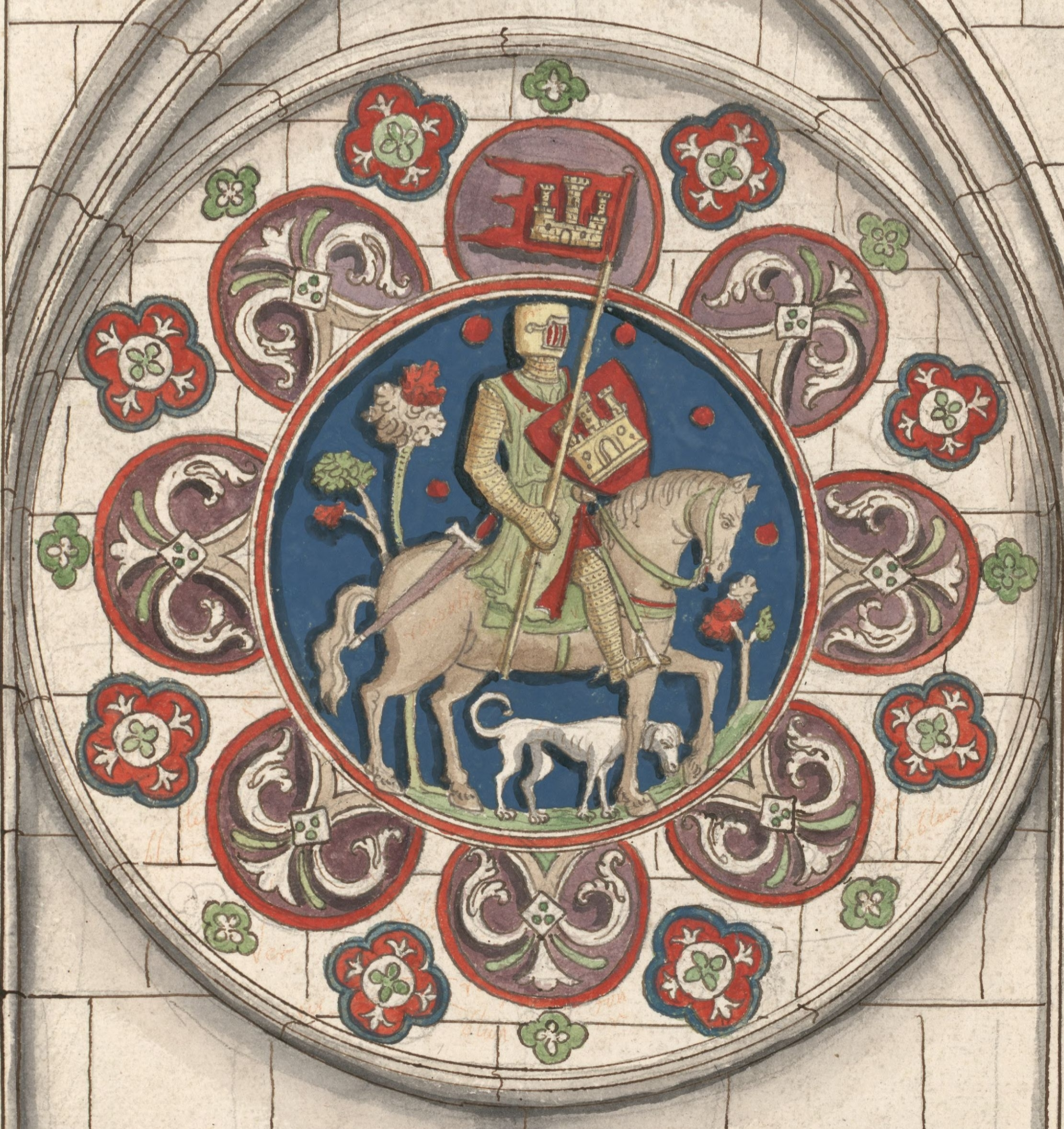
Fernando III el Santo en una vidriera de la catedral de Chartres.
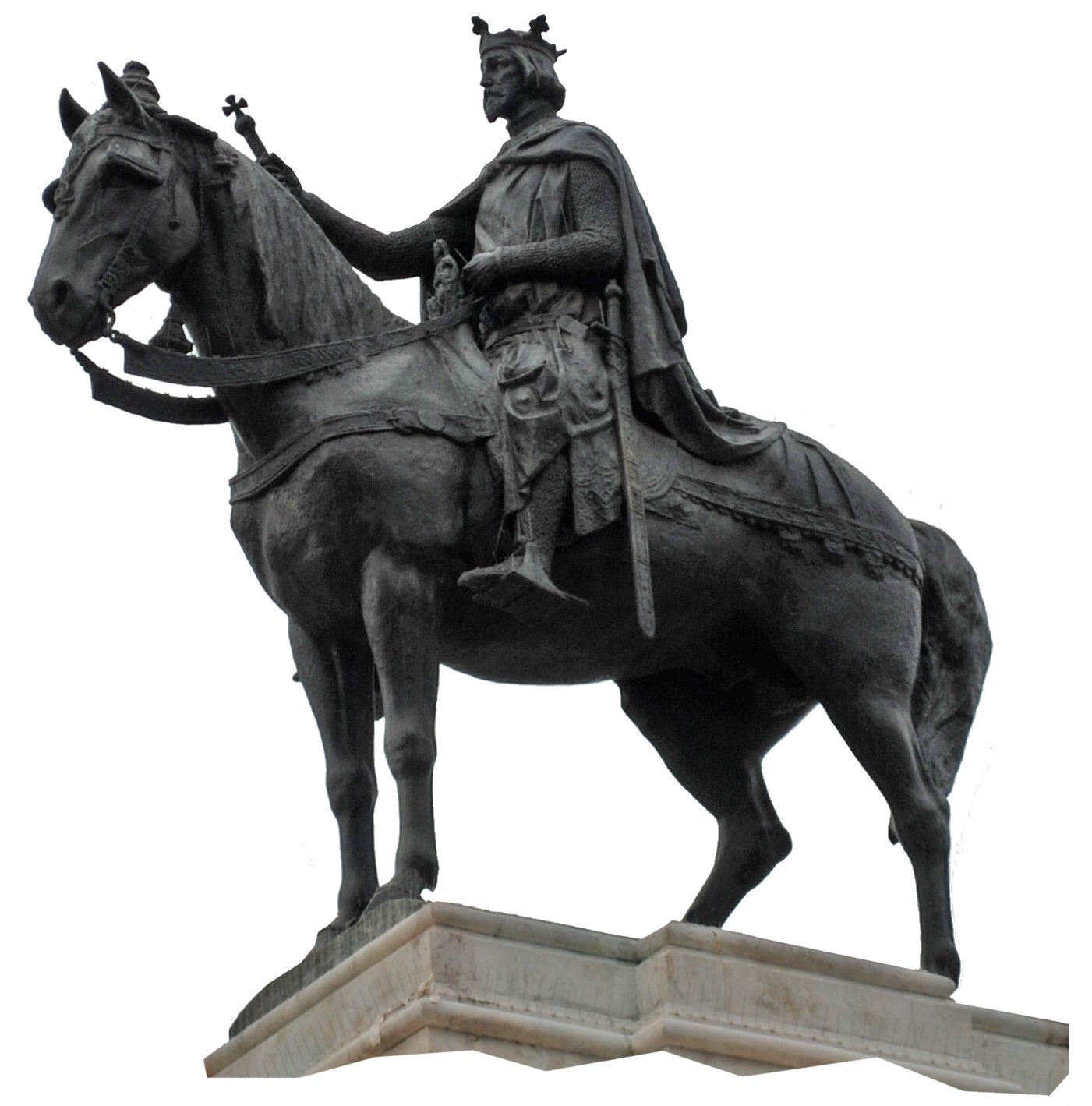
Estatua ecuestre de Fernando III el Santo en Sevilla, de Joaquín Bilbao.

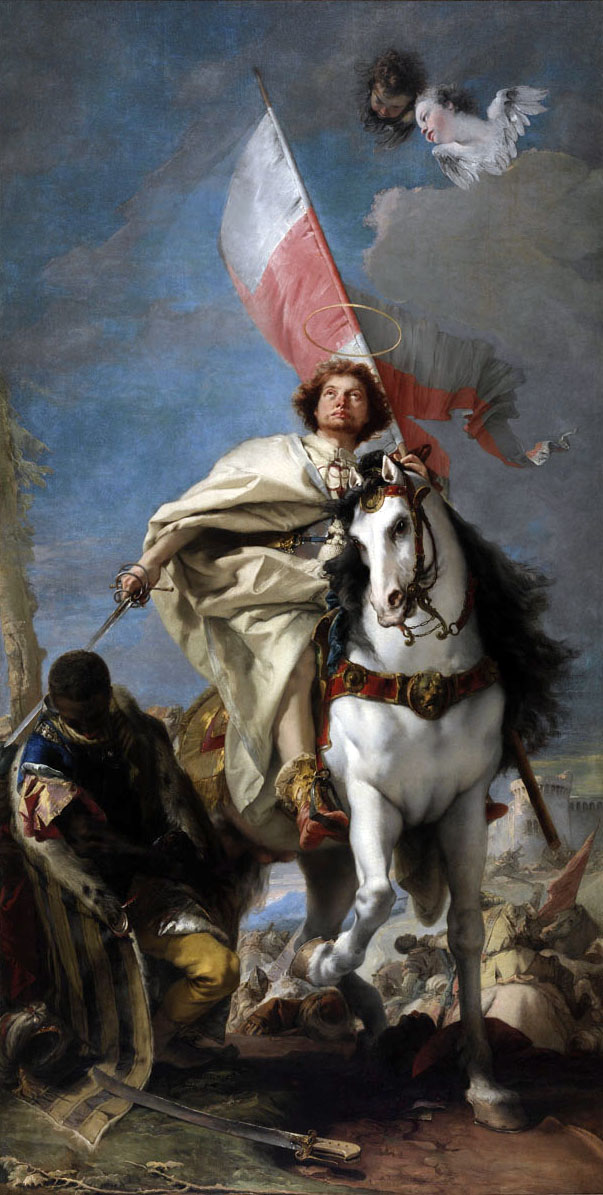
Santiago Matamoros, por Juan Bautista Tiépolo.

En la tradición hispánica hay un caso singular: las representaciones de la intervención providencial del apóstol Santiago el Mayor a favor de las tropas cristianas en la mítica batalla de Clavijo (Santiago Matamoros).

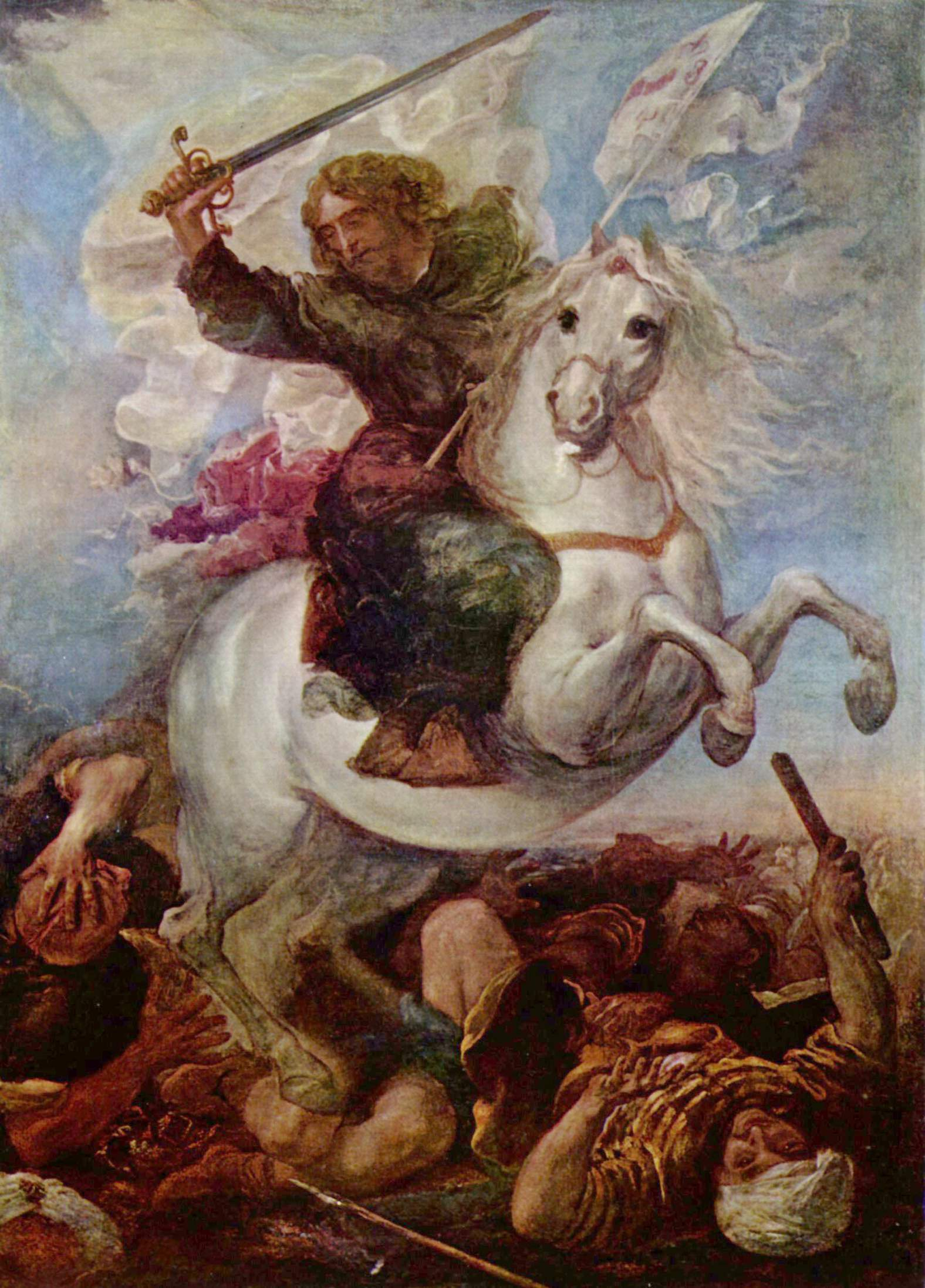
Santiago Matamoros, de Juan Carreño de Miranda.
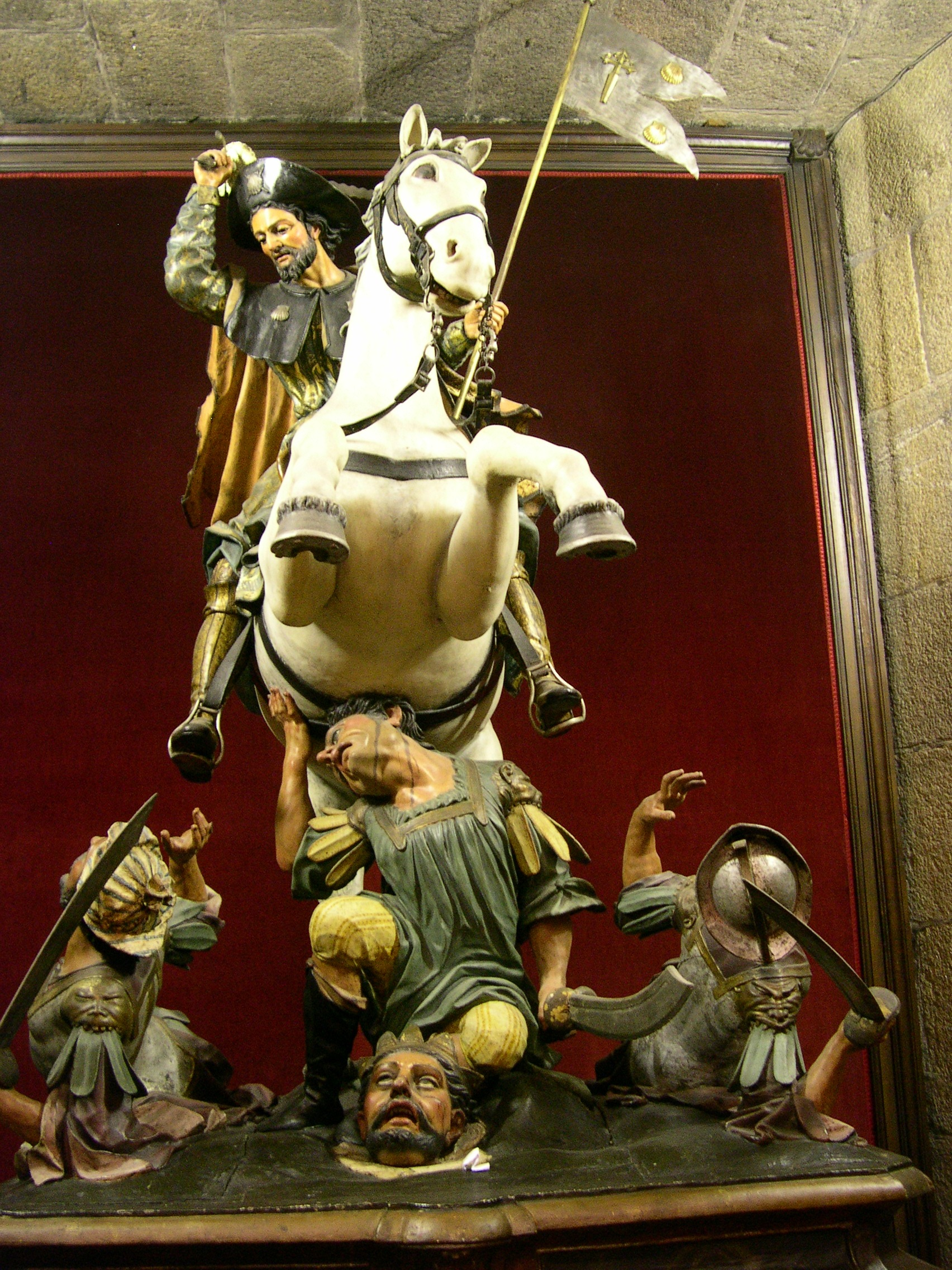
Santiago Matamoros en una escultura barroca de la Catedral de Santiago de Compostela.
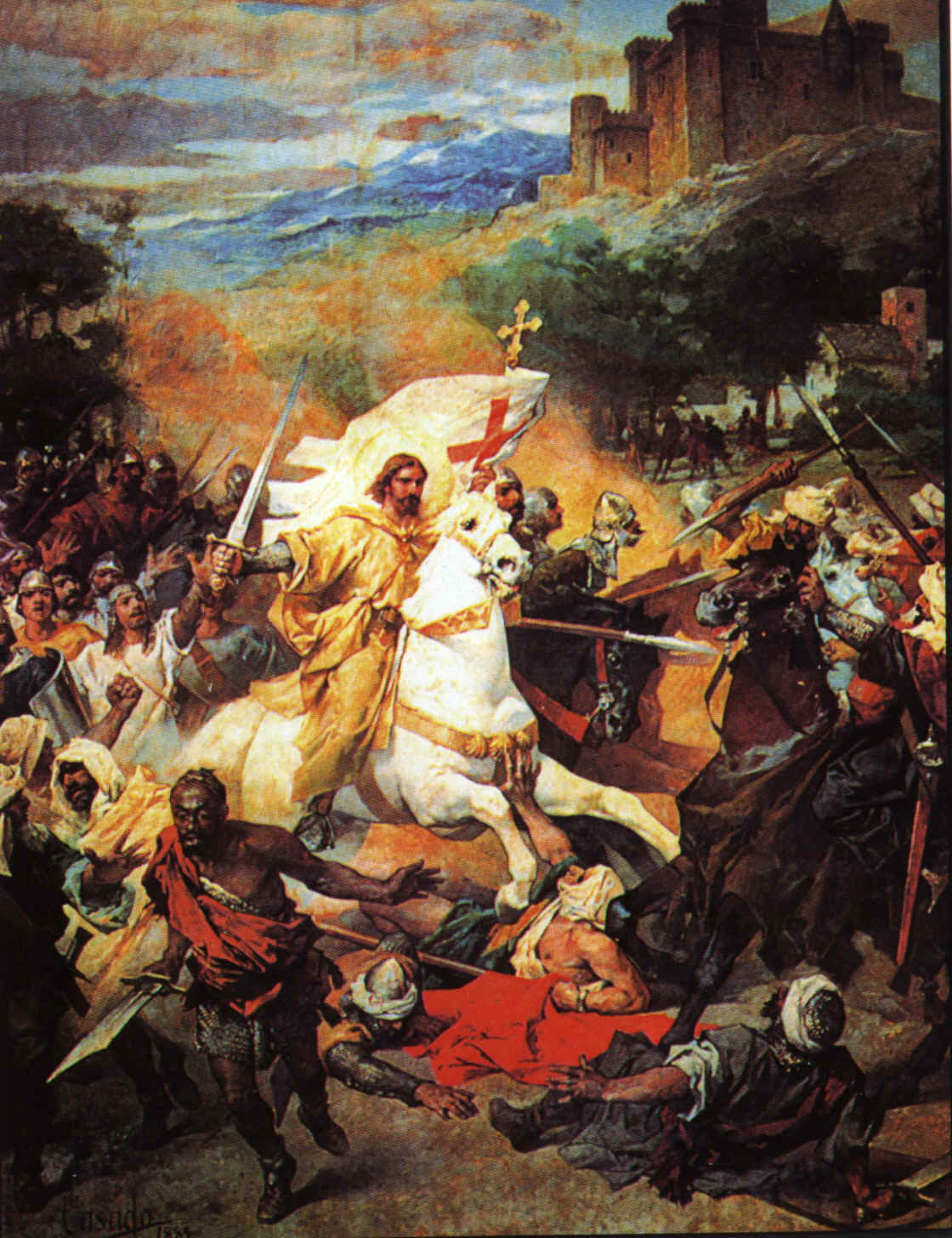
Santiago en la batalla de Clavijo, de José Casado del Alisal (1885).

- Wikimedia Commons alberga una categoría multimedia sobre Santiago Matamoros.

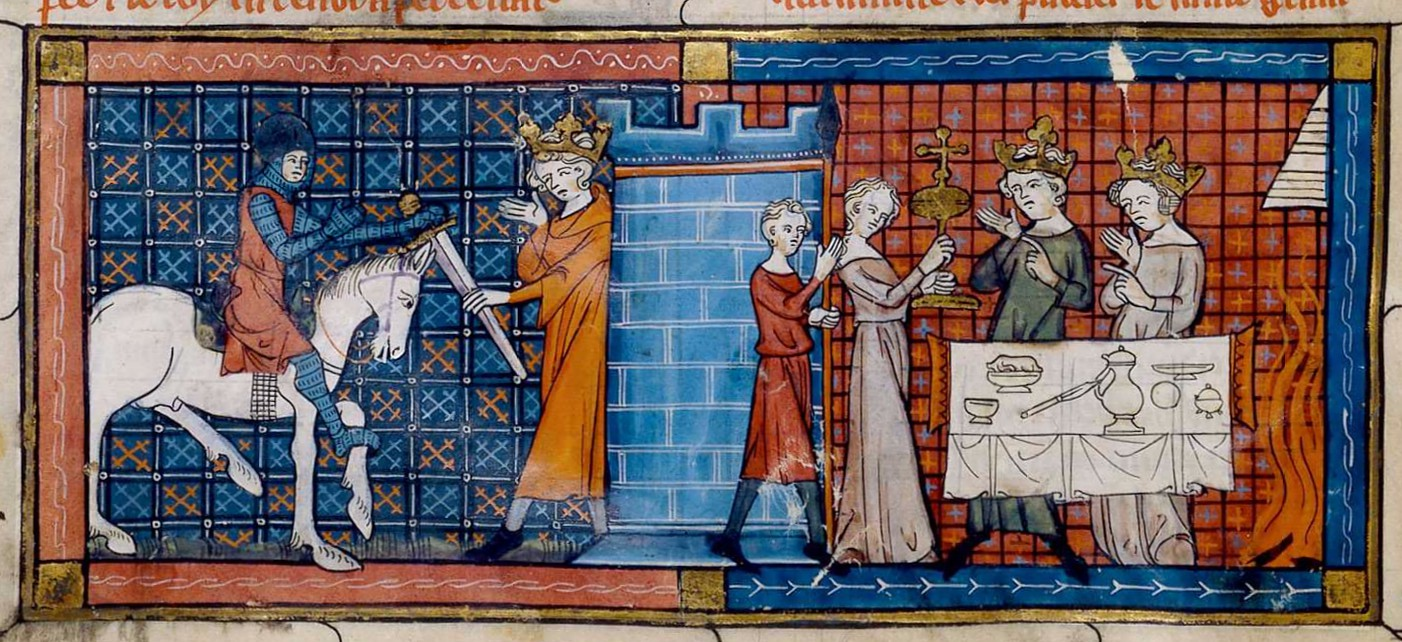
Perceval en la búsqueda del Grial, en una ilustración medieval.

La idealización de la figura del caballero en el ciclo artúrico dio pie a la representación de los caballeros de la Tabla Redonda armados y montados en todo tipo de acciones (especialmente Sir Galahad, el más virtuoso de todos ellos, al que se suele representar a caballo en su búsqueda del Grial). El tema fue muy del gusto de las reconstrucciones historicistas del siglo XIX, que reconstruyó todo un medievalismo literario y pictórico en el que los caballeros medievales tenían un papel principal, como en la especialmente enternecedora que seleccionó el prerrafaelita John Everett Millais para Sir Isumbras.

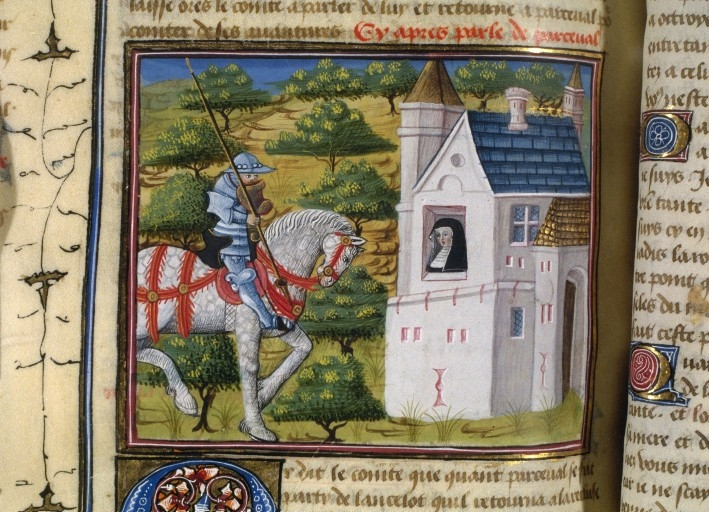
Perceval en una ilustración medieval.
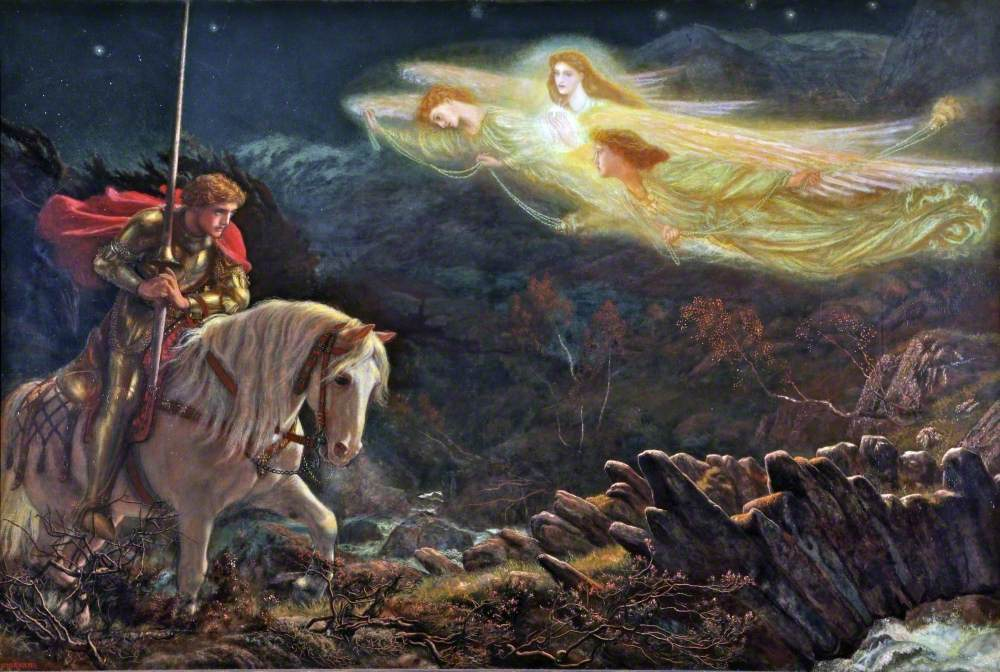
Sir Galahad, the Quest for the Holy Grail, de Arthur Hughes (1870).
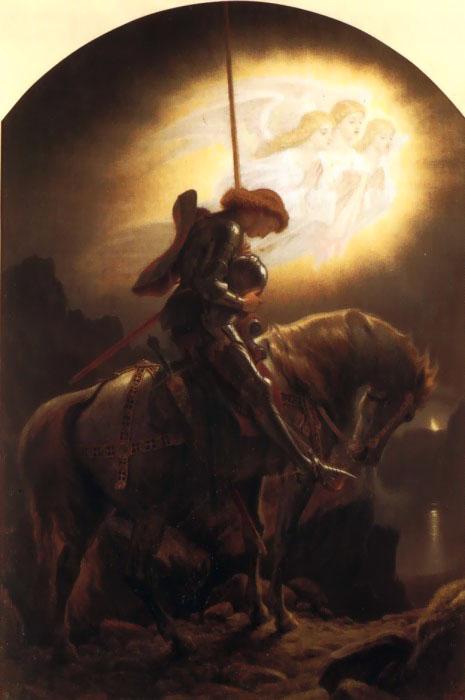
Sir Galahad, de Joseph Noel Paton (segunda mitad del siglo XIX).
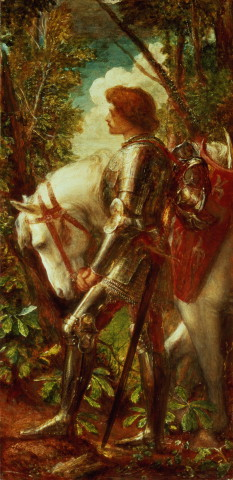
Galahad, de George Frederic Watts (1888).

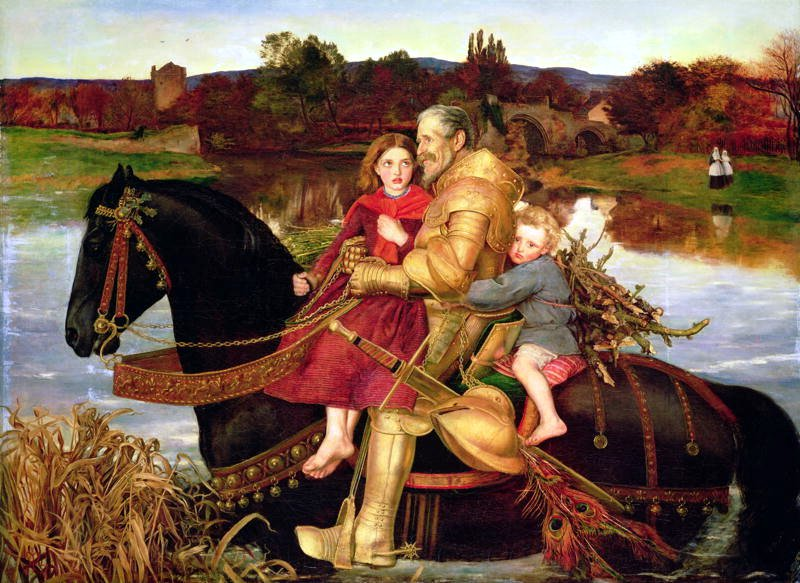
Un sueño del pasado: Sir Isumbras en el vado, de John Everett Millais (1857).

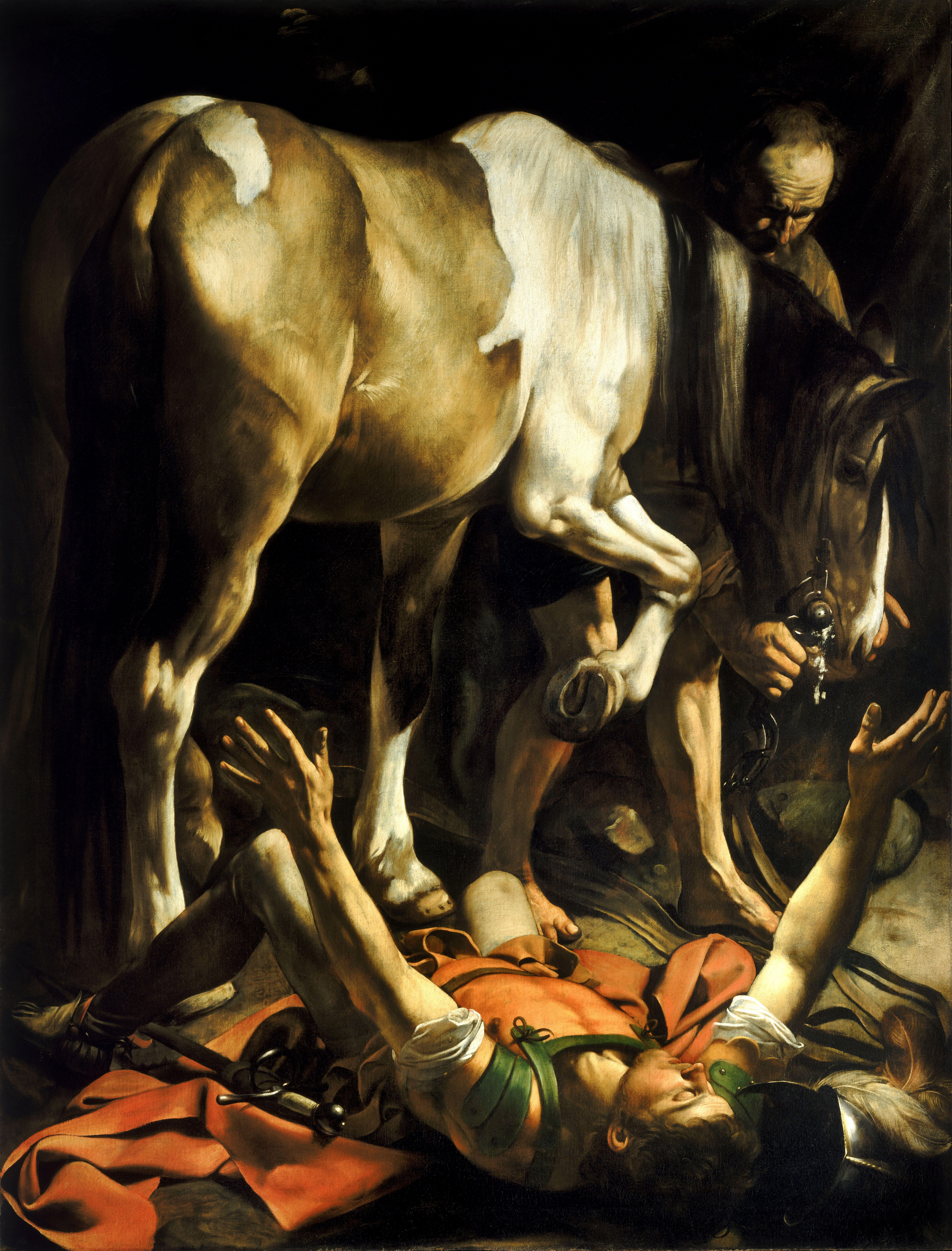
Caída en el camino de Damasco, de Caravaggio (1601).

### La caída del caballo de San Pablo
El caso inverso (perseguidor de los cristianos) es el de San Pablo antes de su conversión. Los Hechos de los Apóstoles reflejan el episodio de la "caída en el camino de Damasco", cuando una luz le ciega y le hace caer del caballo, momento muy reproducido en el arte.
El atrevimiento de Caravaggio en la representación de esta escena originó una curiosa polémica. Se preguntó al pintor: ¿Por qué has puesto al caballo en medio y a San Pablo en el suelo? ¿Es acaso el caballo Dios? ¿Por qué? El artista respondió: No, pero el animal está en el centro de la luz de Dios.

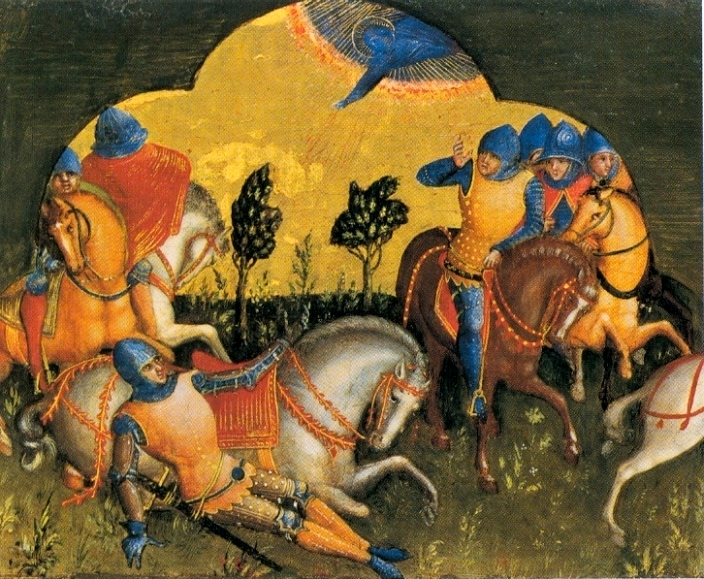
Lorenzo Veneziano (1370).
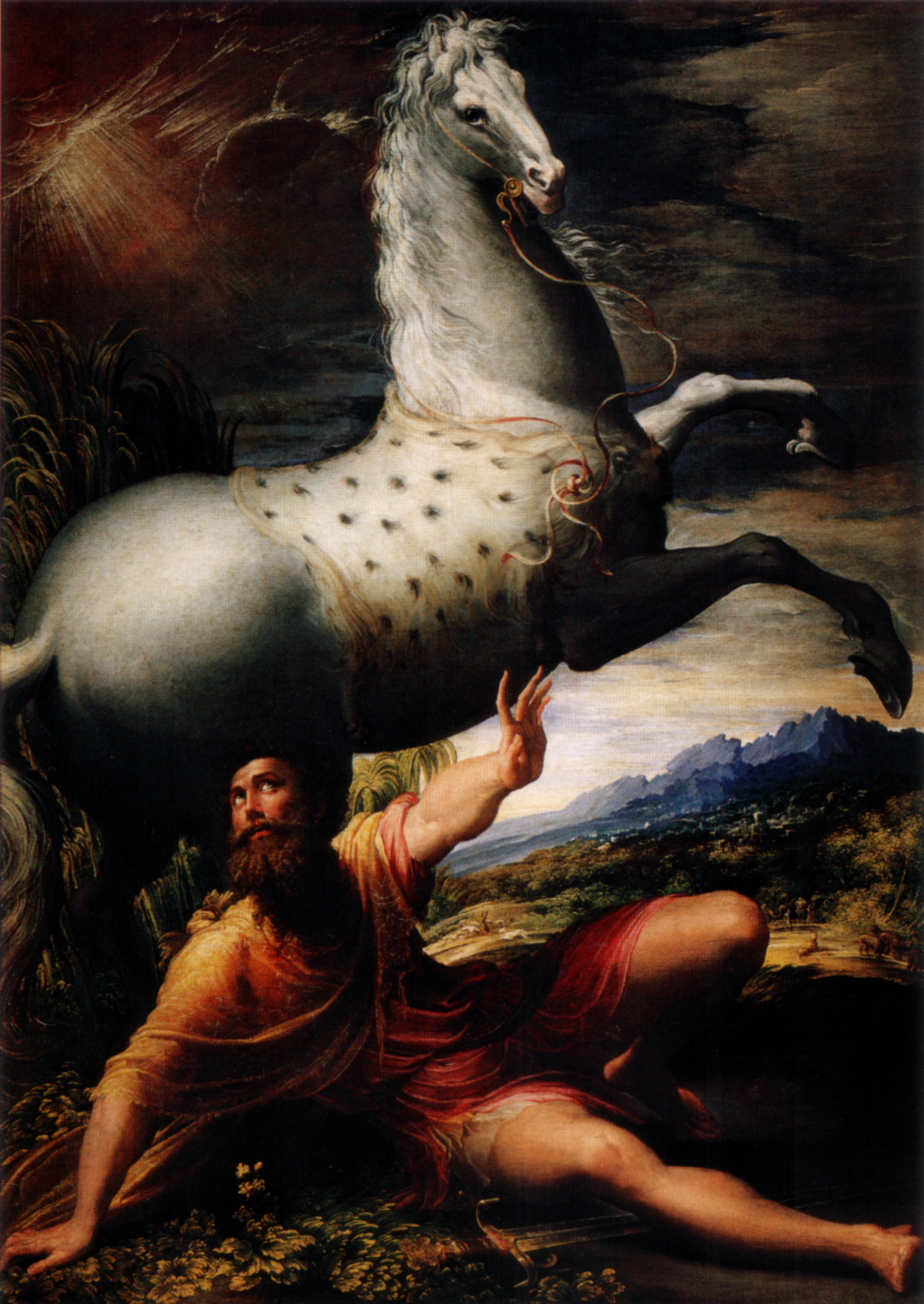
Parmigianino (1527).
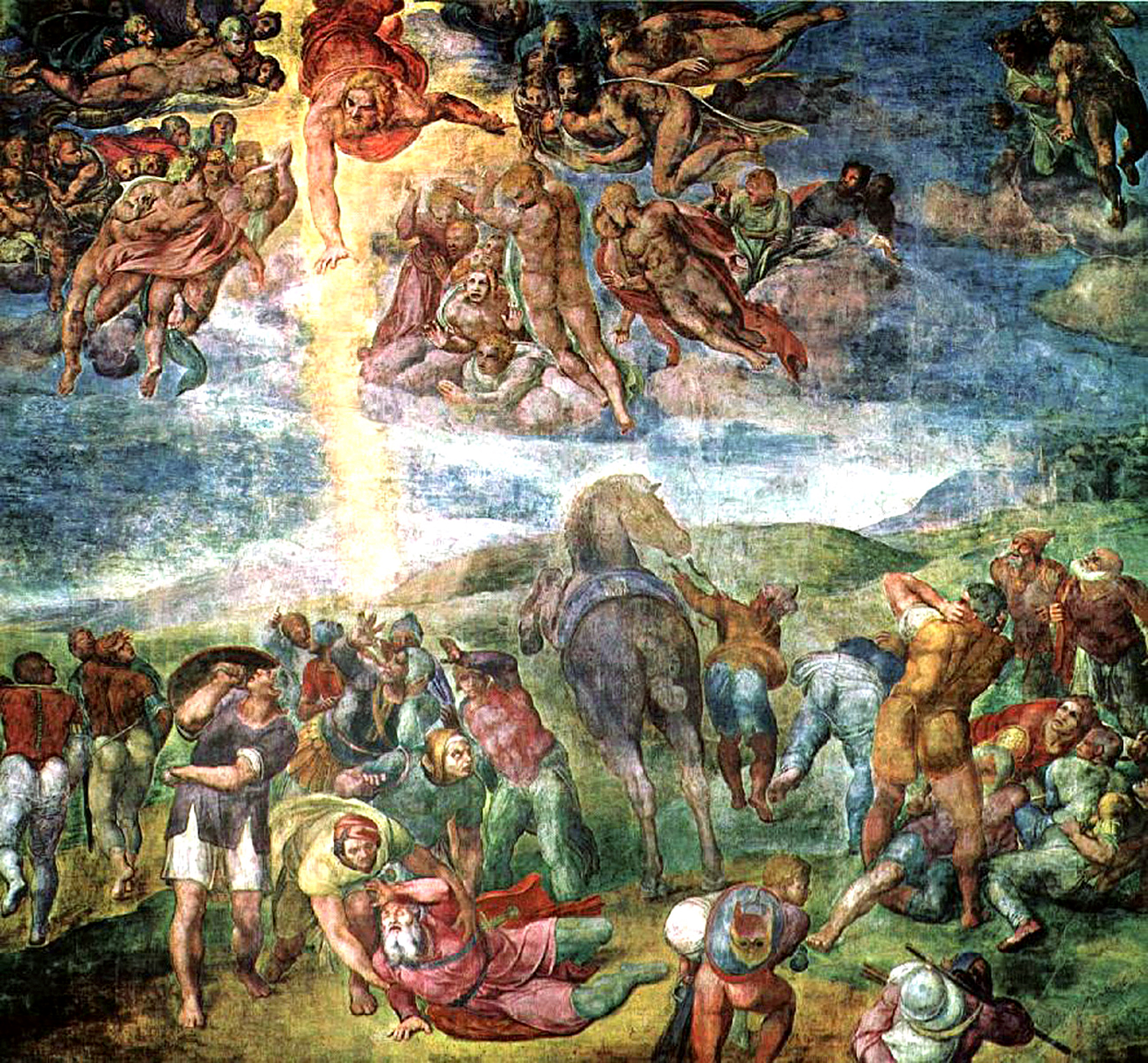
Miguel Ángel (1549).
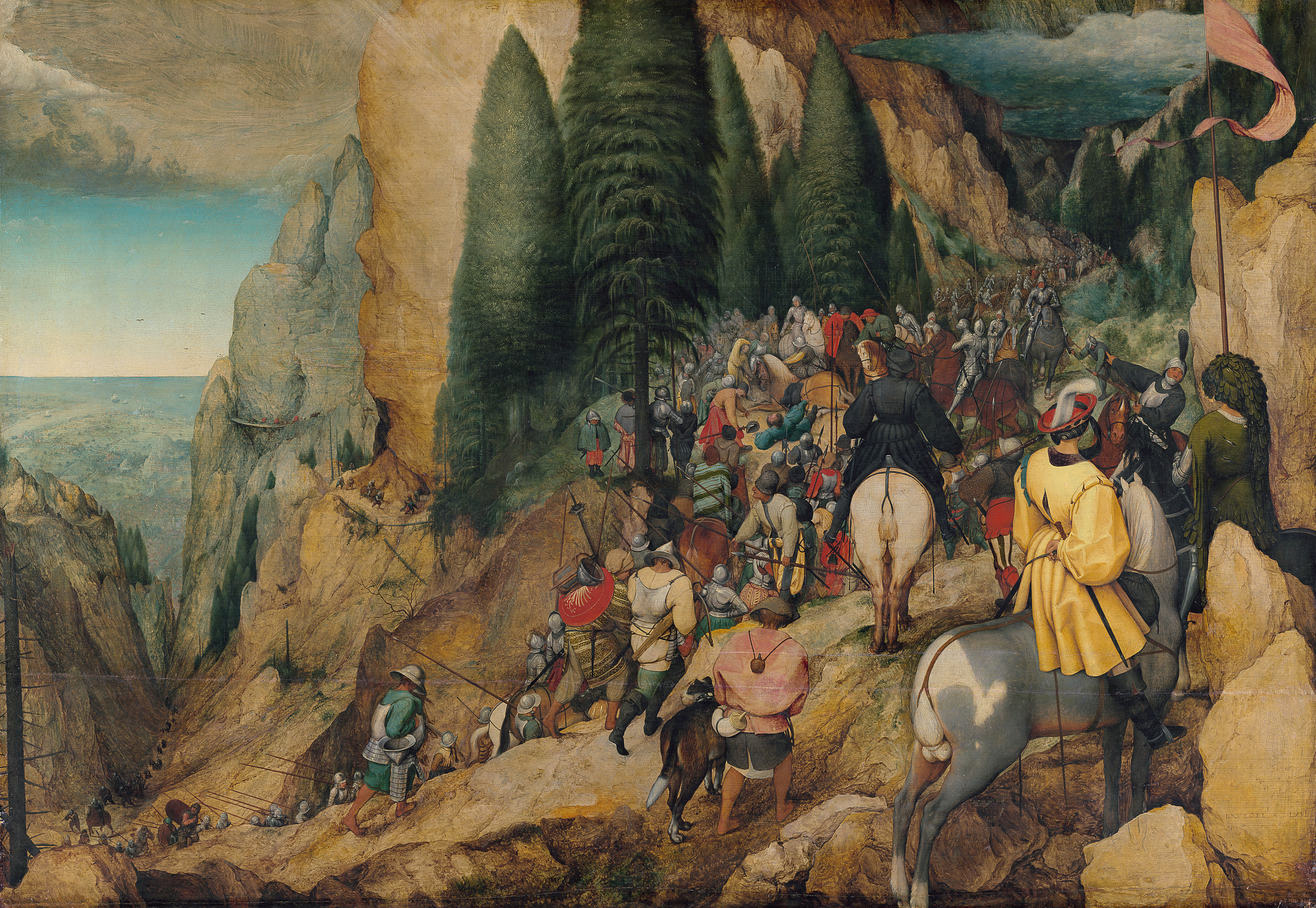
Pieter Brueghel el Viejo (1567).

## El caballo en las representaciones de caza

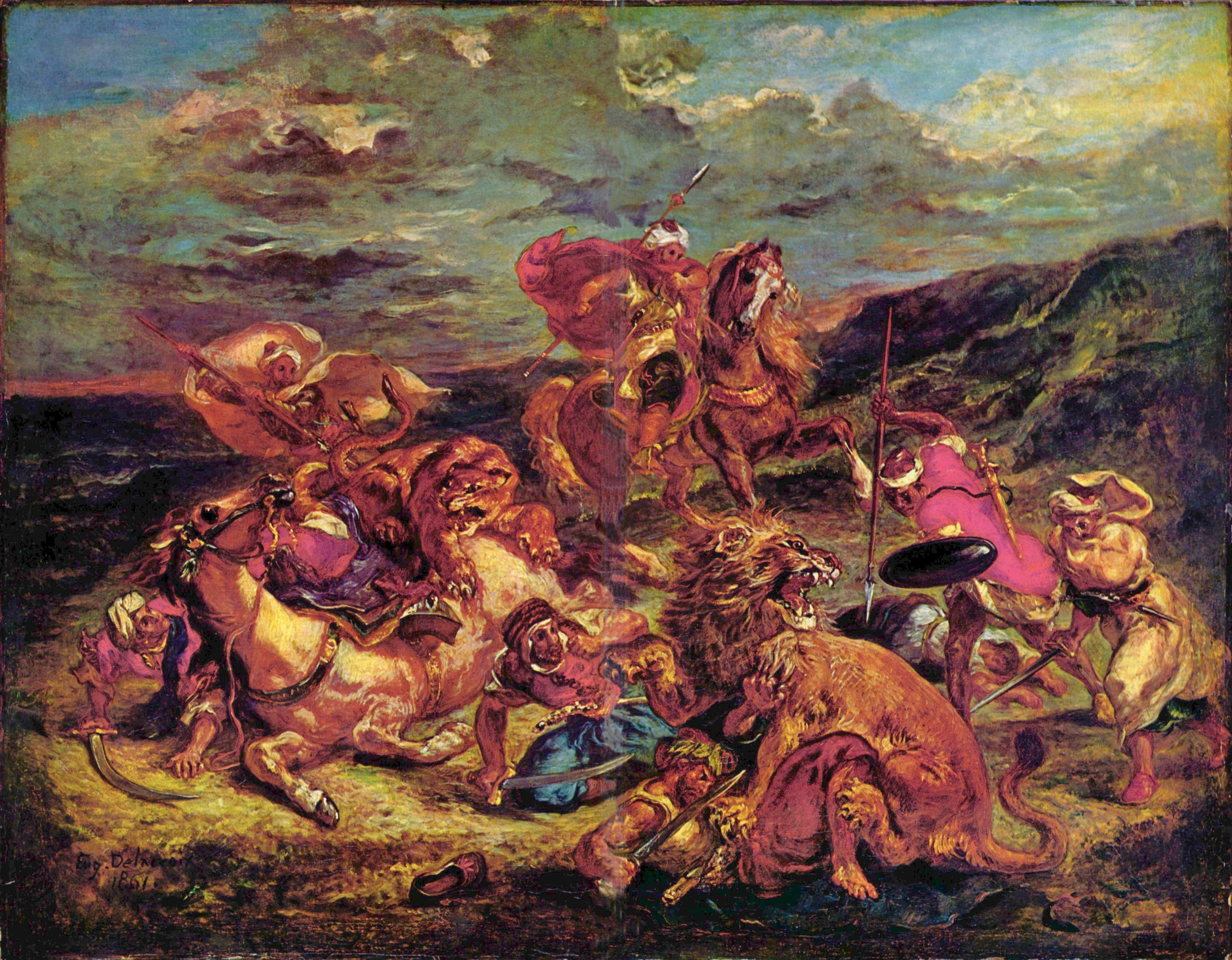
La caza del león, de Delacroix (1861).

La caza en el arte es por sí misma un género de muy abundante tratamiento, que se remonta al arte paleolítico; aunque la utilización del caballo en la caza como aliado y no como presa no aparece hasta el arte antiguo, en los relieves asirios y egipcios (e incluso entonces no como caballos montados, sino tirando de carros —véase en la sección correspondiente al caballo en la guerra—). En la cerámica griega sí aparecen escenas de caza a caballo; y el tema también está presente en el arte medieval (por ejemplo, la Caza de liebres de los frescos de San Baudelio de Berlanga).

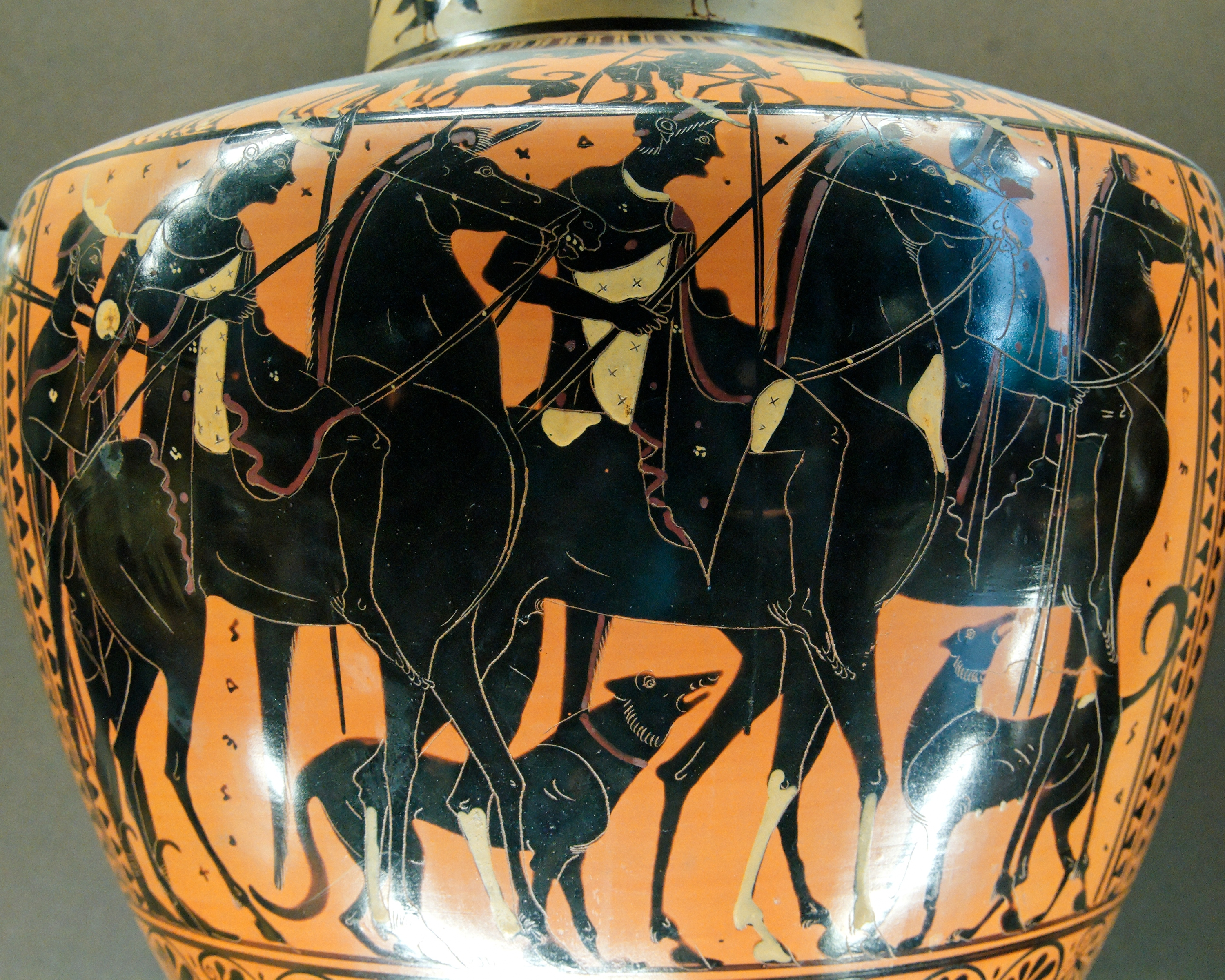
Cazadores a caballo con perros en una cerámica de figuras negras del Grupo Leagros (ca. 510 a. C.)
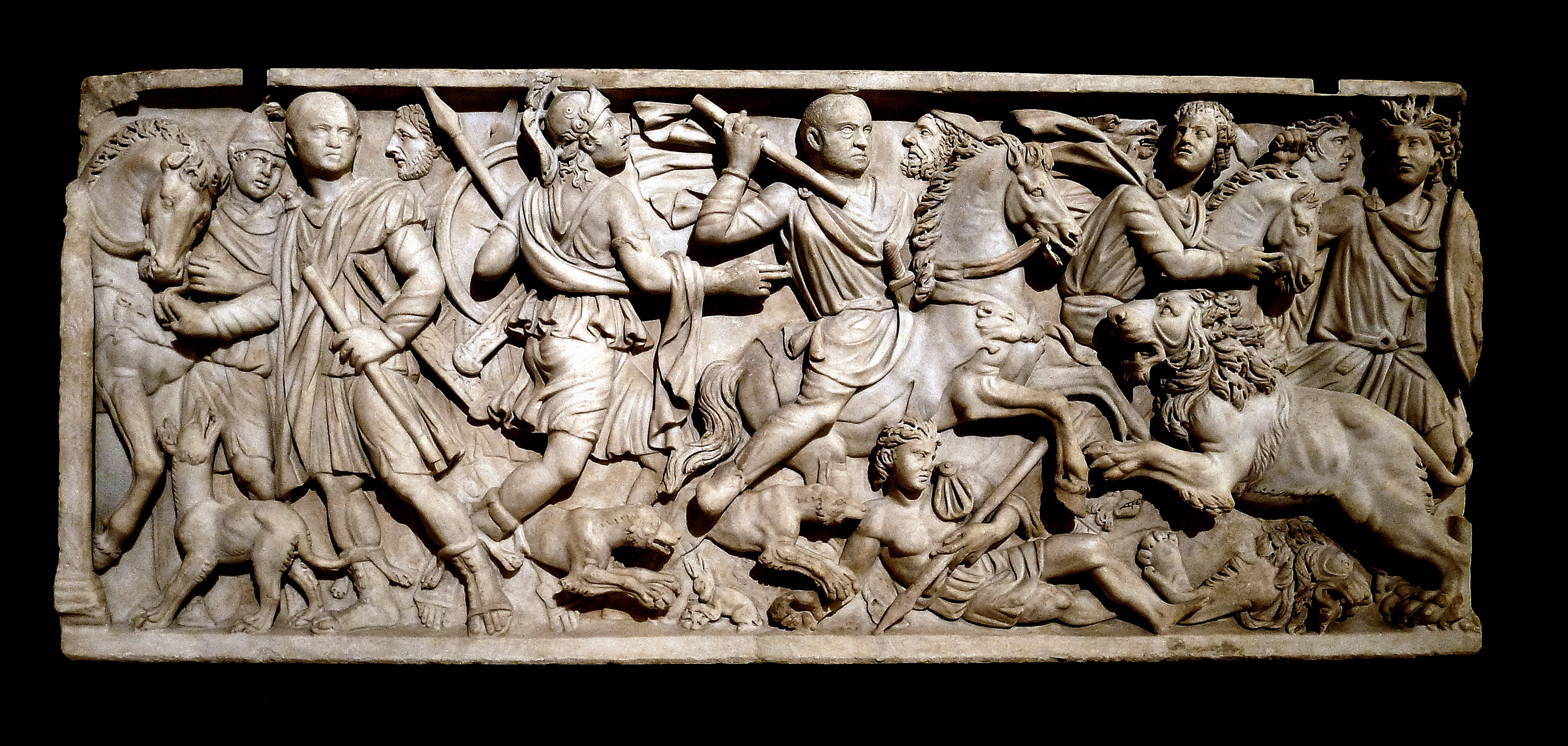
Sarcófago romano con una escena de caza de león (siglo III).
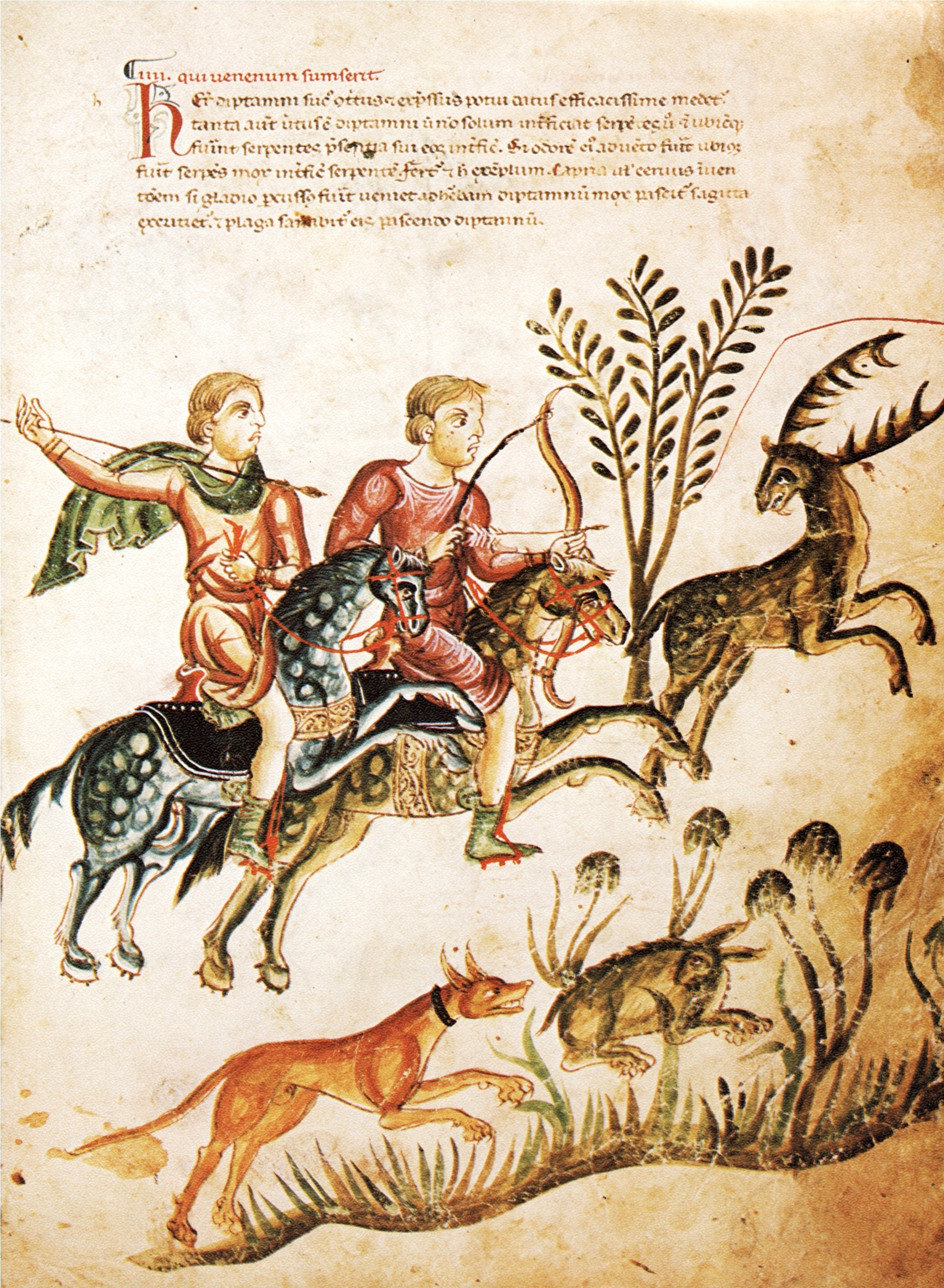
Cazadores a caballo con perro en una ilustración del Medicina Antiqua (ca. 1250).
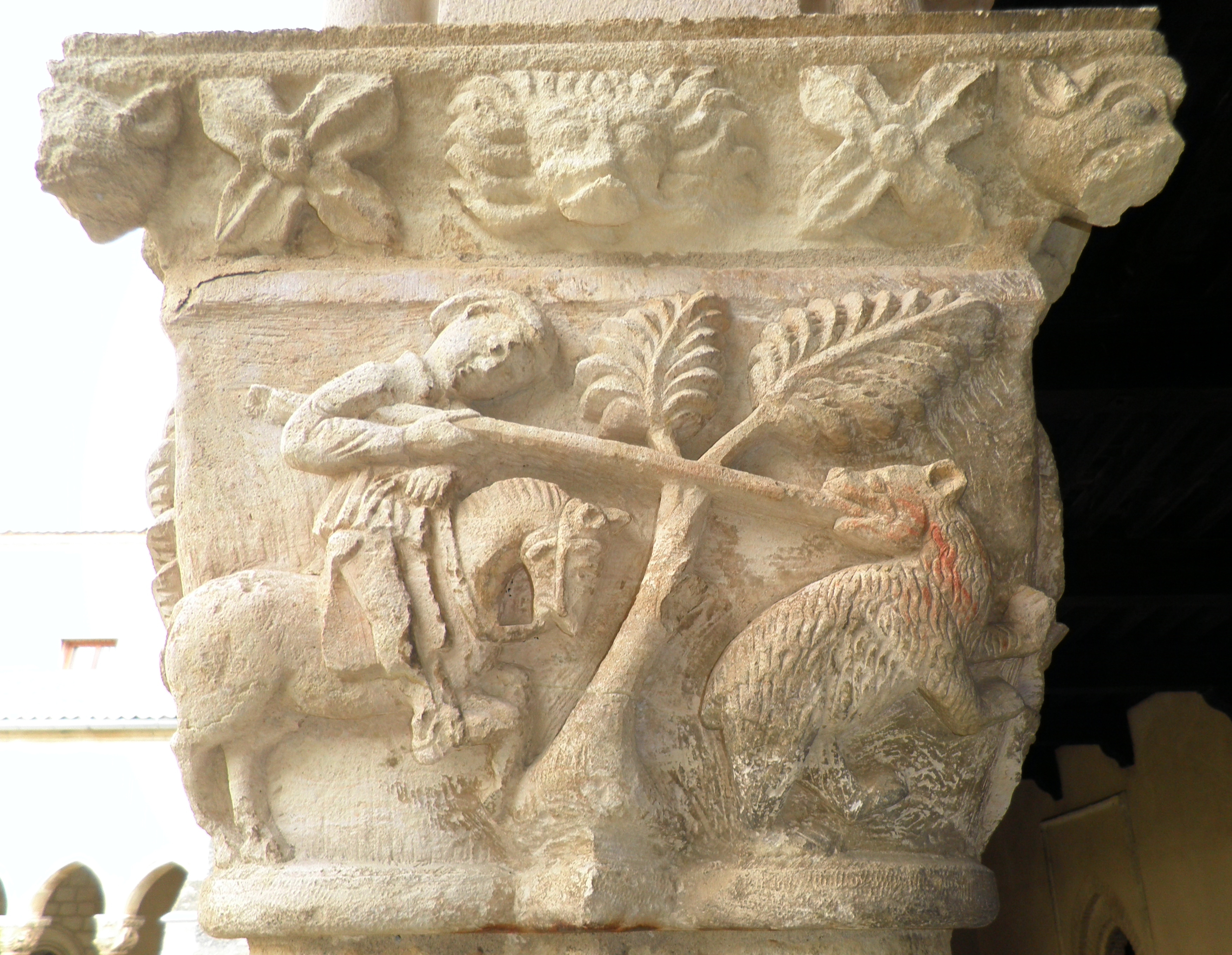
La caza del oso en un capitel de la iglesia de Santa María la Real de Nieva.
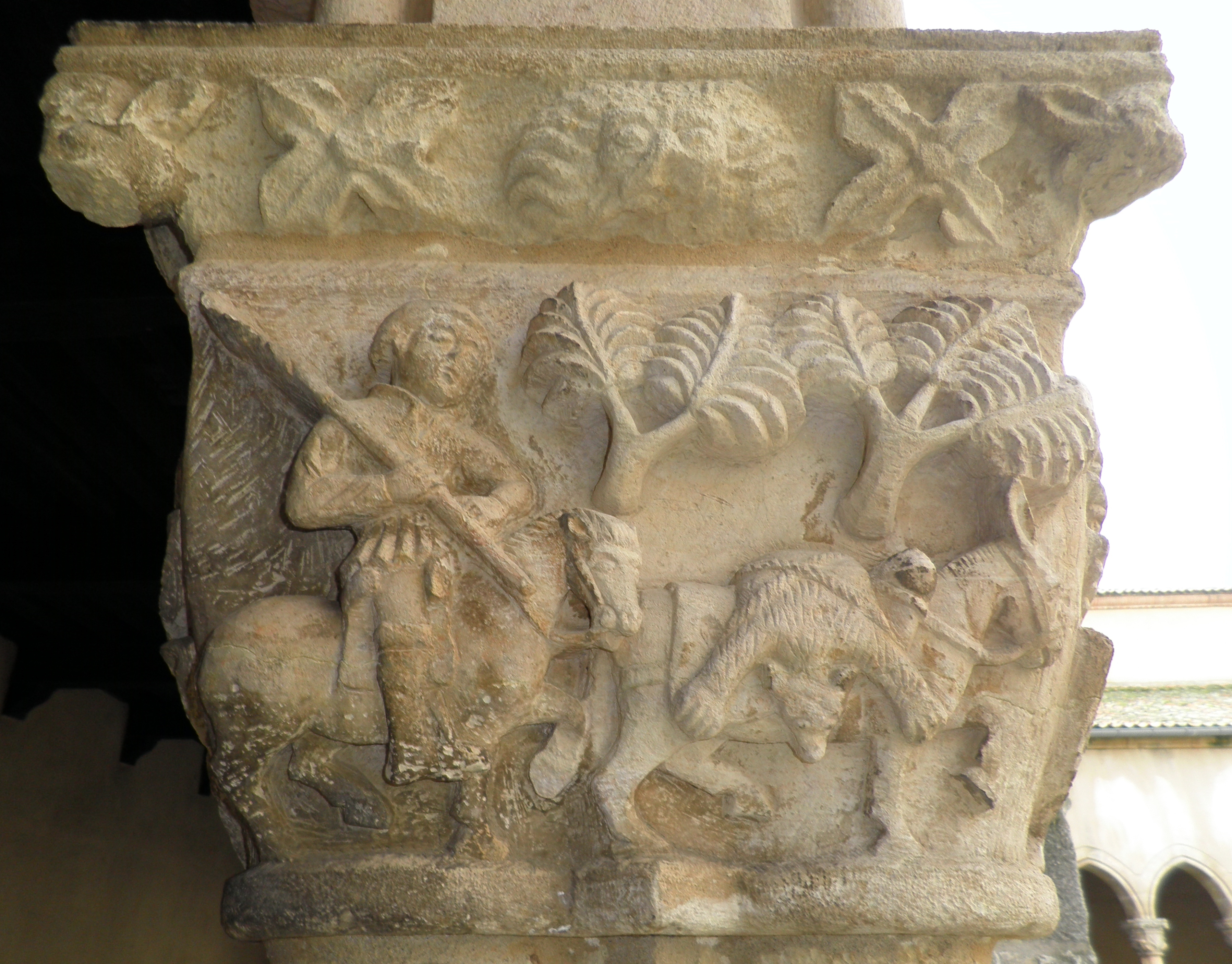
La vuelta de la caza, en el mismo capitel.
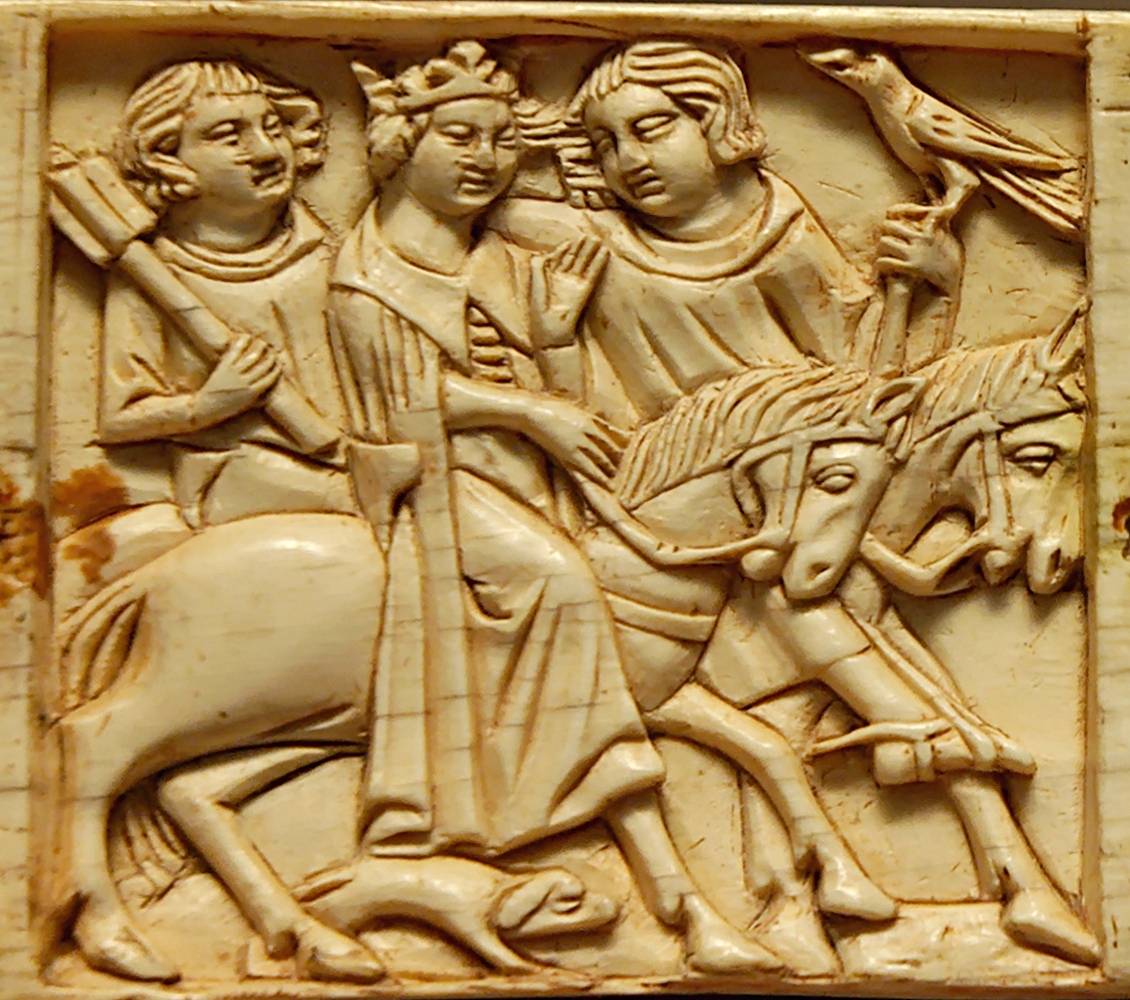
Tristán e Isolda, de caza con perro y halcón, en un marfil del siglo XIV.

El tema siguió interesando en la Edad Moderna. Los extraordinarios retratos regios de Velázquez o Van Dick (véanse en su sección) incluían al caballo como elemento esencial.

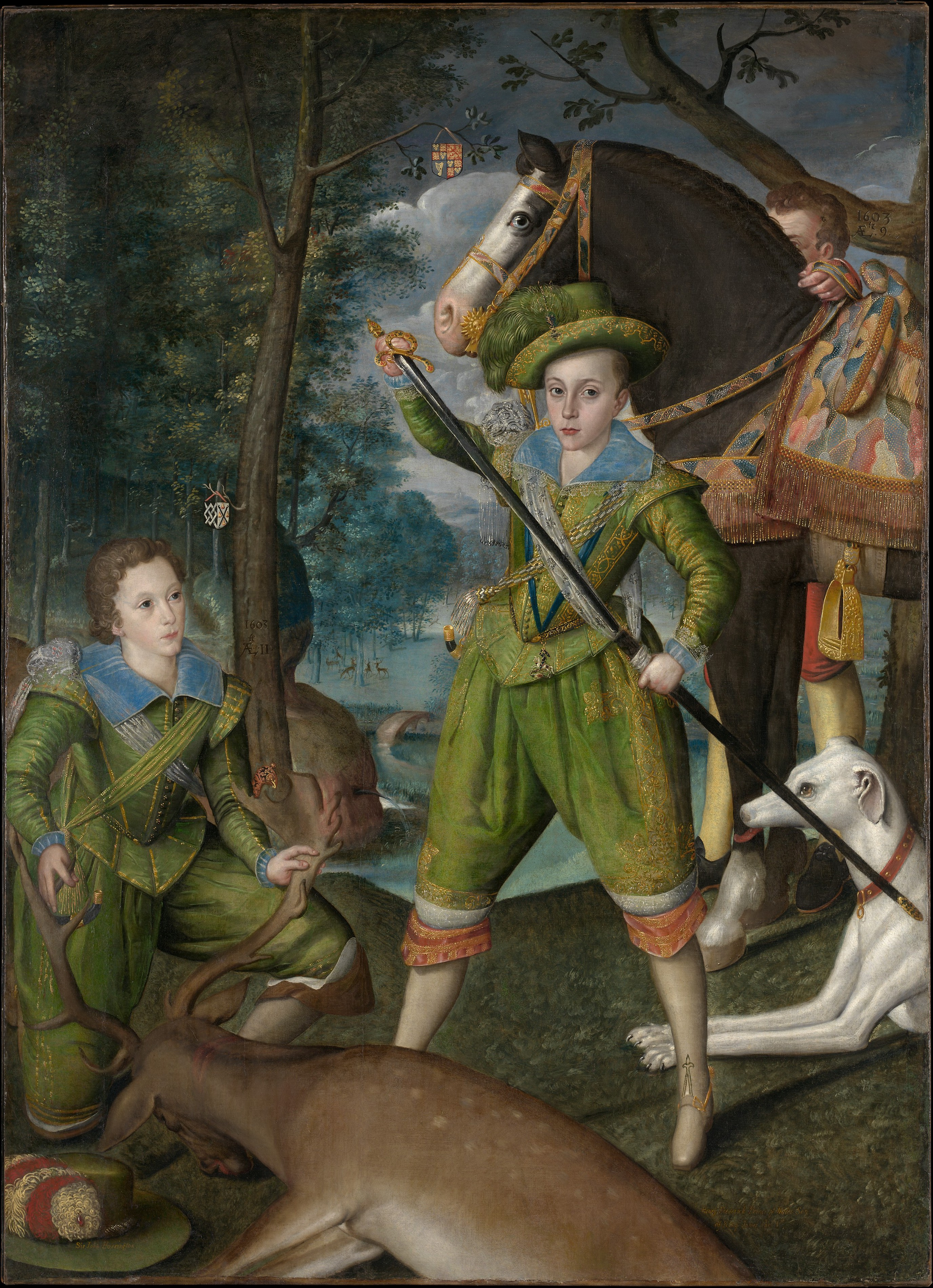
El Príncipe de Gales de cacería, de Robert Peake el Viejo (1603).
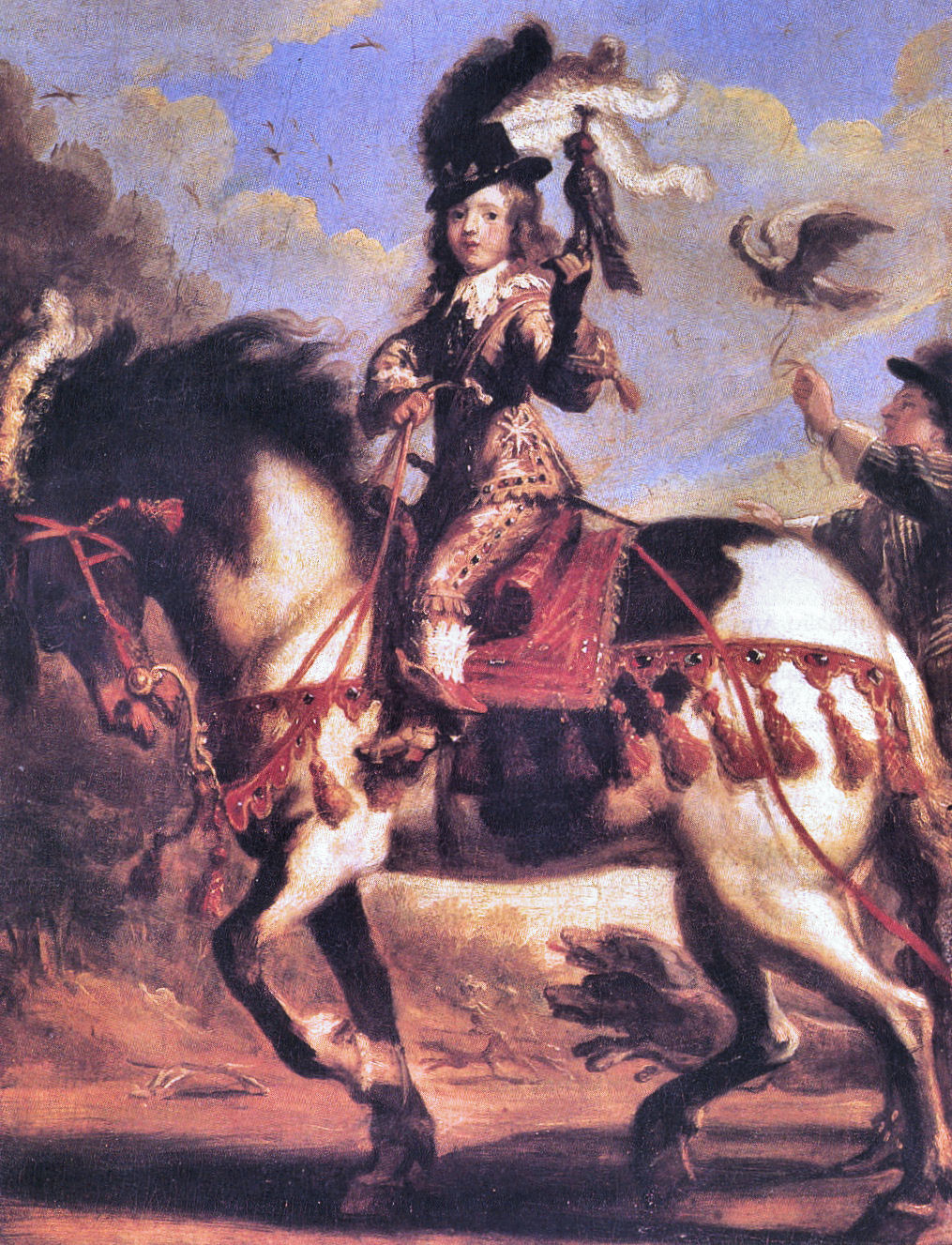
Luis XIV niño, cazando con halcón, de Jean de Saint-Igny.
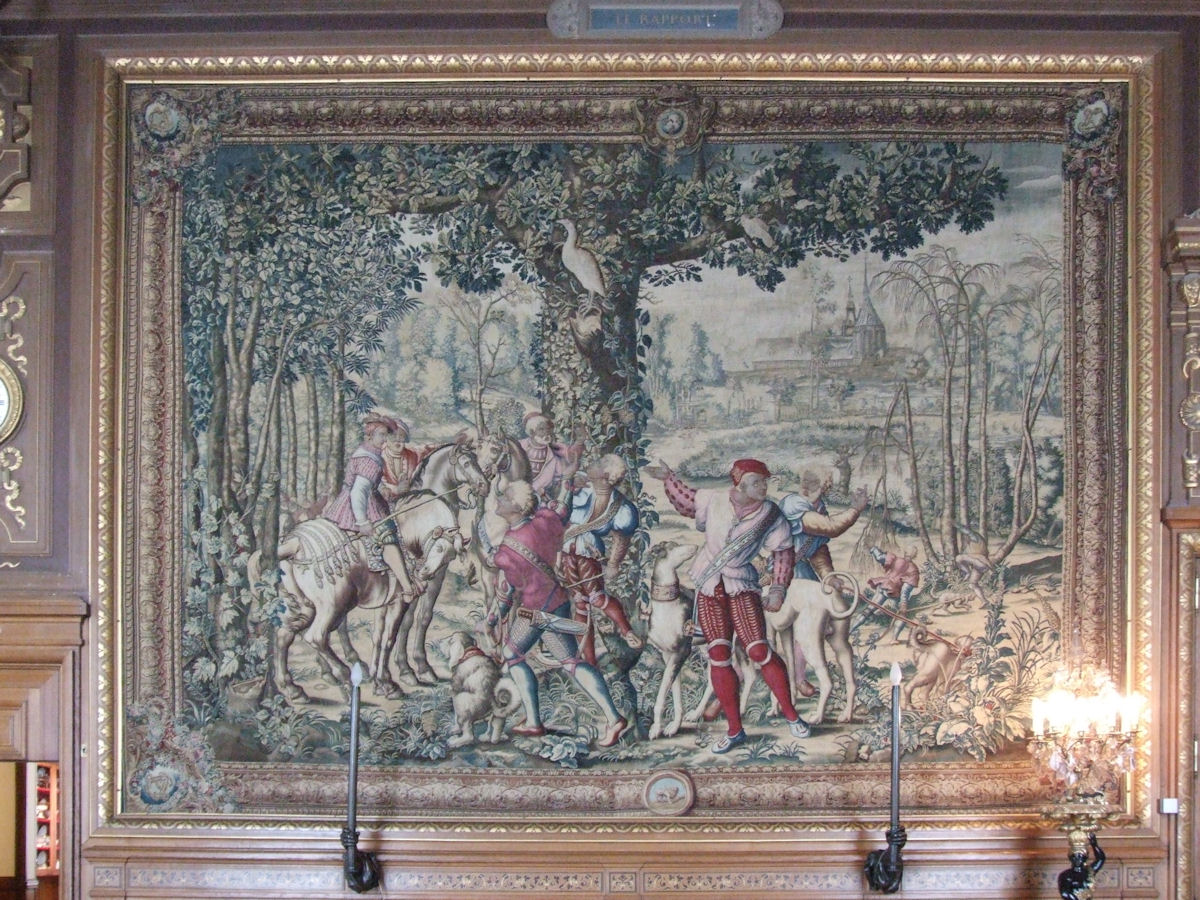
Las cazas de Maximiliano, tapiz de Gobelinos (comienzos del siglo XVIII).
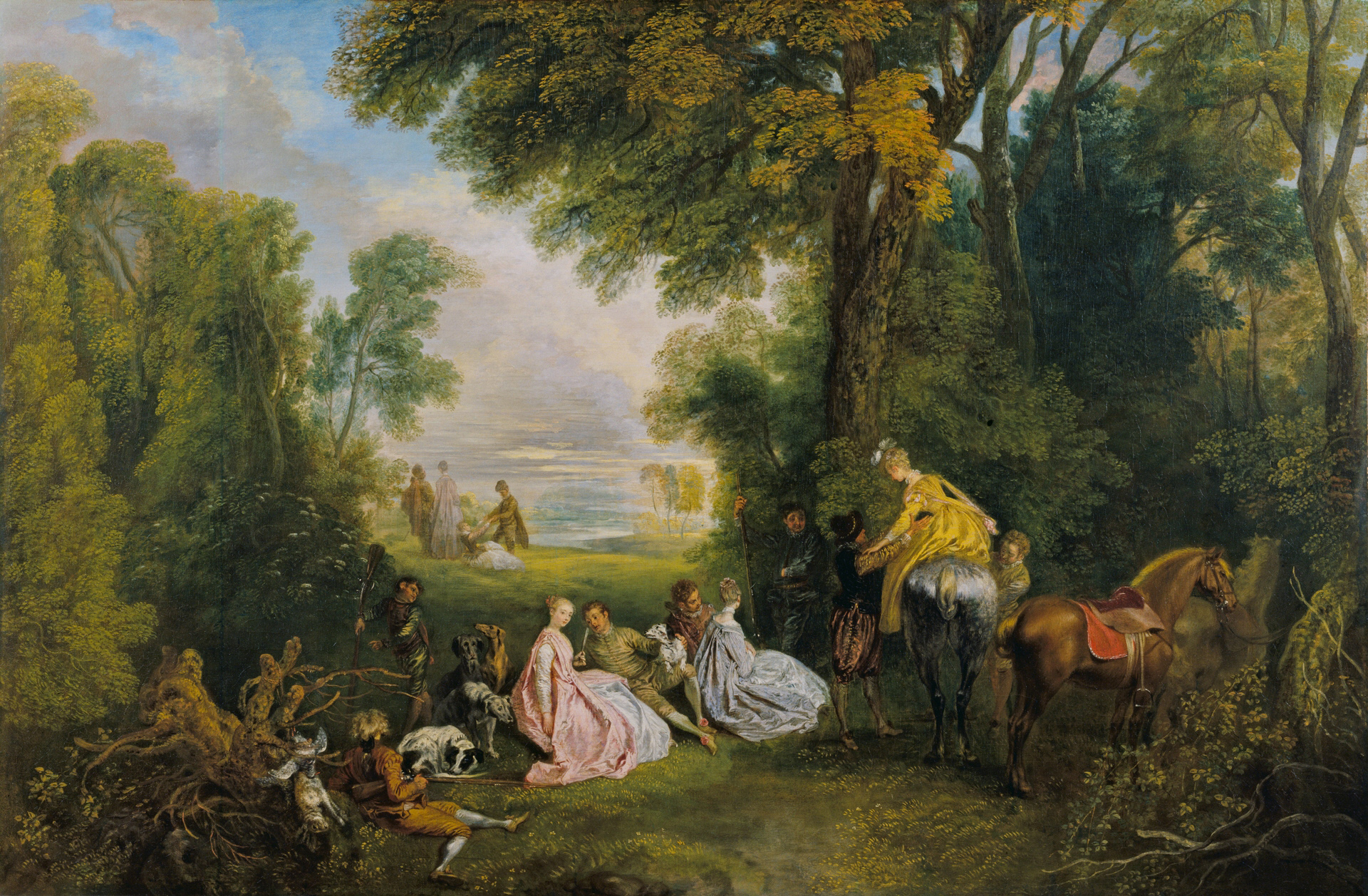
Un alto durante la cacería, de Jean-Antoine Watteau (ca. 1718).
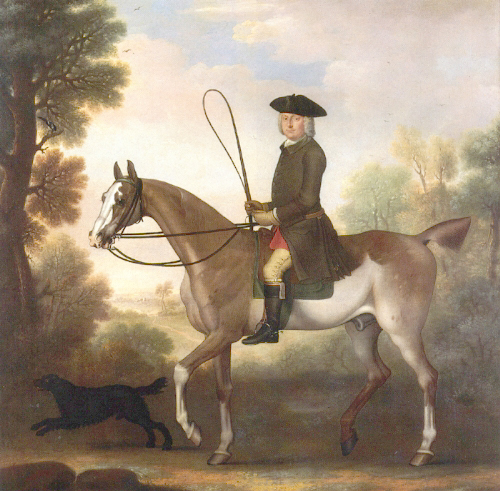
El vizconde de Gage, de caza, de autor desconocido (1743).

En la pintura inglesa, las representaciones de la caza del zorro fueron especialmente abundantes a partir del siglo XVIII; su popularidad las convirtió en un epítome de lo kitsch. Entre los principales pintores del género estuvieron Cecil Aldin y Lionel Edwards.

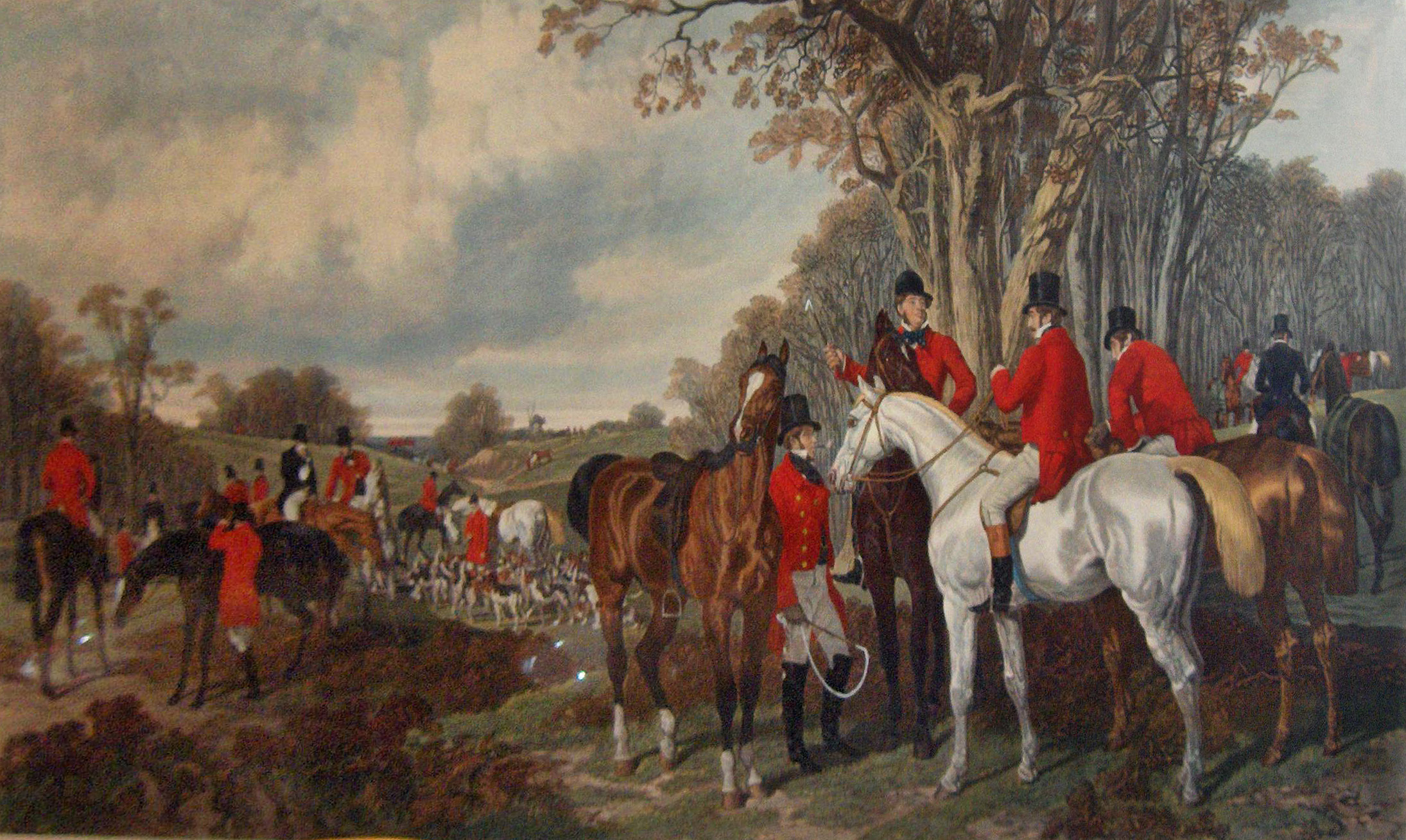
S. W. Fores (finales del siglo XVIII)
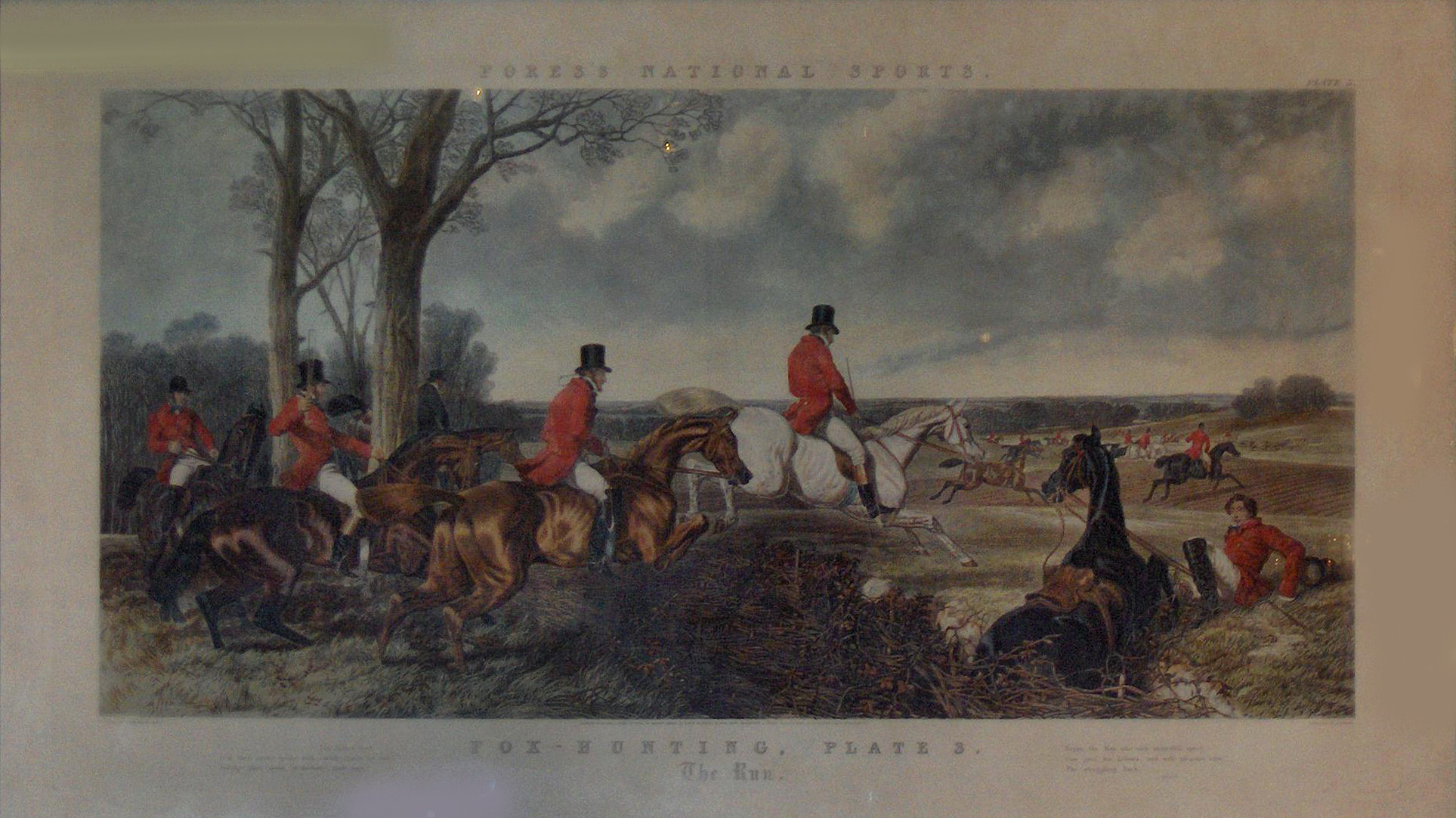
S. W. Fores.
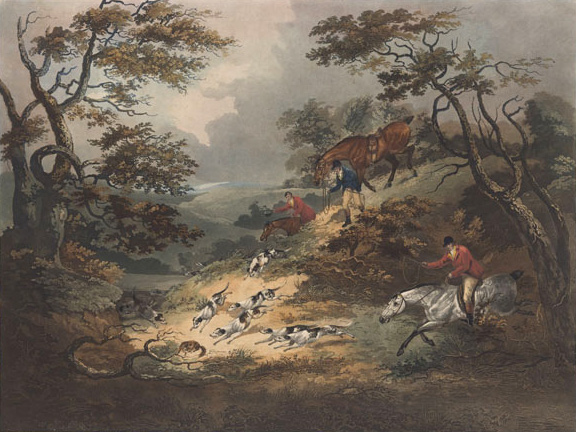
Dean Wolstenholme (1806)
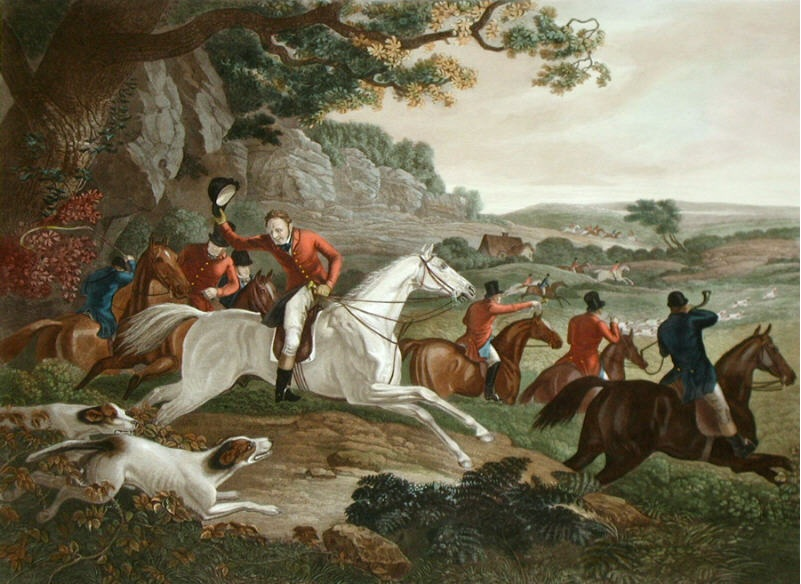
Philip Reinagle (finales del siglo XVIII o comienzos del siglo XIX).
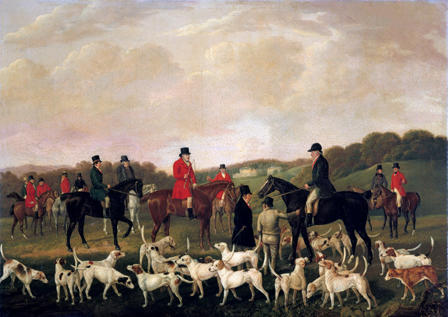
John Harrison (1840).
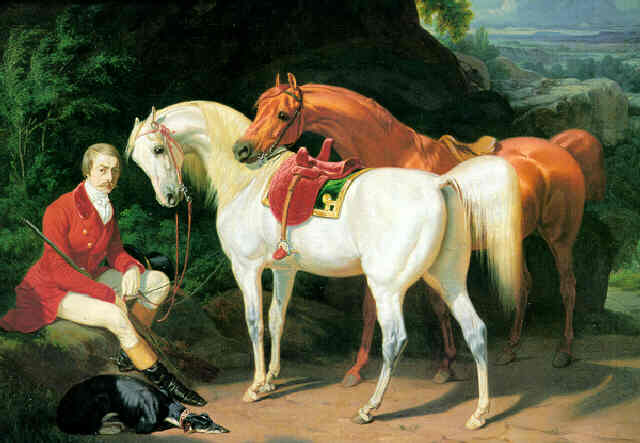
Frederick August Wenderoth (mediados del siglo XIX).
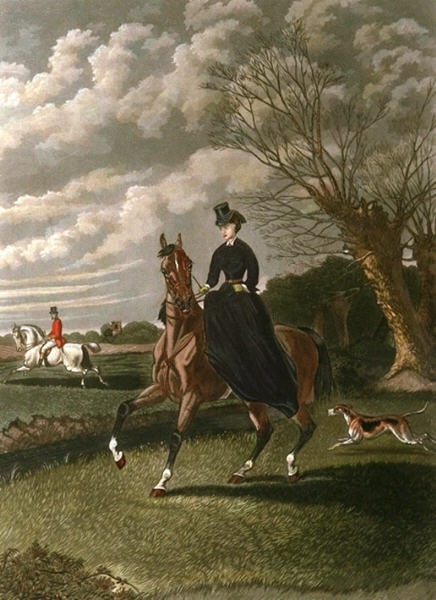
John Sturgess (finales del siglo XIX).

- Wikimedia Commons alberga una categoría multimedia sobre caza del zorro en el arte.

También en el resto de la pintura occidental la pintura de caza se convirtió en un género menor. En el siglo XX hubo otros tratamientos del género, como varias obras del ilustrador ruso Ivan Bilibin.

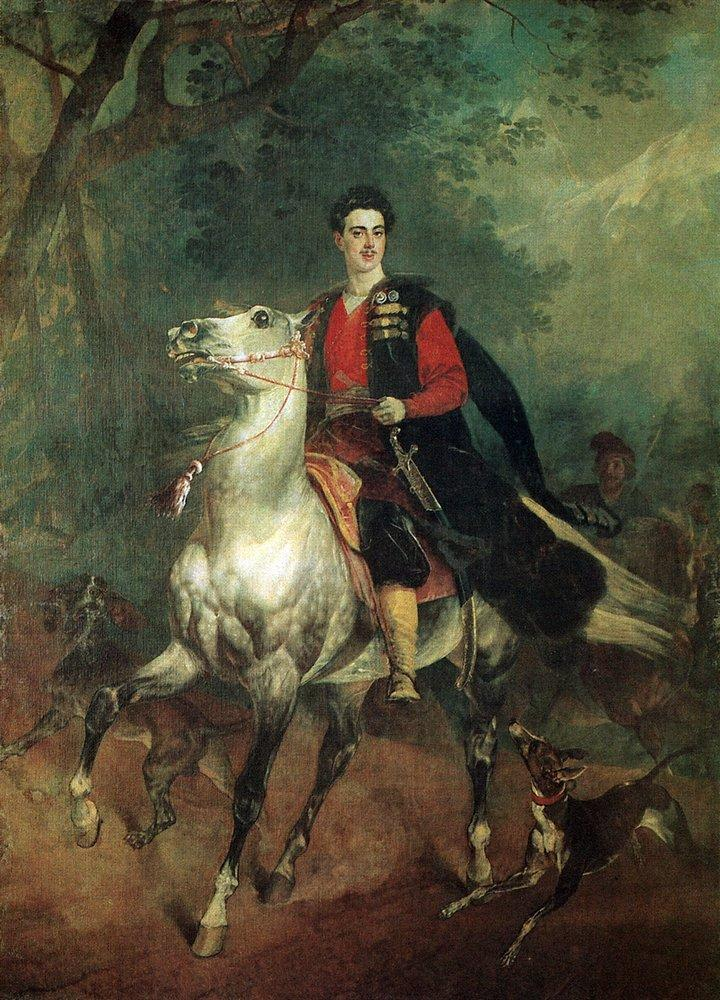
El príncipe Anatole Demidov, de cacería, de Karl Briullov (1831).
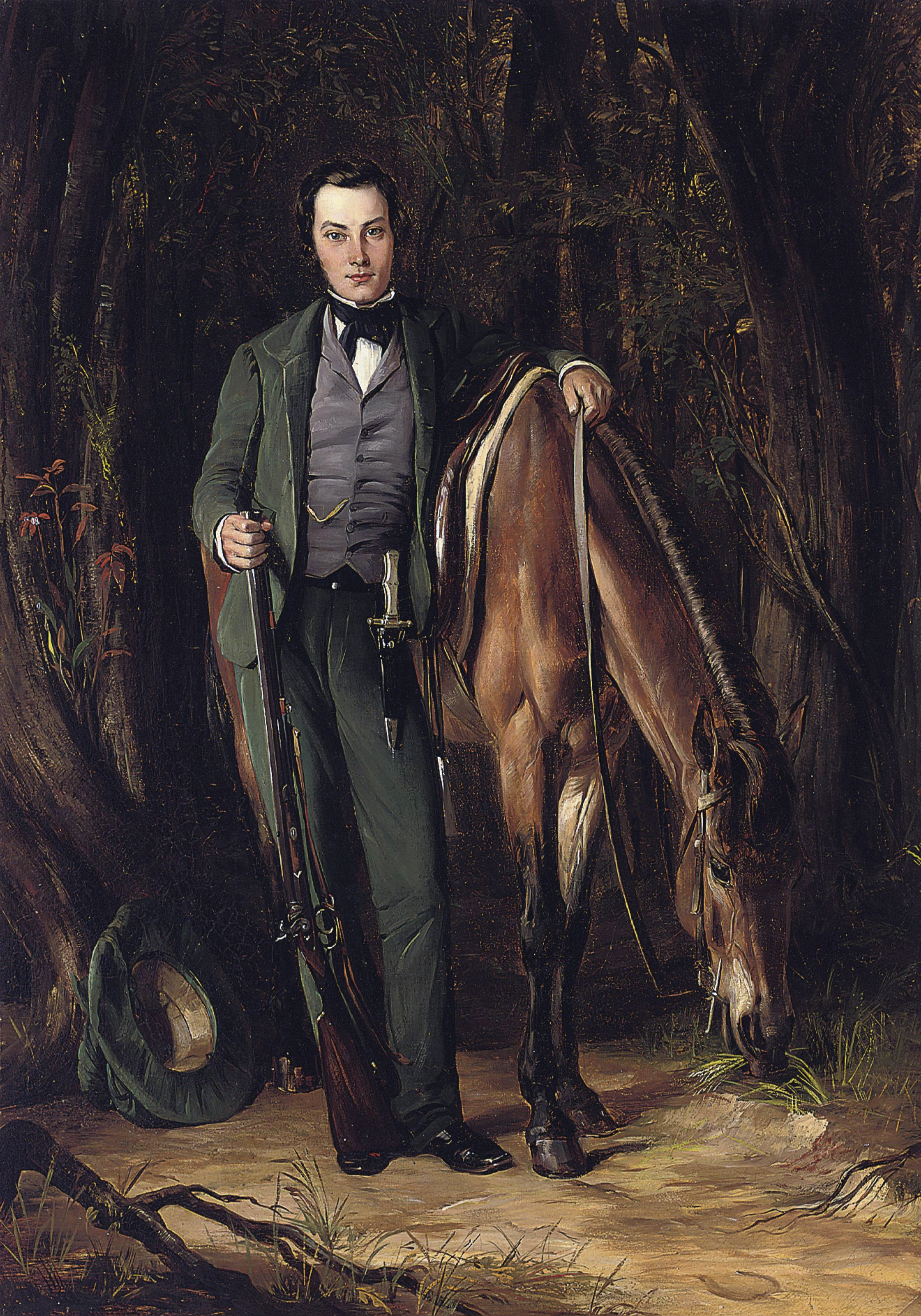
Goerge, conde de Gifford, de caza, círculo de Francis Grant (mediados del siglo XIX).
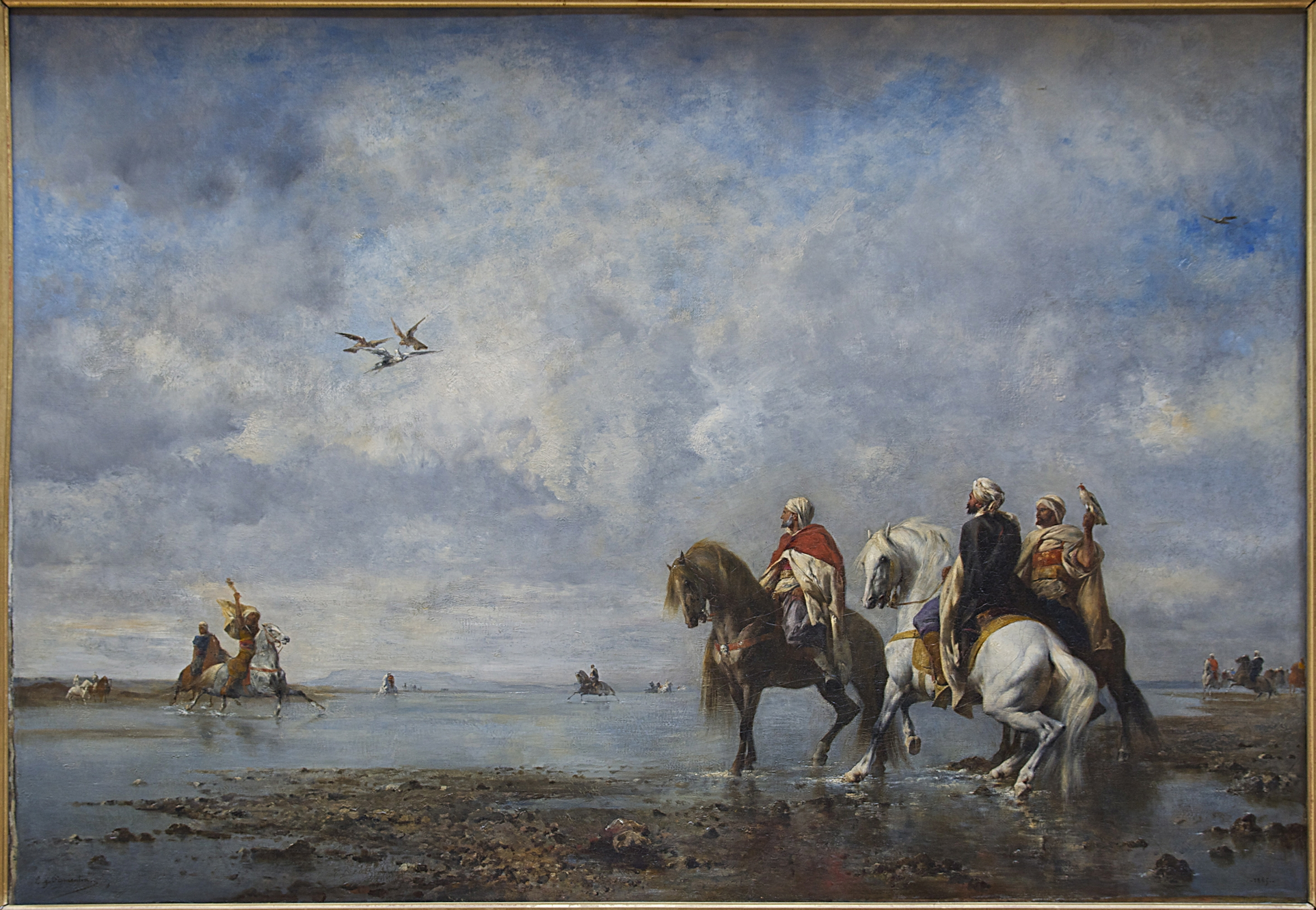
Escena de cetrería en Argelia, de Eugène Fromentin (1865).
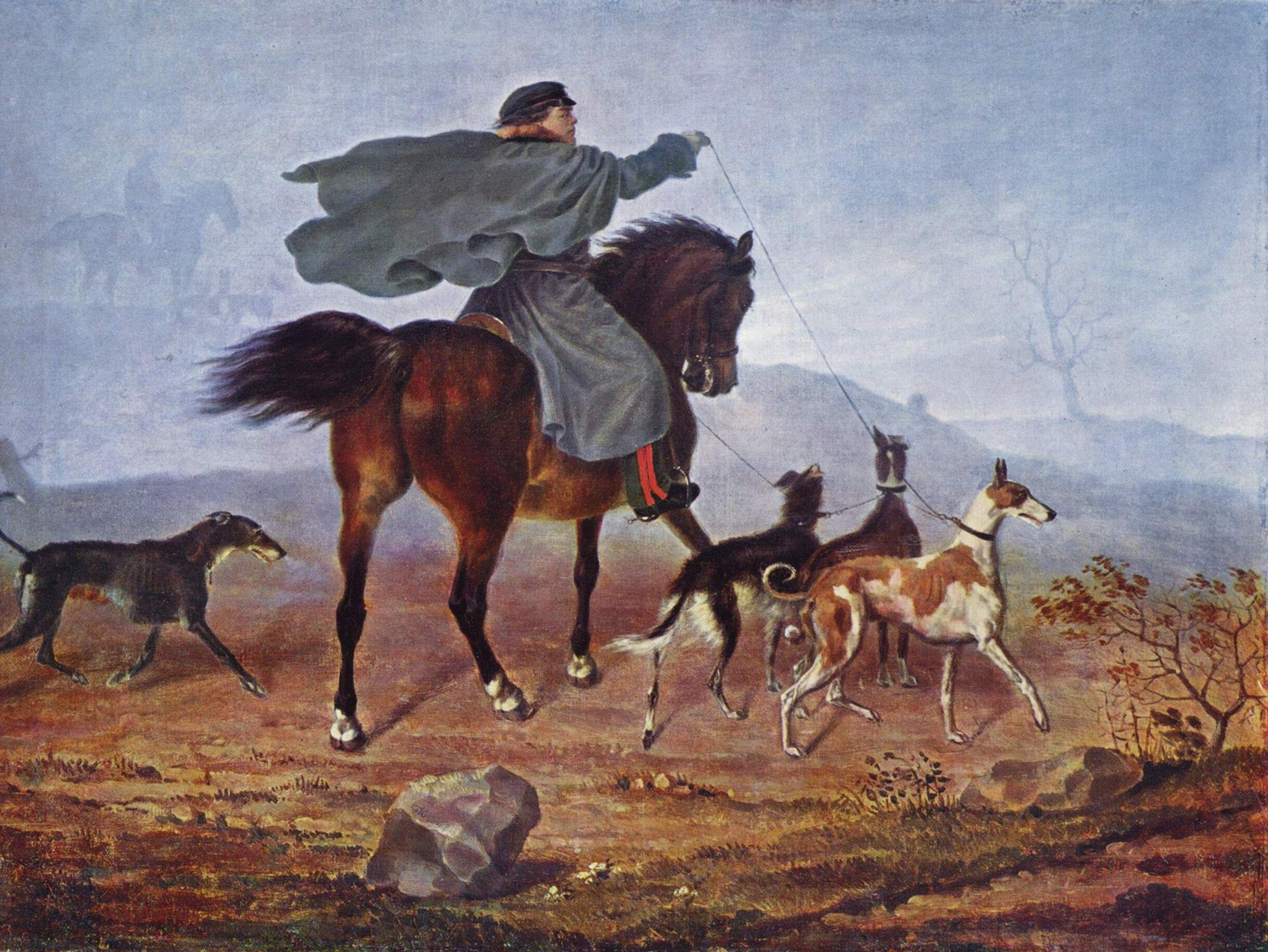
Camino de la cacería, de Franz Krüger (1819).
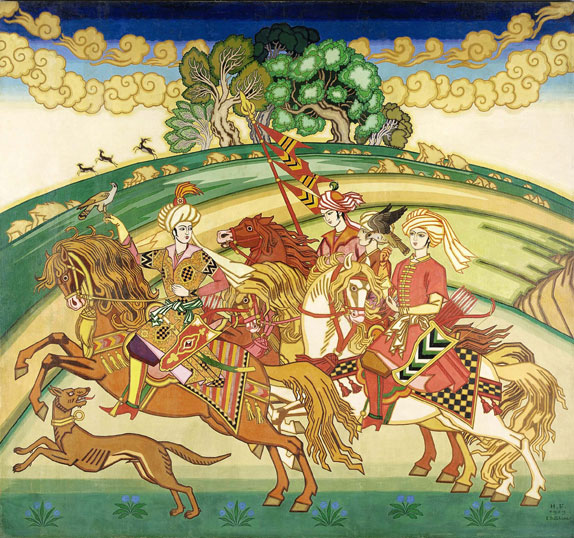
La caza ilustración de los Cuentos árabes, de Ivan Bilibin (1929).
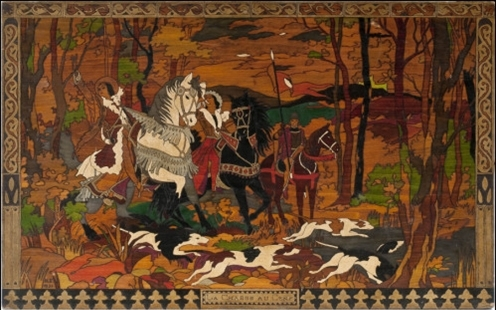
La caza del ciervo, de Ivan Bilibin (1931).

## Representación del caballo de trabajo

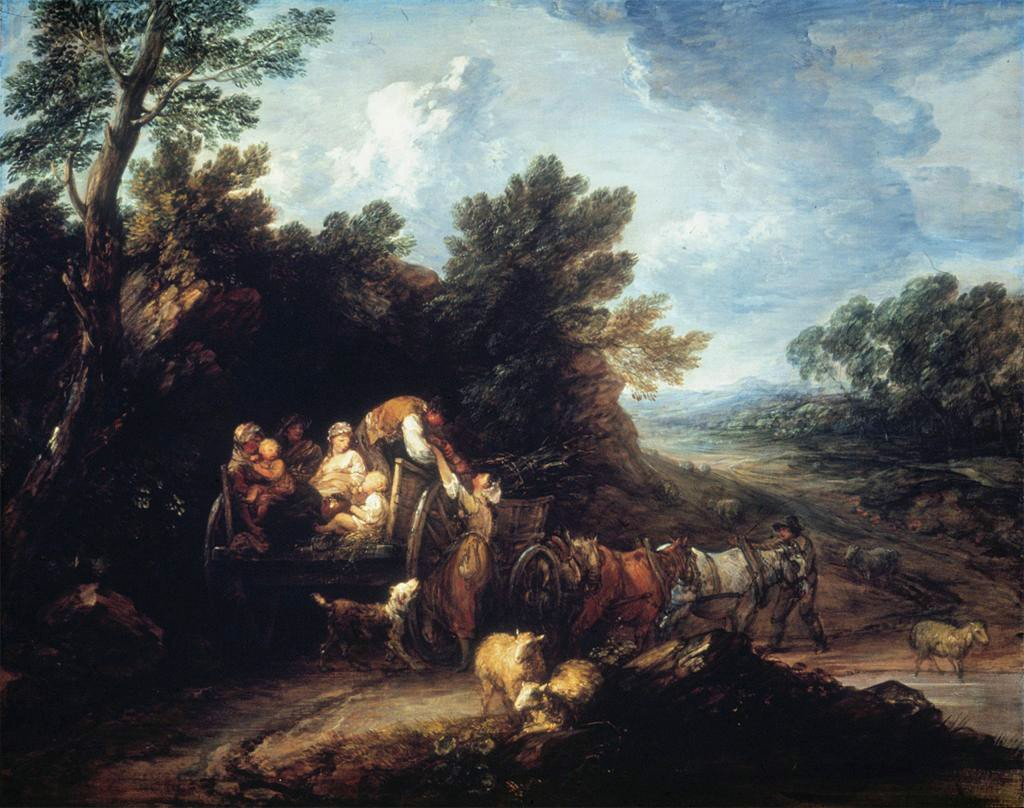
El carro de la cosecha, de Gainsborough, 1784.
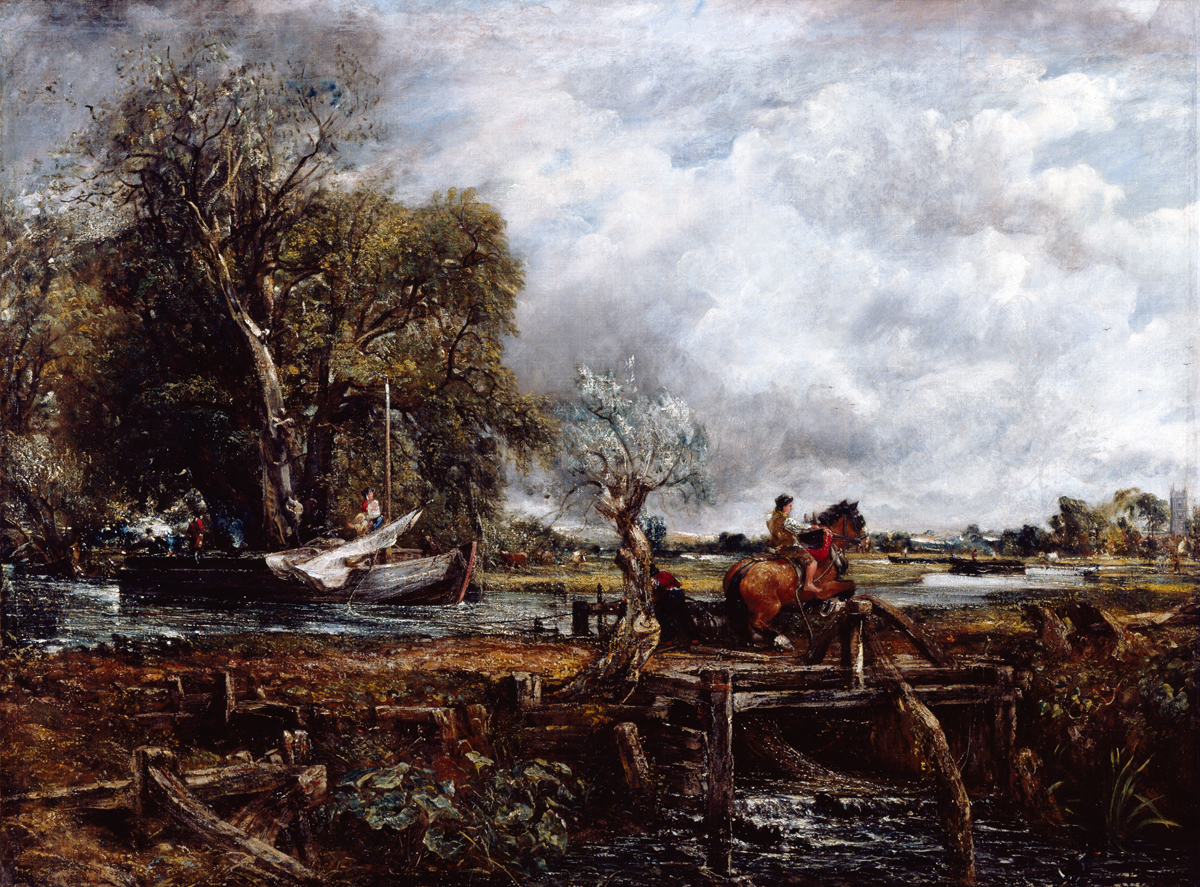
Caballo saltando, de Constable (un caballo de sirga (sirga y su camino) en un canal).
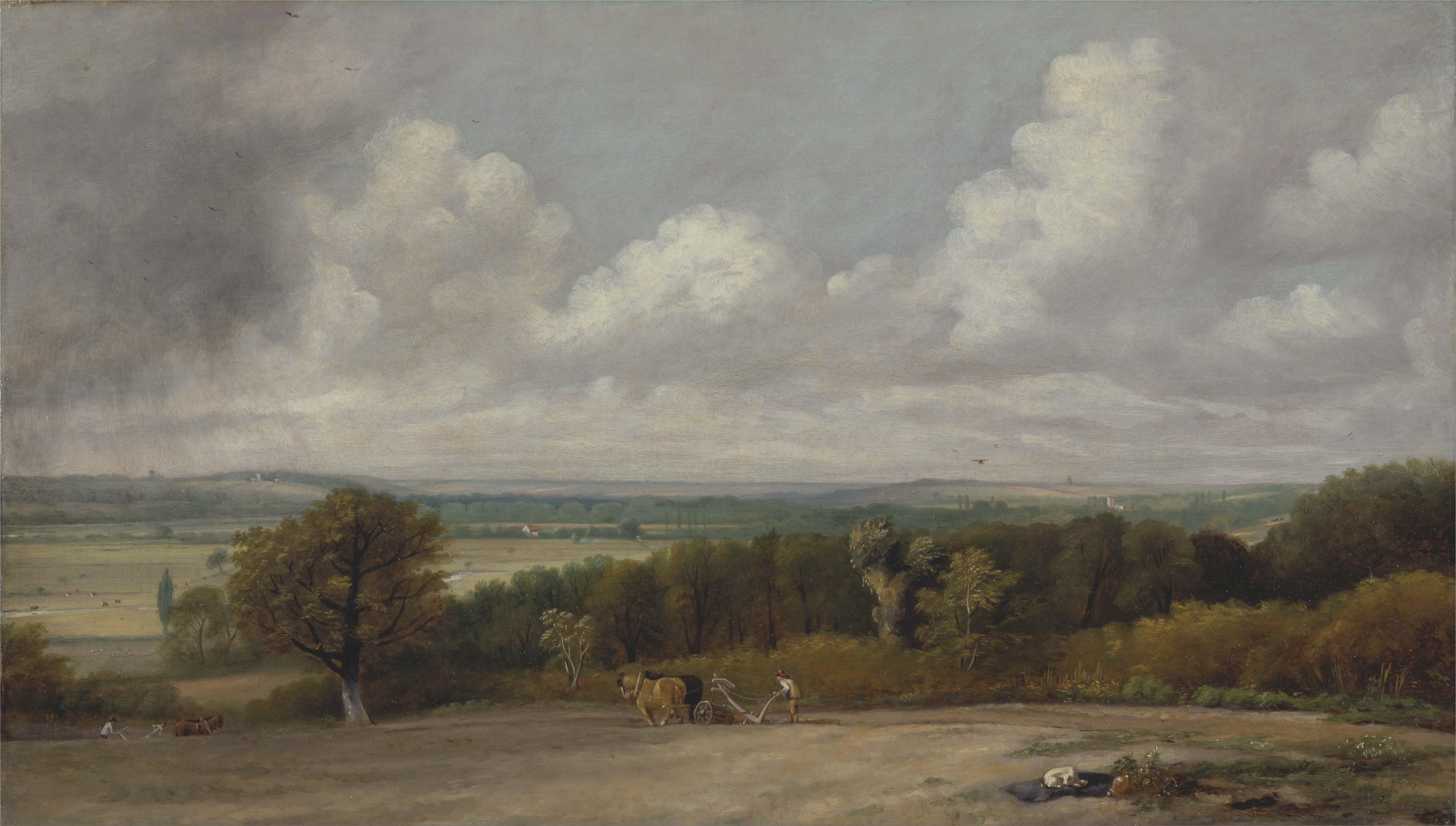
Escena de arado en Suffolk, de Constable, 1824-1825.
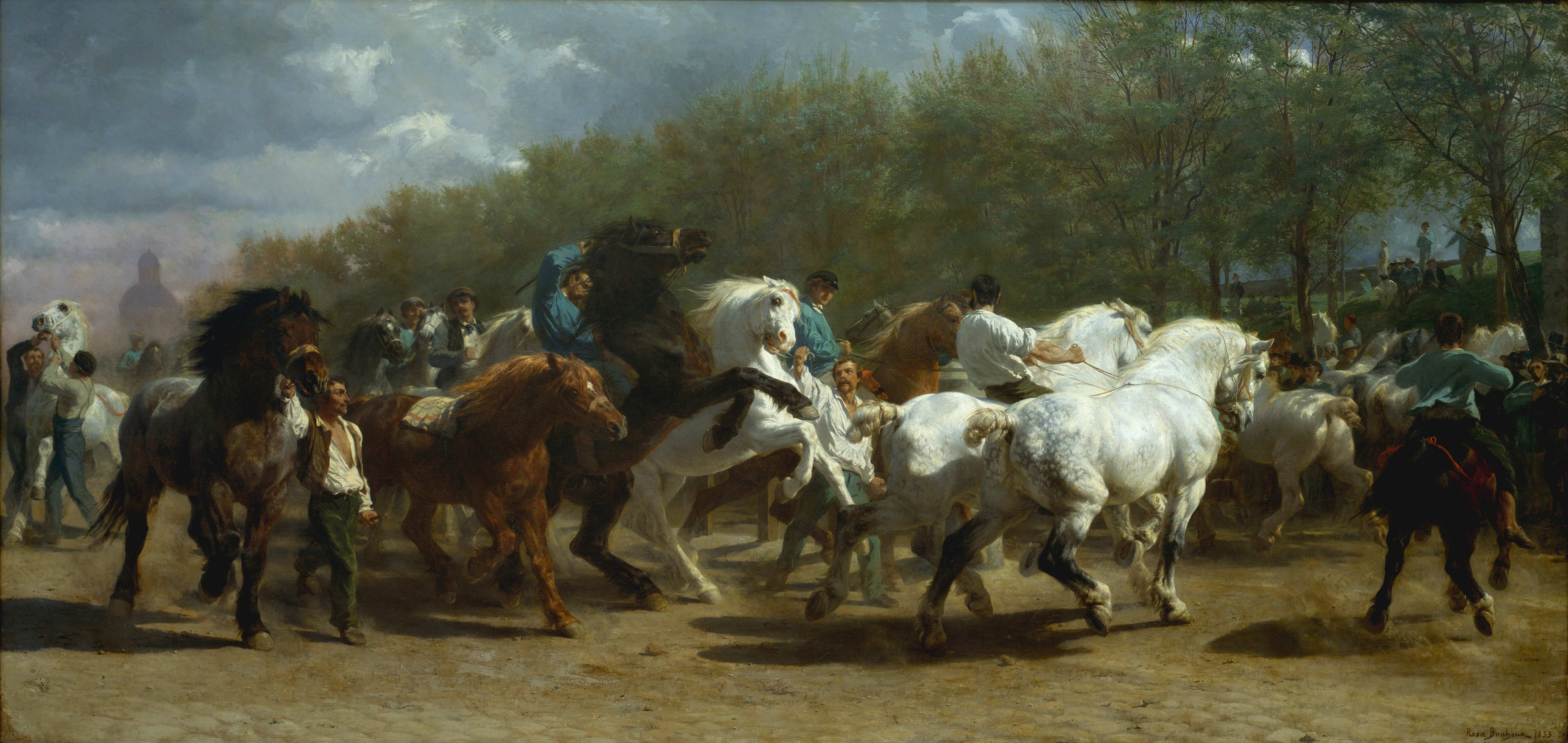
Foire aux chevaux, de Rosa Bonheur, 1853.

Lucy Kemp-Welch y Rosa Bonheur se especializaron en pinturas de caballos de trabajo en escenas rurales (paisajes o escenas de género ambientadas en el trabajo agrícola).

## Representación de los deportes hípicos

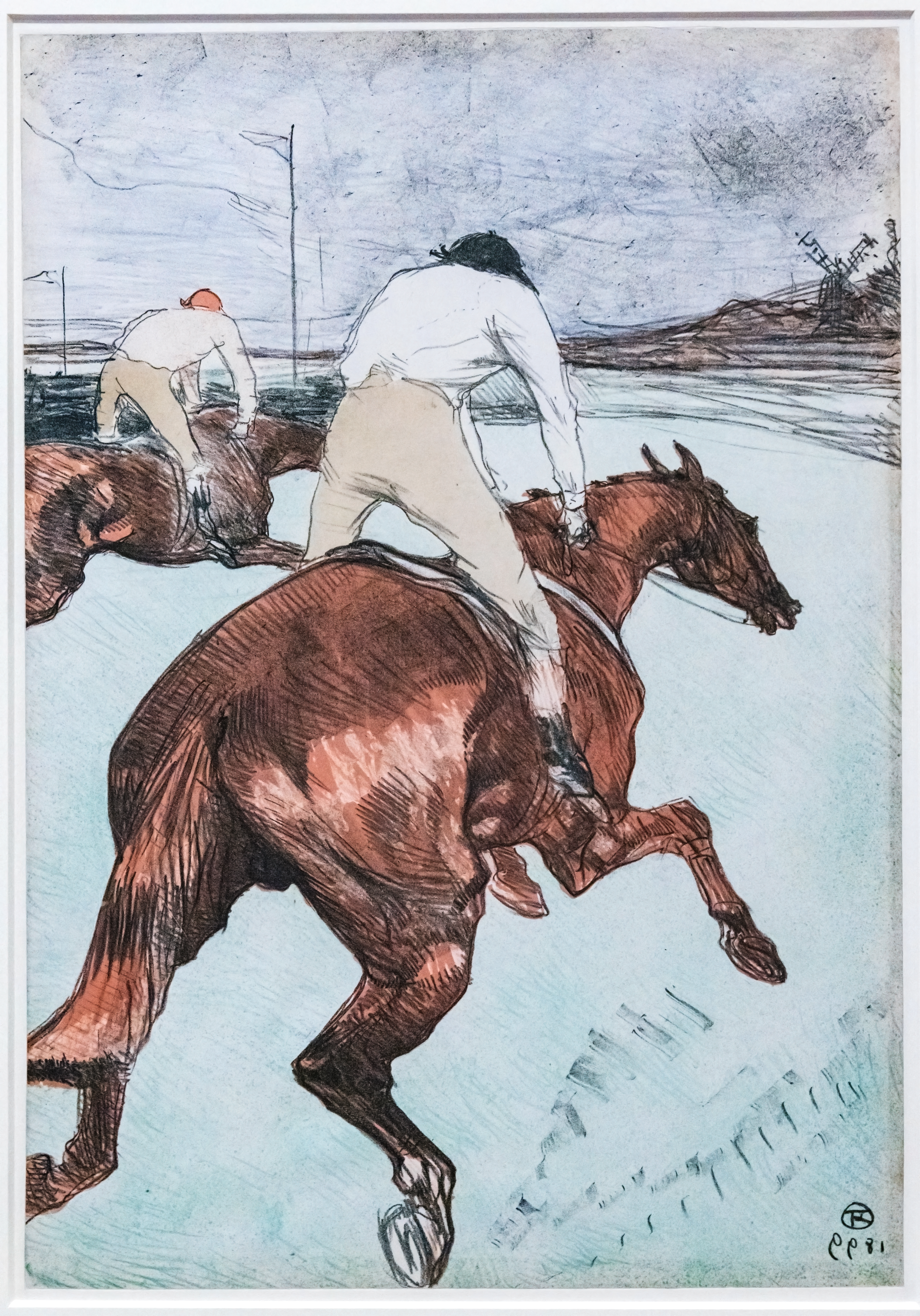
El jockey o Carrera de entrenamiento, de Toulouse-Lautrec (1899).

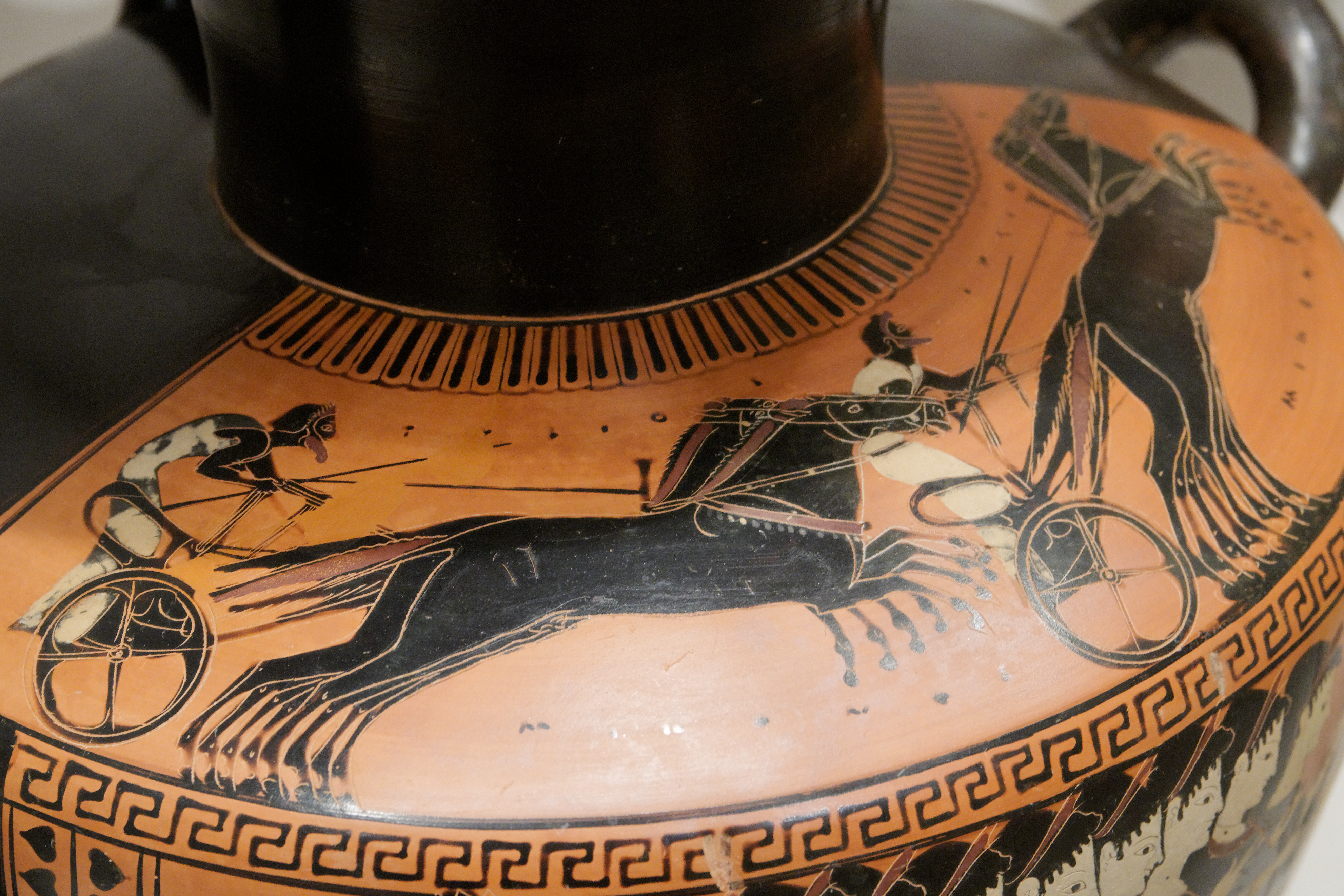
Carrera de cuadrigas en una hidria ática de figuras negras (ca. 510 a. C.)
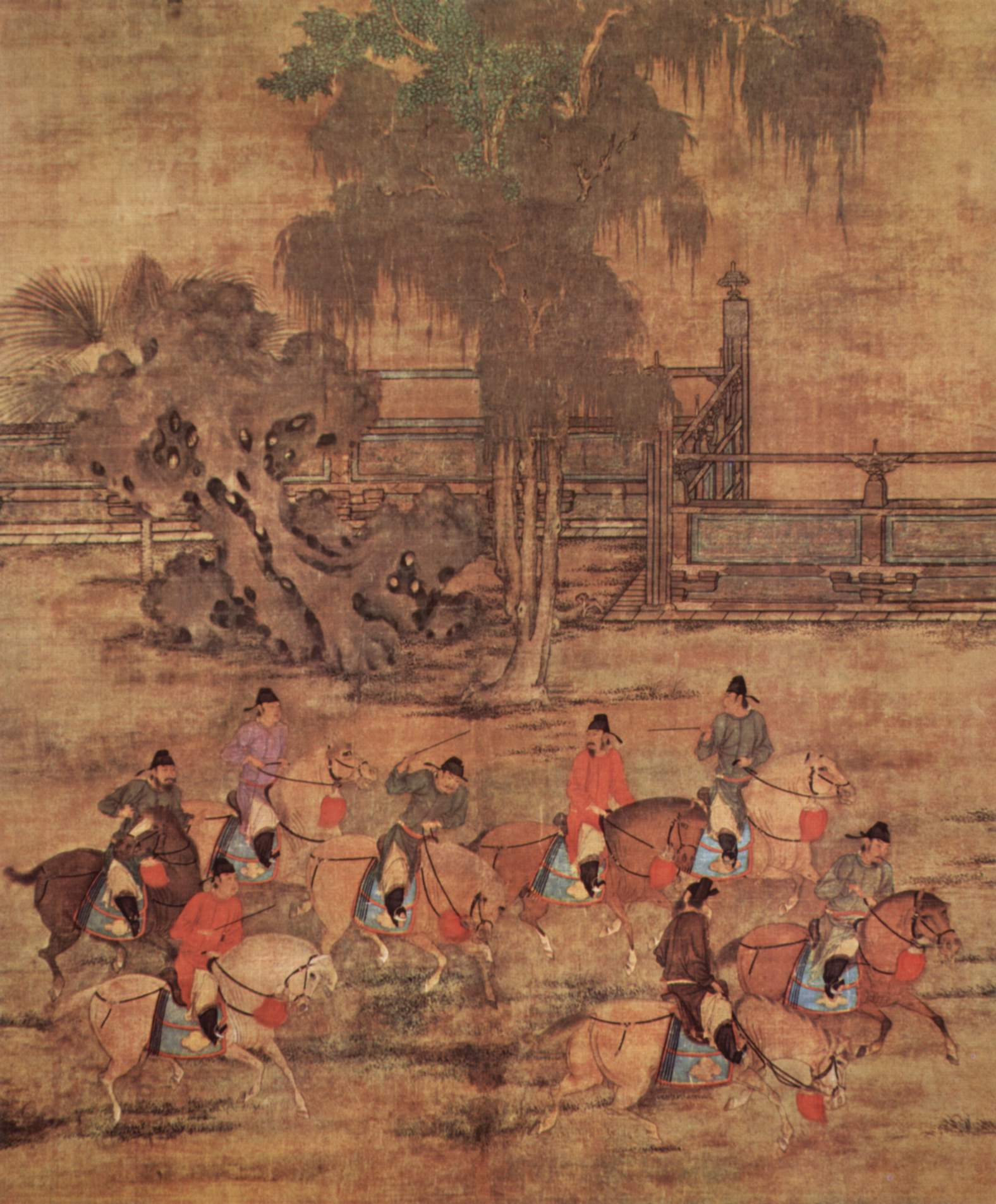
Pintura sobre seda de Chao Yen (siglo X).
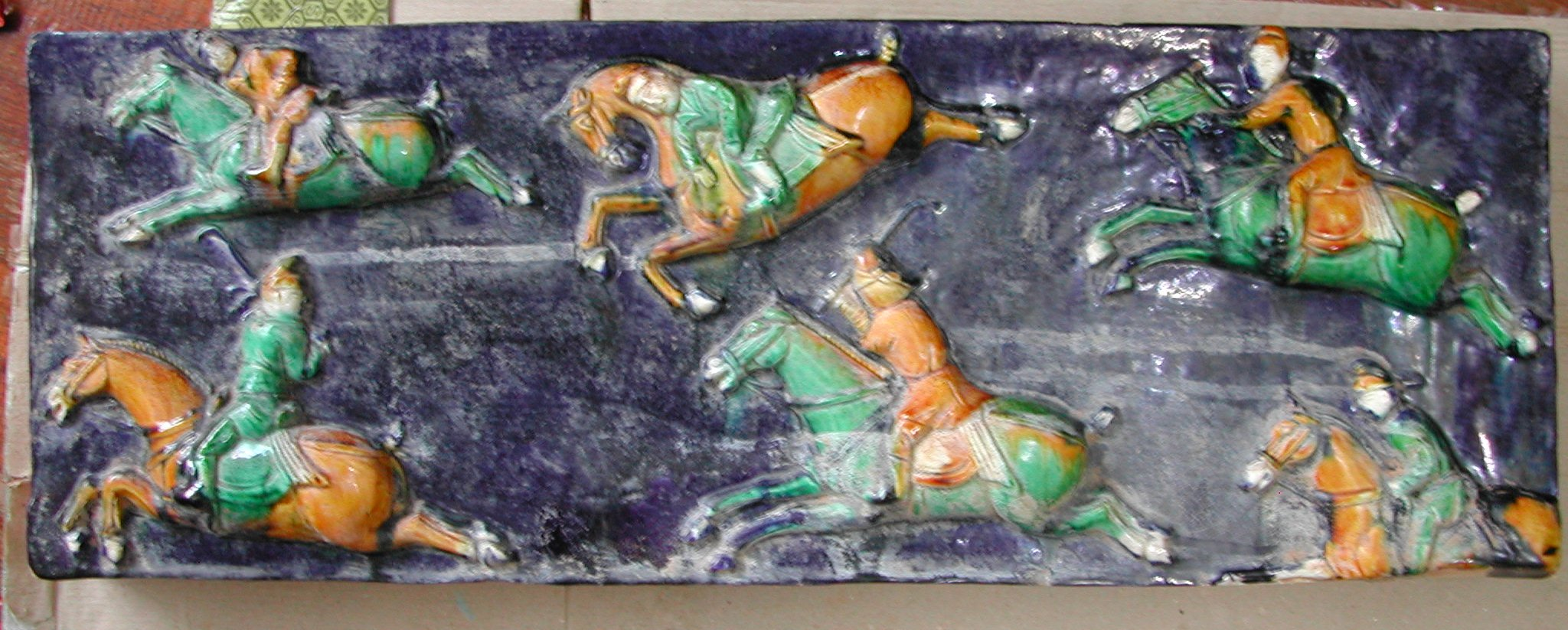
Relieve en cerámica vidriada, dinastía Tang.
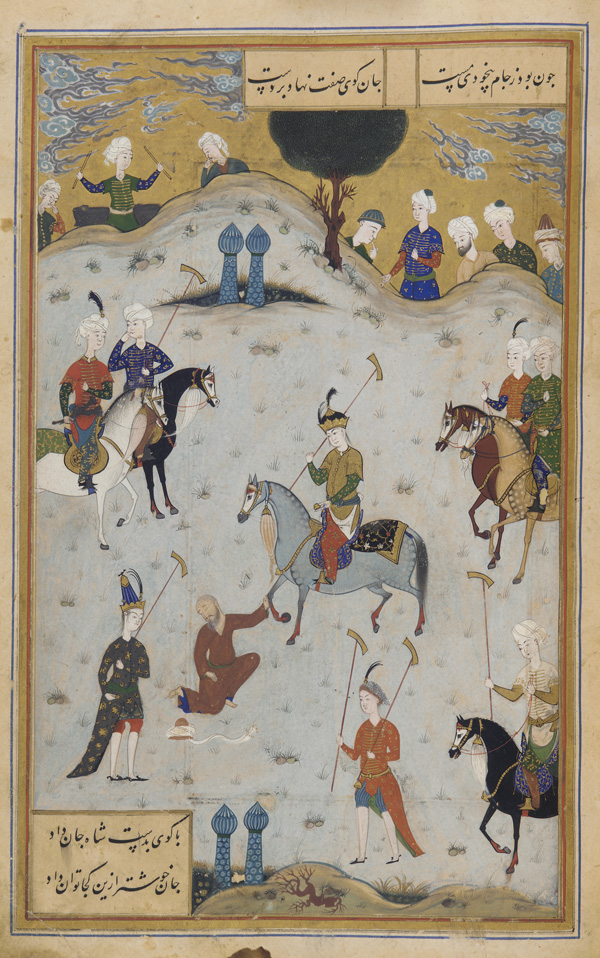
Ilustración de Guy u Chawgan (1546)

Aunque hay precedentes en el arte grecorromano y en el arte oriental antiguo; no es hasta el siglo XIX que en el arte occidental se popularizó la representación de carreras de caballos y otros deportes equinos, especialmente en Inglaterra (aunque también hay un ejemplo del francés Géricault). Entre los principales pintores ingleses dedicados a ello estuvieron Benjamin Marshall, James Ward, Henry Thomas Alken, James Pollard y John Frederick Herring (también se caracterizaron como pintores de escenas de caza o de diligencias). En Francia, desde el último tercio del siglo, fueron algunos de los protagonistas de la renovación pictórica del impresionismo los que se interesaron por representar escenas hípicas: Édouard Manet, Edgar Degas y Henri de Toulouse-Lautrec. En el siglo XX destacaron en el género los ingleses John Skeaping y Sir Alfred Munnings, ambos pintores y escultores.

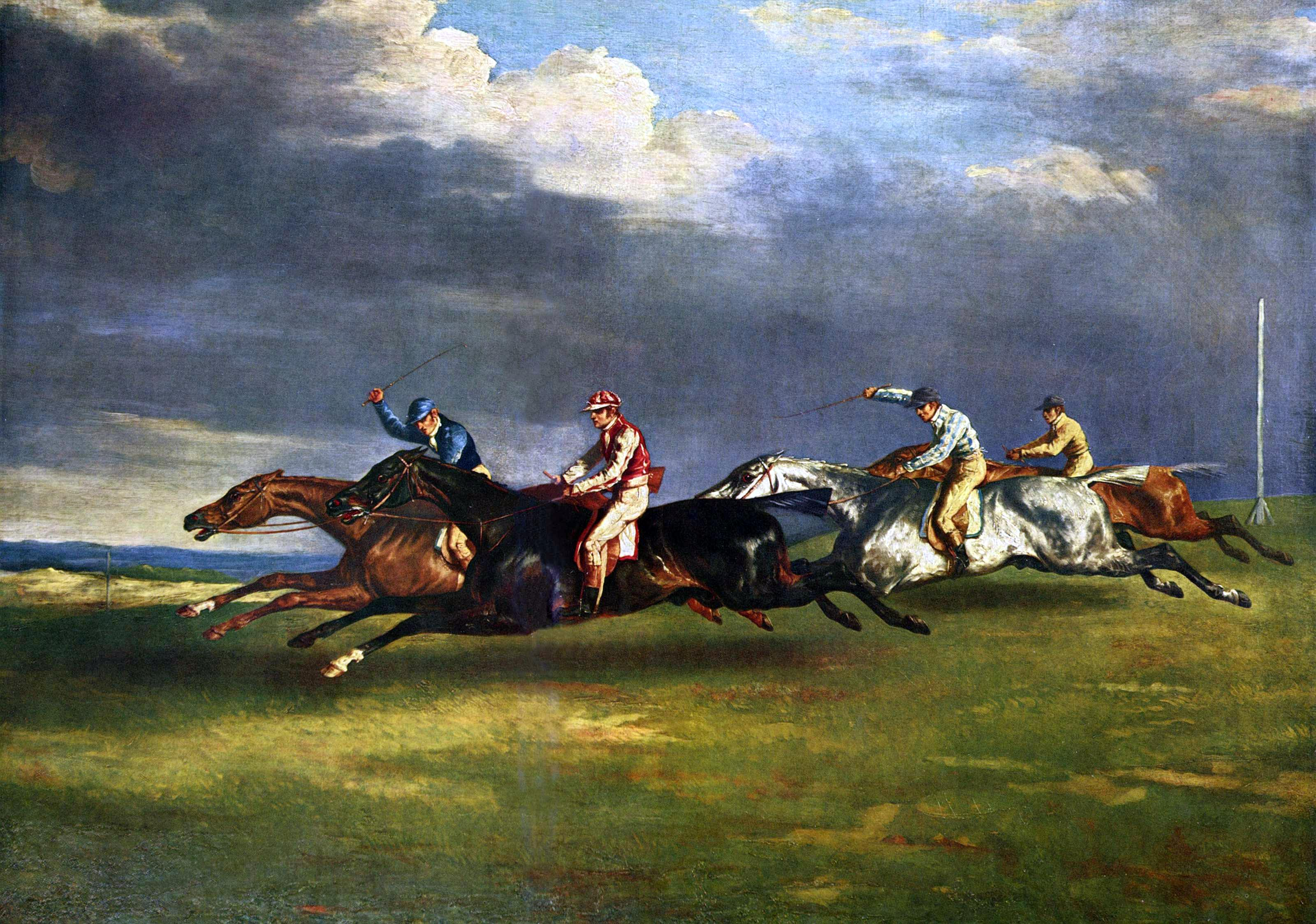
Derby de Epson, de Géricault (1821).
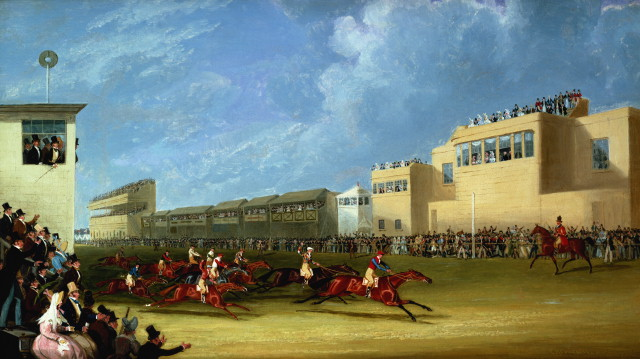
La copa de oro de Ascot, de Pollard (1830).
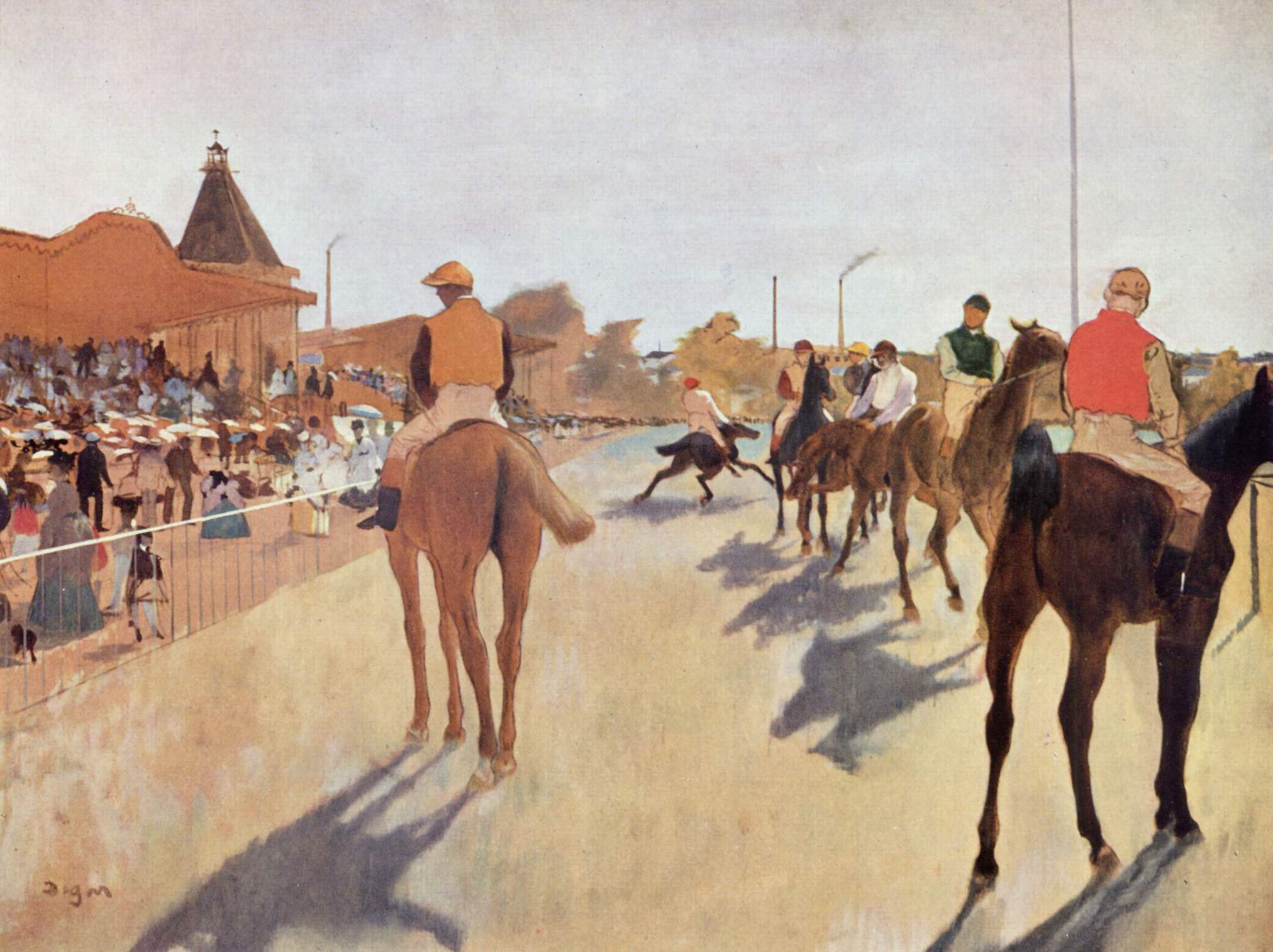
'Jockeys ante la tribuna, de Degas (1869-1872).
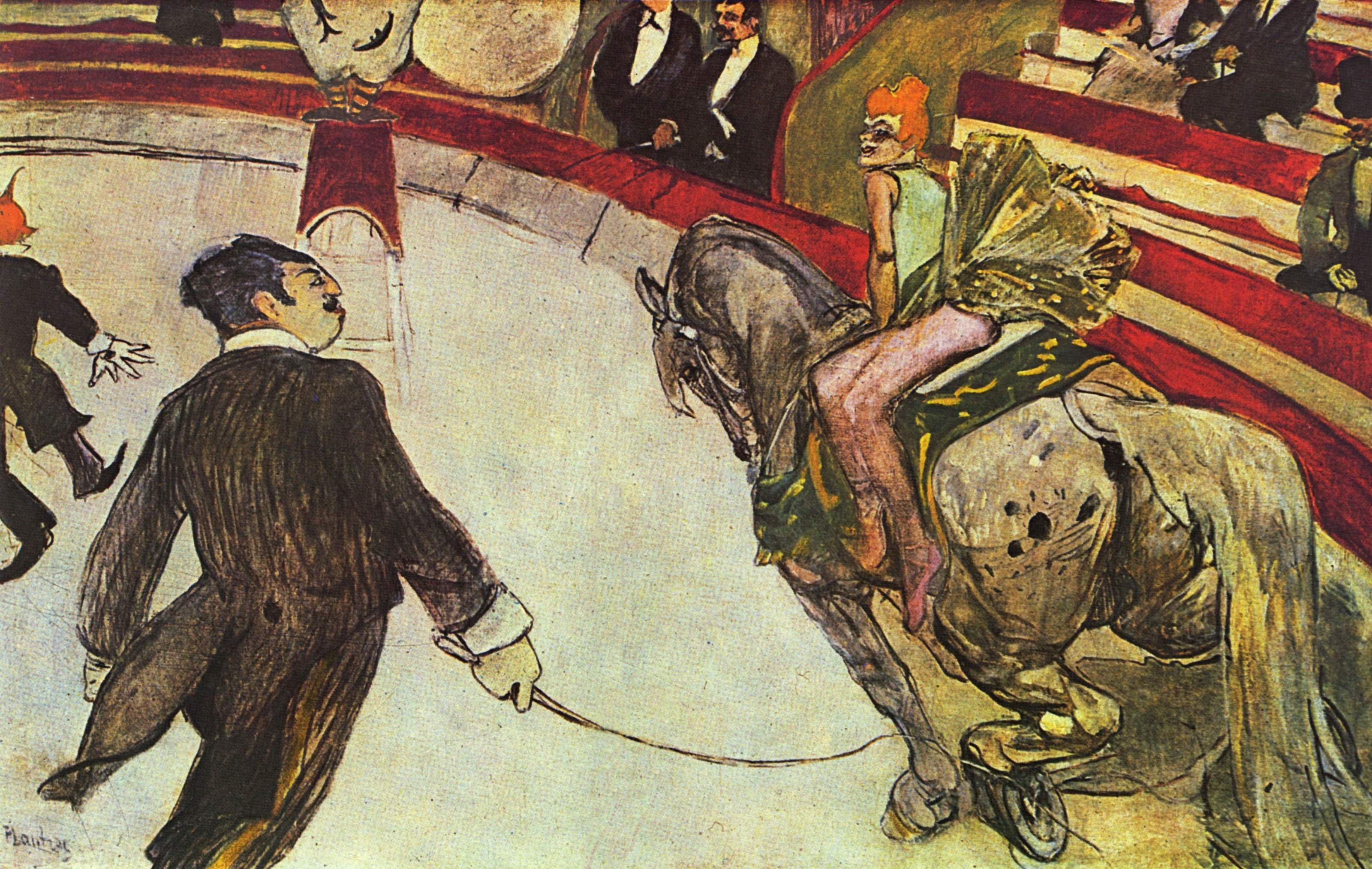
Au cirque Fernando, l'écuyère, de Toulouse-Lautrec (1888).

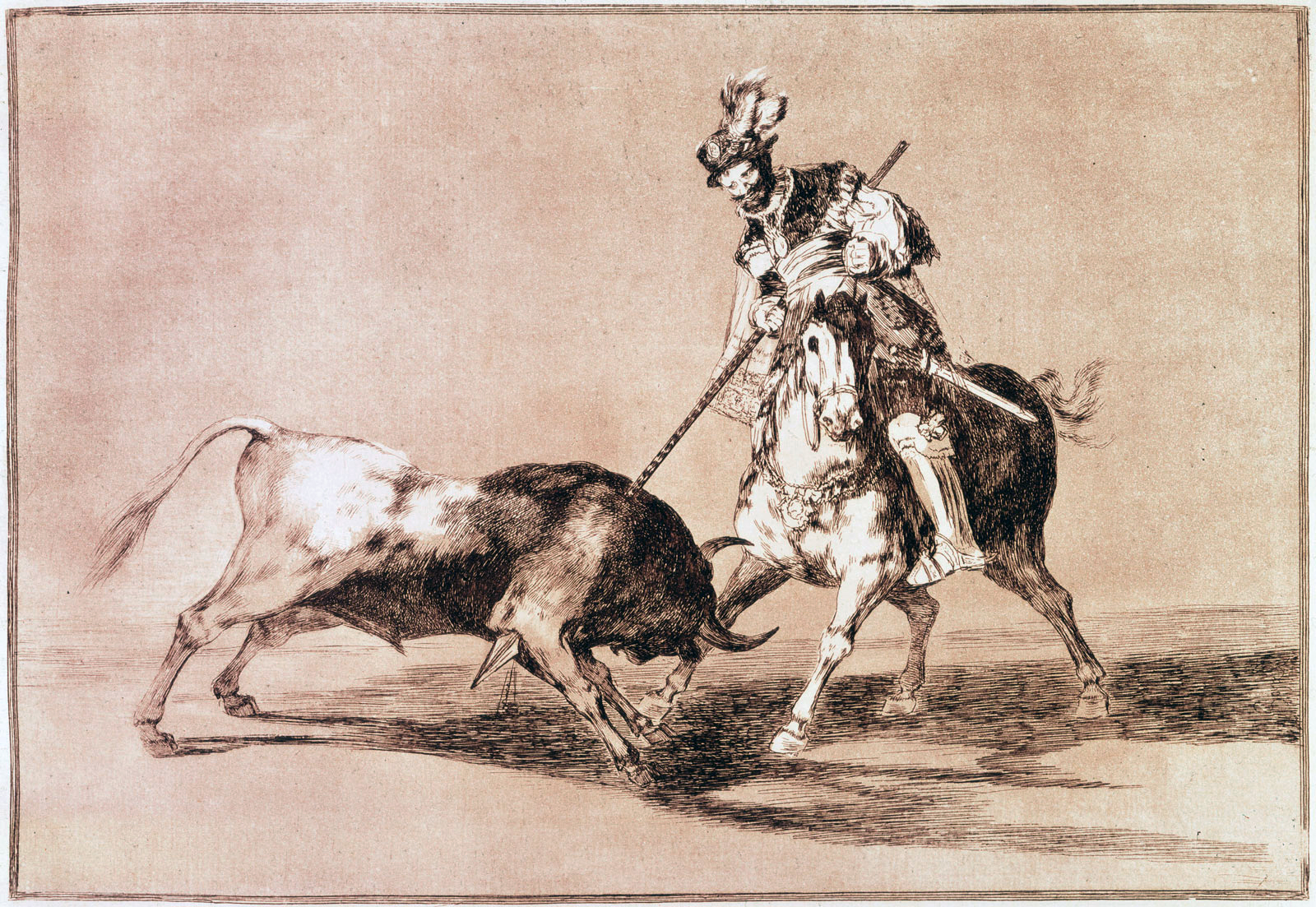
El Cid Campeador lanceando otro toro, grabado n.º 11 de La tauromaquia de Goya, 1816.

- Wikimedia Commons alberga una categoría multimedia sobre carreras de caballos en el arte.
- Wikimedia Commons alberga una categoría multimedia sobre polo en el arte.
- Wikimedia Commons alberga una categoría multimedia sobre deportes ecuestres en el arte.

## El caballo en las representaciones de la tauromaquia
Las escenas protagonizadas por caballos son abundantes en las representaciones plásticas de la tauromaquia, especialmente los picadores y el rejoneo. Además, fuera de las plazas de toros, la aparición del caballo es consustancial a las escenas de pastoreo de los toros en el campo, las pruebas de acoso y derribo y otros eventos taurinos.
La oposición de las figuras del toro y el caballo tiene una particular fuerza visual y profundos significados simbólicos, valorados por algunos pintores como Goya o Picasso (incluso en obras no explícitamente taurinas, como El Guernica).

## Influencia de la fotografía

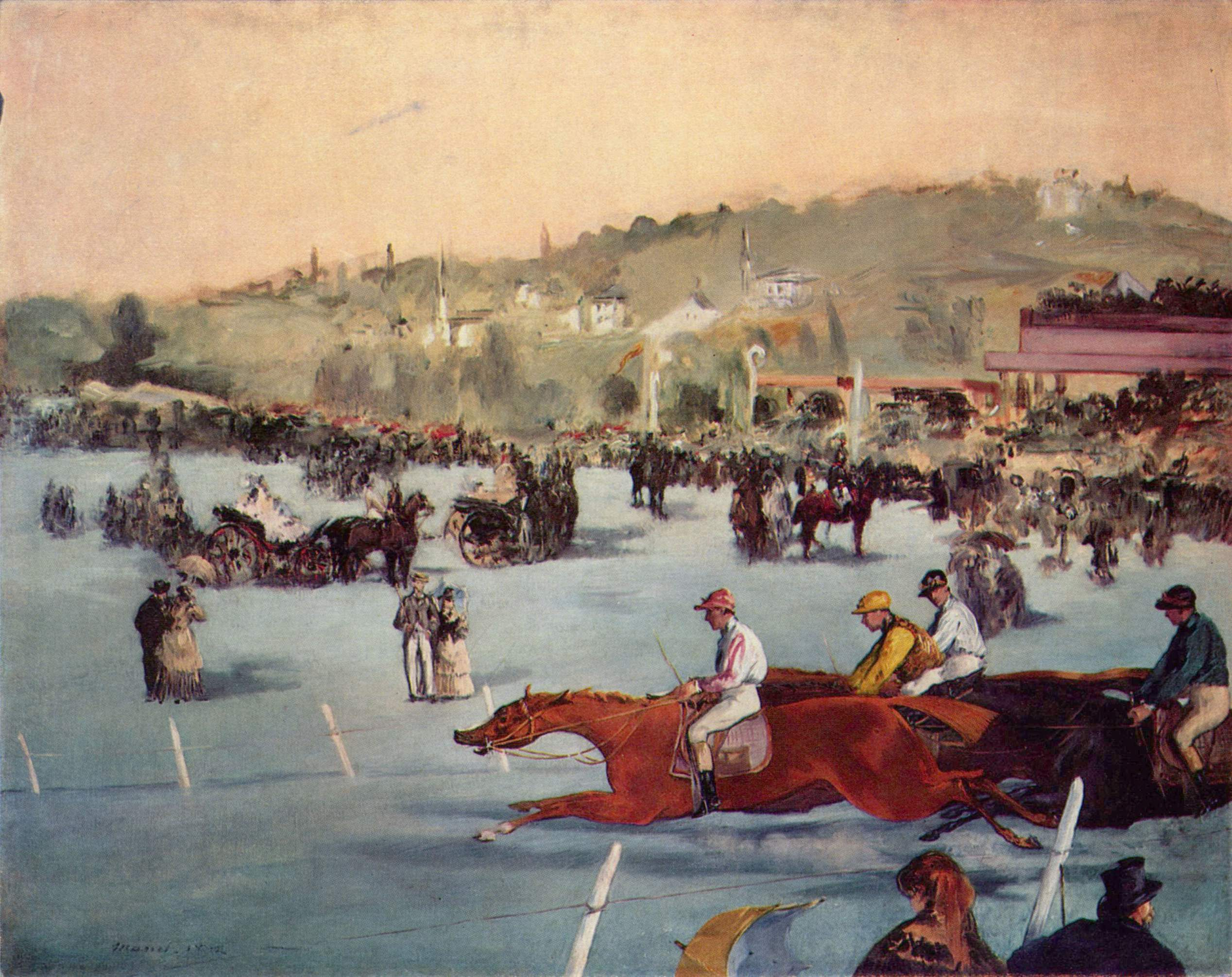
Carrera de caballos en el Bois de Boulogne, de Manet (1872 —antes de las fotografías de Muybridge—).

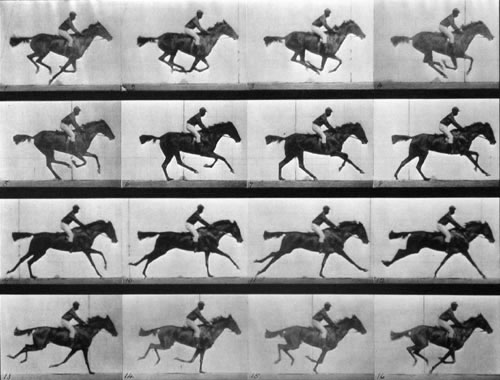
Galope, secuencia de fotografías de Eadweard Muybridge (tomadas en 1878, tal como se publicaron en 1887 en Human and Animal Locomotion).

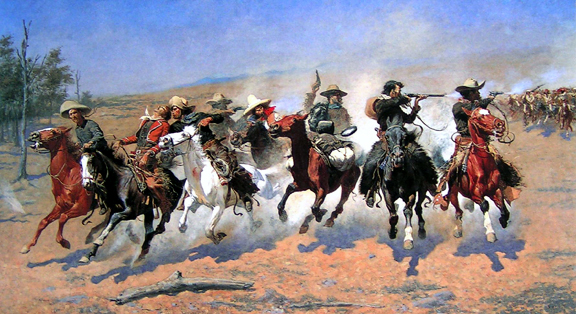
A Dash for Timber, de Frederic Remington (1889 —después de las fotografías de Muybridge—).

Salto, secuencia animada sobre las fotografías de Muybridge.

Antes del trabajo fotográfico de Eadweard Muybridge (una célebre serie de secuencias de fotografías, precedentes de la cinematografía, que reconstruyen el paso, el trote, el galope y el salto, y se publicaron en National Geographic en octubre de 1878 con instrucciones para montarlas en un zootropo), la representación del caballo en movimiento dependía de convenciones muy extendidas, basadas en percepciones erróneas, que para los efectos de más dinamismo recurrían a extender los dos miembros delanteros hacia adelante y los dos miembros traseros hacia atrás, en una postura similar al caballito de madera de los juegos infantiles.
Degas y Manet se interesaron por estas fotografías, las copiaron y utilizaron como referencia en su obra posterior. También inspirados en las fotografías de Muybridge, Frederic Remington y Thomas Eakins, pintores estadounidenses, fueron de los primeros en reflejar con total propiedad el movimiento del caballo en pintura.

## El caballo en el cine
La aparición del verdadero cine, desde 1895, dio oportunidad para una nueva forma de reflejar el caballo en el arte. Algunos géneros cinematográficos, como el western o el cine histórico son particularmente proclives a ello.
Independientemente del género, algunas memorables escenas de grandes películas se centran en caballos, como la escena del puente de Octubre de Sergei Eisenstein, homenajeada (en cuanto a la utilización del caballo como metáfora visual) por Costa Gavras en Desaparecido.
Se ha señalado que la escena de caballos desbocados de Adiós a las armas (película de 1932), de Frank Borzage, proporcionó a Picasso la inspiración para el caballo del Guernica (1937).

## Artistas ecuestres y artistas equinos
Se suele llamar artistas ecuestres (a pesar de la ambigüedad con los especialistas en el arte ecuestre de la hípica), pintores ecuestres o escultores ecuestres a pintores y escultores especializados en caballos. No debe utilizarse para los seres humanos la expresión "artistas equinos", que se reserva para los caballos a los que quiere calificarse de artistas, habitualmente por su especial destreza para el arte ecuestre (aunque en realidad, el "artista" en estos casos es el jinete o domador). Hay incluso algunos caballos a los que se ha puesto a producir presuntas "obras de arte" pictórico, estimulándoles a realizar trazos en un lienzo con un pincel que se les pone en la boca (como a otros "animales artistas" —loros con el pico, chimpancés con las manos, perros con las patas—); lo que más que indicar la naturaleza artística del animal, es una más de las provocaciones que buscan cuestionar los límites del arte contemporáneo y del mercado de arte. El más conocido "caballo pintor" es Cholla.

### Pintores de retratos ecuestres

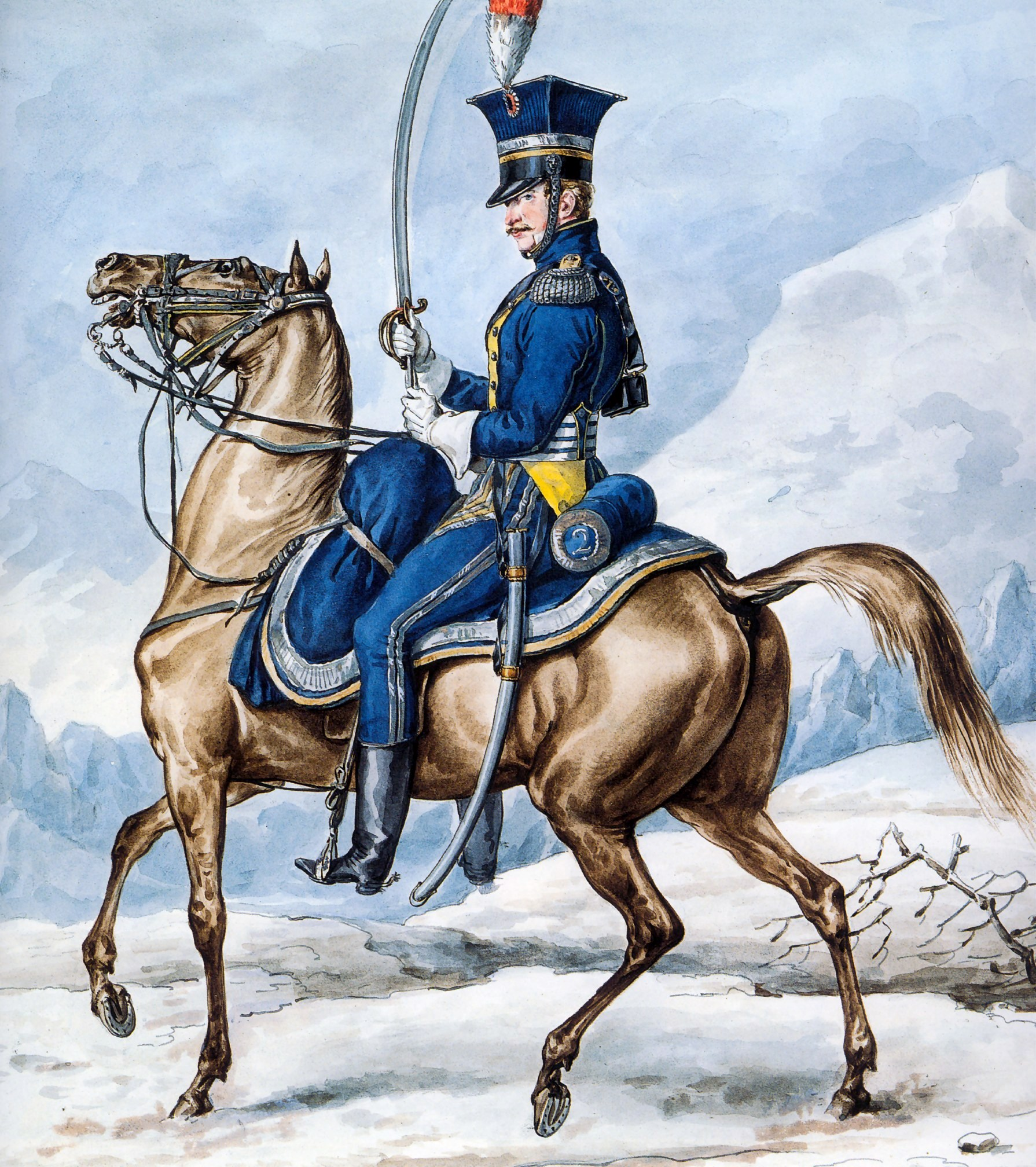
Dessin du 8e régiment de lanciers à cheval polonais, de Vernet. Se reproduce fielmente el movimiento de trote.

- John Doyle (pintor)[111]
- George Derville Rowlandson[112]
- Emil Adam[113]
- François-Émile de Lansac[114]
- William Skeoch Cumming[115]
- Juan Bautista Ravanals
- David von Krafft[116]
- Alfred de Dreux
- Carle Vernet[117] (1758-1836), pintor de género, dibujante y litógrafo, se especializó como Gros en la pintura militar, pero también realiza escenas de caza y de petits métiers.[118] Su gran conocimiento del caballo le lleva a reflejar propiamente el "aire"; abriendo un camino que seguirá su hijo. Horace Vernet.

### Escultores de retratos o monumentos ecuestres
- Abbondio Sangiorgio[119]
- Raffaello Romanelli[120]
- Evgueni Alexandrovitch Lanceray[121] realizó unas 400 obras, de las que la mitad son ecuestres. Influyó en Remington. Fue también criador de caballos, poseyendo unos veinte en su casa de Neskoutchnoïe.[122]

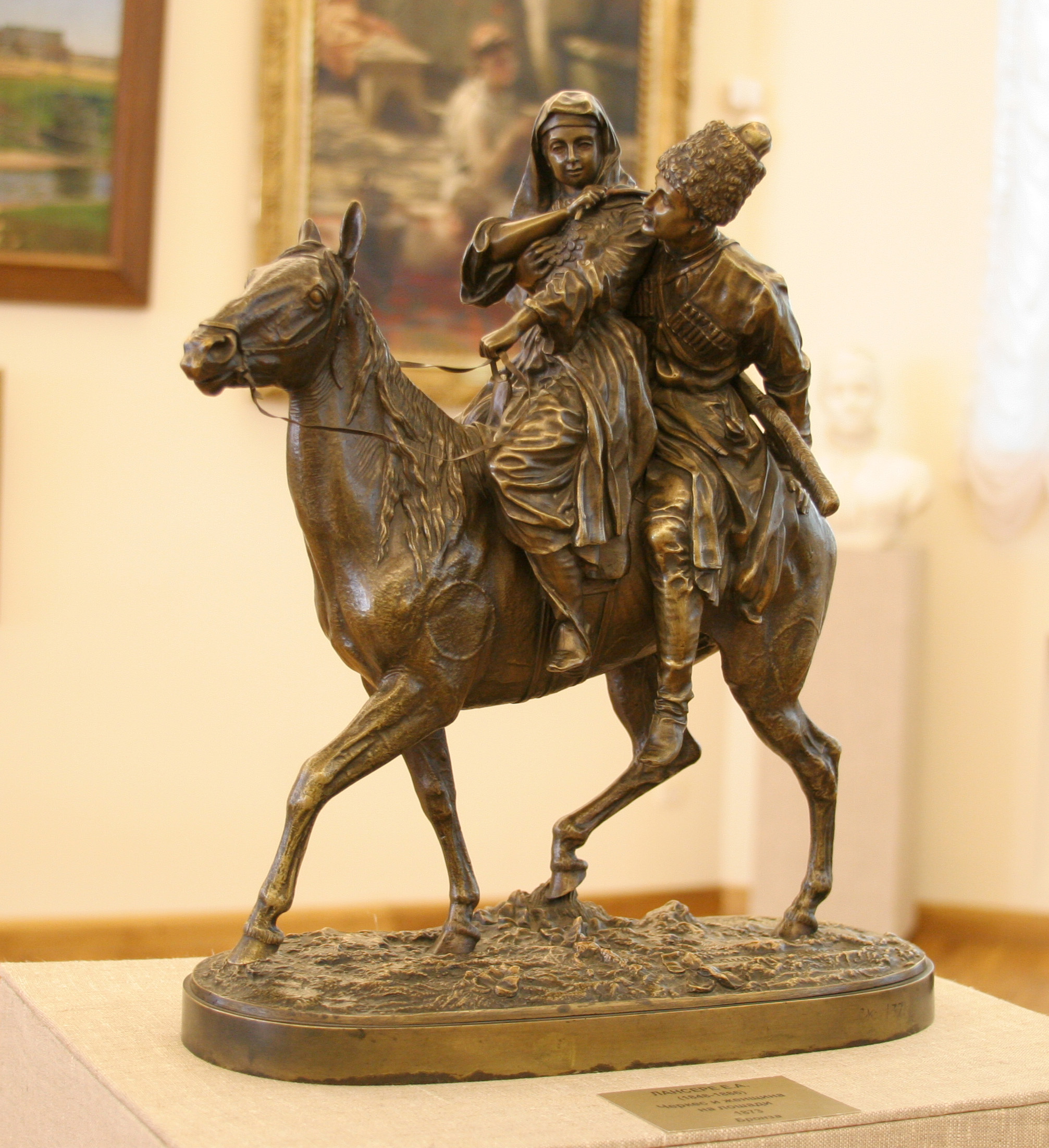
Tcherkesse et une femme à cheval, de Lanceray.

## Pegaso en el arte
Las representaciones de Pegaso, por sí mismo o en escenas del mito de Perseo y Andrómeda son numerosas desde la Antigüedad. Son la imagen referente en la cultura occidental del arquetipo del caballo alado que está presente en otras diferentes culturas.

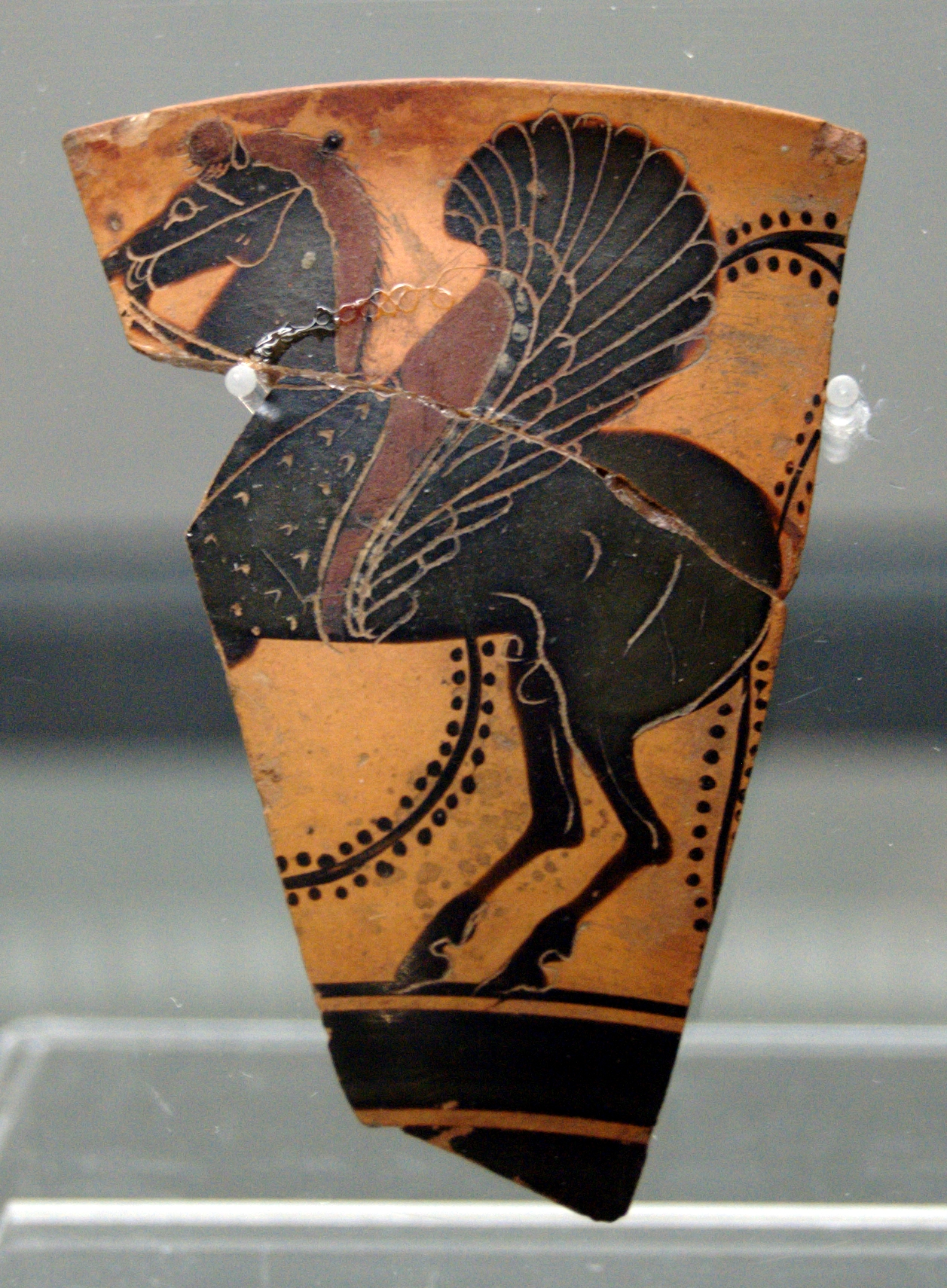
Cerámica ática de figuras negras, finales del siglo VI a. C.
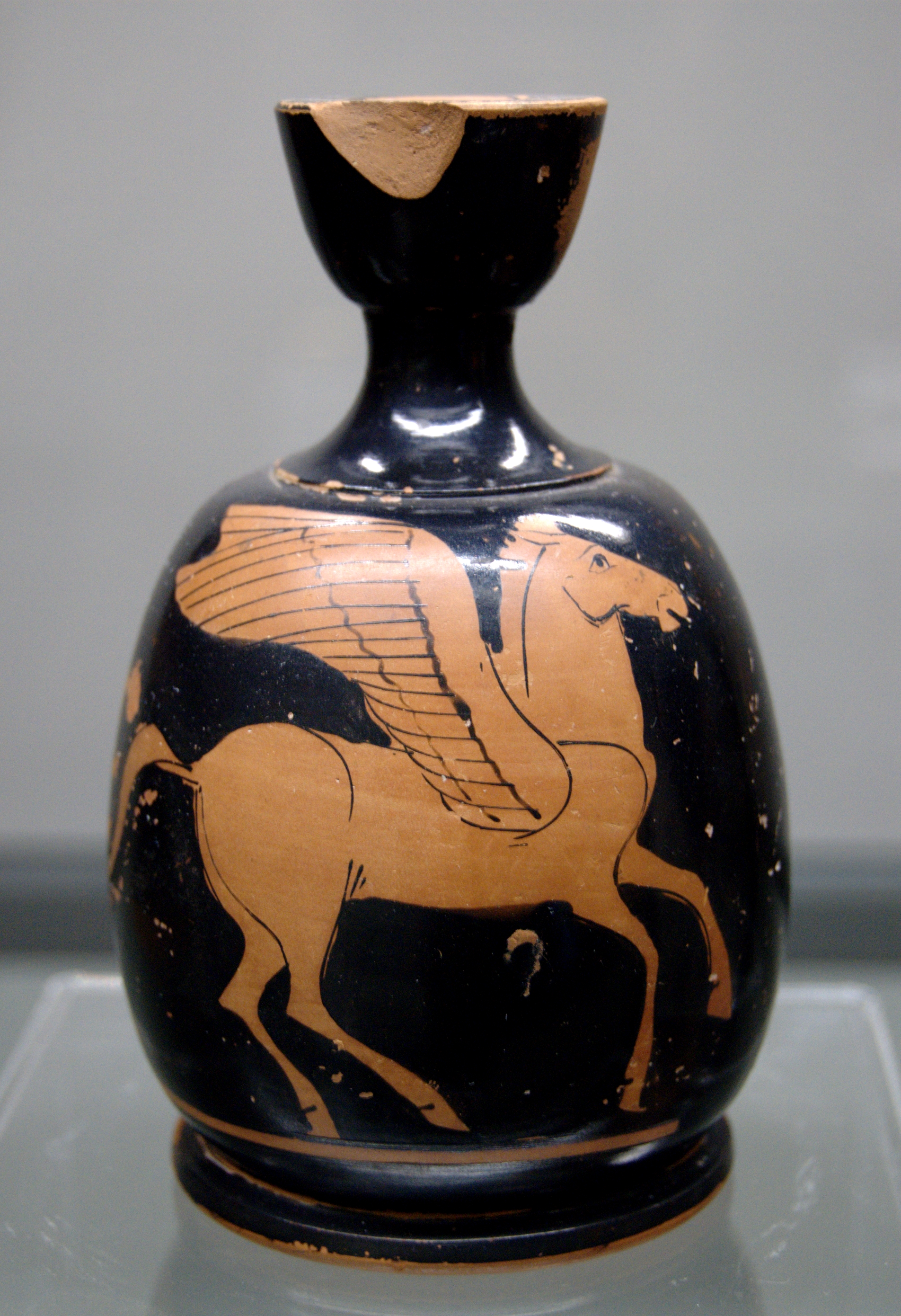
Lécythe aryballisque ático de figuras rojas, proveniente de Sicilia, 480-460 a. C.
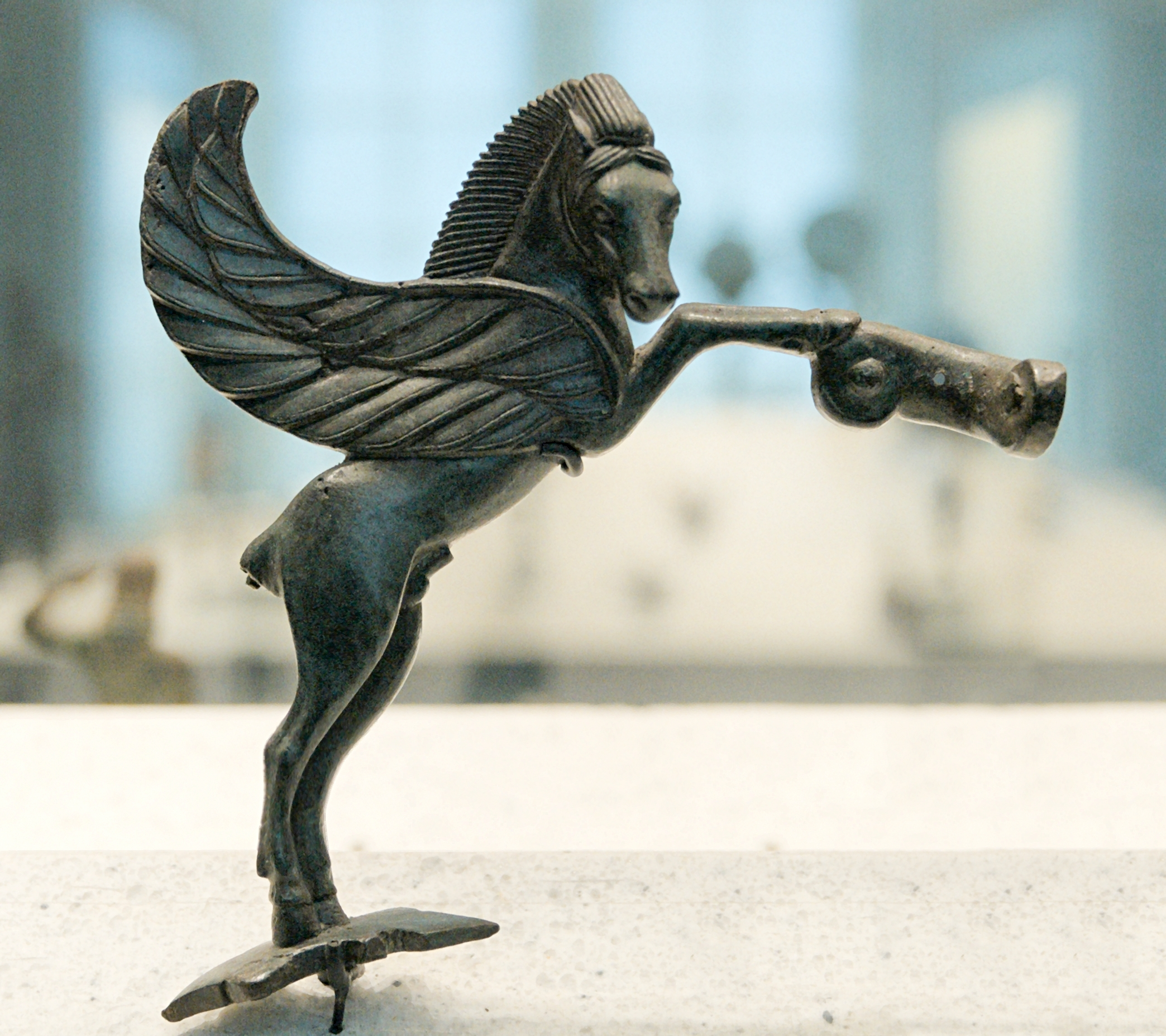
Figurilla de bronce de un taller de Grecia noroccidental, siglo VI a. C.
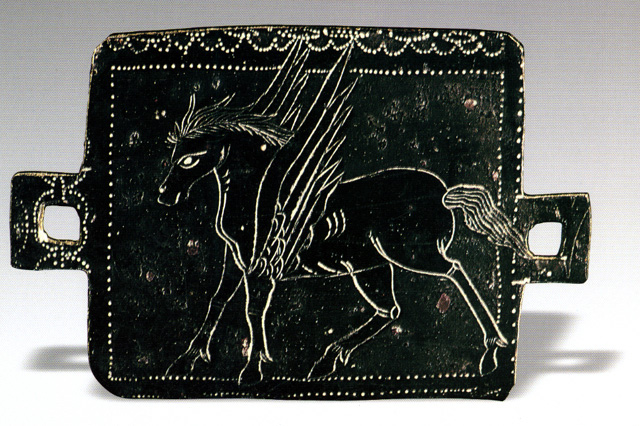
Plato parto de bronce representando a Pegaz (nombre de Pegaso en persa) procedente de Masjed Soleiman.
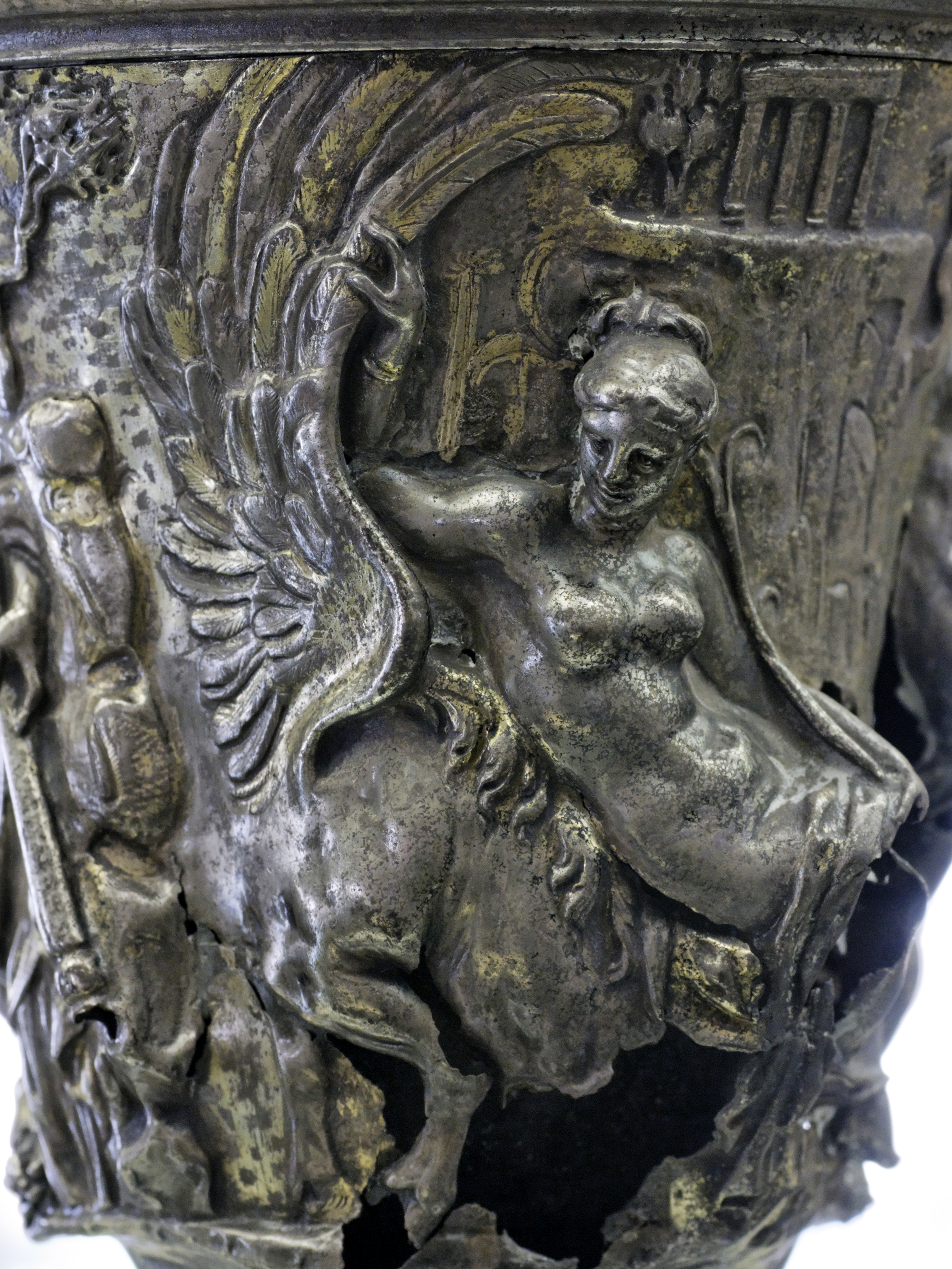
Ninfa fluvial con Pegaso junto al santuario de Afrodita en Acrocorinto. Plata repujada y oro, taller italiano, mediados del siglo I a. C. Proviene del tesoro de Berthouville.
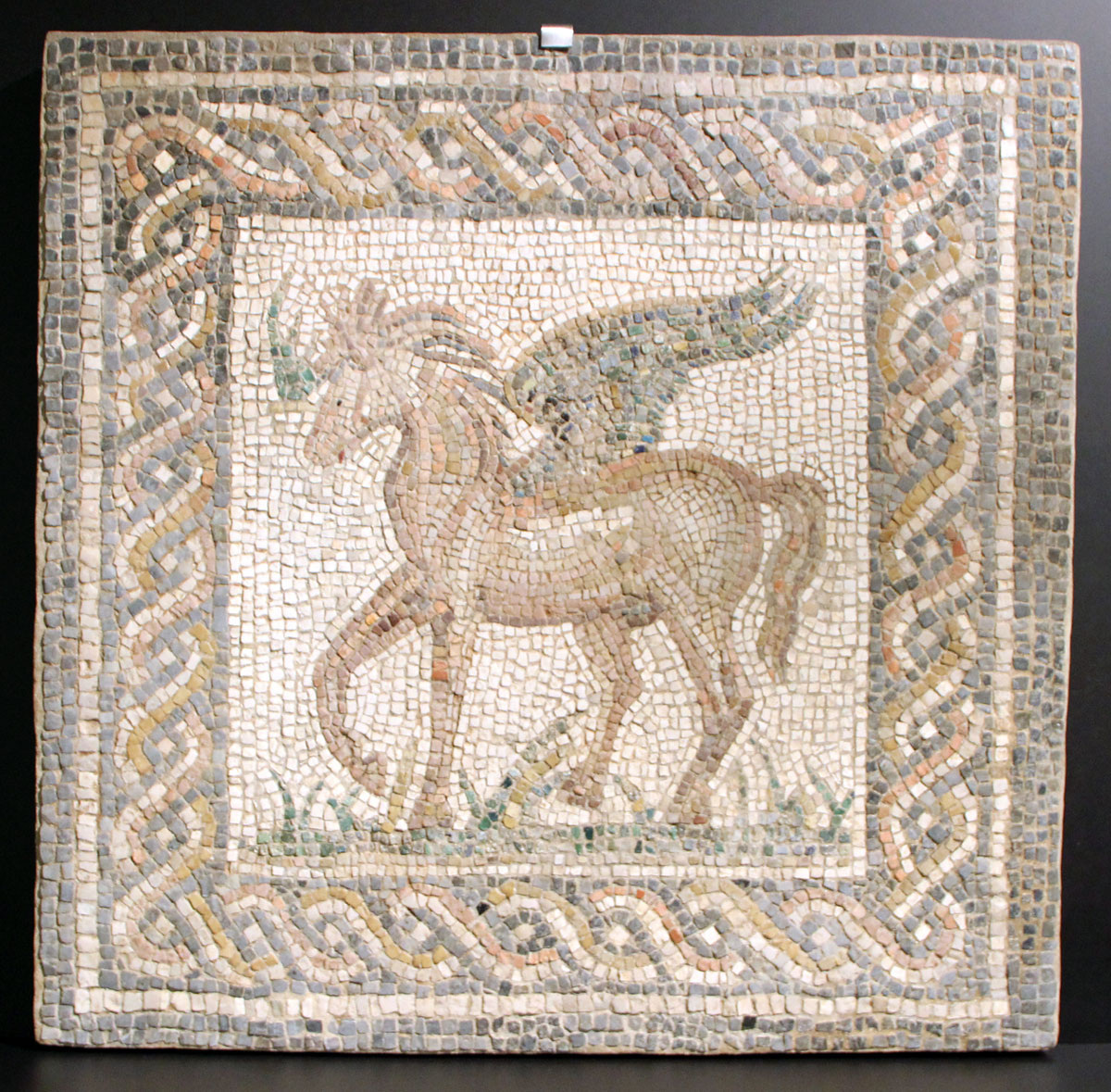
Mosaico romano del siglo II, Córdoba.
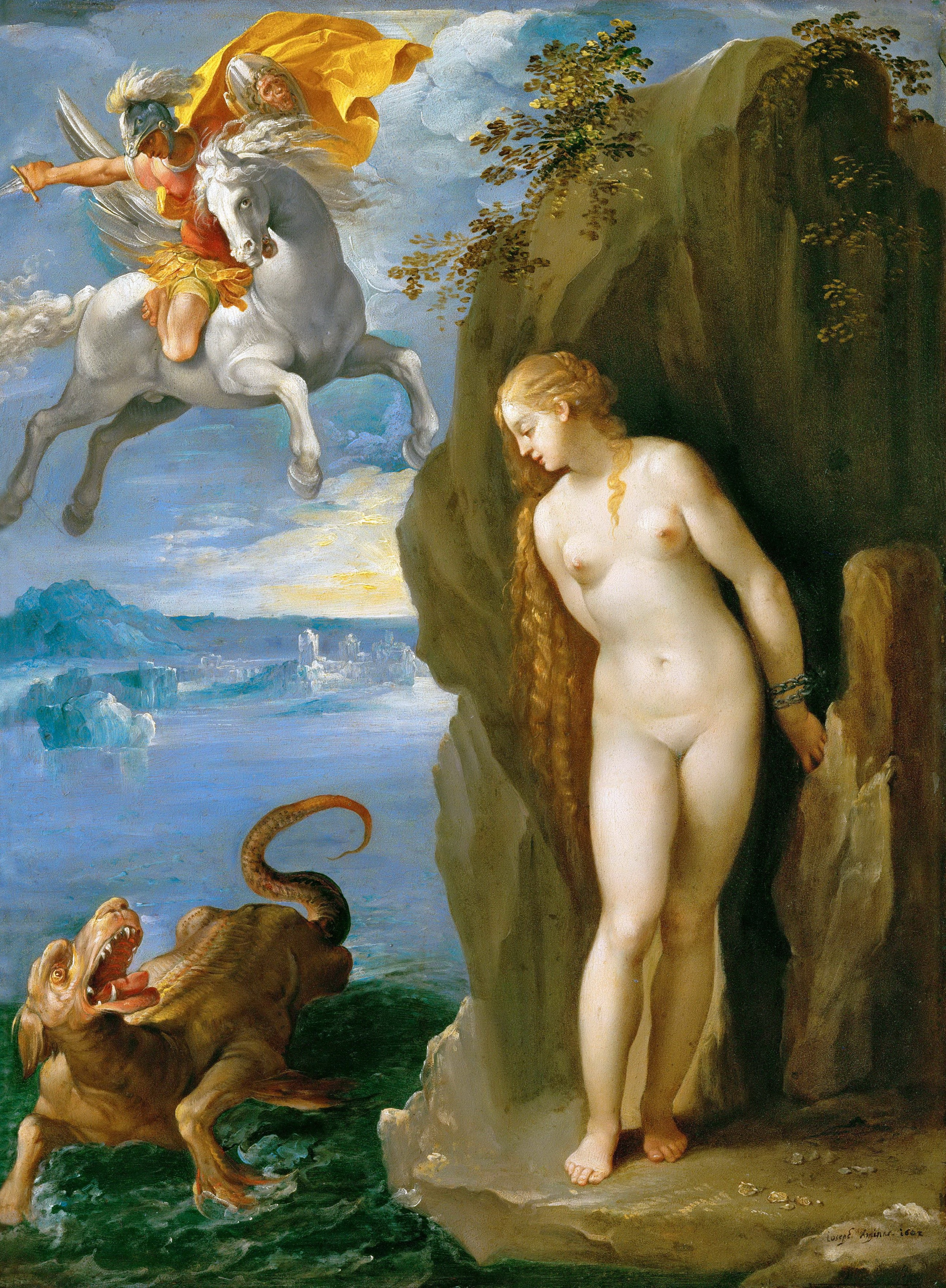
Andrómeda encadenada, del Cavaliere d'Arpino, 1594-1598, donde se representa a Pegaso como un caballo blanco.
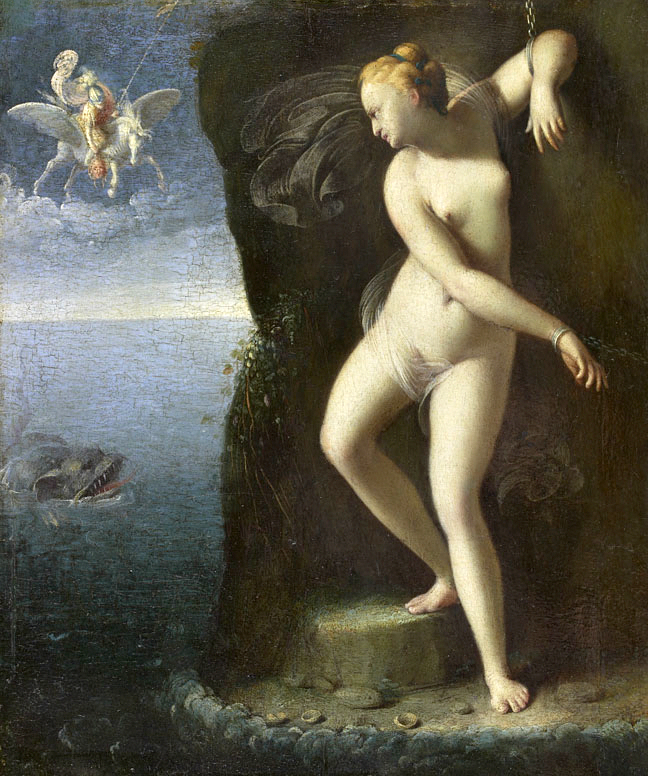
Andrómeda atada, de Carlo Saraceni, 1600, también blanco.
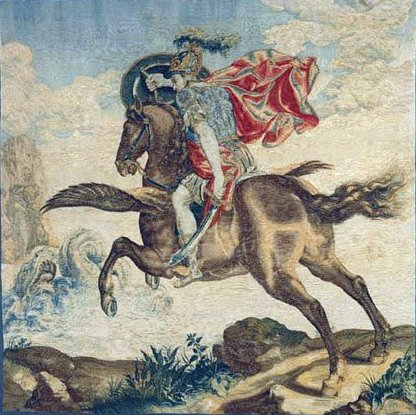
Perseo y Andrómeda, de Francis Cleyn,[125] 1635-1645. Pegaso se representa como un caballo castaño.
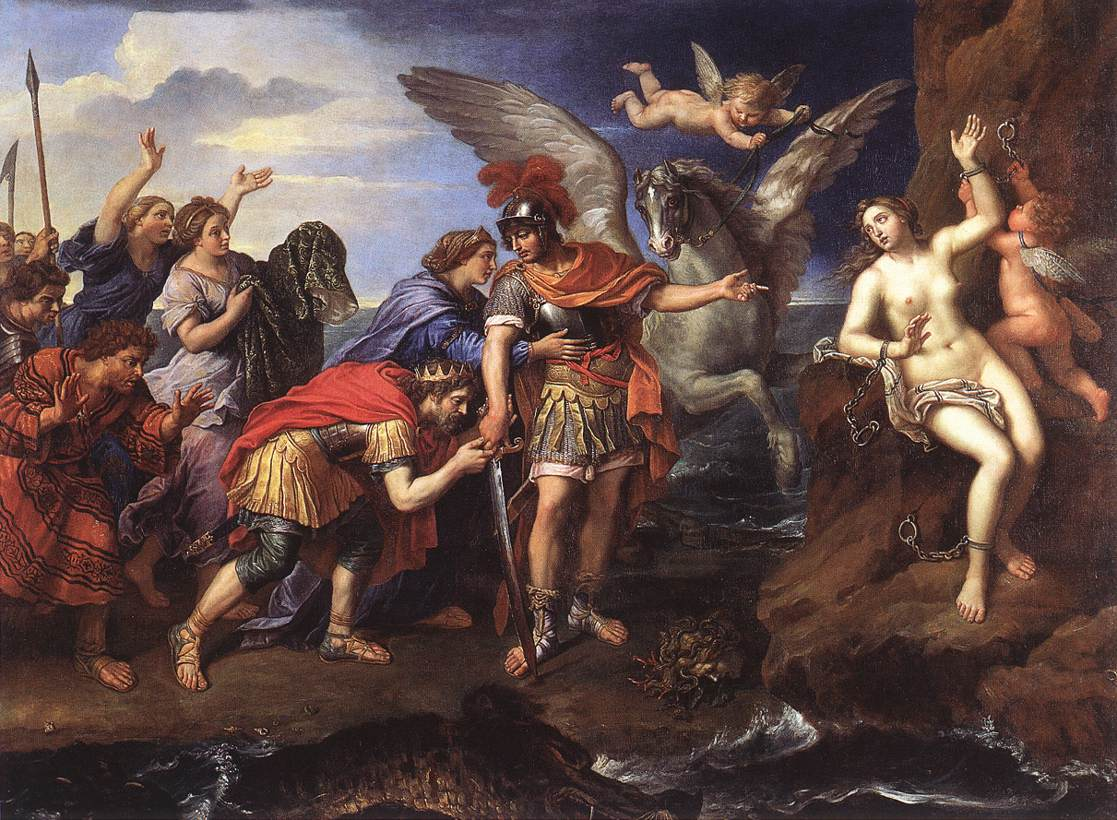
Liberación de Andrómeda, de Pierre Mignard, 1679. Pegaso se representa como un caballo tordo.
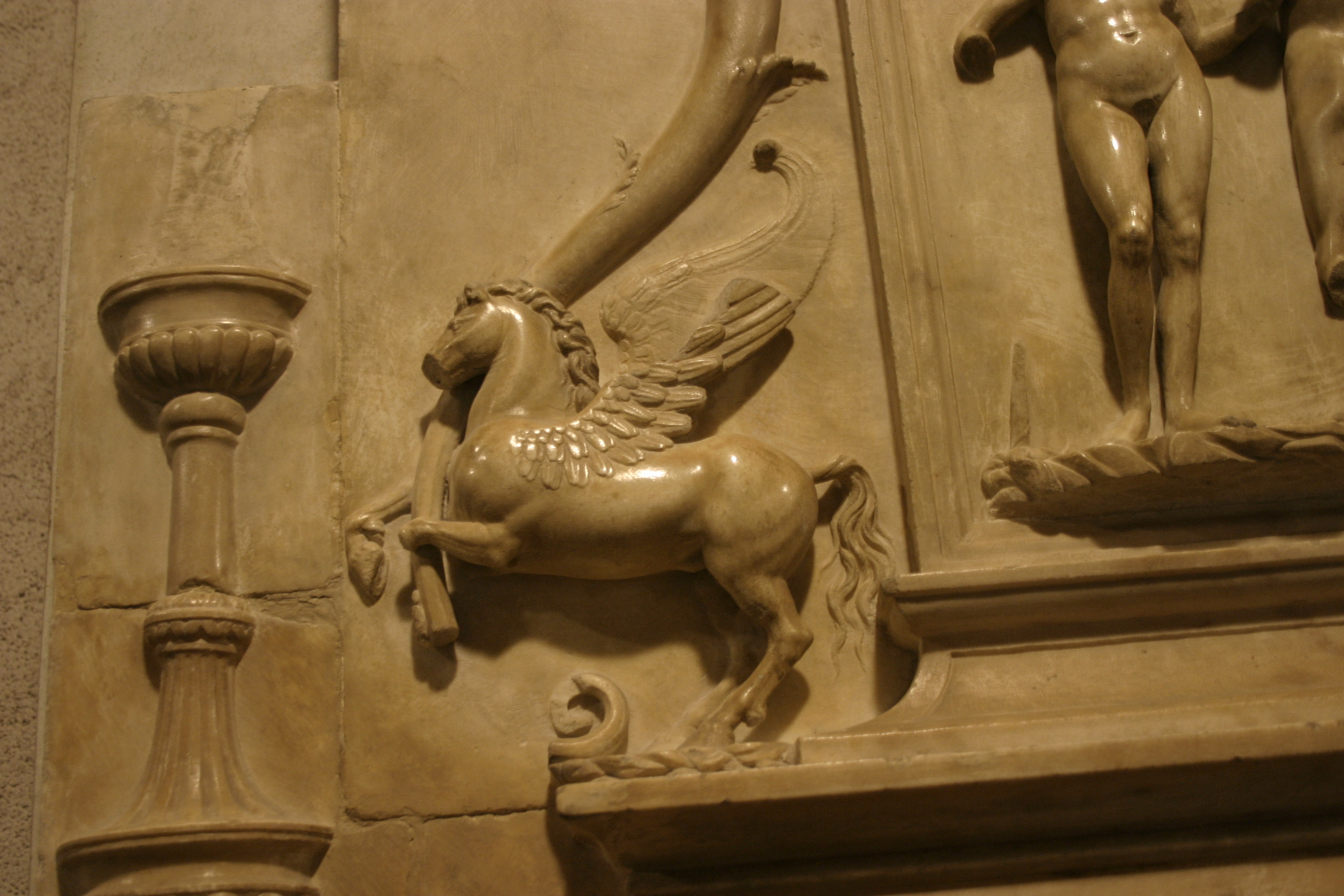
Detalle del monumento funerario del poeta Lancino Curzio, iglesia de San Marcos (Milán),[126] 1513.
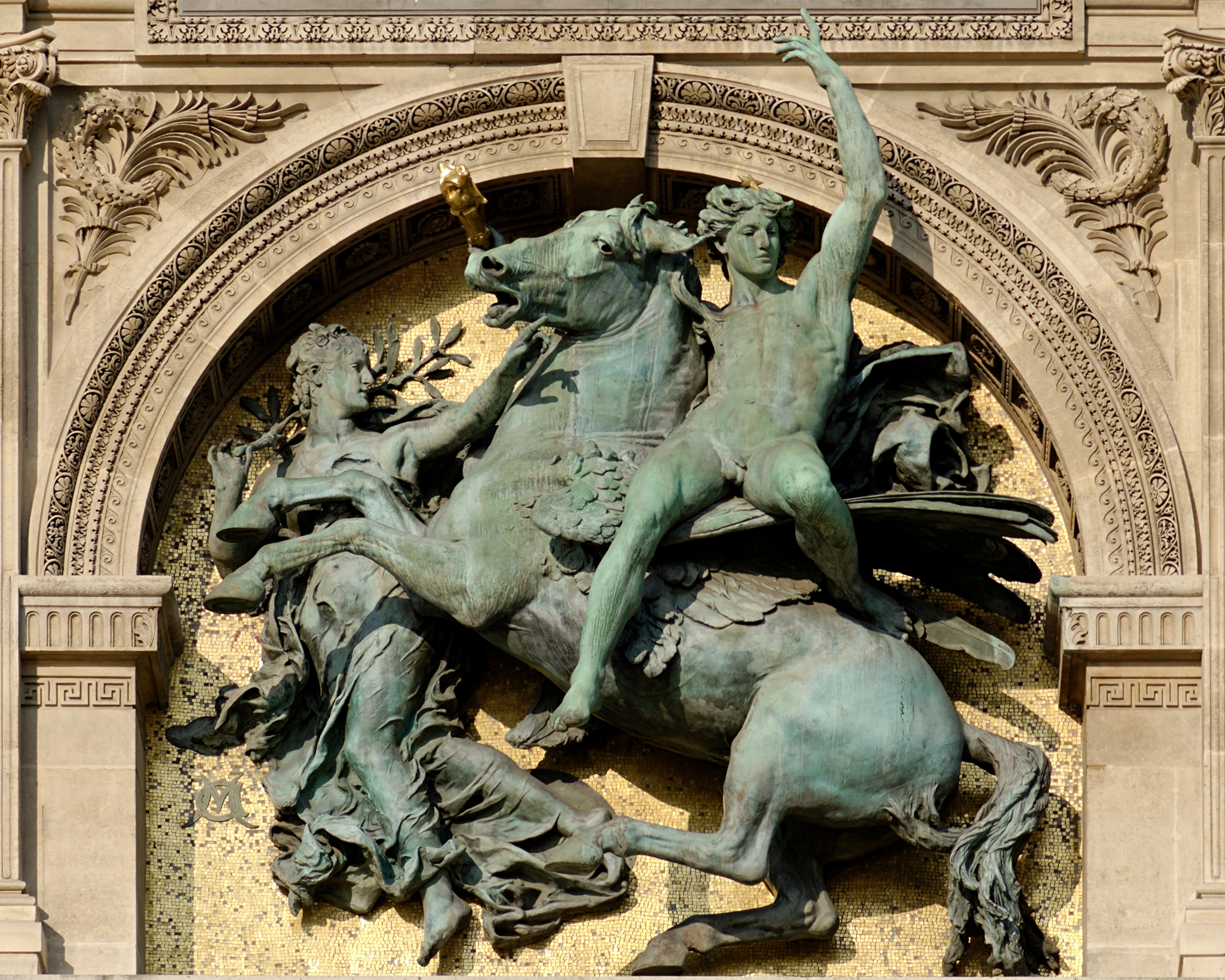
Le Génie des Arts, de Antonin Mercié, cobre martillado, 1877.
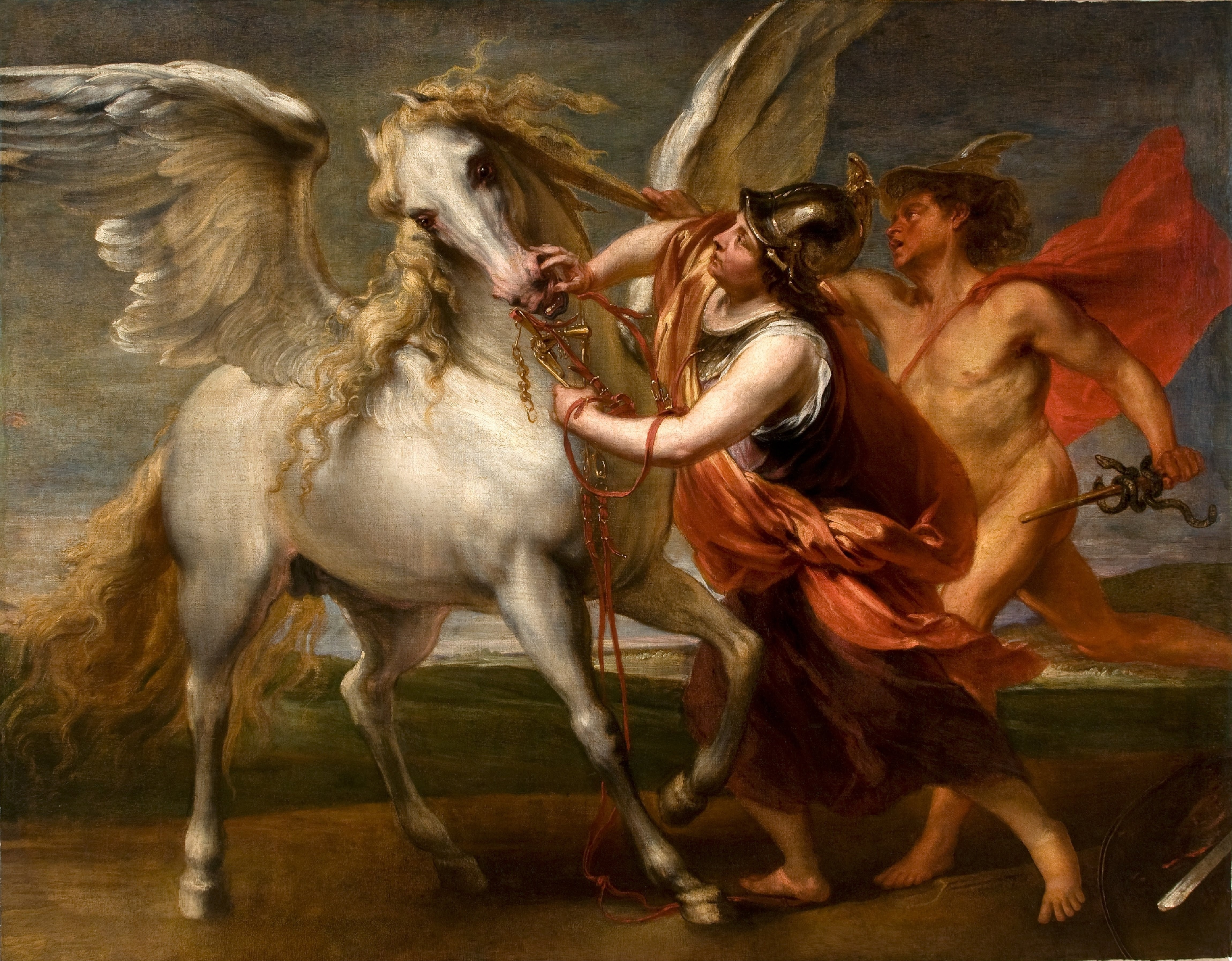
Jan Boeckhorst, 1821.
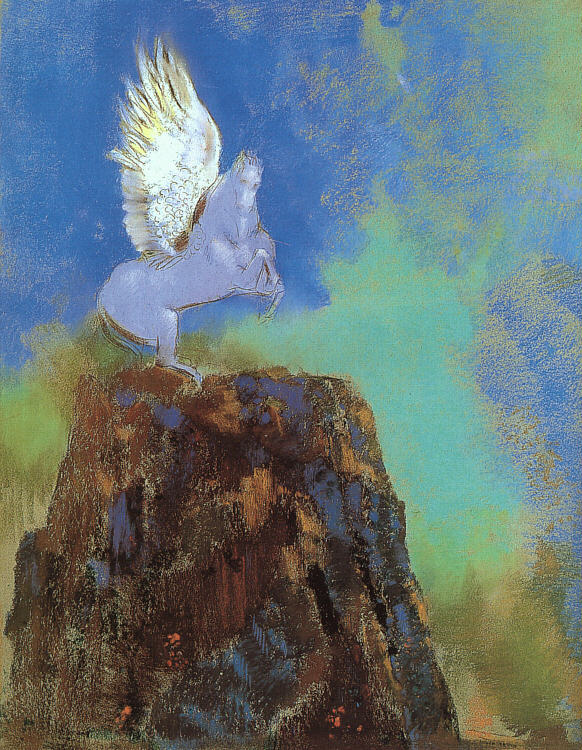
Odilon Redon, 1900.
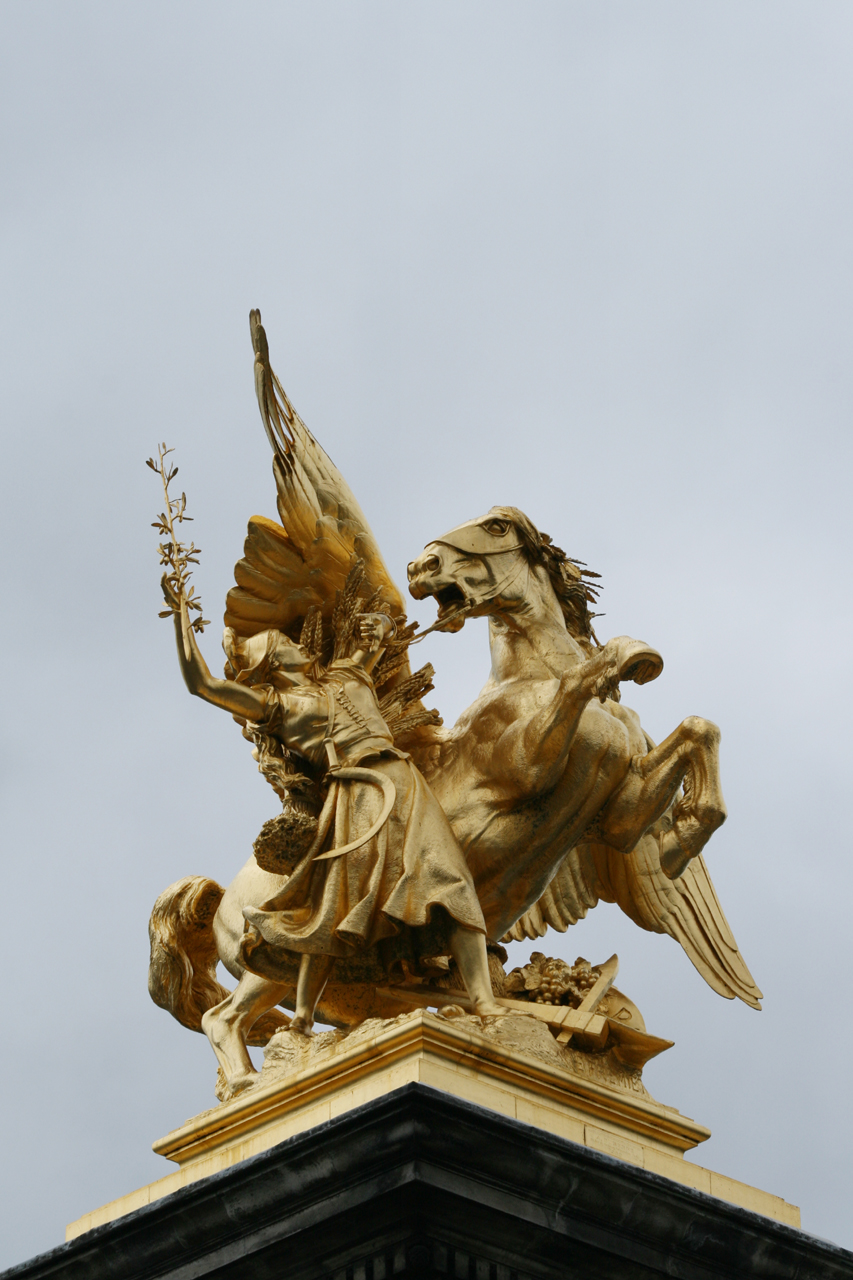
La renommée de l'agriculture, Emmanuel Frémiet, en el pont Alexandre-III de París.

## Enlaces
- Caballo árabe (Guillemin)